# Emléktáblák Budapest V. kerületében
A Budapest V. kerülete szócikkhez kapcsolódó képgaléria, mely helyi, országos vagy nemzetközi hírű személyekkel, valamint épületekkel, műtárgyakkal, helynevekkel és eseményekkel összefüggő emléktáblákat tartalmaz.

## Galéria

### Emléktáblák

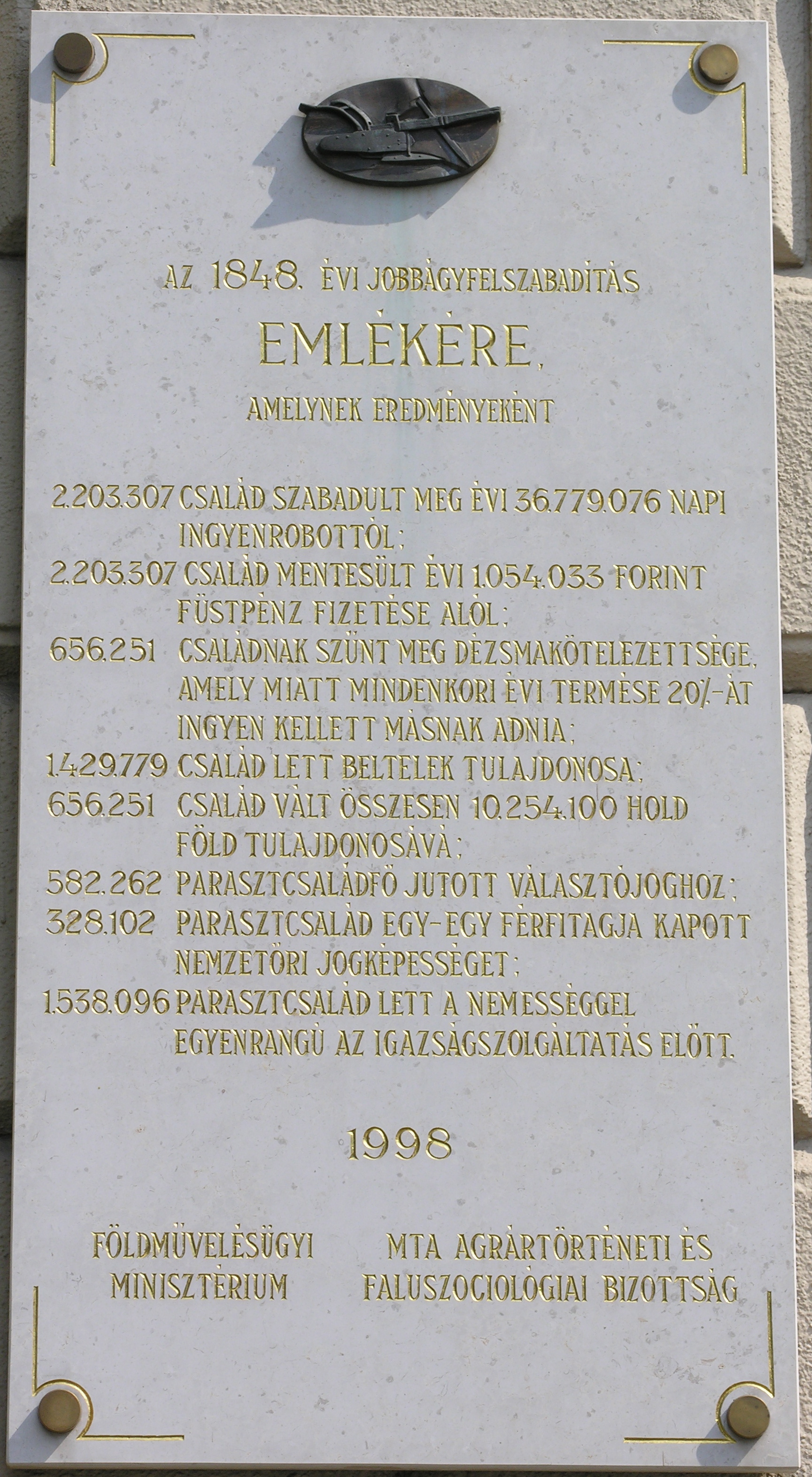
1848. évi jobbágyfelszabadítás, Kossuth Lajos tér 11.
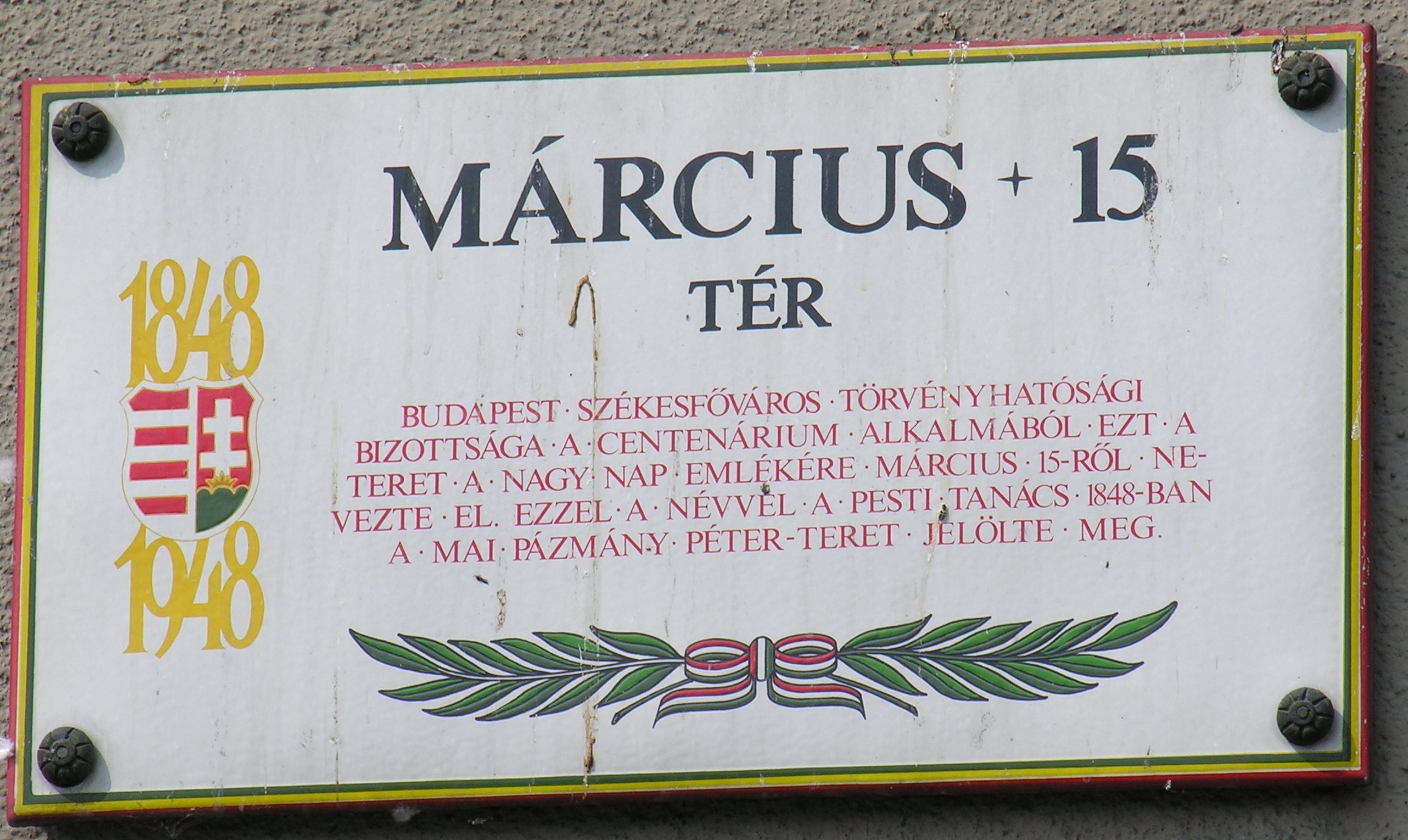
1848. március 15., Március 15. tér 1.
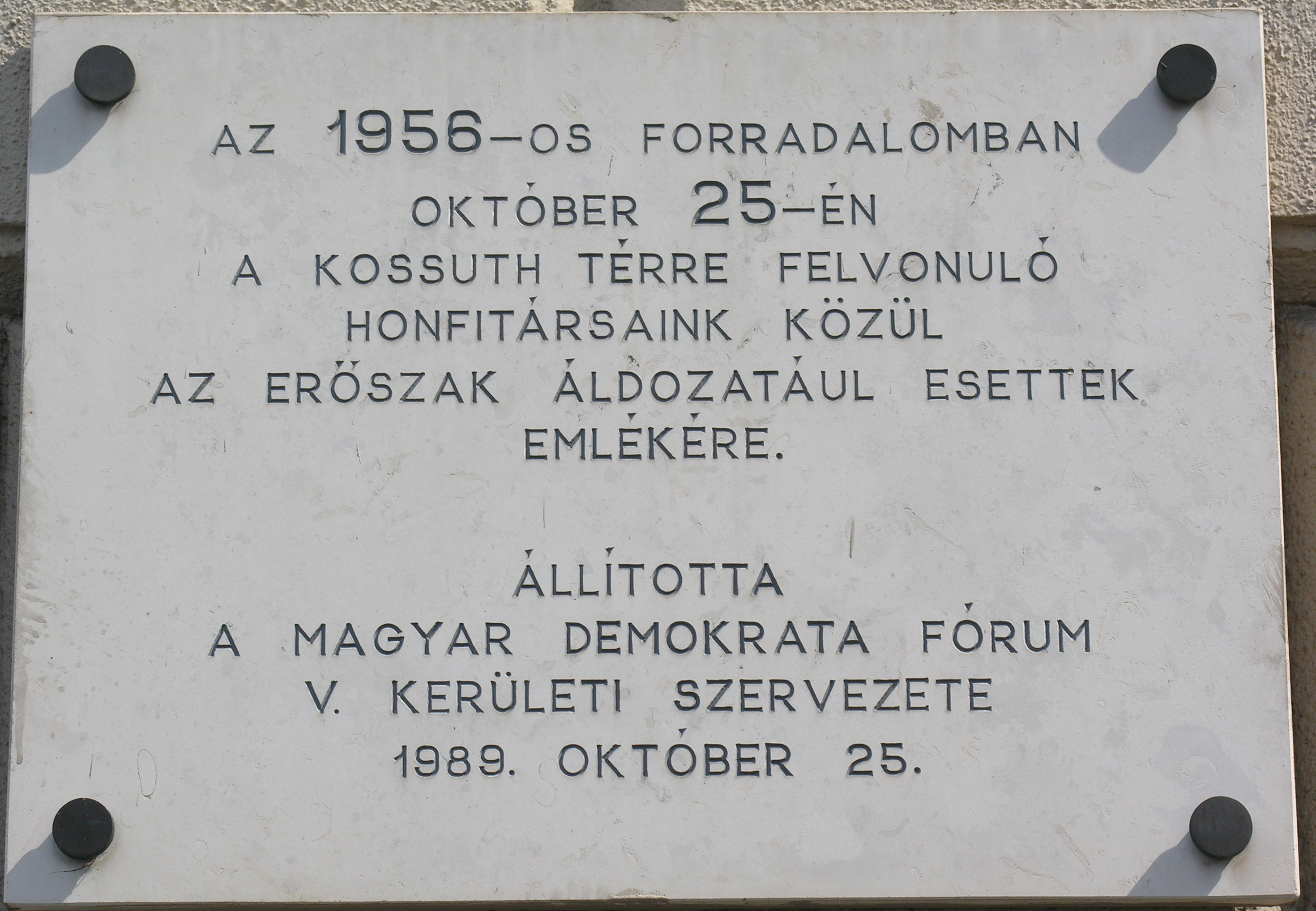
1956. október 25., Kossuth Lajos tér 11.
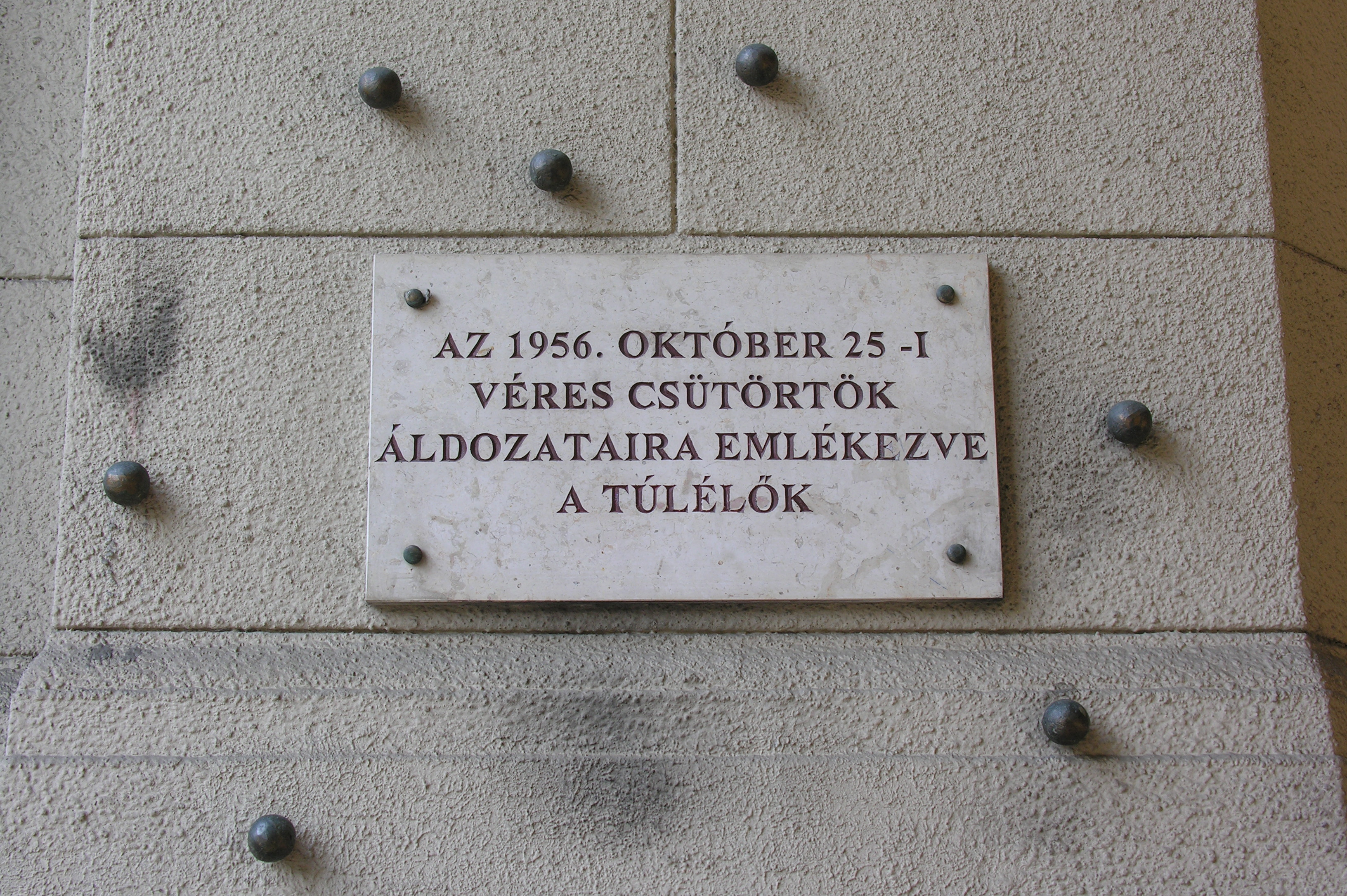
1956. október 25., Kossuth Lajos tér 11.
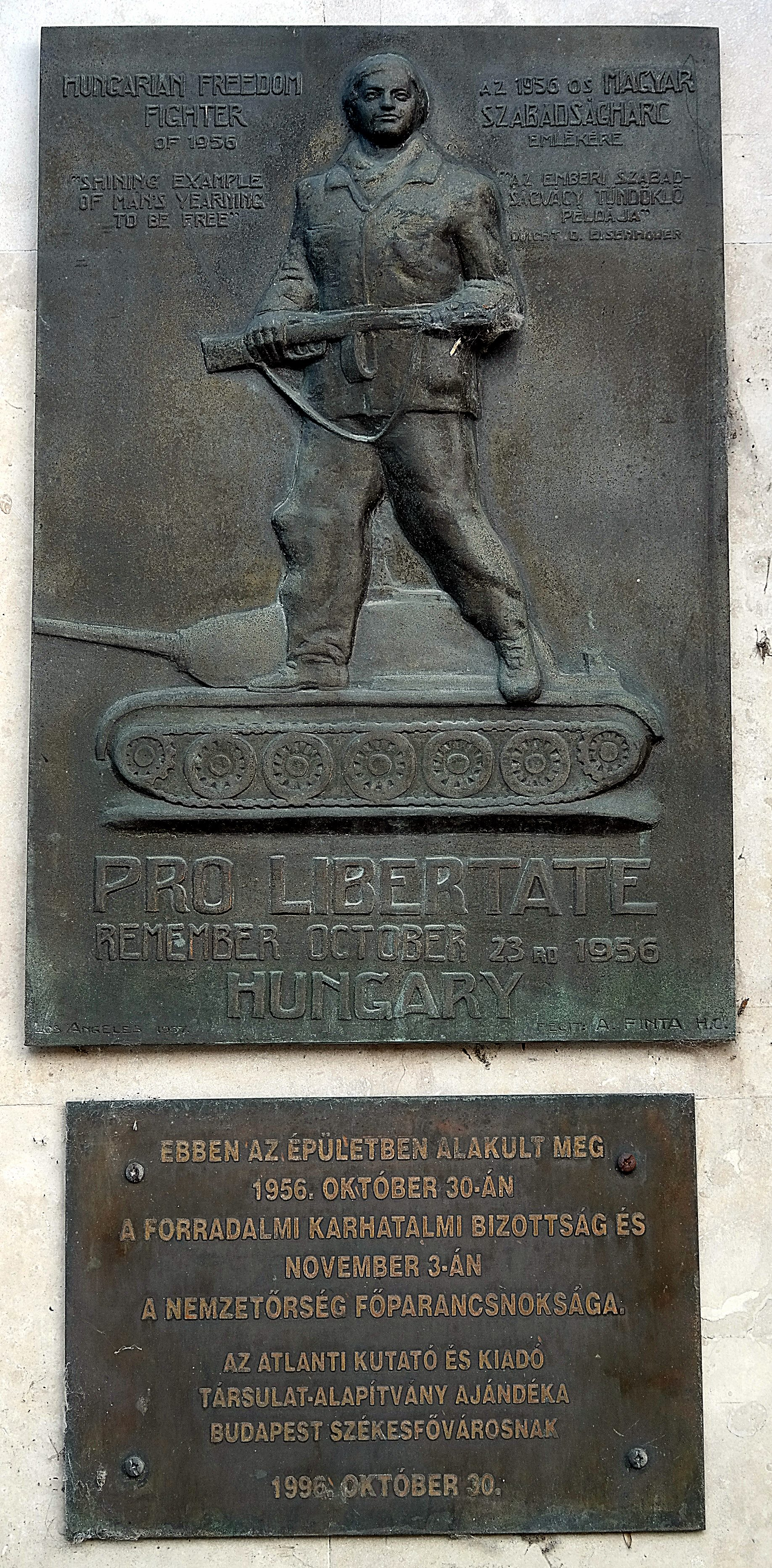
1956-os forradalom, Erzsébet tér 9-10.
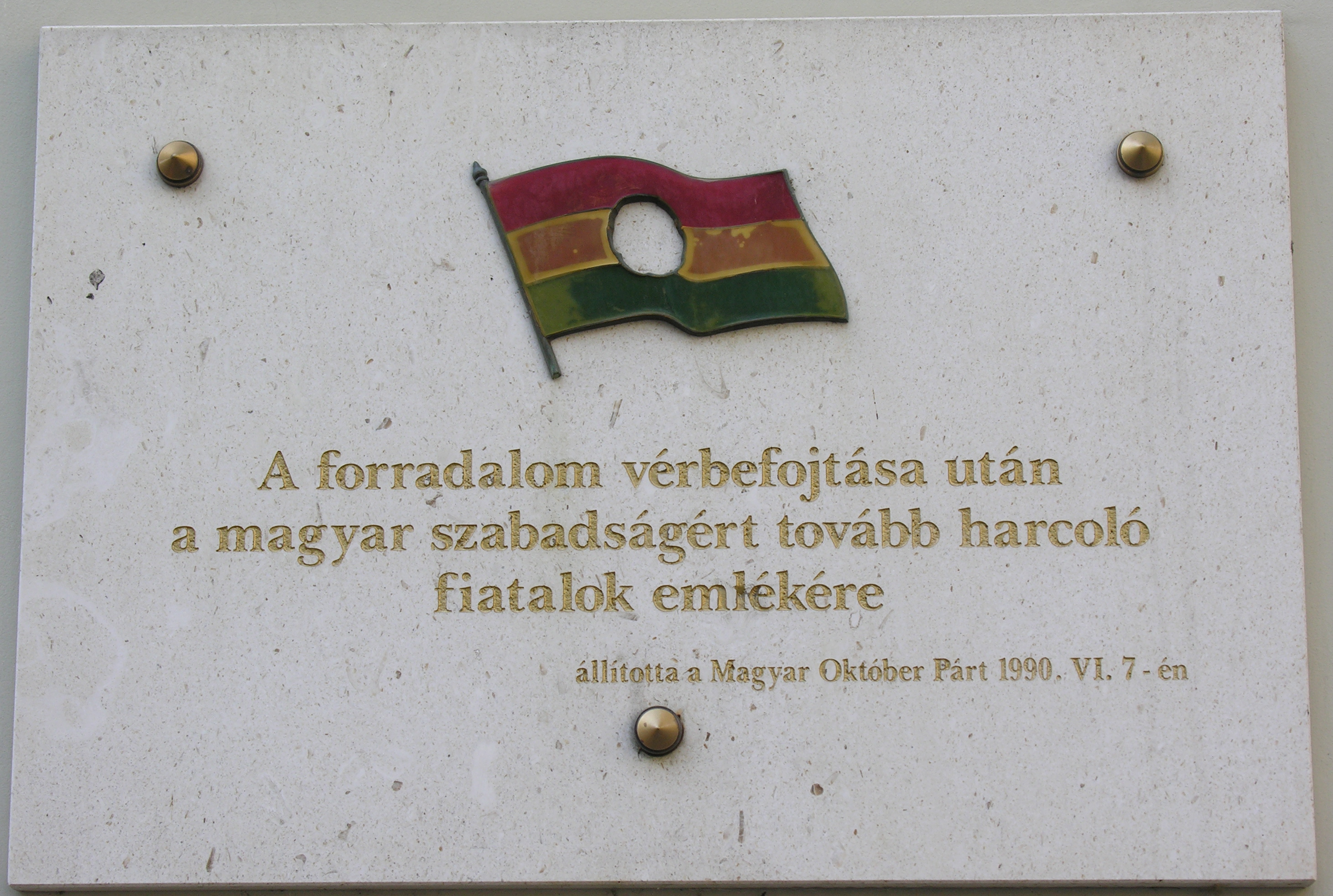
1956-os forradalom, Nádor utca 22.
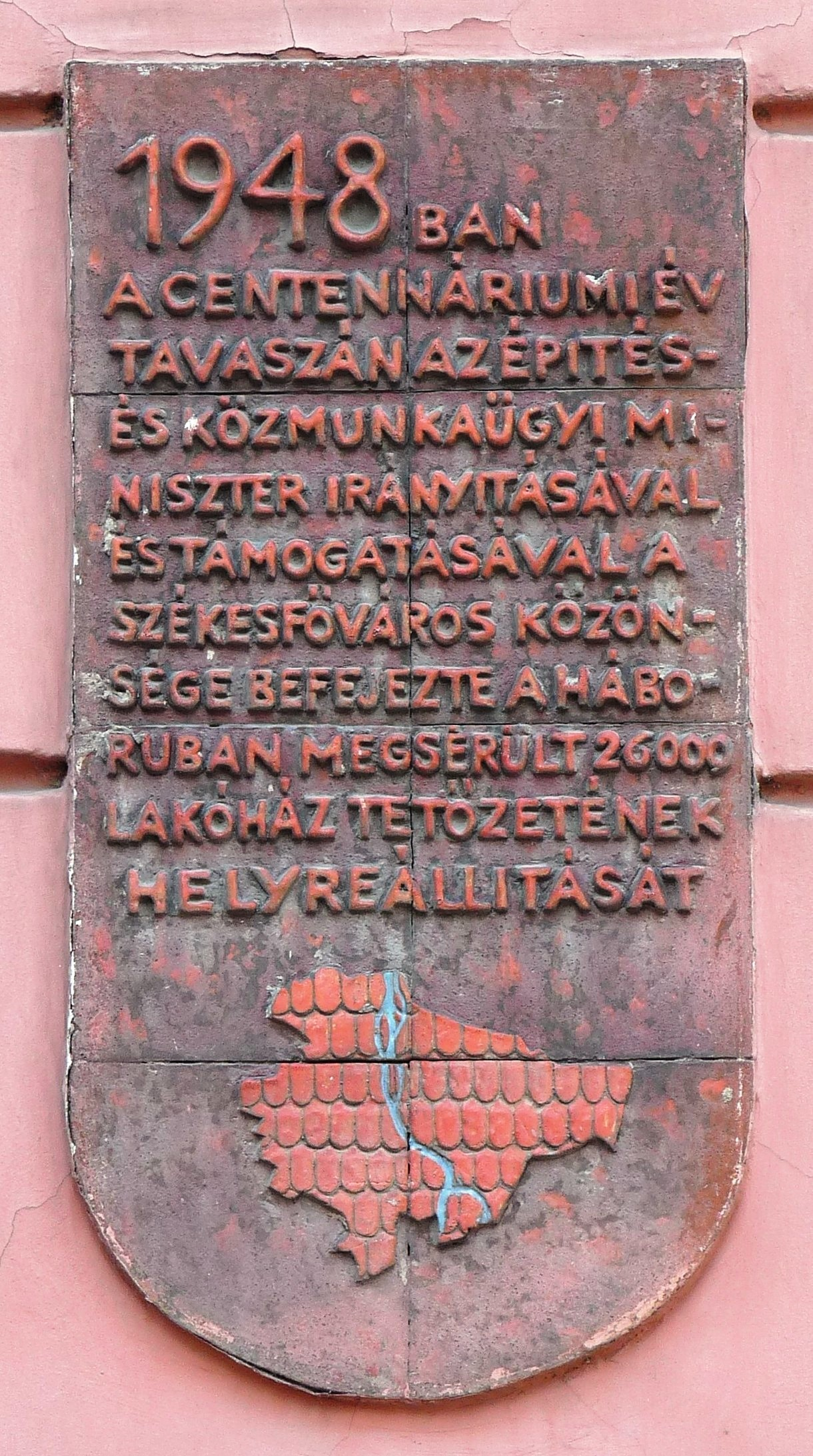
26 000 helyreállított budapesti tetőszerkezet, Városház utca 9. alkotó: Kovács Margit
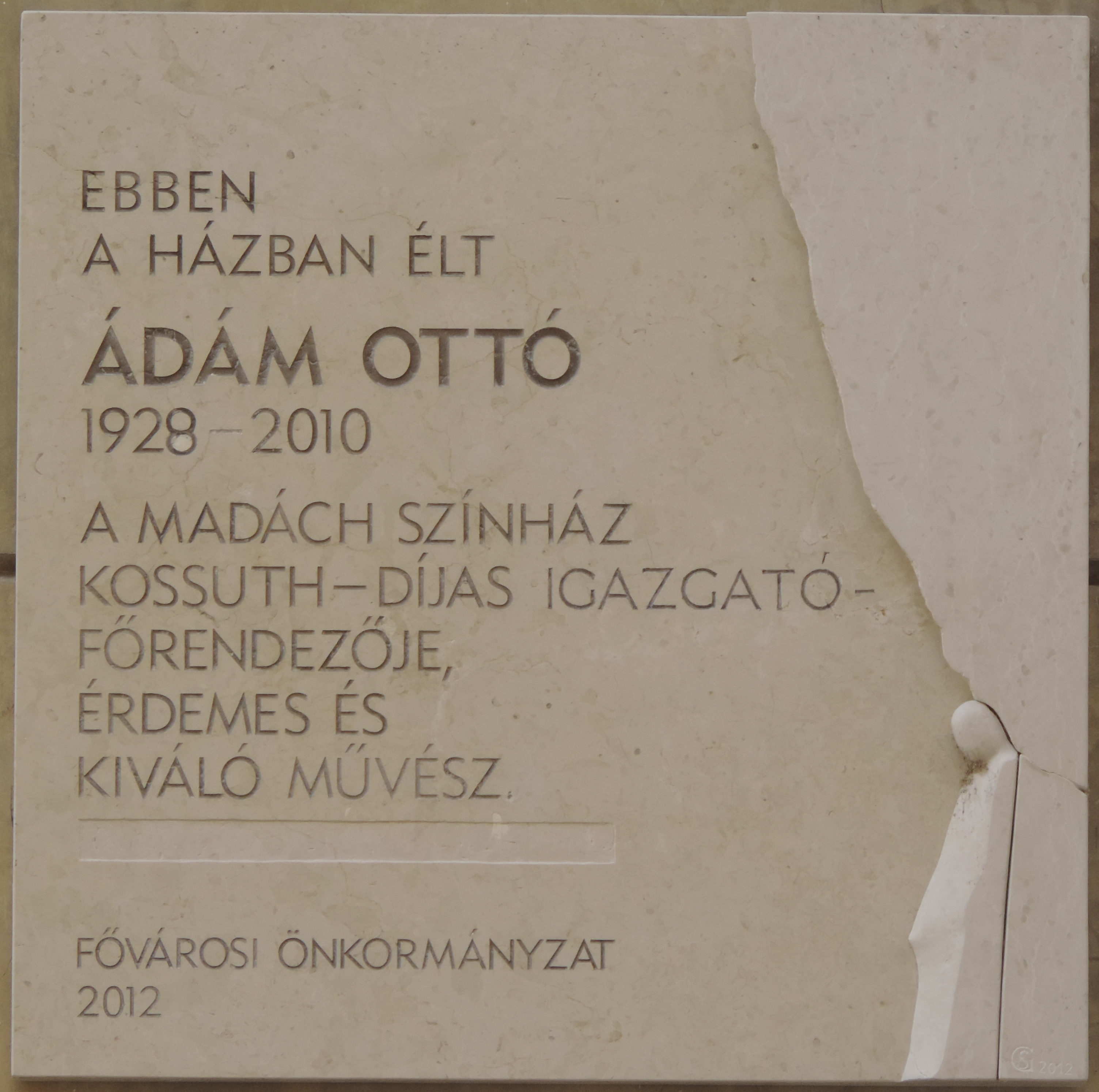
Ádám Ottó, Galamb utca 4. alkotó: Stremeny Géza
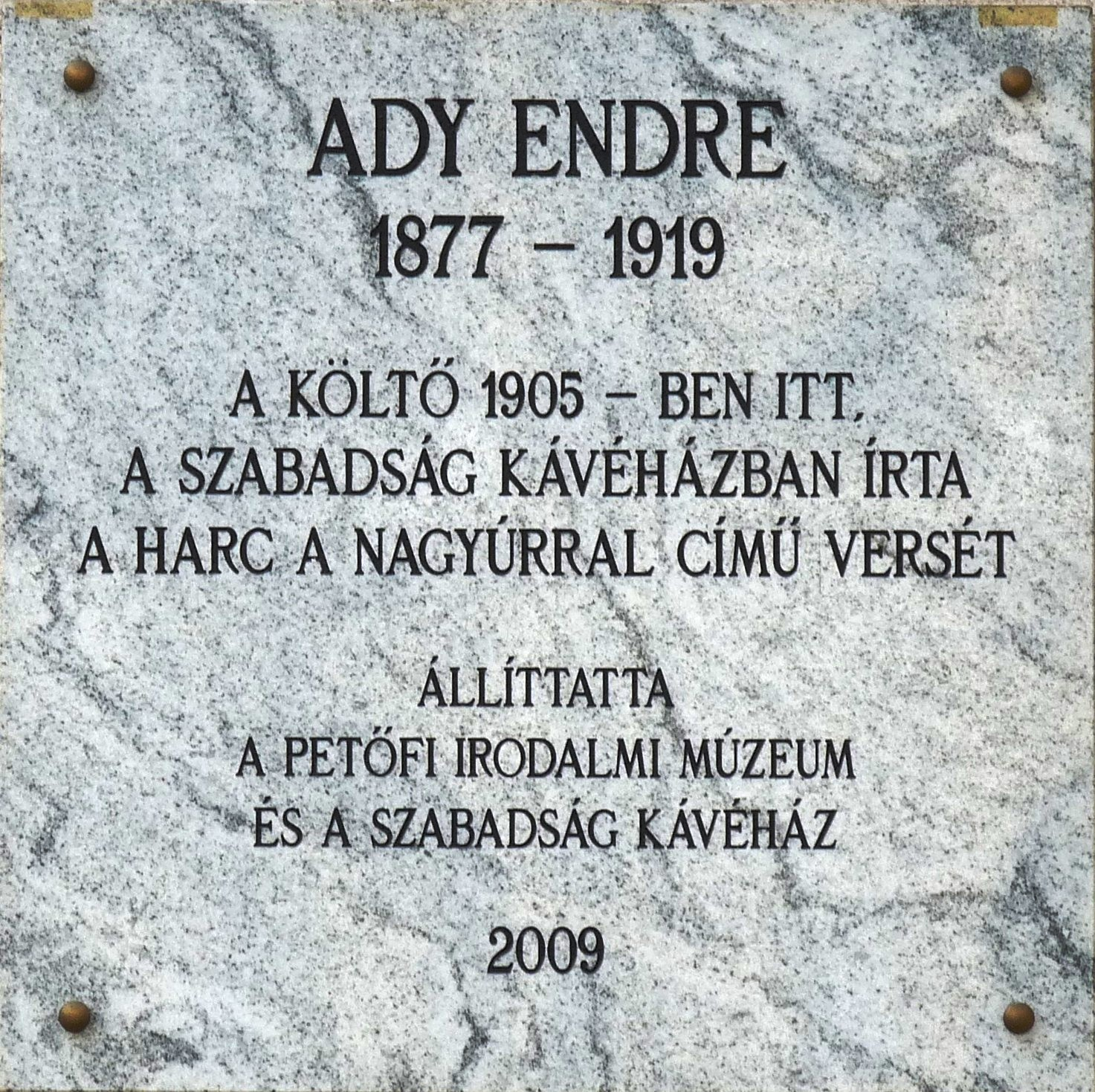
Ady Endre, Aulich utca 8.
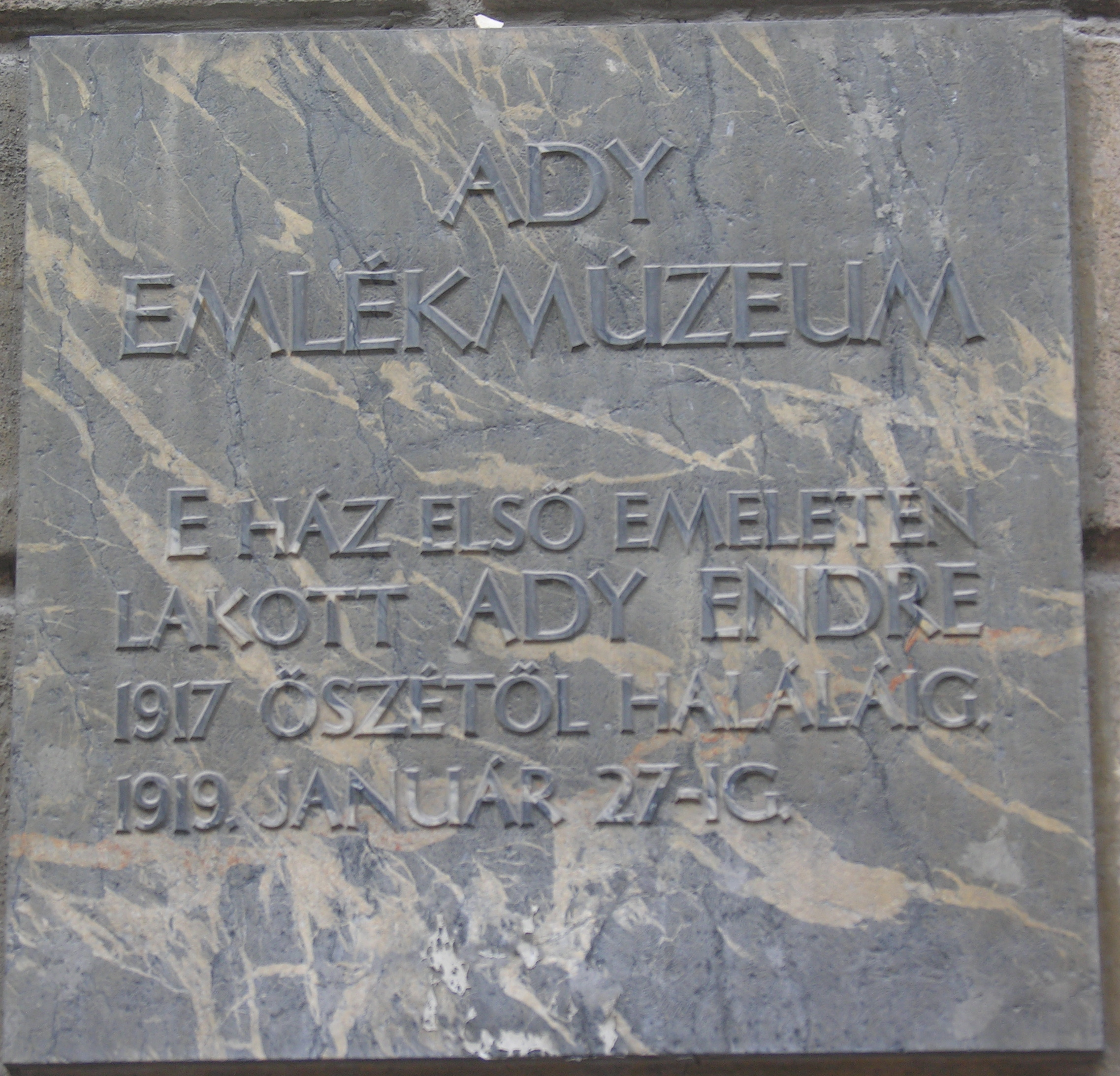
Ady Endre, Veres Pálné utca 4–6. alkotó: Varga Imre
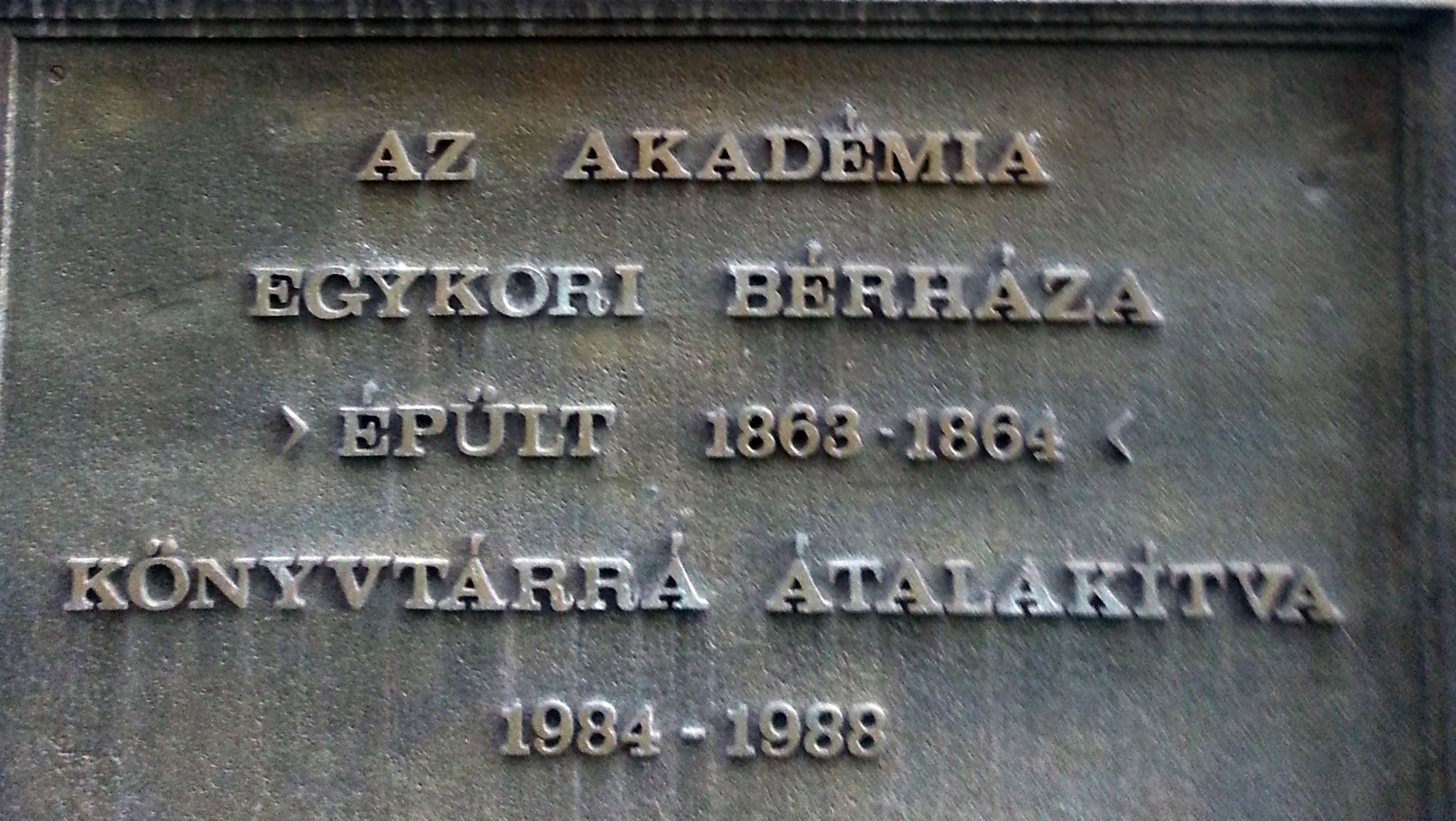
Az Akadémia egykori bérháza később könyvtára, Arany János utca 1.
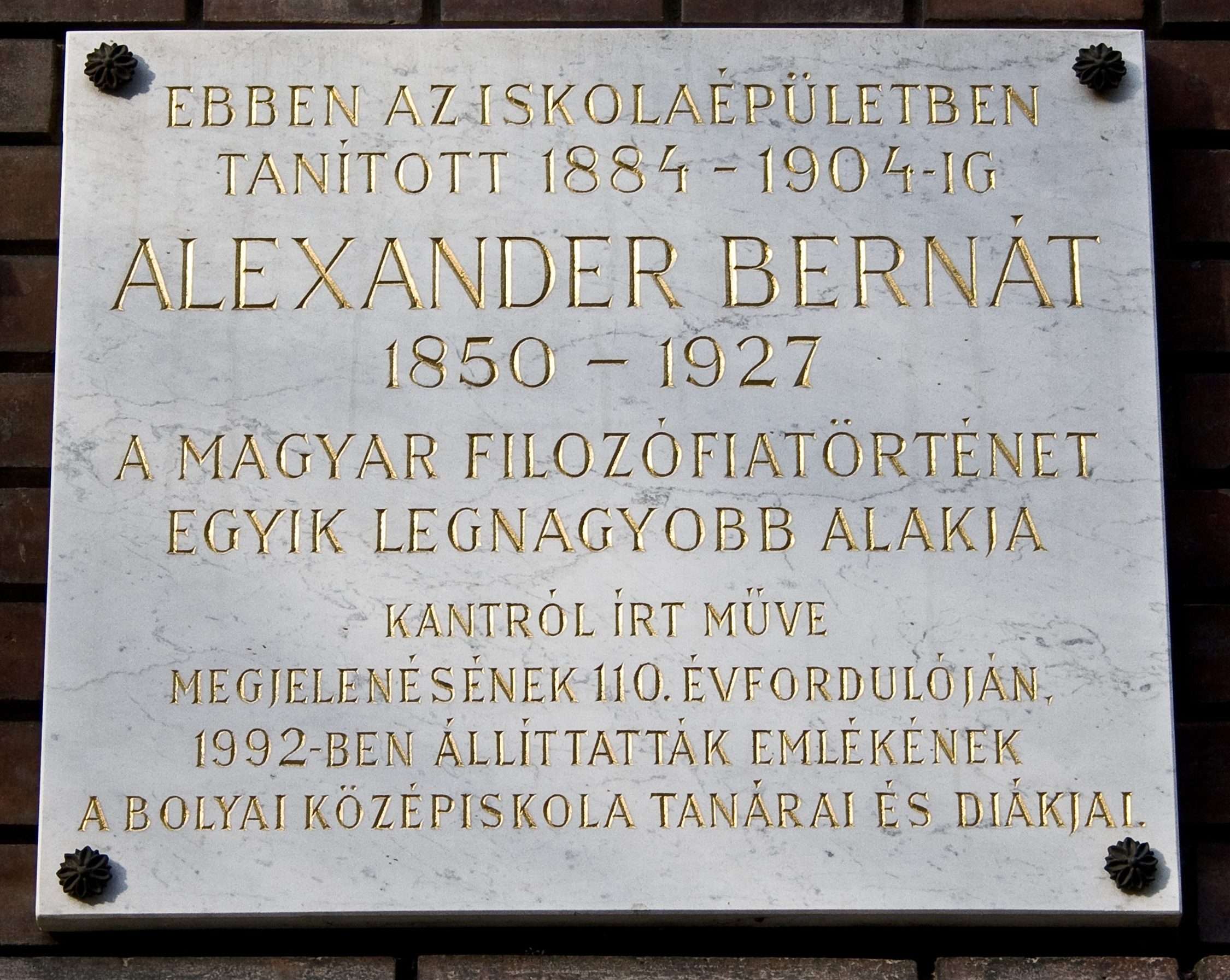
Alexander Bernát, Markó utca 18–20.
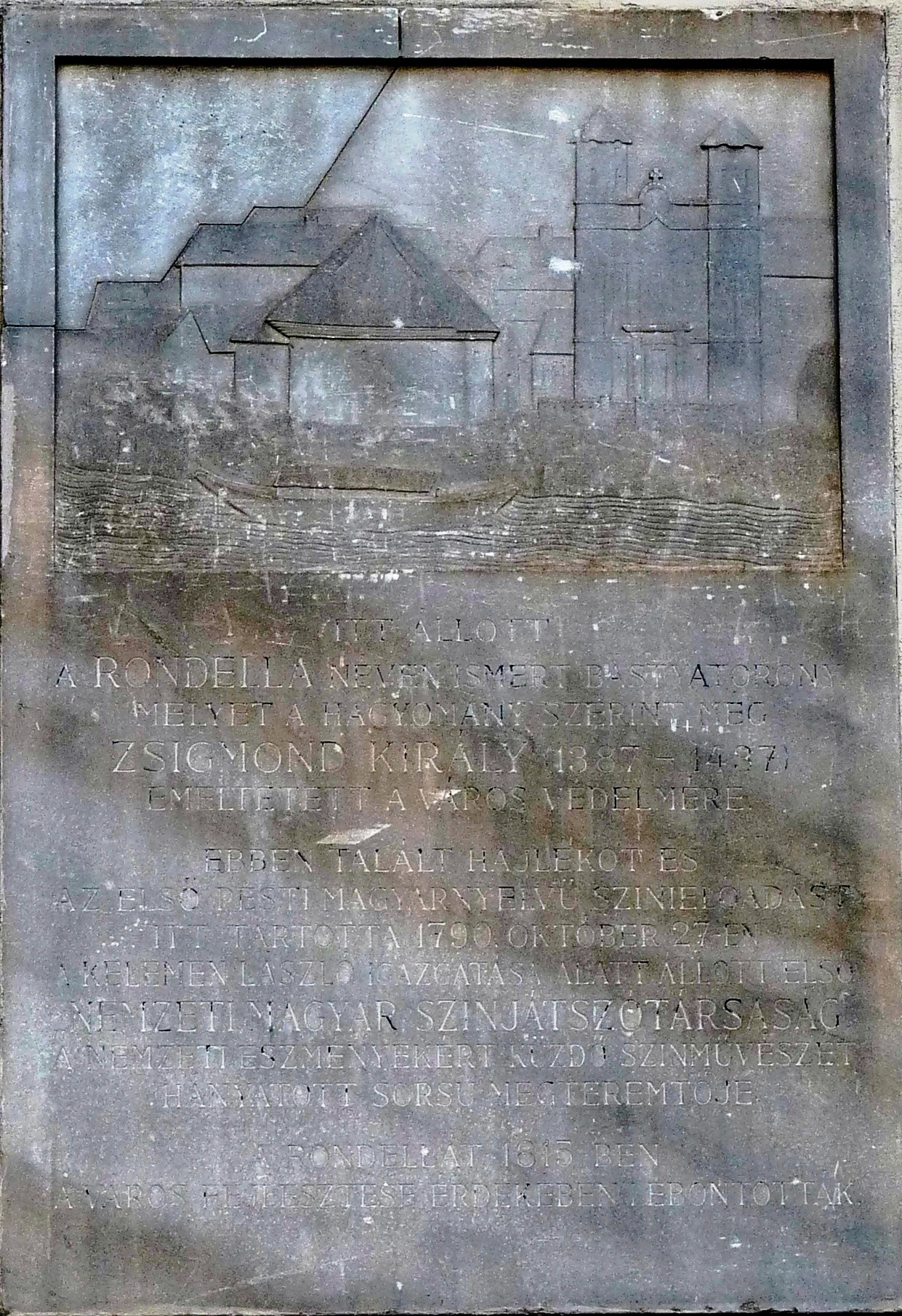
Alsó Duna-rondella, Régi posta utca 4. alkotó: Maugsch Gyula (1929)
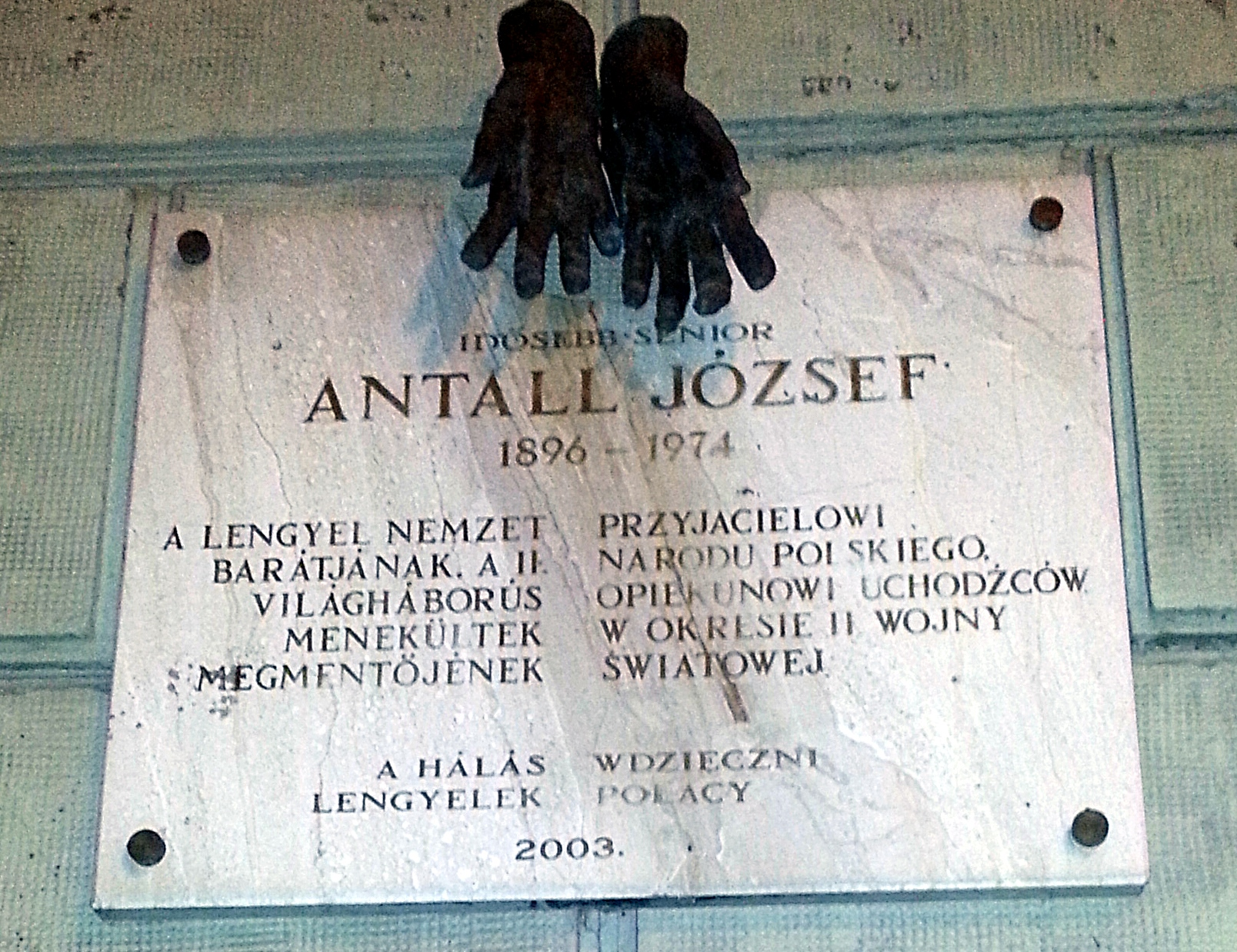
Id. Antall József Ferenciek tere 9. alkotó: Thury Levente
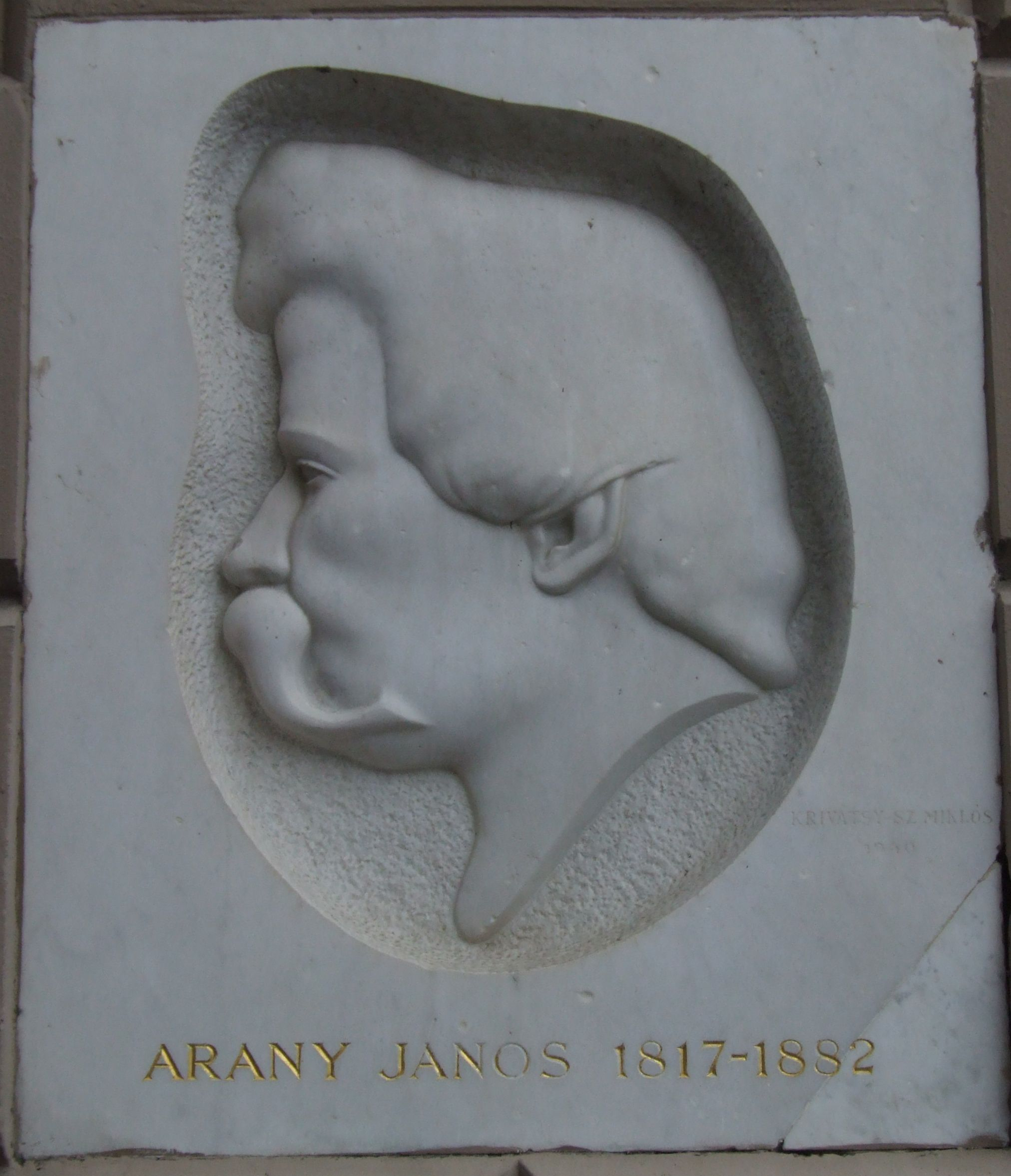
Arany János Arany János utca 1. alkotó: Krivátsy Szücs Miklós
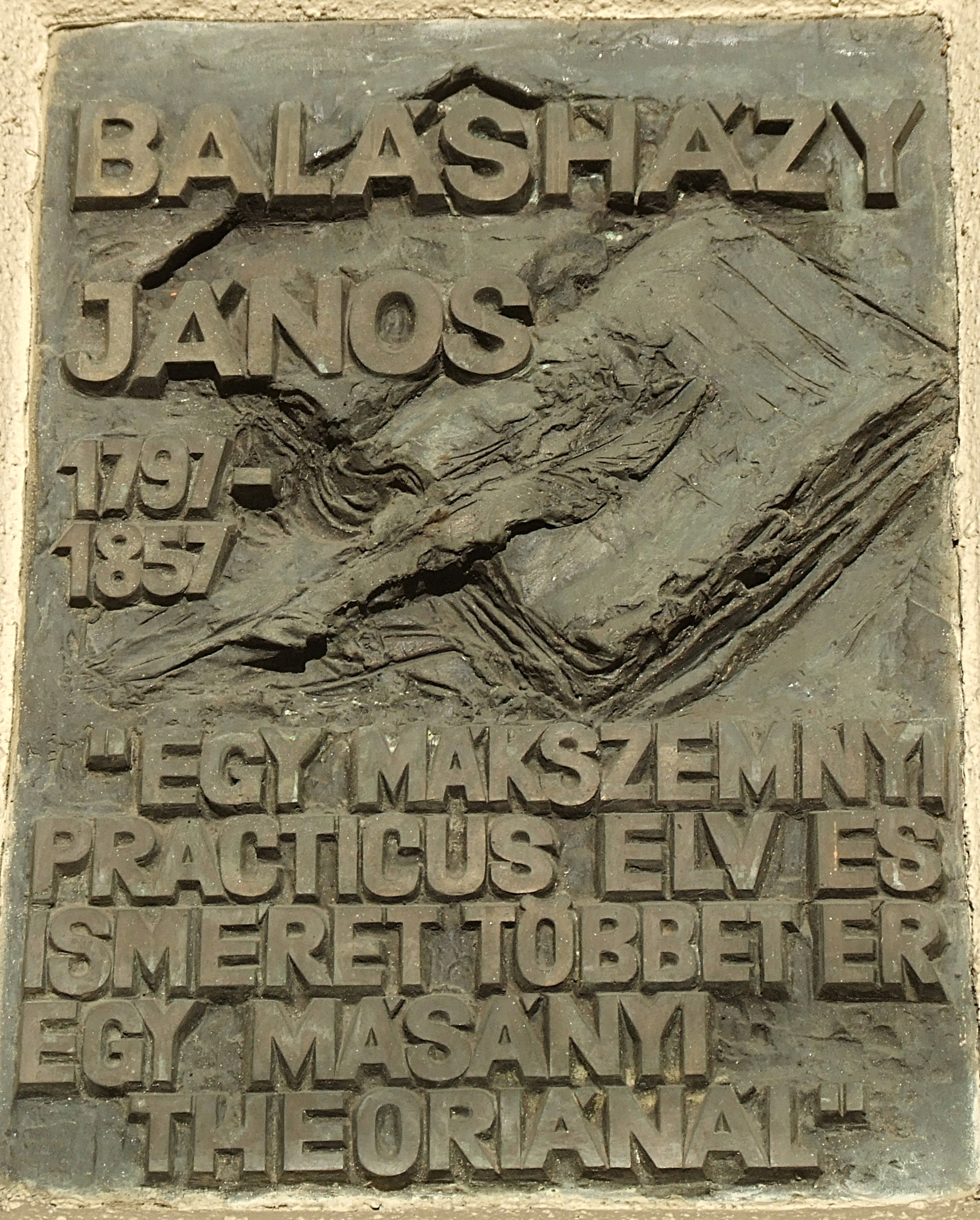
Balásházy János Kossuth tér 11.
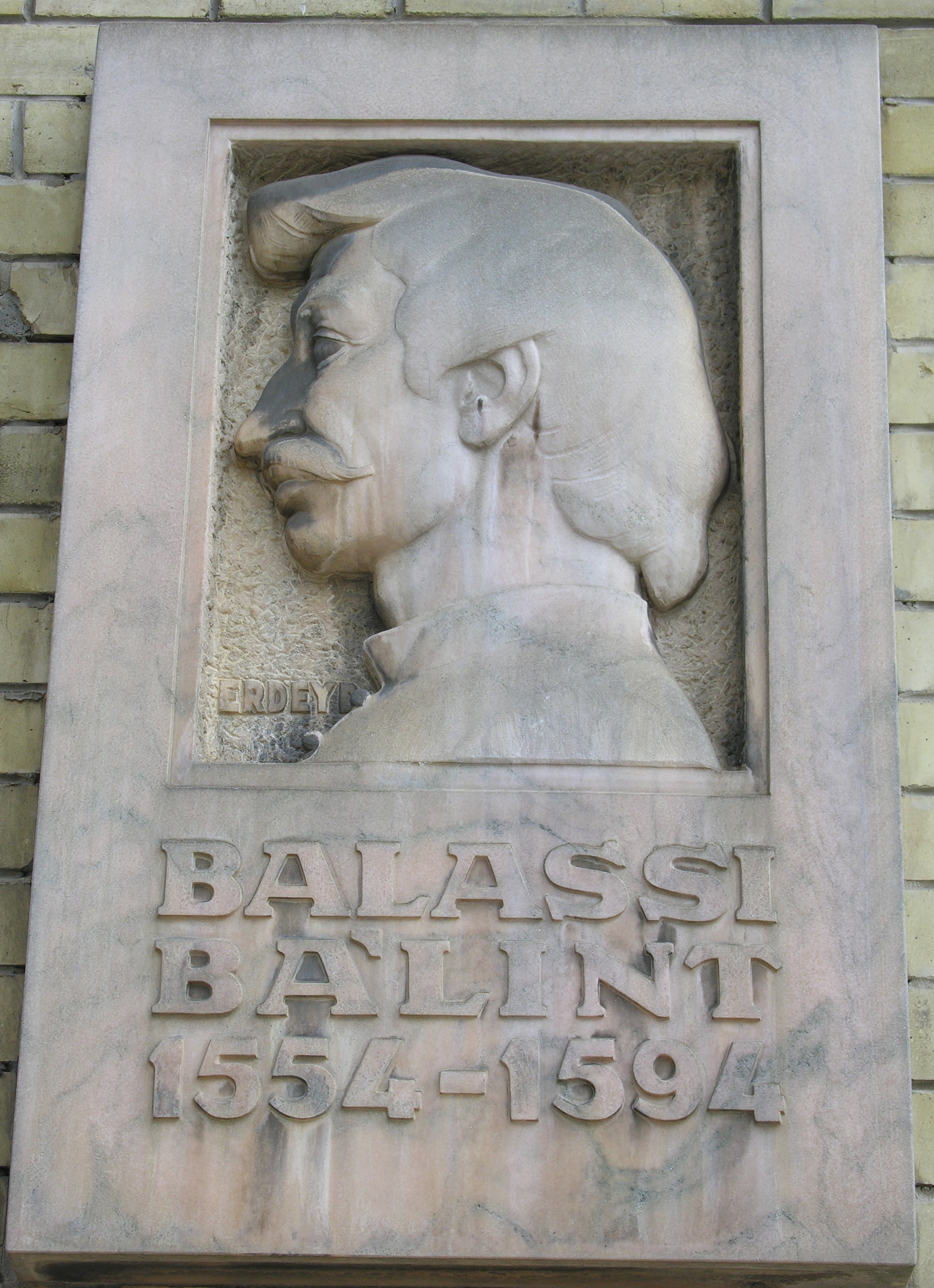
Balassi Bálint, Balassi Bálint utca 3. alkotó: Erdey Dezső
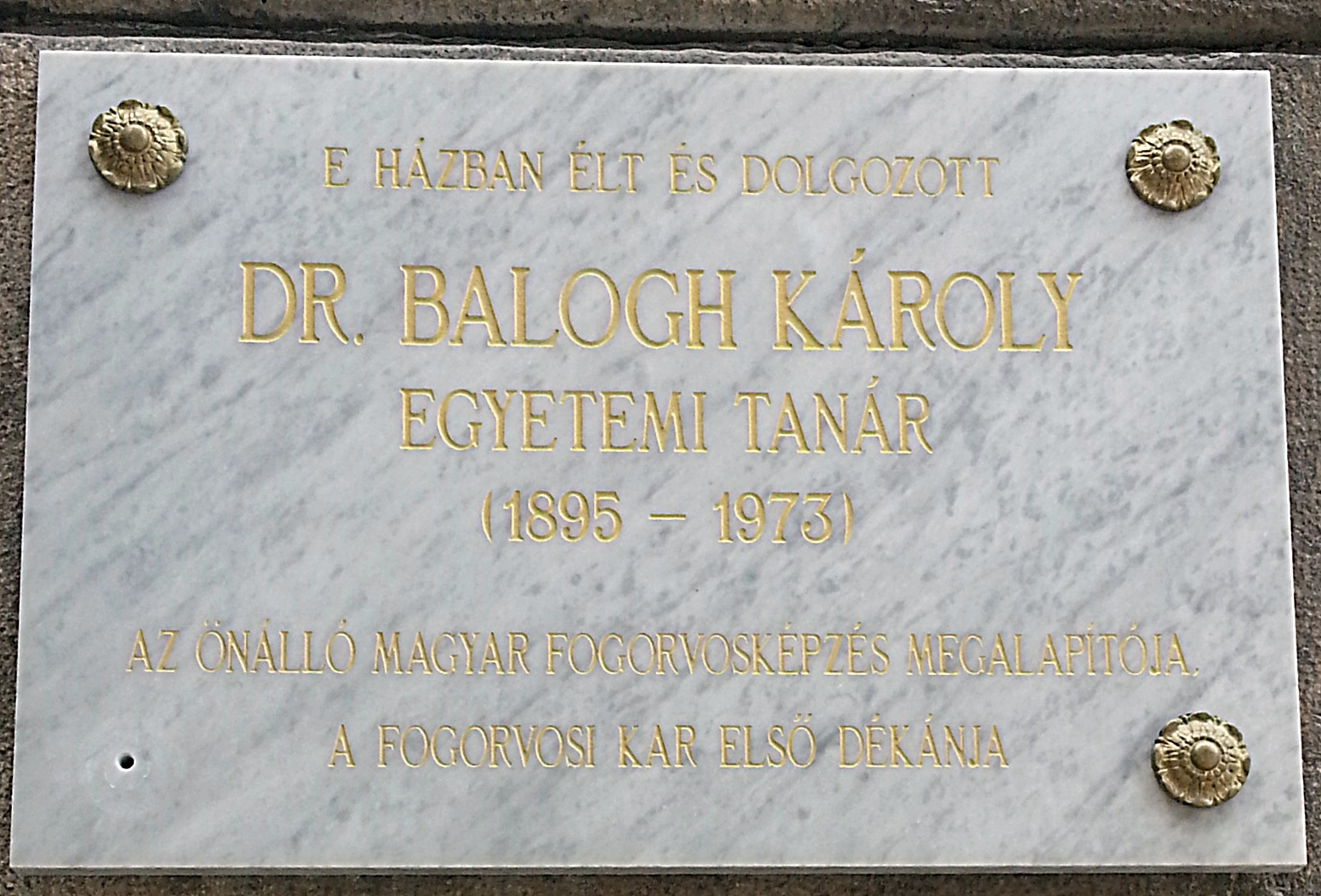
Balogh Károly Papnövelde utca 10.
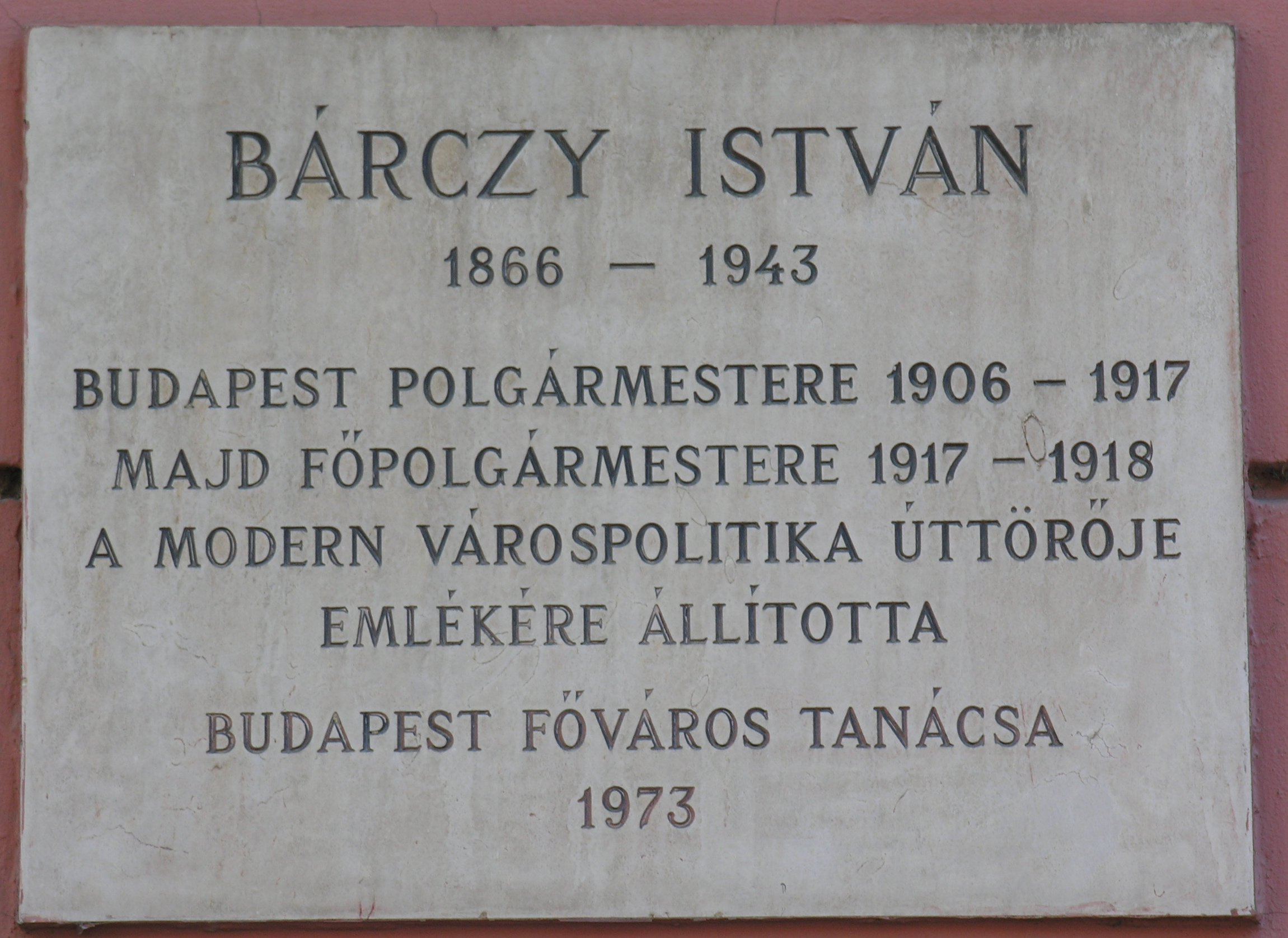
Bárczy István, Bárczy István utca 5.
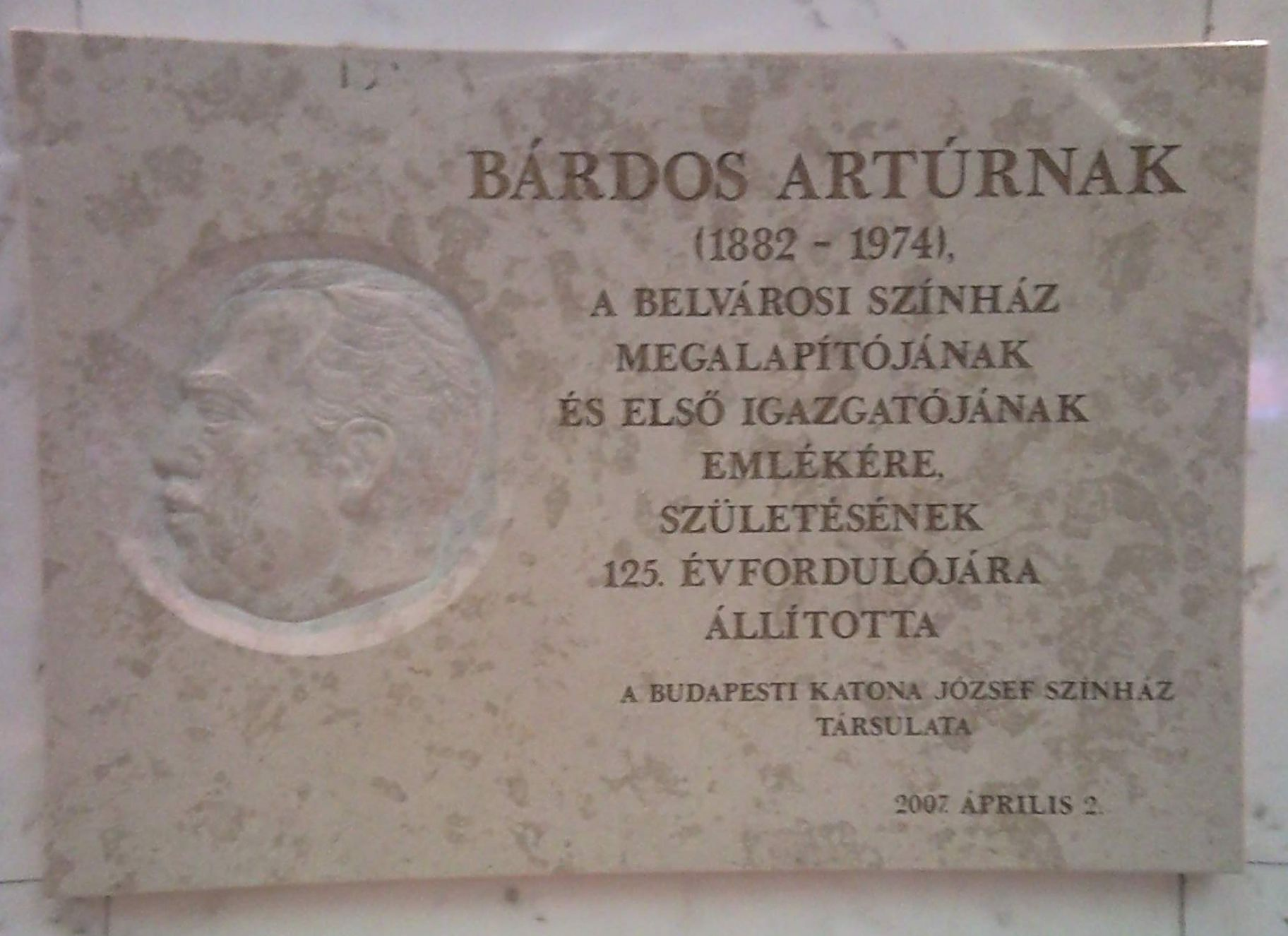
Bárdos Artúr, Petőfi Sándor utca 8. Katona József Színház előcsarnoka
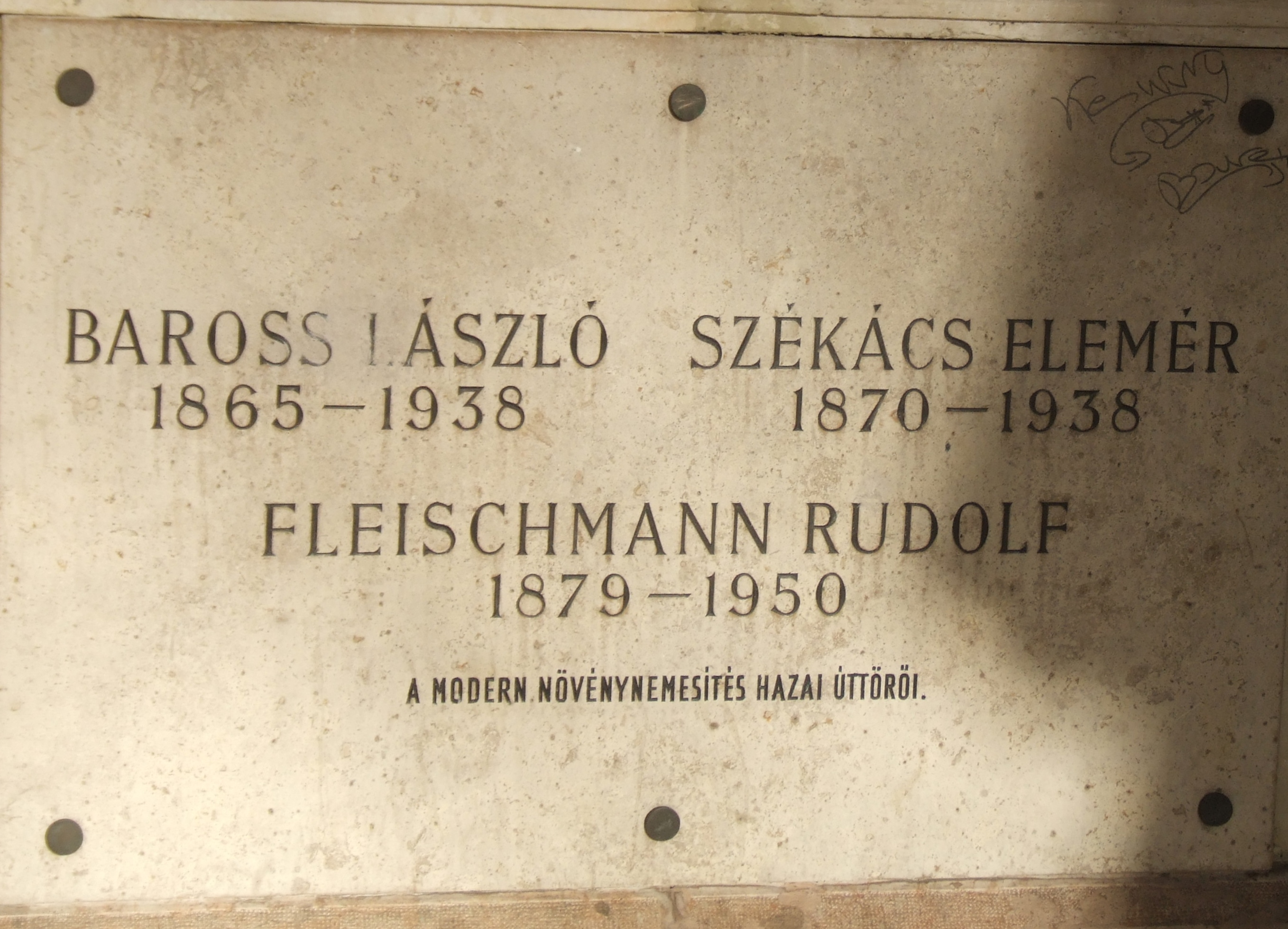
Baross László, Kossuth tér 11.
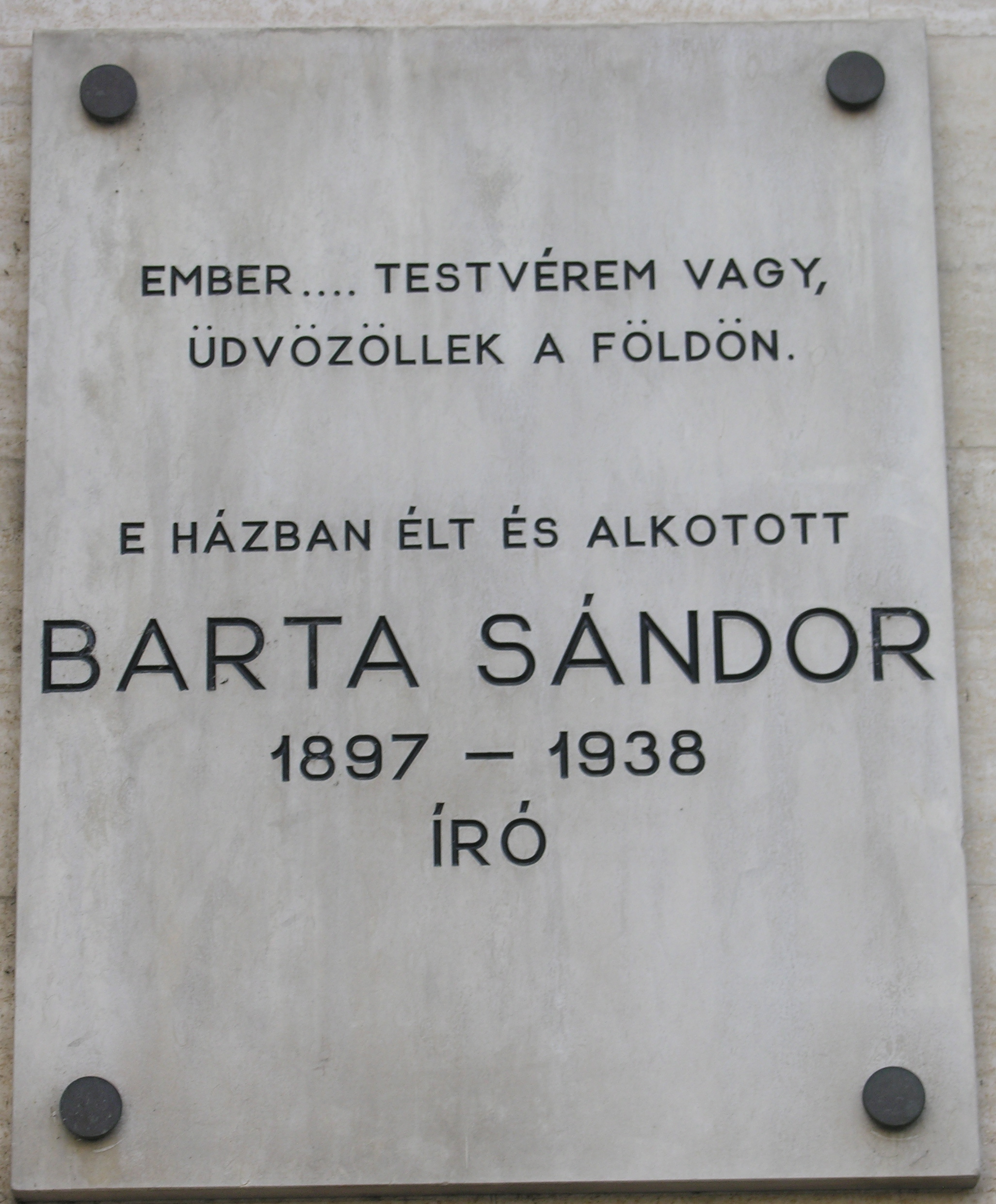
Barta Sándor, Károly körút 22.
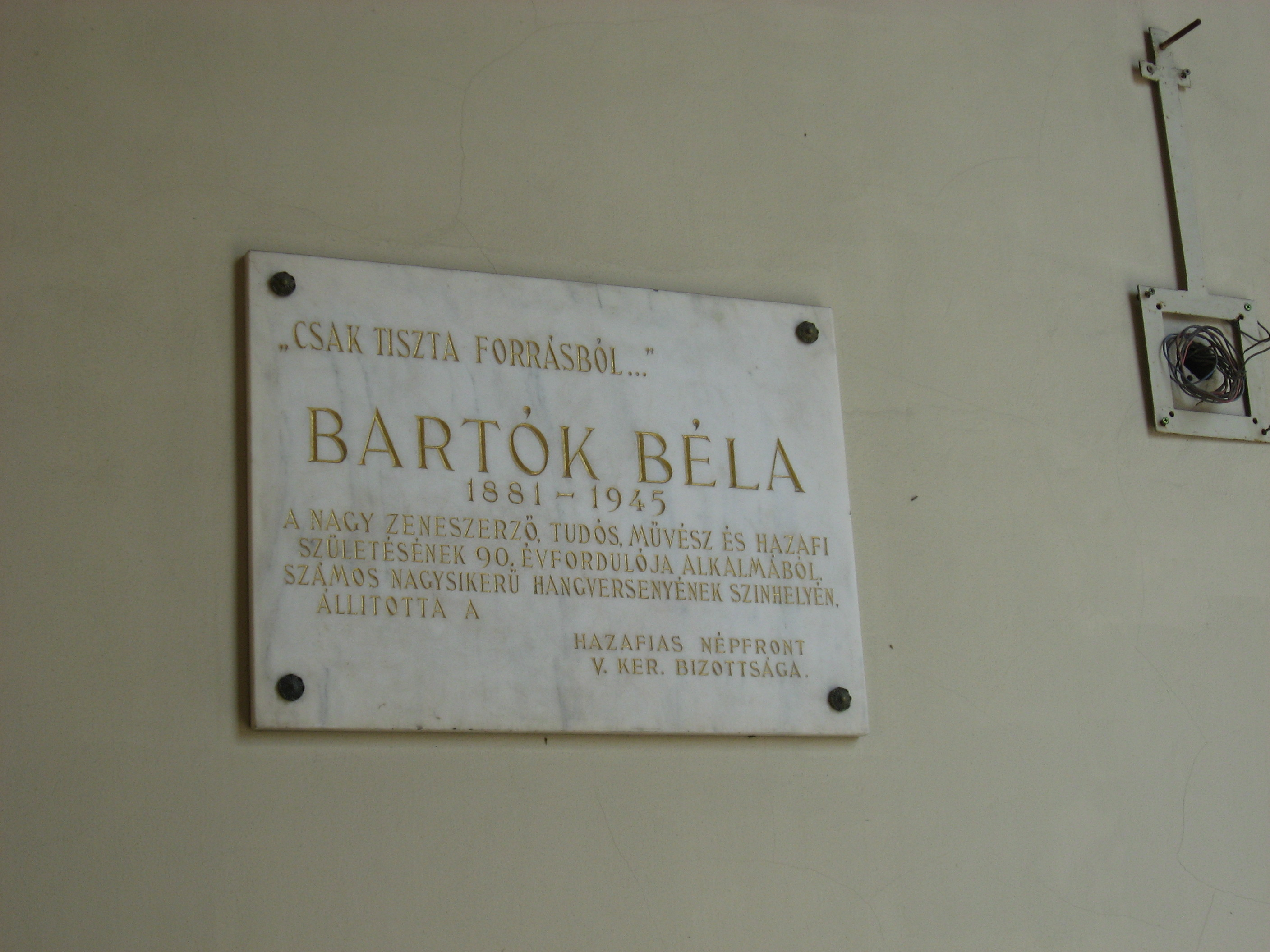
Bartók Béla, ?
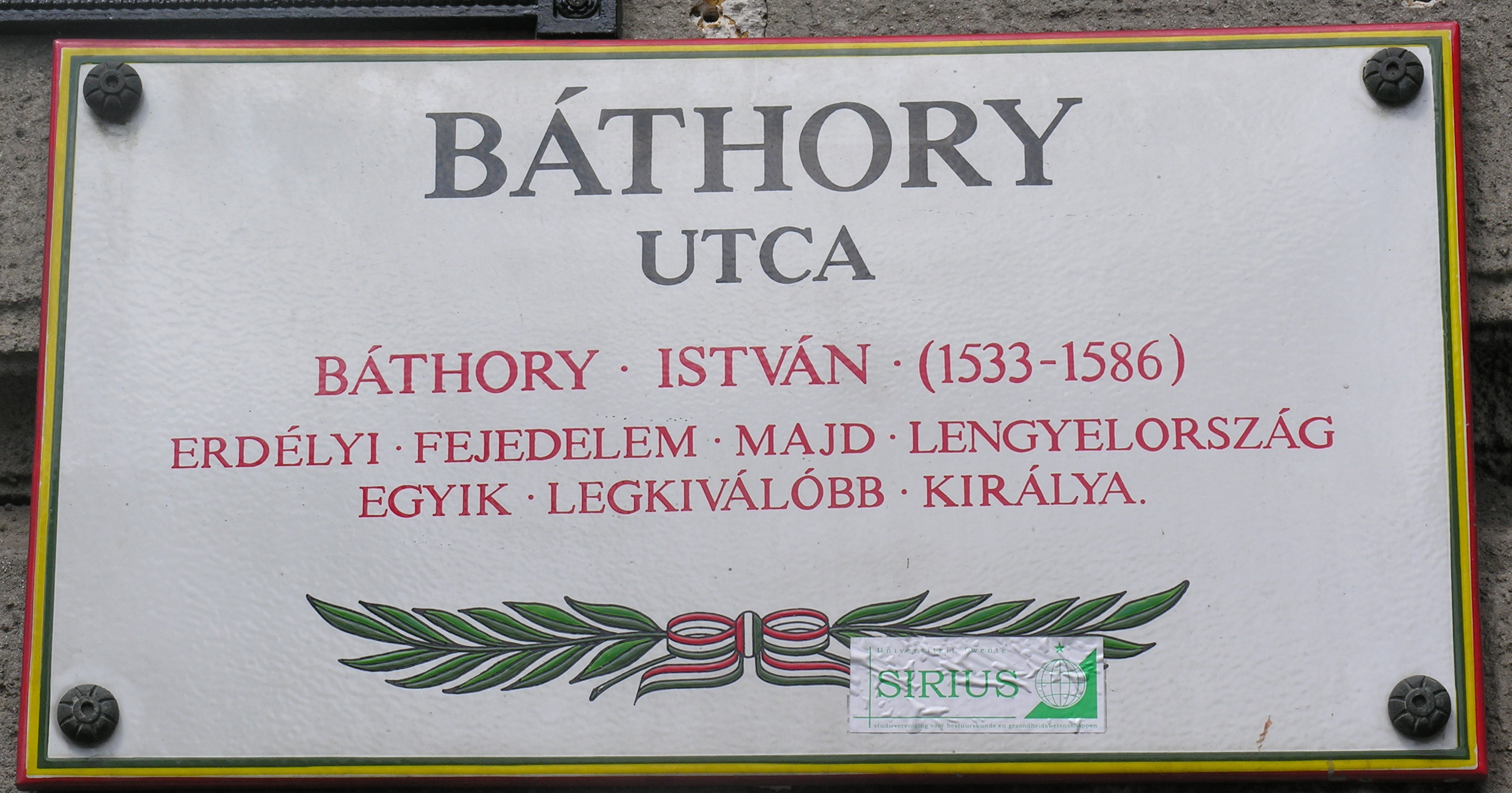
Báthory István, Báthori utca 16.
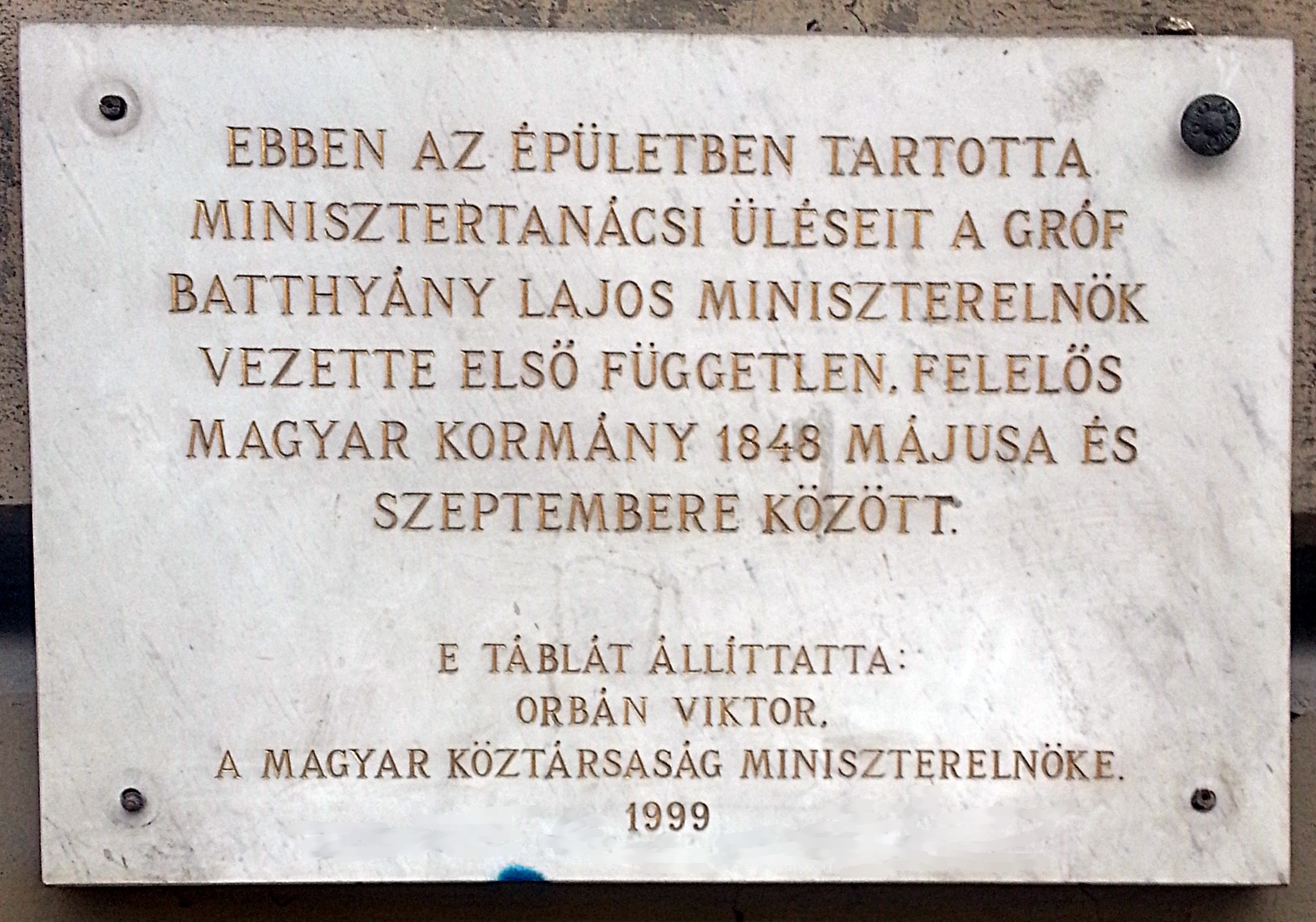
Batthyány Lajos és kormánya Kossuth Lajos utca 3.
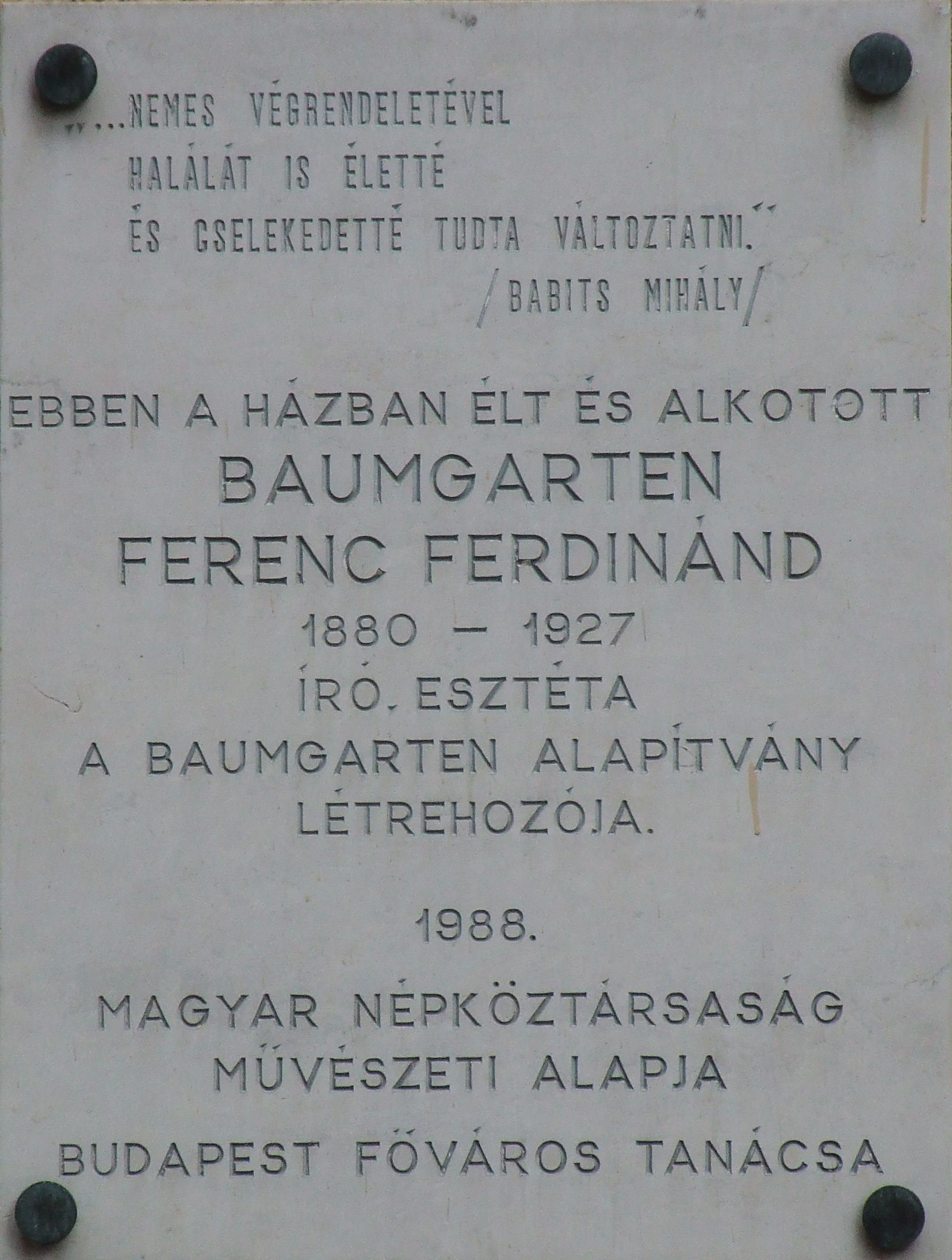
Baumgarten Ferenc Ferdinánd Sas utca 1.
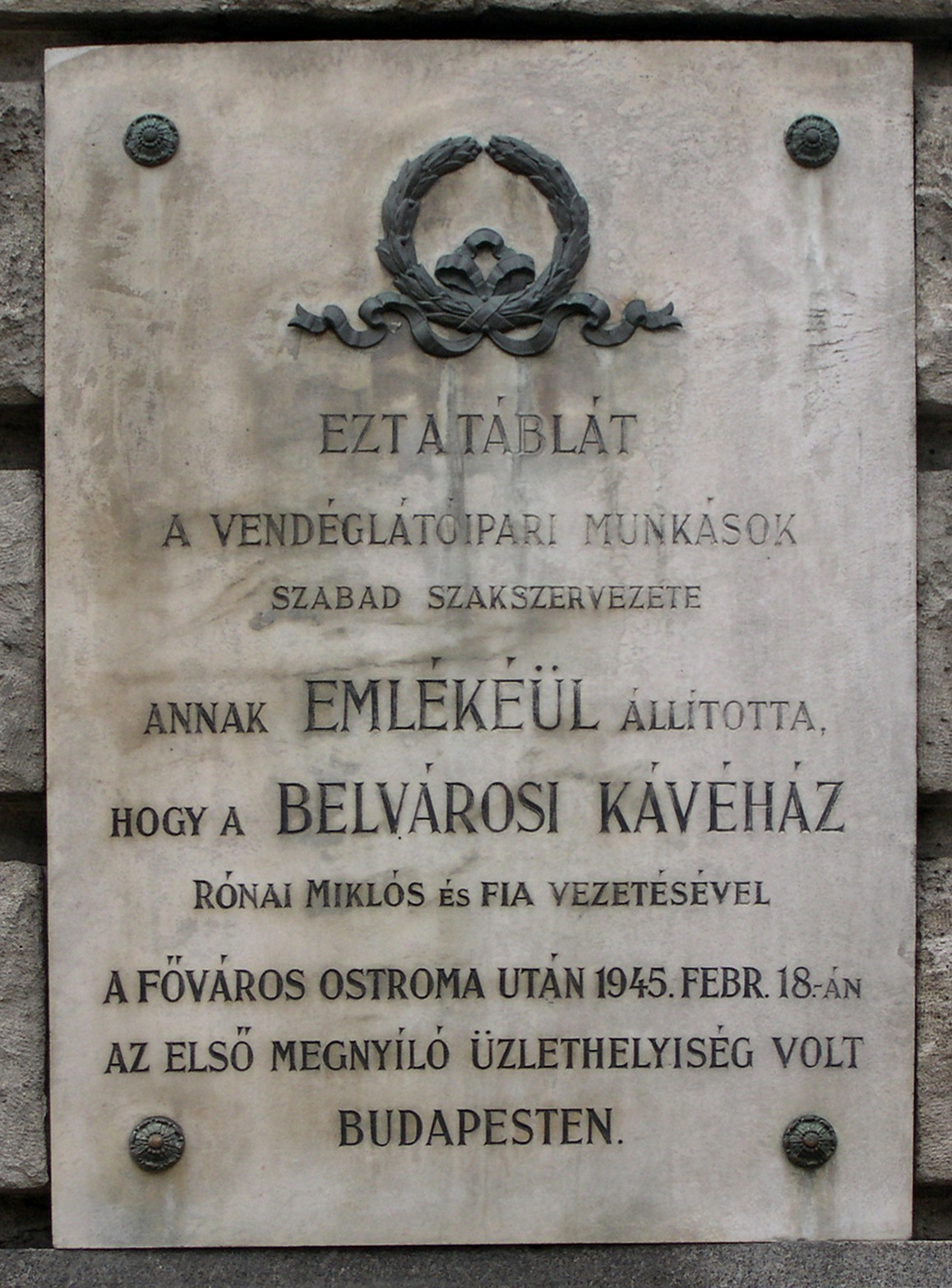
Belvárosi kávéház Ferenciek tere 1.
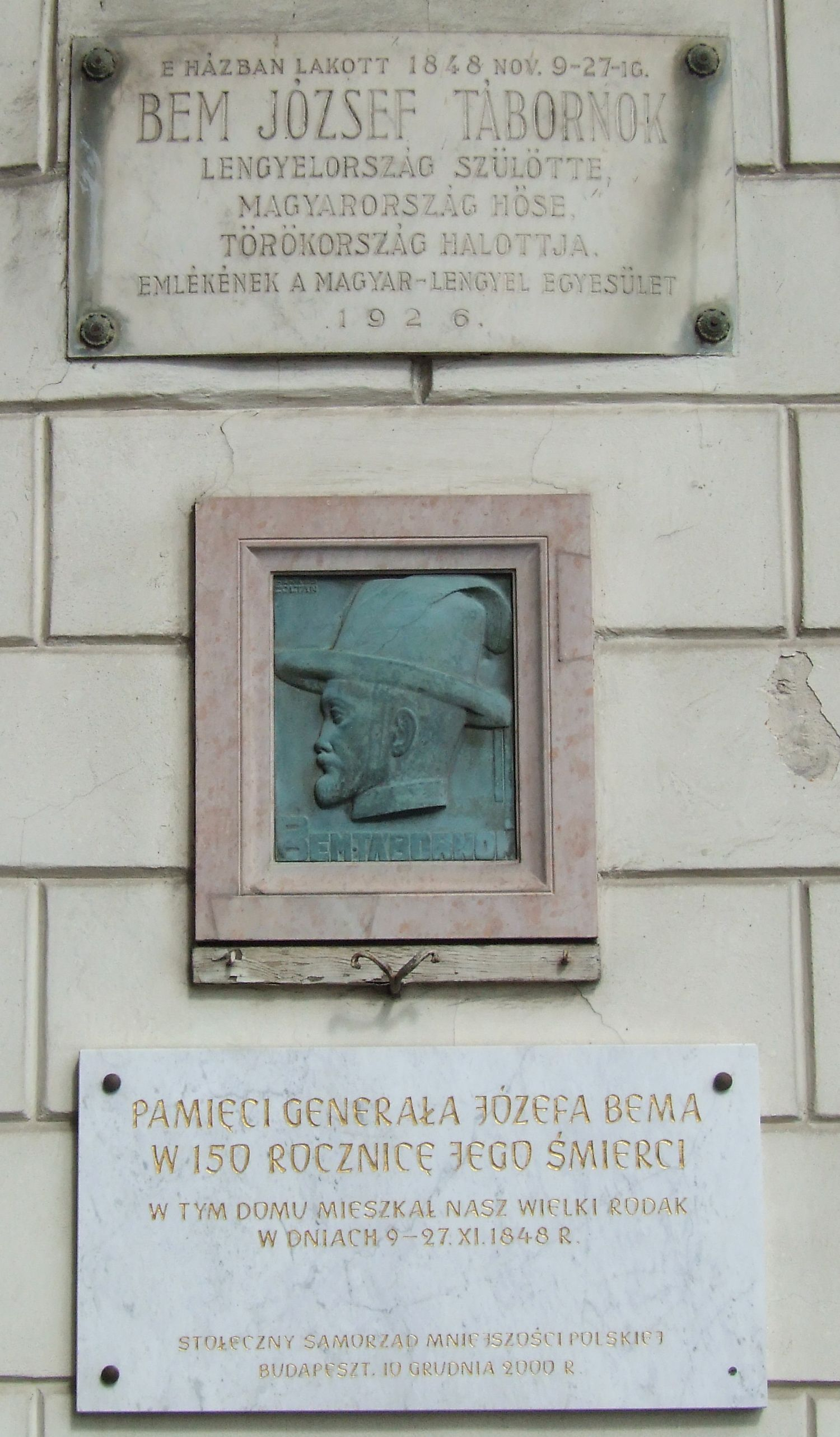
Bem József Akadémia utca 1. alkotó: Farkas Zoltán
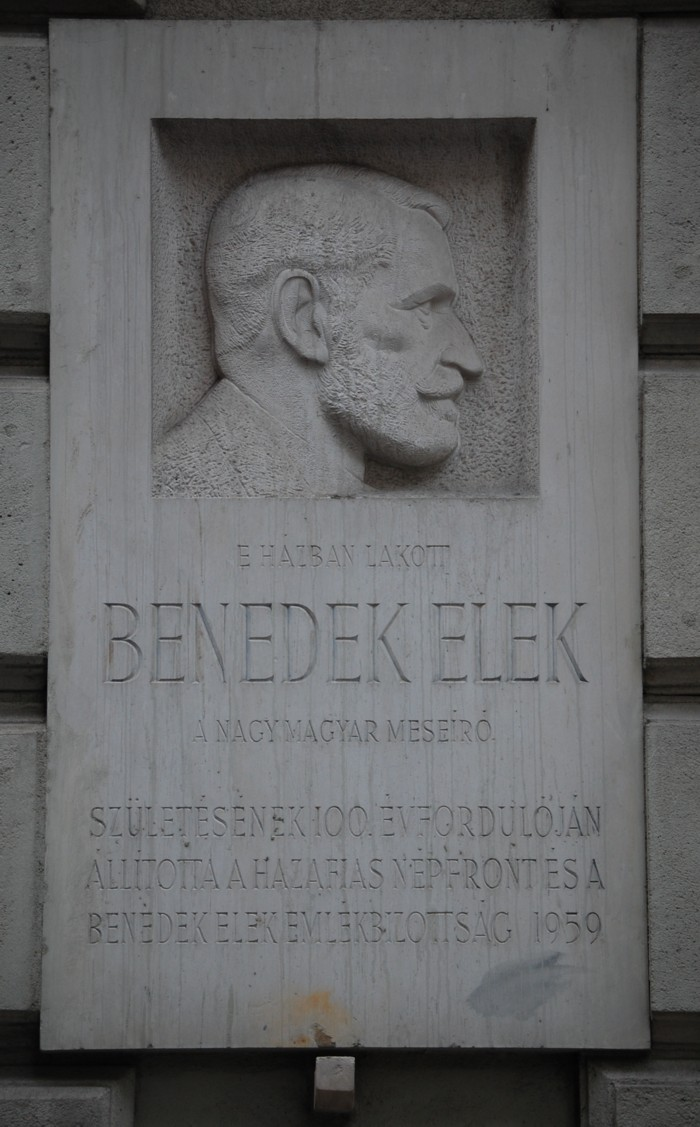
Benedek Elek, Reáltanoda utca 1. alkotó: Kirchmayer Károly
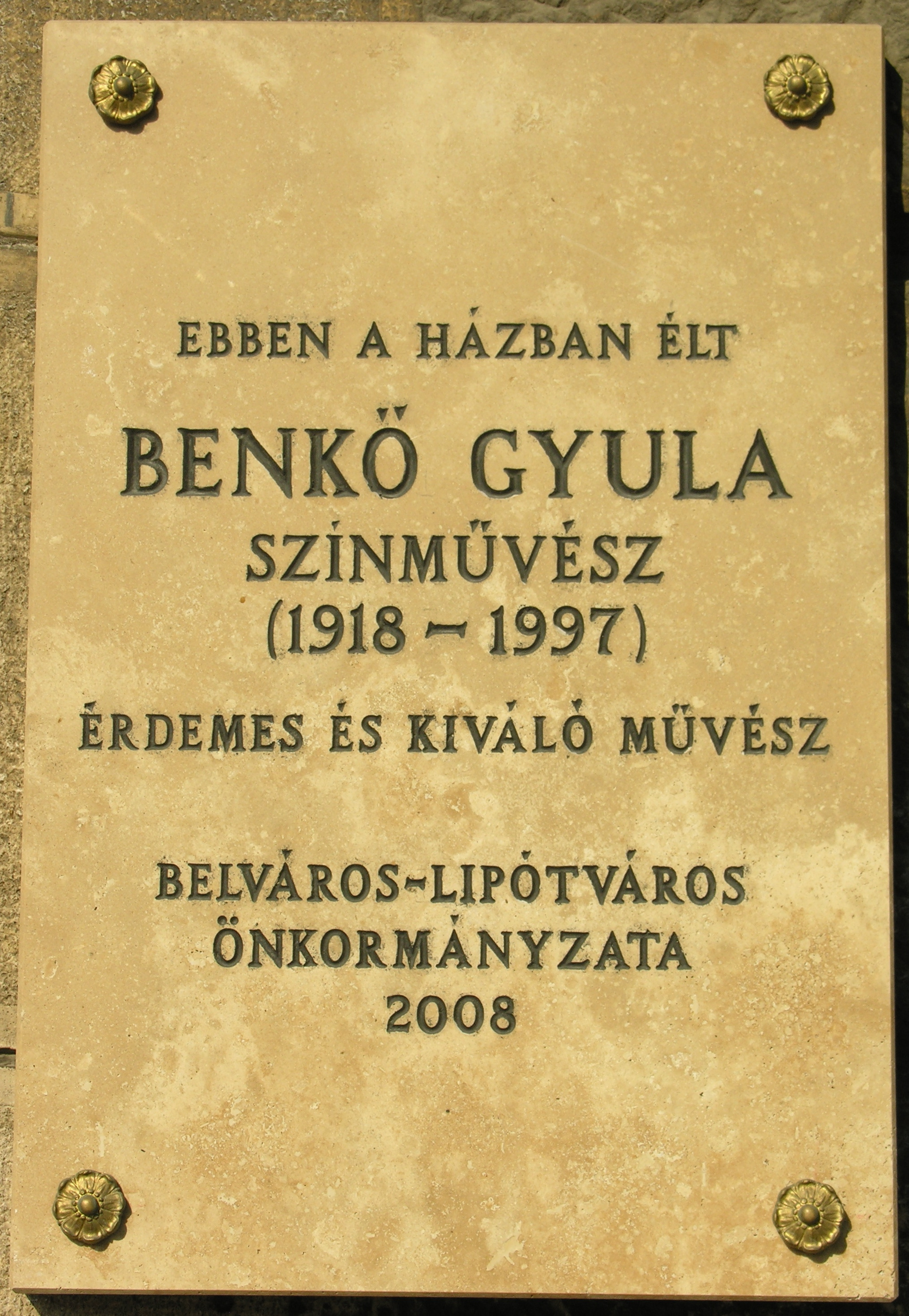
Benkő Gyula, Belgrád rakpart 17.
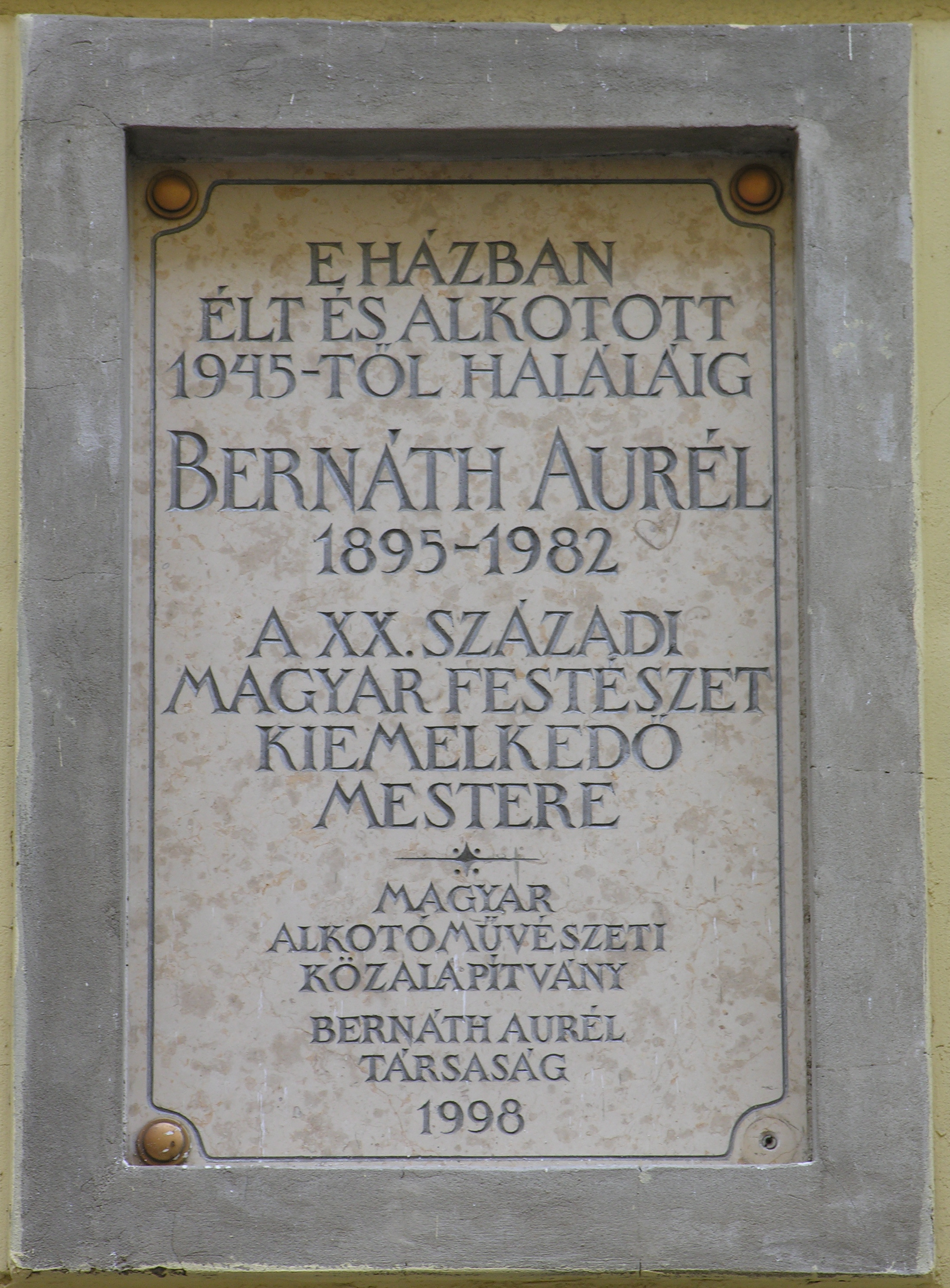
Bernáth Aurél, Stollár Béla utca 4.
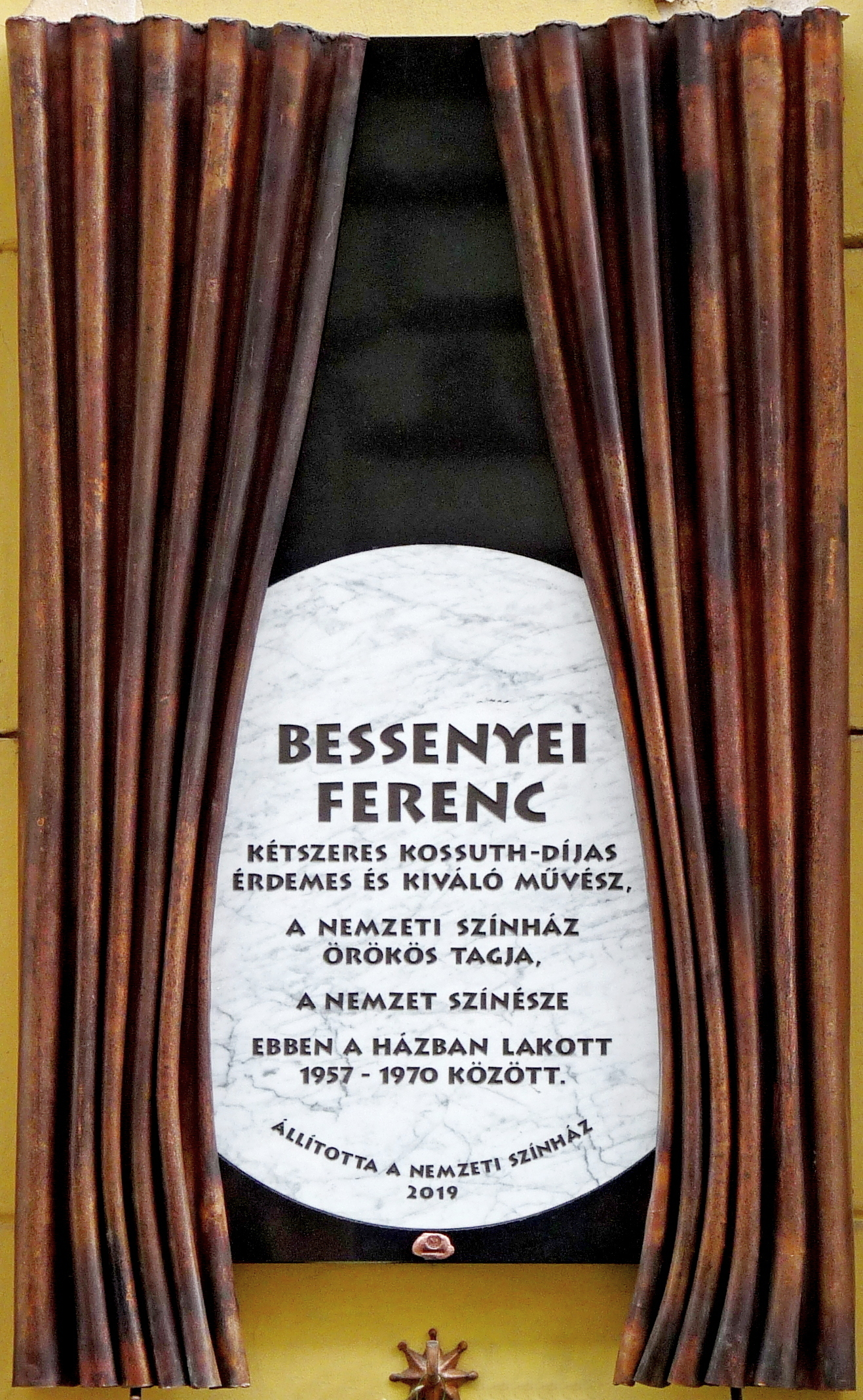
Bessenyei Ferenc, Kálmán Imre utca 10. alkotó: Madarassy István
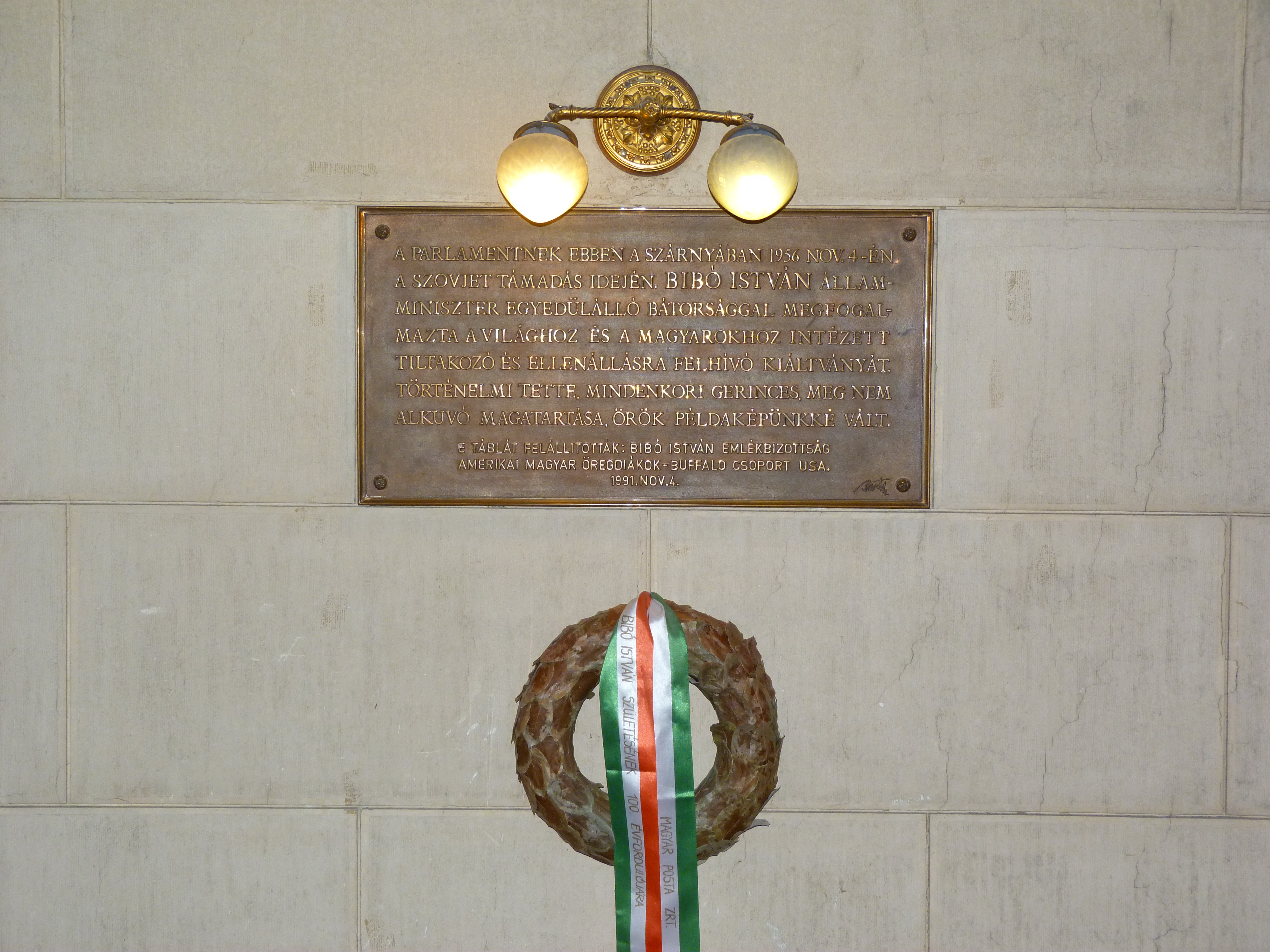
Bibó István, Kossuth Lajos tér 1–3.
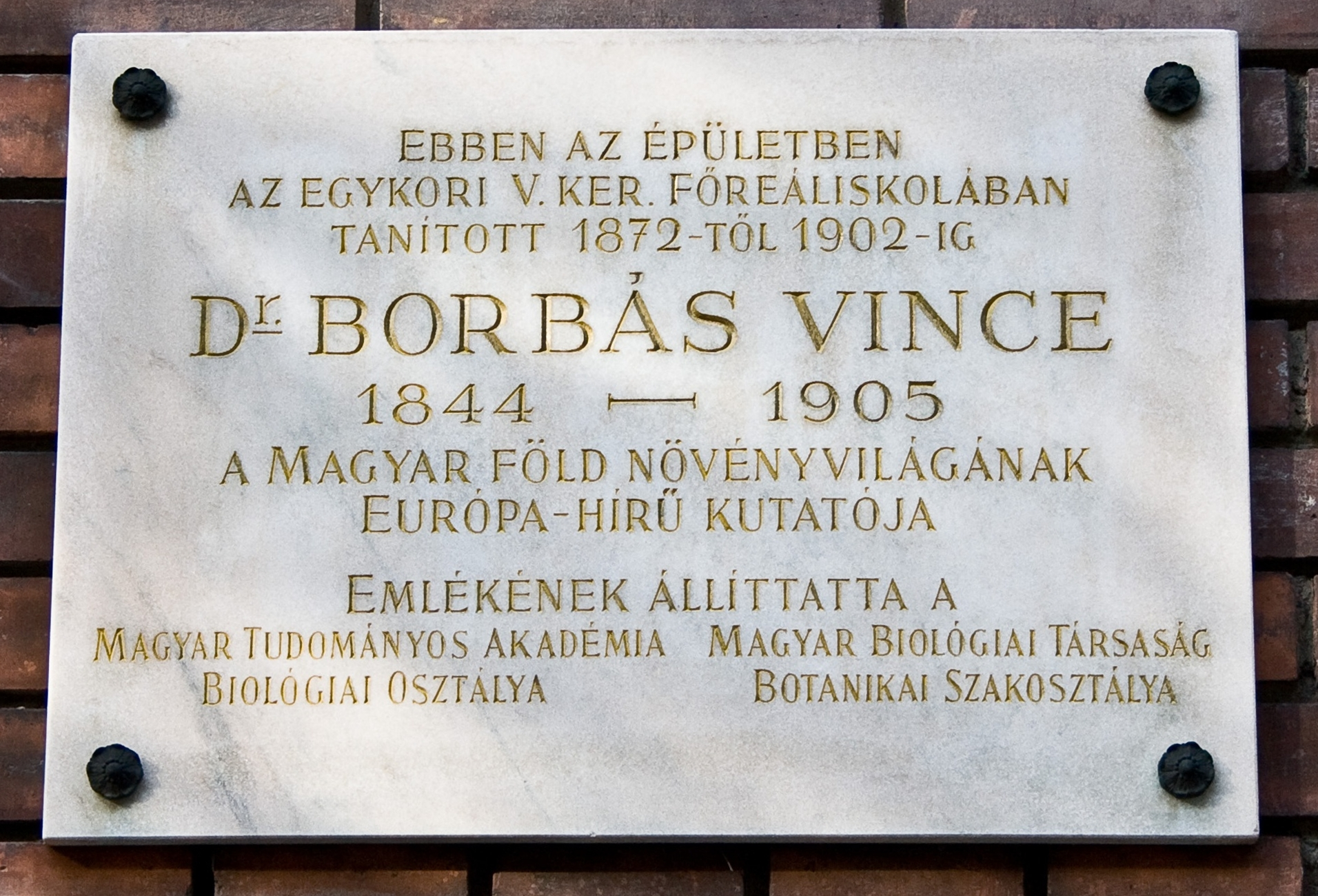
Borbás Vince, Markó utca 18–20.
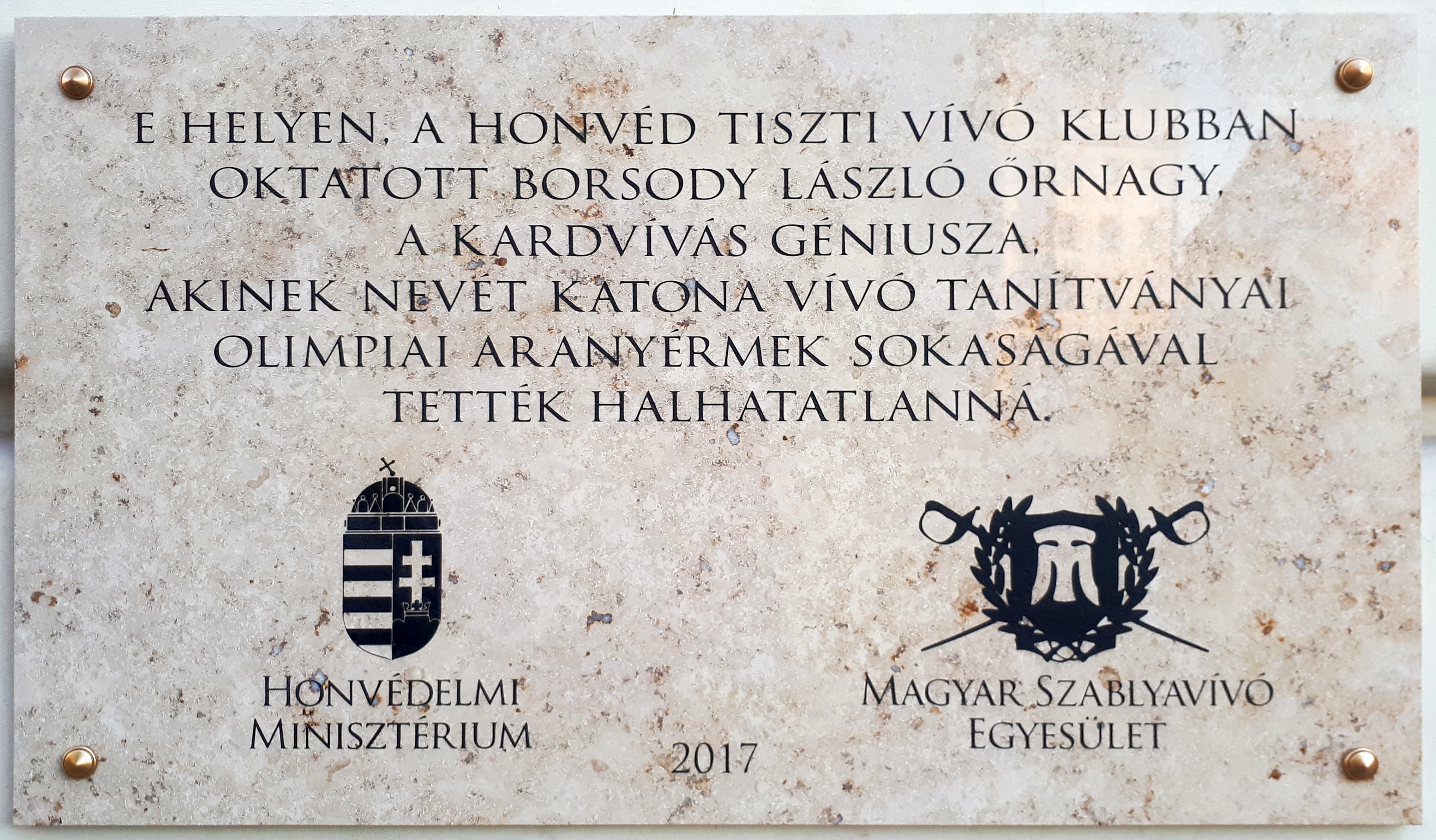
Borsody László Váci utca 38.
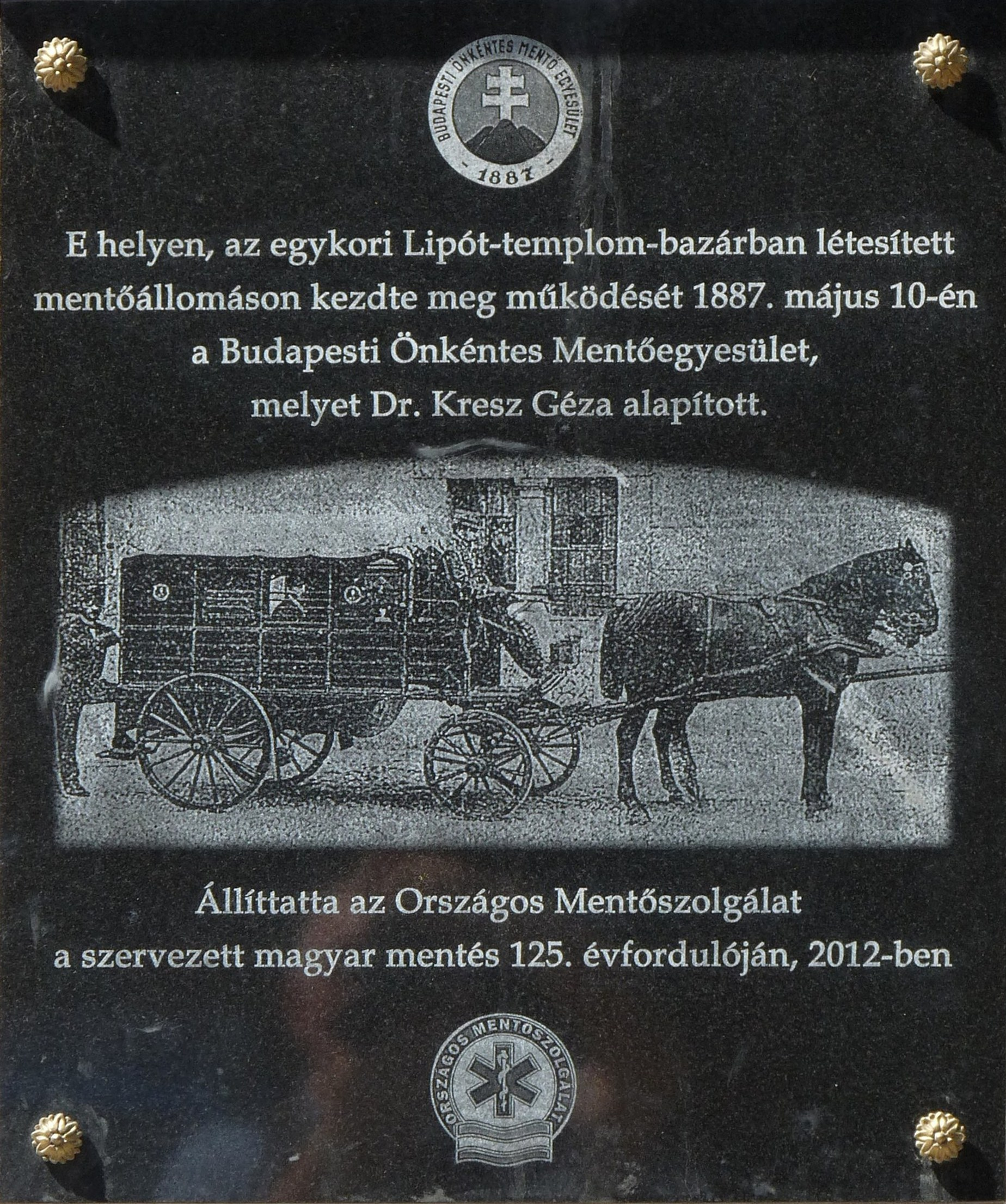
Budapesti Önkéntes Mentőegyesület, Szent István tér 1.
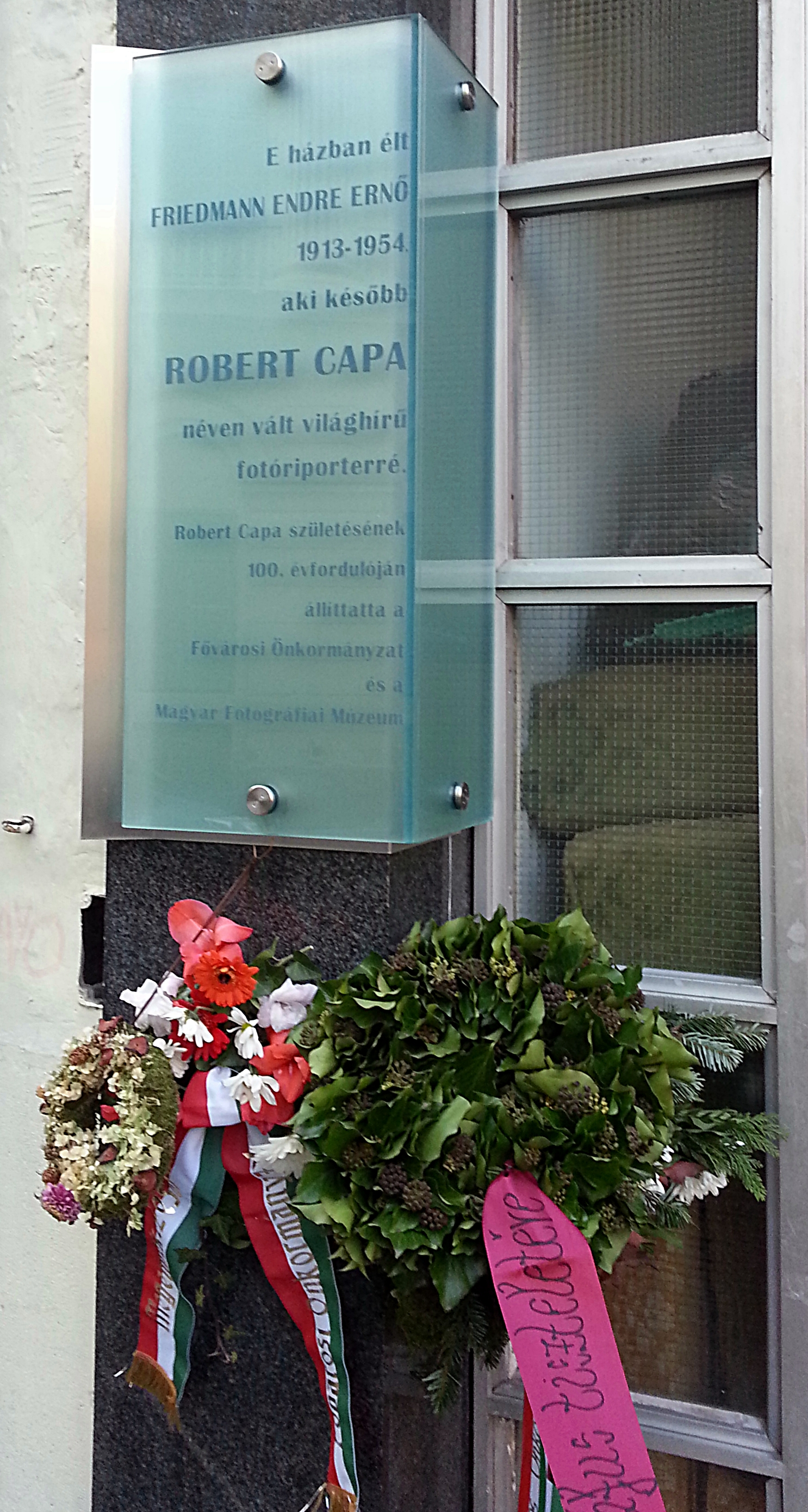
Robert Capa, Városház utca 10.
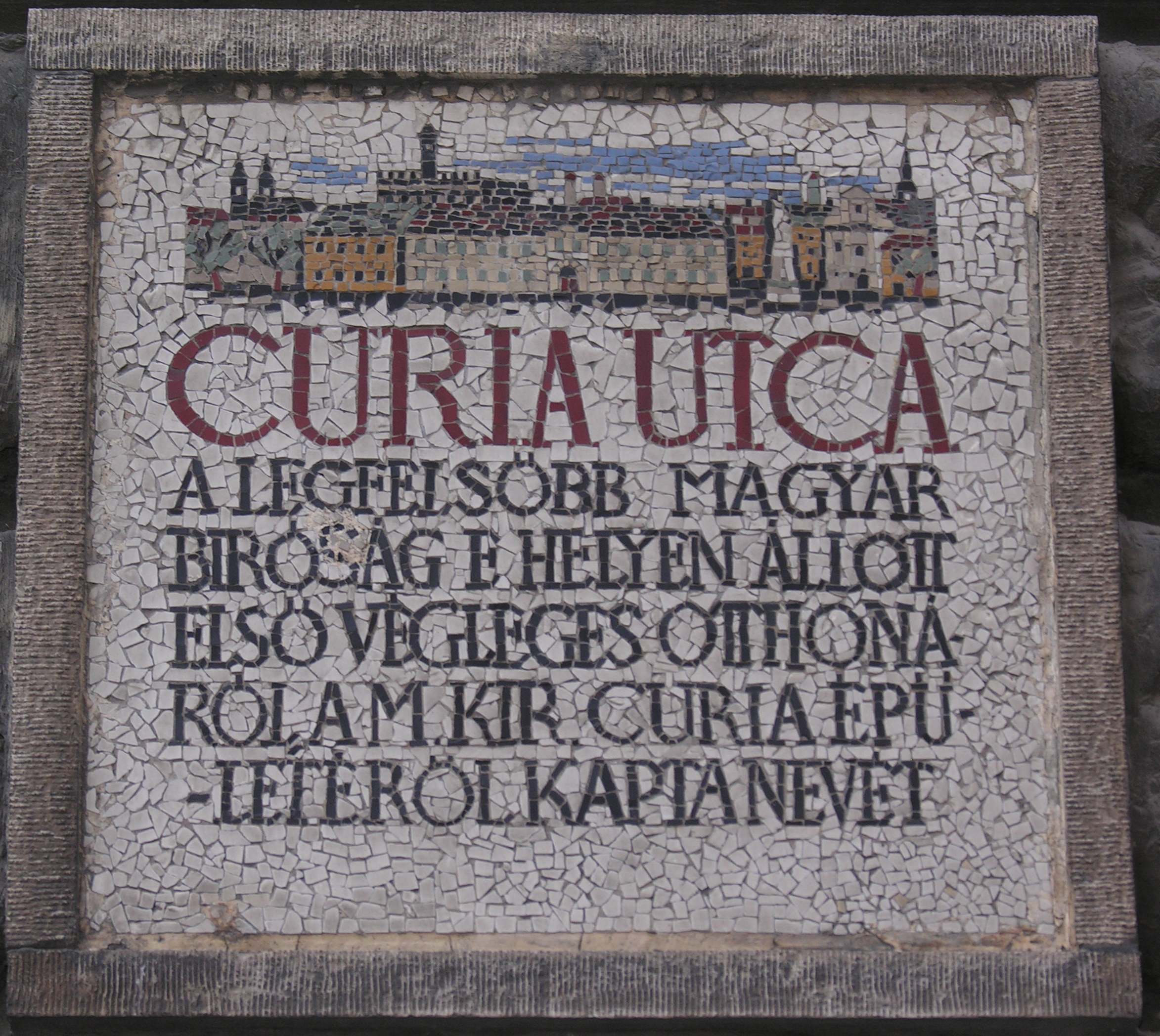
Curia utca, Curia utca 2.
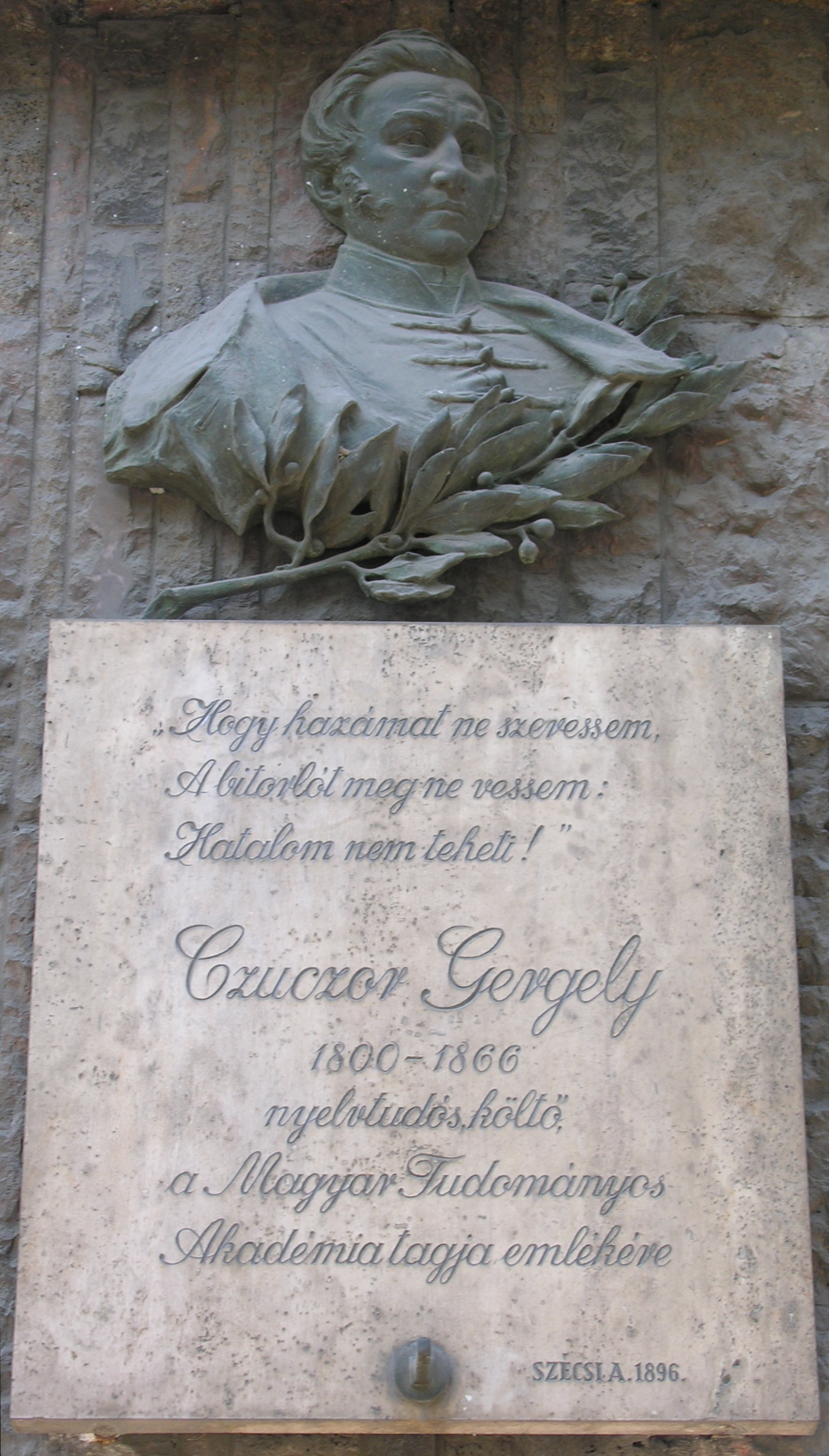
Czuczor Gergely, Múzeum körút 23–25. alkotó: Szécsi Antal, Csontos László
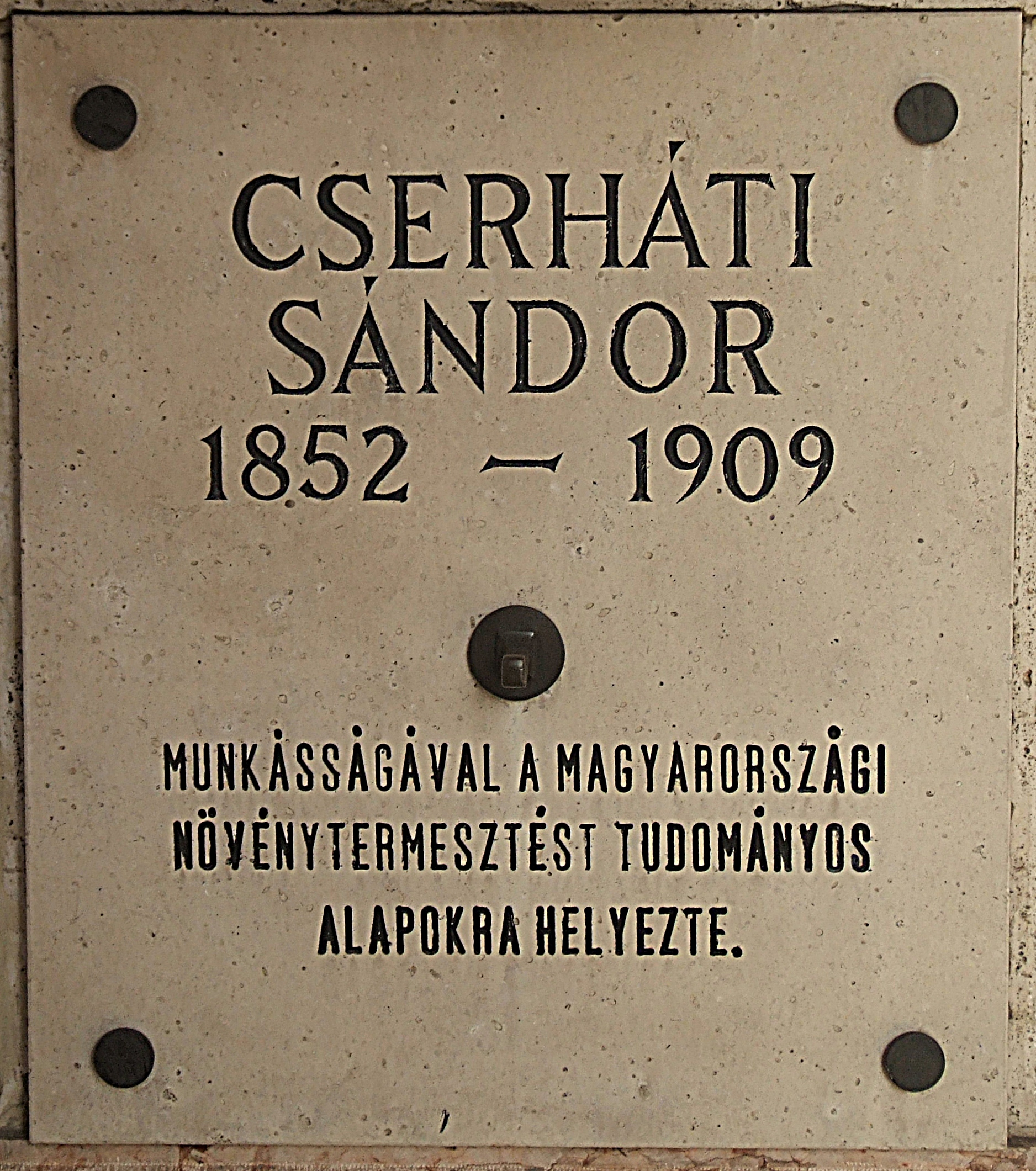
Cserháti Sándor, Kossuth tér 11.
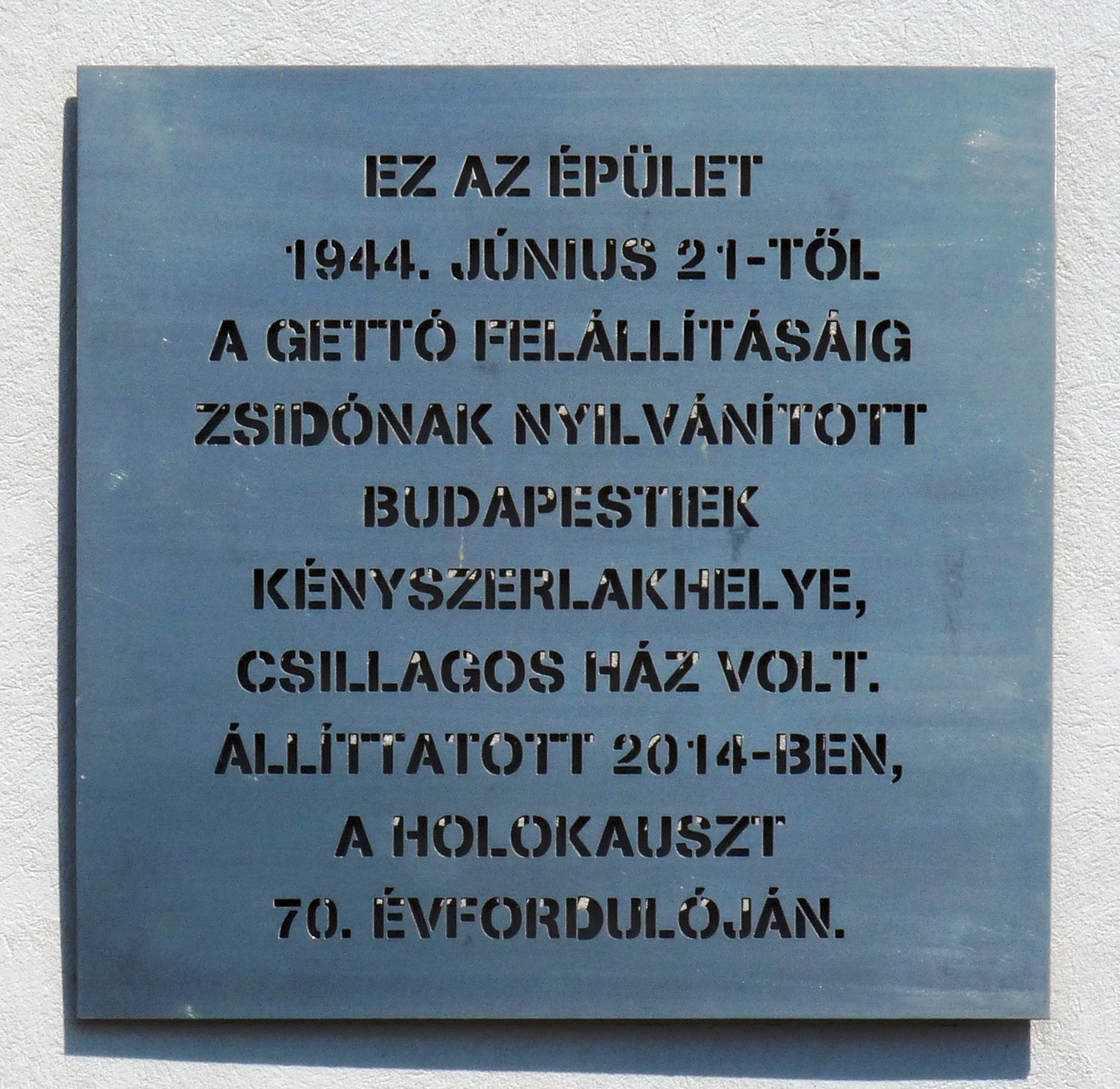
csillagos ház, Kossuth tér 4.
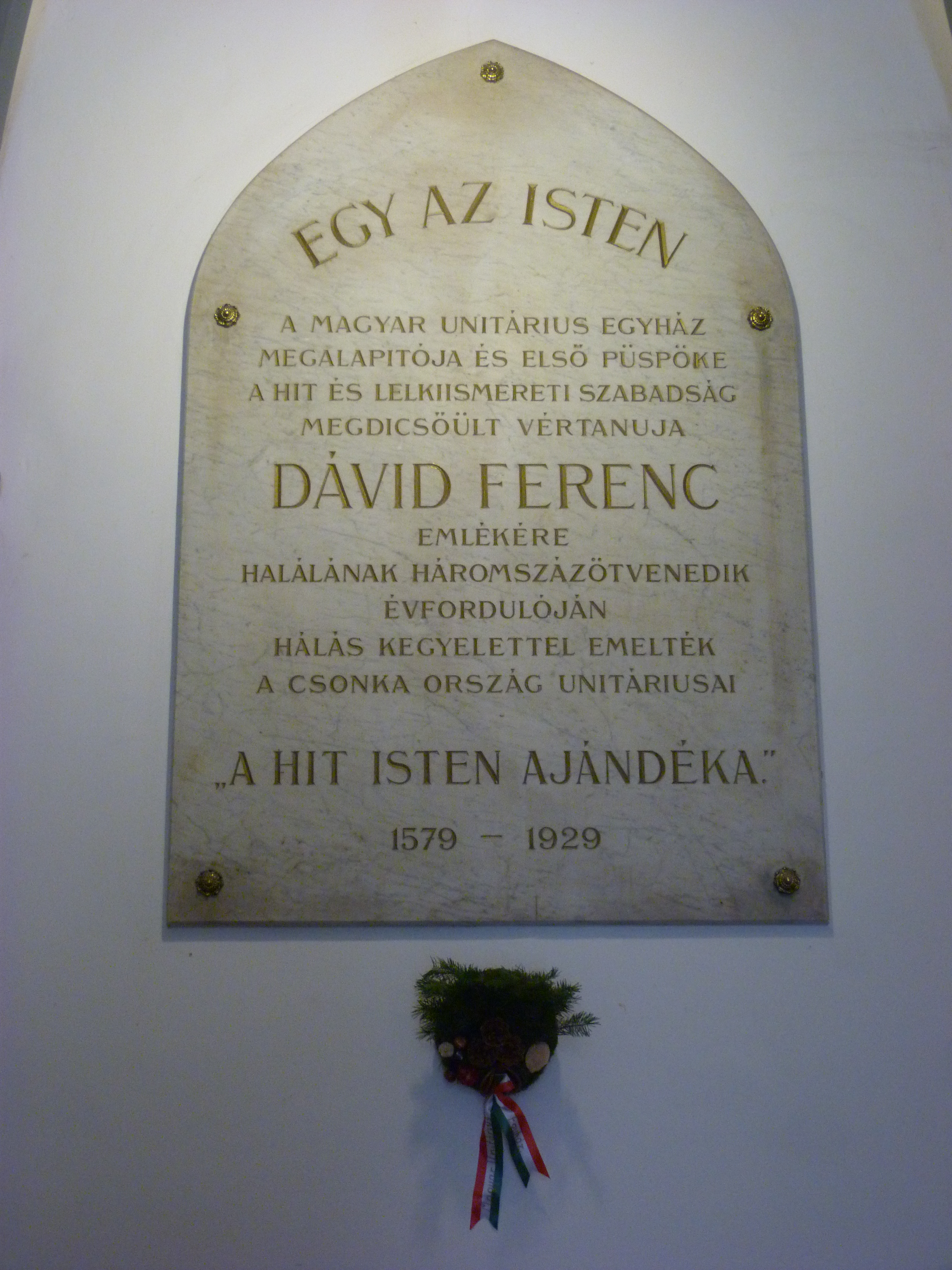
Dávid Ferenc, Nagy Ignác utca 2–4.
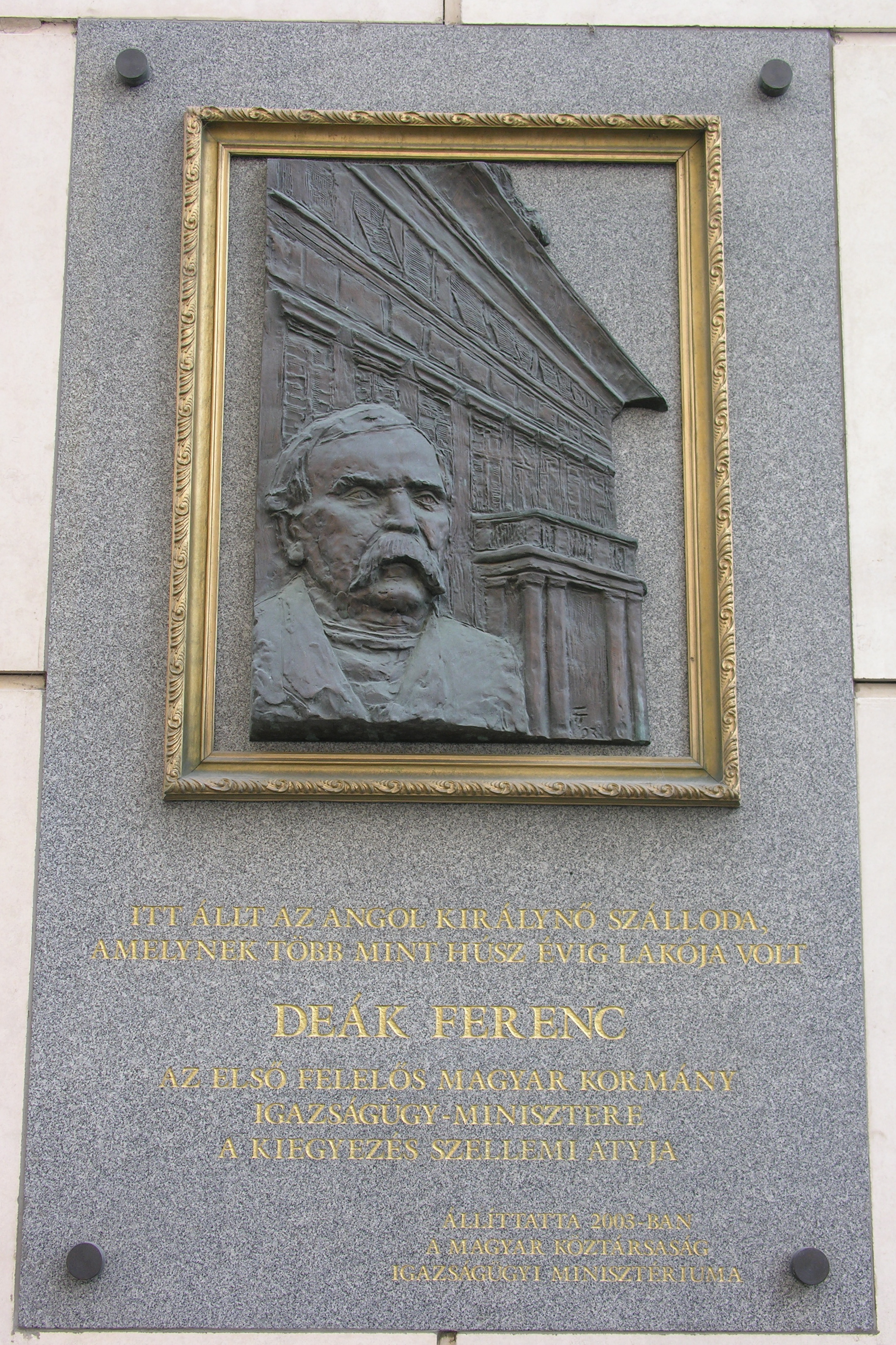
Deák Ferenc, Deák Ferenc utca 1. alkotó: Fekete Tamás
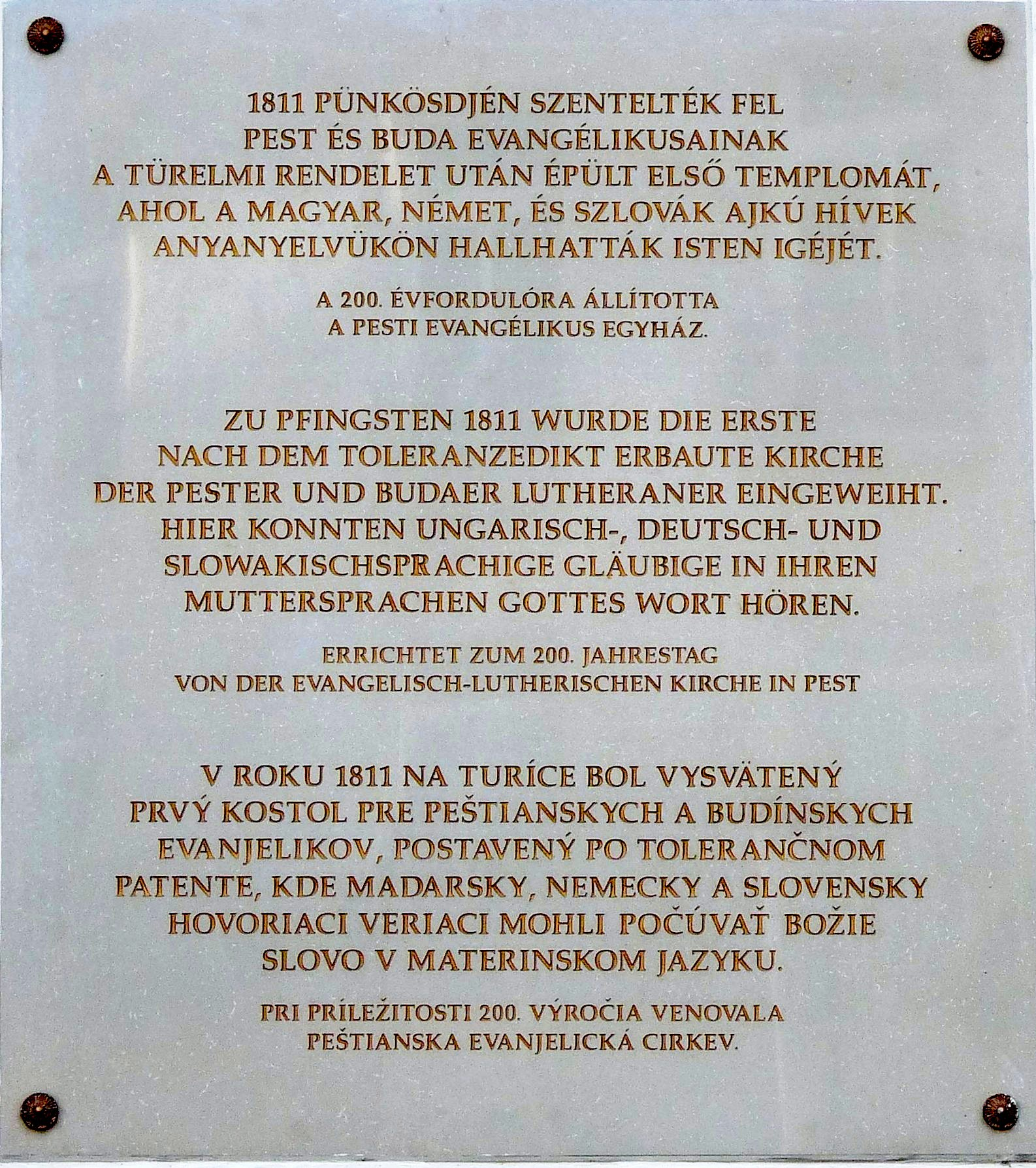
Deák téri evangélikus templom 200. évf. Deák Ferenc tér 4.
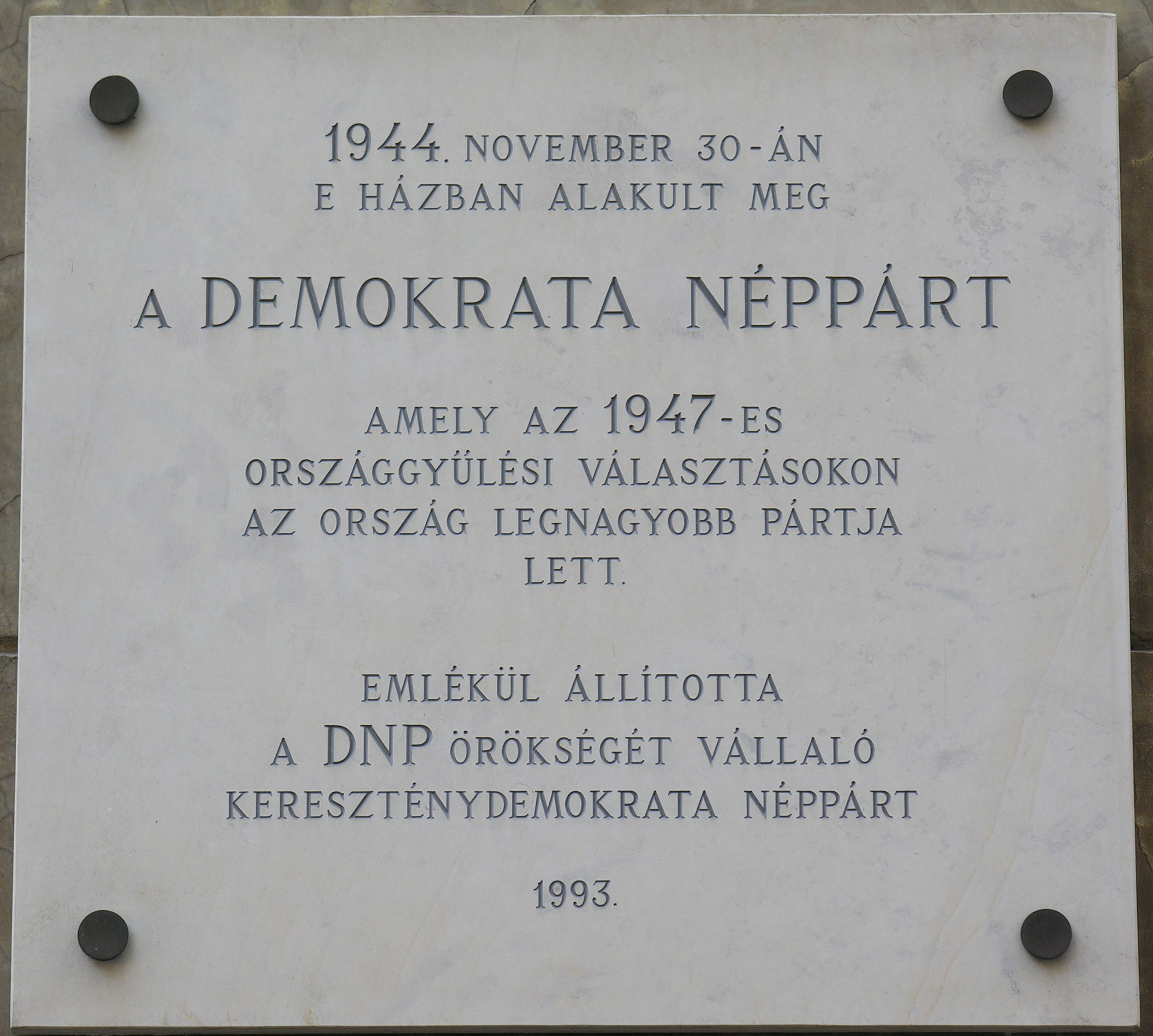
Demokrata Néppárt, Galamb utca 4.
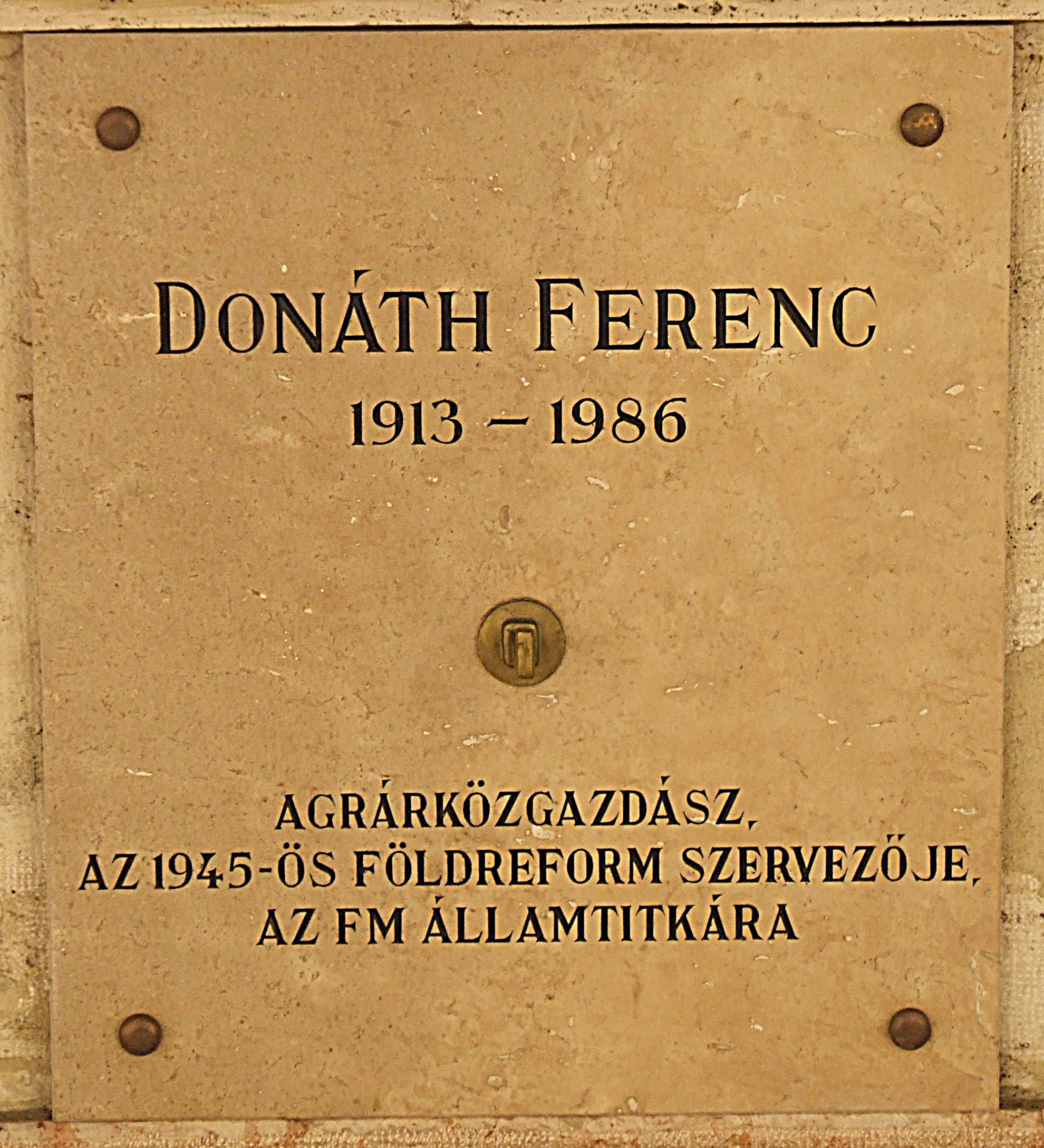
Donáth Ferenc, Kossuth Lajos tér 11.
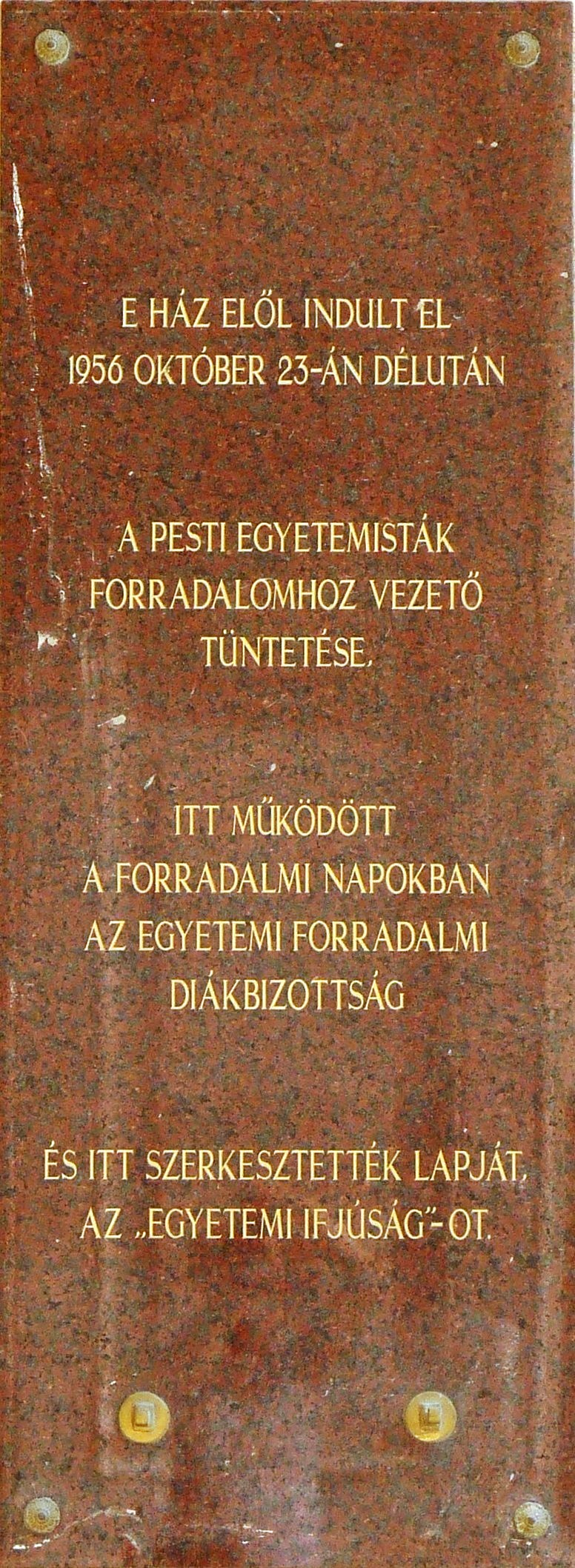
Egyetemi Forradalmi Bizottság, Piarista köz 1.
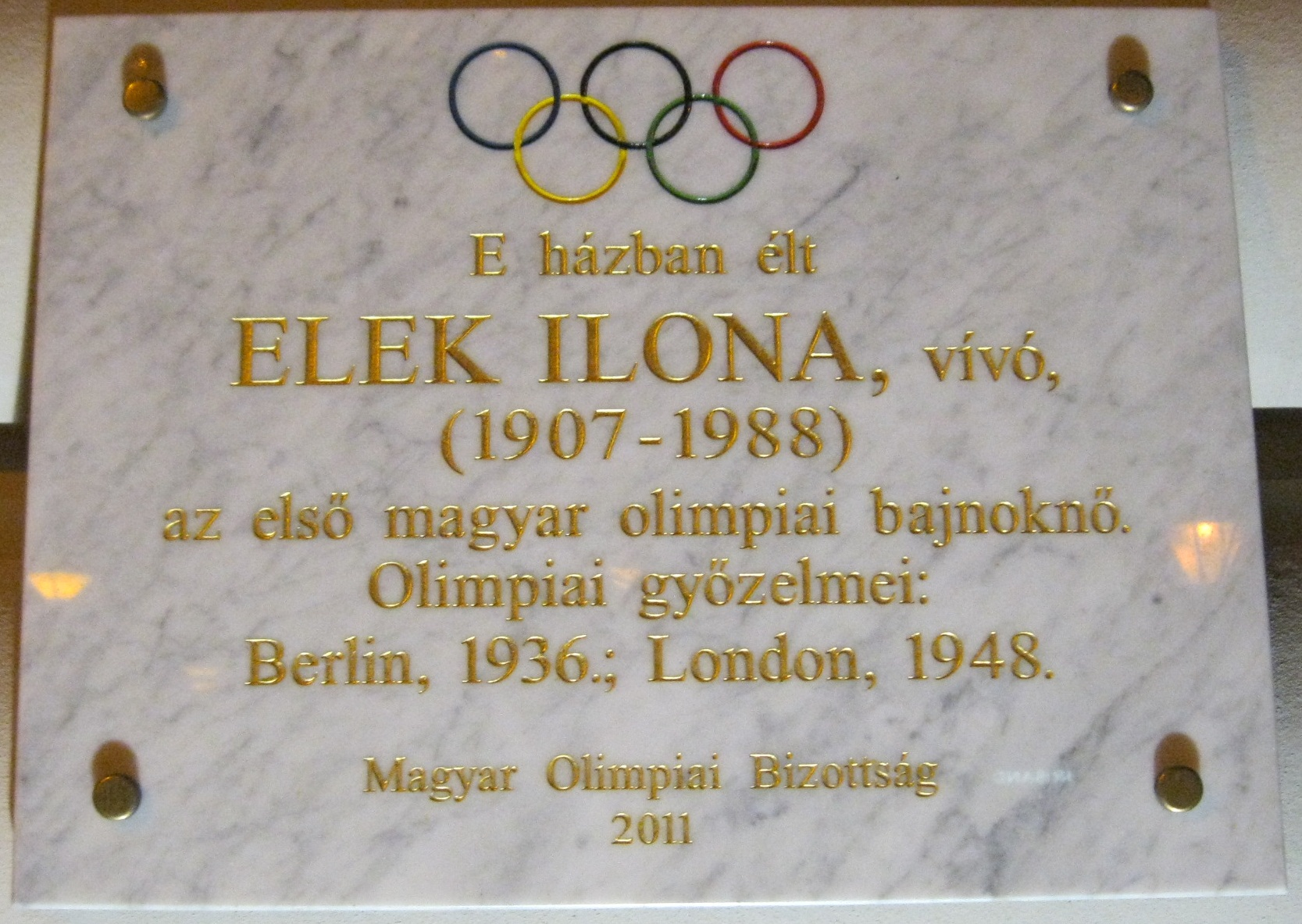
Elek Ilona, Deák Ferenc utca 15.
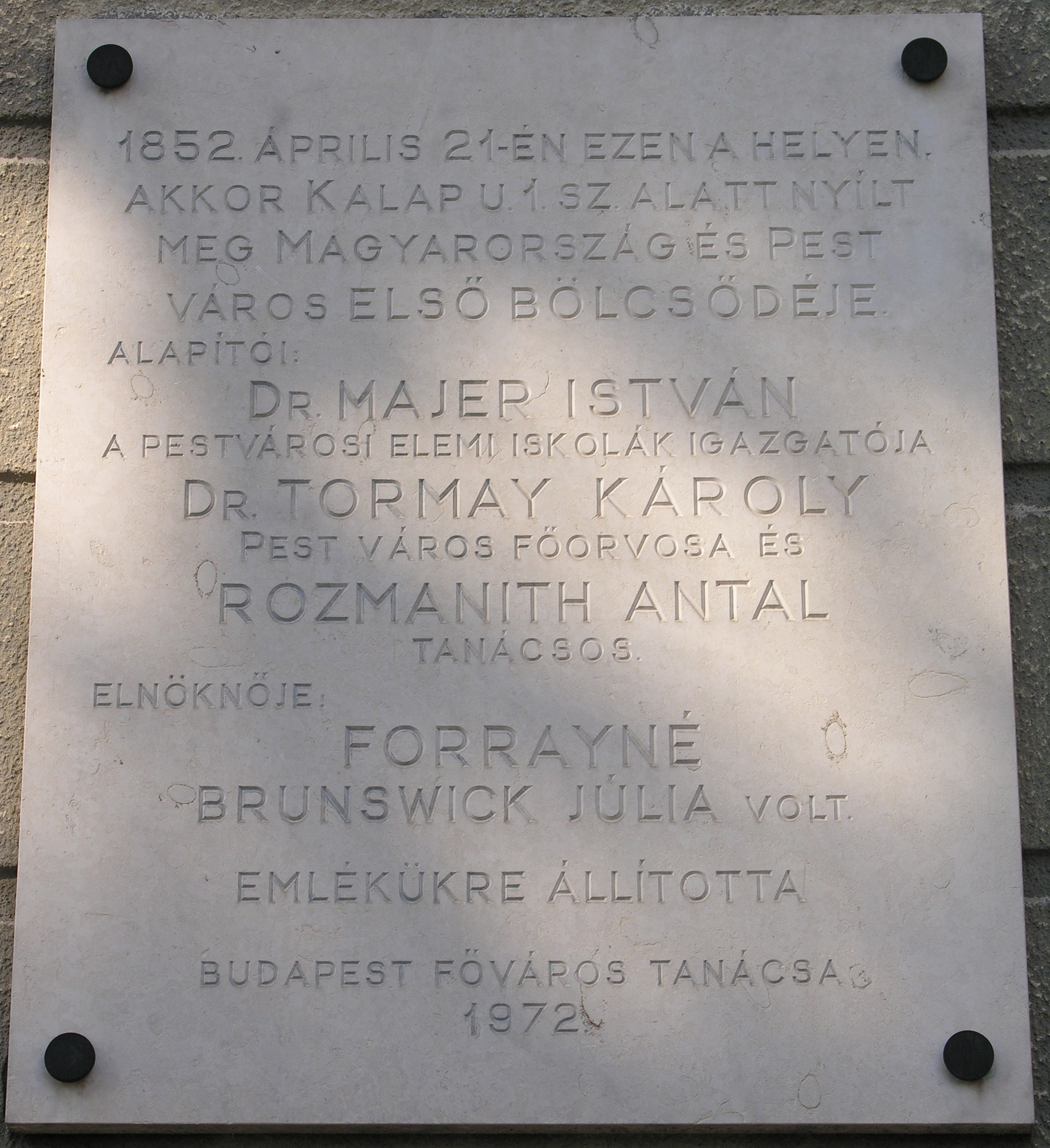
Első bölcsőde,[3] Belgrád rakpart 27.
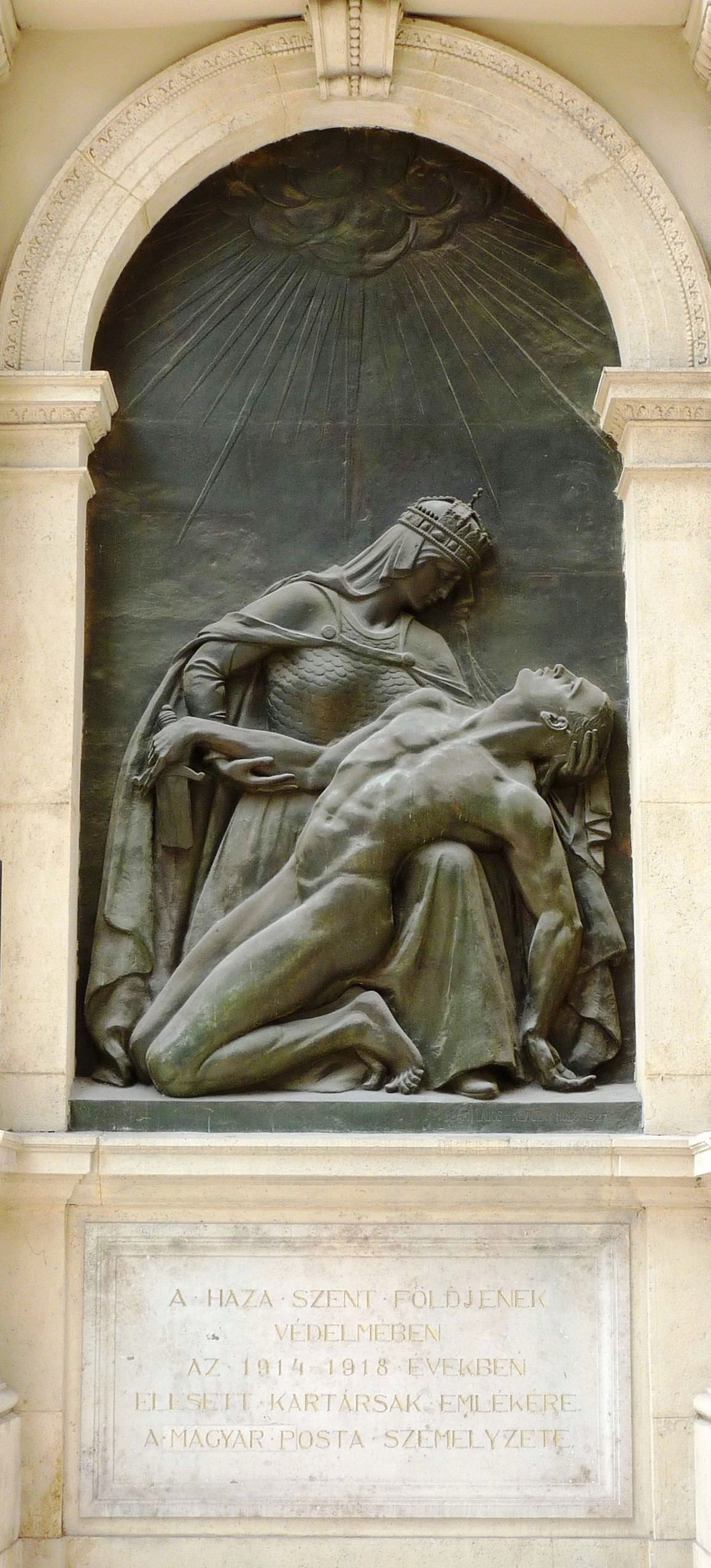
Első világháború postás hősi halottak, Párizsi utca 8. alkotó: Berán Lajos és Keviczky Hugó
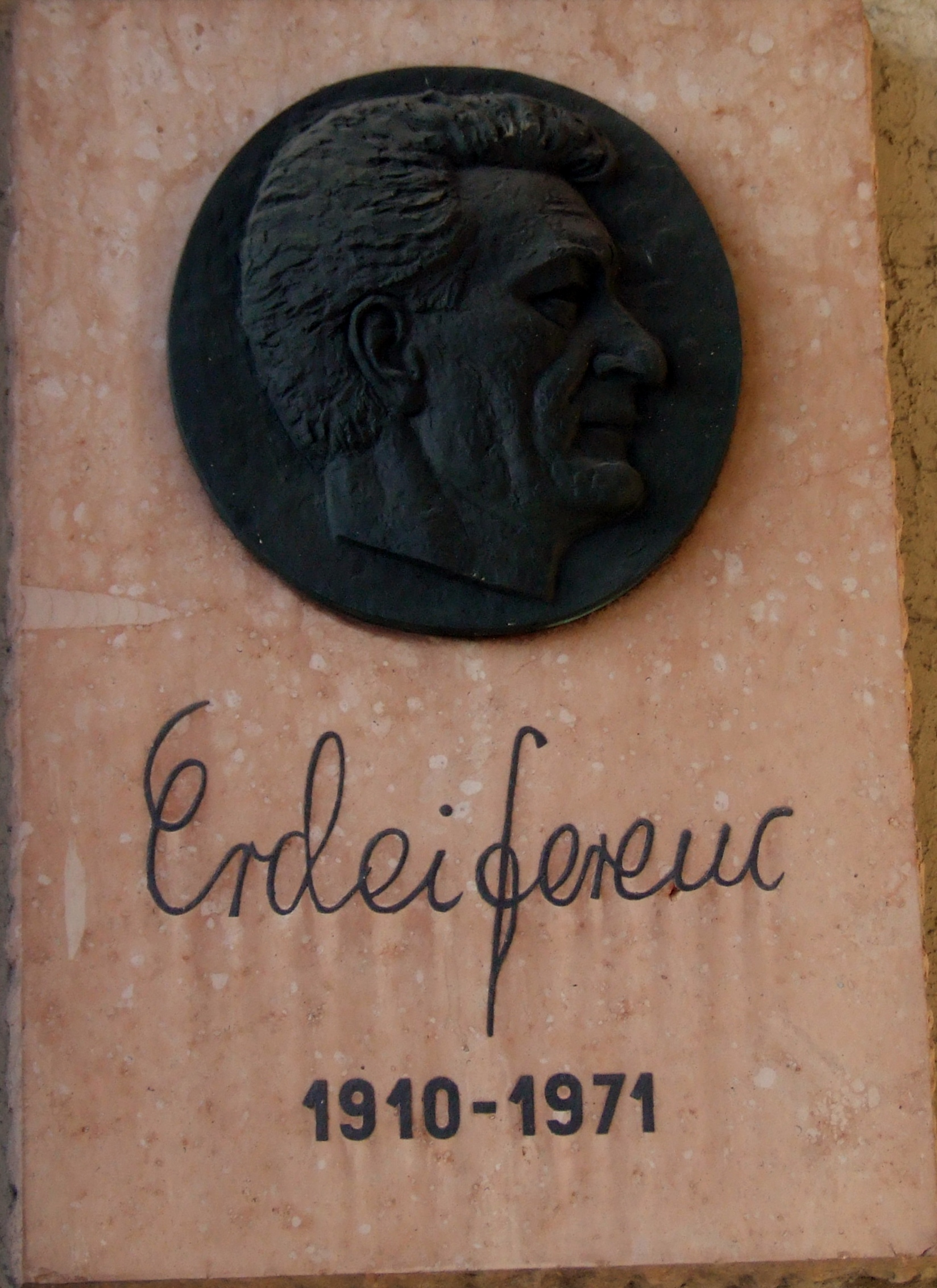
Erdei Ferenc, Kossuth Lajos tér 11.
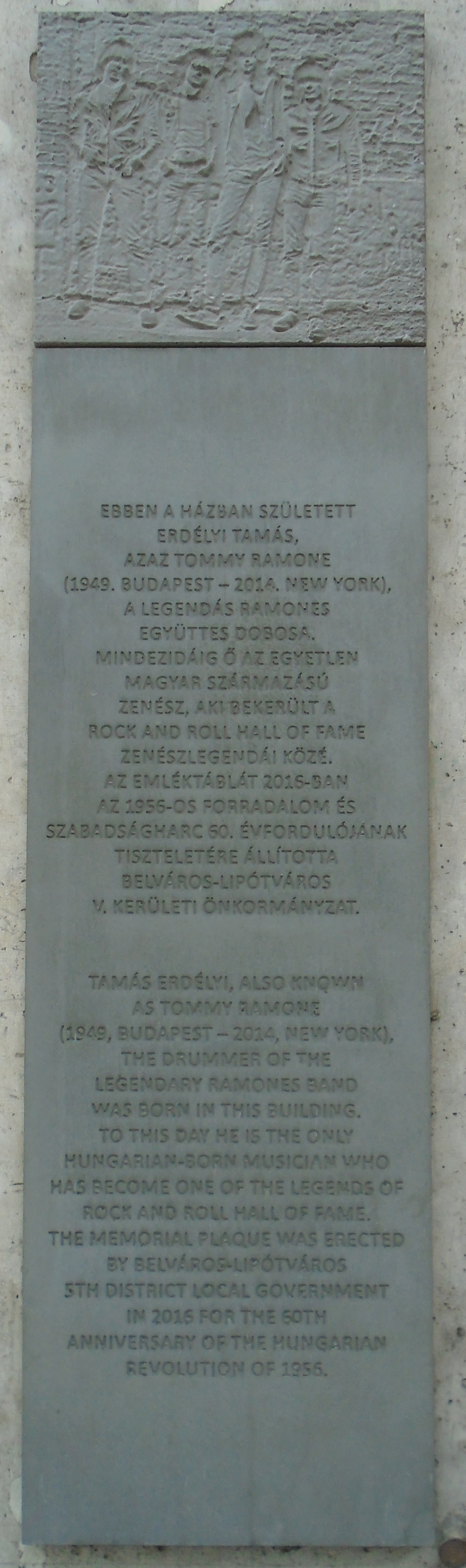
Erdélyi Tamás, Bajcsy-Zsilinszky út 36–38.
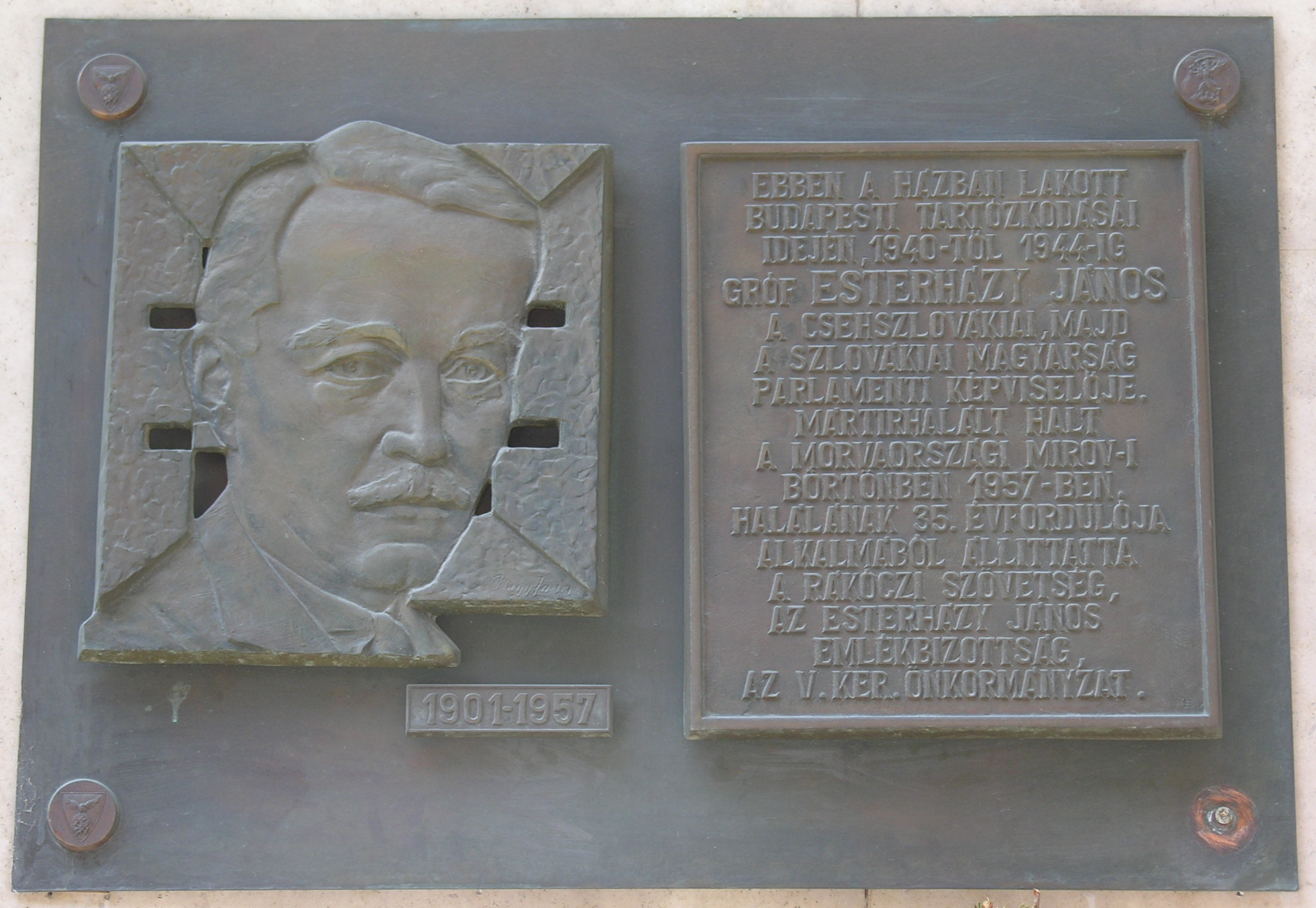
Esterházy János, Szép utca 3.
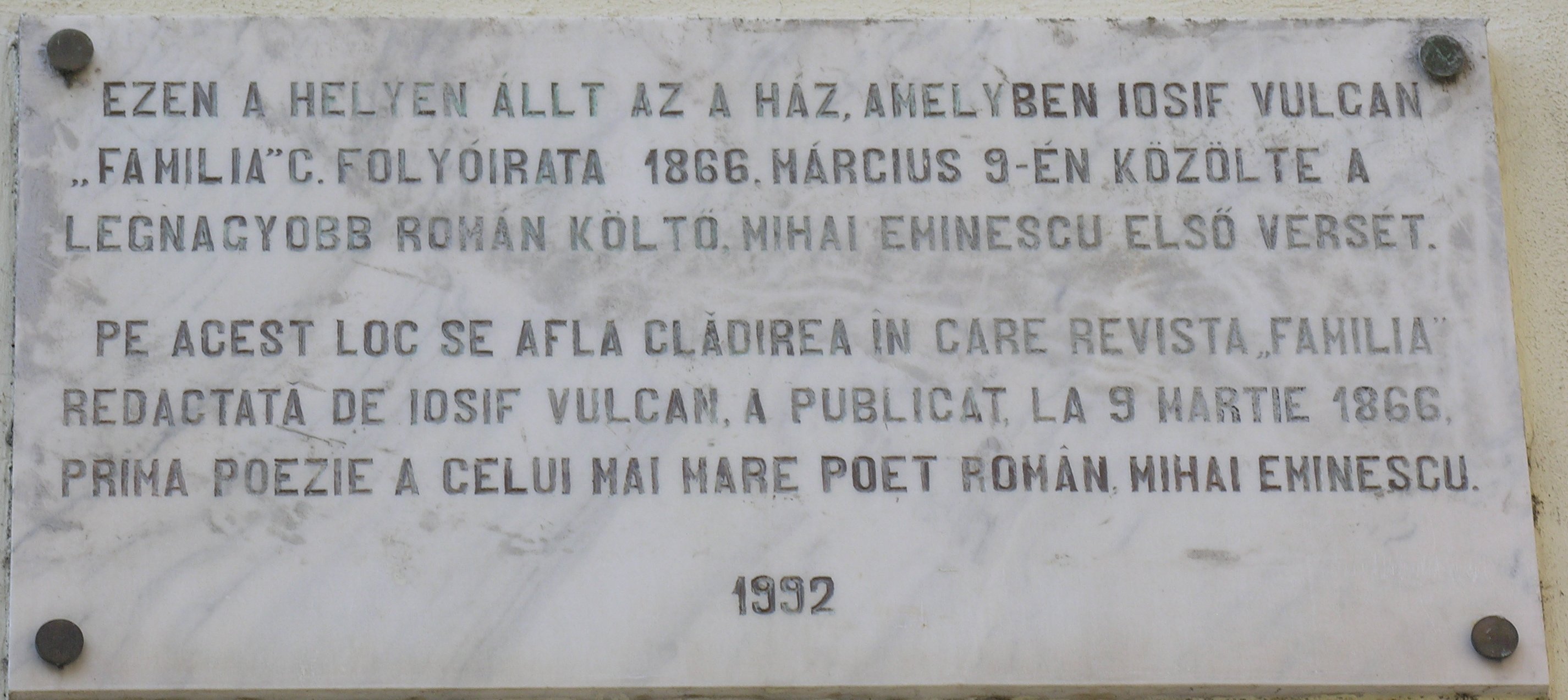
Familia folyóirat, Nyáry Pál utca 4.
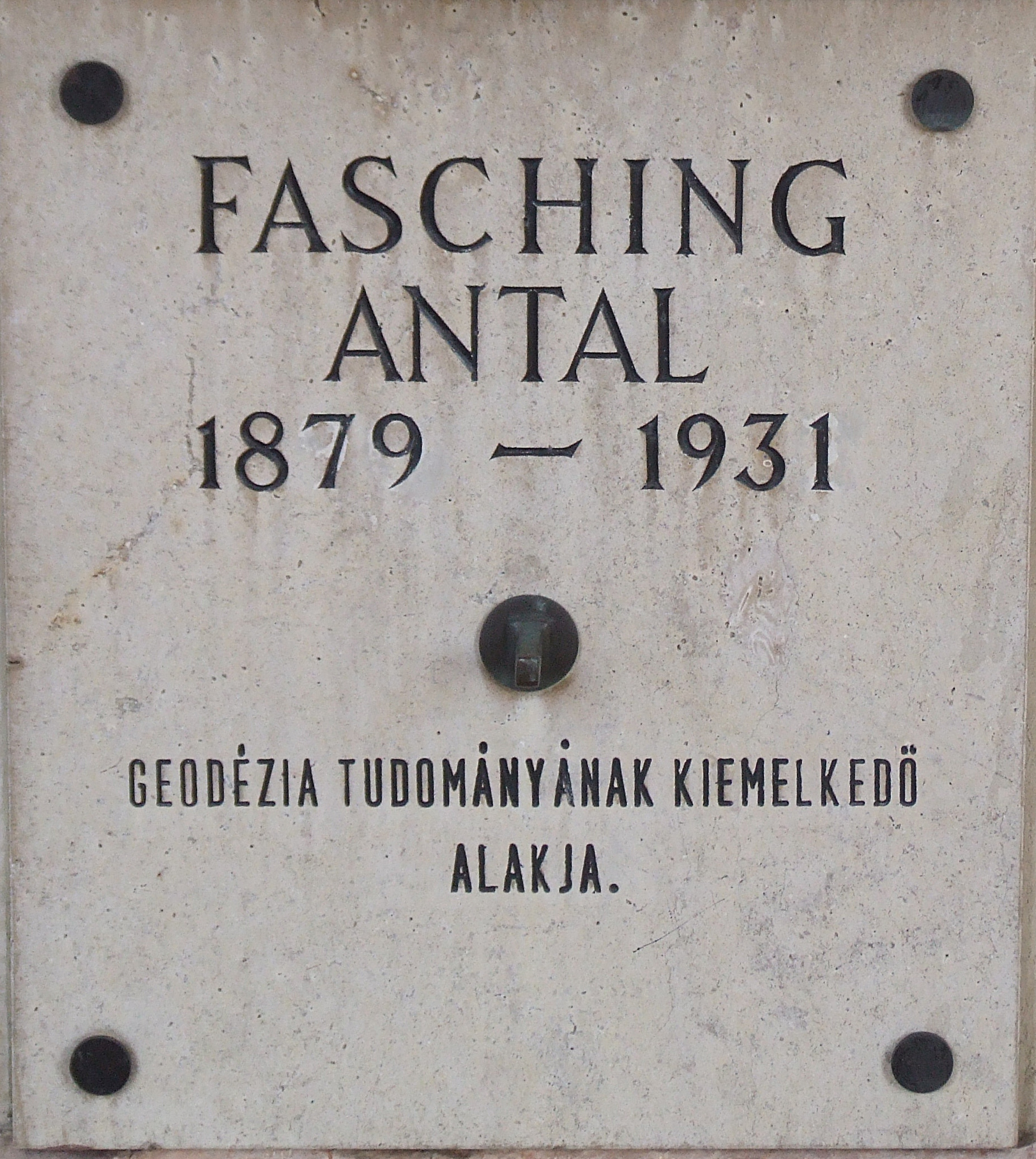
Fasching Antal Kossuth Lajos tér 11.
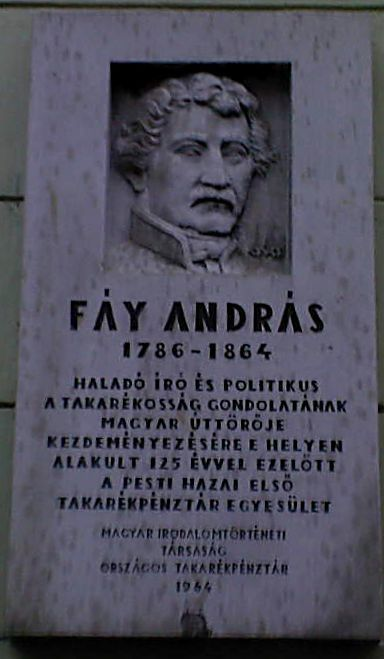
Fáy András, Kamermayer Károly tér alkotó: Csucs Ferenc
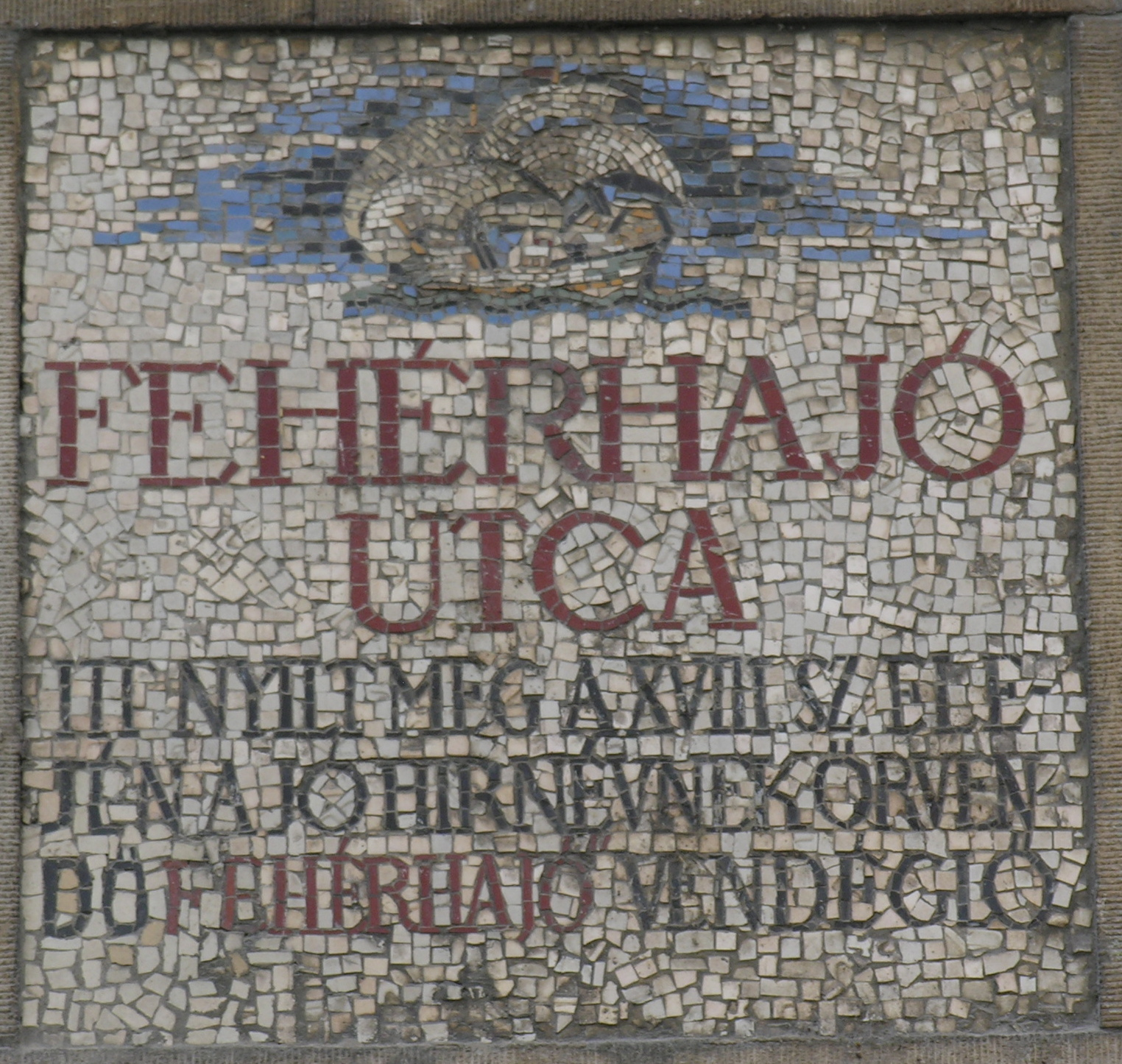
Fehér Hajó utca, Fehér Hajó utca 5.
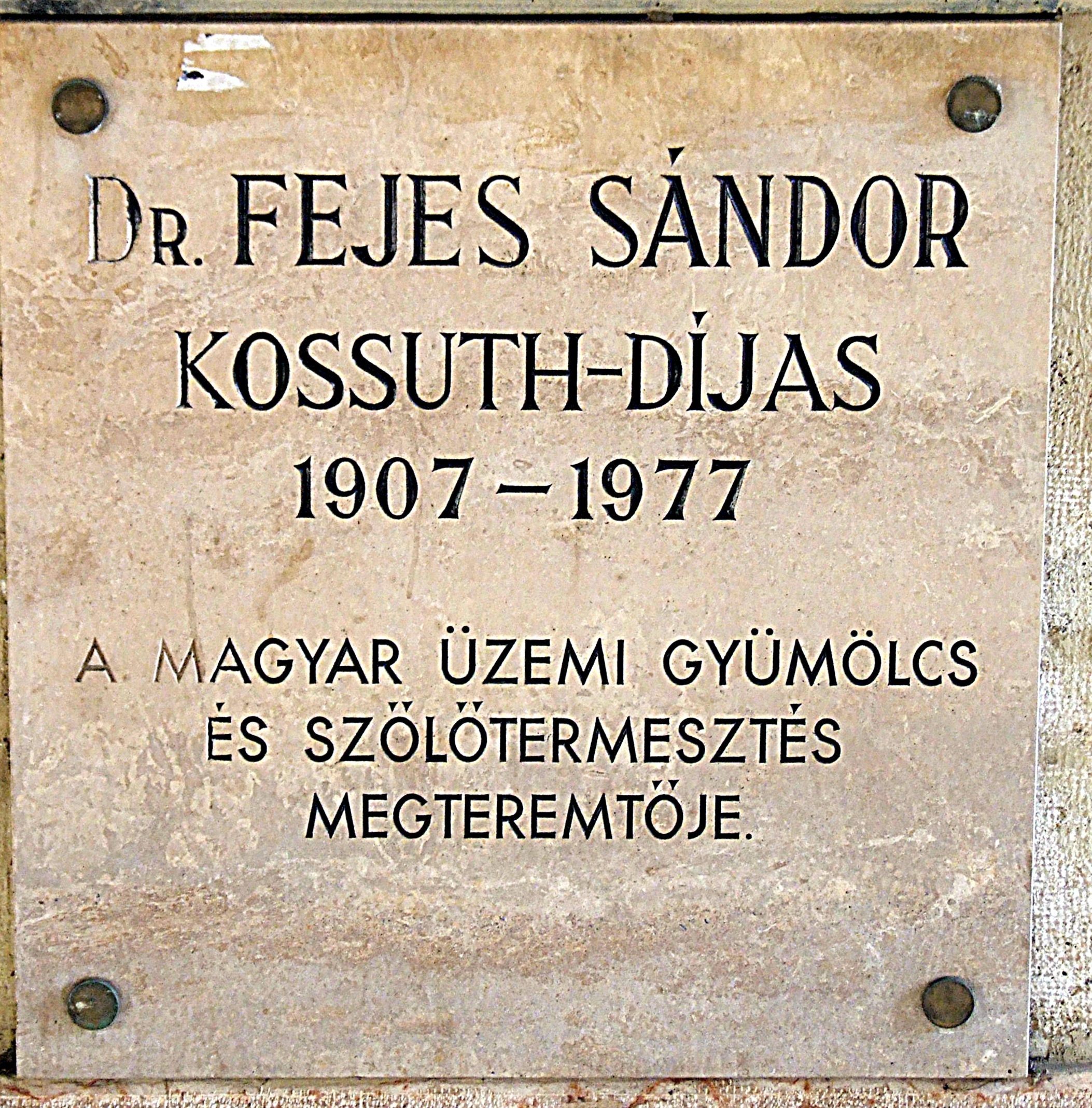
Fejes Sándor, Kossuth tér 11.
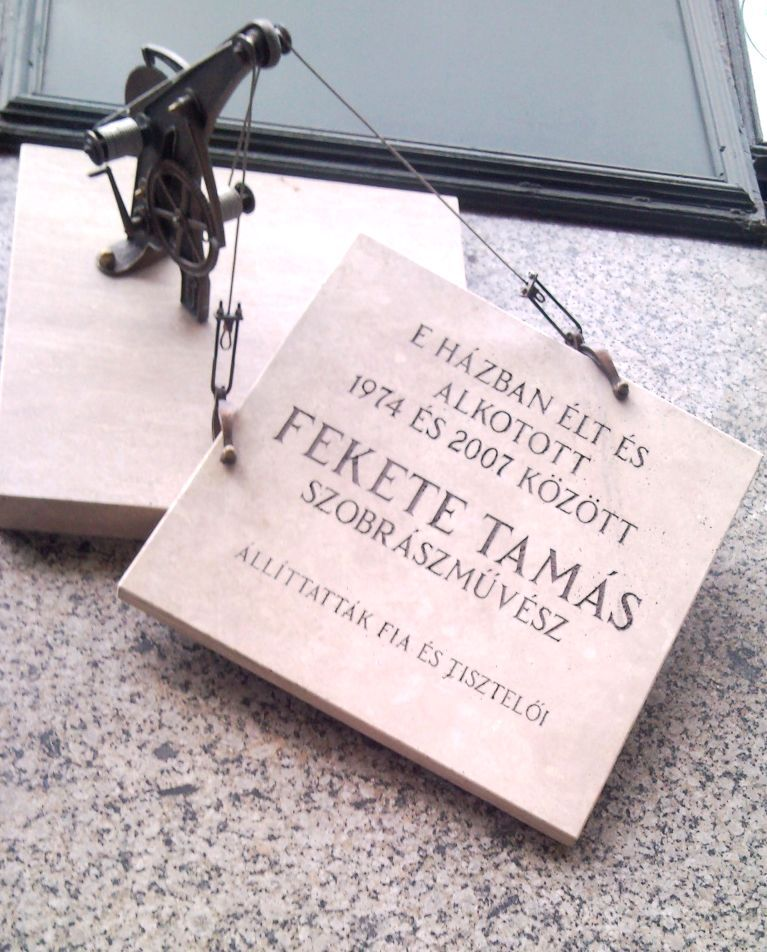
Fekete Tamás, Veres Pálné utca 10. Alkotó: Paulikovics Iván
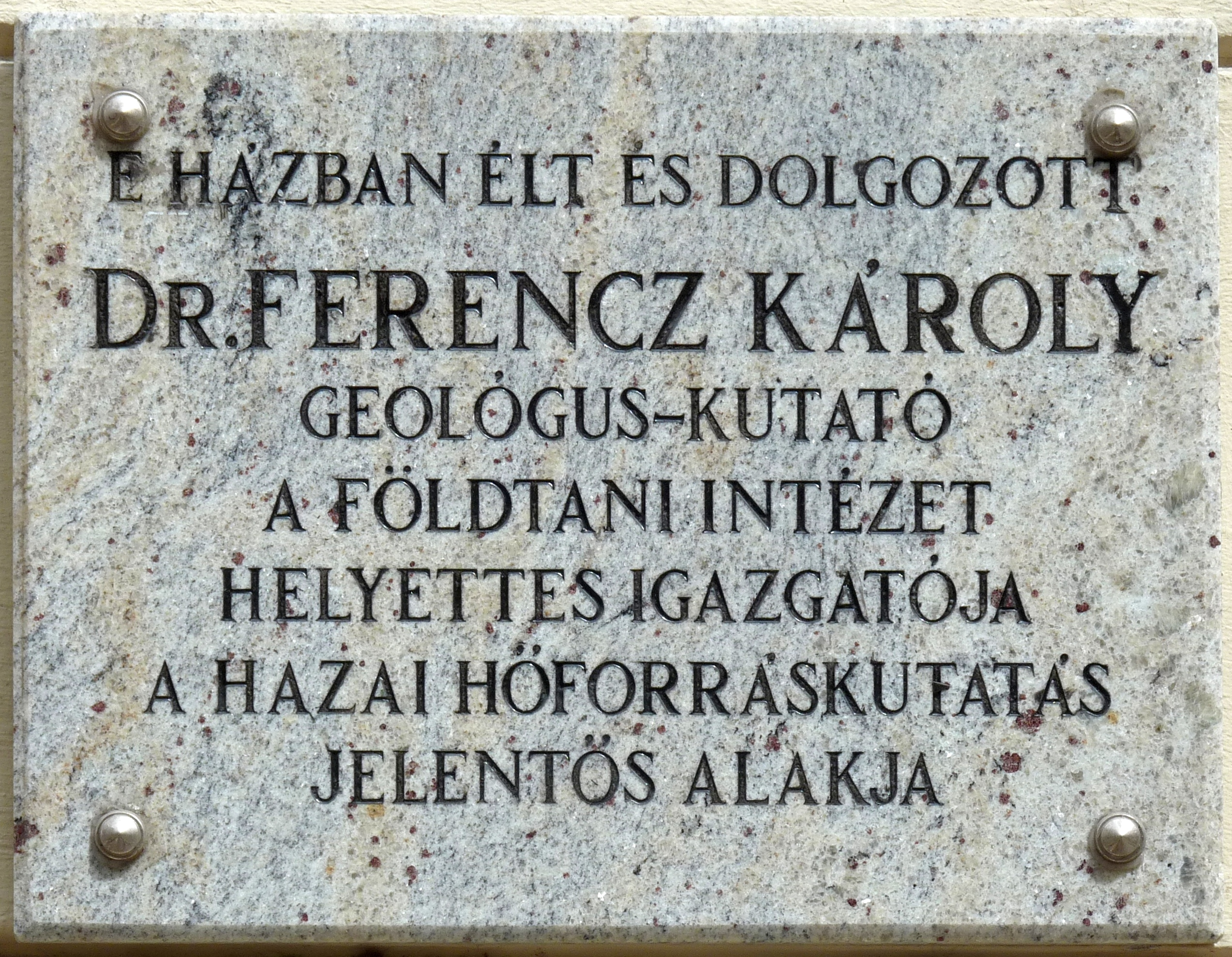
Ferencz Károly, Sas utca 9.
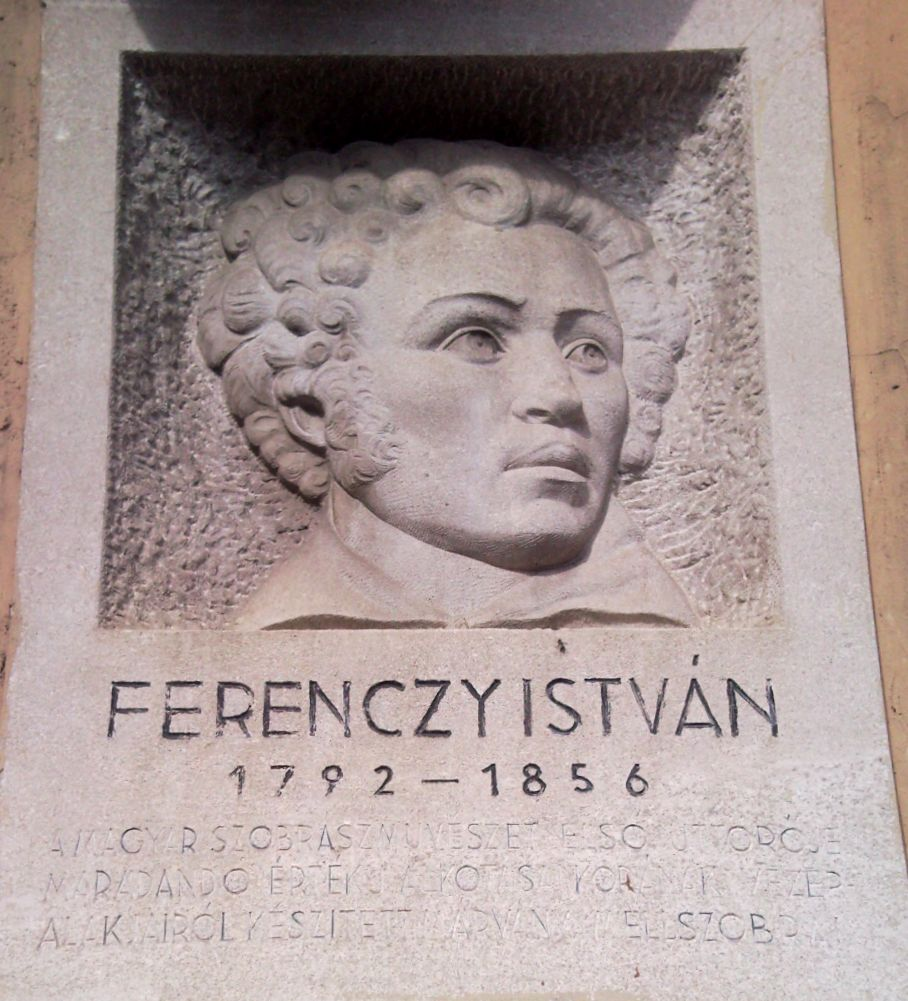
Ferenczy István, Magyar utca 14.
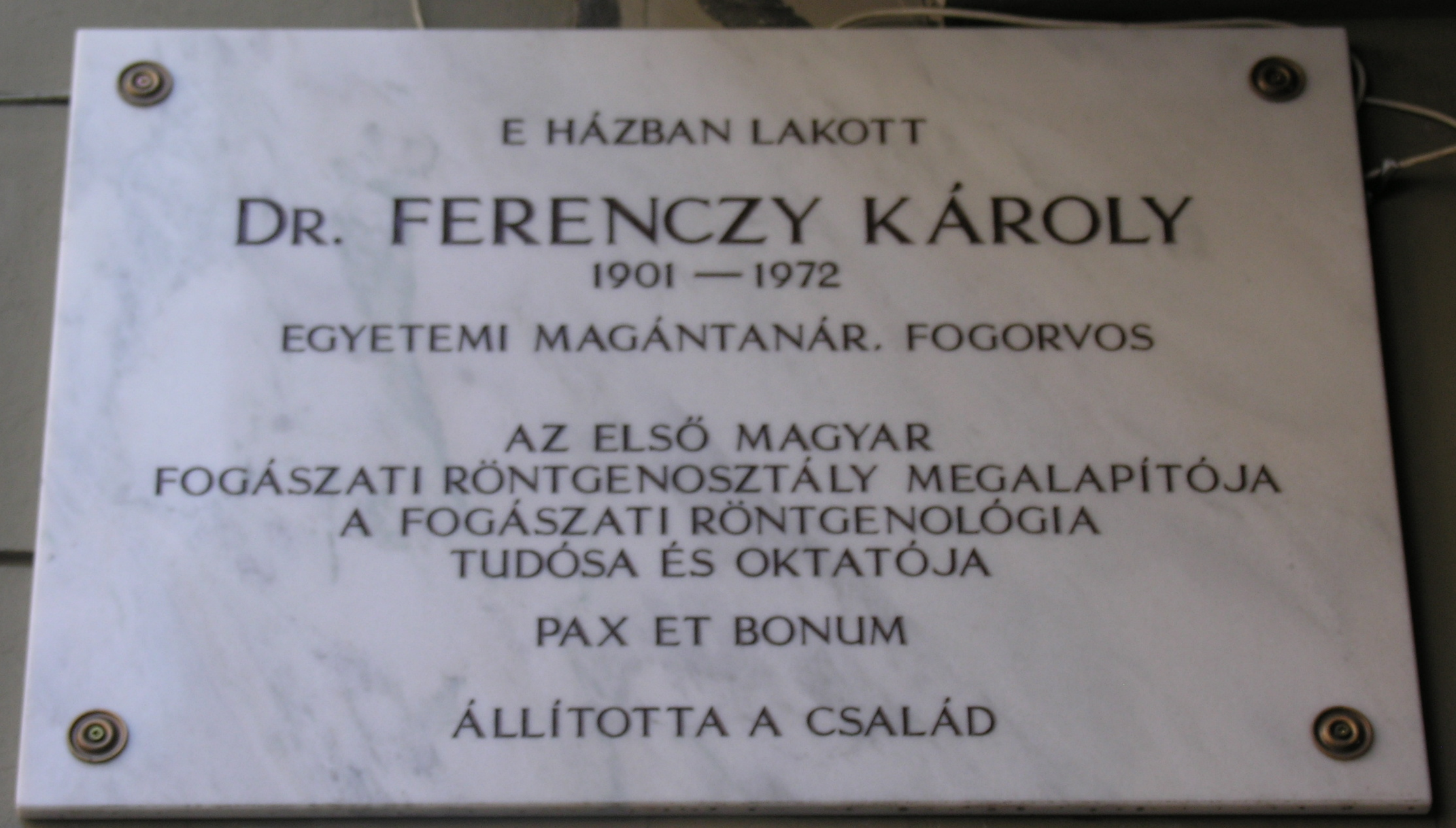
Ferenczy Károly, Kossuth Lajos utca 3.
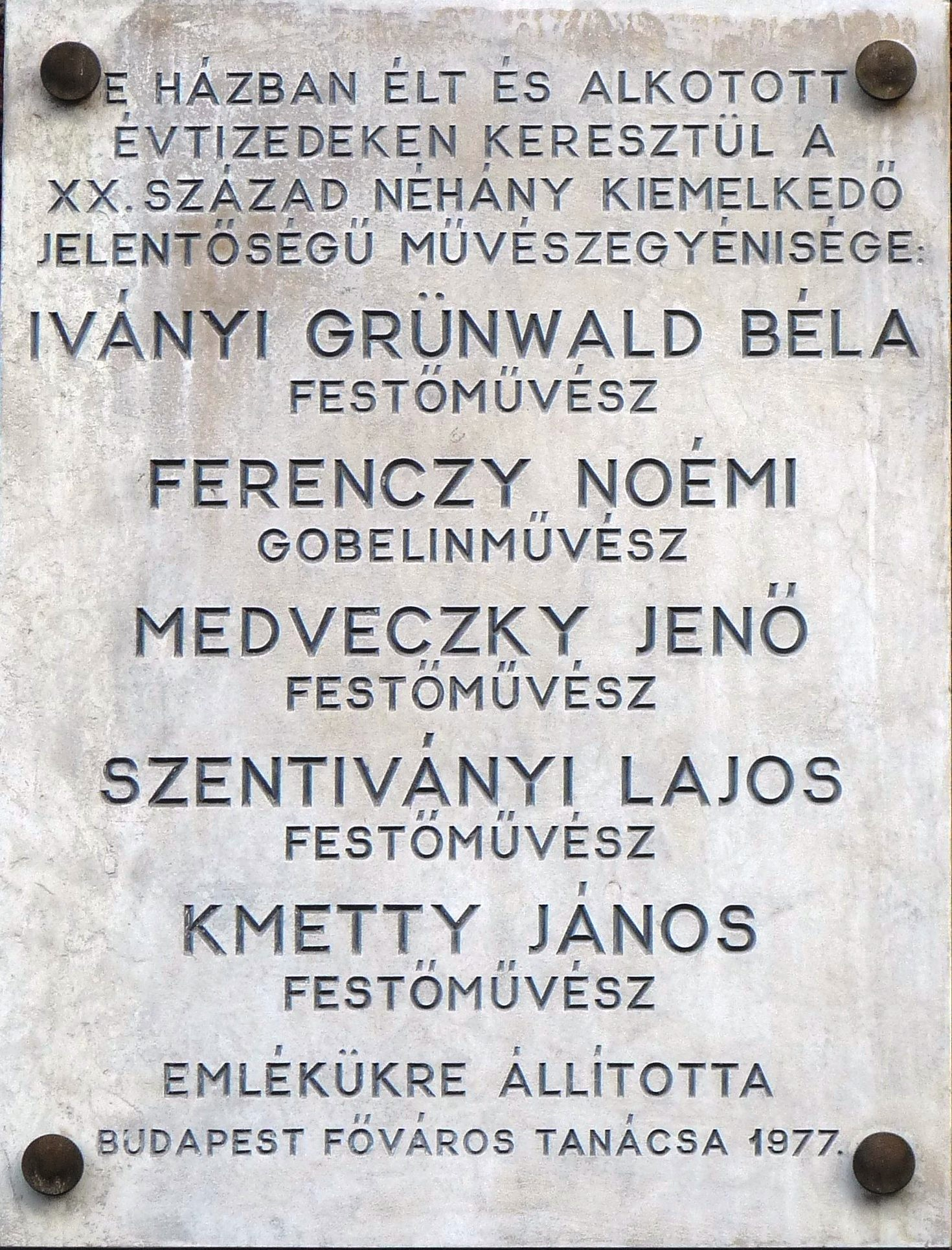
Ferenczy Noémi, Deák Ferenc utca 23.
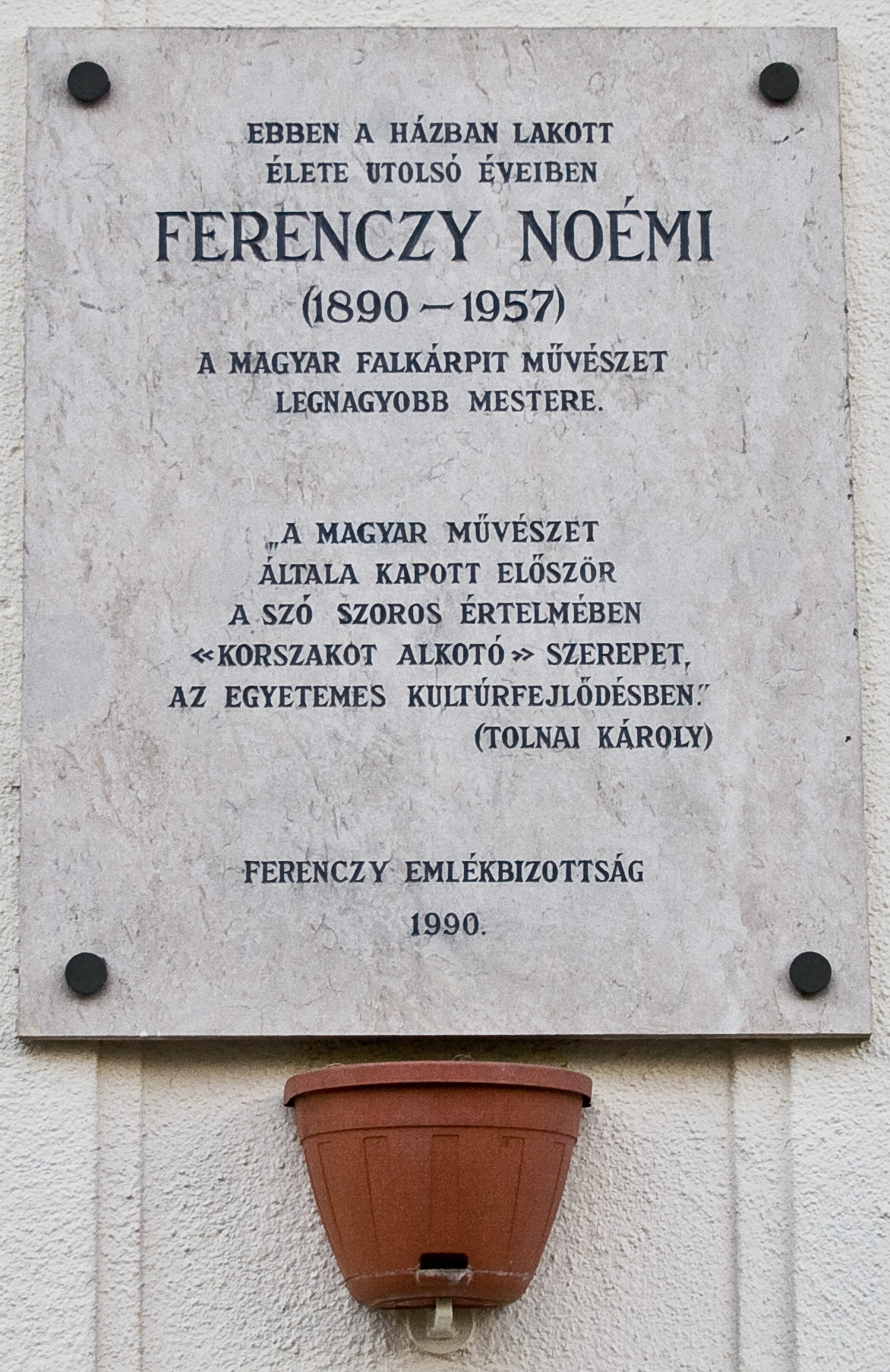
Ferenczy Noémi, Falk Miksa utca 18–20.
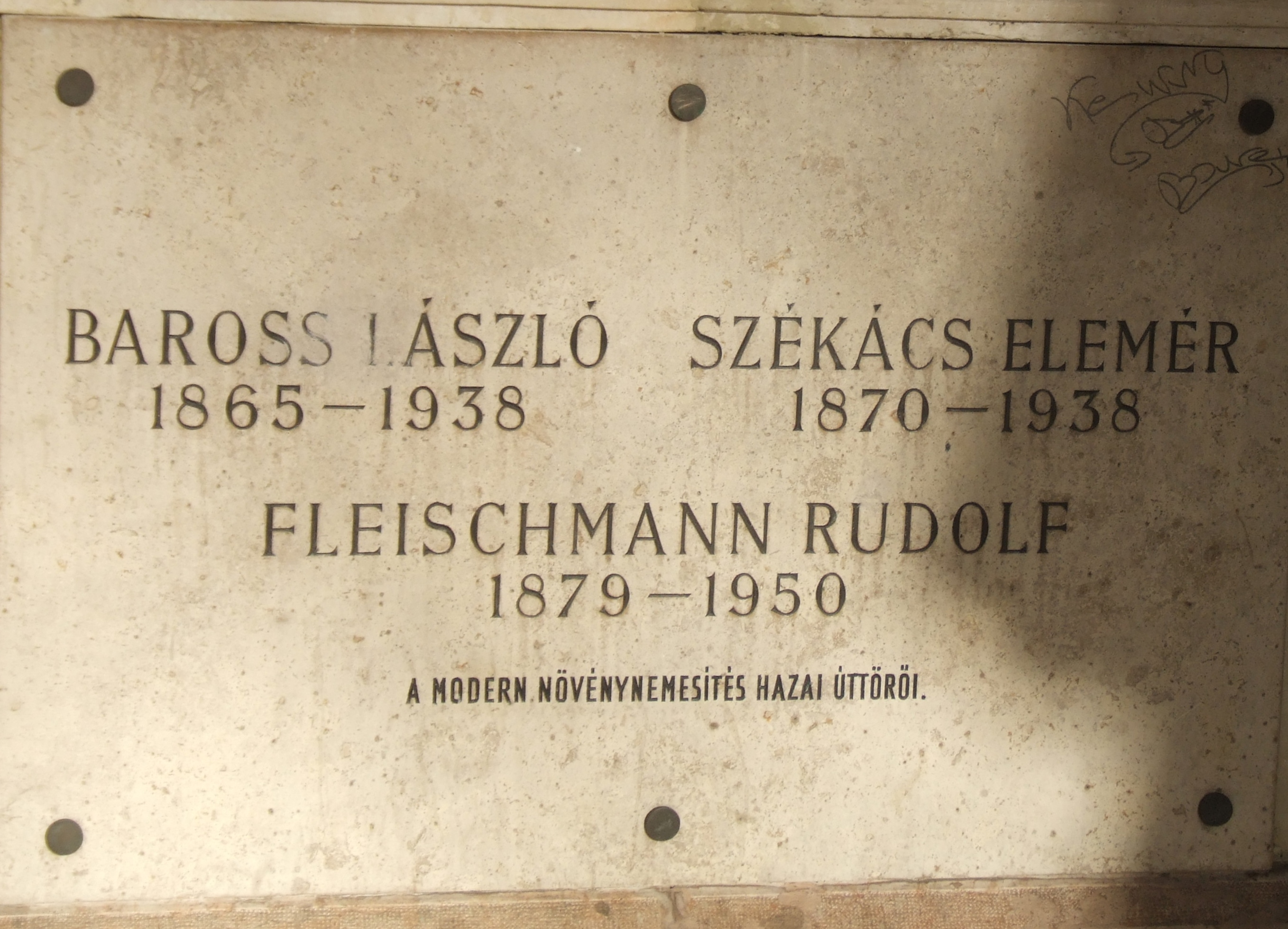
Fleischmann Rudolf, Kossuth tér 11.
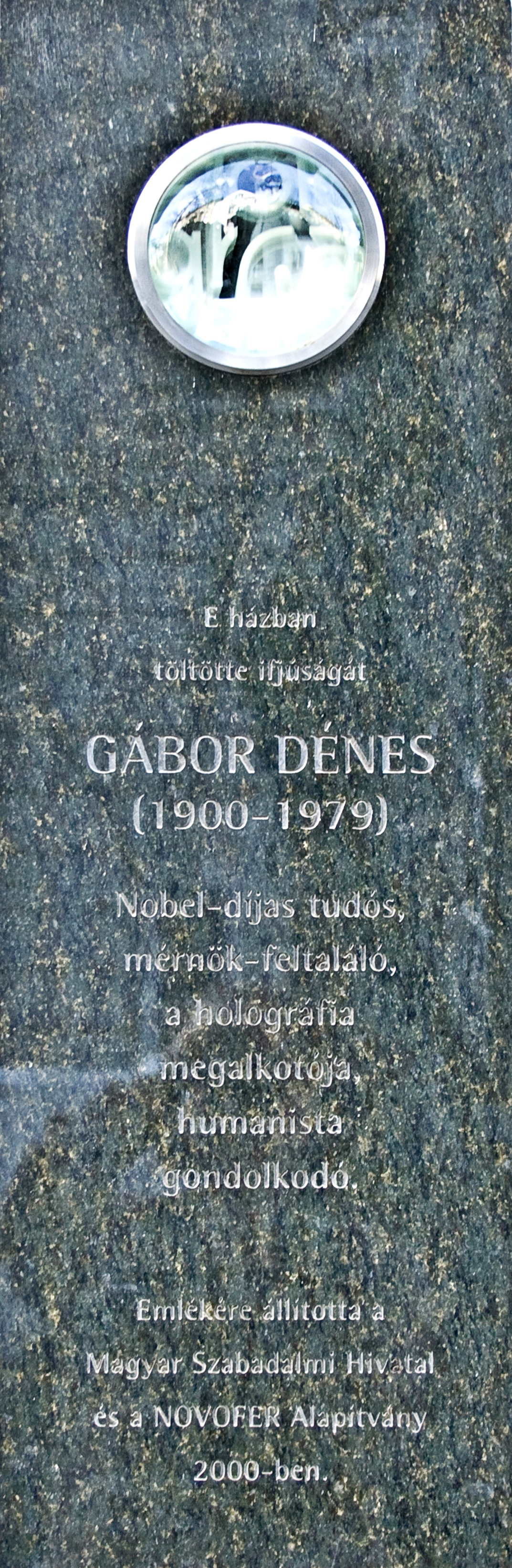
Gábor Dénes, Falk Miksa utca 30.
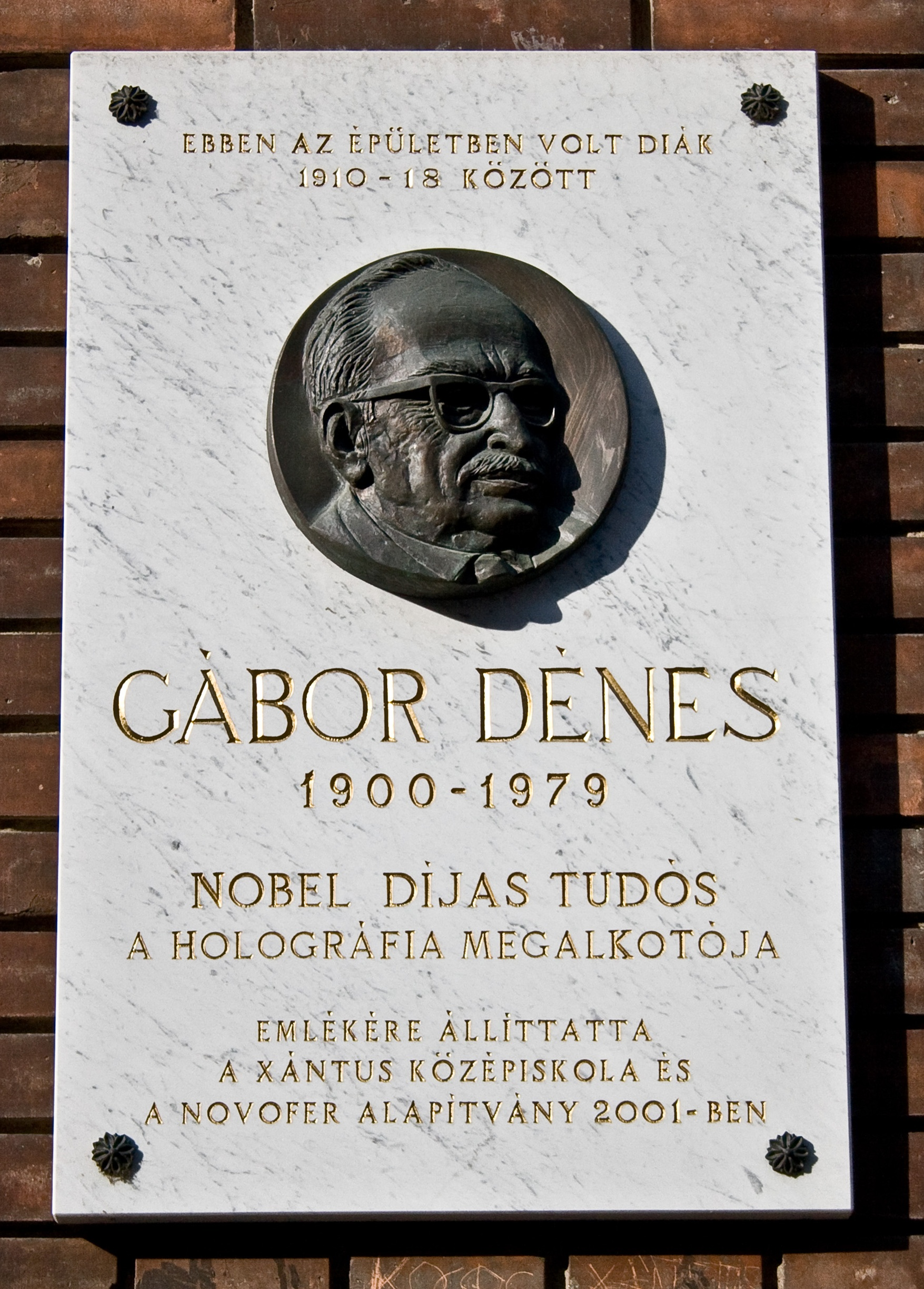
Gábor Dénes, Markó utca 18–20.
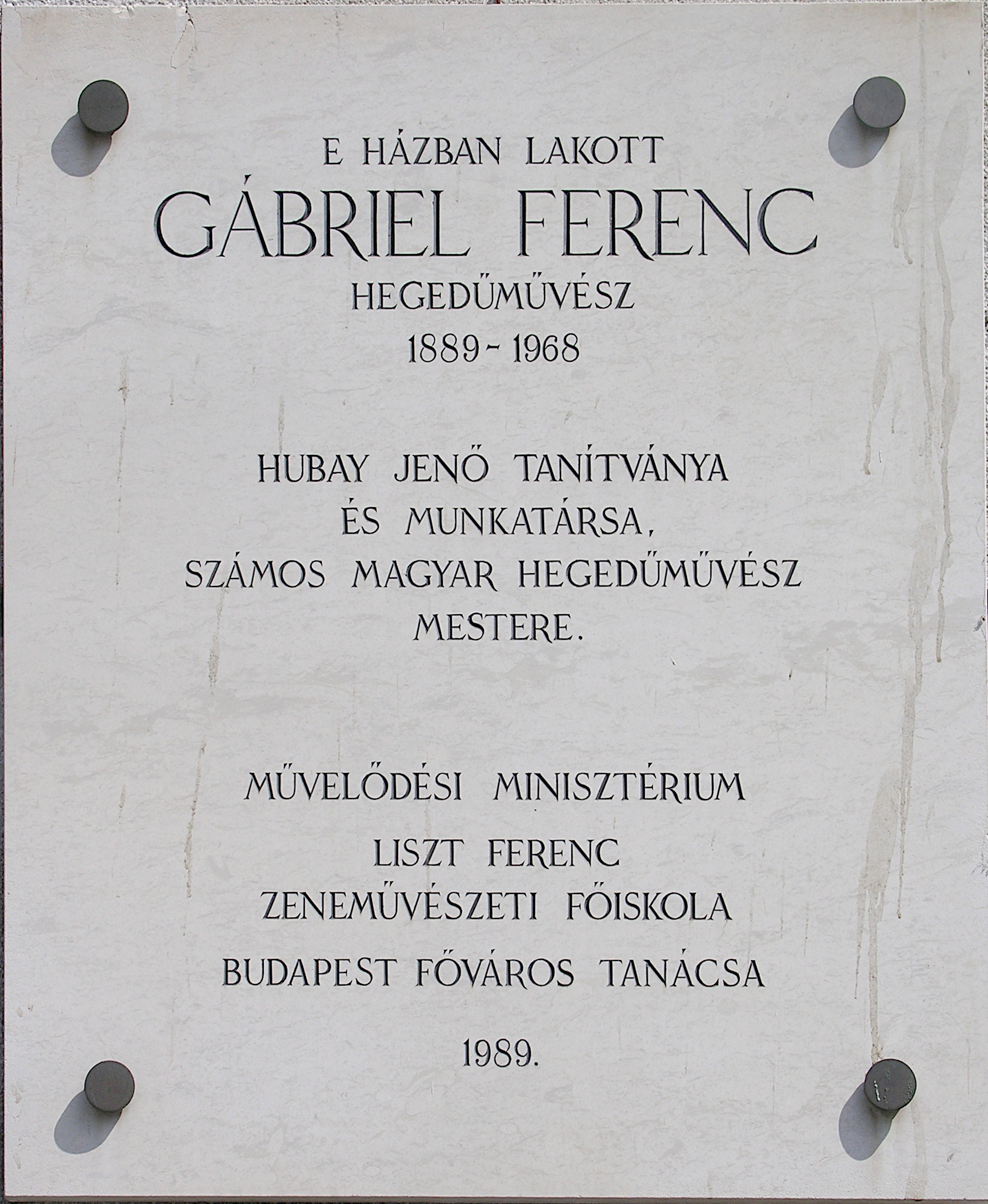
Gábriel Ferenc, Hold utca 21.
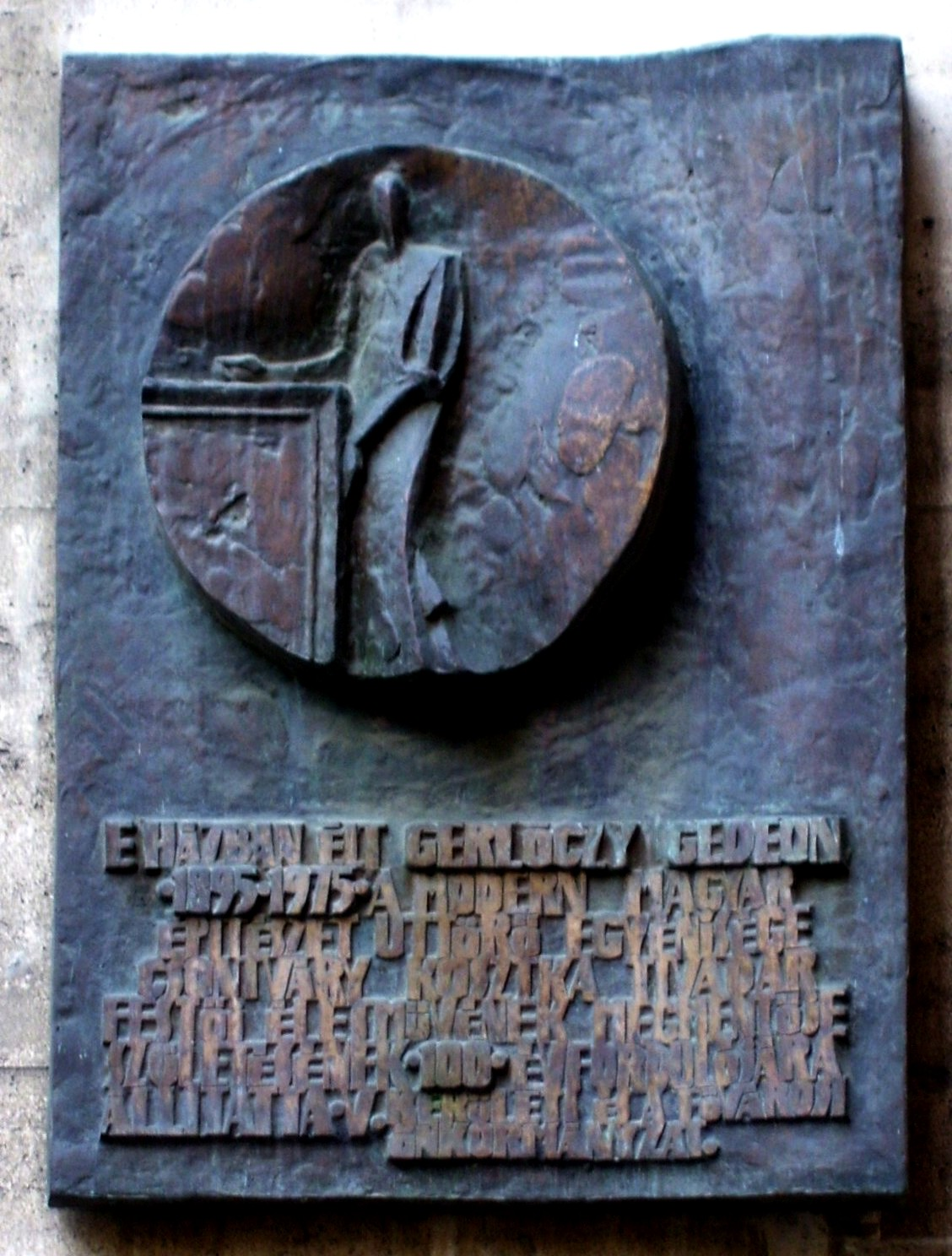
Gerlóczy Gedeon, Galamb utca 3. alkotó: Czinder Antal
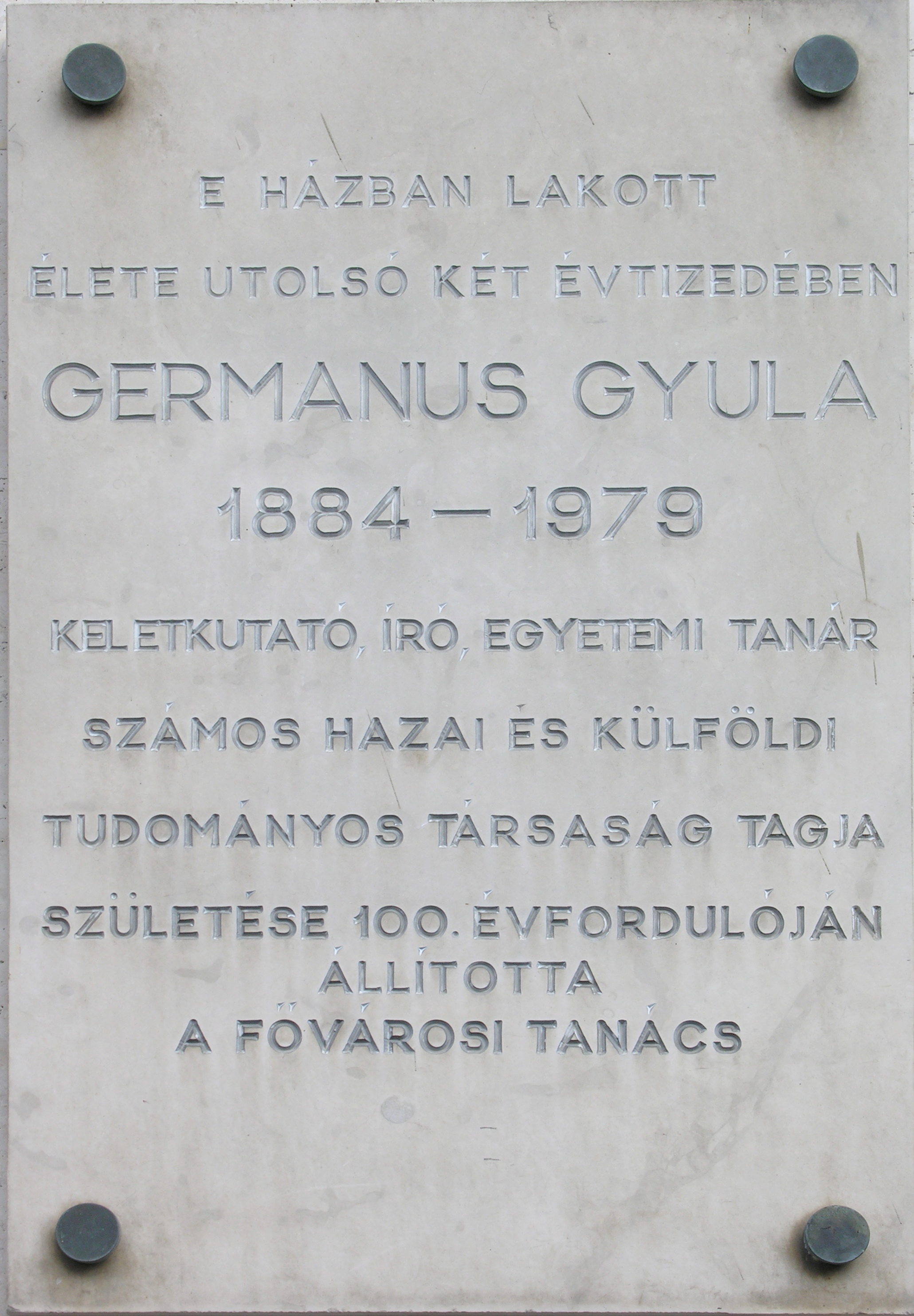
Germanus Gyula, Petőfi tér 3–5.
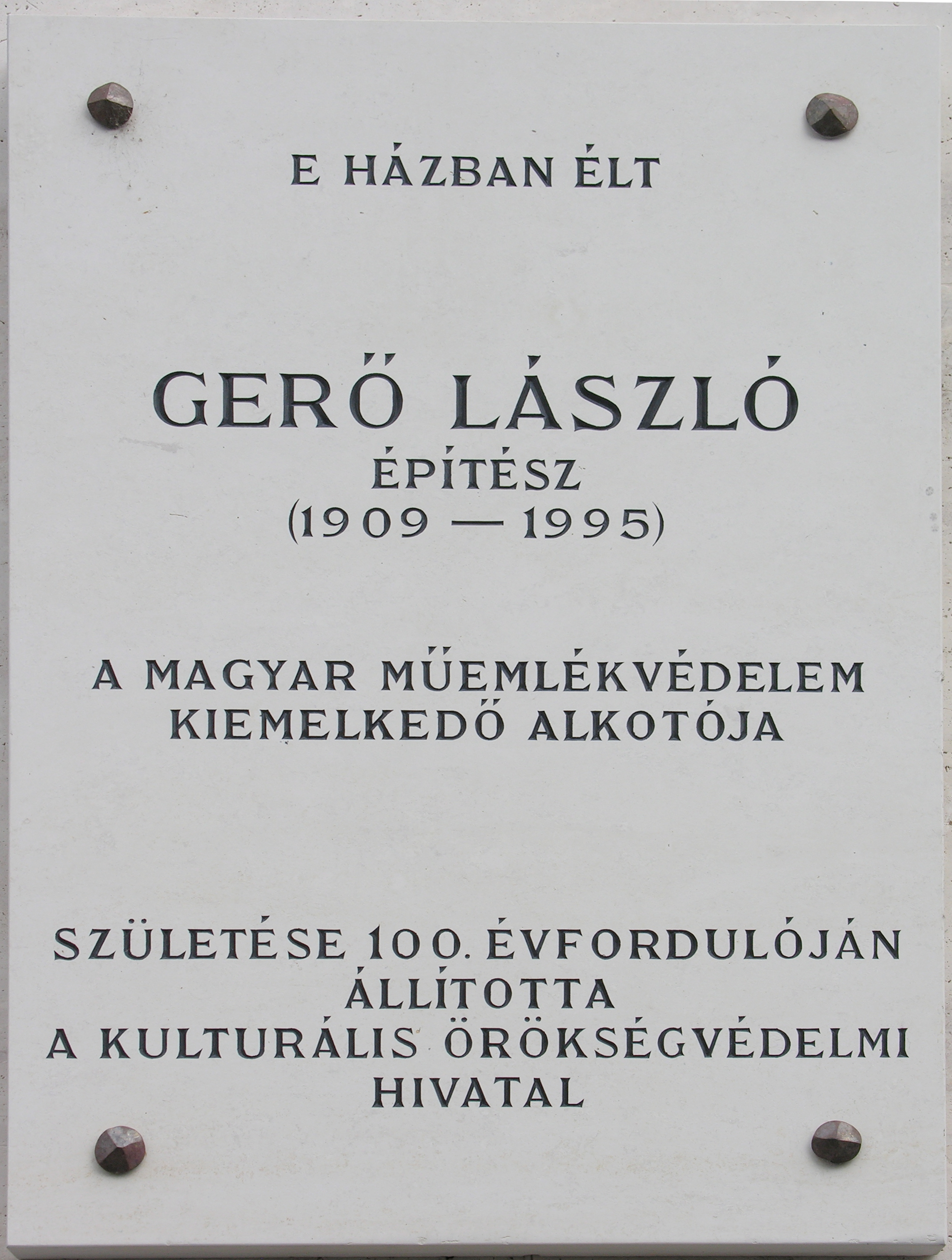
Gerő László, Petőfi tér 3–5.
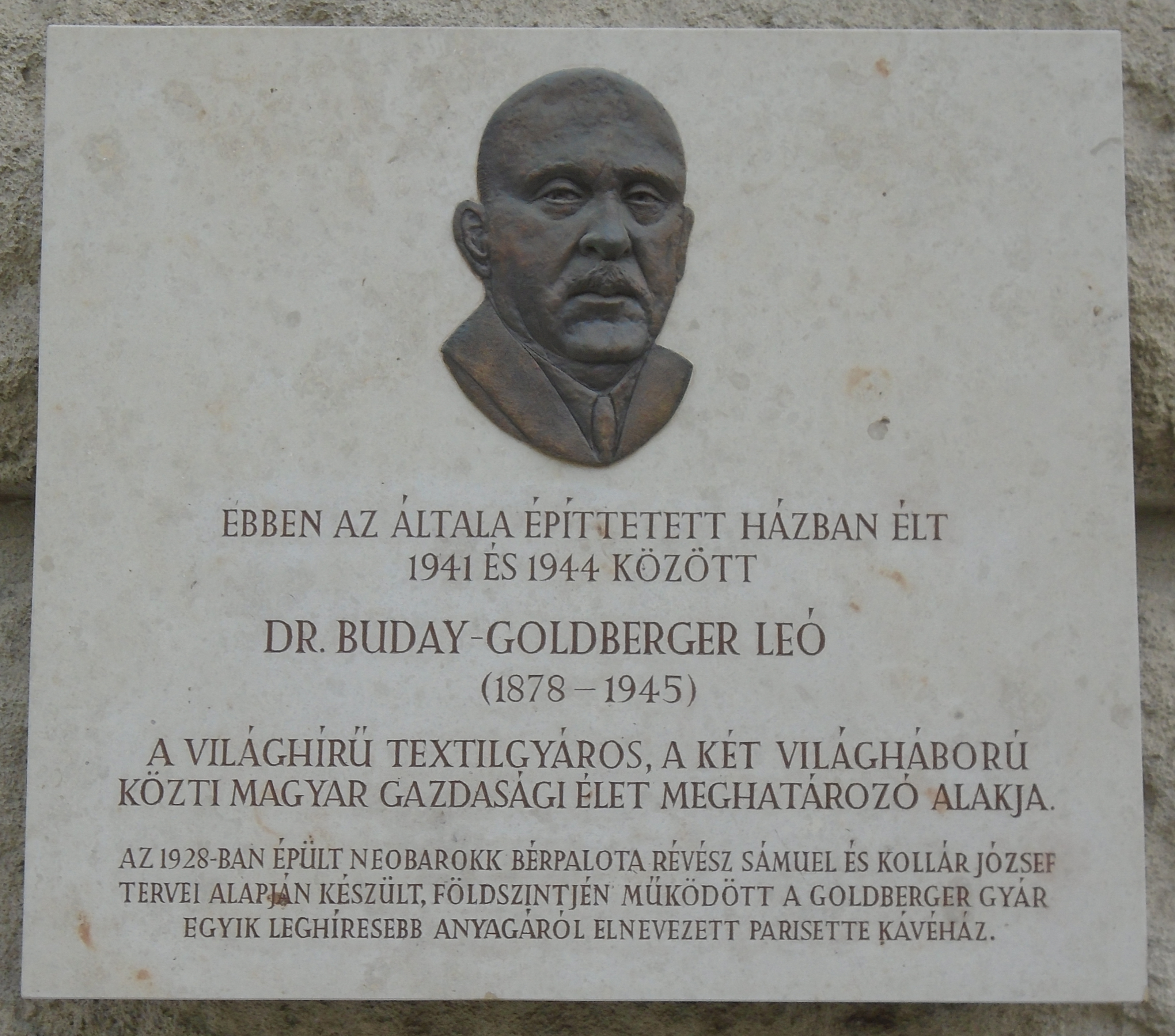
Goldberger Leó, Vörösmarty tér 4. alkotó: Kontur András
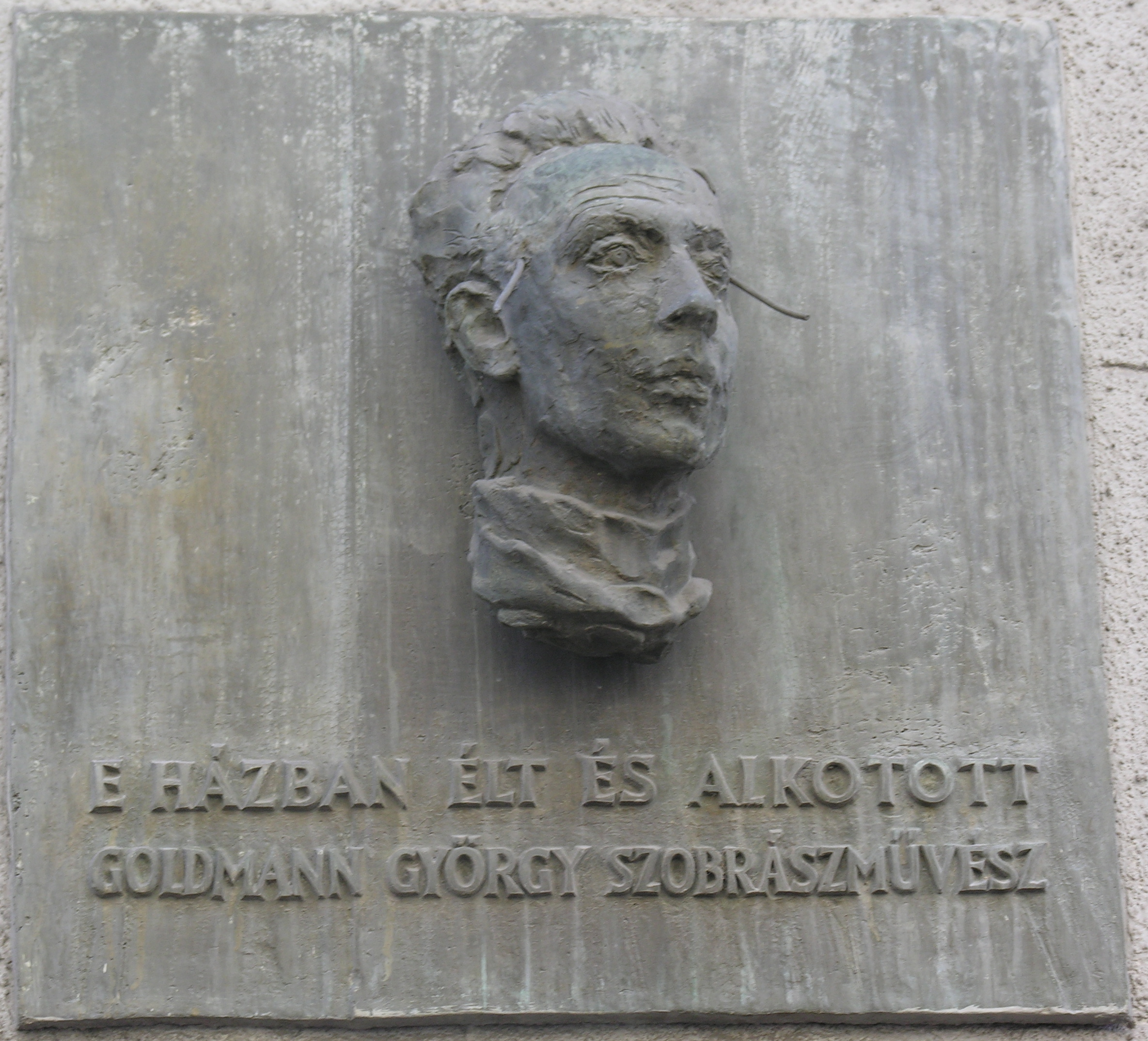
Goldmann György, Kálmán Imre utca 15. alkotó: Schaár Erzsébet
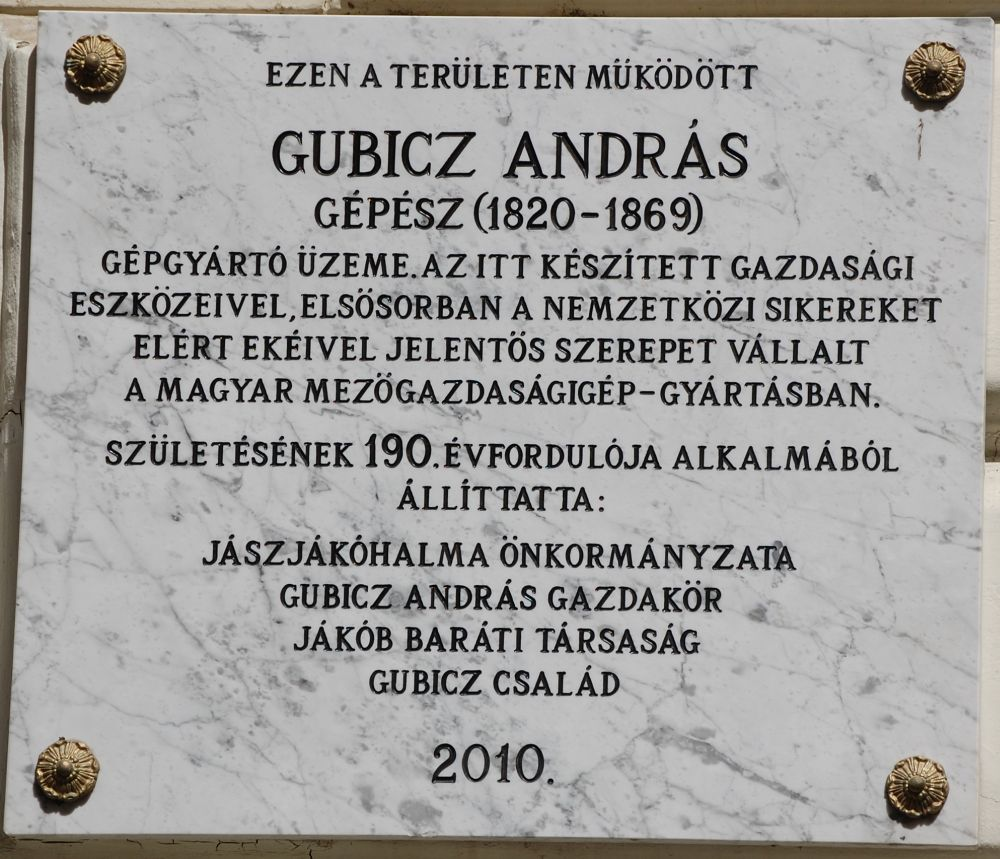
Gubitz András, Váci utca 74.
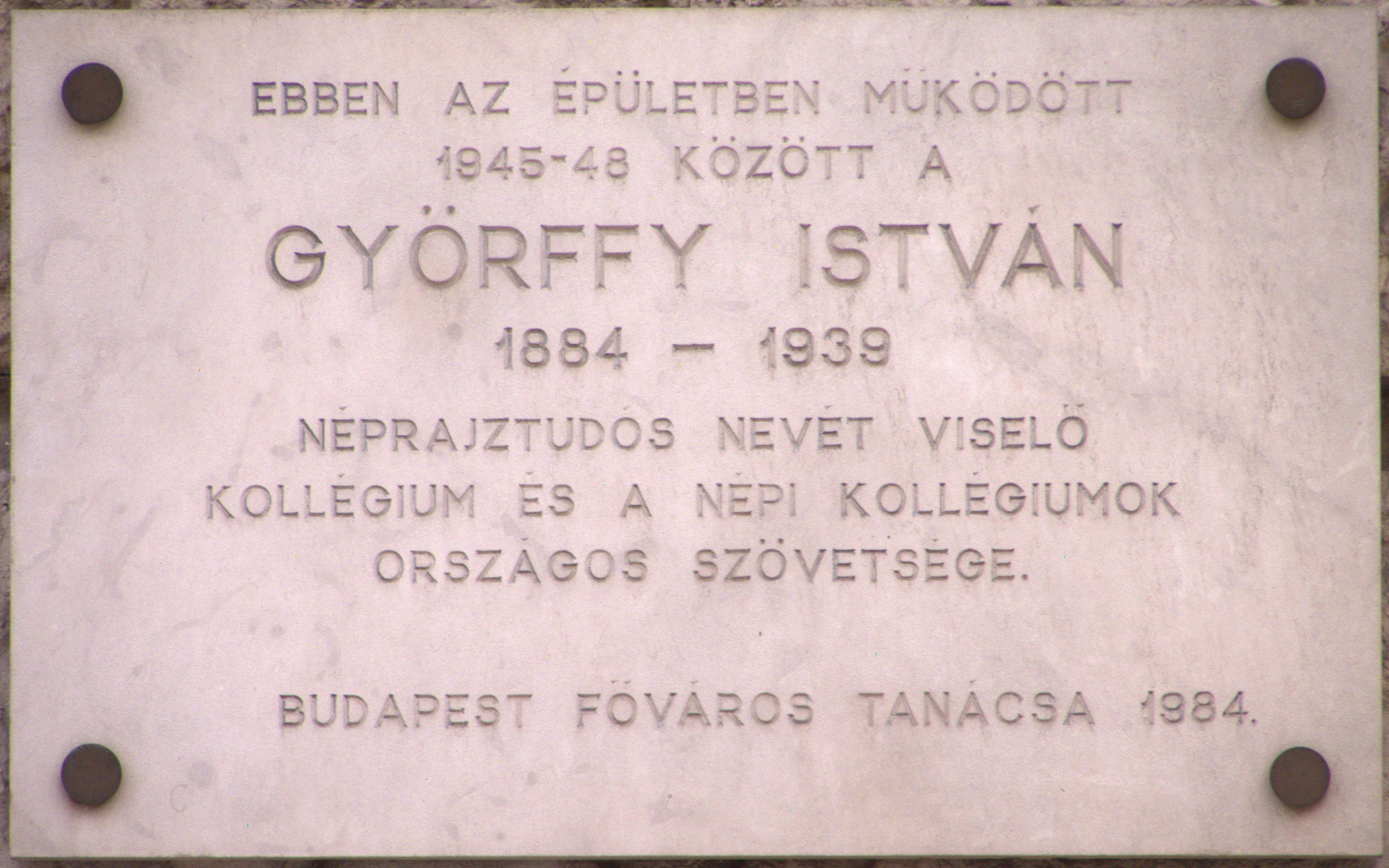
Györffy István, Ferenciek tere 2.
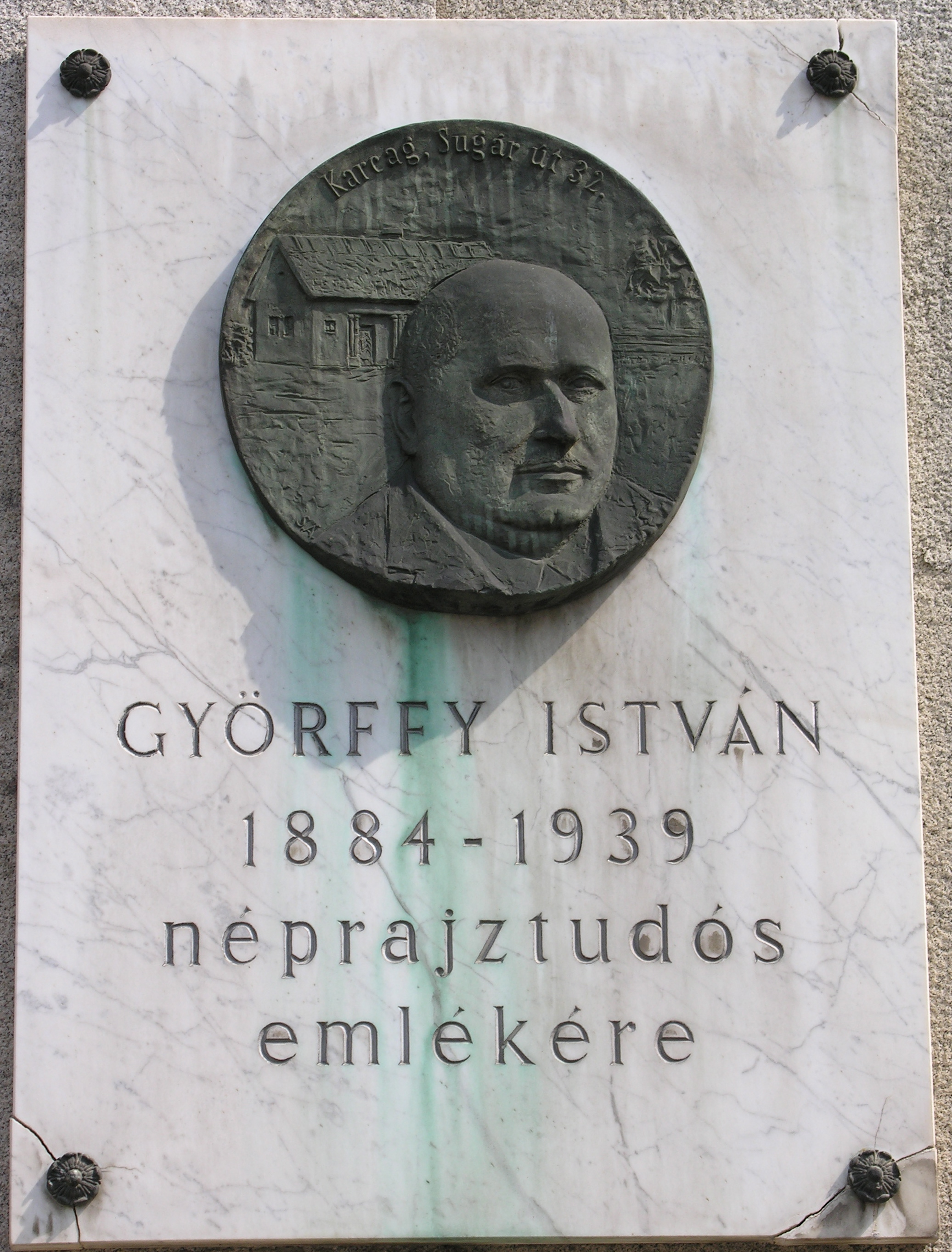
Györffy István, Kossuth Lajos tér 12. alkotó: Somogyi Árpád
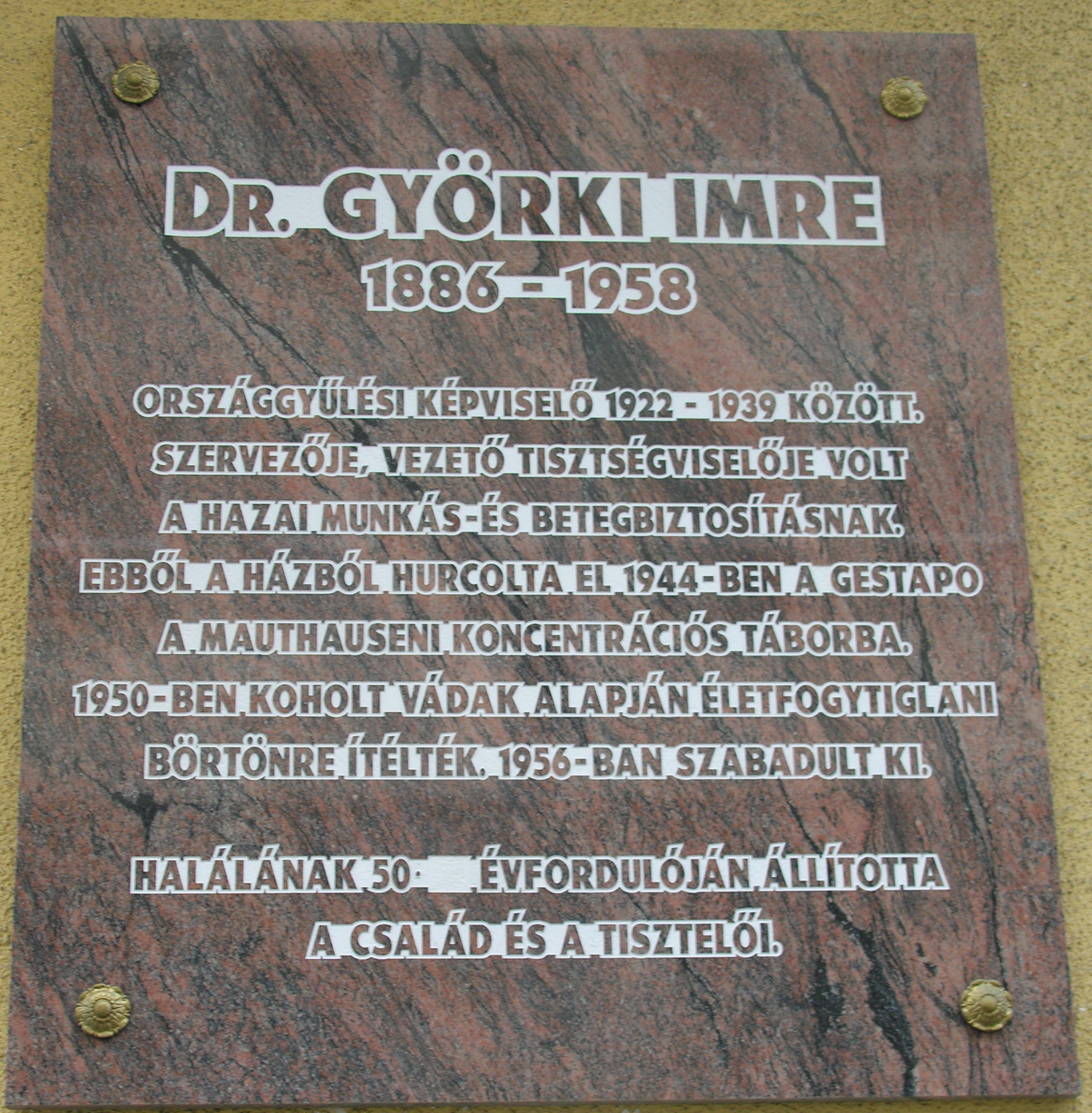
Györki Imre, Honvéd utca 16.
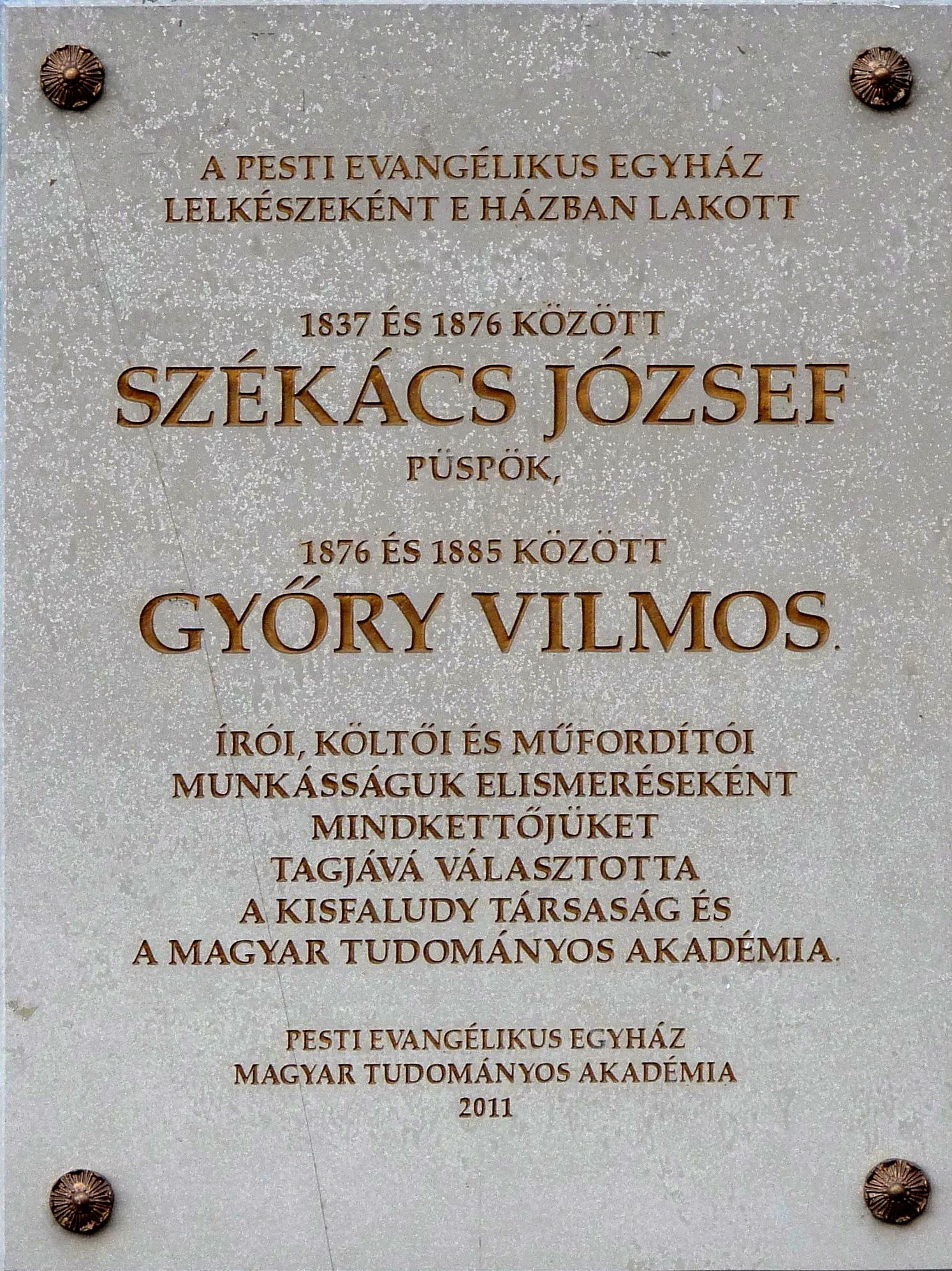
Győry Vilmos, Deák Ferenc tér 5.
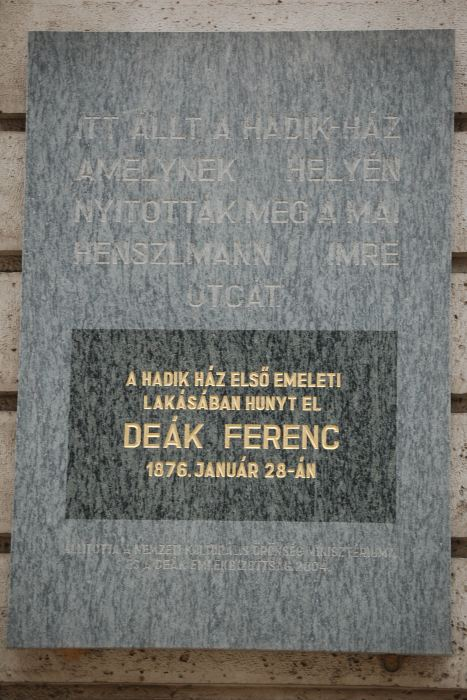
Hadik ház, Deák Ferenc, Egyetem tér 5.
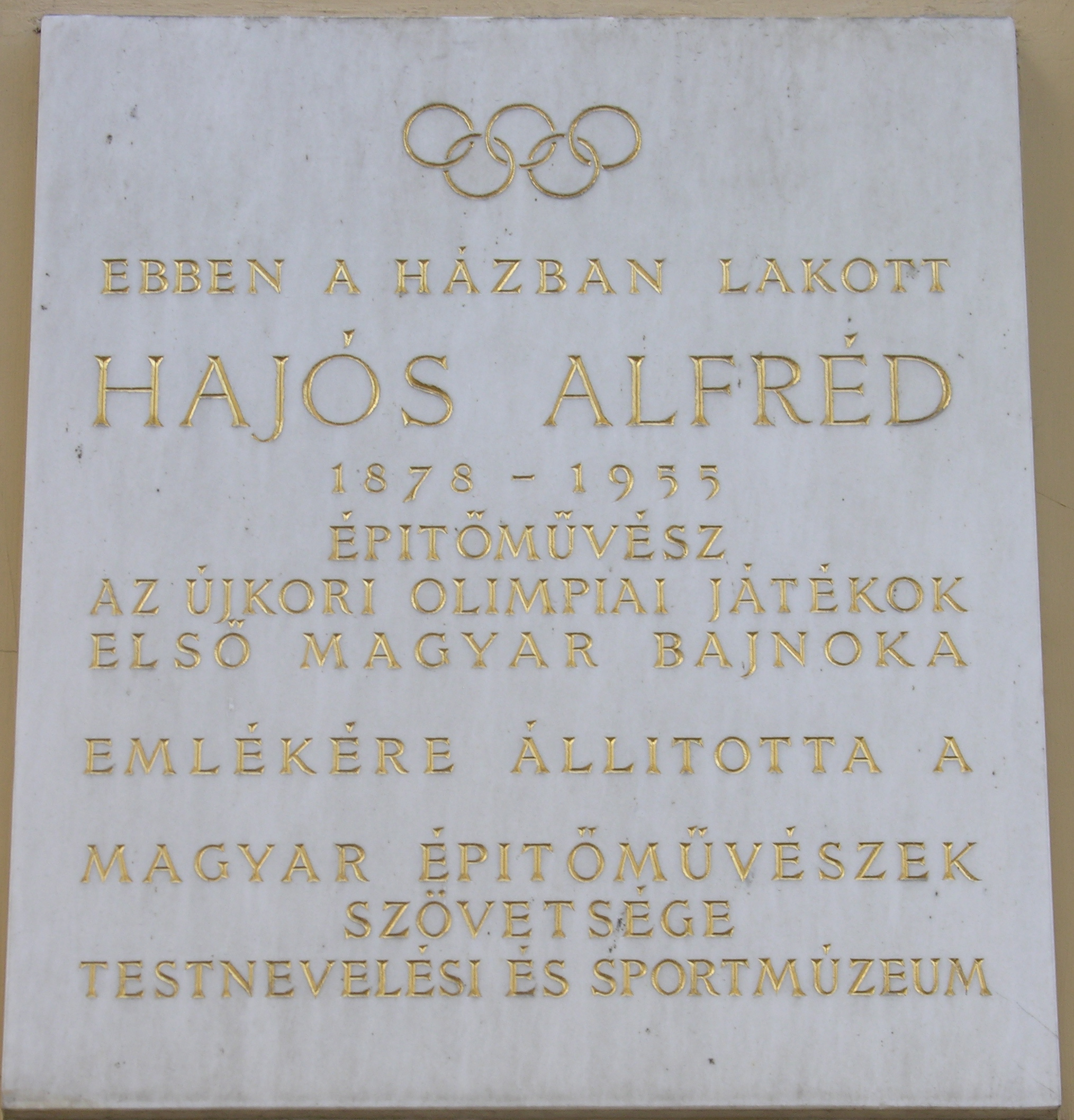
Hajós Alfréd, Báthori utca 5.
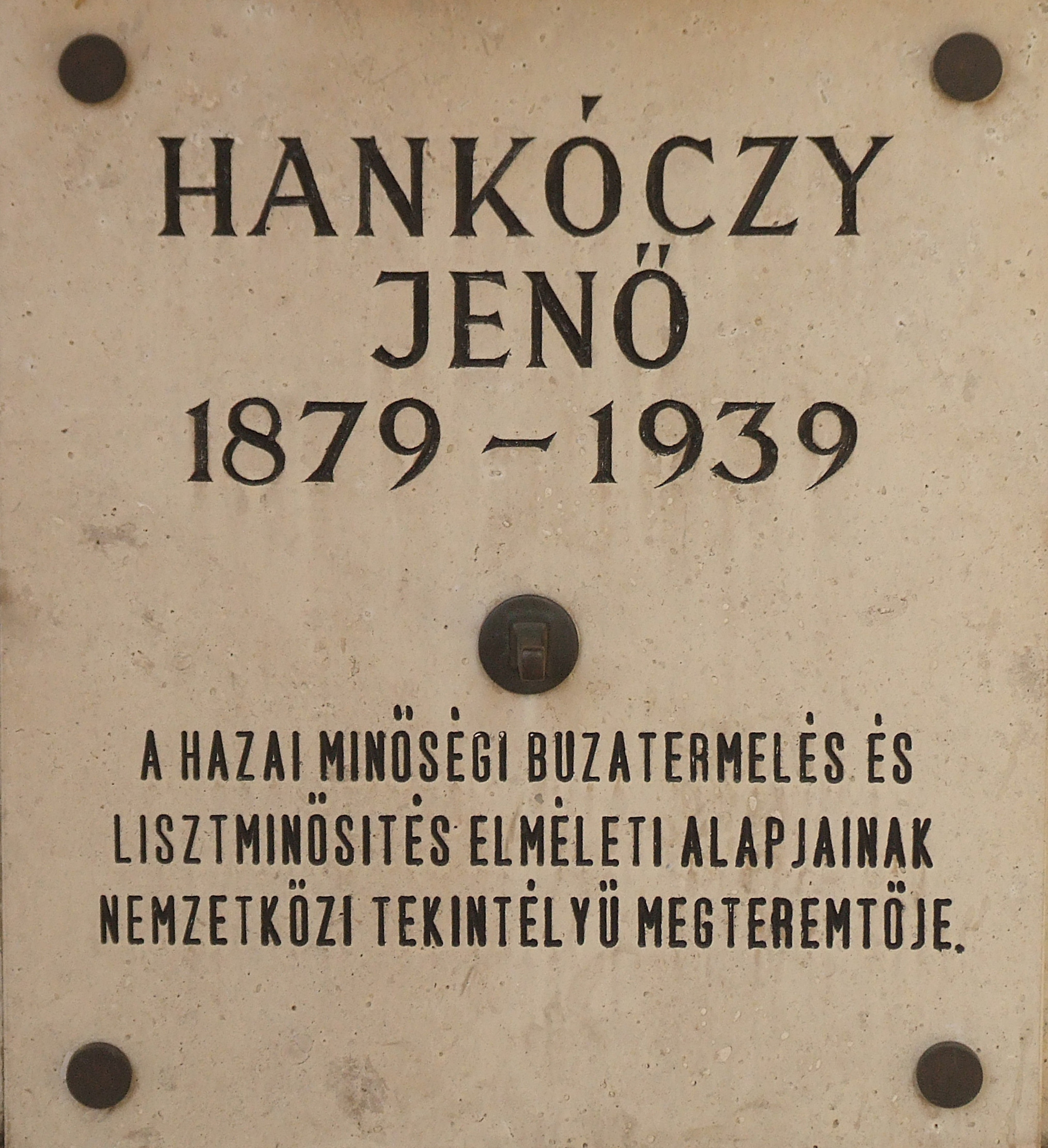
Hankóczy Jenő, Kossuth tér 11.
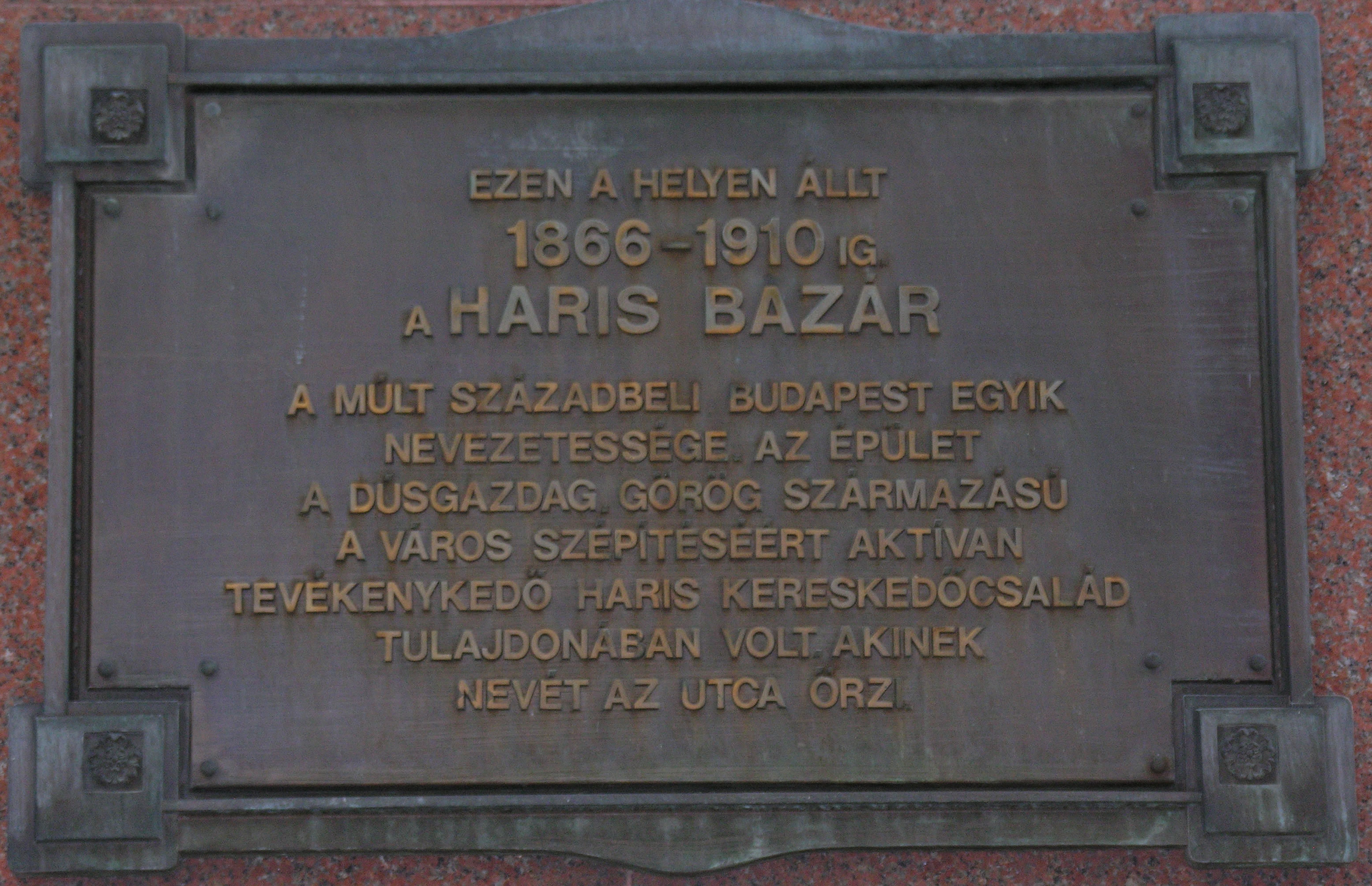
Haris-bazár, Haris köz 5.
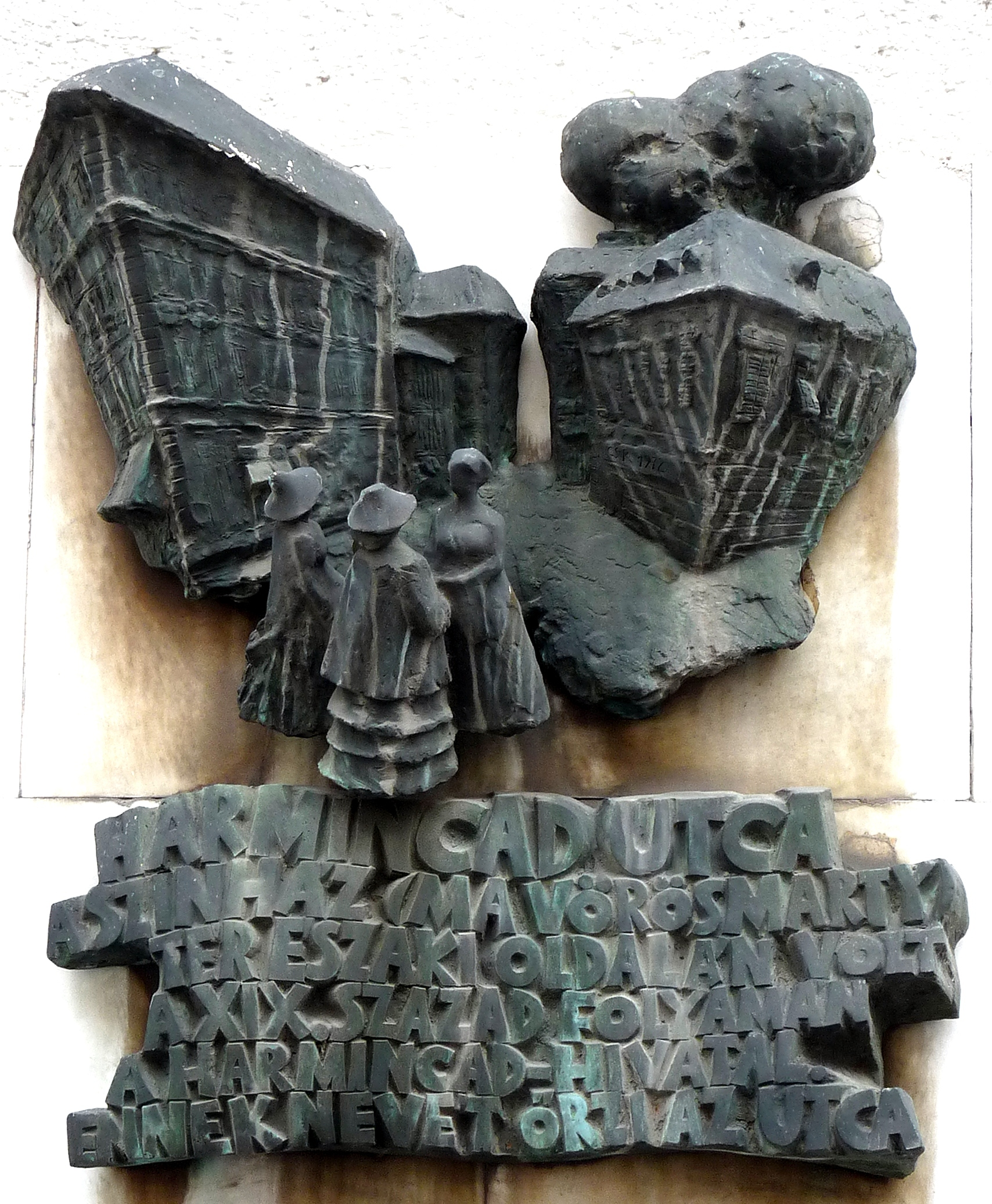
Harmincadvám Hivatal, Harmincad utca 1. alkotó: Csíkszentmihályi Róbert
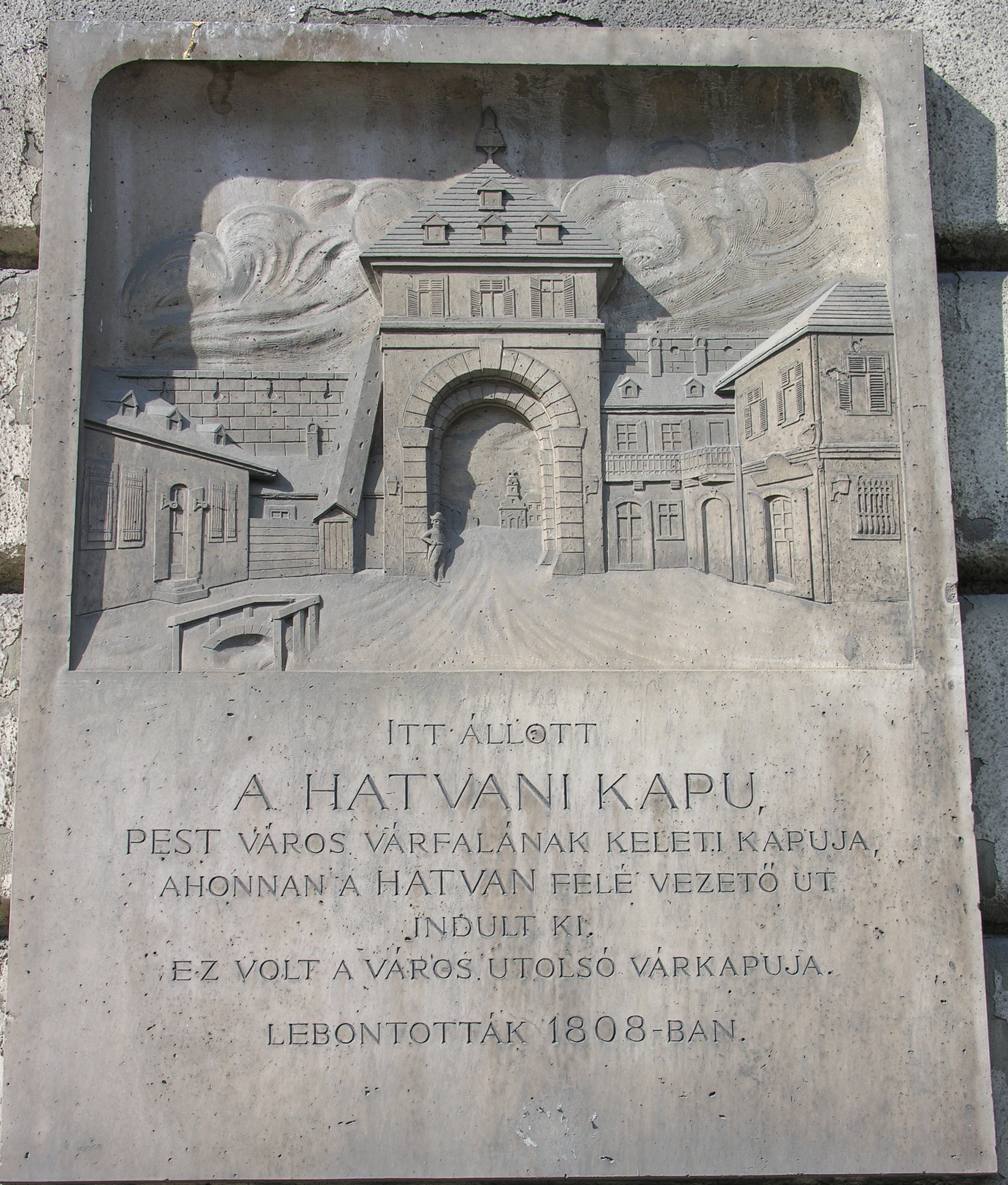
Hatvani kapu, Kossuth Lajos utca 22. alkotó: Berán Lajos
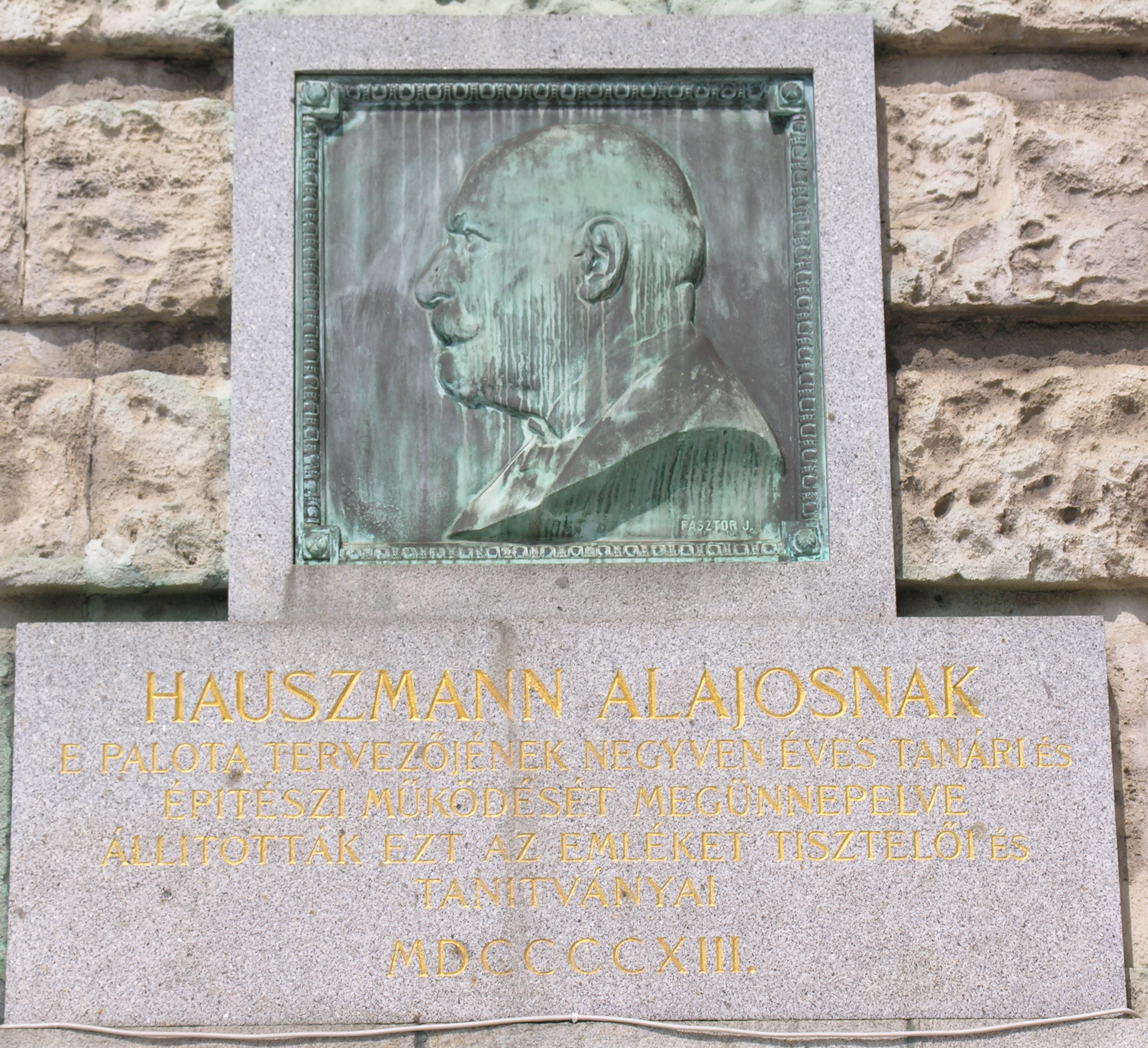
Hauszmann Alajos, Kossuth Lajos tér 12. alkotó: Pásztor János
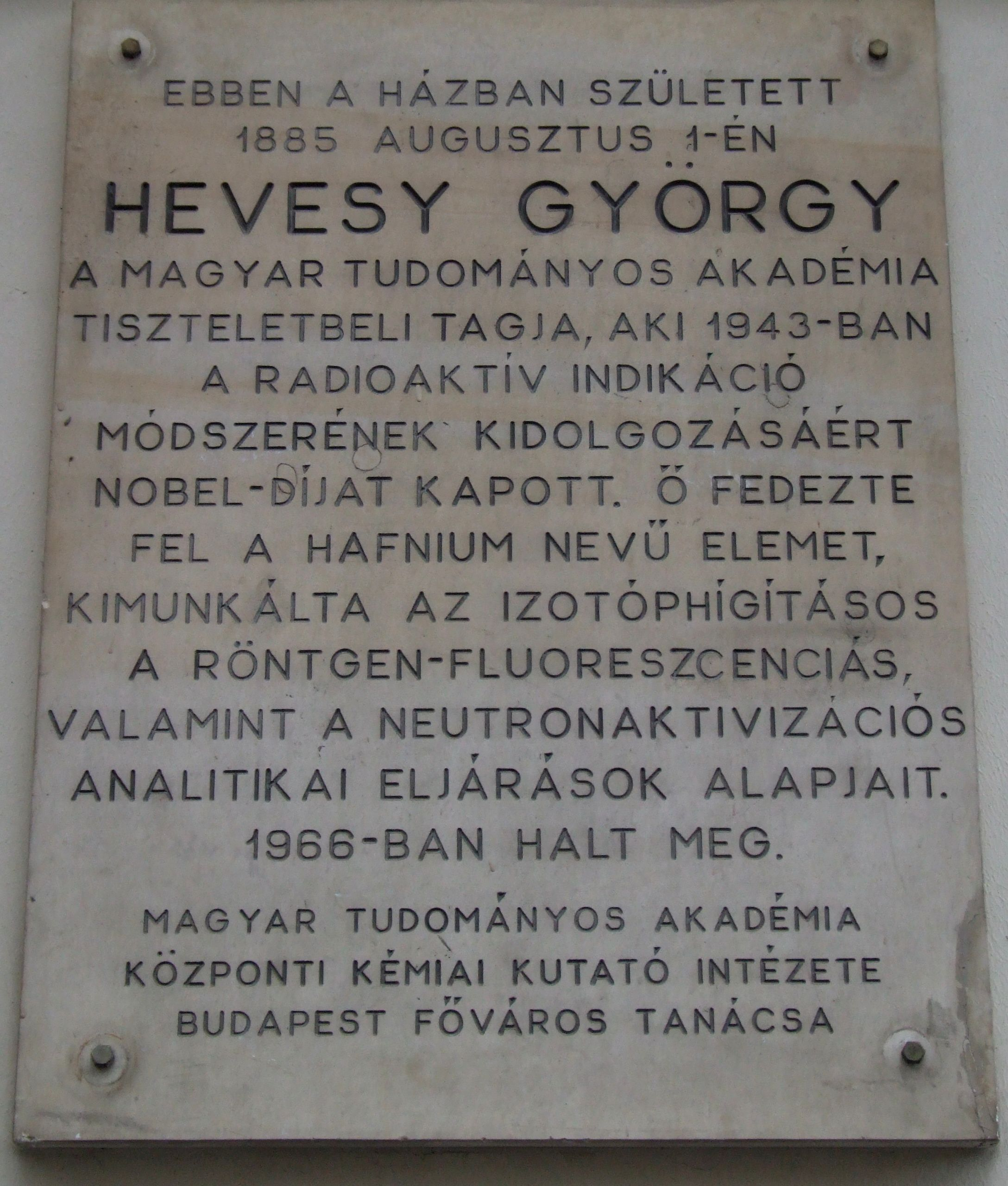
Hevesy György Akadémia utca 3.
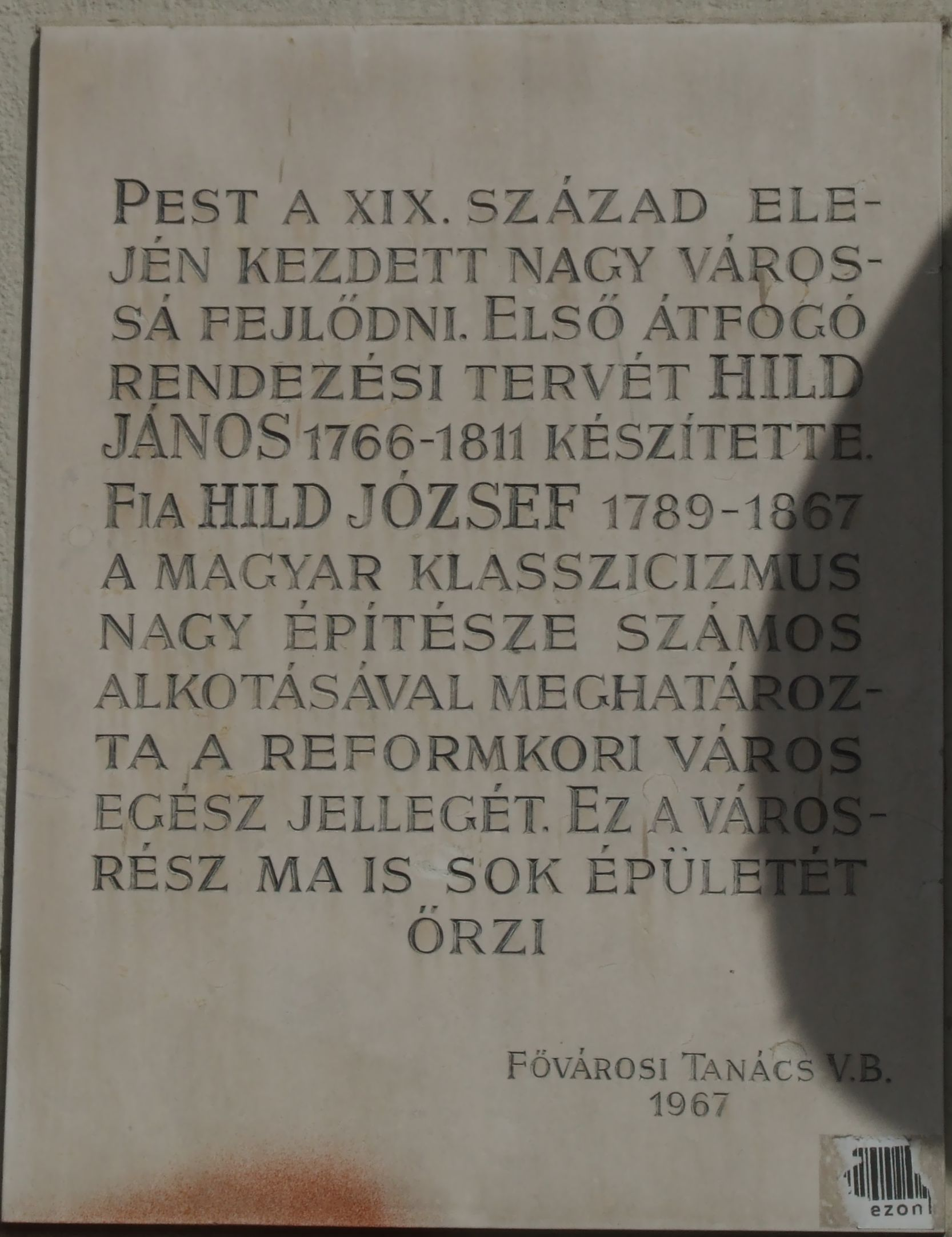
Hild János és Hild József Október 6. utca 1.
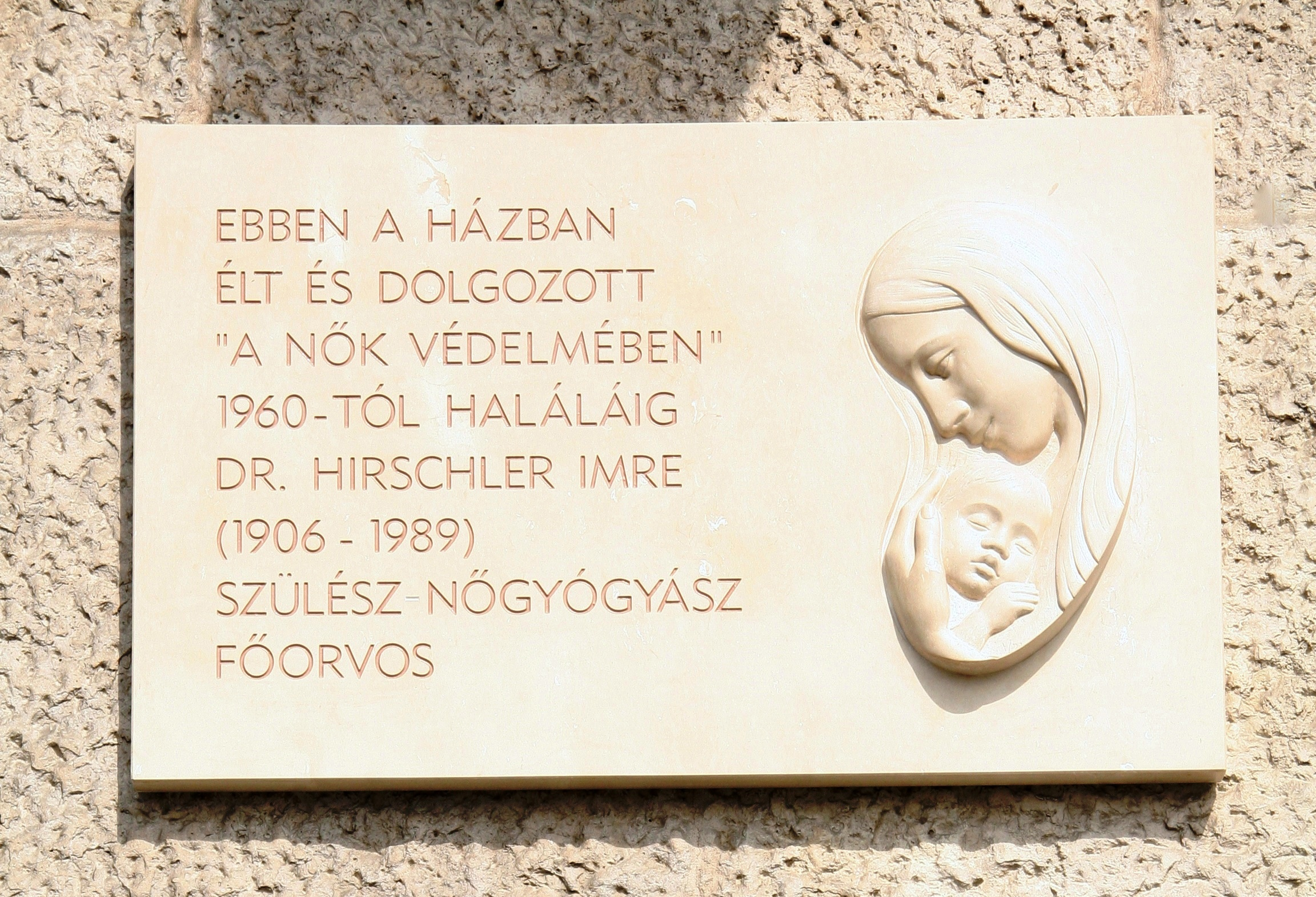
Hirschler Imre Belgrád rakpart 2. alkotó: Fáskerti Zsófia
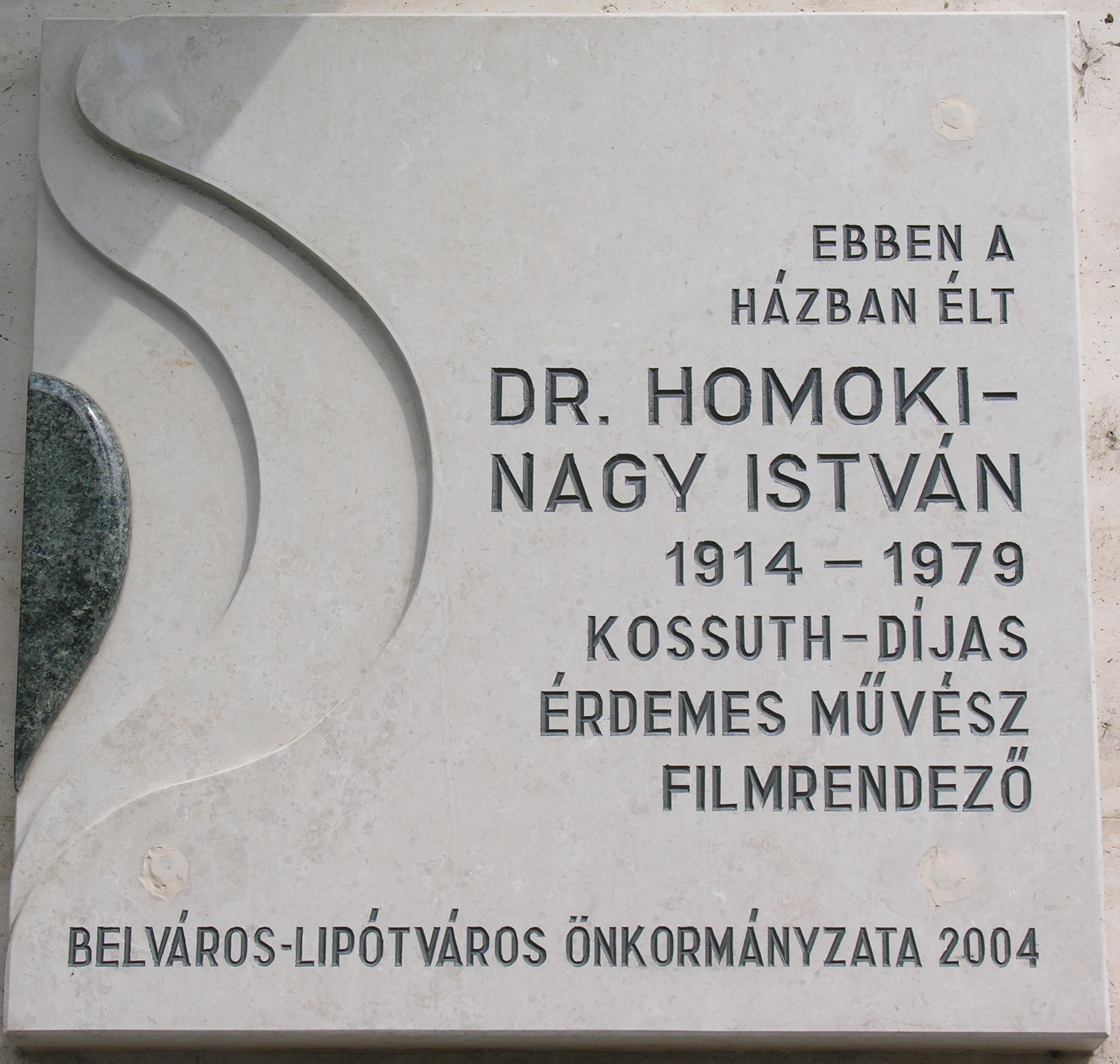
Homoki Nagy István Petőfi tér 3–5.
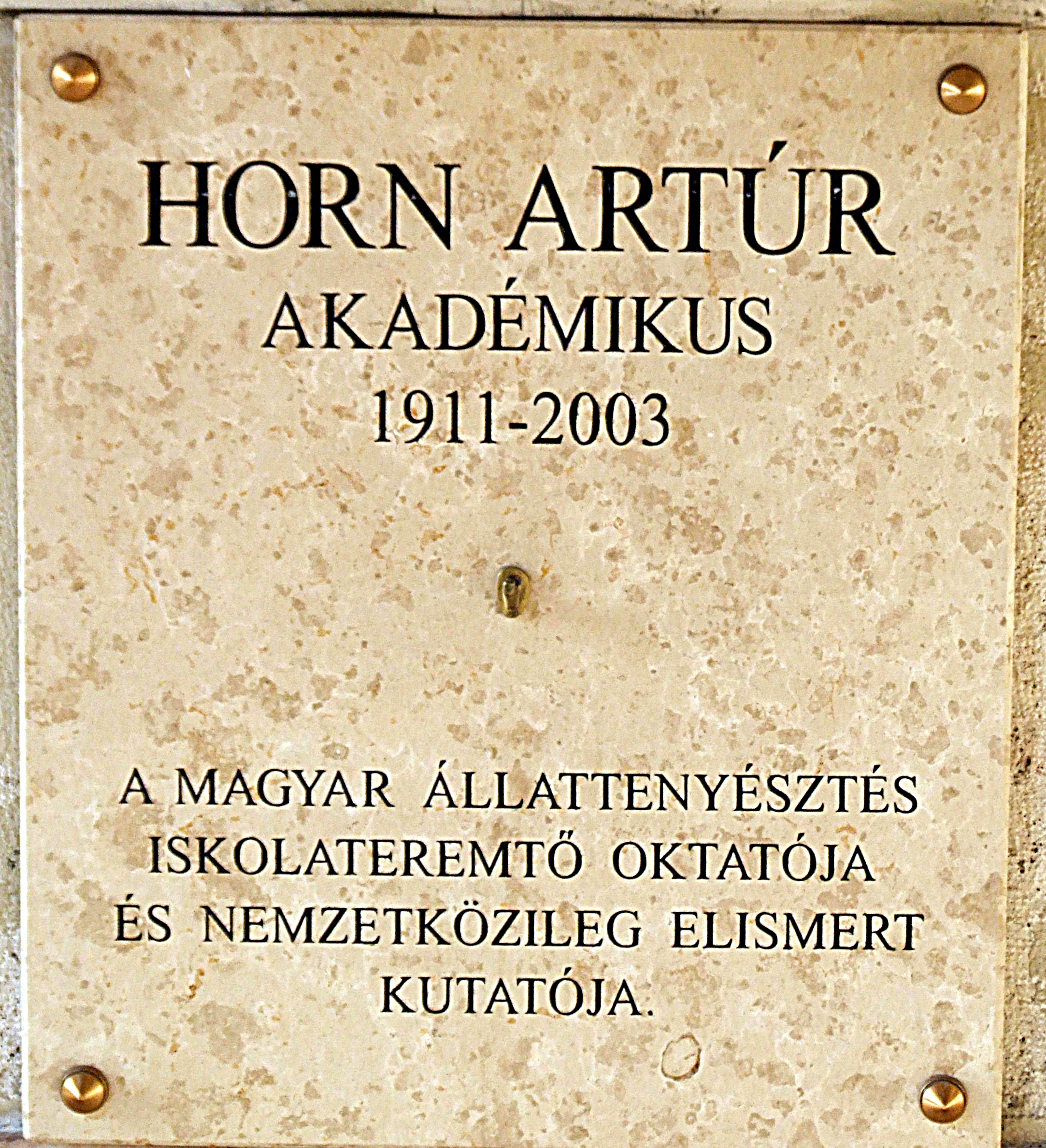
Horn Artúr Kossuth Lajos tér 11.
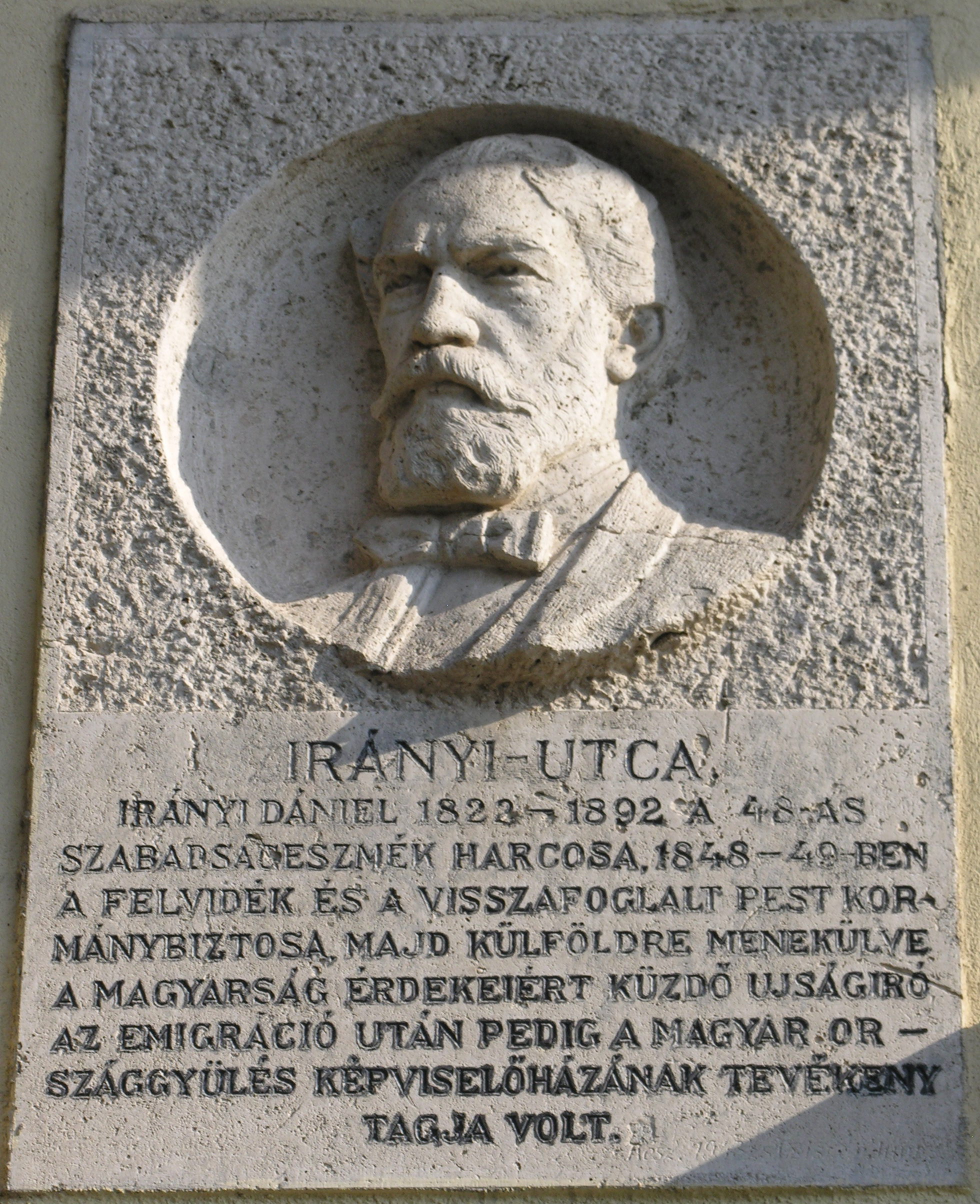
Irányi Dániel, Irányi utca 1. alkotó: Zsákodi Csiszér János
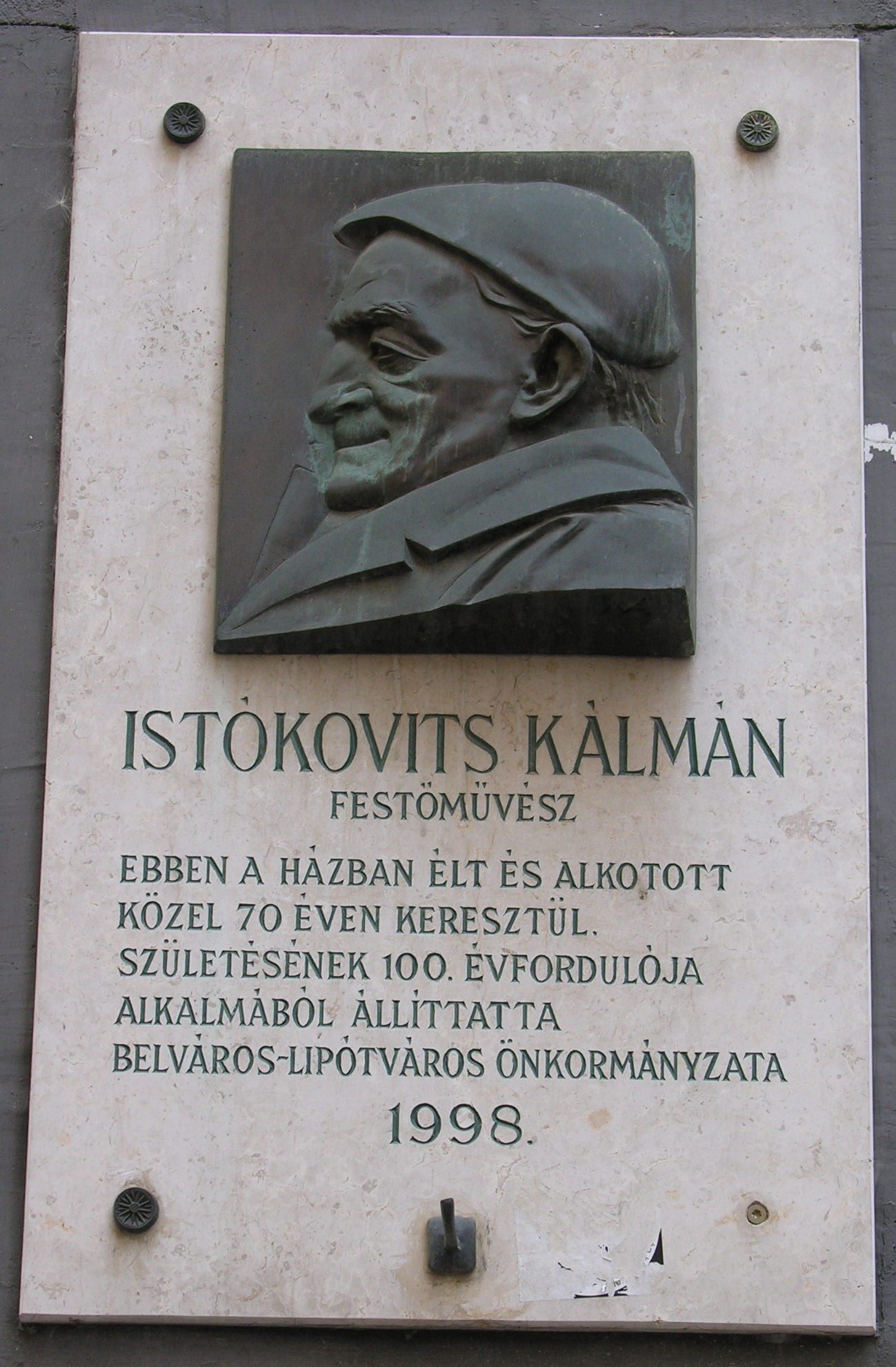
Istókovits Kálmán, Szép utca 5. alkotó: Németh Ágnes
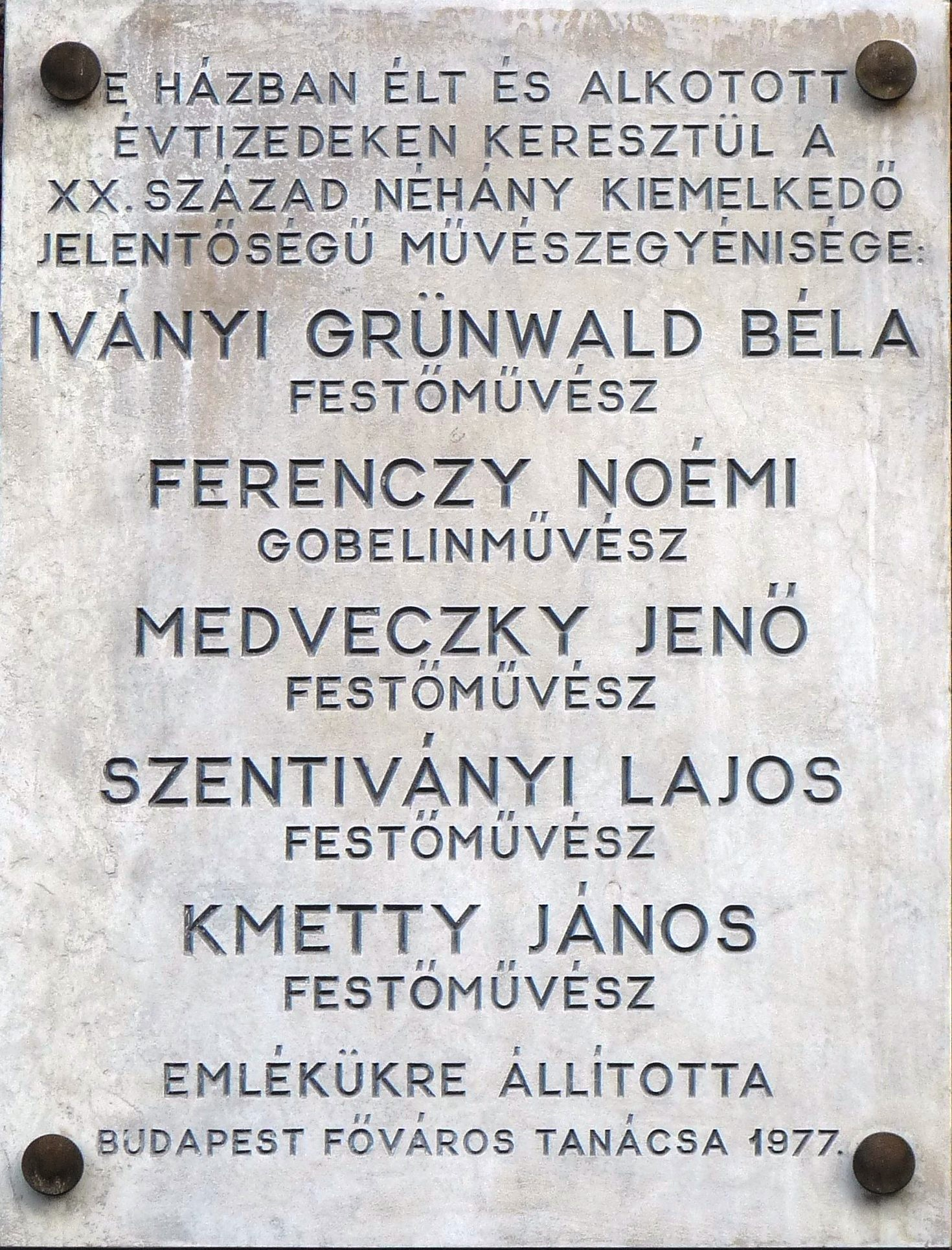
Iványi-Grünwald Béla, Deák Ferenc utca 23.
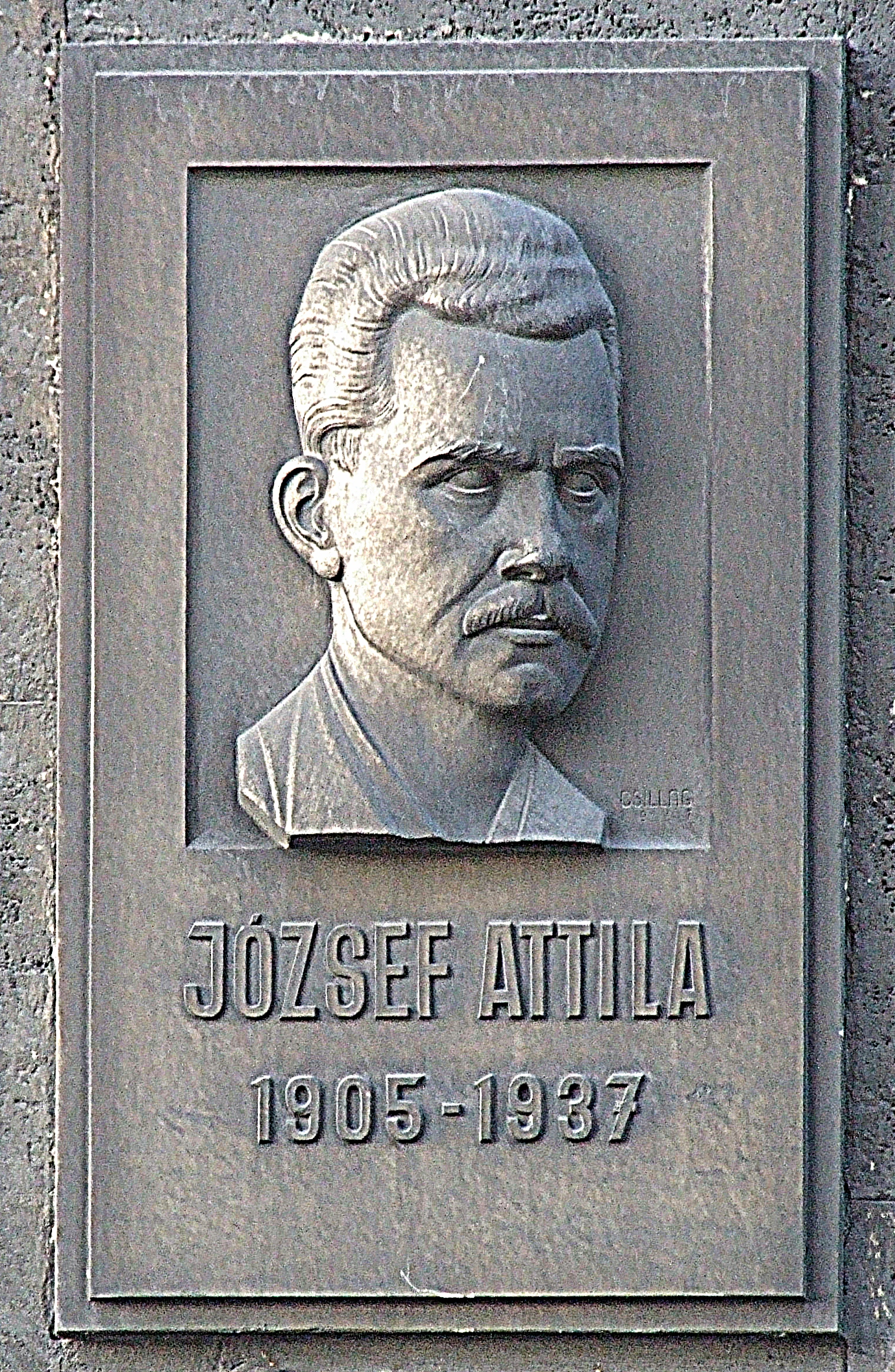
József Attila József Attila utca 2. Csillag István alkotása
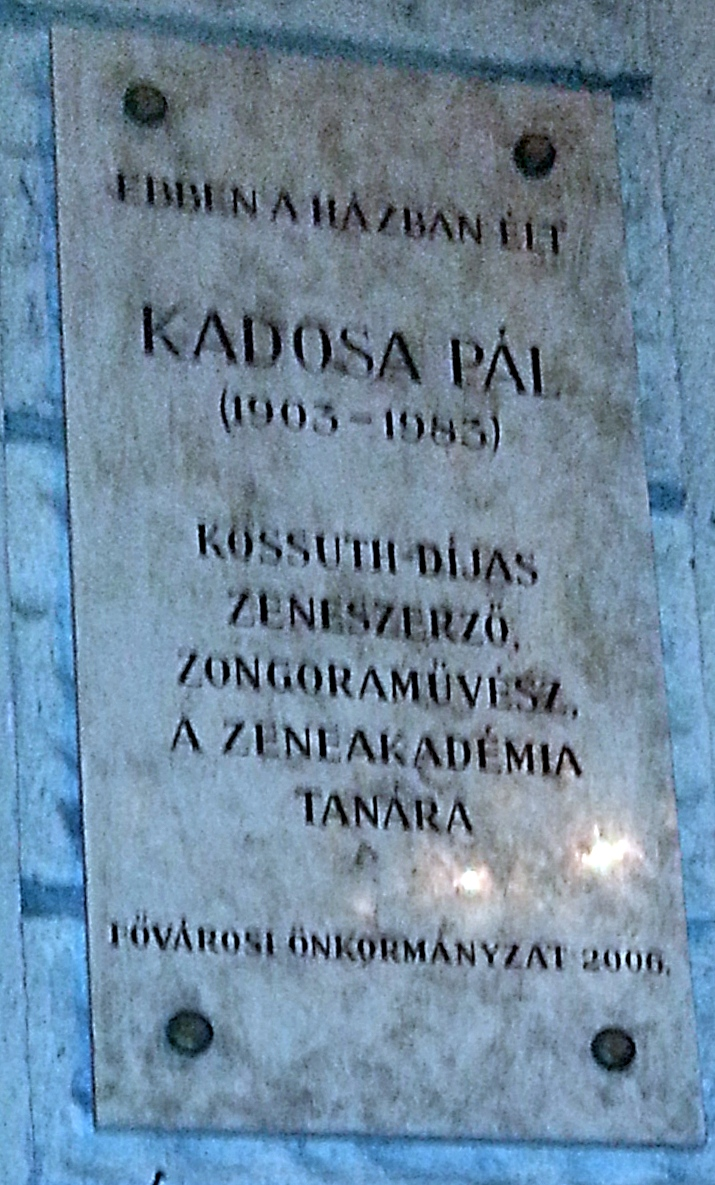
Kadosa Pál, Március 15. tér 8.
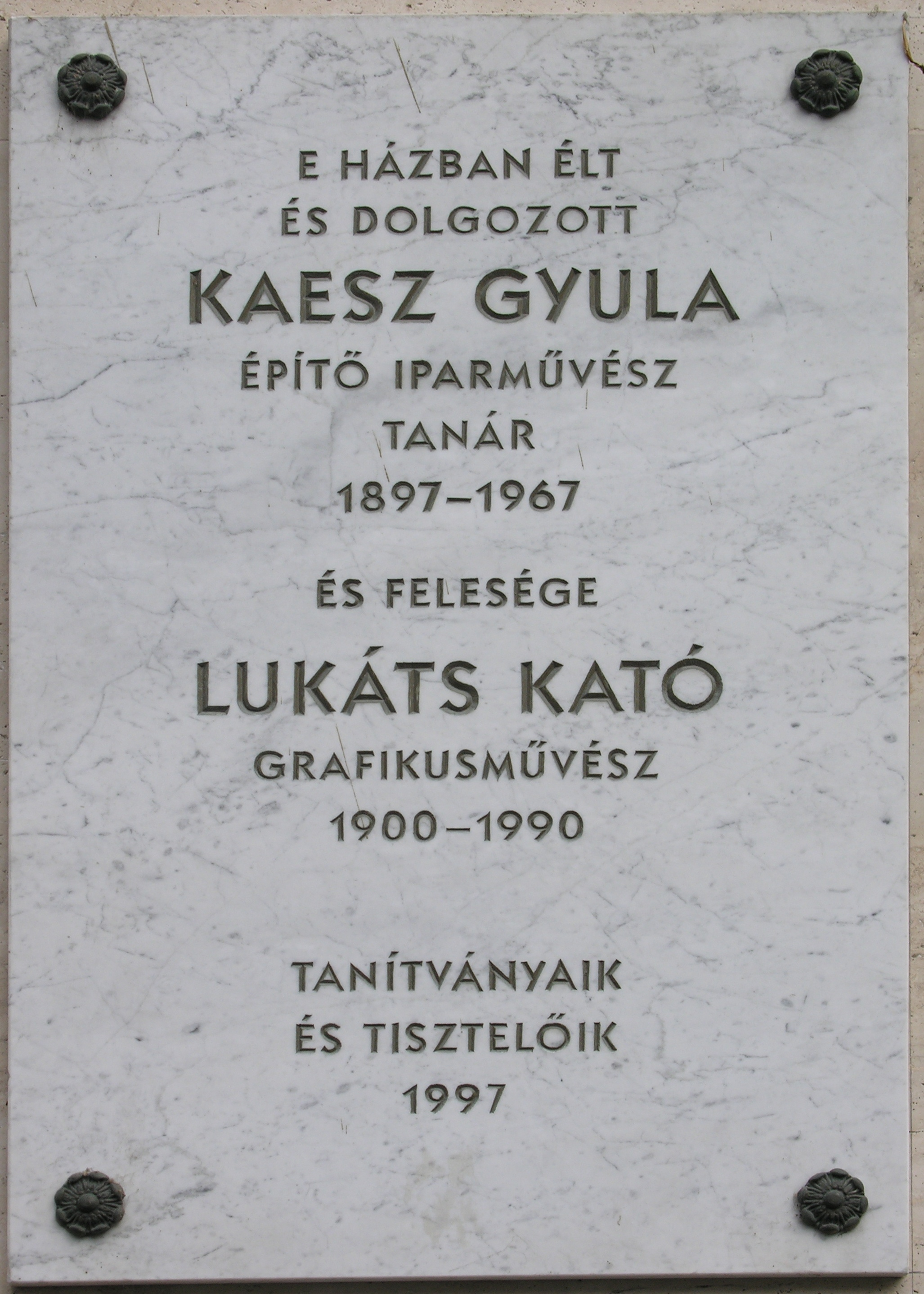
Kaesz Gyula, Petőfi tér 3–5.
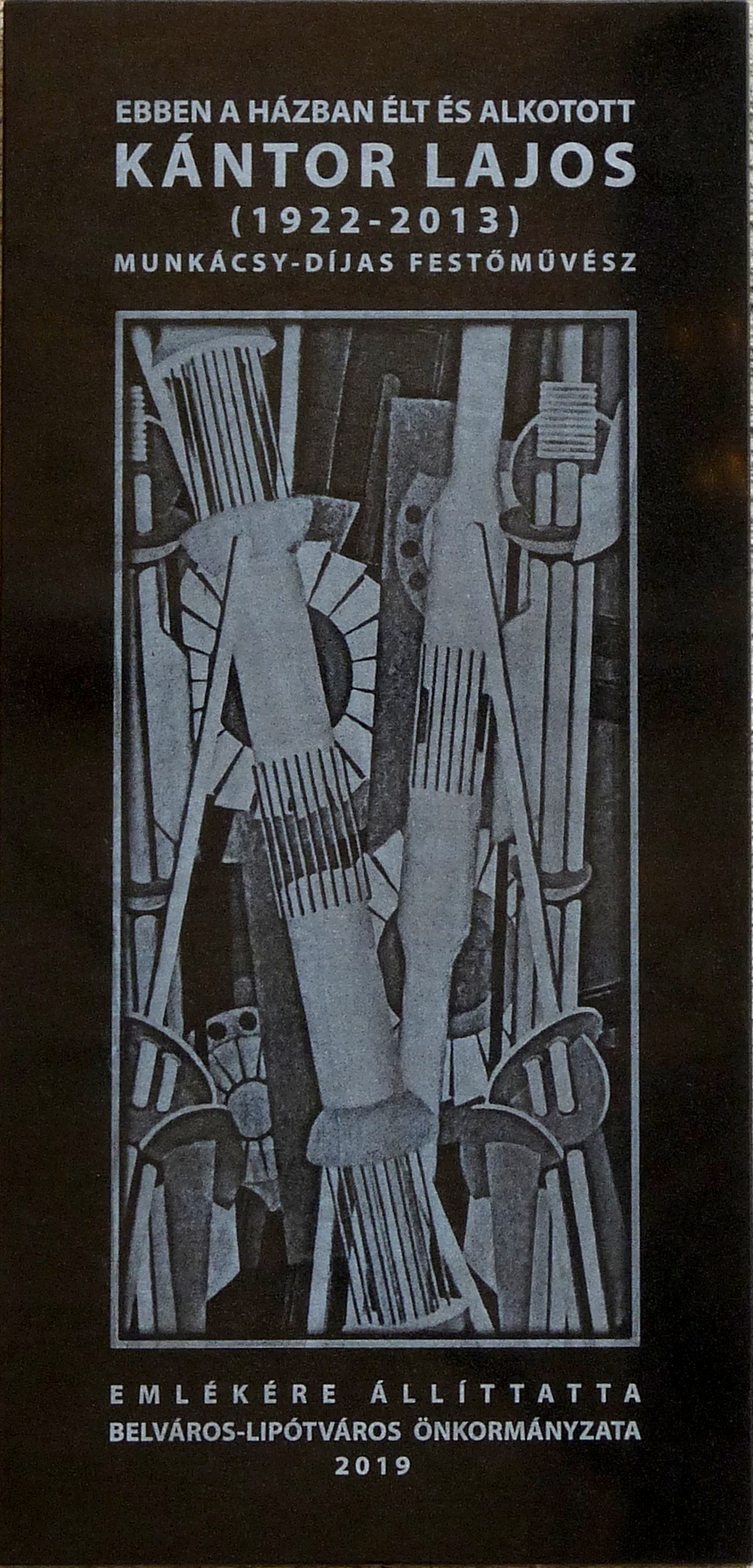
Kántor Lajos, Alkotmány utca 19.
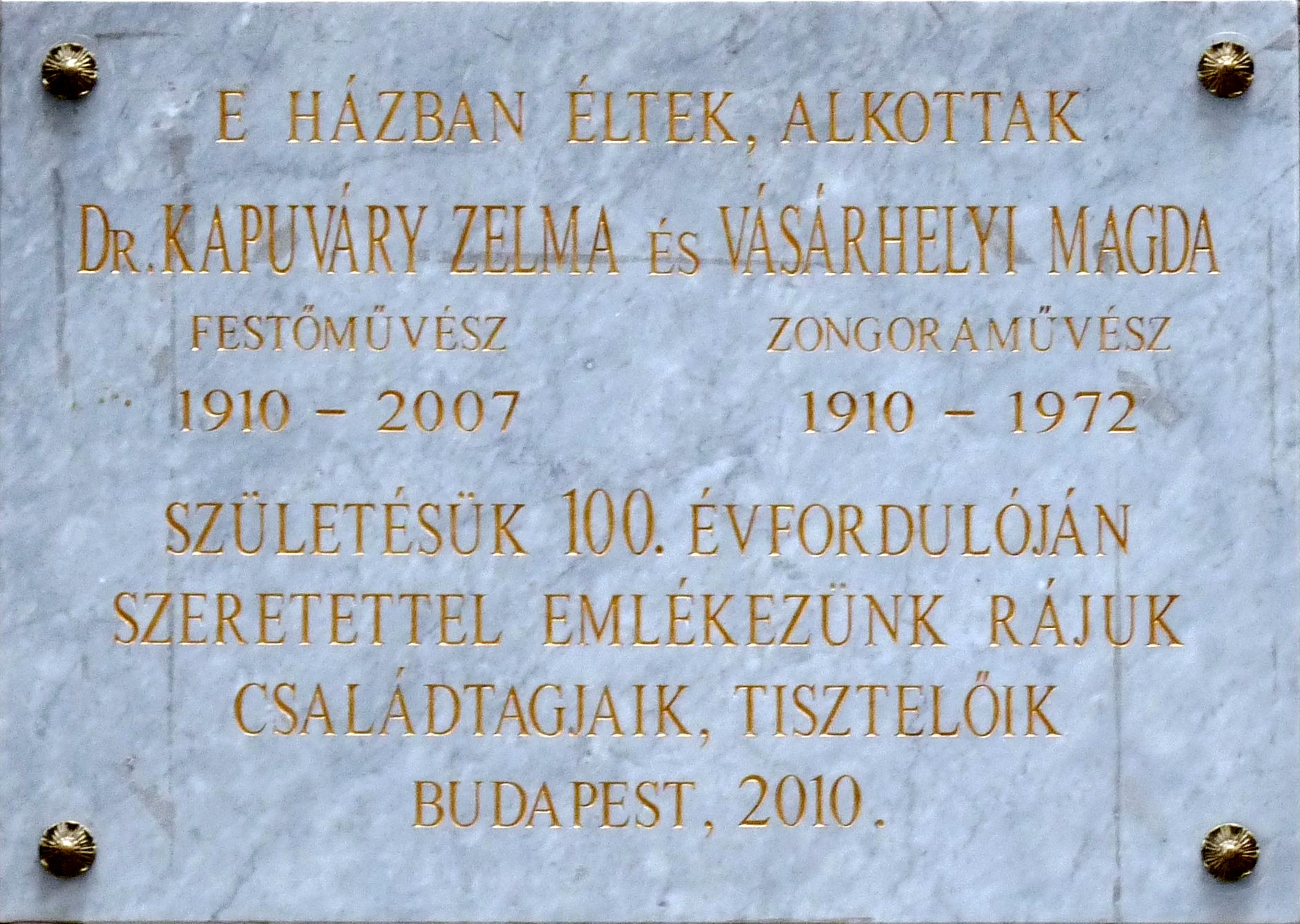
Kapuváry Zelma, Erzsébet tér 3.
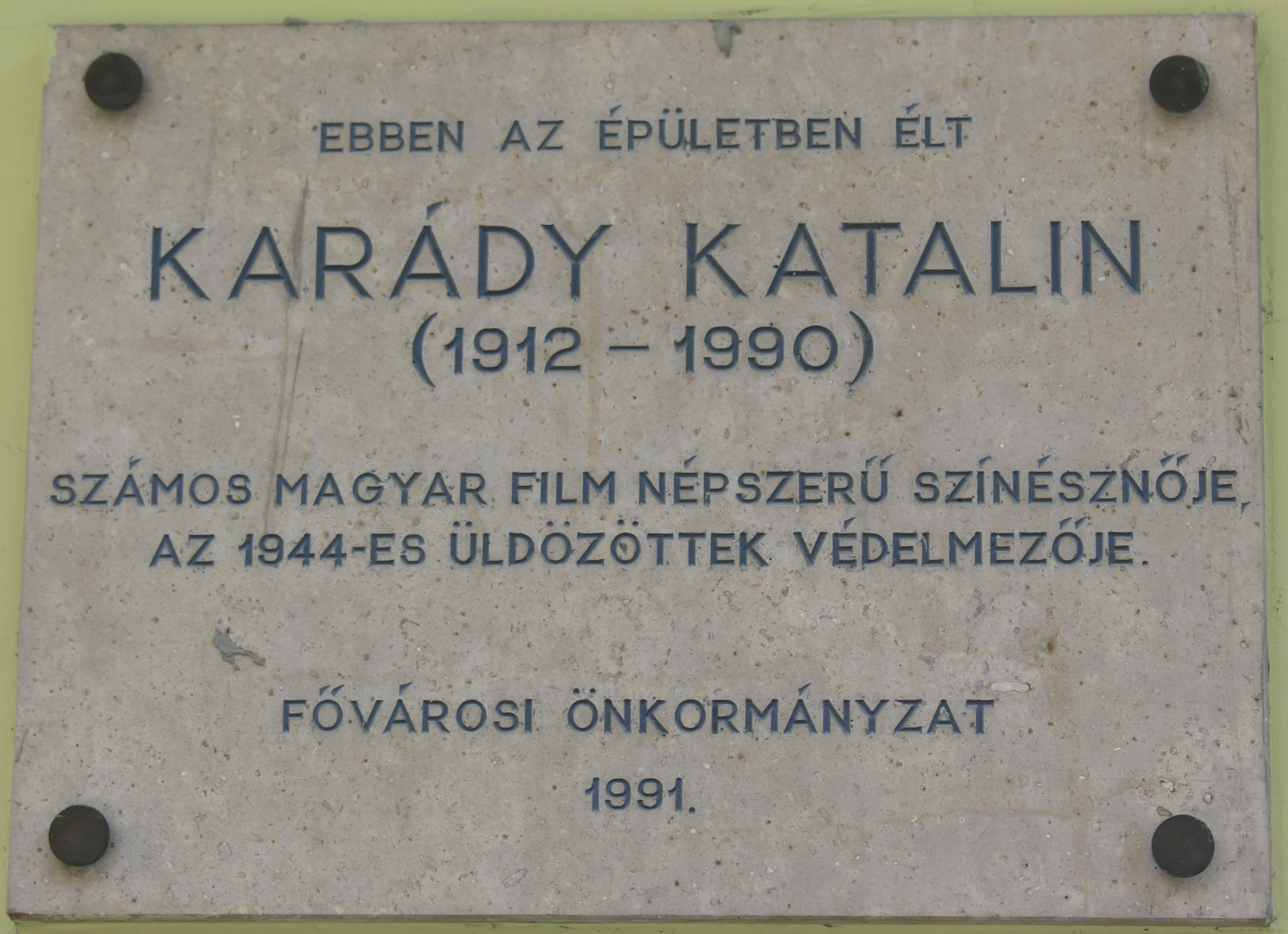
Karády Katalin, Nyáry Pál utca 9.
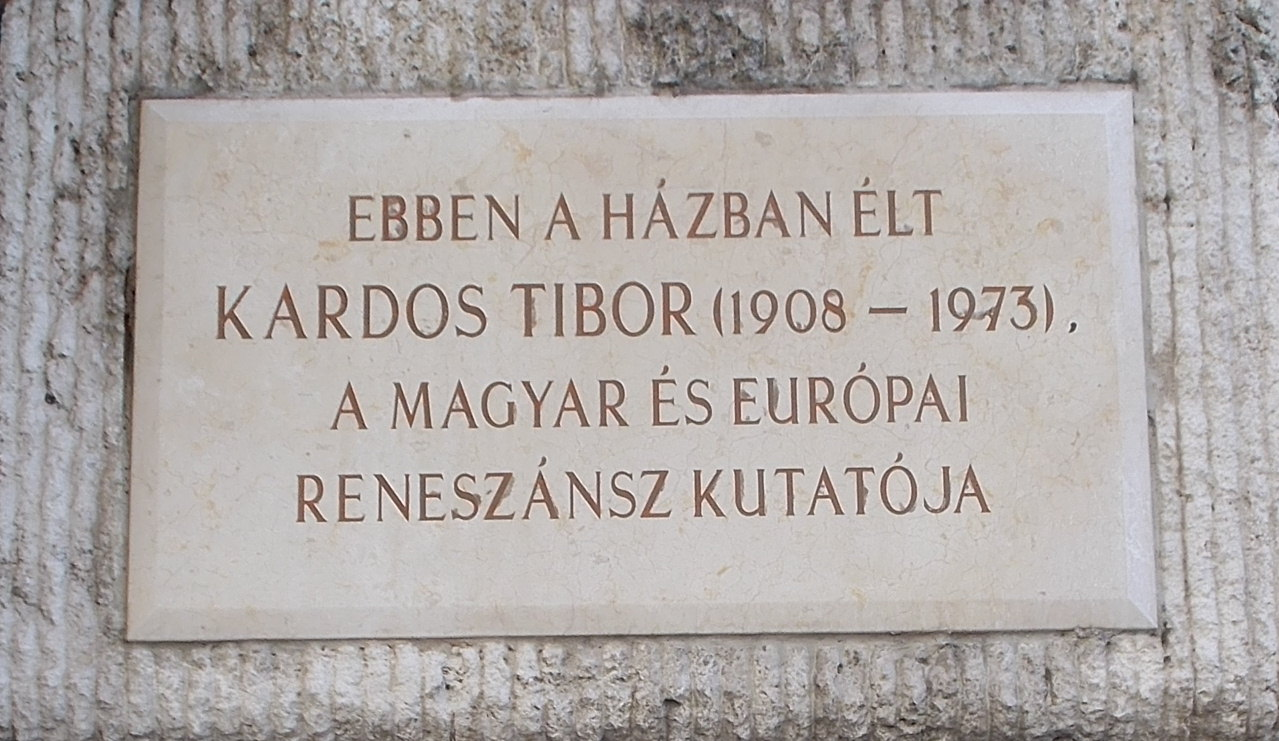
Kardos Tibor, Stollár Béla utca 3/a.
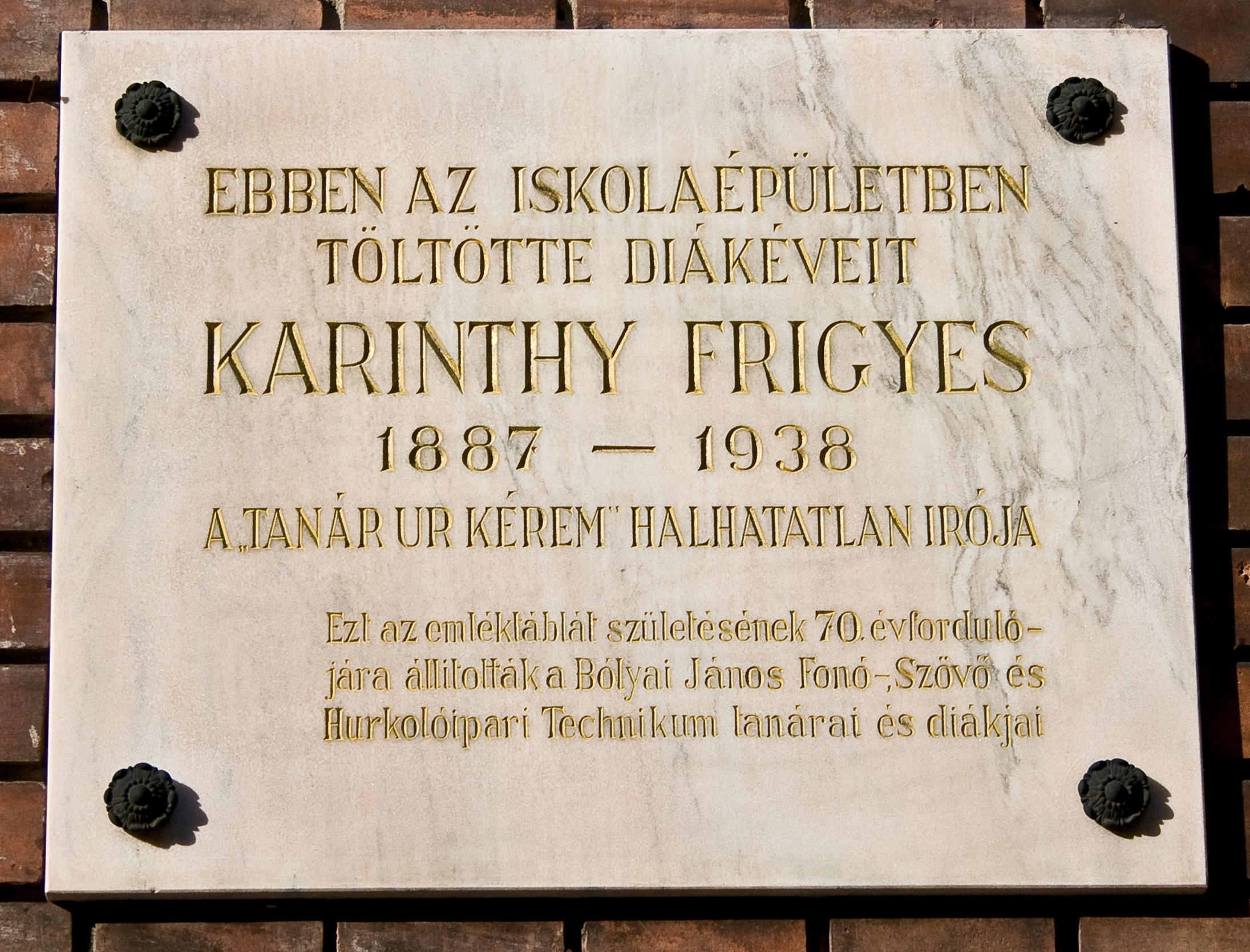
Karinthy Frigyes, Markó utca 18–20.
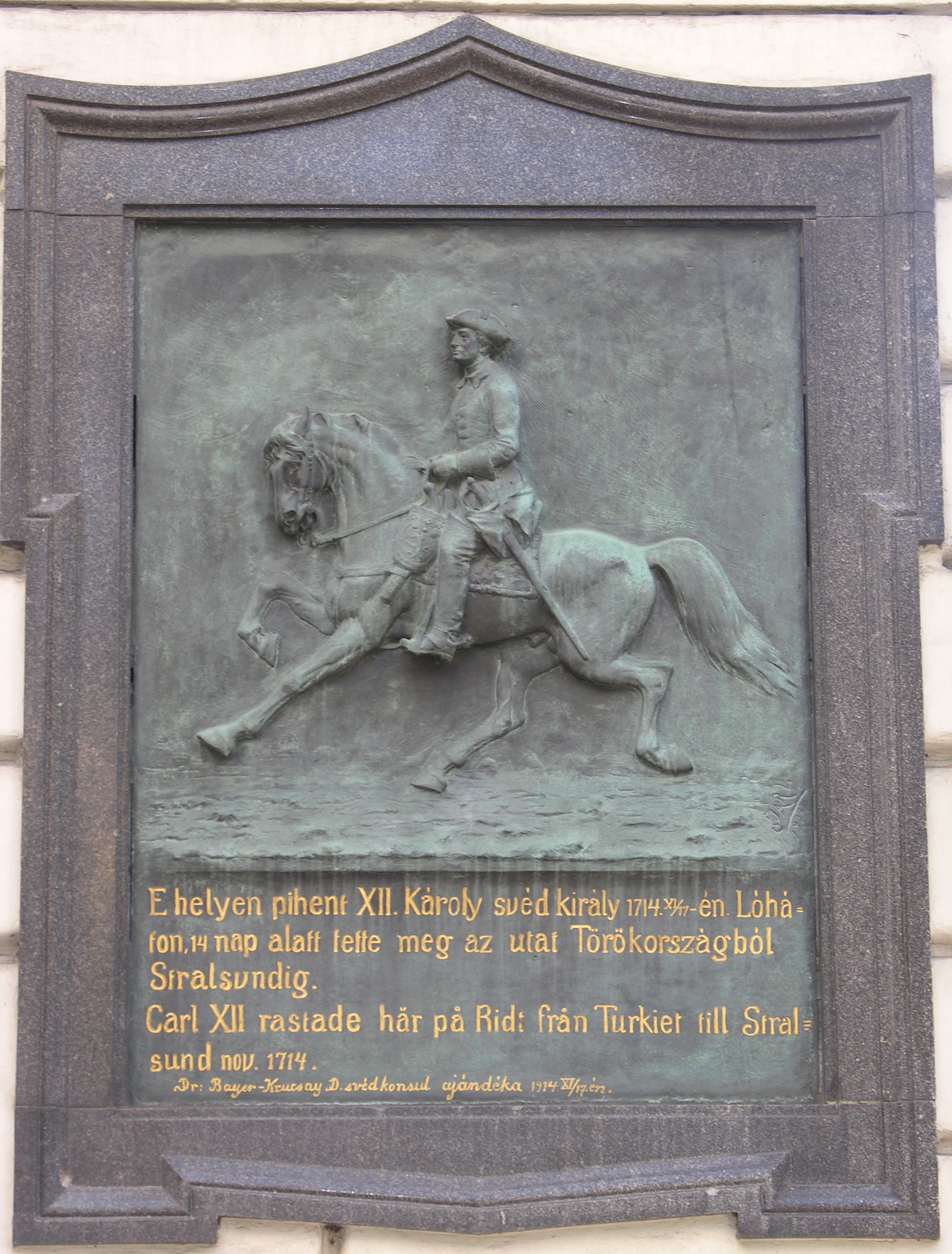
XII. Károly svéd király, Váci utca 43. alkotó: Jarl Ottó
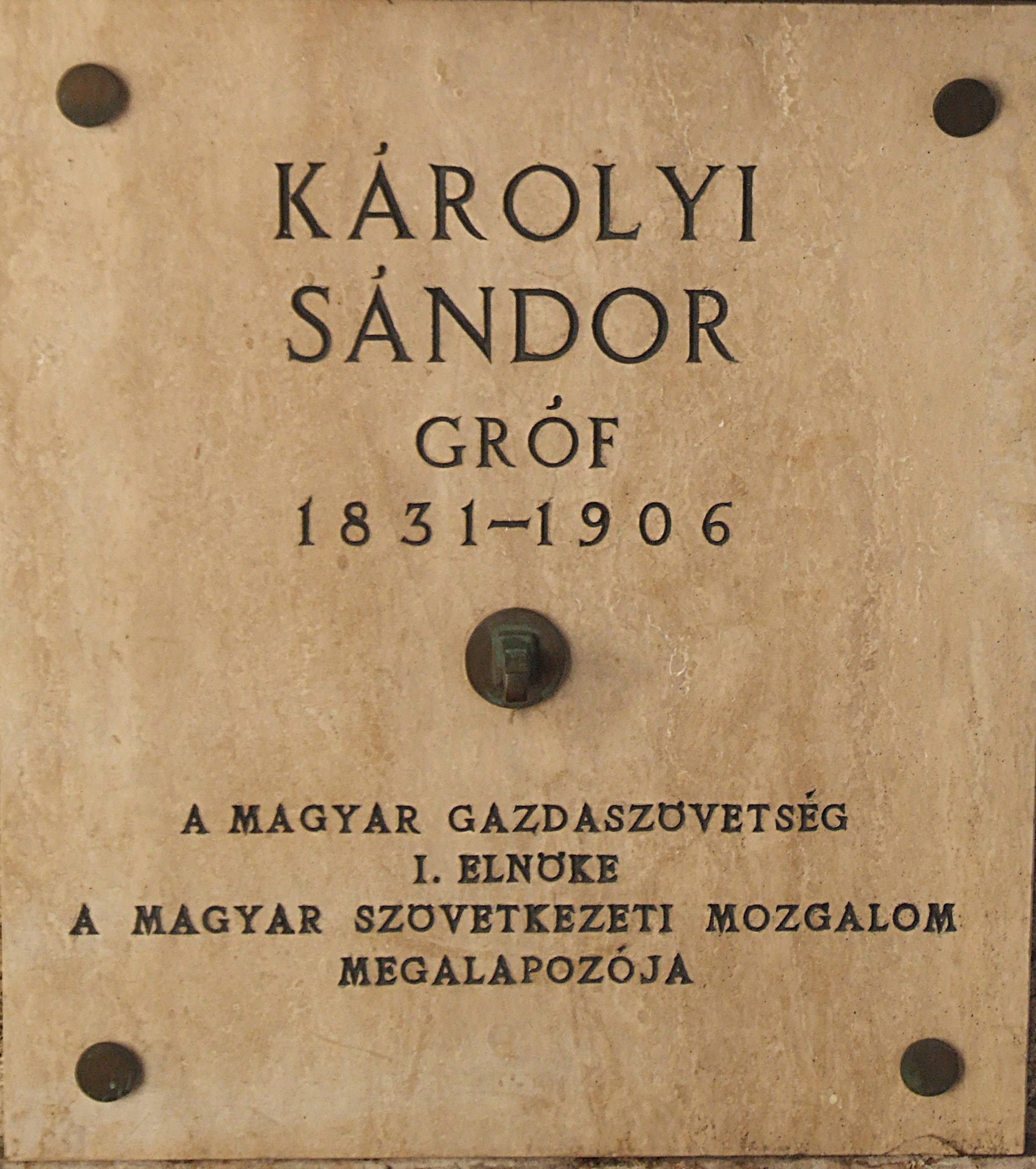
Károlyi Sándor, Kossuth tér 11.
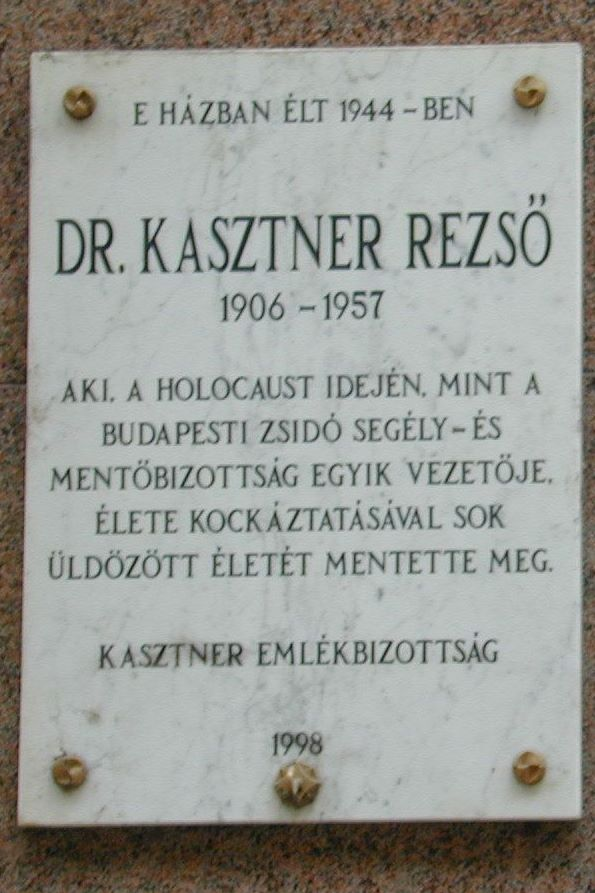
Kasztner Rezső, Váci utca 12.
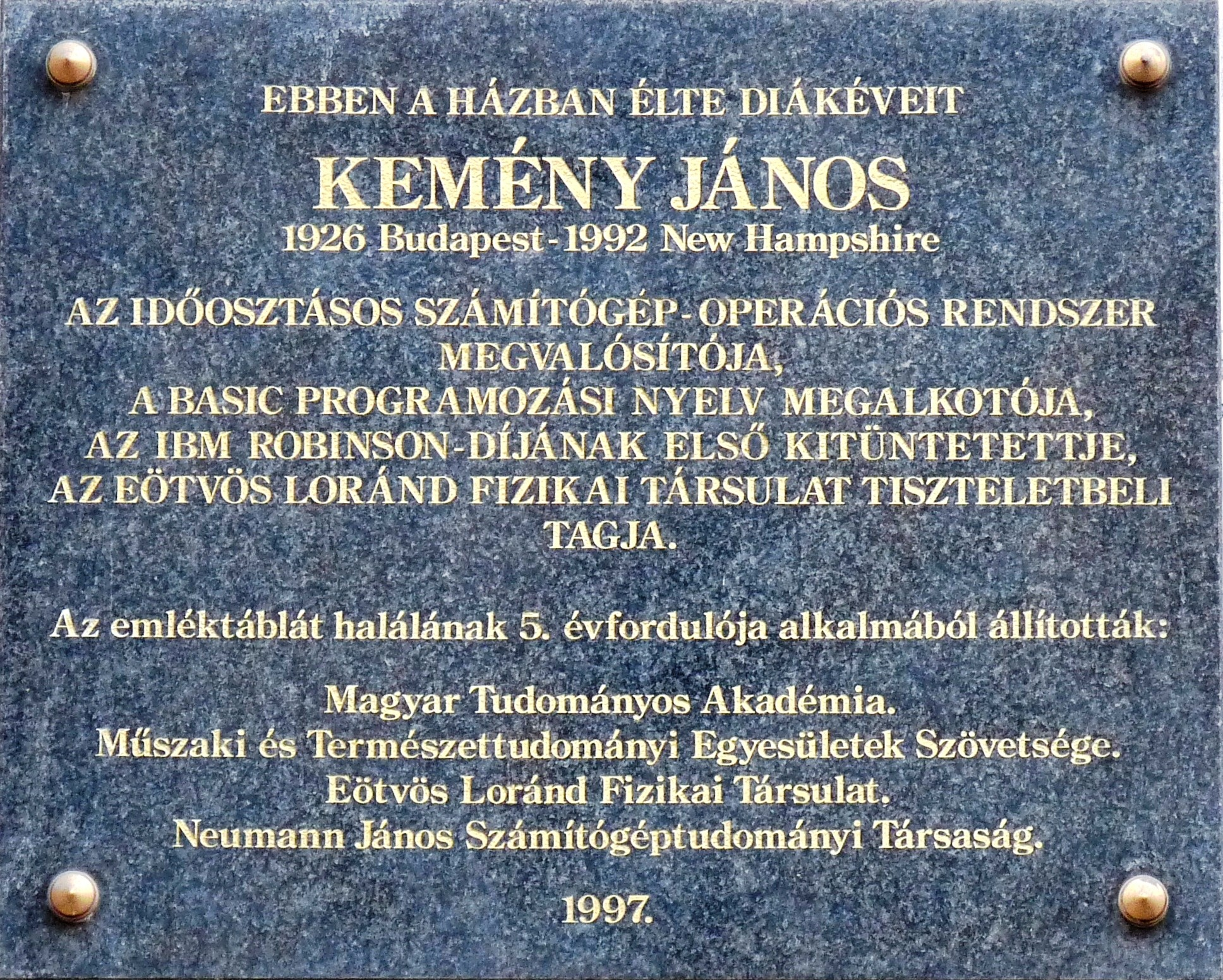
Kemény János, Bajcsy-Zsilinszky út 38.
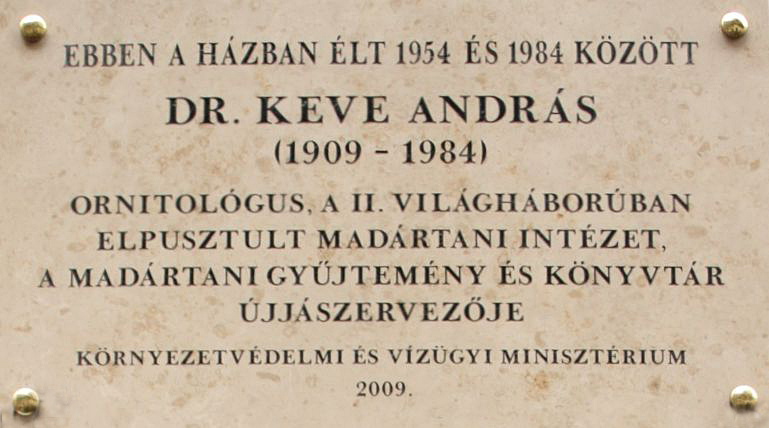
Keve András, Veres Pálné utca 9.
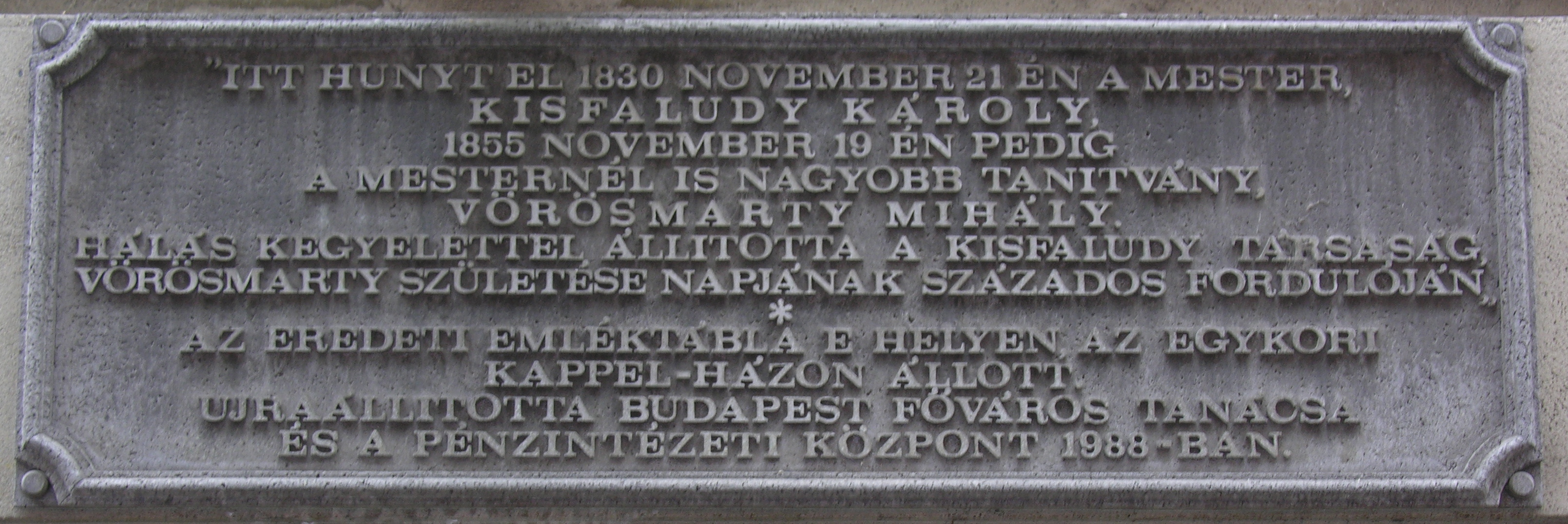
Kisfaludy Károly, Váci utca 19–21.
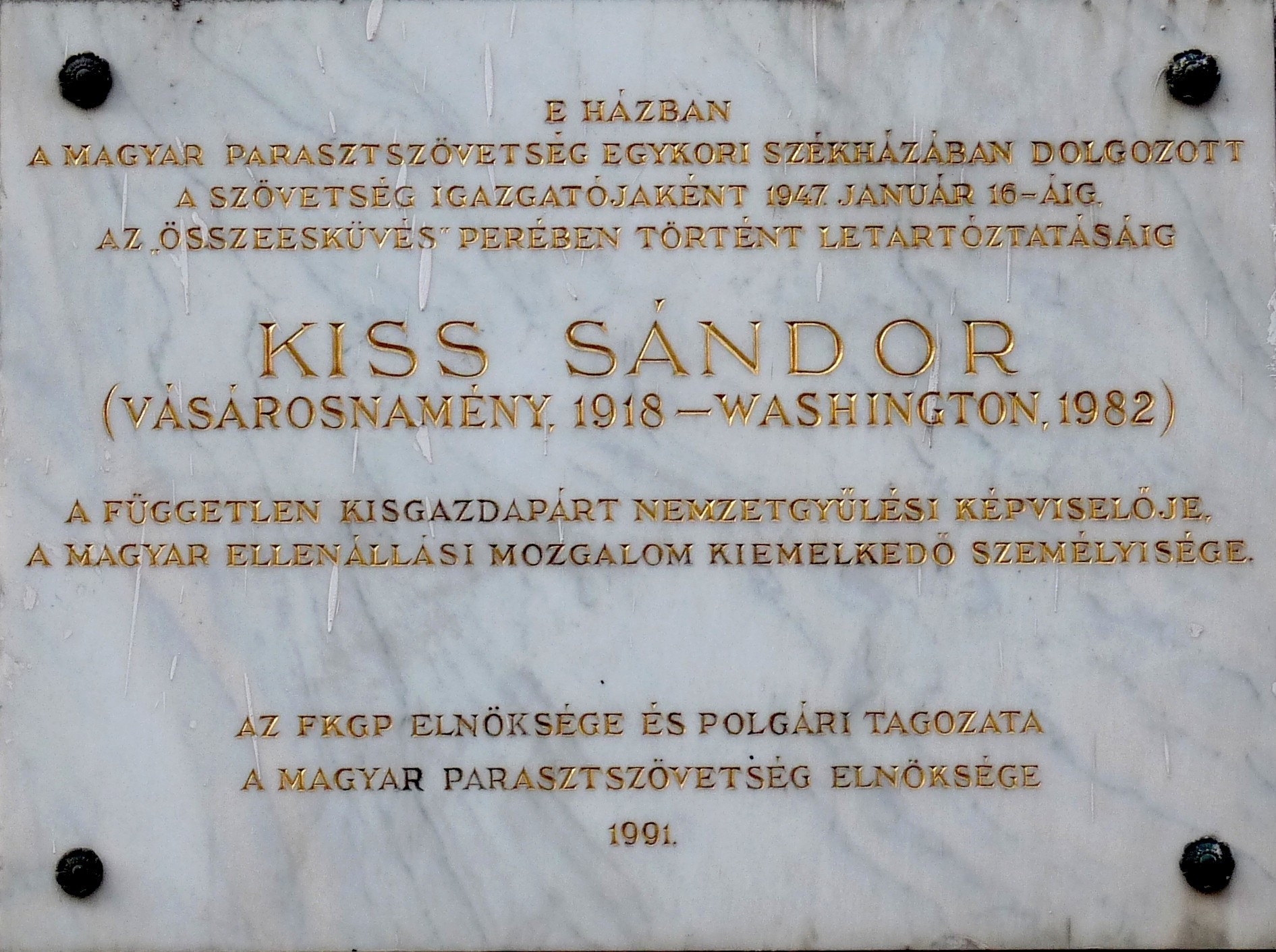
Kiss Sándor, Báthori utca 24.
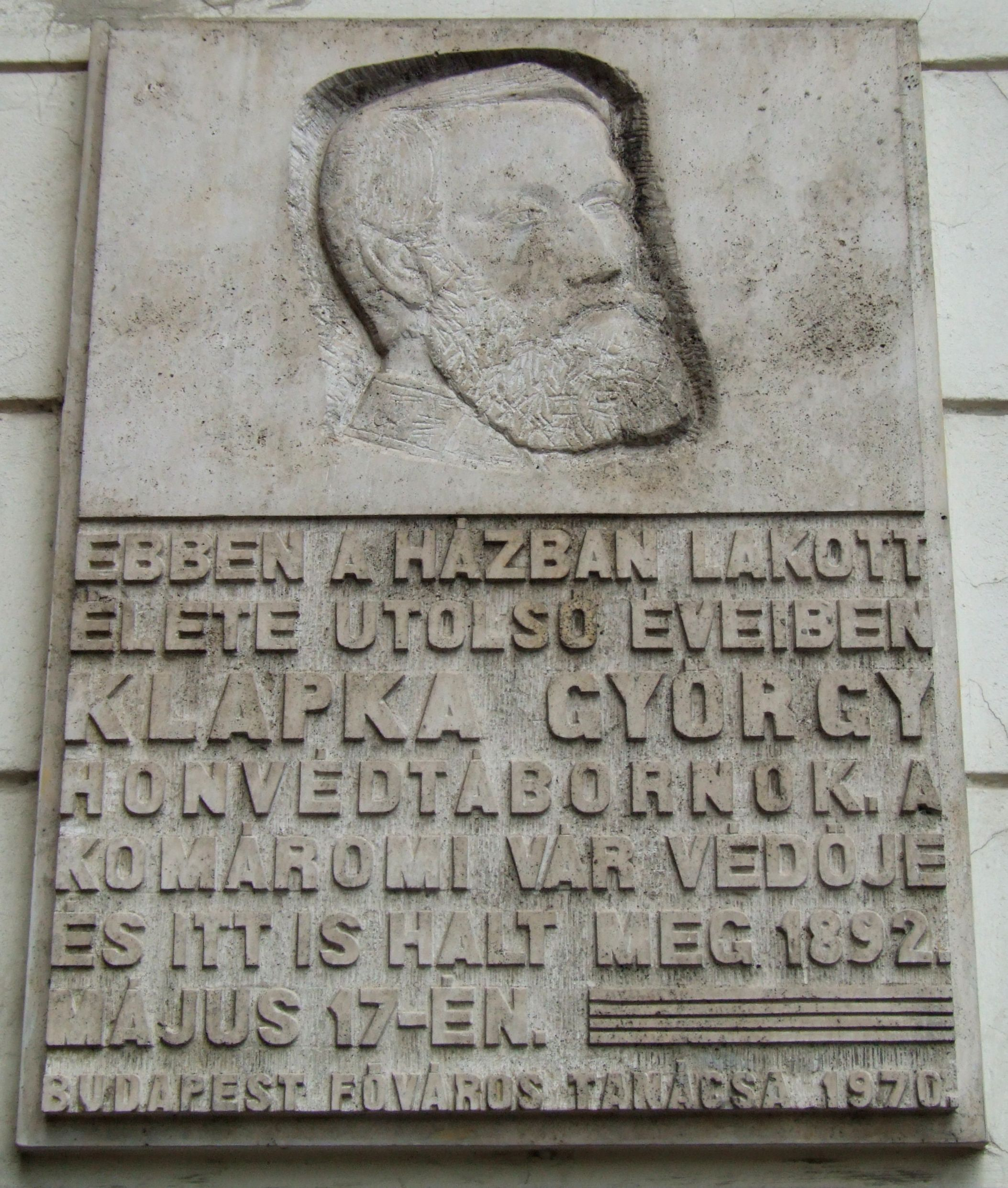
Klapka György Akadémia utca 1. alkotó: Kovács Ferenc
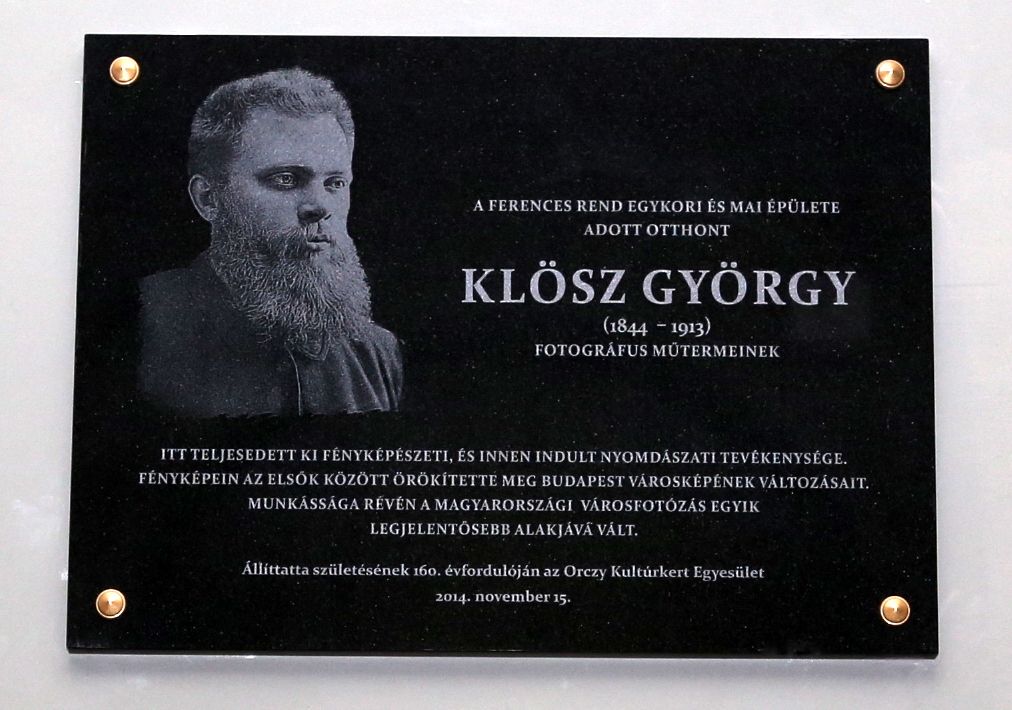
Klösz György Kossuth Lajos utca 1.
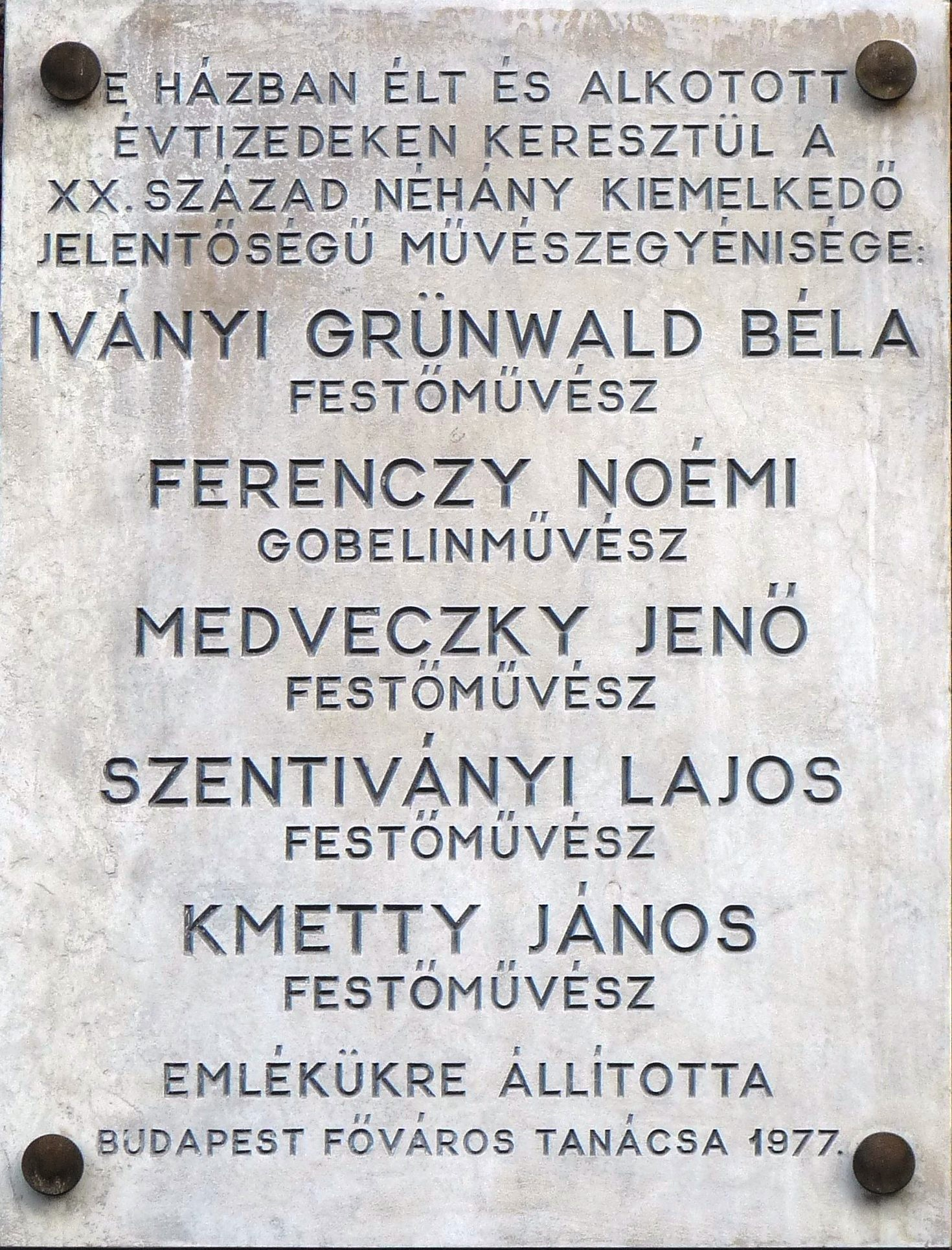
Kmetty János, Deák Ferenc utca 23.
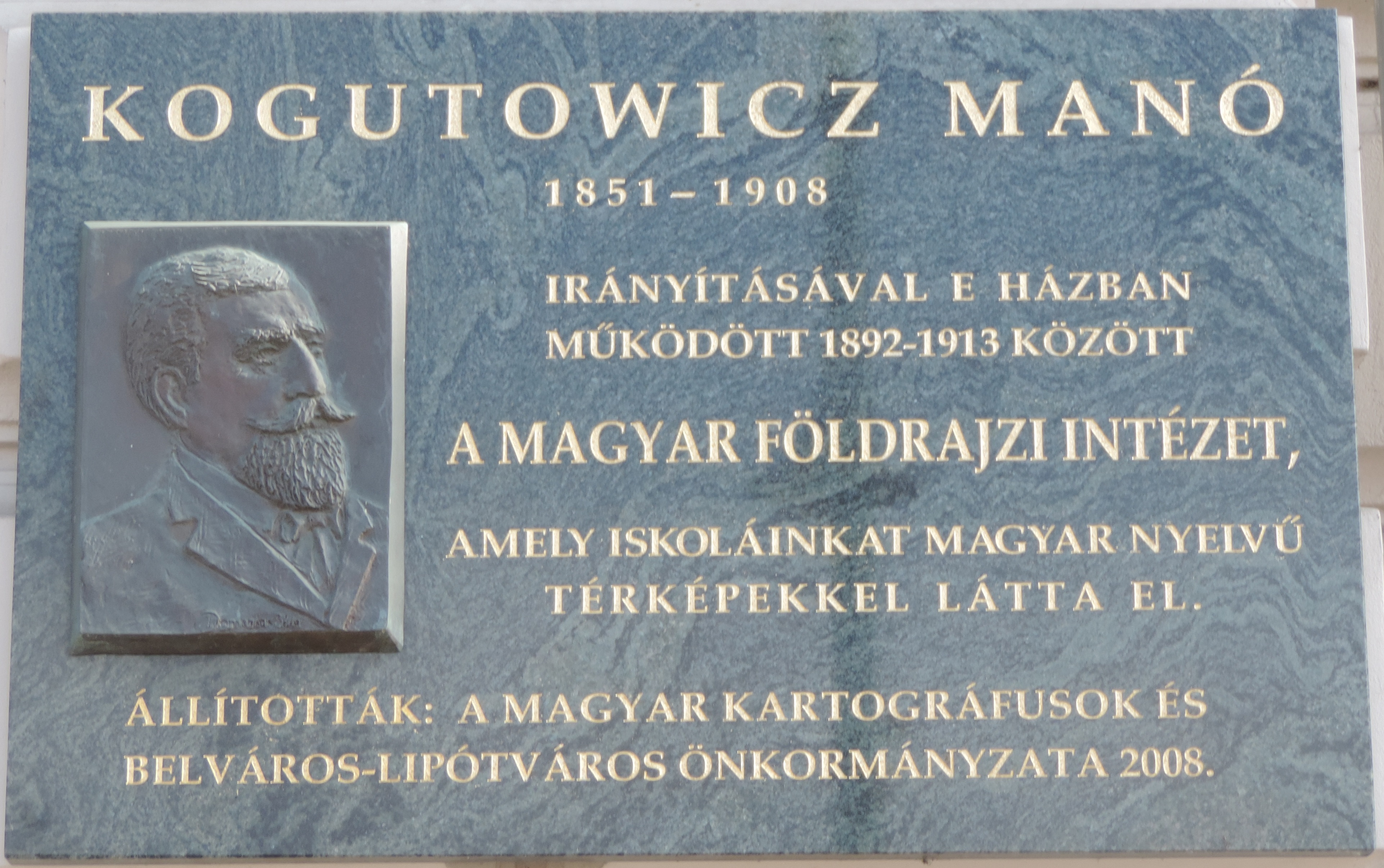
Kogutowicz Manó, Széchenyi rakpart 8.
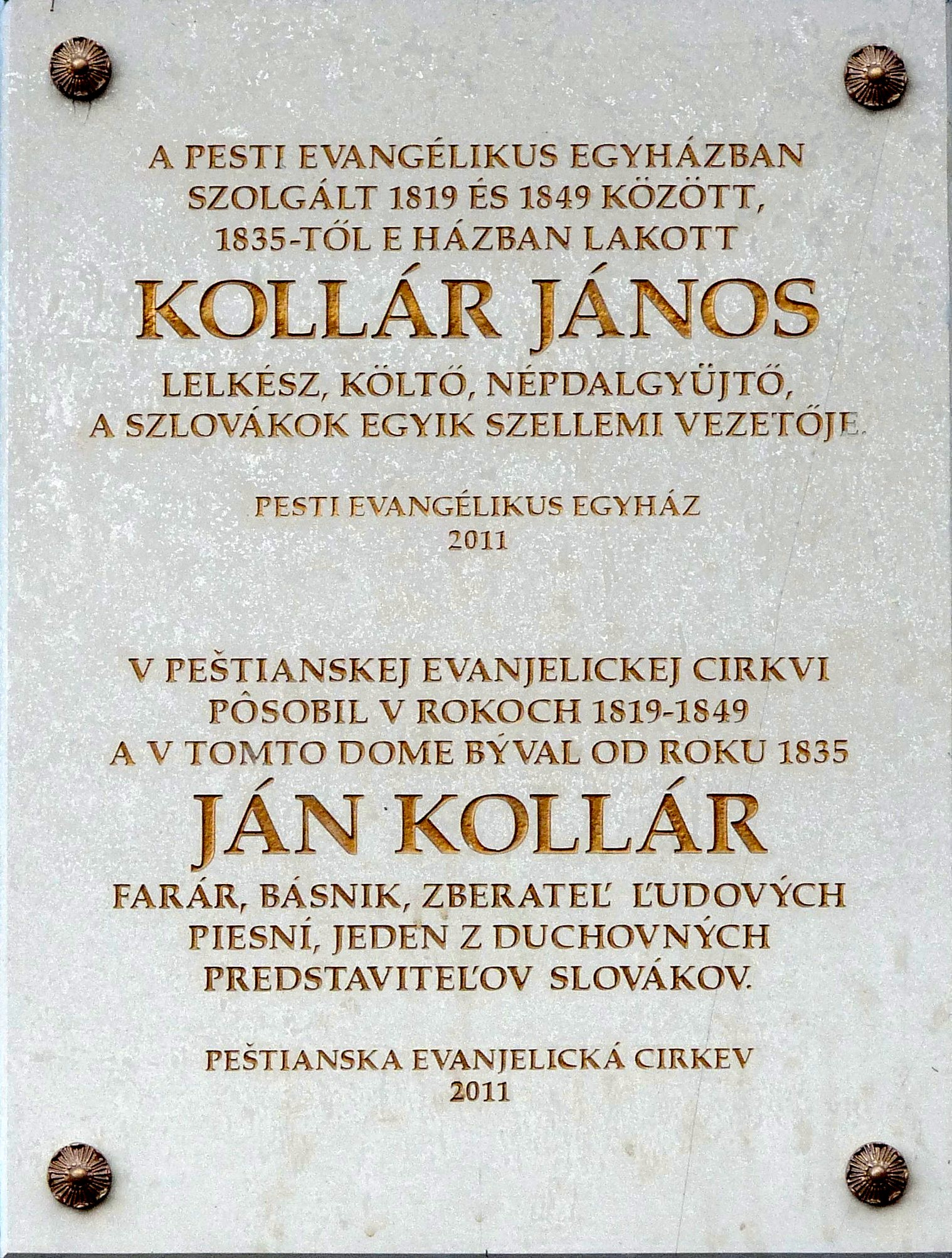
Ján Kollár Deák Ferenc tér 5.
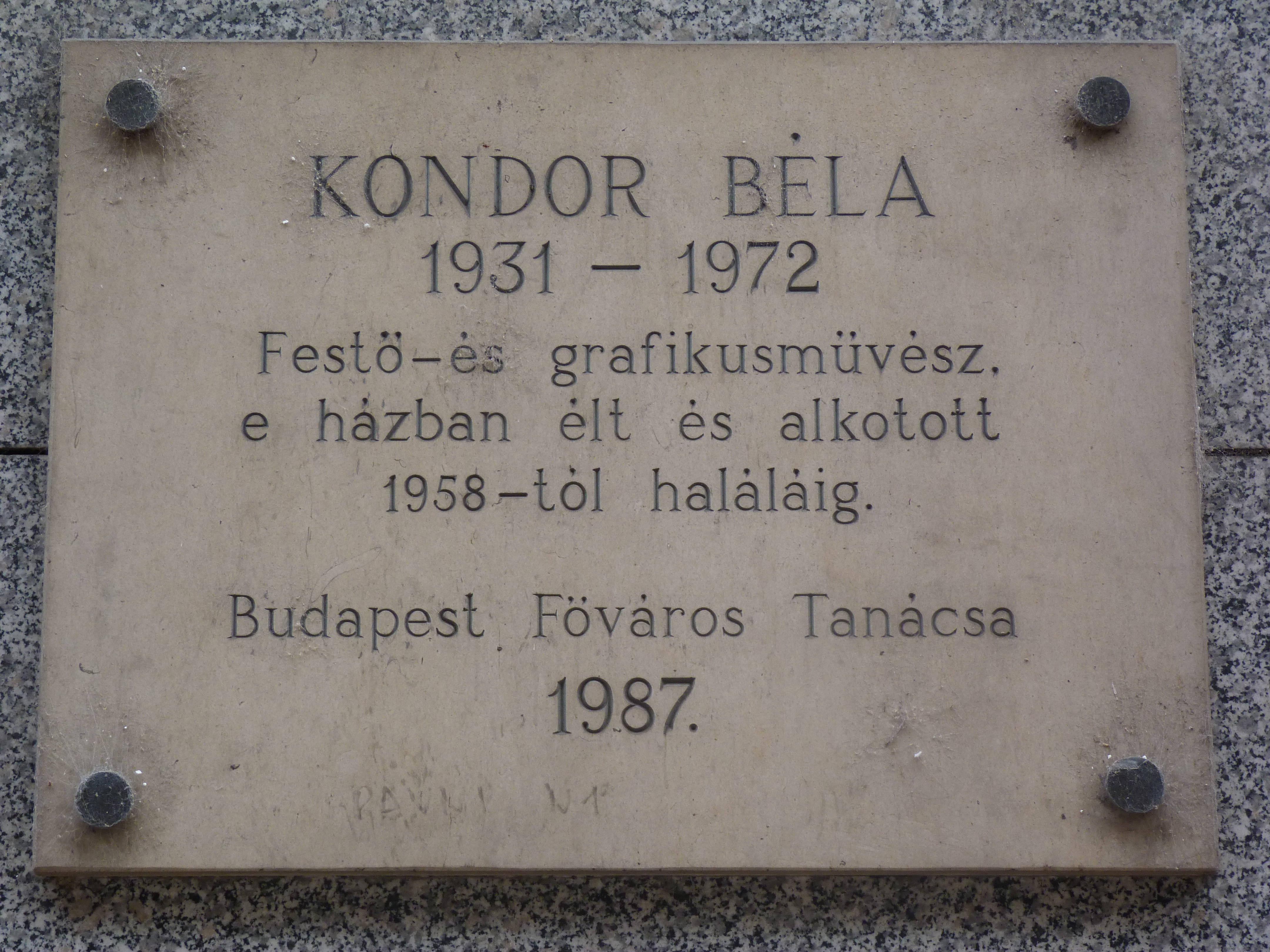
Kondor Béla Bécsi utca 1.
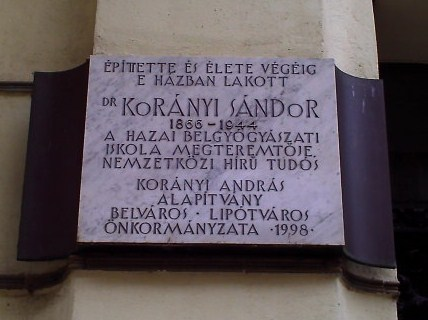
Korányi Sándor, Váci utca 42.
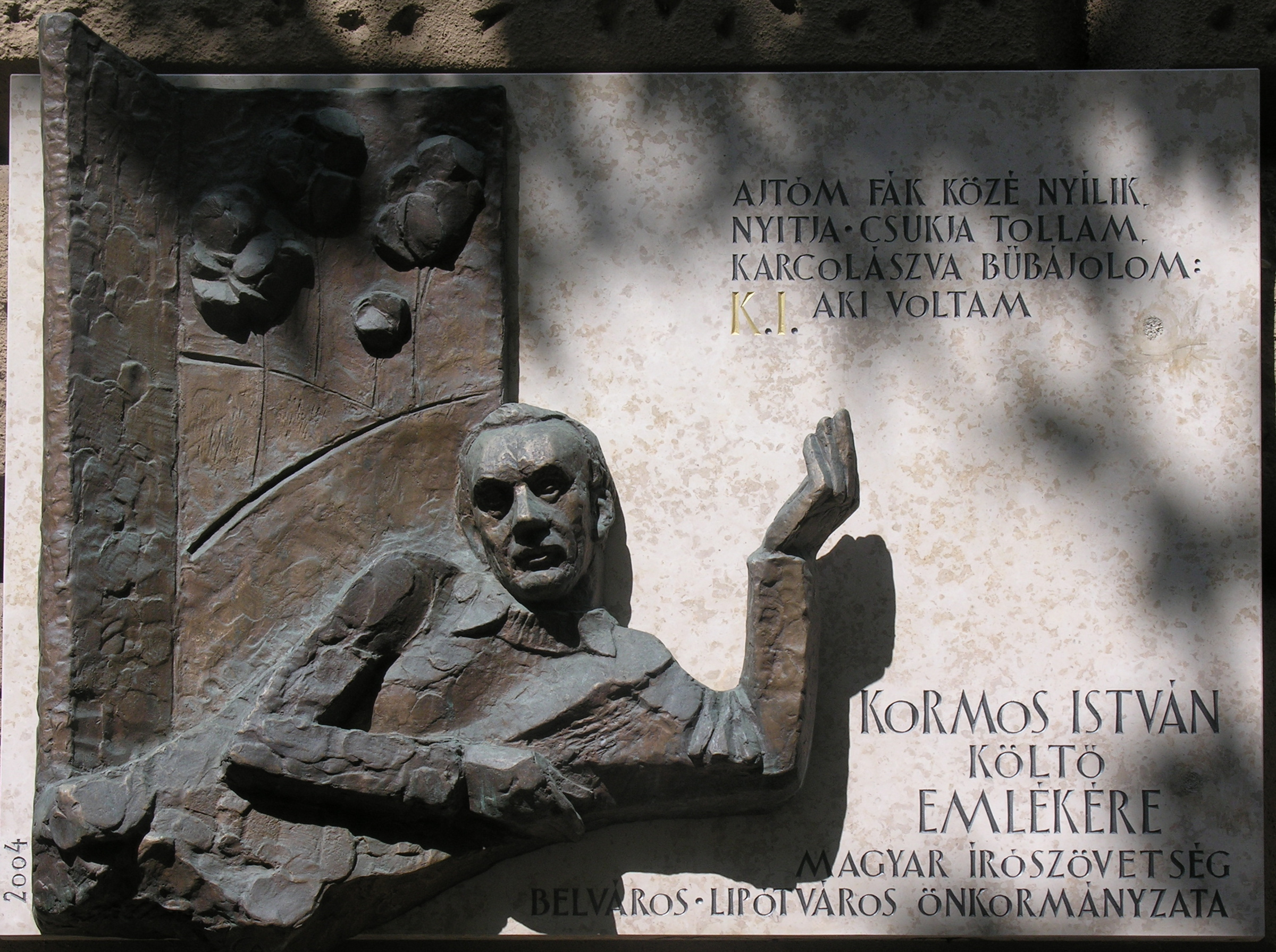
Kormos István, Báthori utca 8. alkotó: Czinder Antal
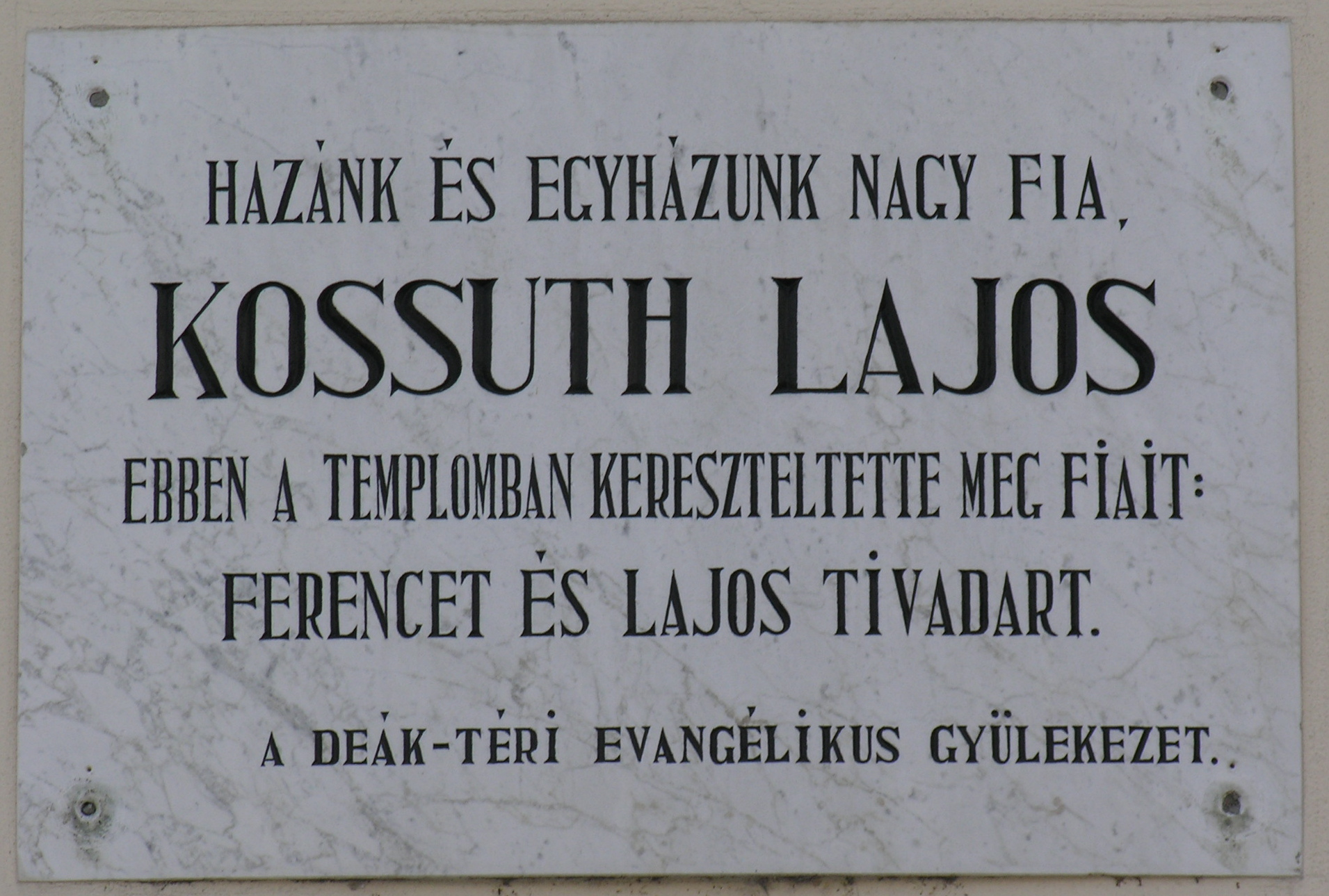
Kossuth Lajos, Deák Ferenc tér 4–5.
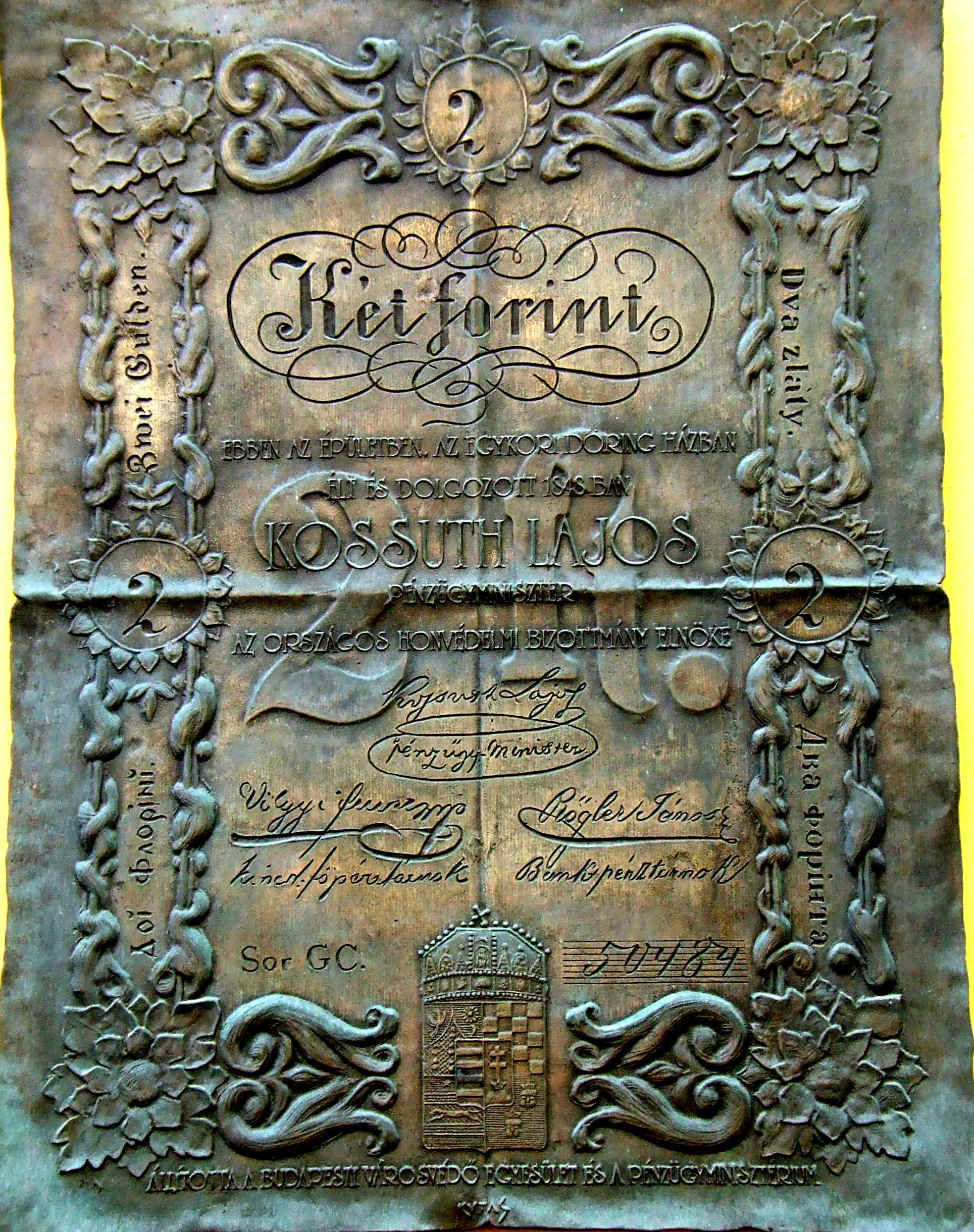
Kossuth Lajos, Nádor utca 12.
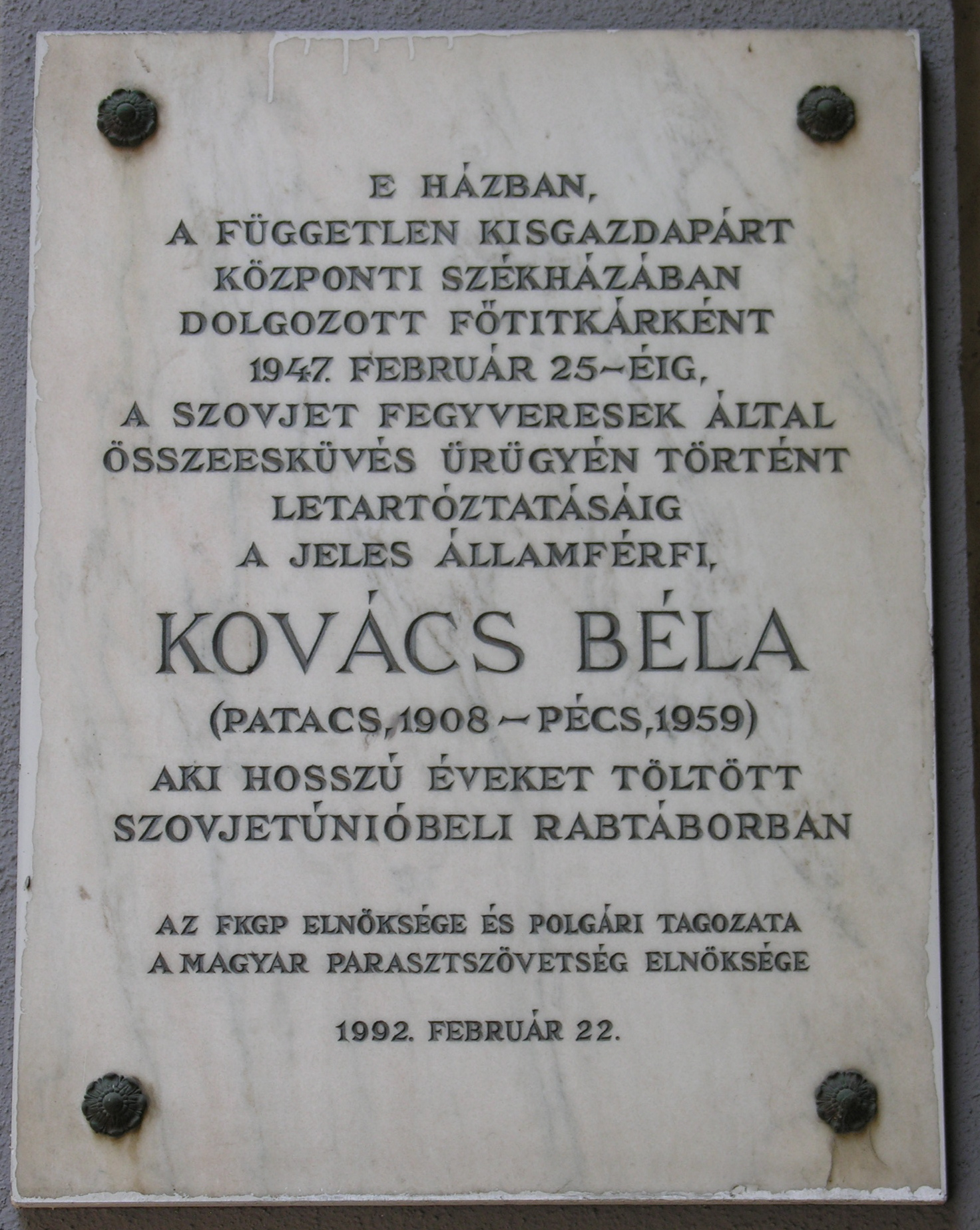
Kovács Béla, Semmelweis utca 1.
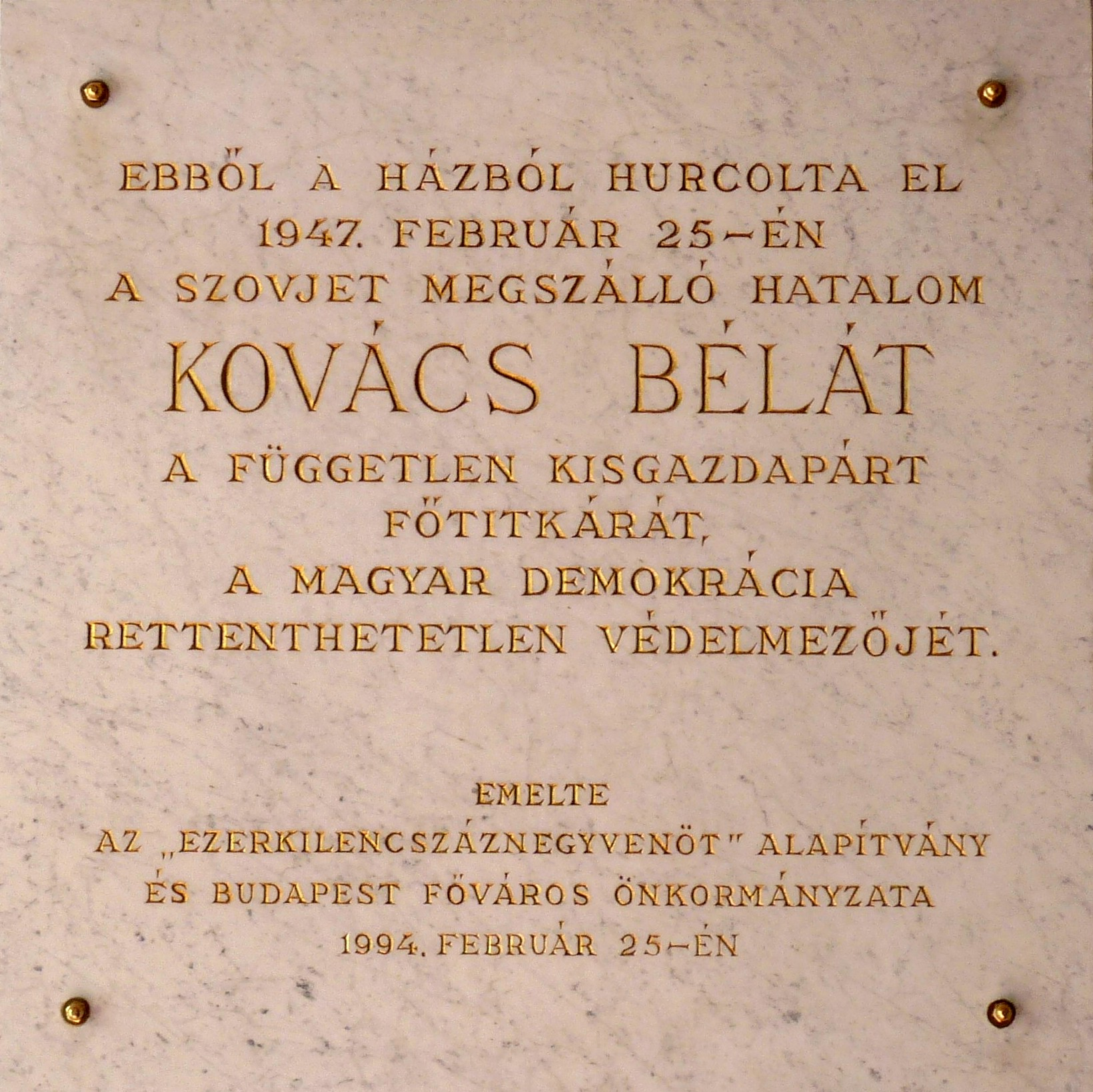
Kovács Béla, Váci utca 54.
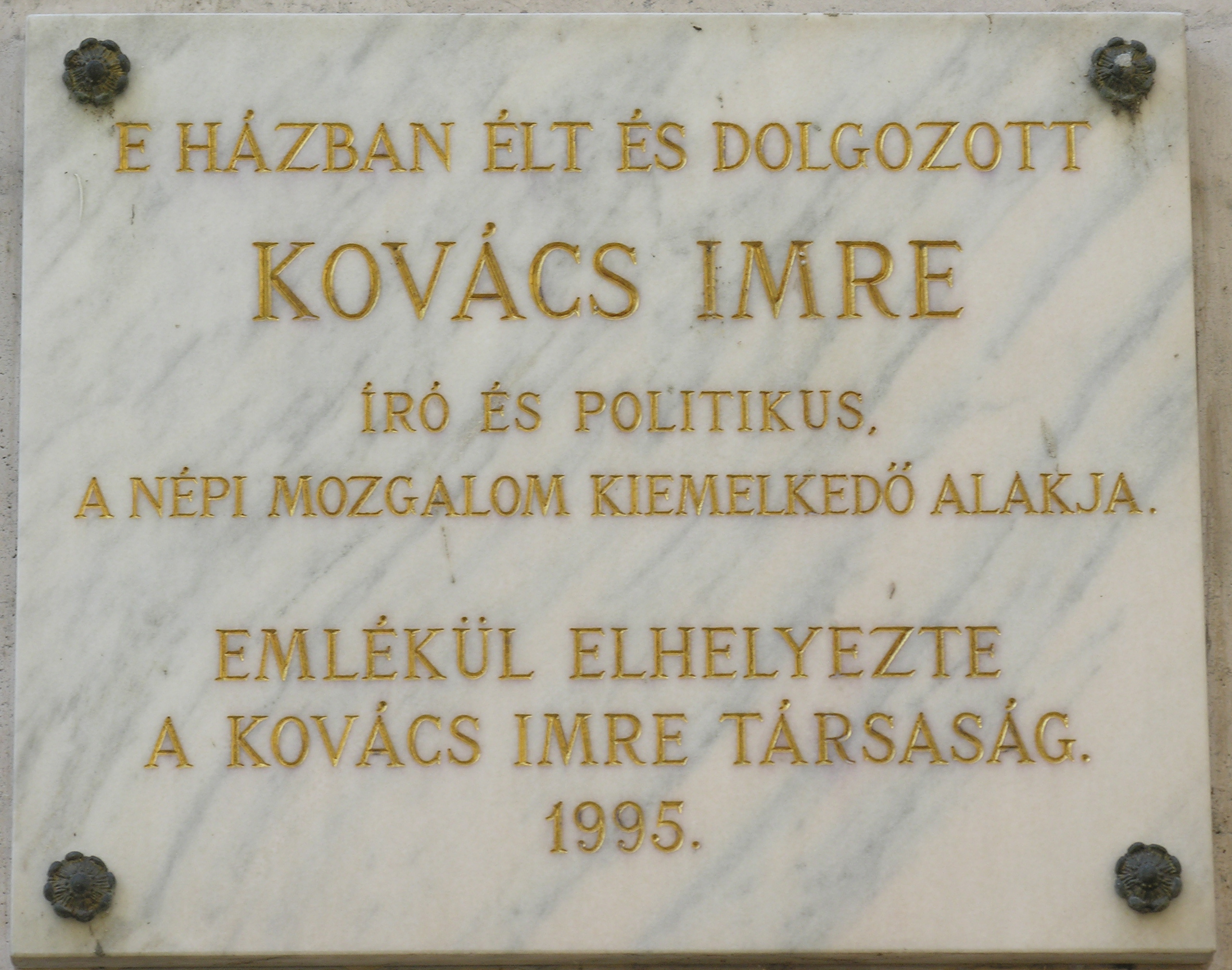
Kovács Imre, Nyáry Pál utca 4.
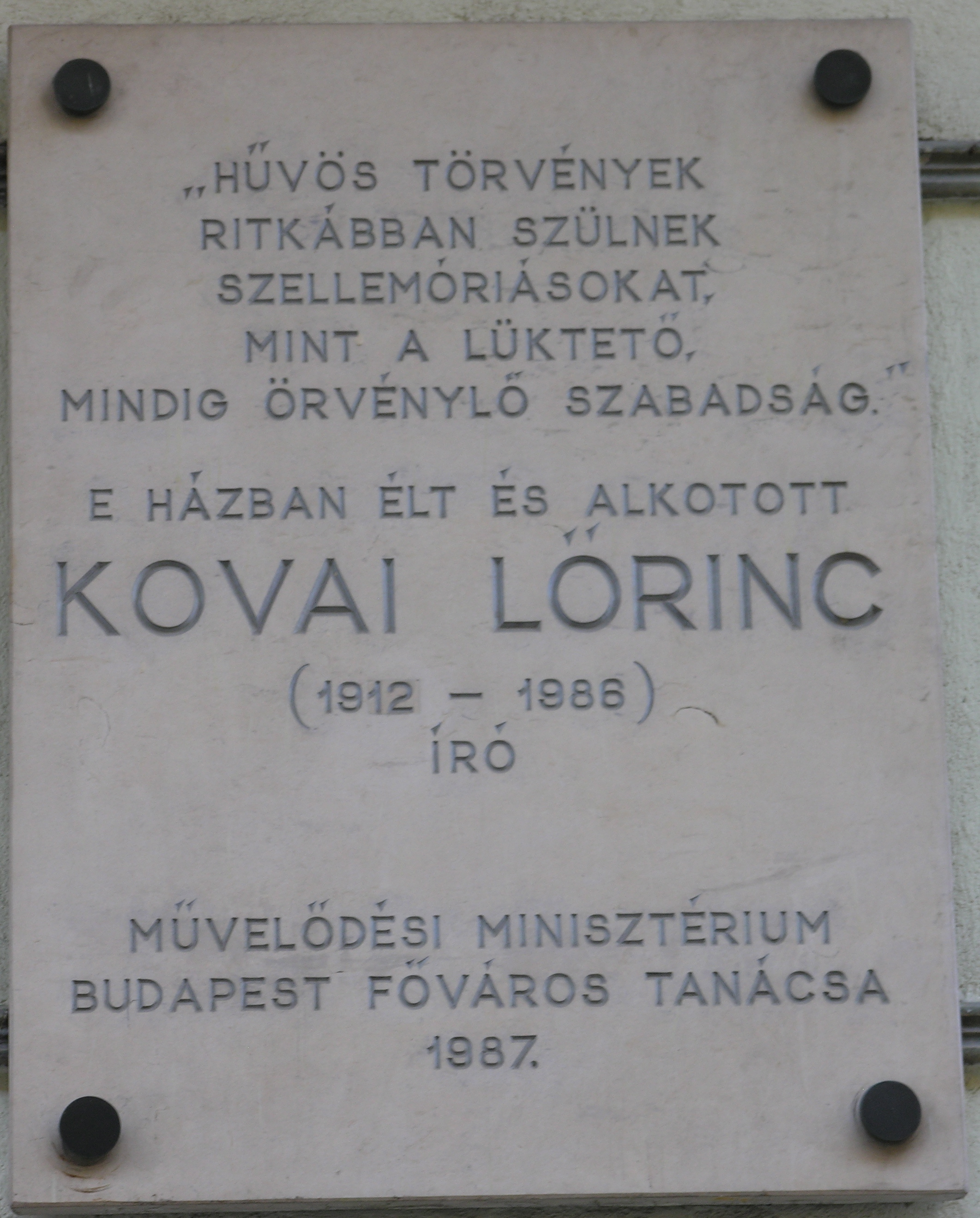
Kovai Lőrinc, Váci utca 42.
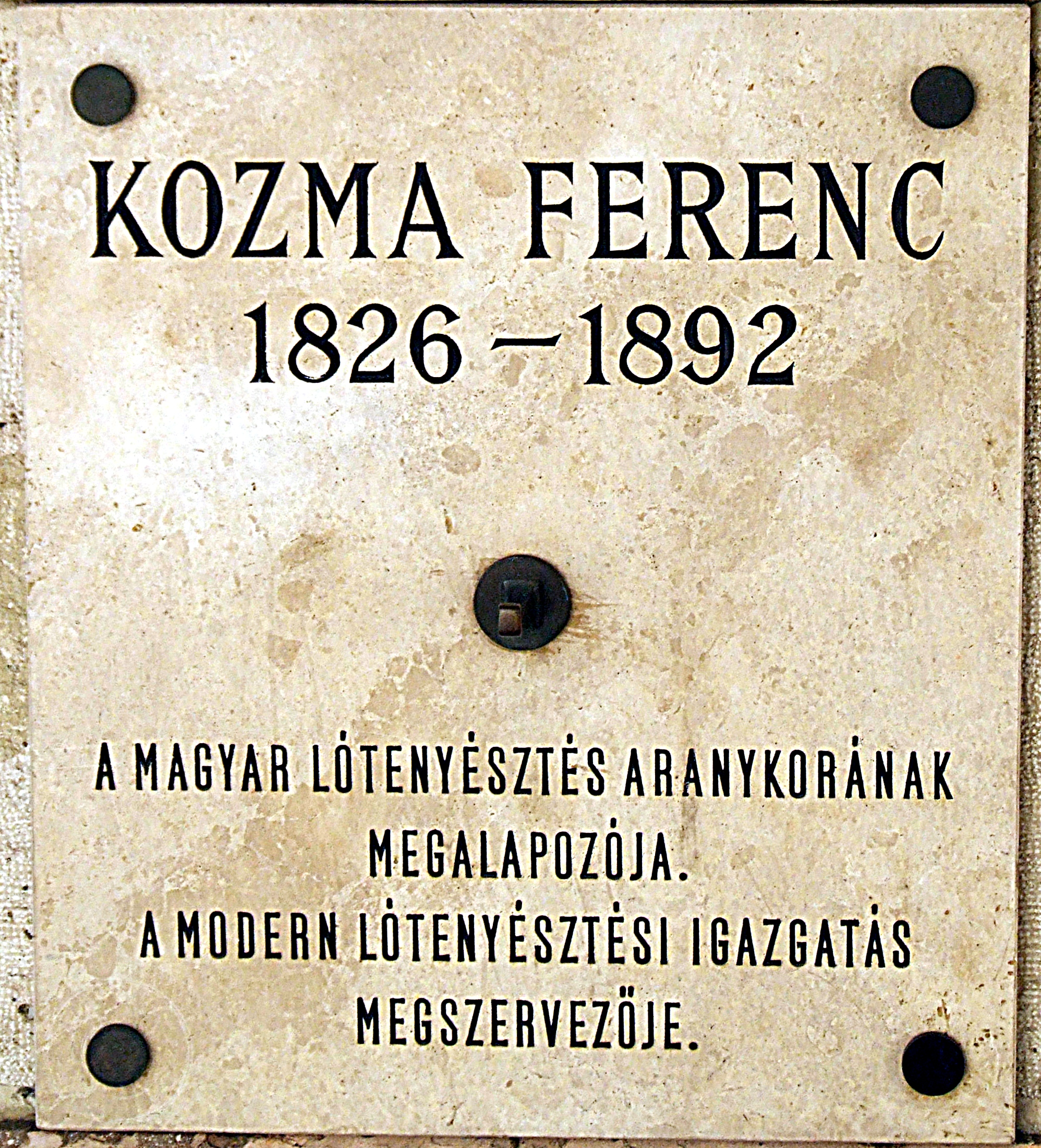
Kozma Ferenc, Kossuth tér 11.
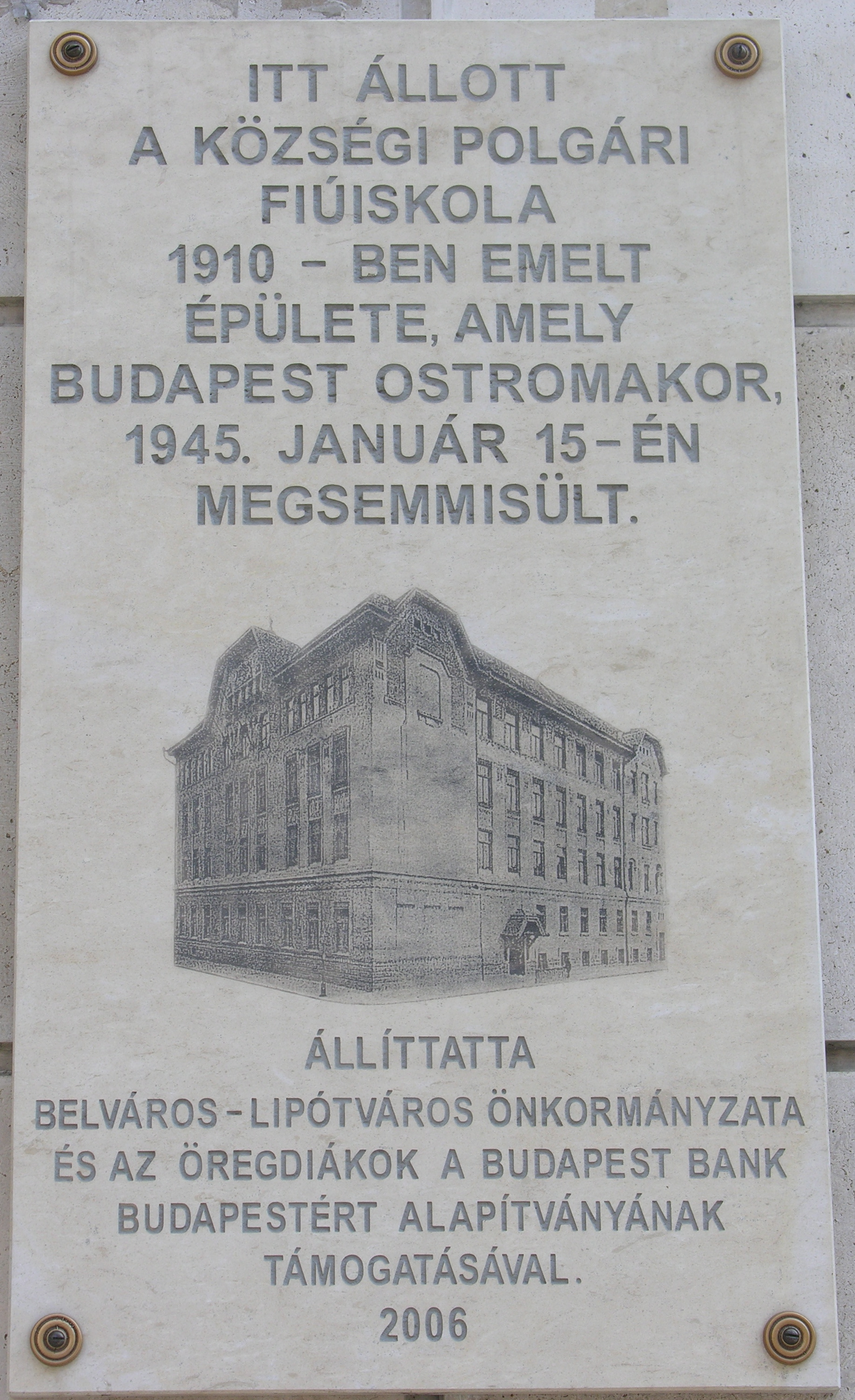
Községi Polgári Fiúiskola, Honvéd utca 27.
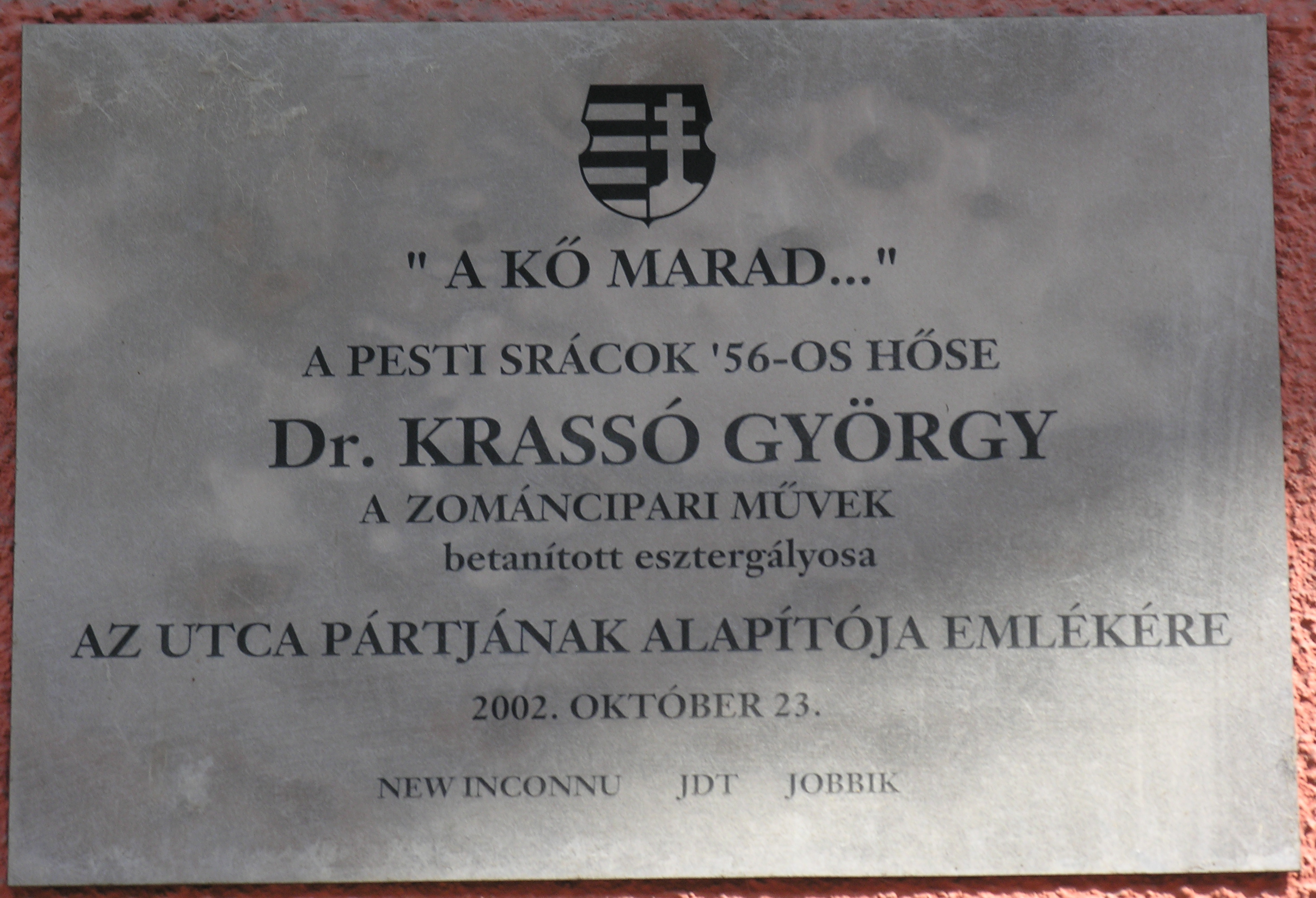
Krassó György, Nádor utca 19.
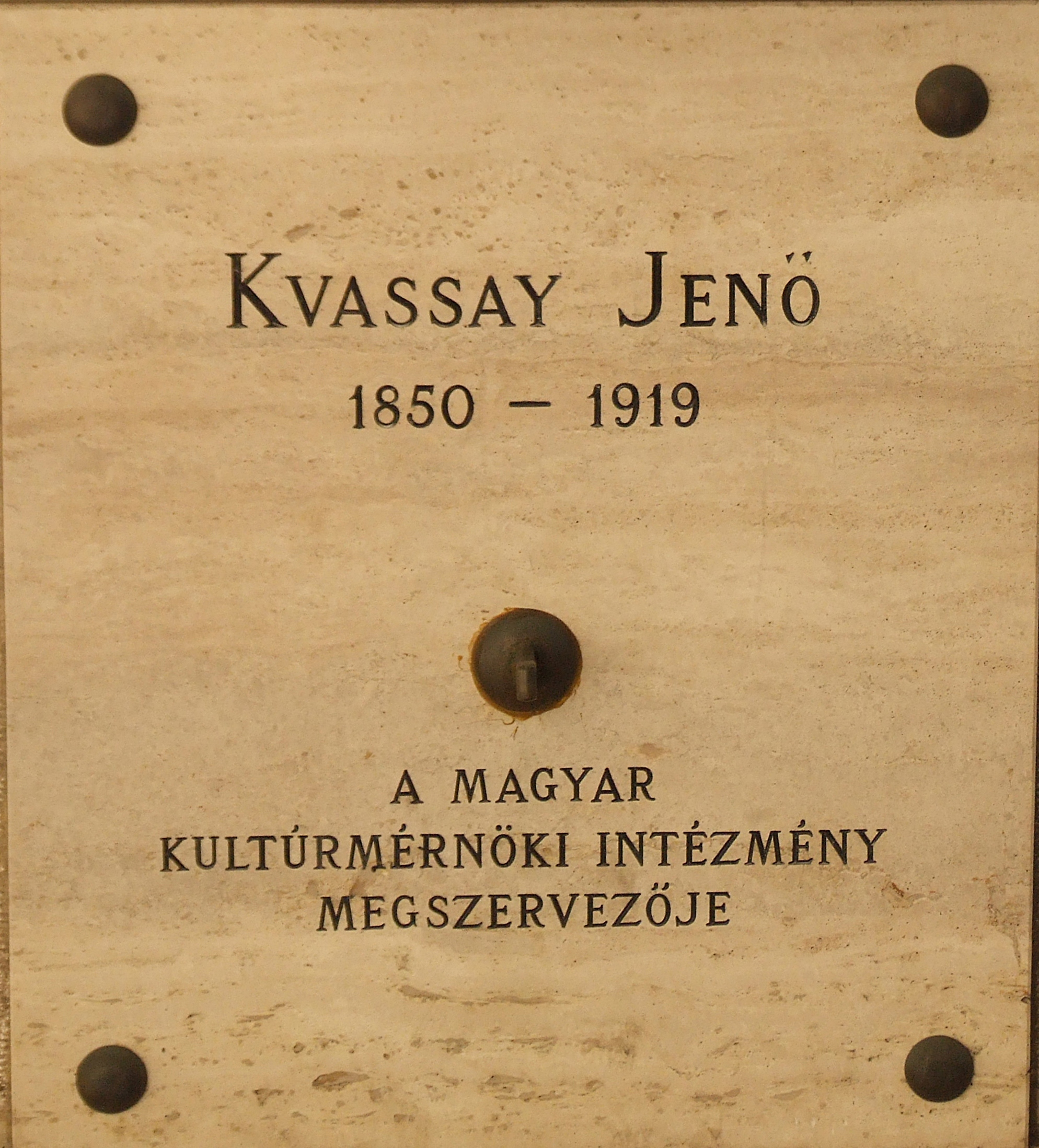
Kvassay Jenő, Kossuth Lajos tér 11.
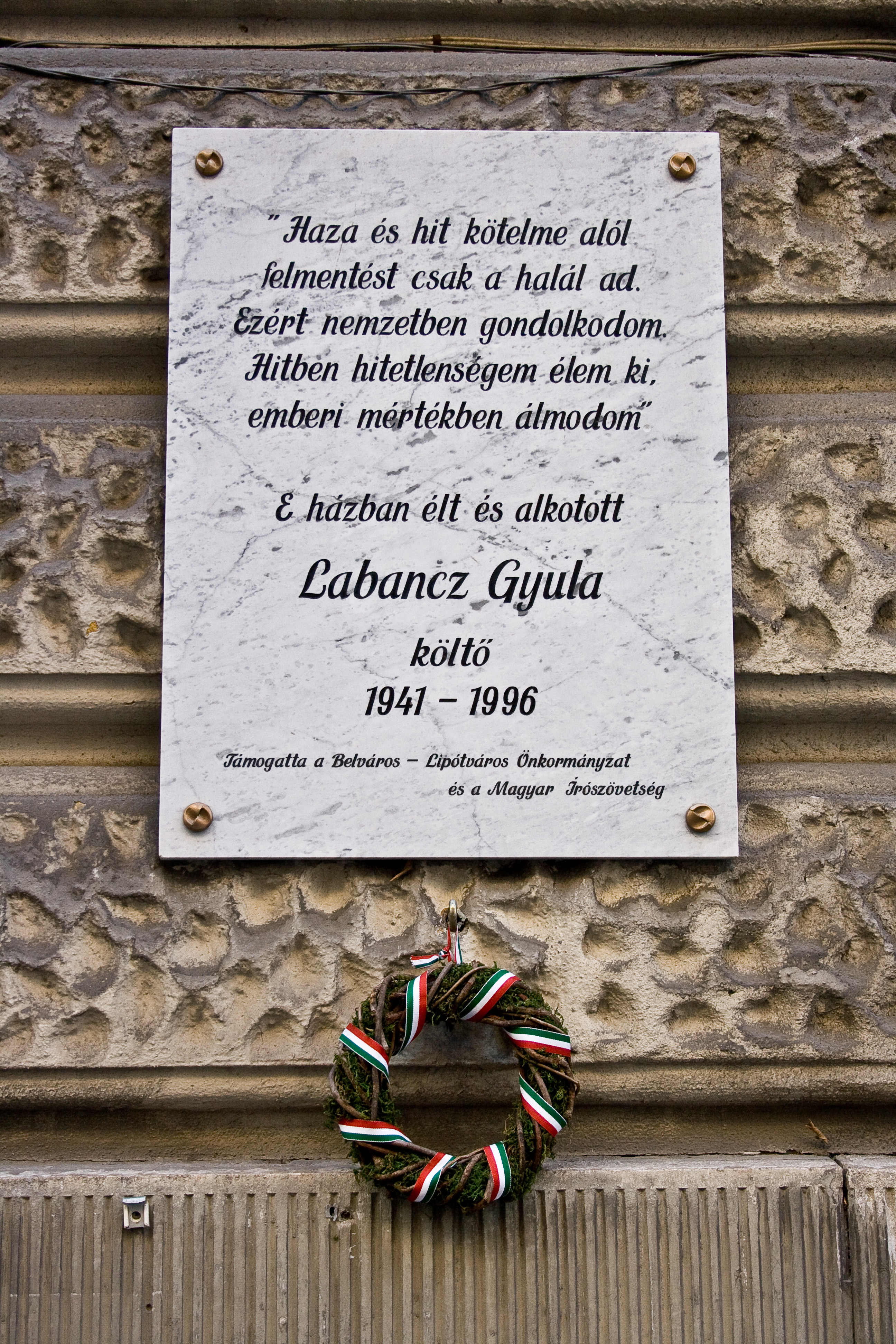
Labancz Gyula, Falk Miksa utca 10.
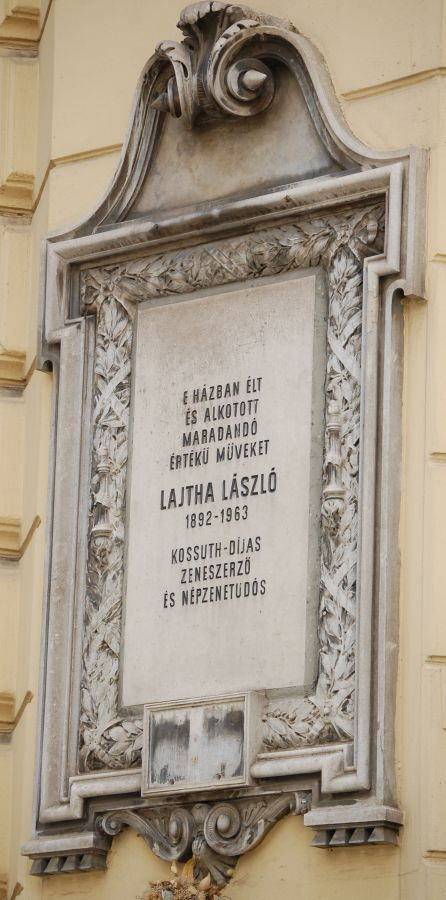
Lajtha László, Váci utca 79.
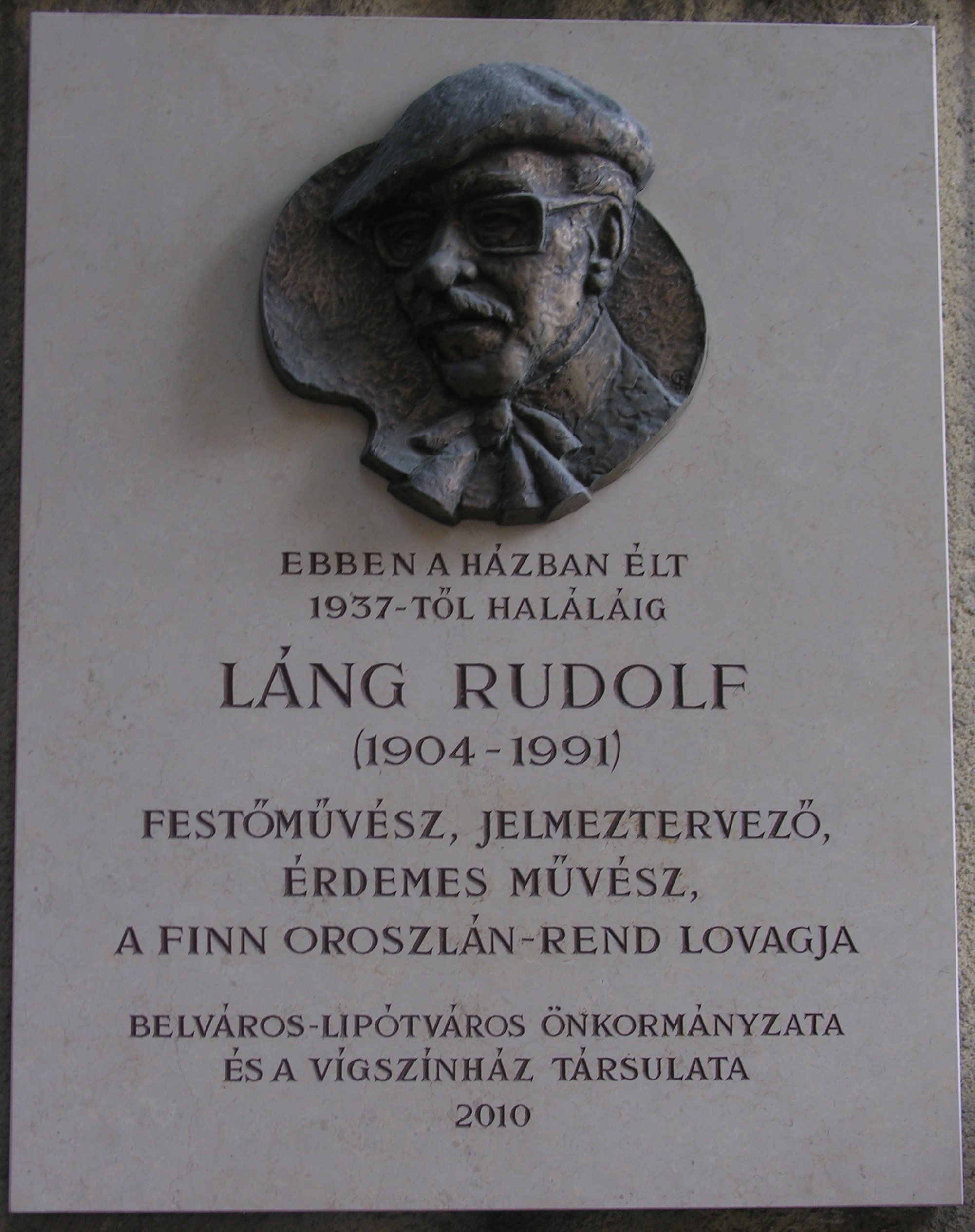
Láng Rudolf, Falk Miksa utca 15.
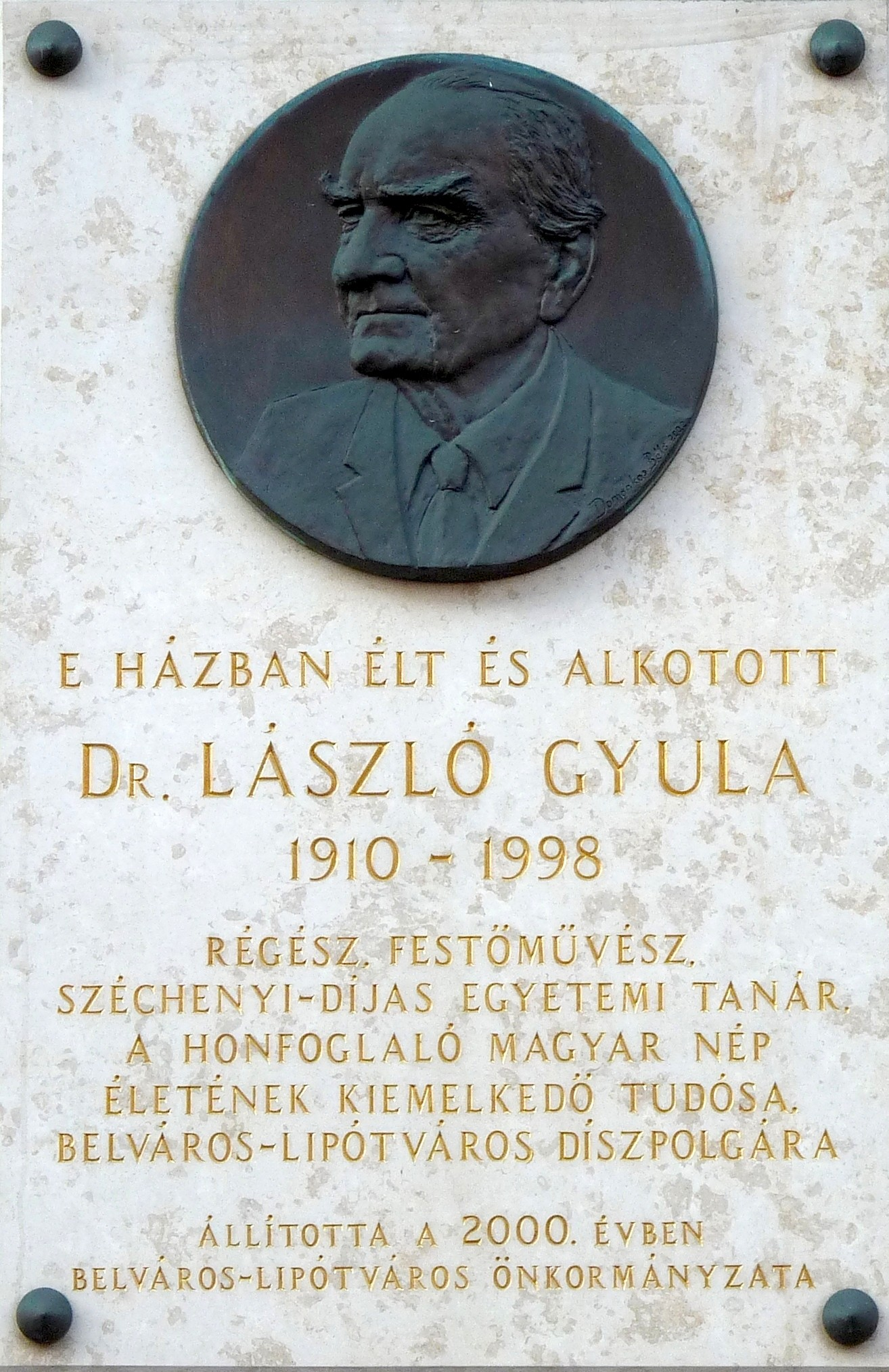
László Gyula, Alkotmány utca 20.
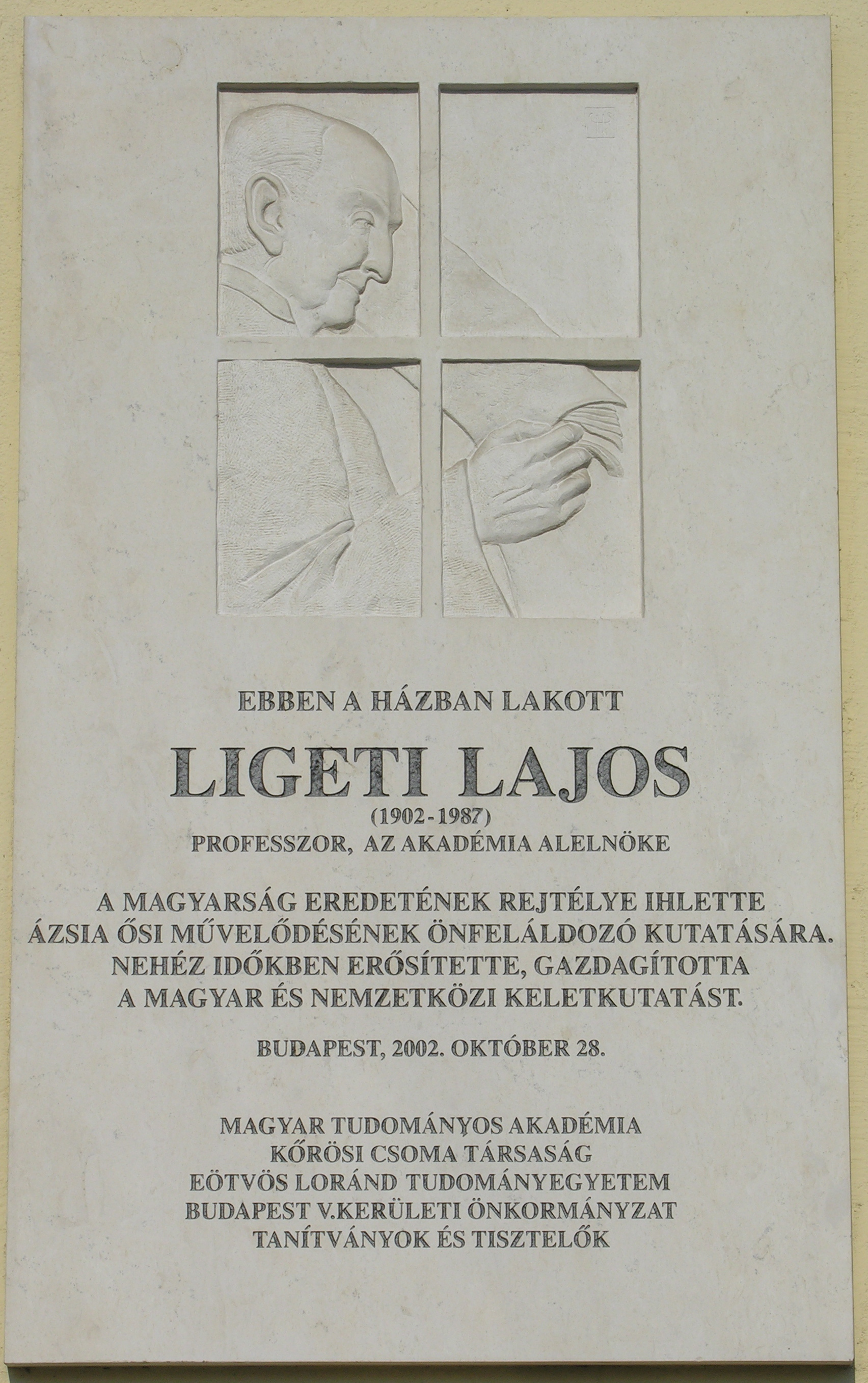
Ligeti Lajos, Belgrád rakpart 26.
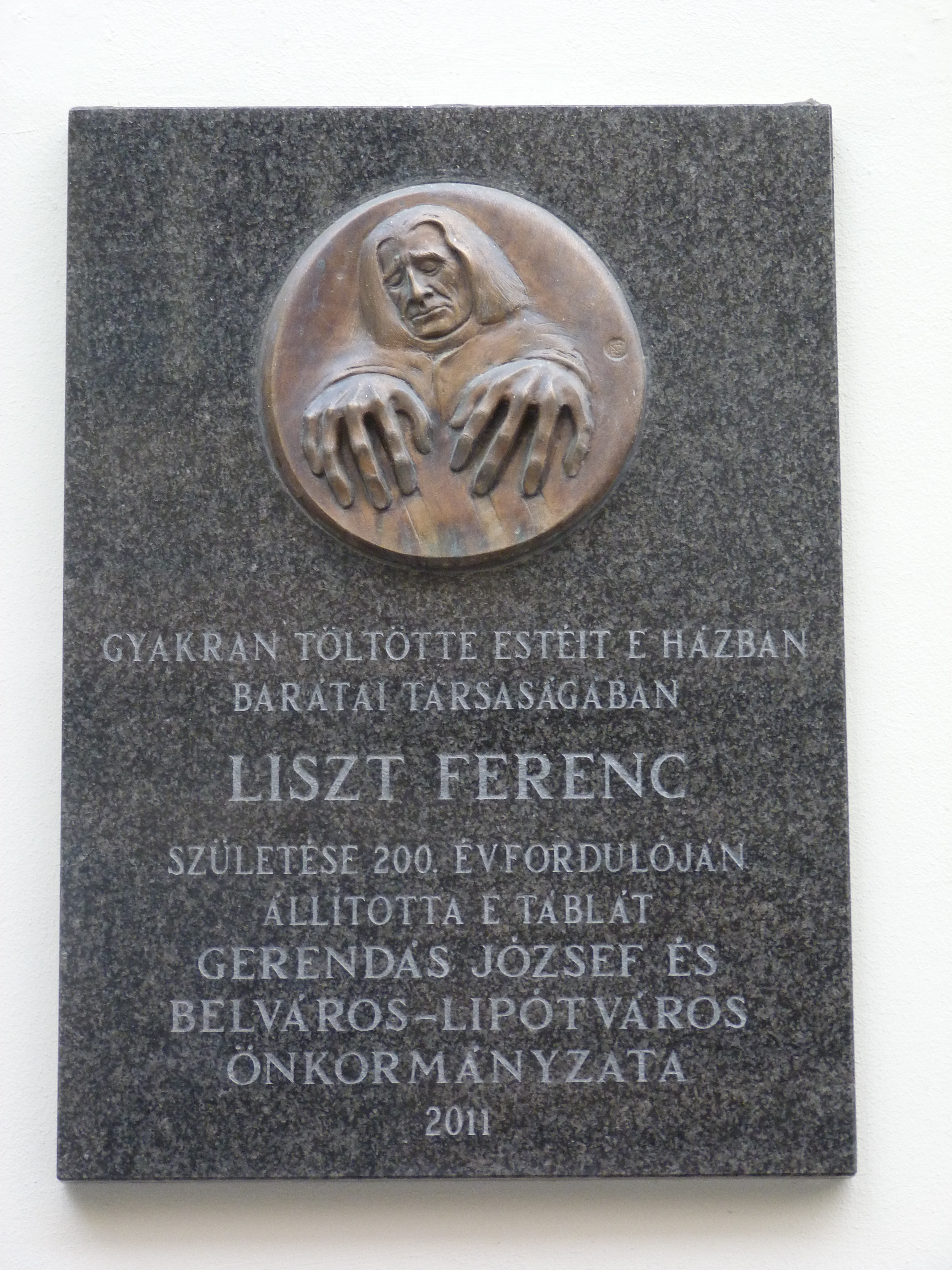
Liszt Ferenc, Hold utca 3–5.
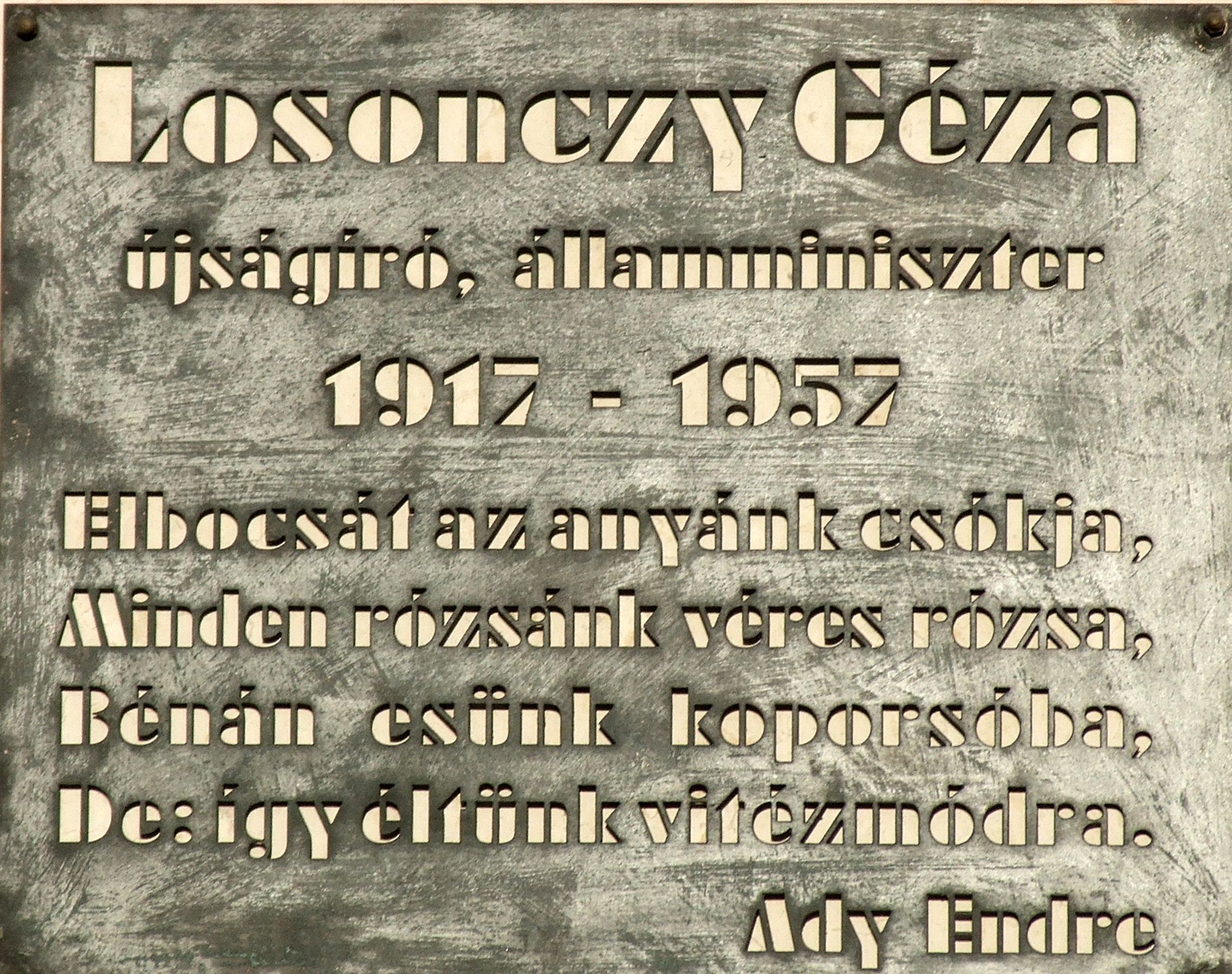
Losonczy Géza, Kossuth tér 11.
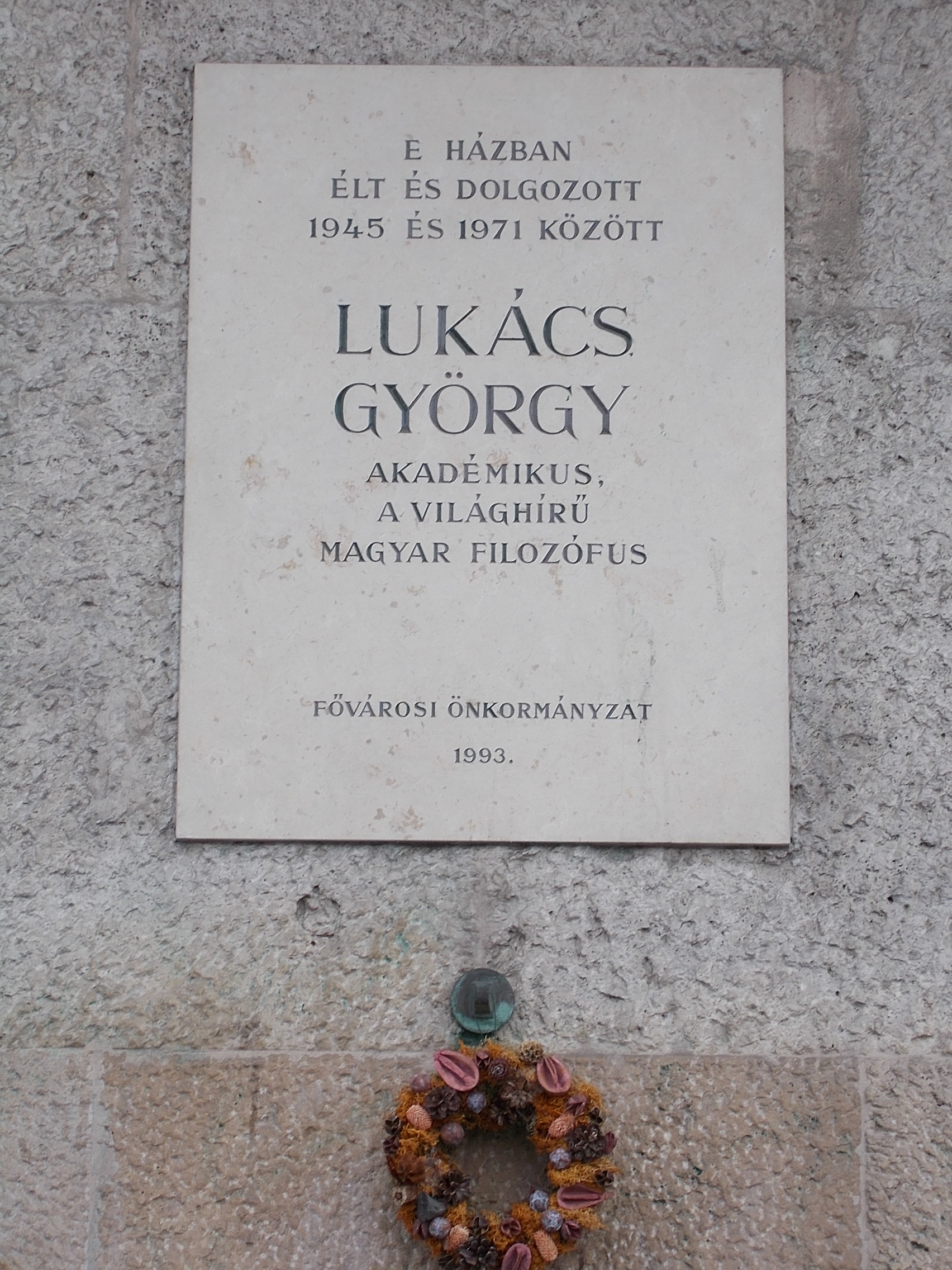
Lukács György, Belgrád rakpart 2.
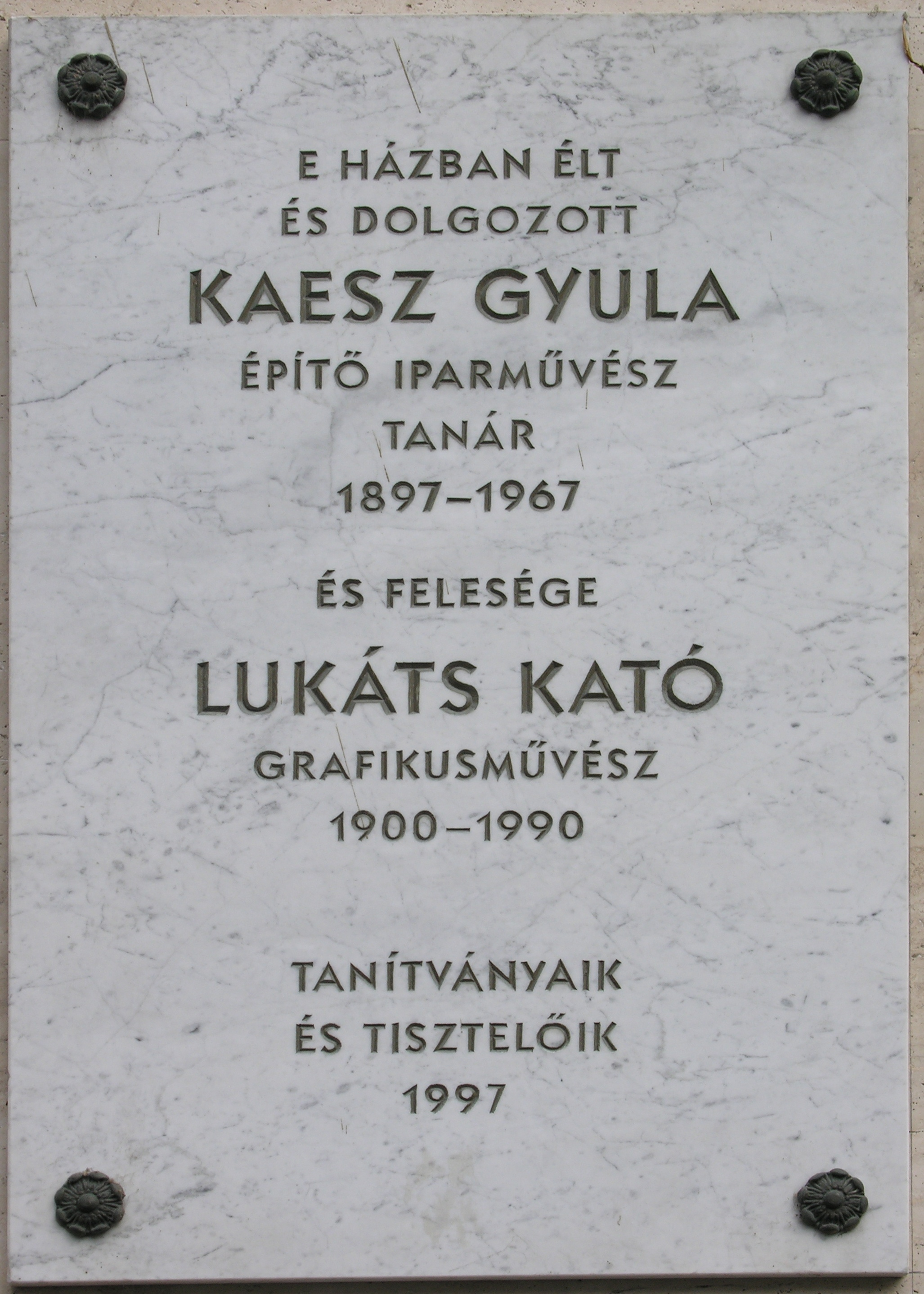
Lukáts Kató, Petőfi tér 3–5.
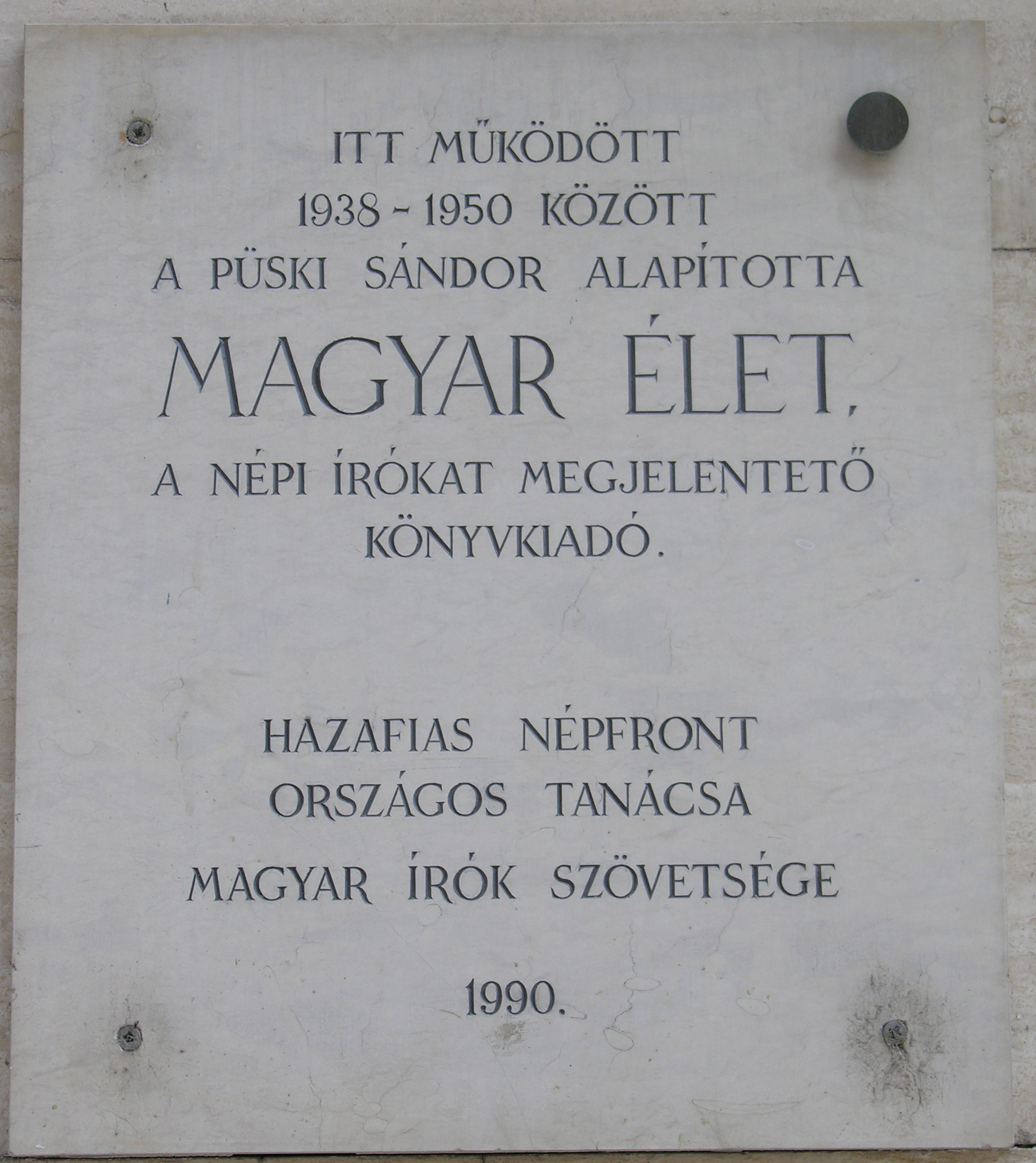
Magyar Élet könyvkiadó, Szerb utca 17–19.
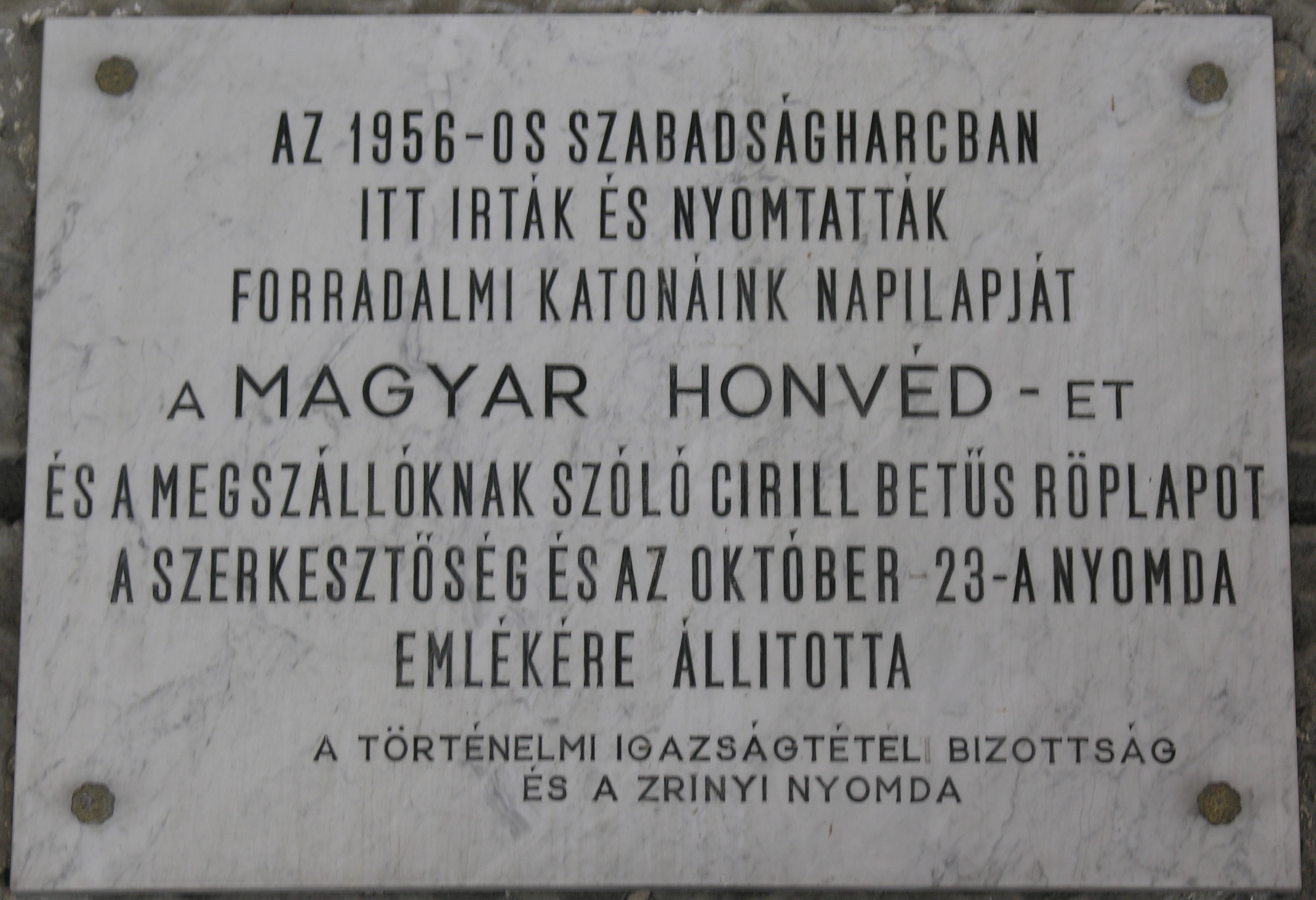
Magyar Honvéd napilap, Bajcsy-Zsilinszki út 78.
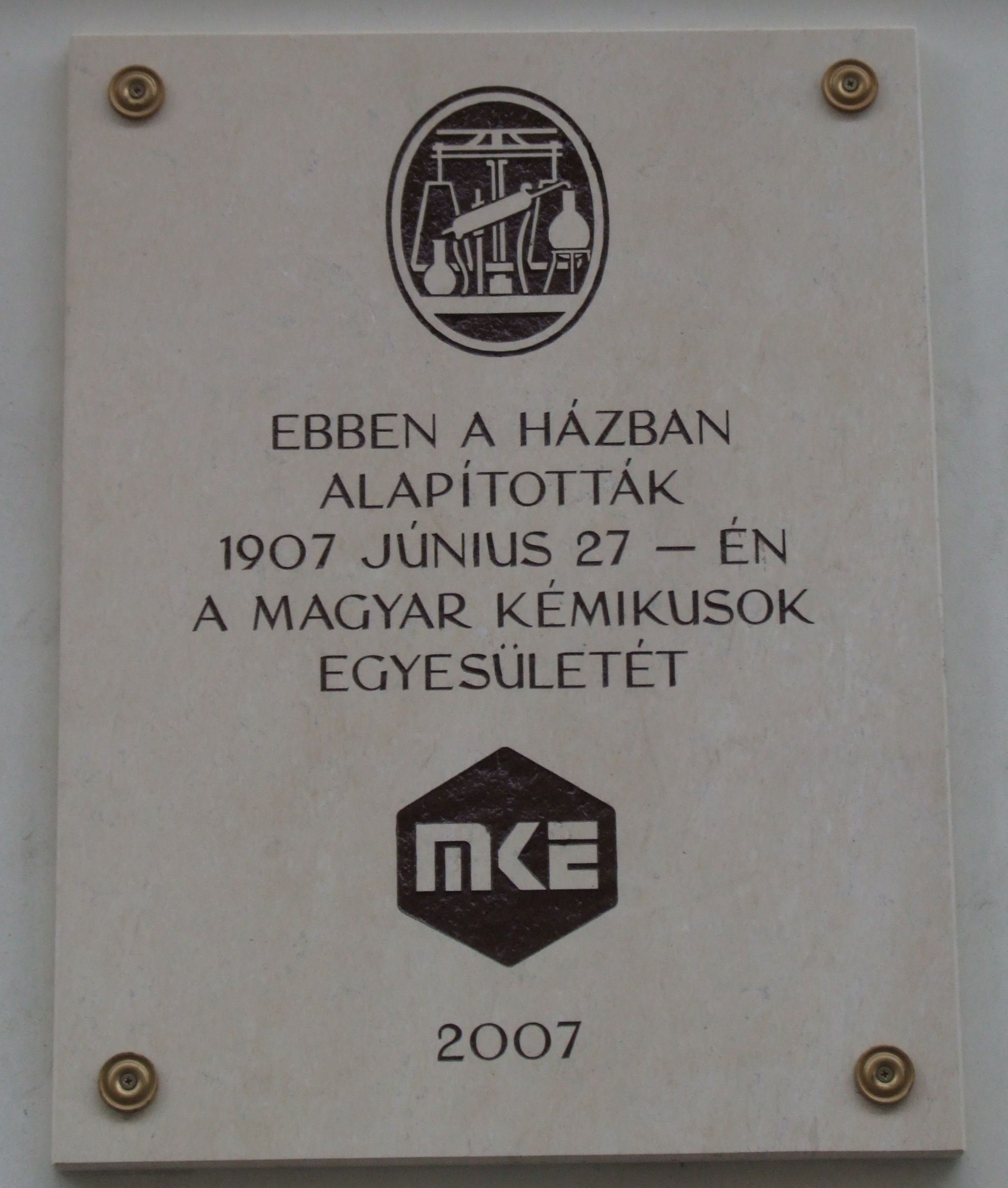
Magyar Kémikusok Egyesülete, Akadémia utca 3.
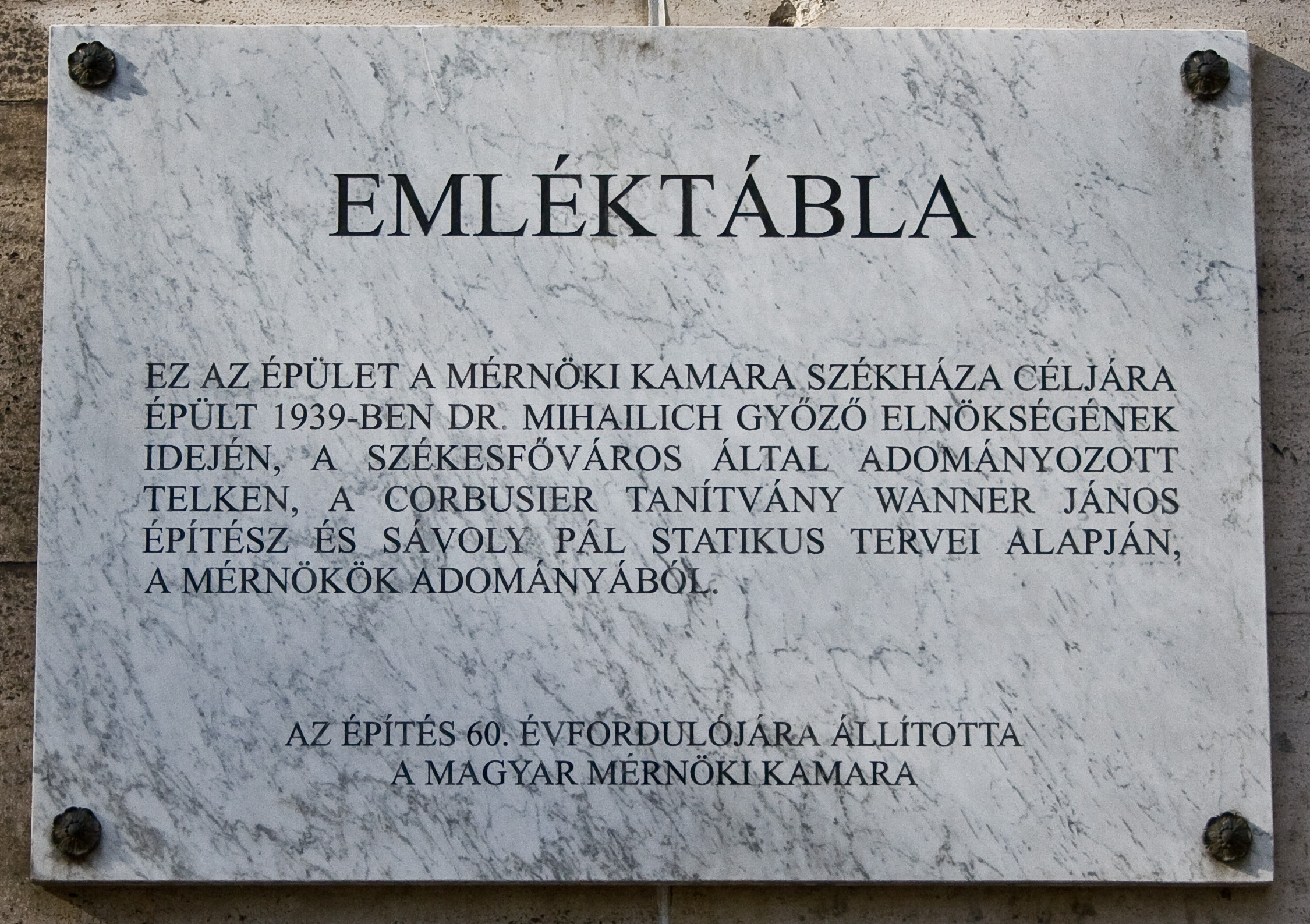
Magyar Mérnöki Kamara, Szalay utca 4.
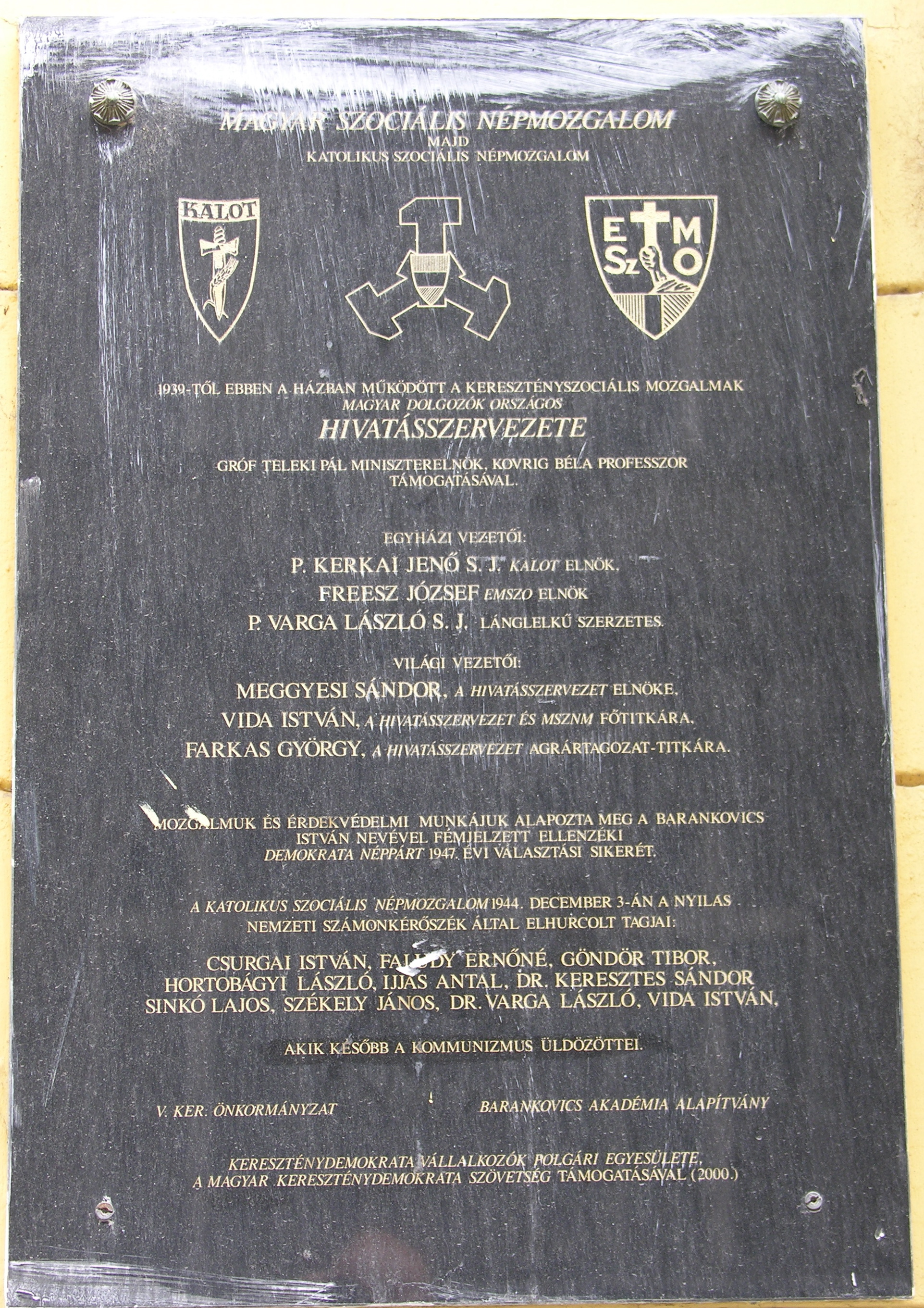
Magyar Szociális Népmozgalom, Kálmán Imre utca 10.
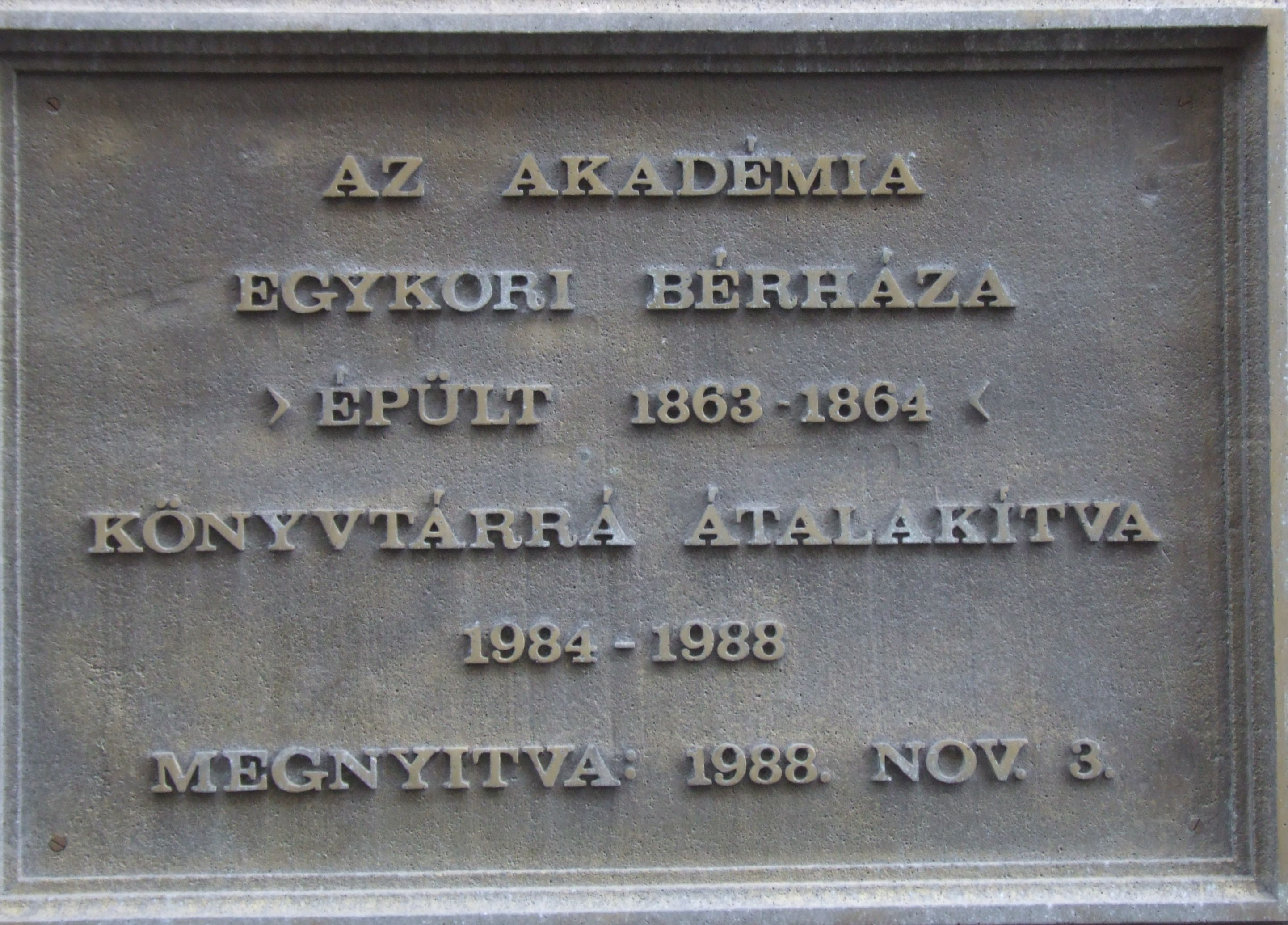
Magyar Tudományos Akadémia Könyvtár és Információs Központ, Arany János utca 1.
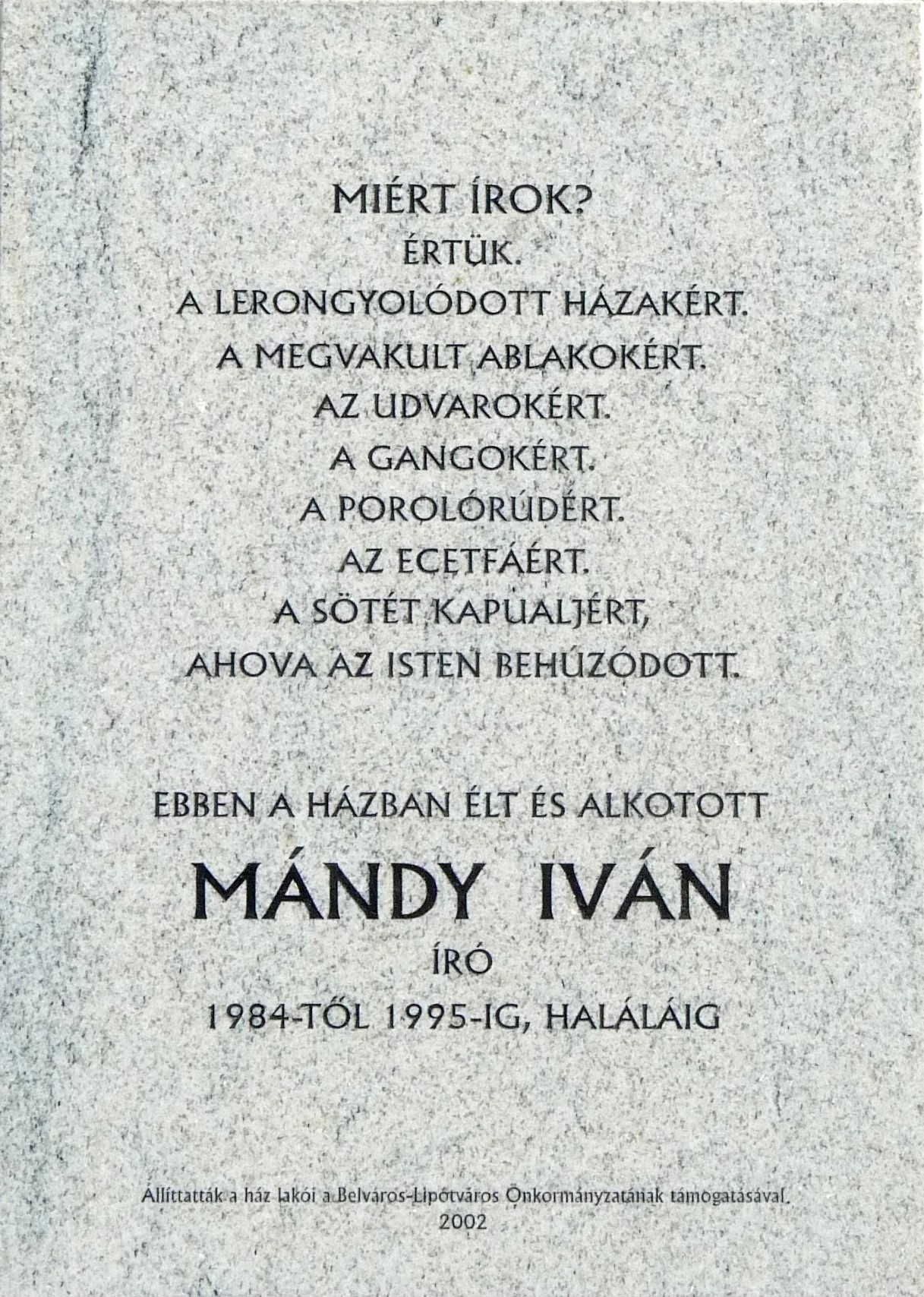
Mándy Iván, Aulich utca 7.
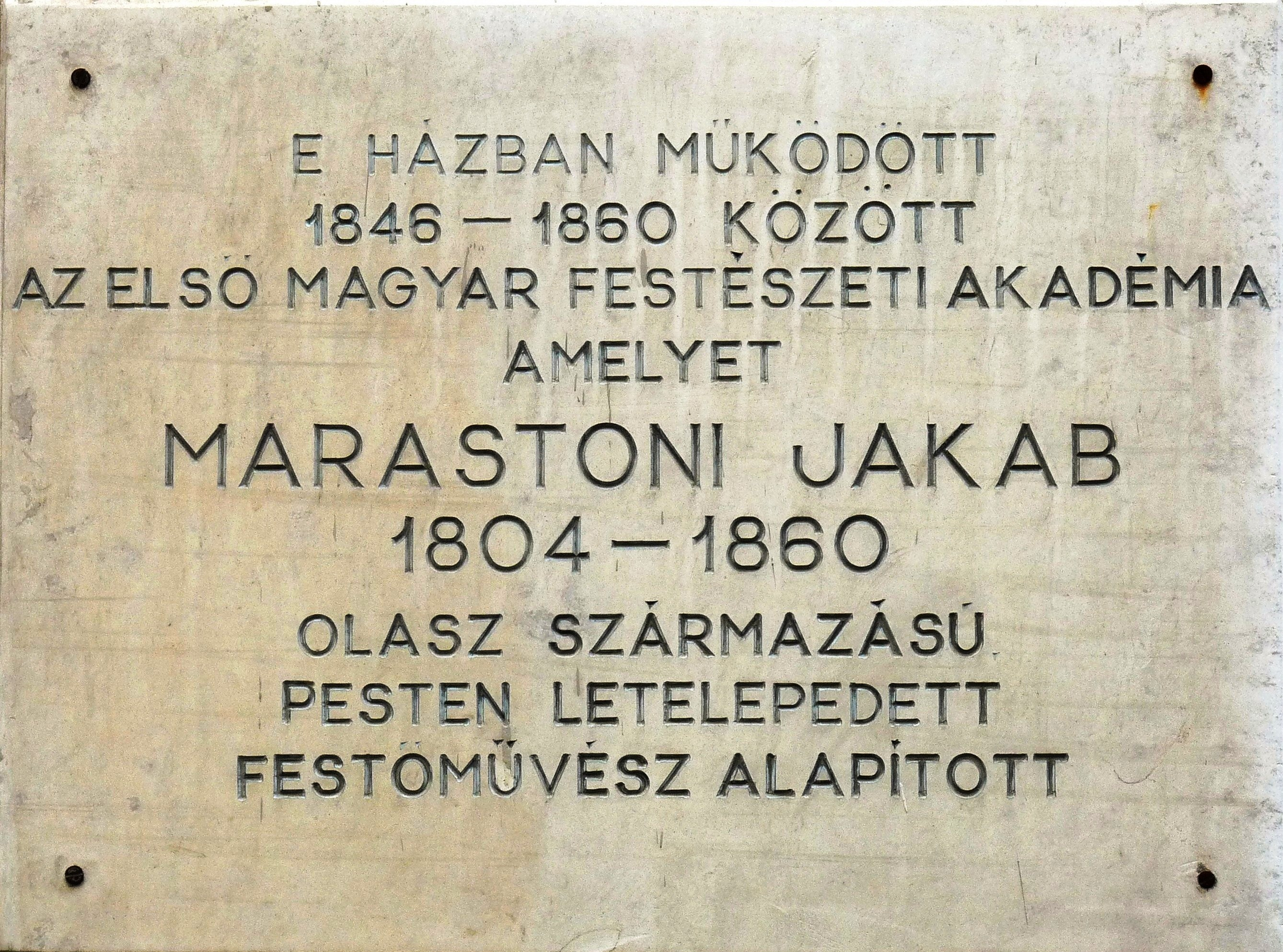
Marastoni Jakab, Deák Ferenc utca 21.
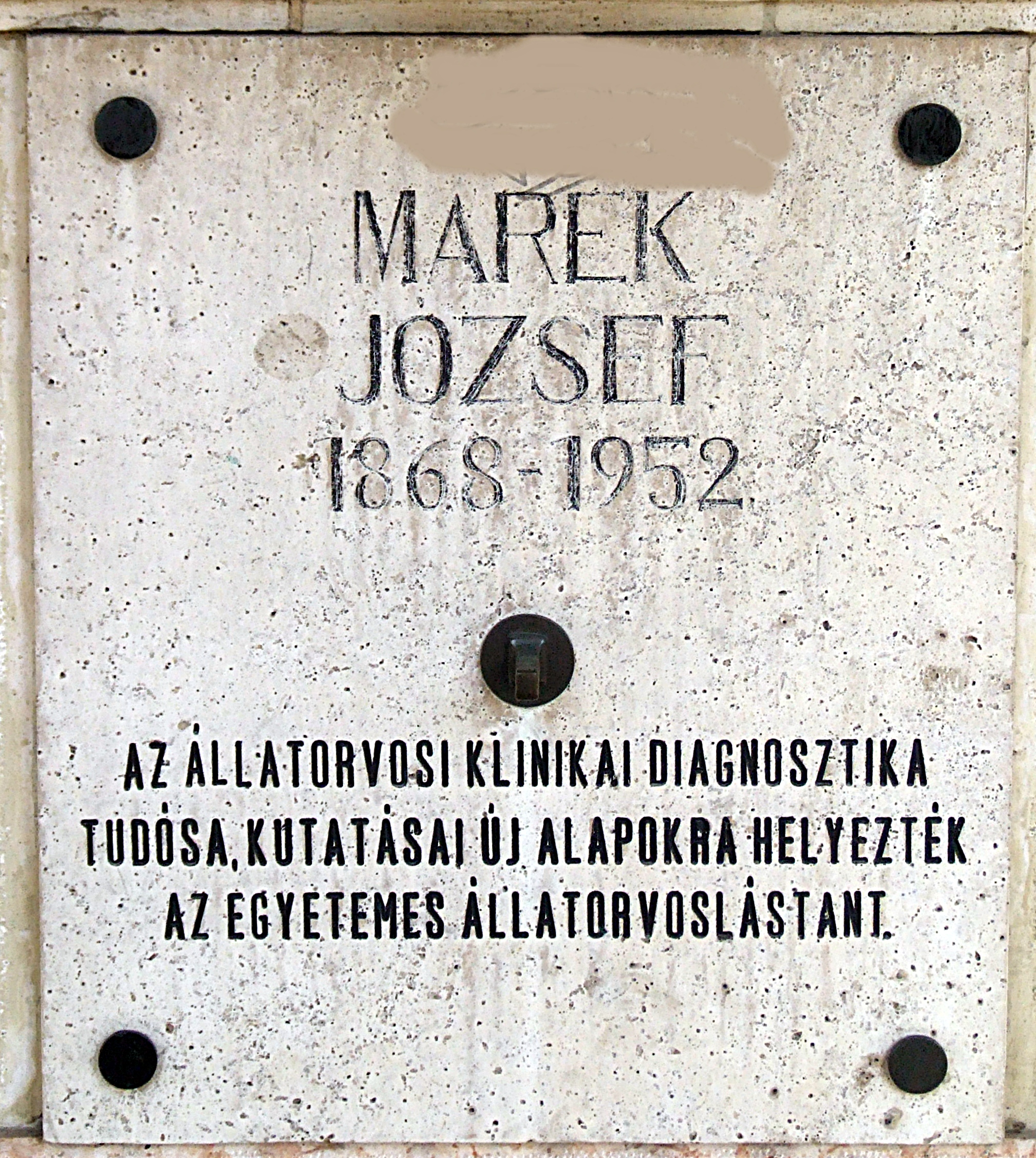
Marek József, Kossuth Lajos 11.
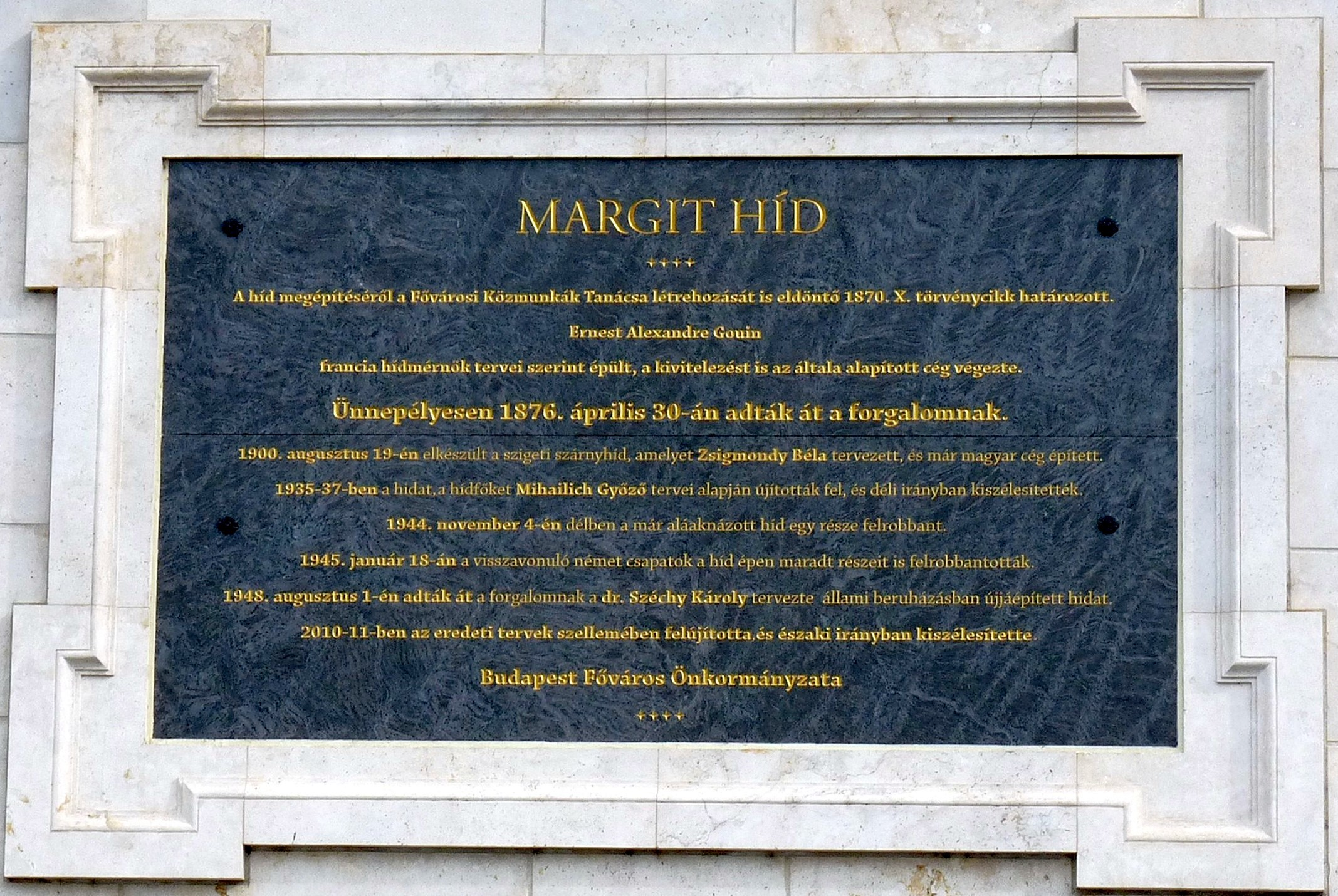
Margit híd, Jászai Mari tér
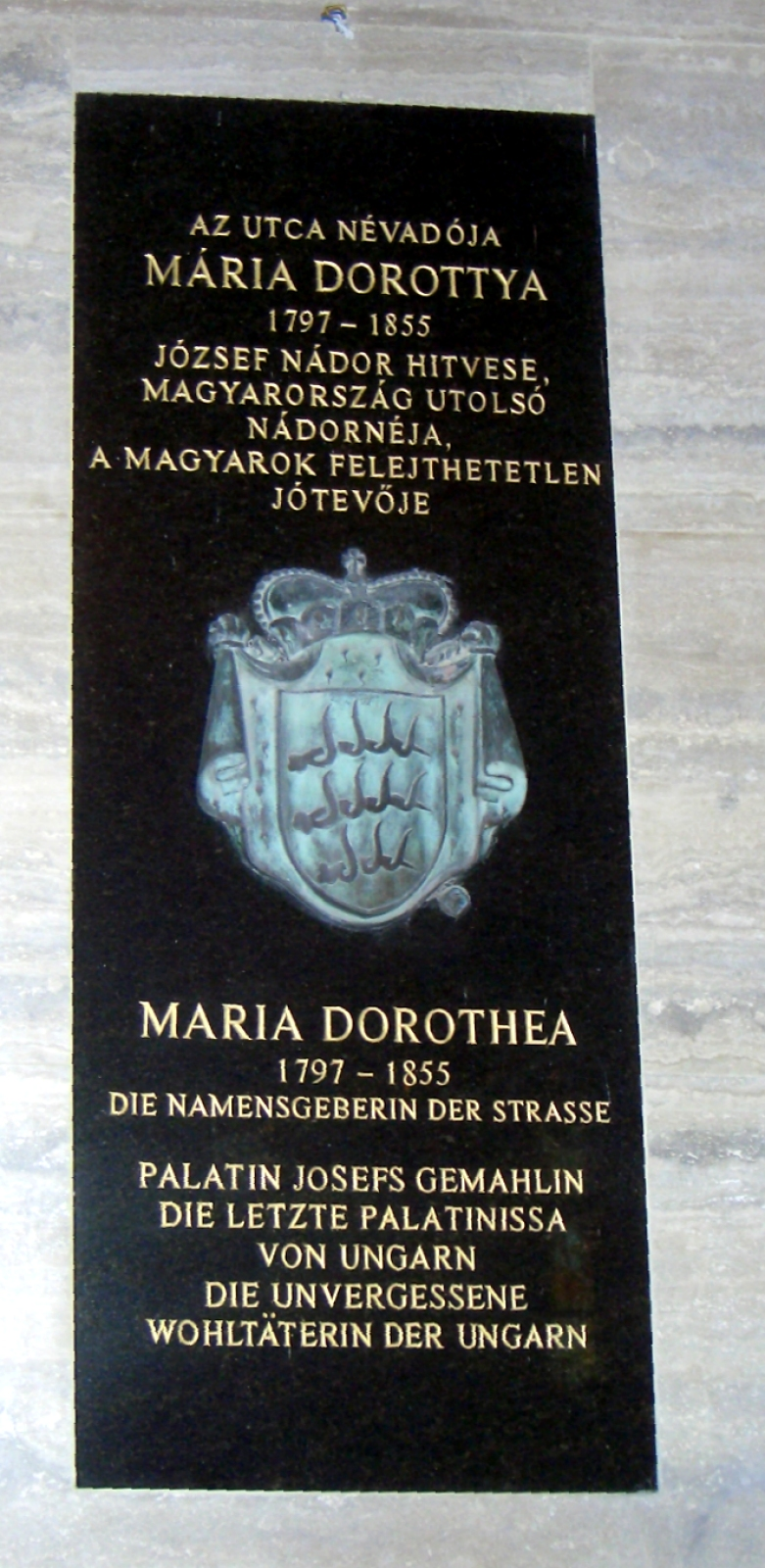
Mária Dorottya württembergi hercegnő, Dorottya utca 2.
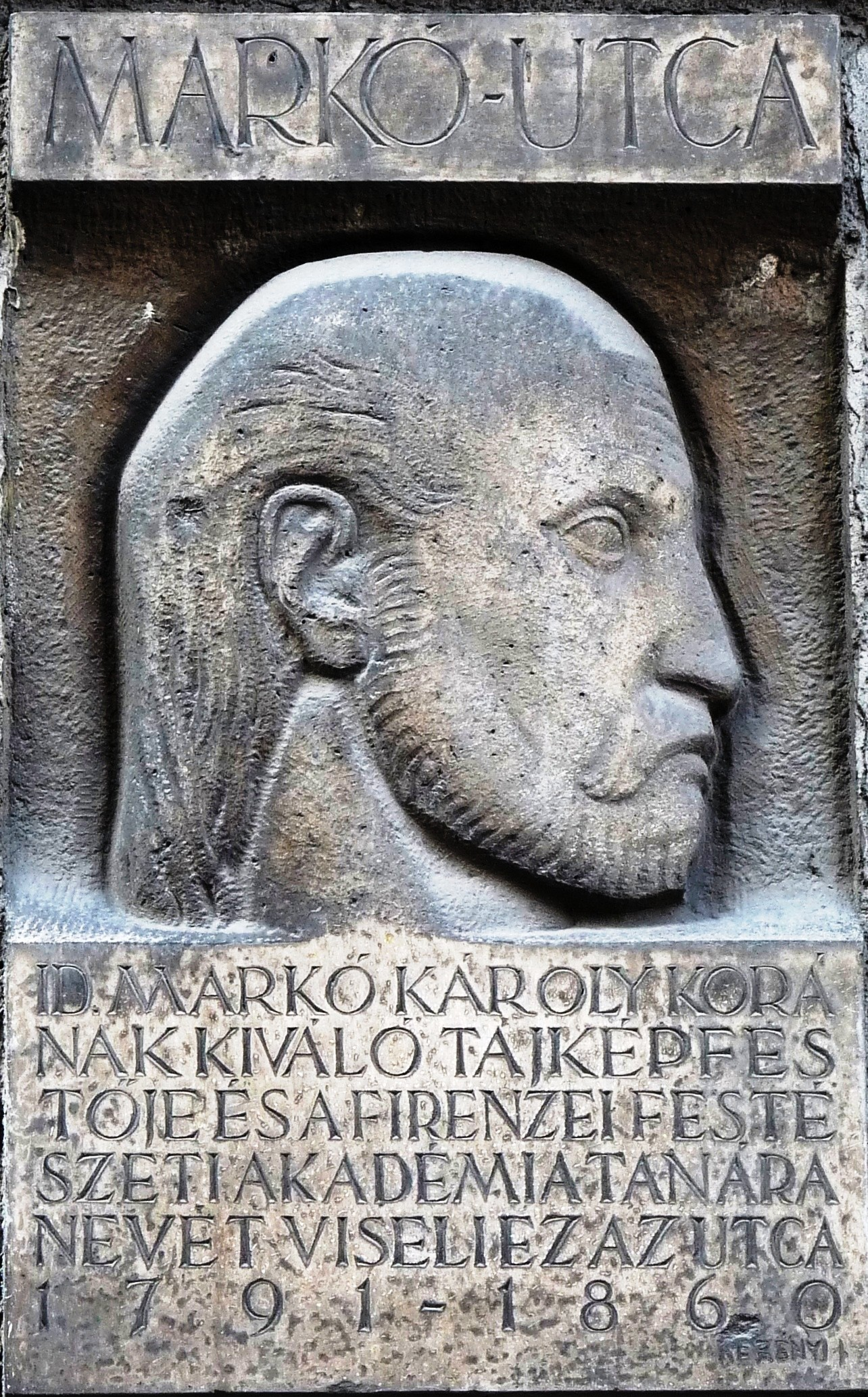
Id. Markó Károly, Markó utca 26. alkotó: Kerényi Jenő
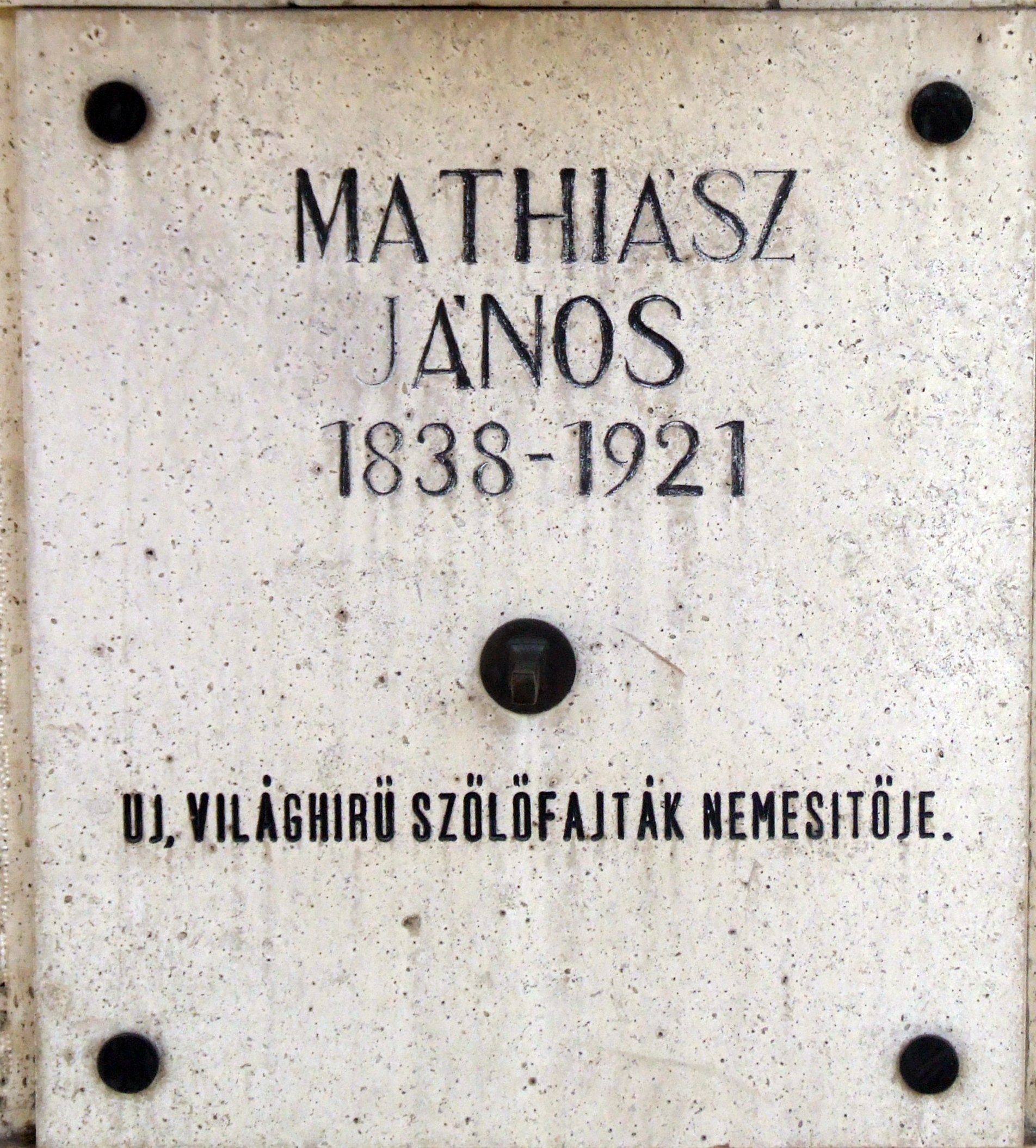
Mathiász János Kossuth tér 11
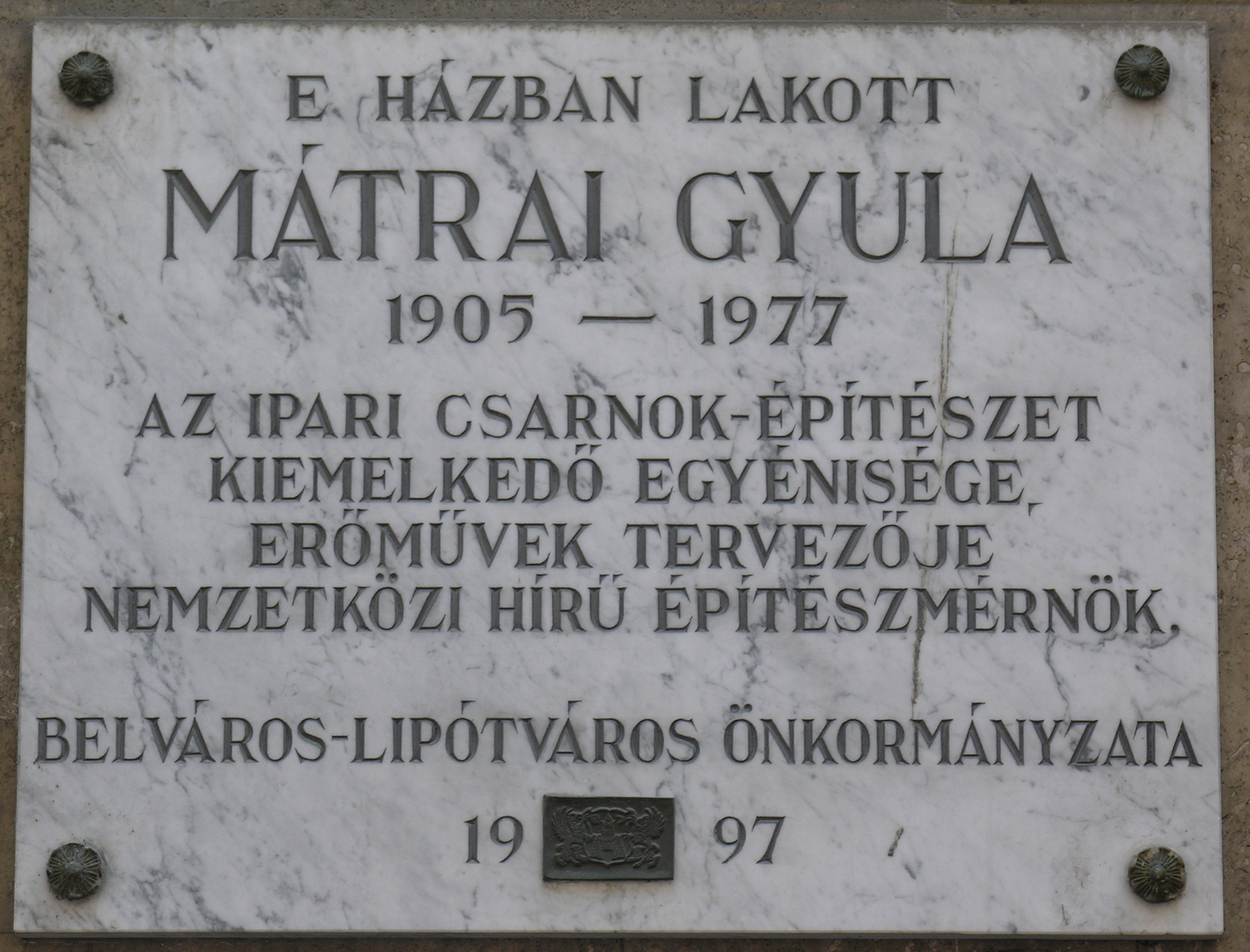
Mátrai Gyula, Városház utca 3–5.
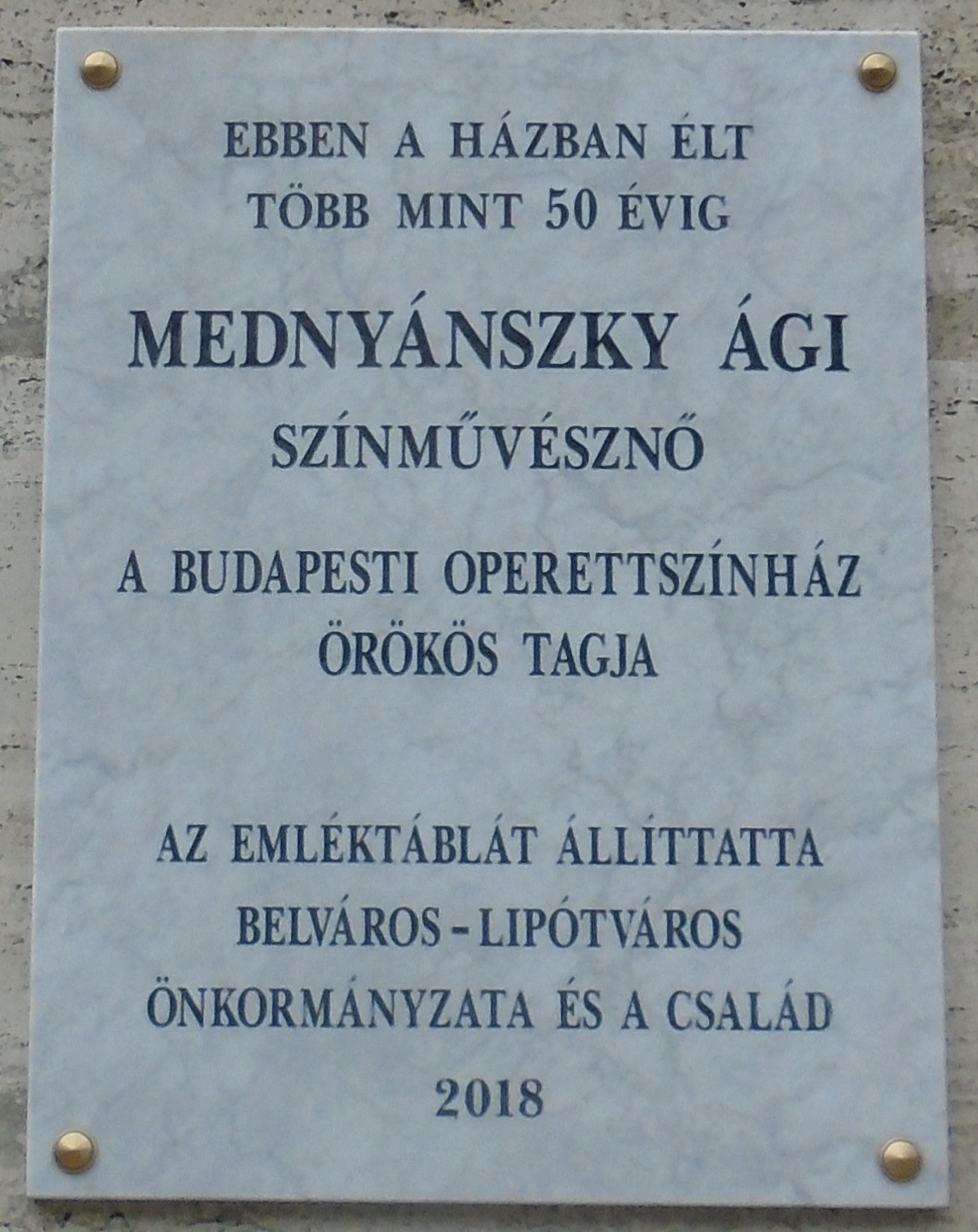
Mednyánszky Ági, Erzsébet tér 5.
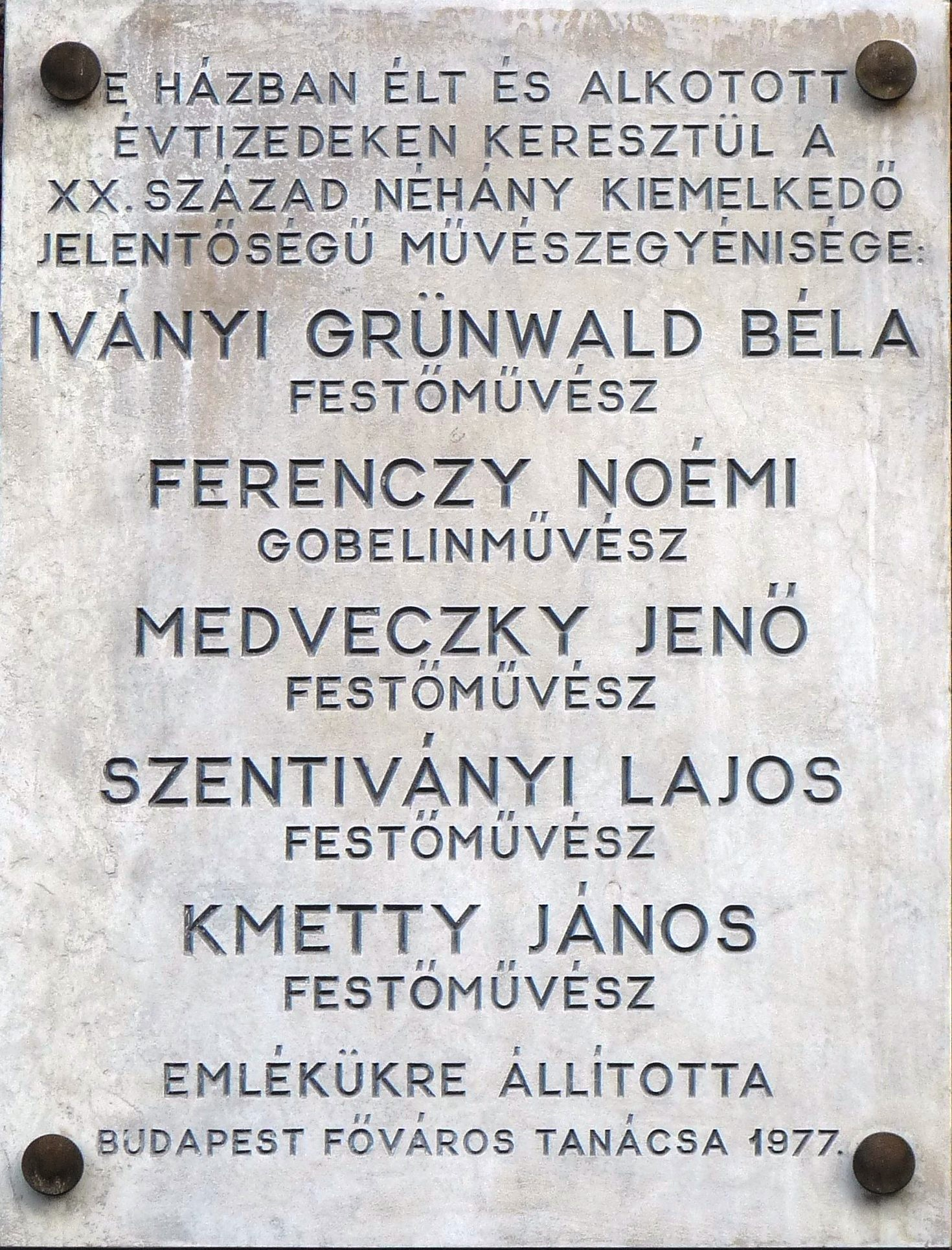
Medveczky Jenő, Deák Ferenc utca 23.
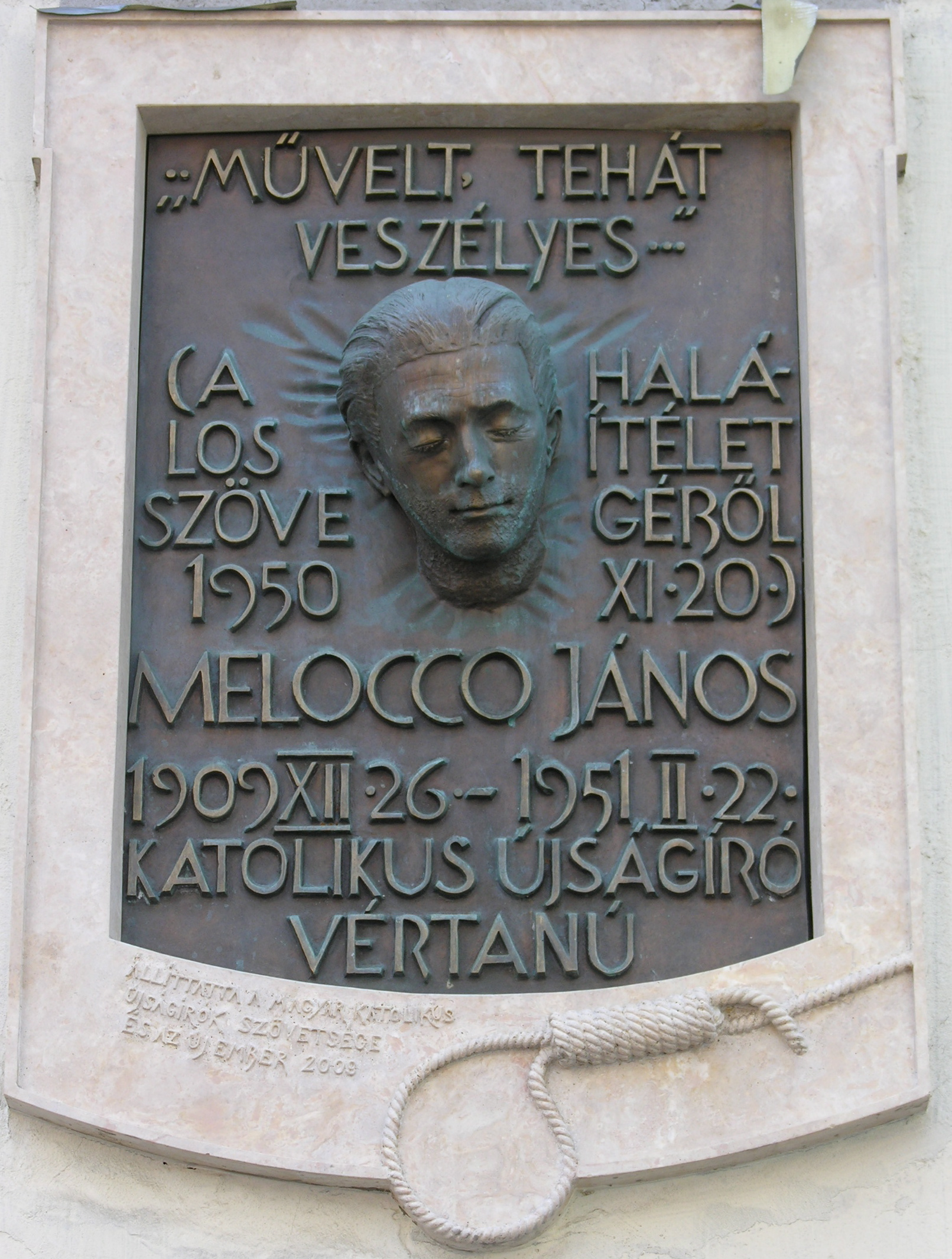
Melocco János, Kossuth Lajos utca 1.
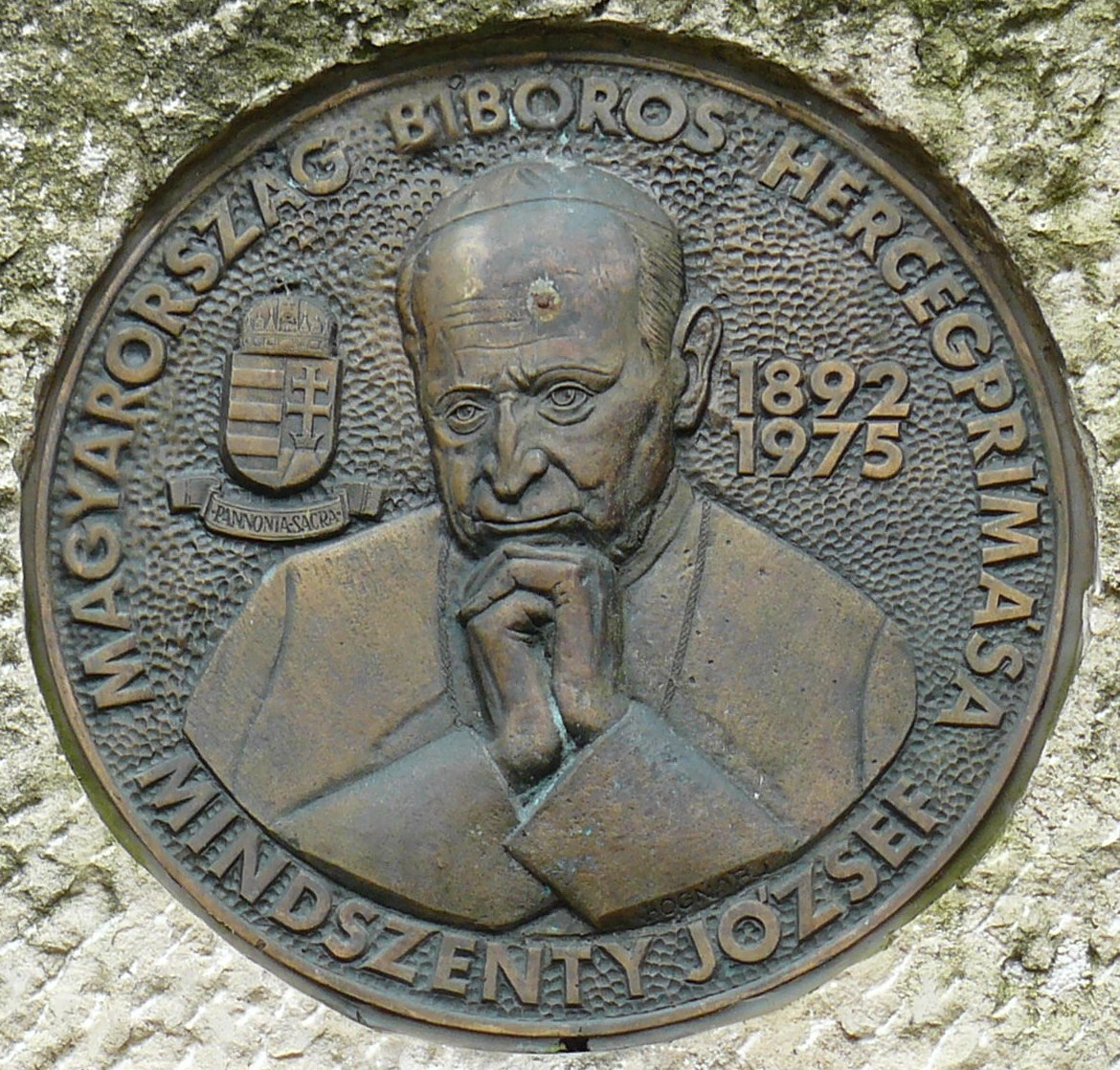
Mindszenty József, Szabadság tér 12.
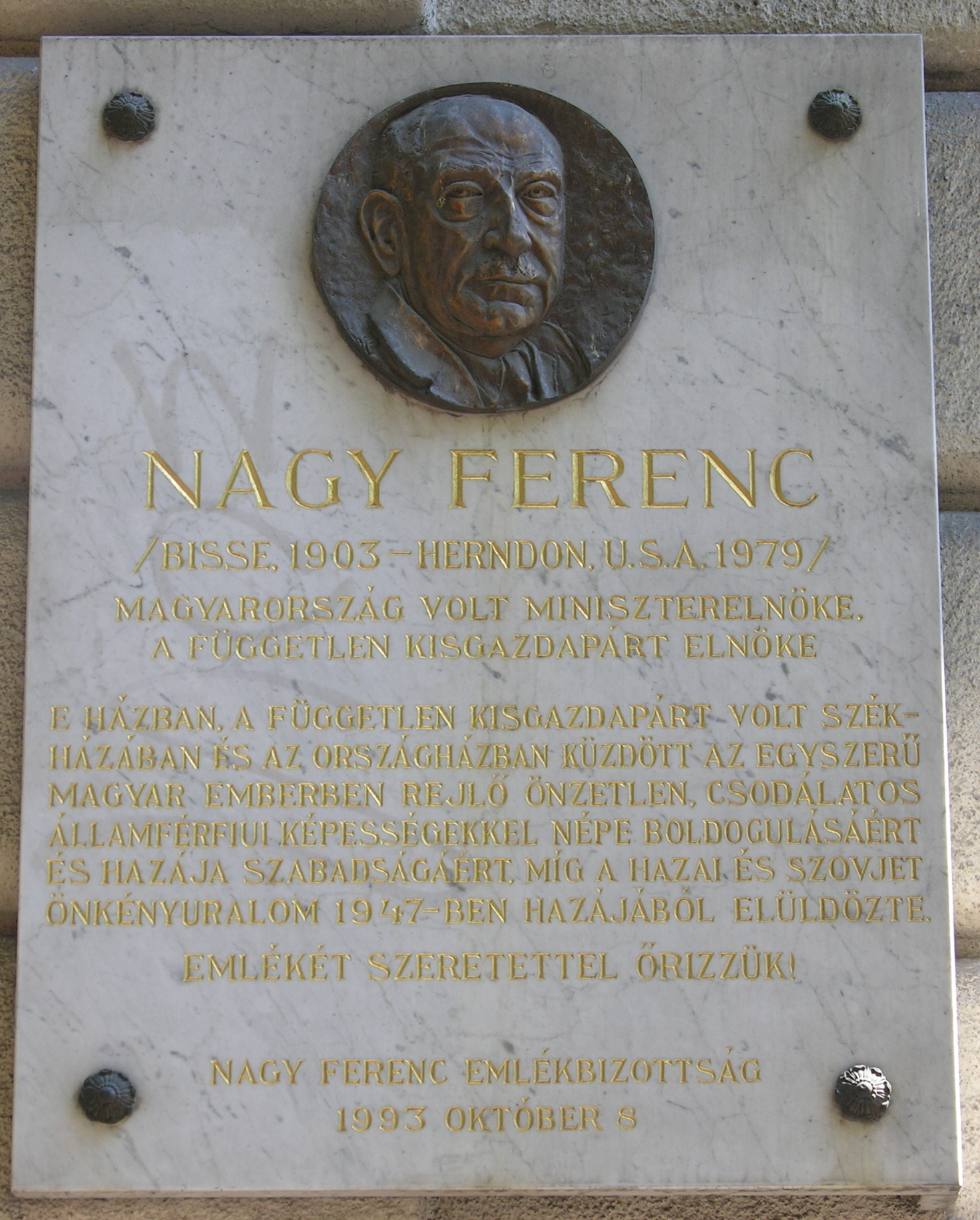
Nagy Ferenc, Semmelweis  utca 1.
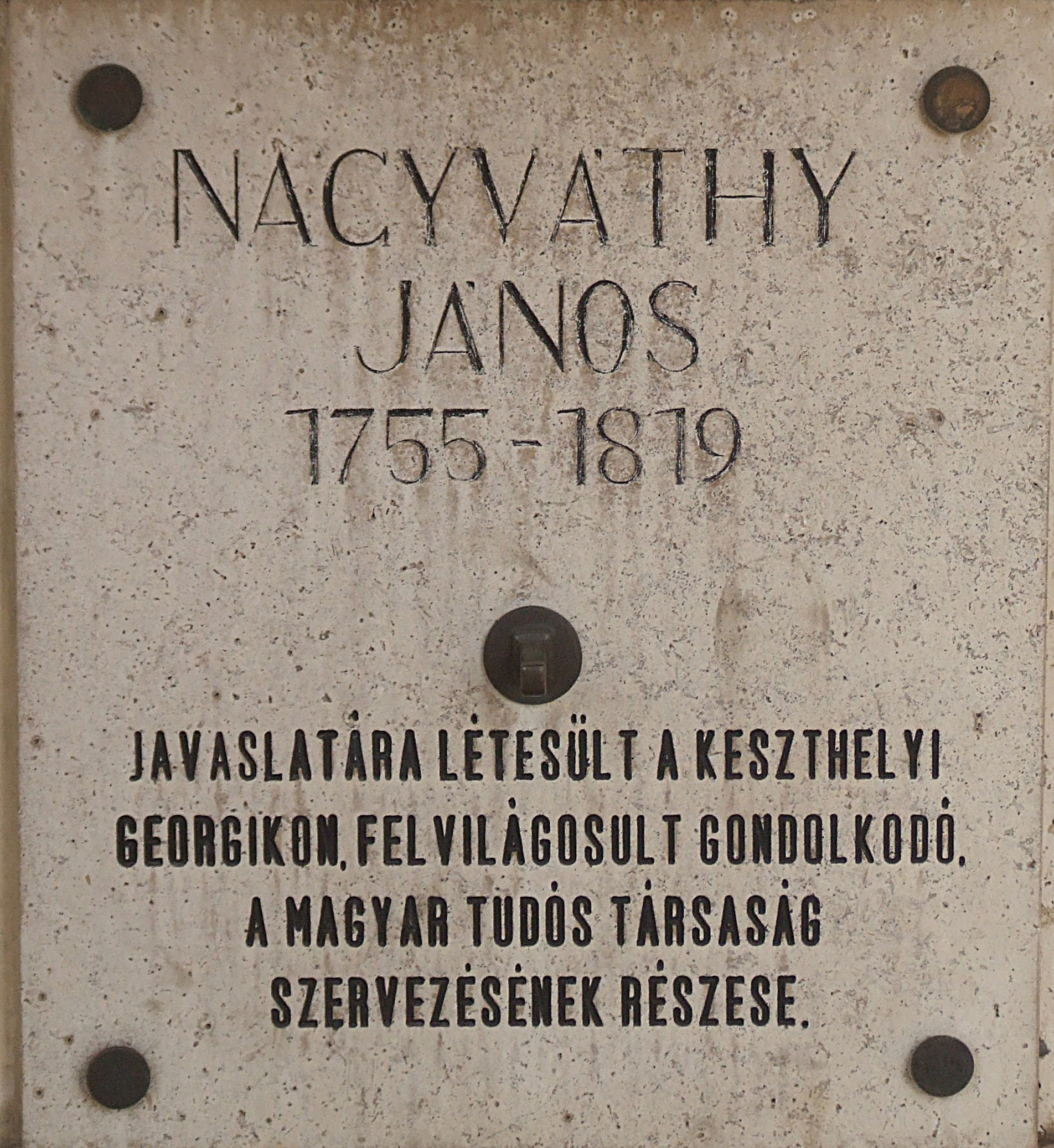
Nagyváthy János, Kossuth Lajos tér 11.
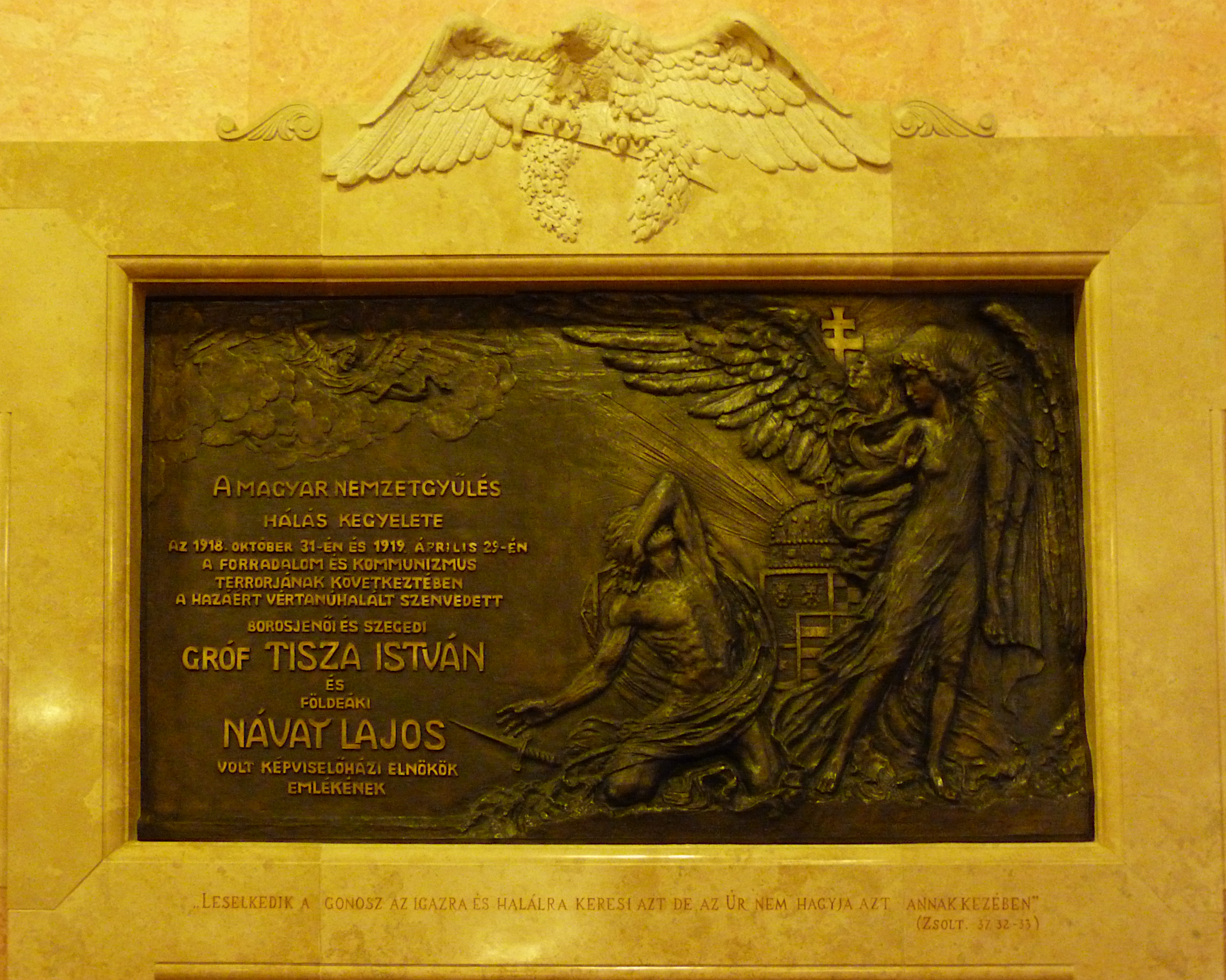
Návay Lajos, Kossuth Lajos tér 1–3.
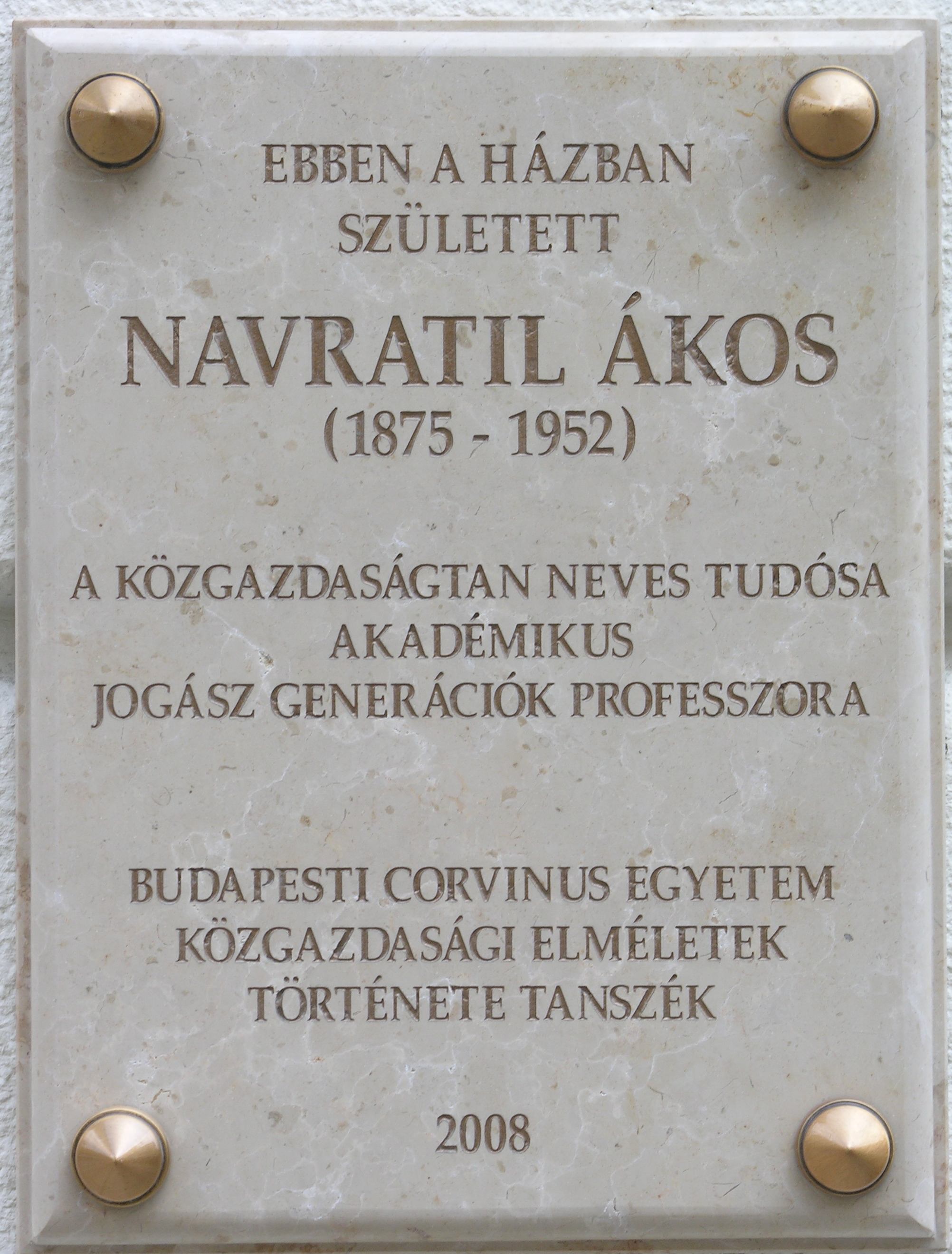
Navratil Ákos, Dorottya utca 1.
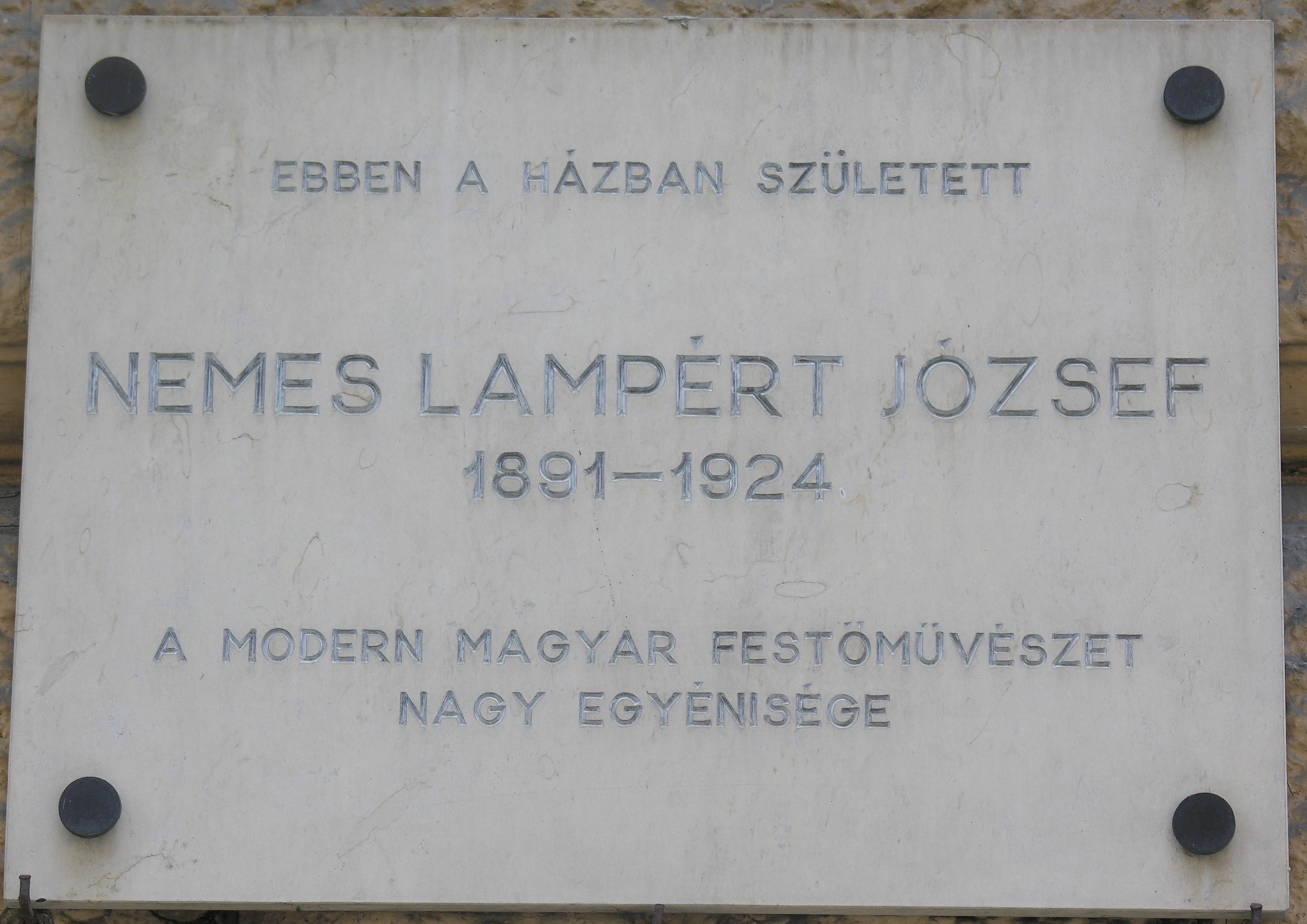
Nemes-Lampérth József, Alkotmány utca 9–11.
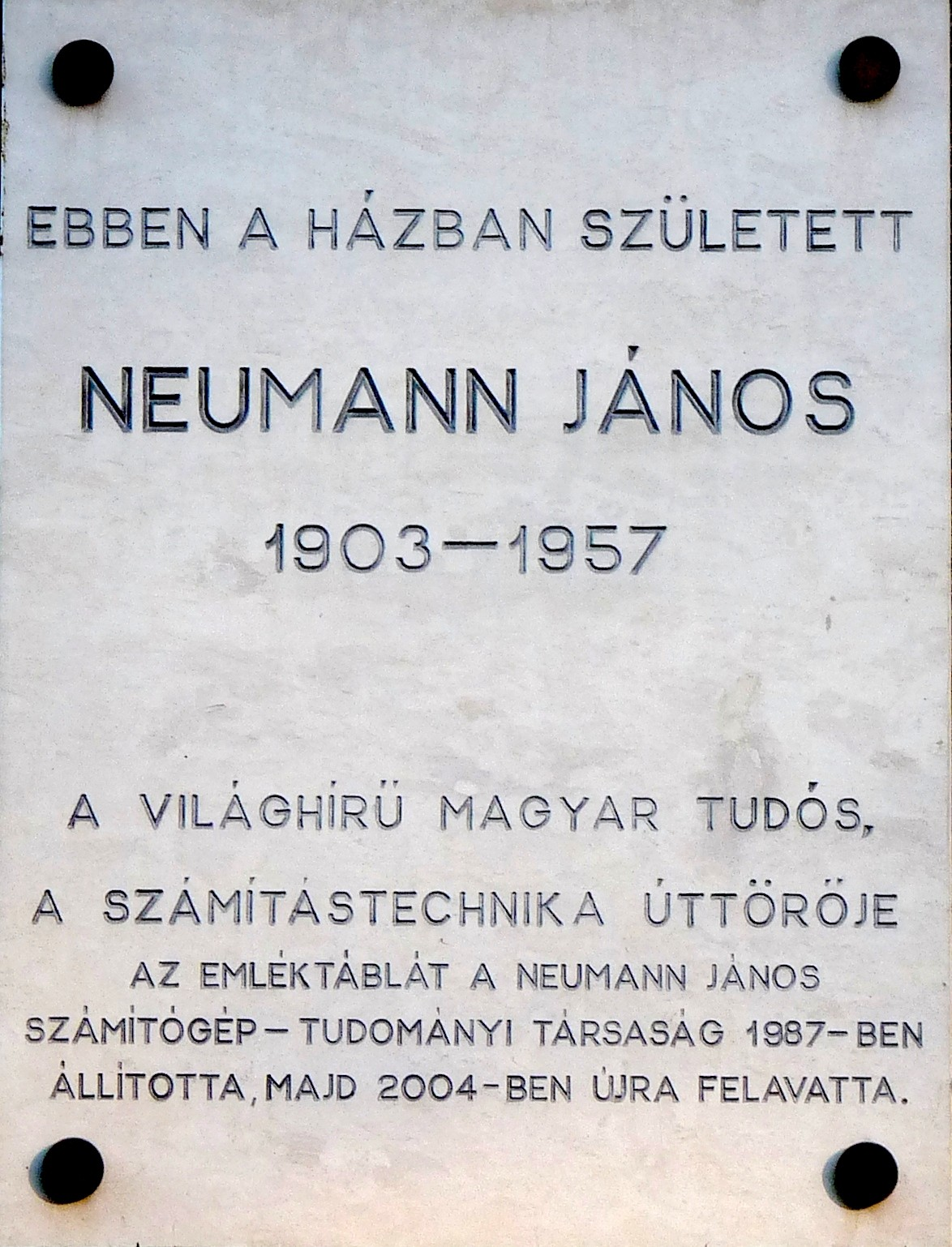
Neumann János, Báthori utca 26.
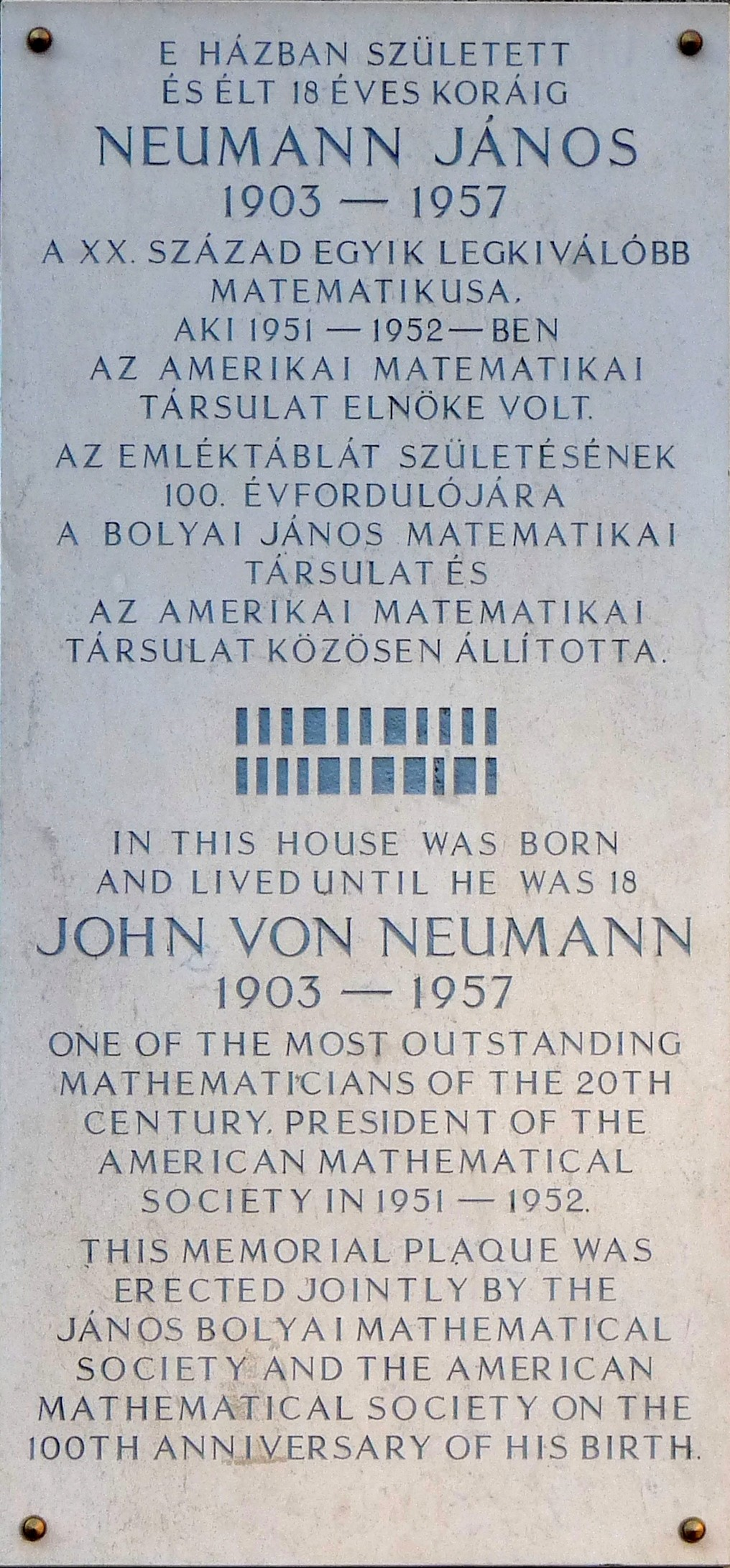
Neumann János, Báthori utca 26.
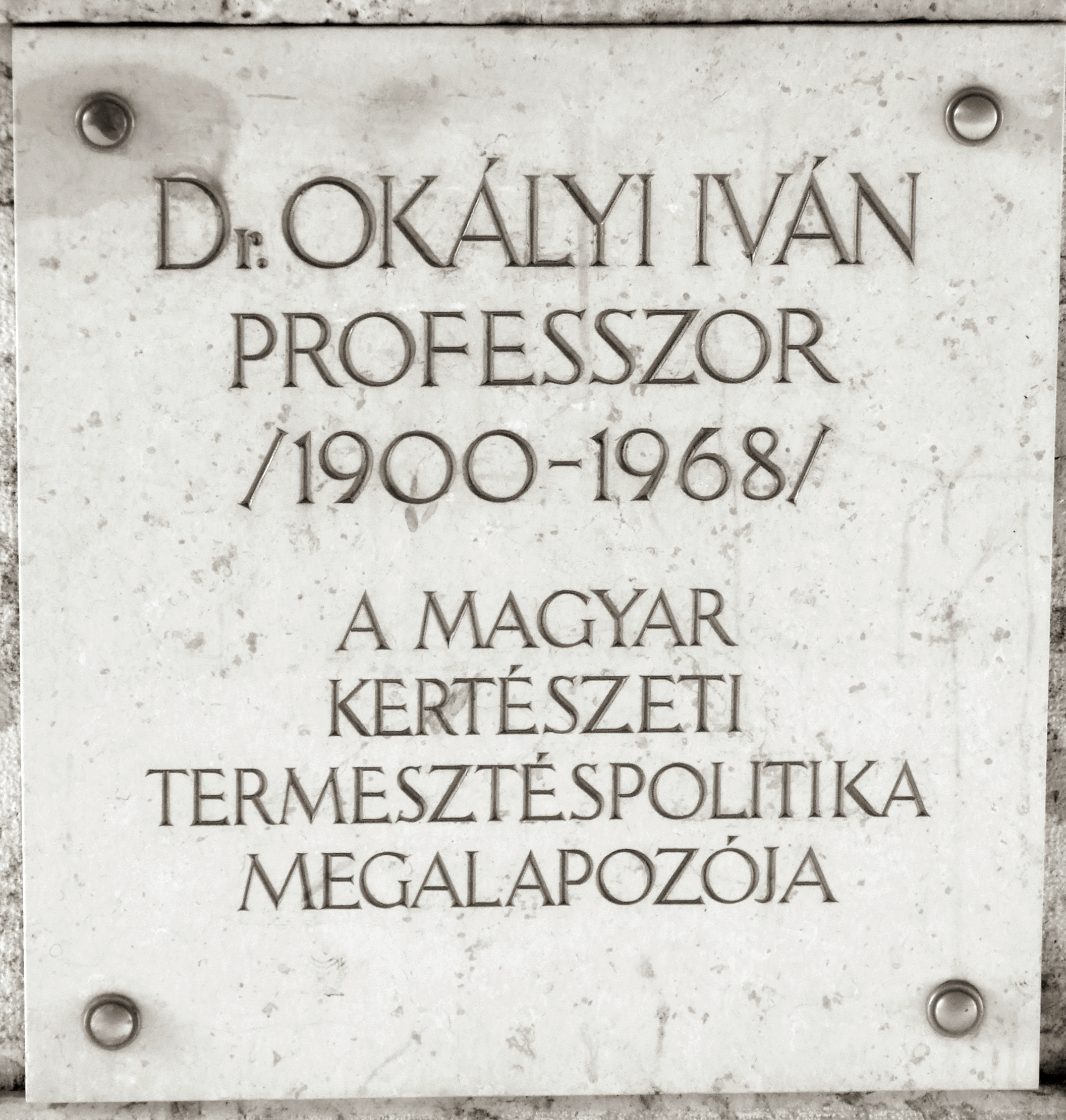
Okályi Iván, Kossuth Lajos tér 11.
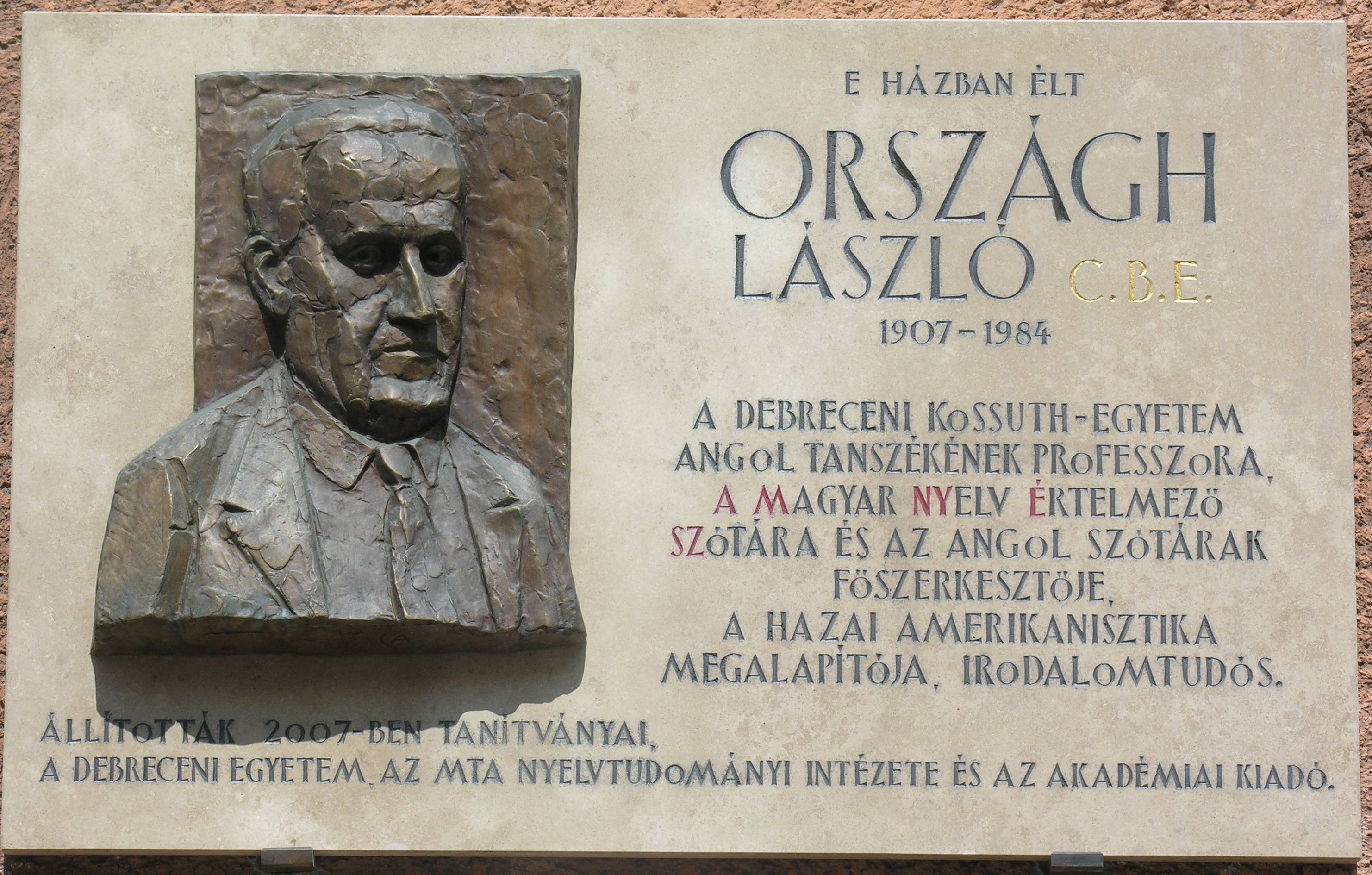
Országh László, Balaton utca 12. alkotó: Czinder Antal
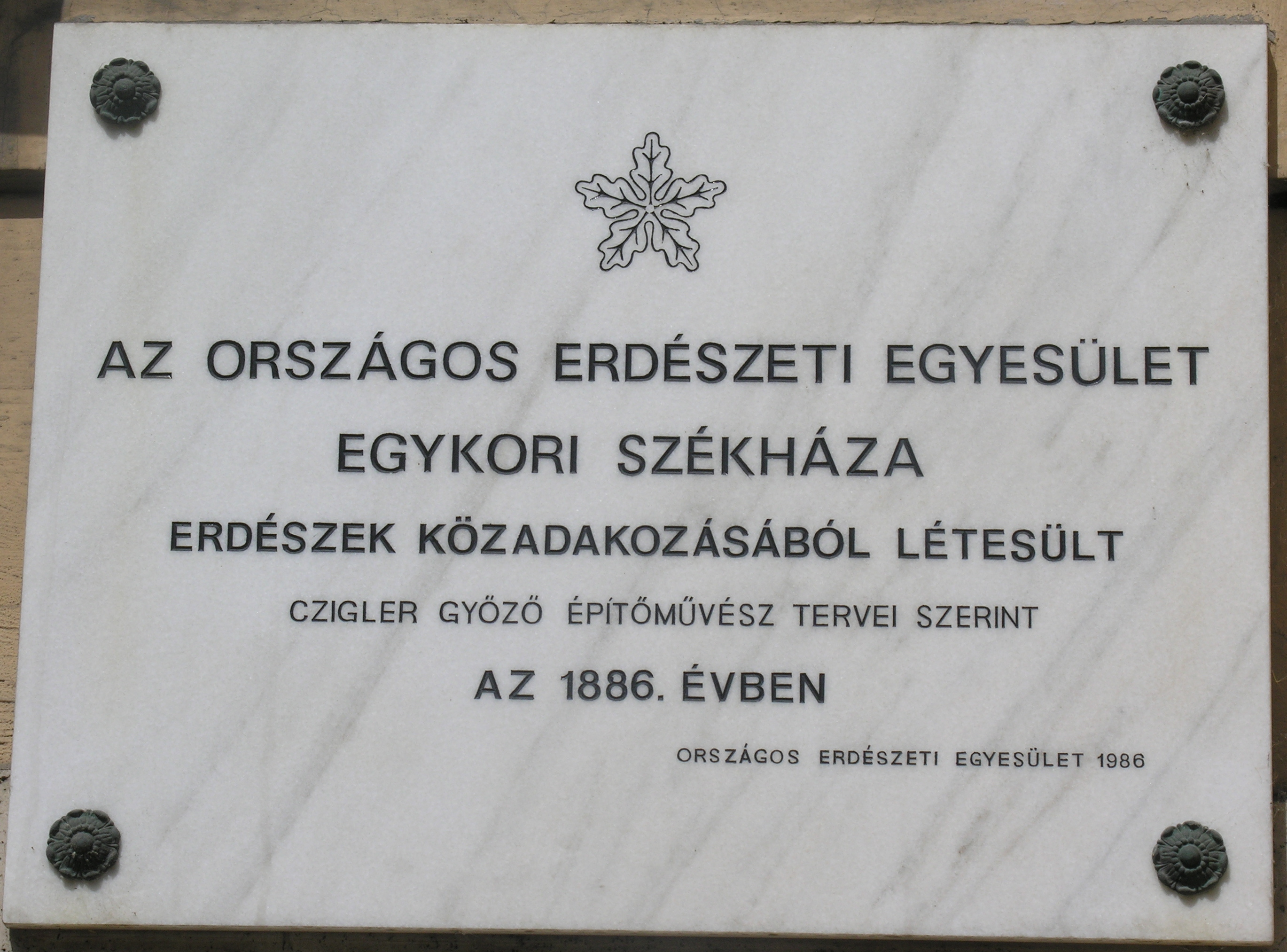
Országos Erdészeti Egyesület, Alkotmány utca 6.
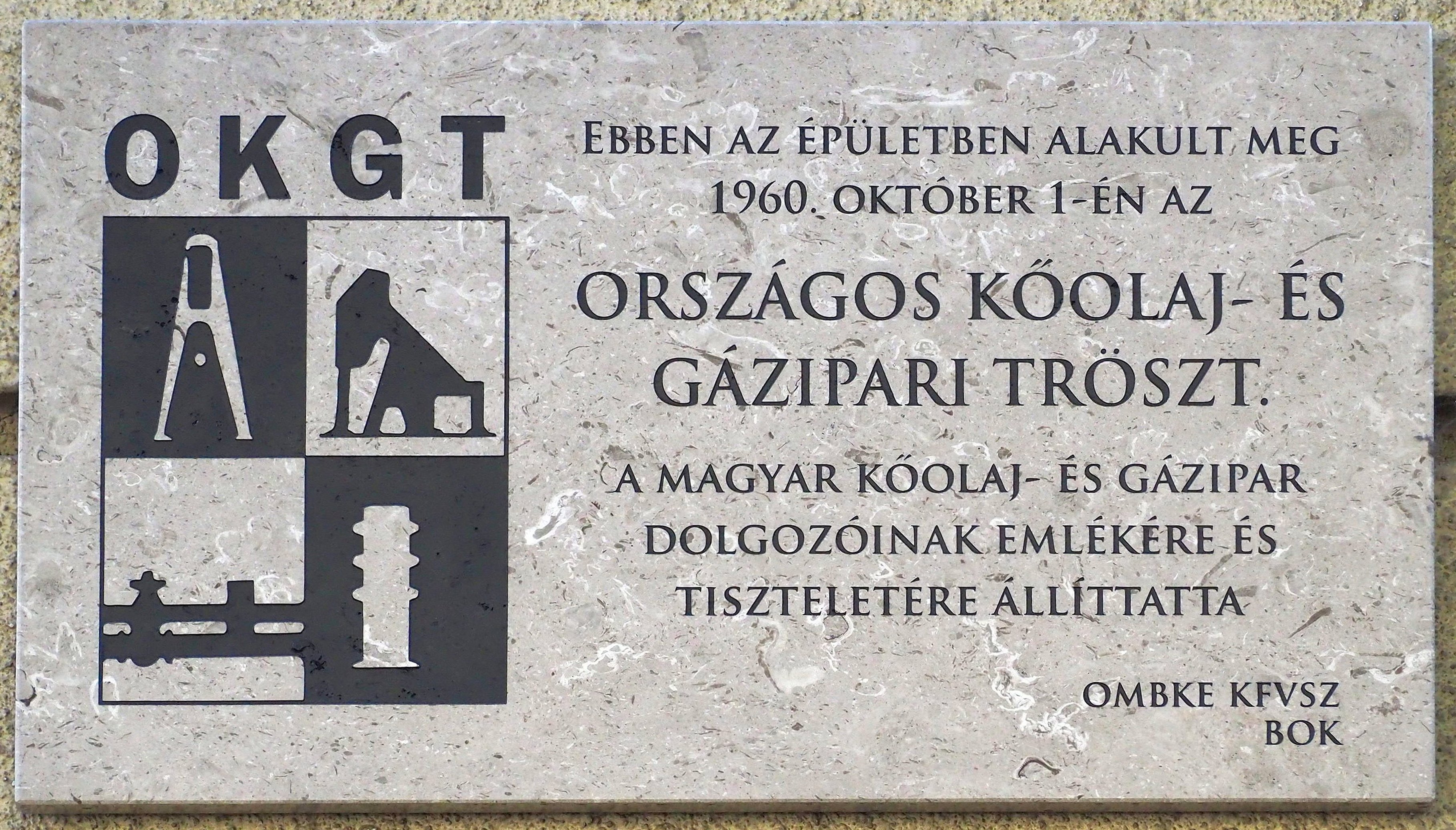
Országos Kőolaj és Gázipari Tröszt, Szent István krt 11.
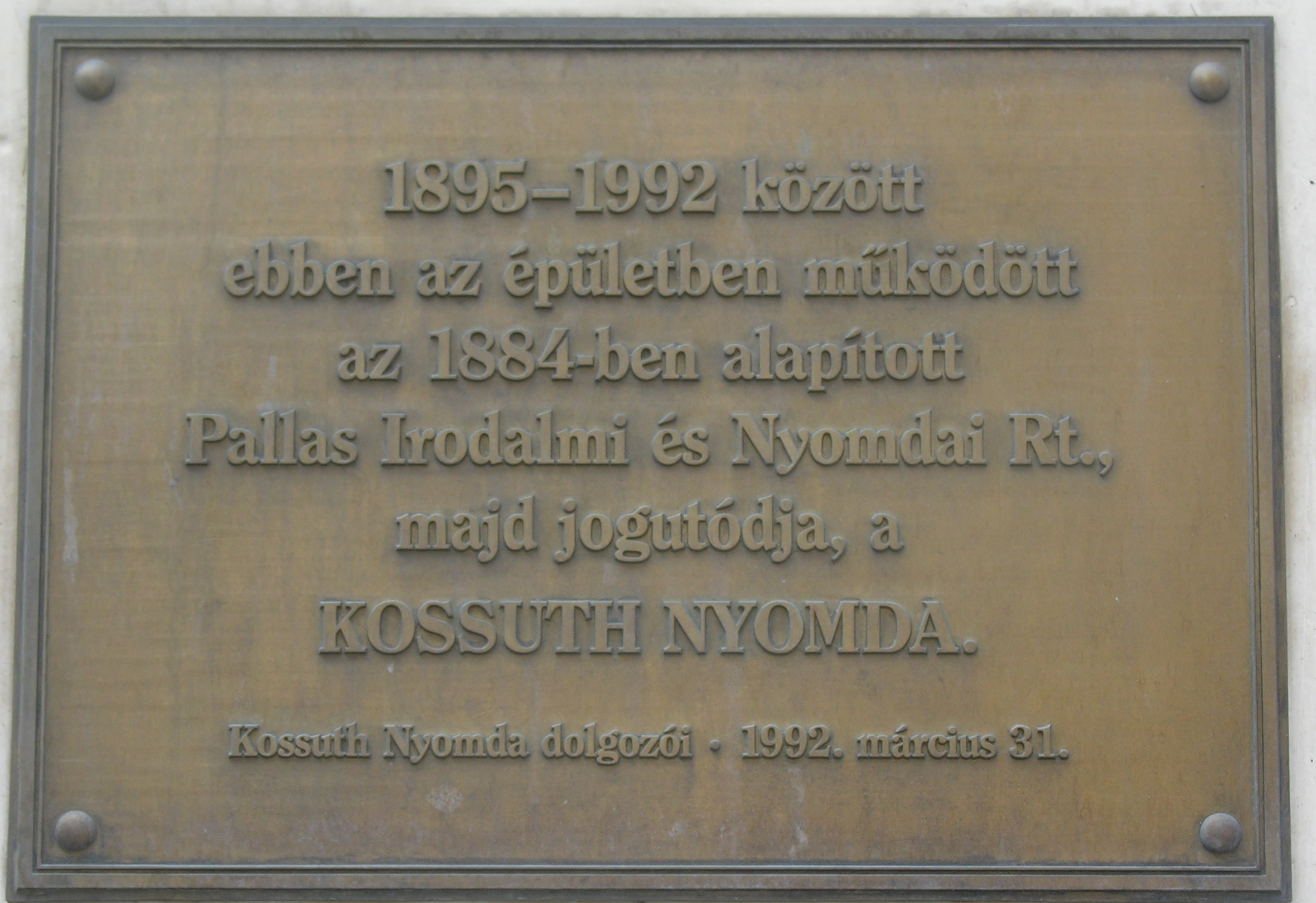
Pallas Irodalmi és Nyomdai Rt., Honvéd utca 10.
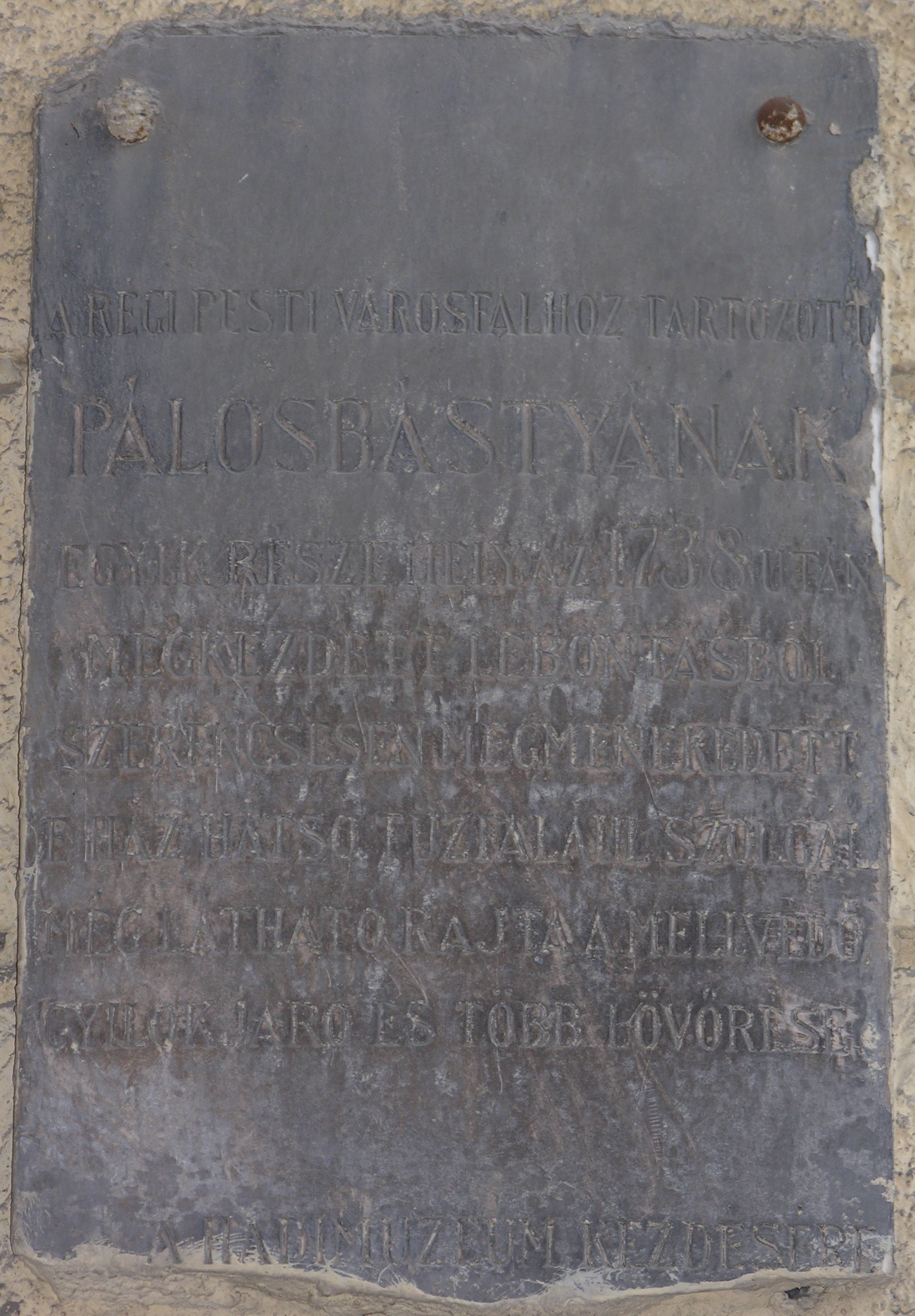
Pálos bástya, Bástya utca 17.
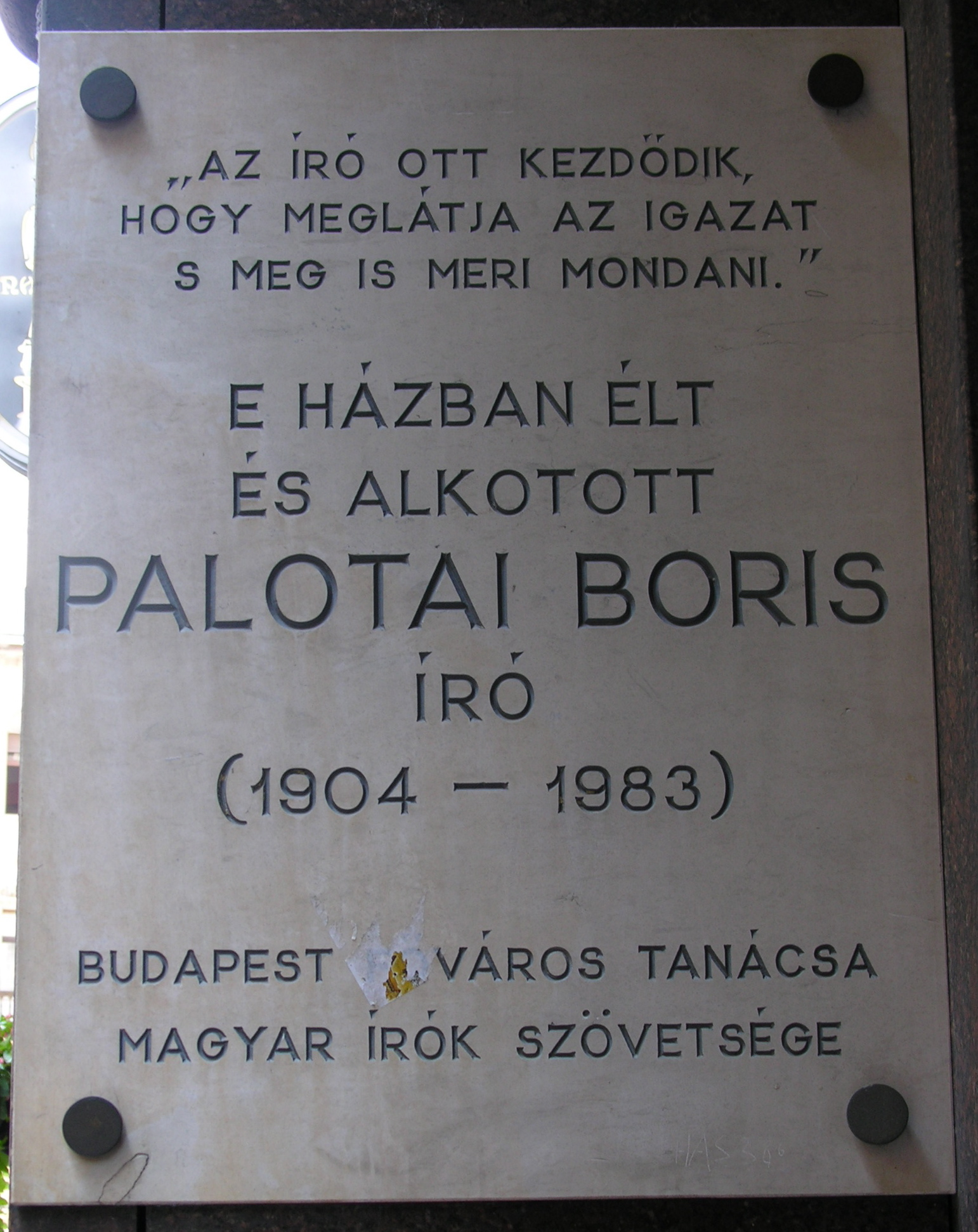
Palotai Boris, Fehér Hajó utca 2–6.
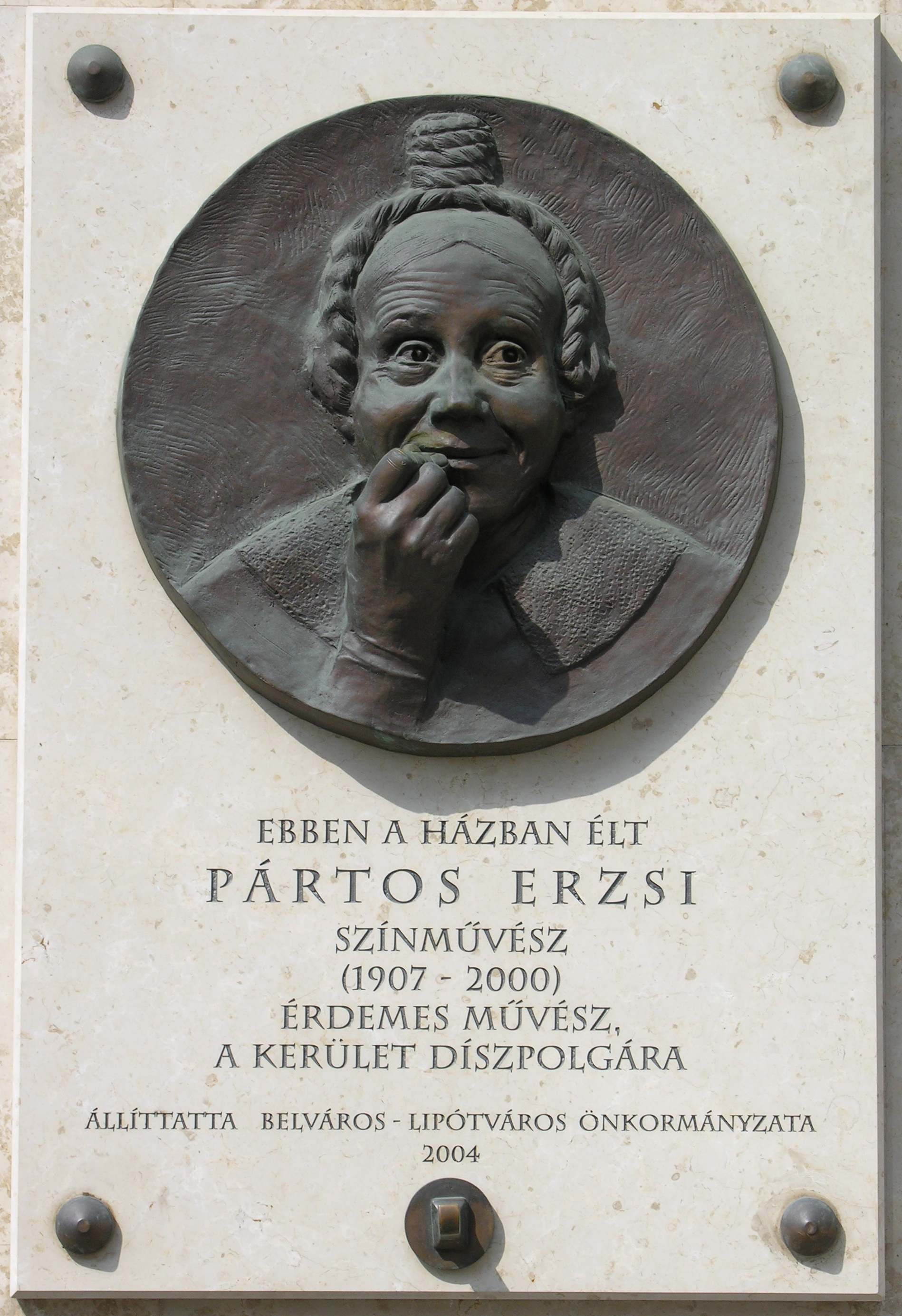
Pártos Erzsi, Régi posta utca 2. alkotó: Barabás Márton
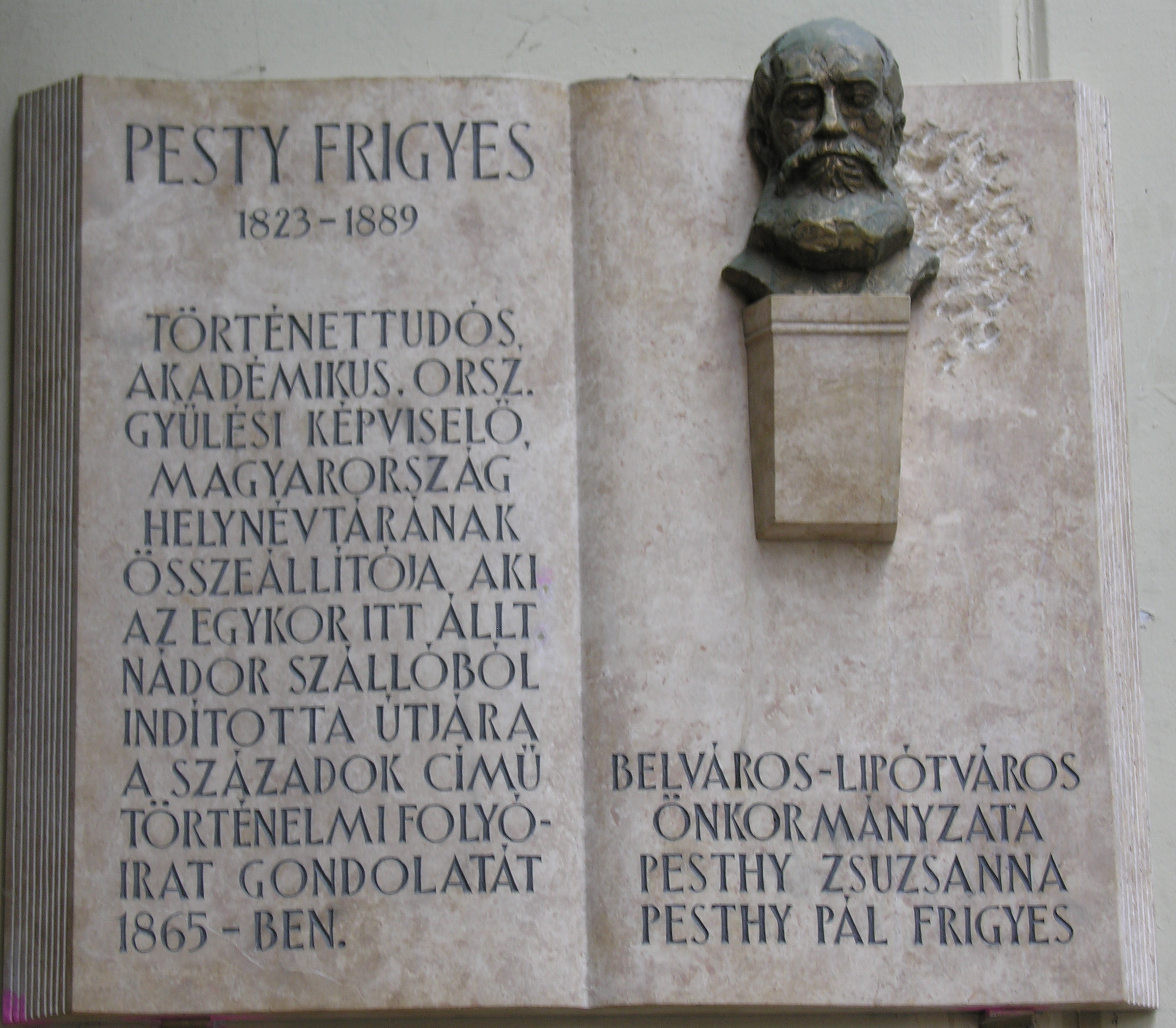
Pesty Frigyes, Váci utca 20. alkotó: Czinder Antal
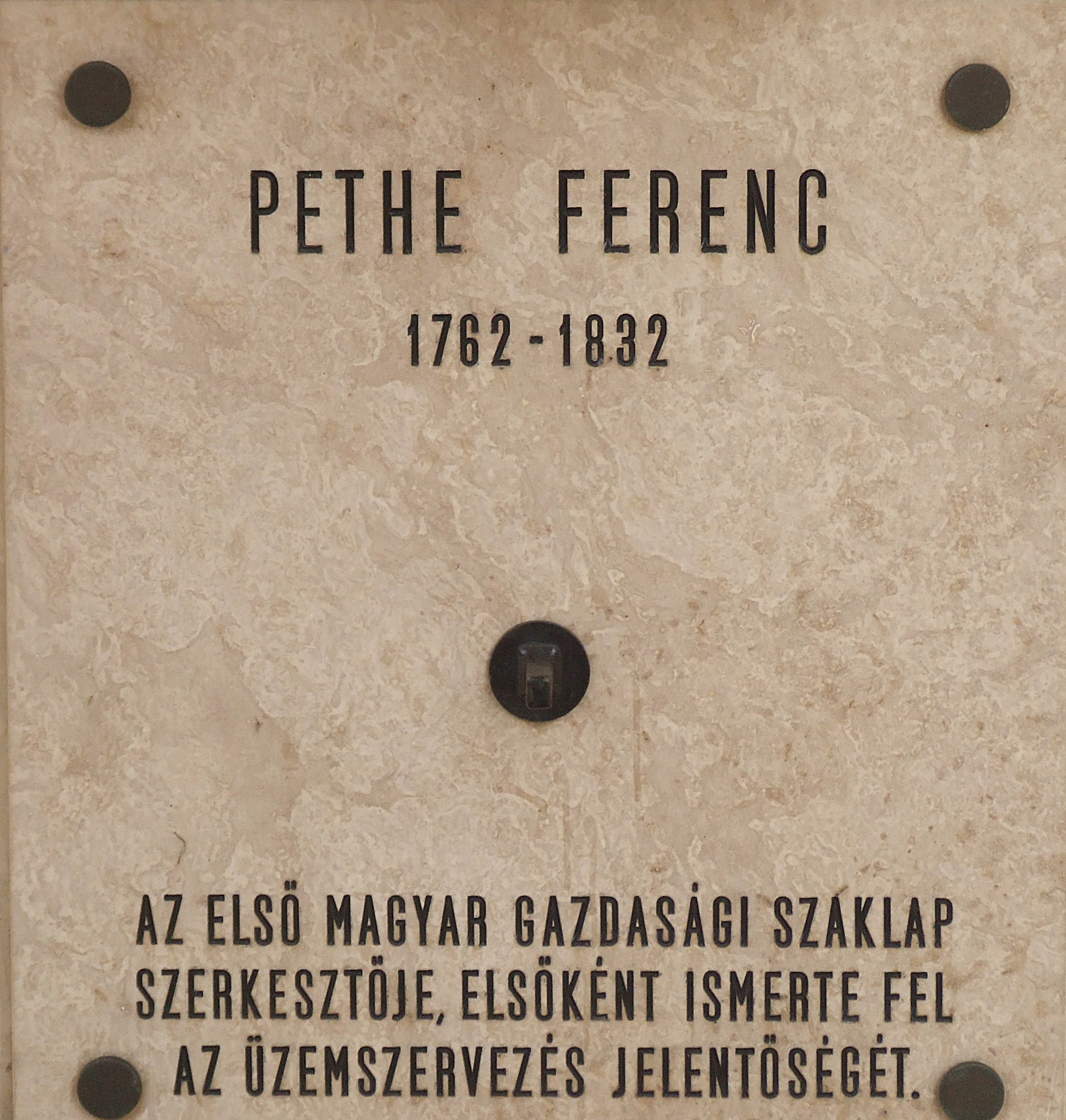
Pethe Ferenc, Kossuth Lajos tér 11.
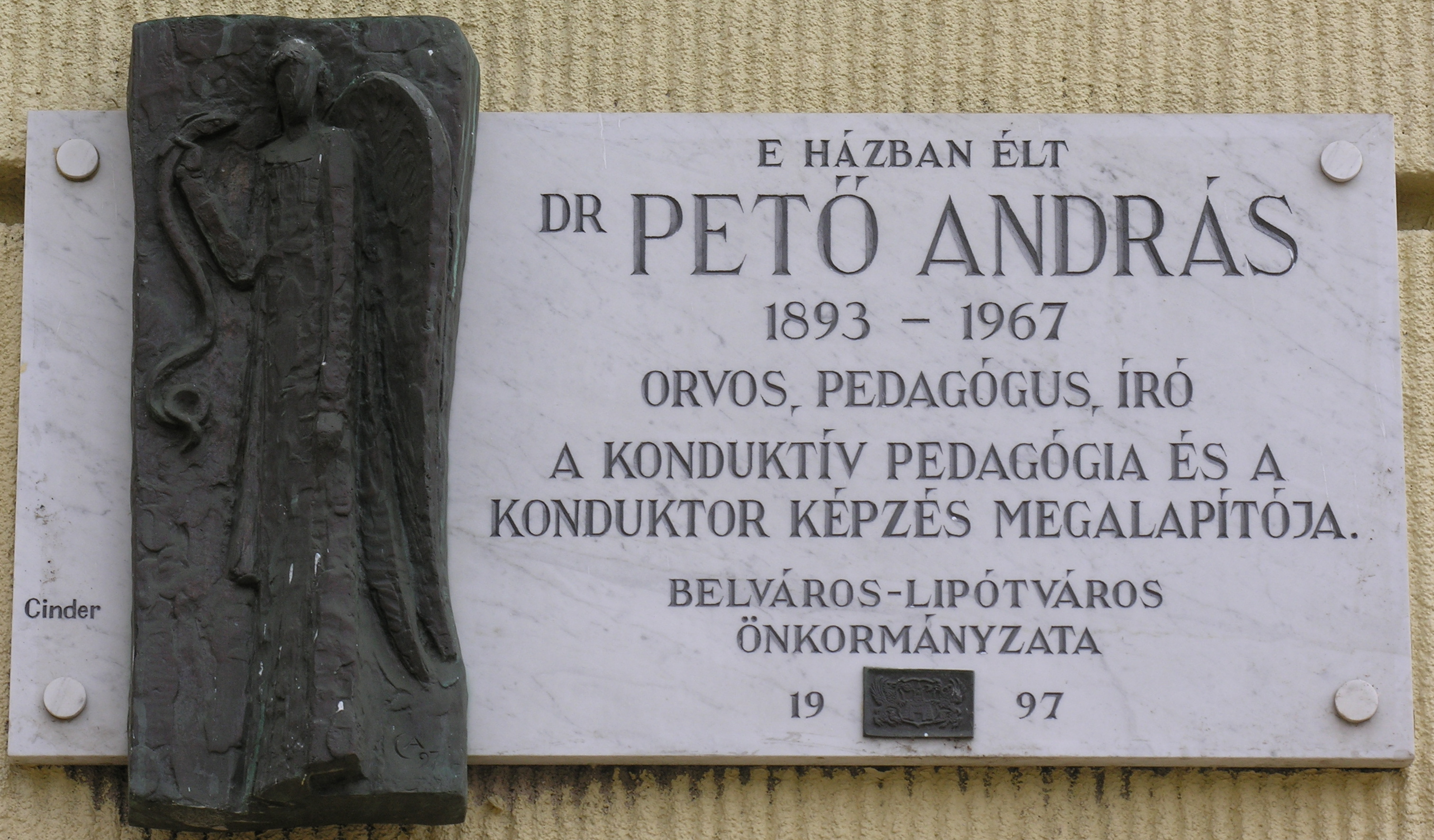
Pető András, Stollár Béla utca 4. alkotó: Czinder Antal
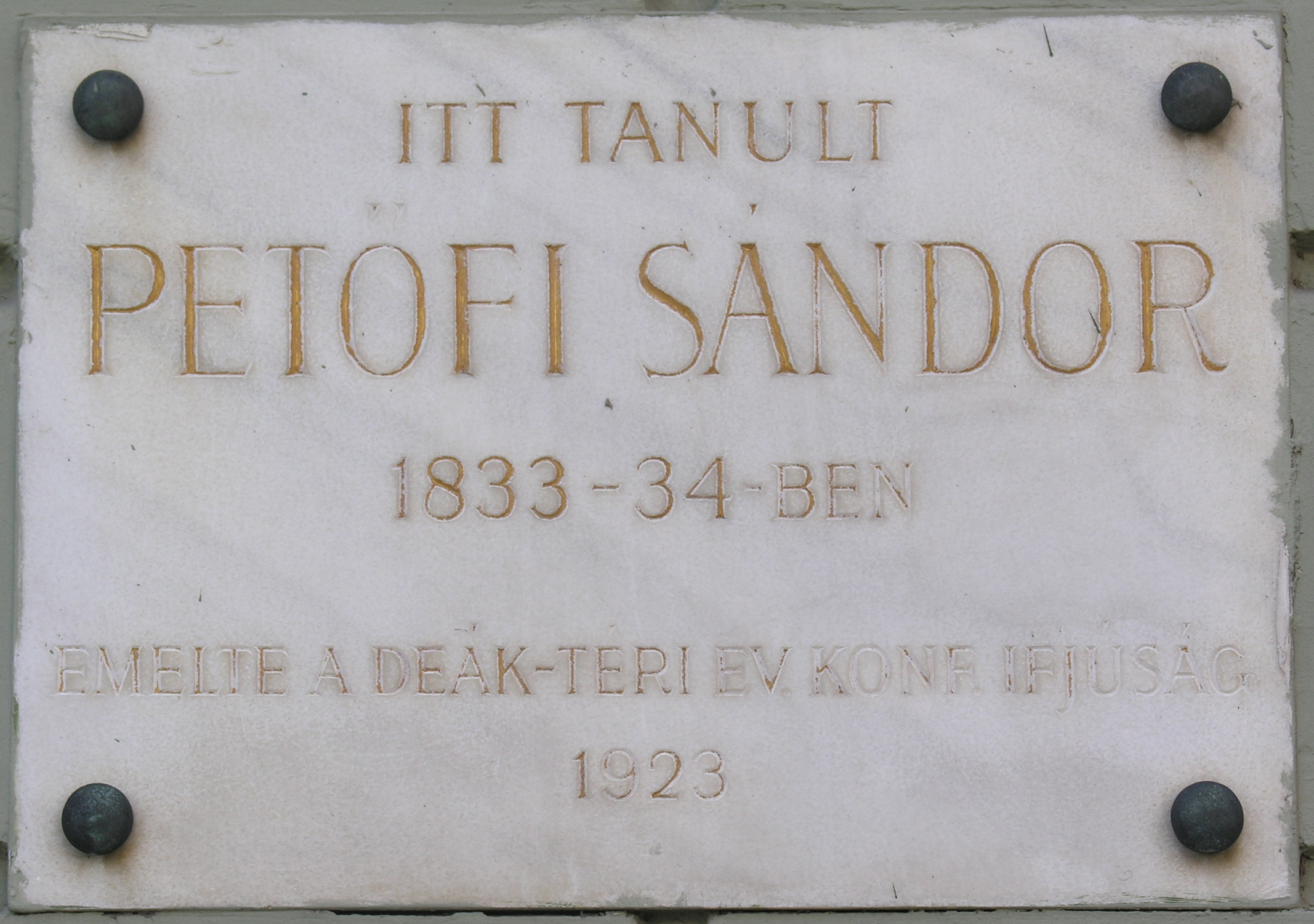
Petőfi Sándor, Deák Ferenc tér 4–5.
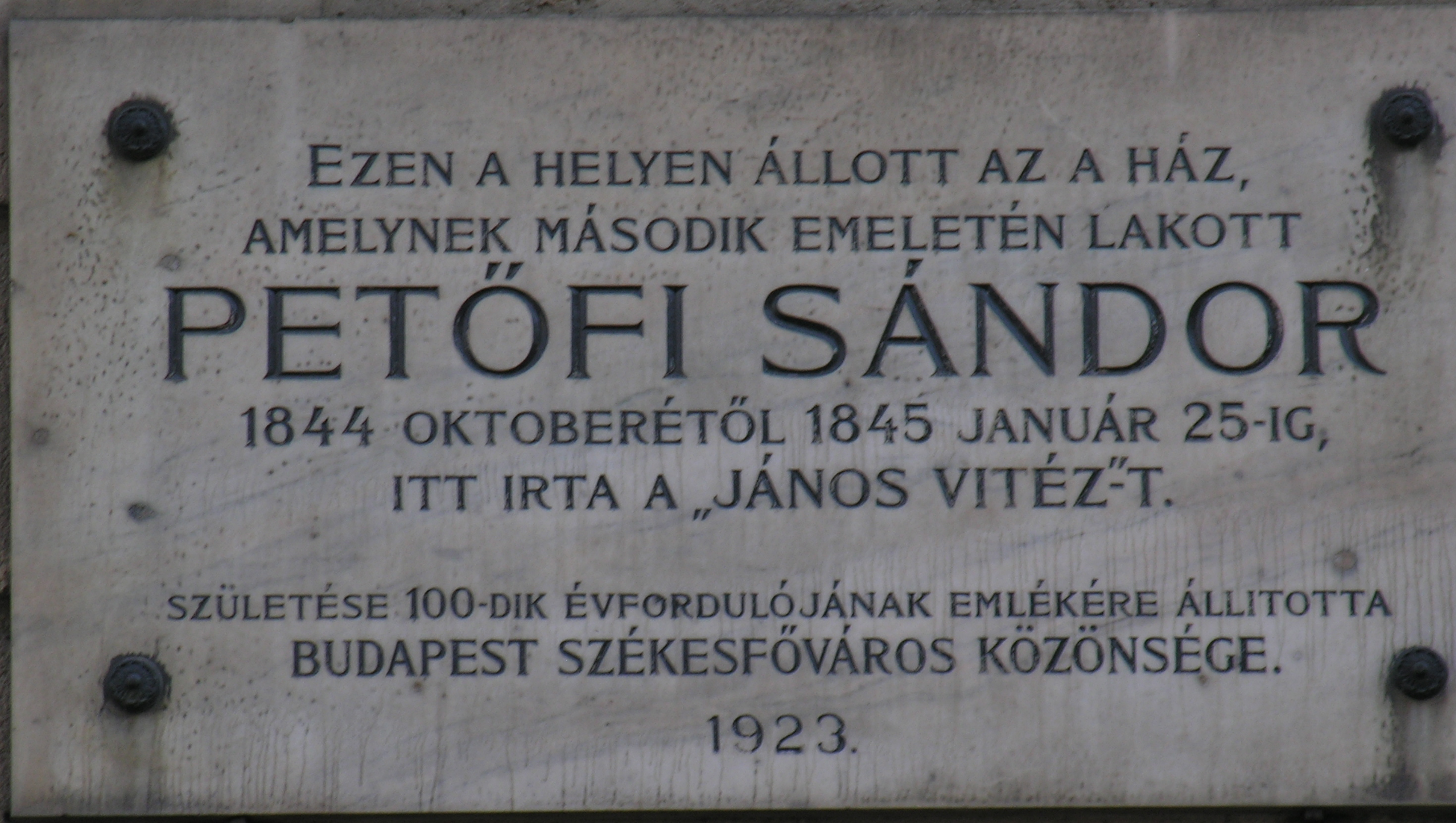
Petőfi Sándor, Kossuth Lajos utca 19–21.
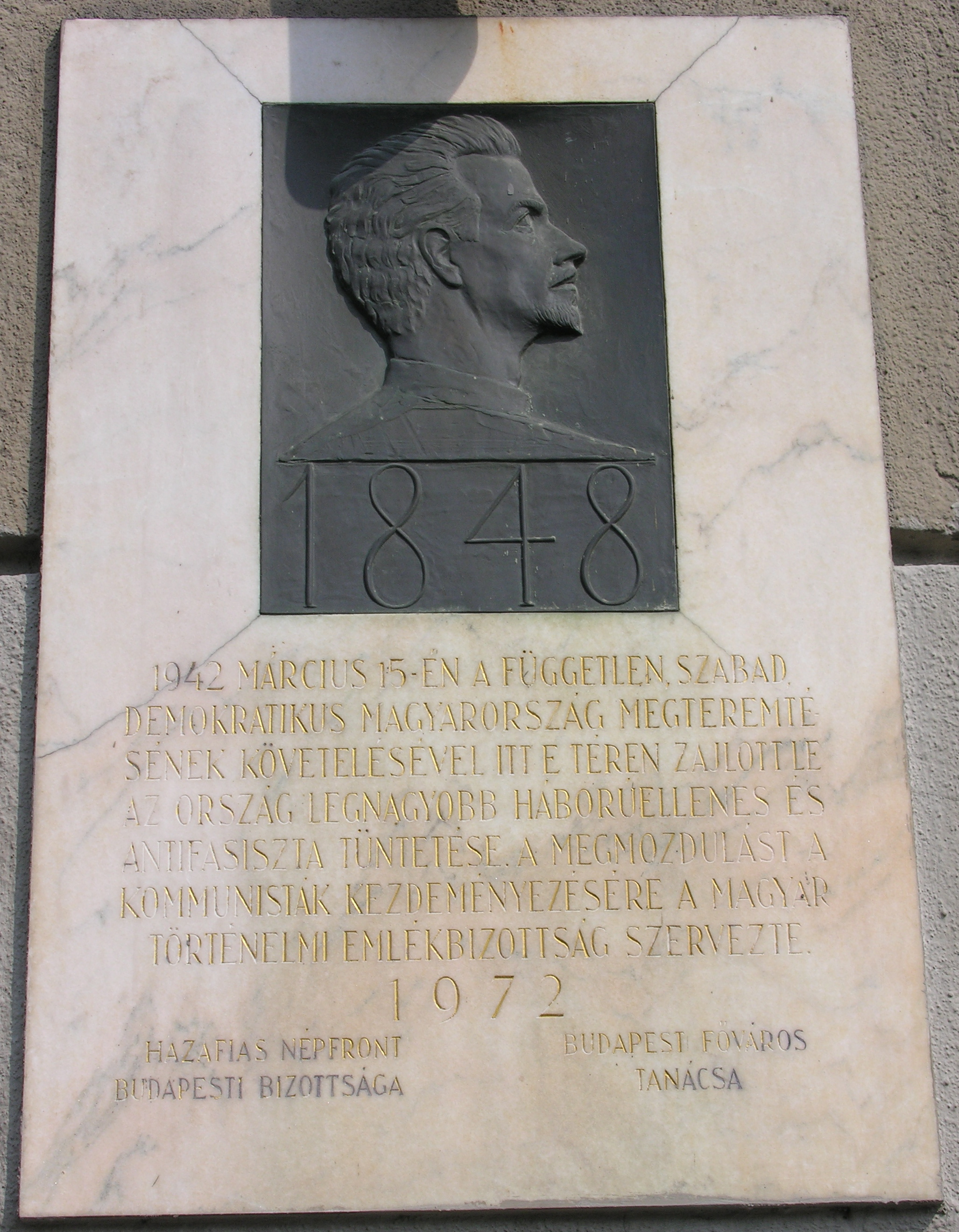
Petőfi Sándor, Petőfi tér 1. alkotó: Pátzay Pál
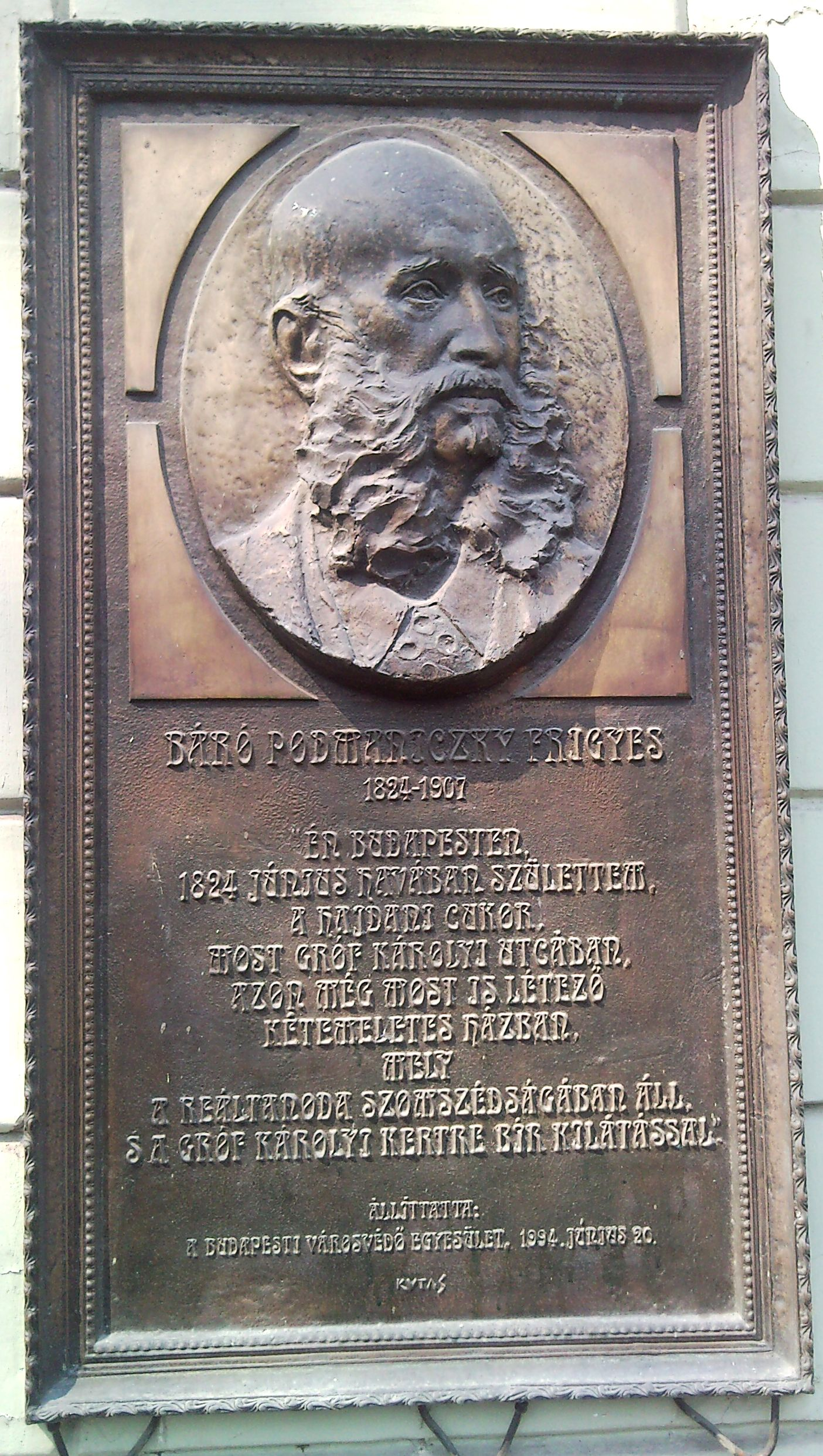
Podmaniczky Frigyes, Ferenczy István utca 12. Alkotó: Kutas László
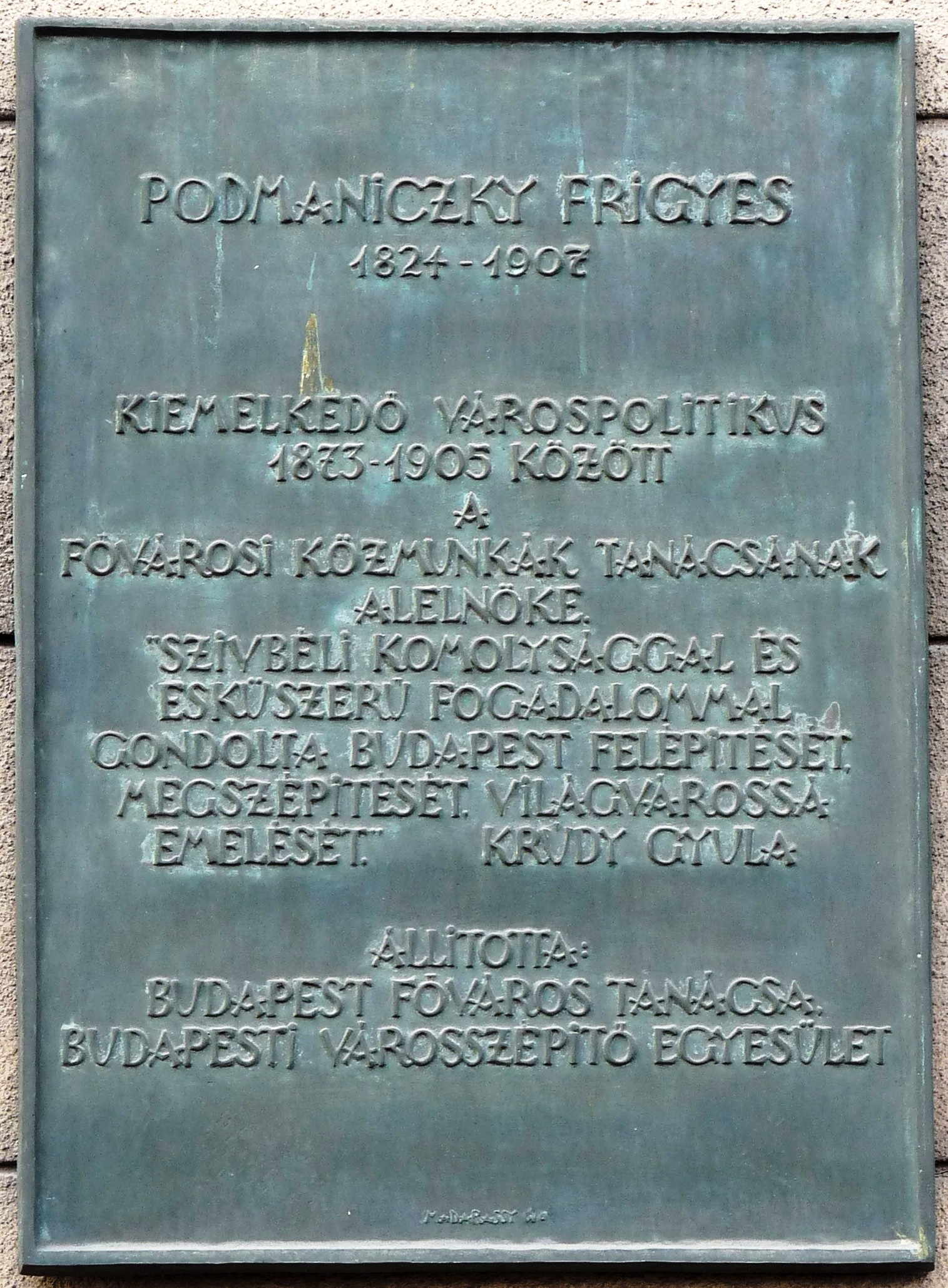
Podmaniczky Frigyes, Podmaniczky Frigyes tér 6. alkotó: Madarassy Walter
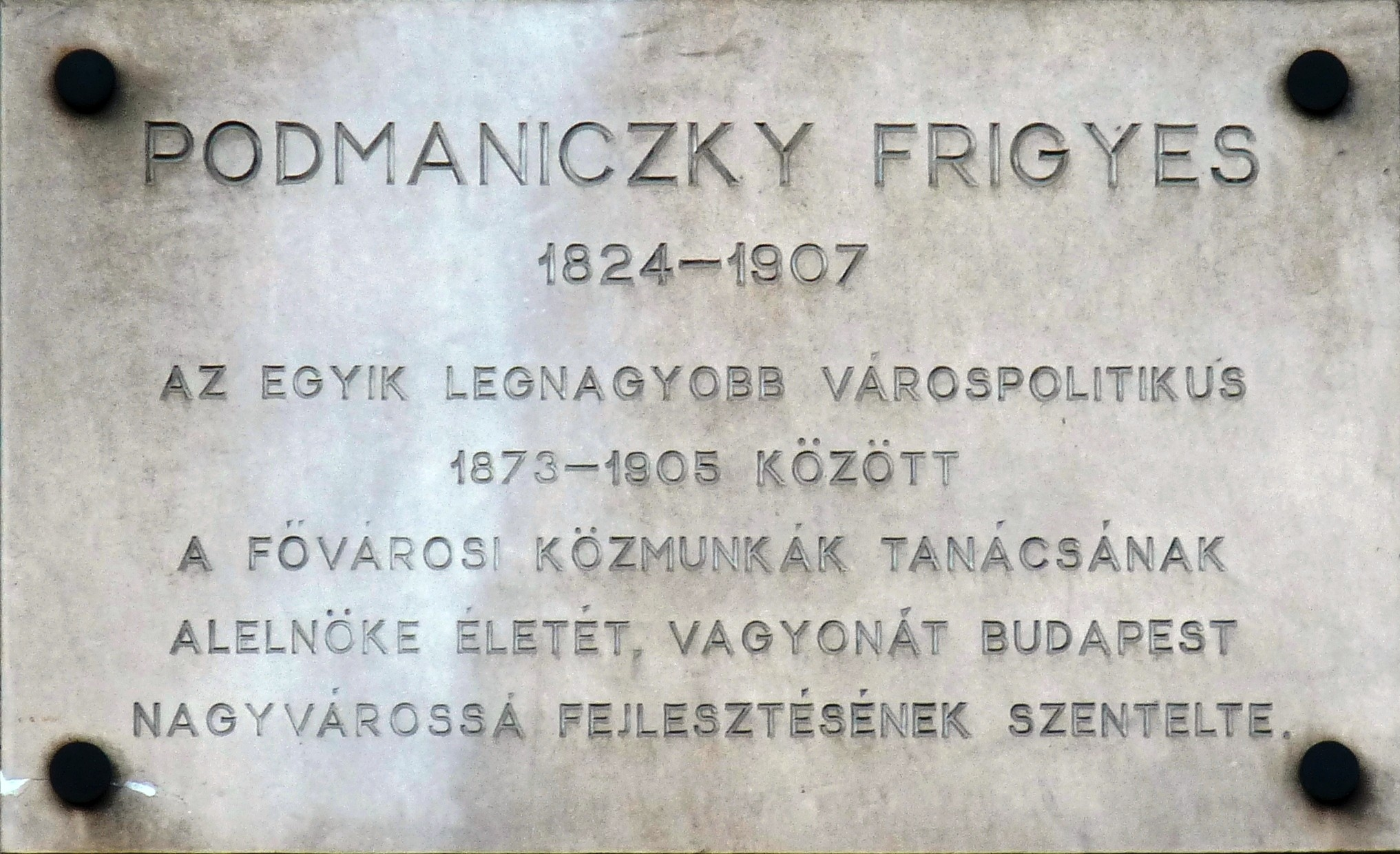
Podmaniczky Frigyes, Podmaniczky Frigyes tér 6.
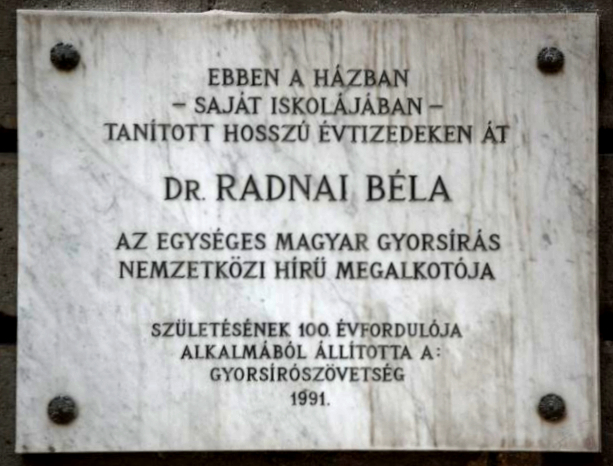
Radnai Béla, Egyetem tér 5.
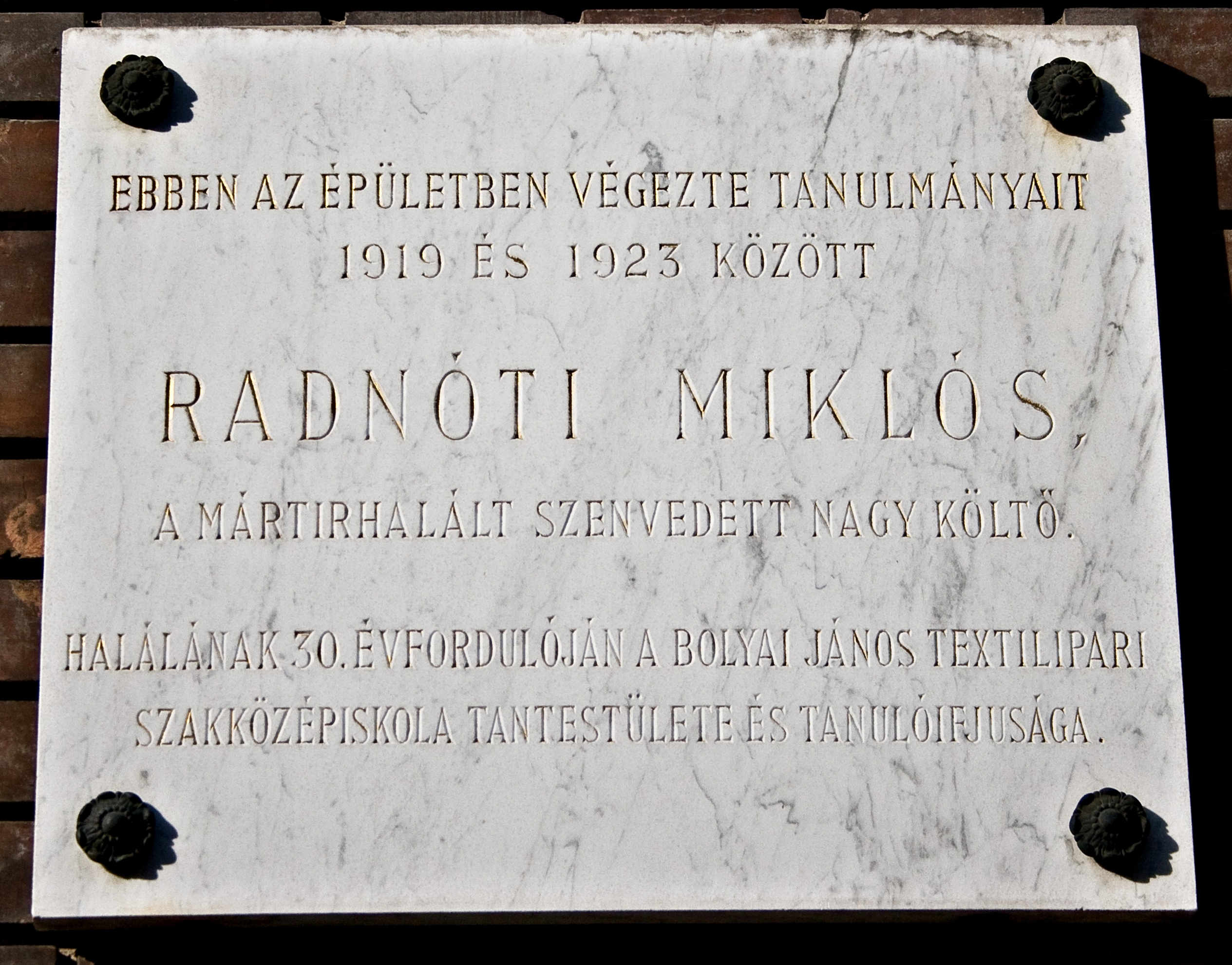
Radnóti Miklós, Markó utca 18–20.
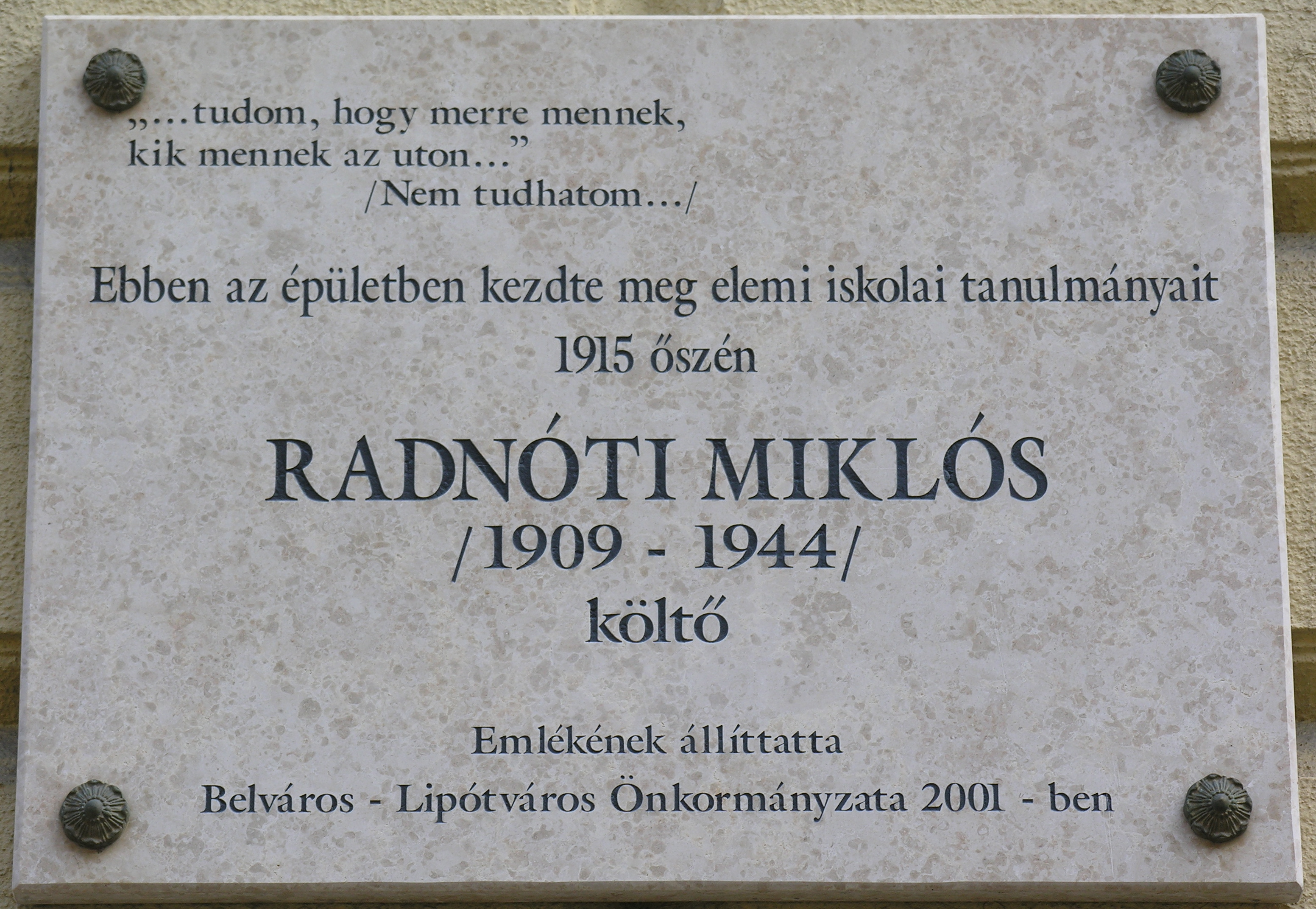
Radnóti Miklós, Szemere utca 3–5.
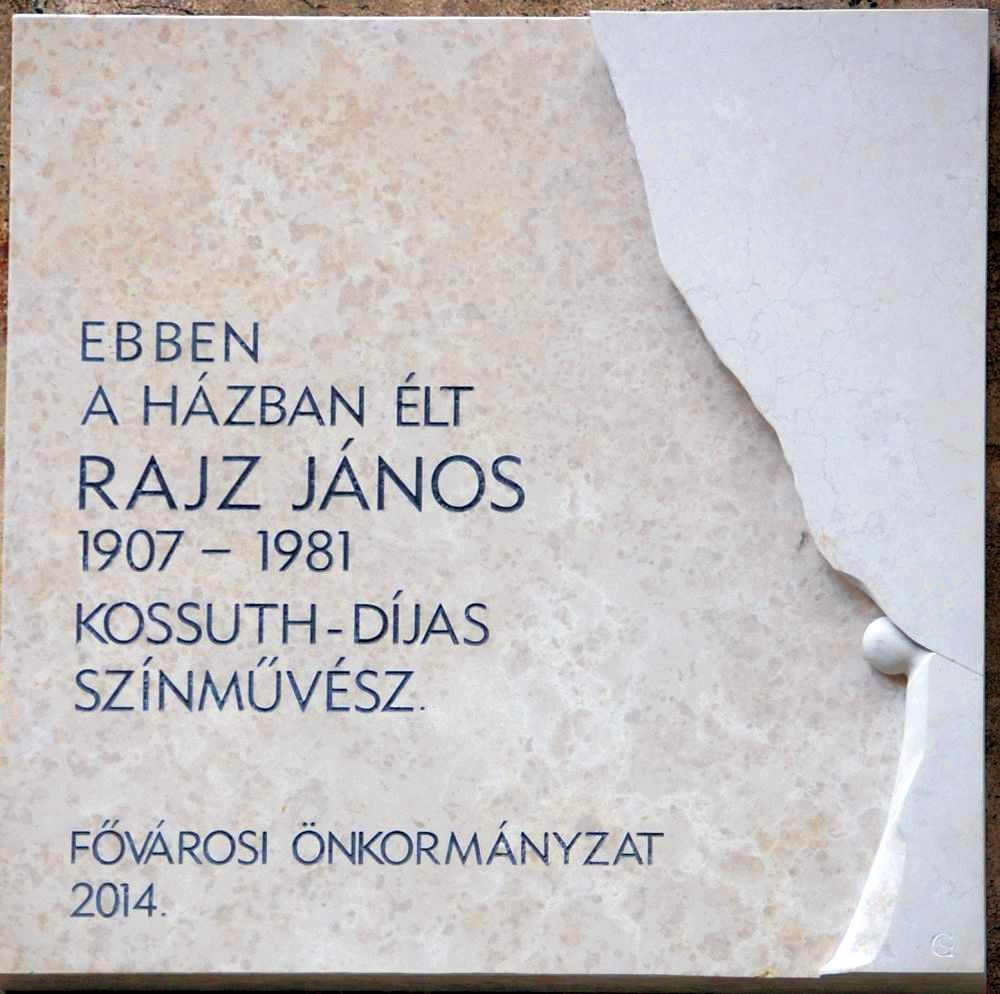
Rajz János, Galamb utca 3.
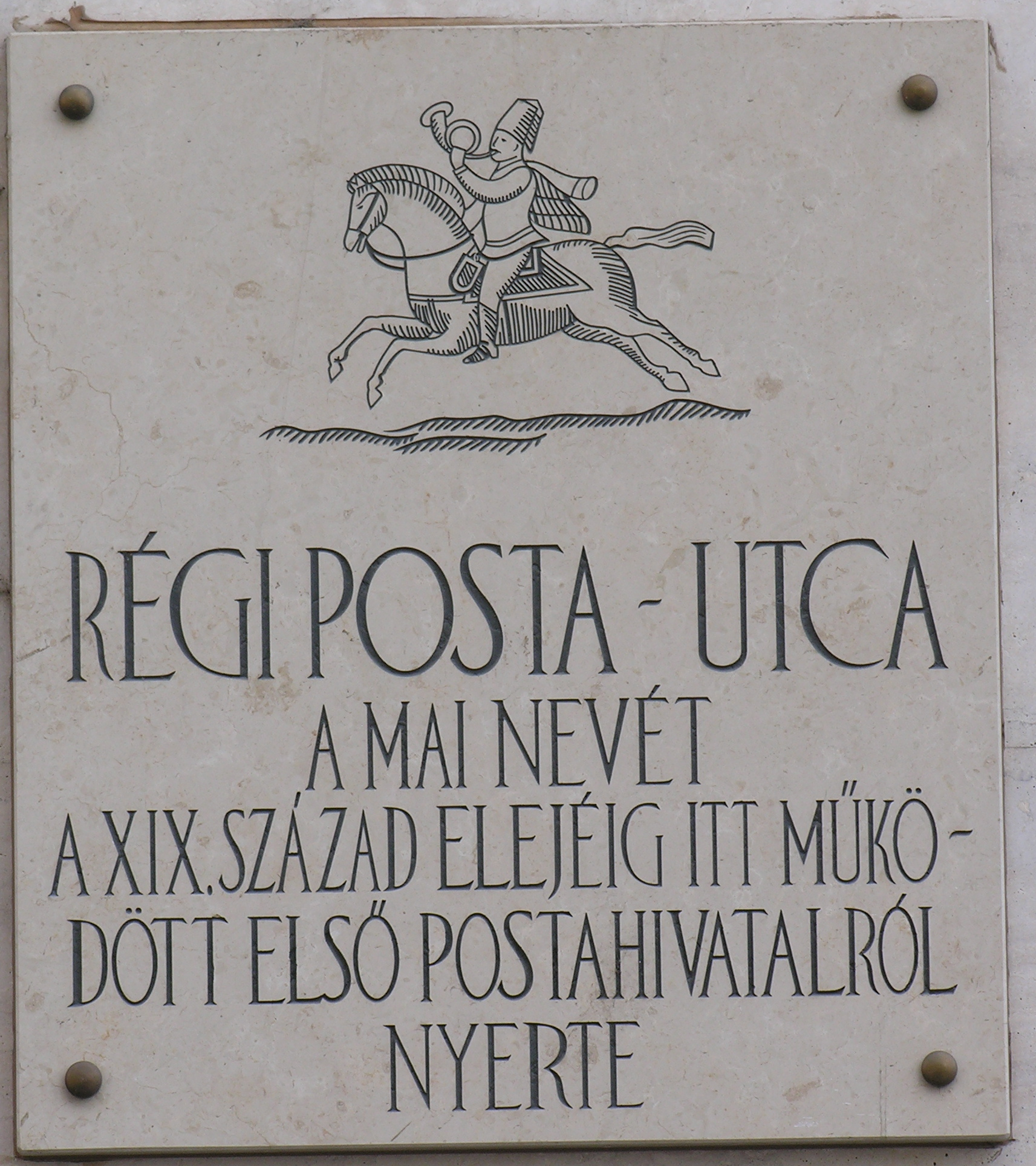
Régi posta utca, Régi posta utca 1–3.
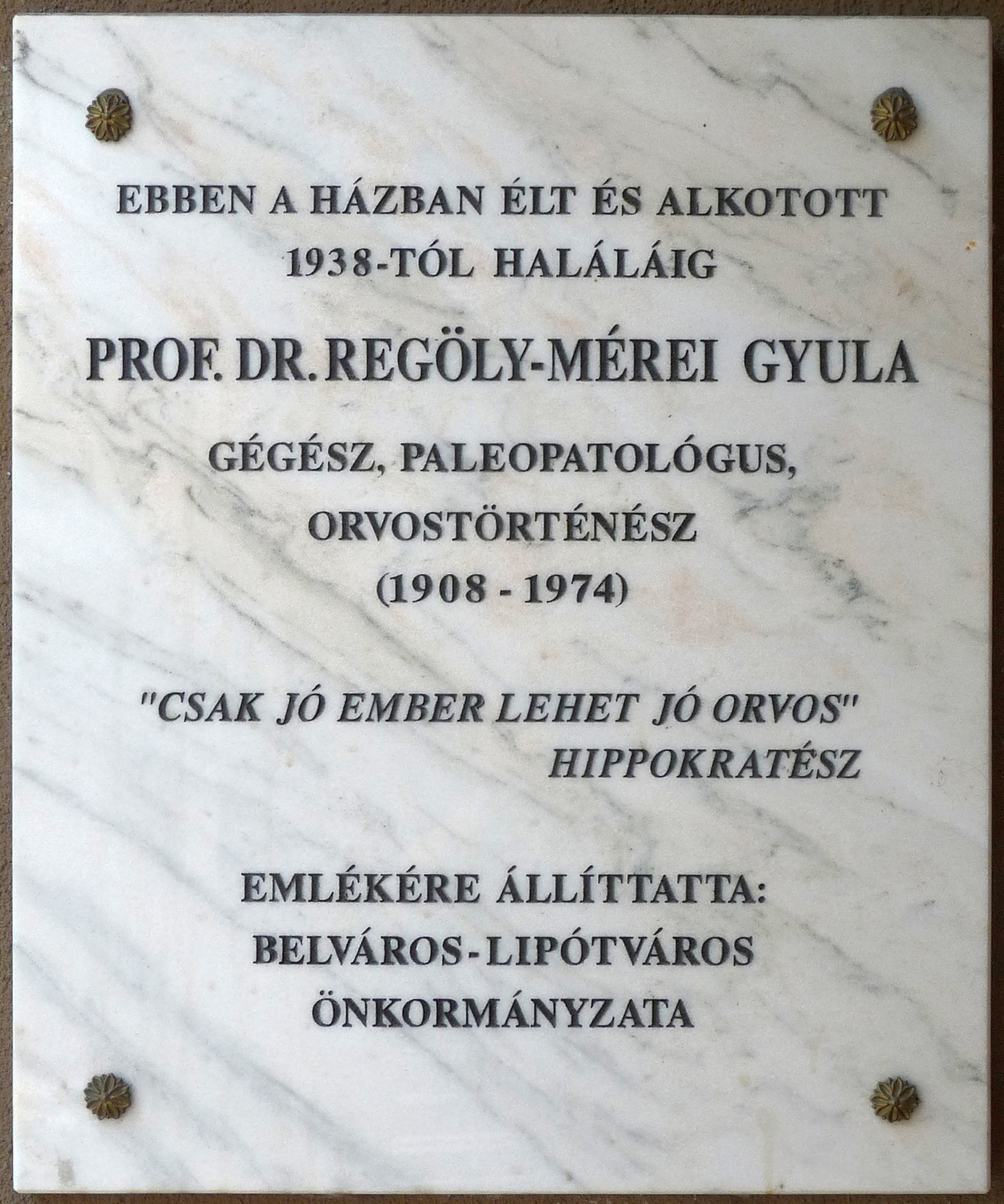
Regöly-Mérei Gyula, Szent István körút 21.
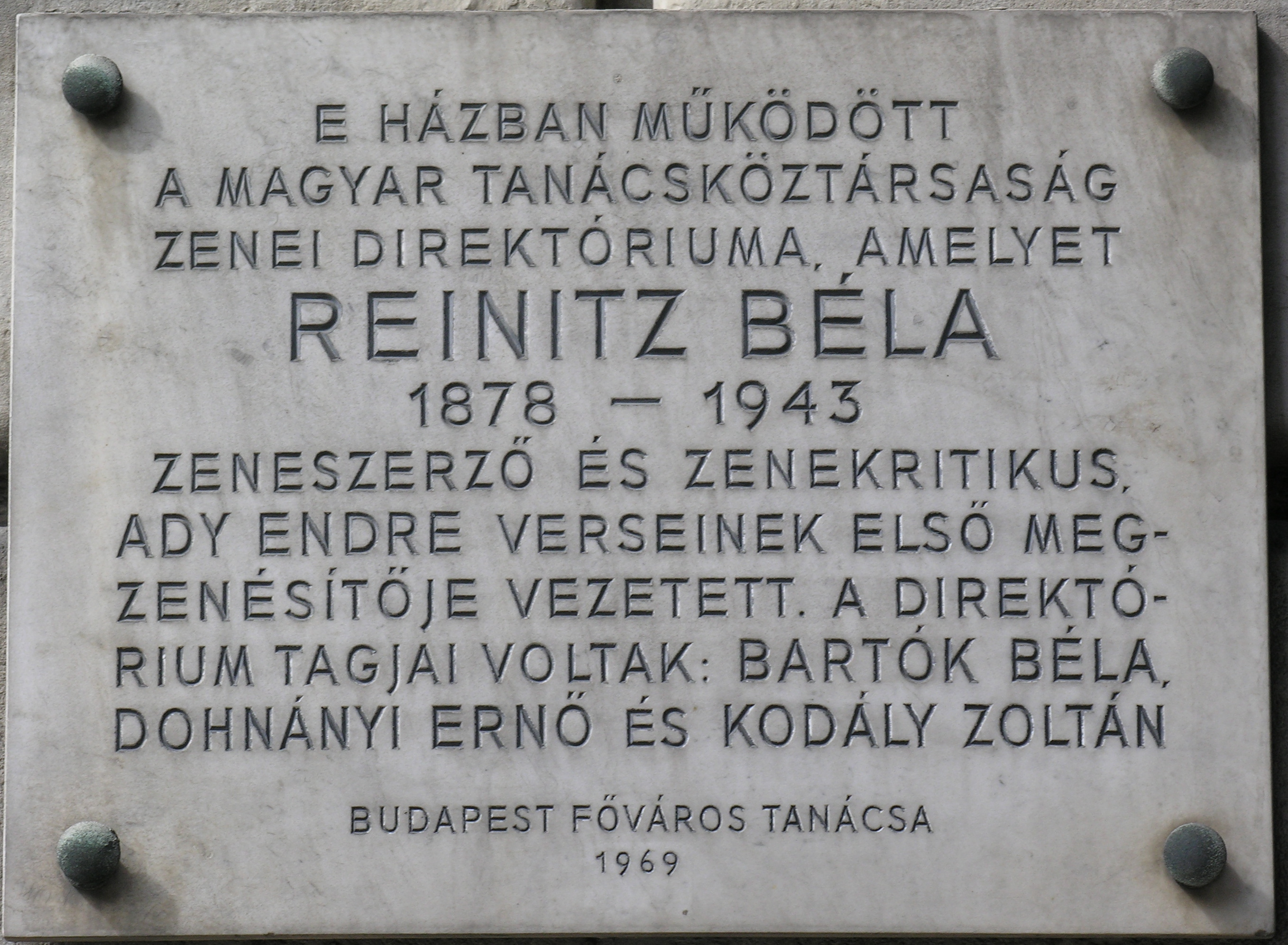
Reinitz Béla, Szemere utca 6.
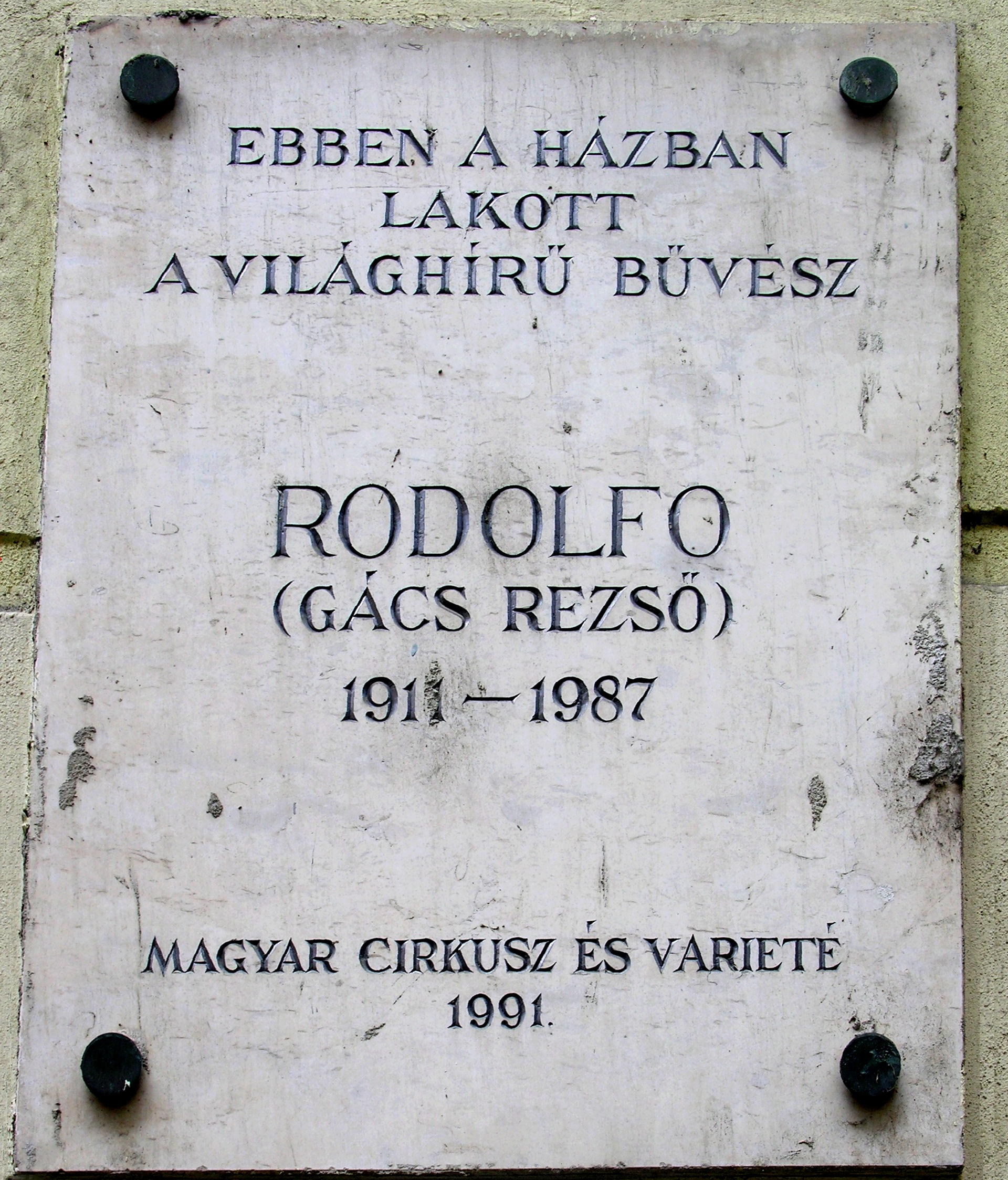
Rodolfo, Kálmán Imre utca 14.
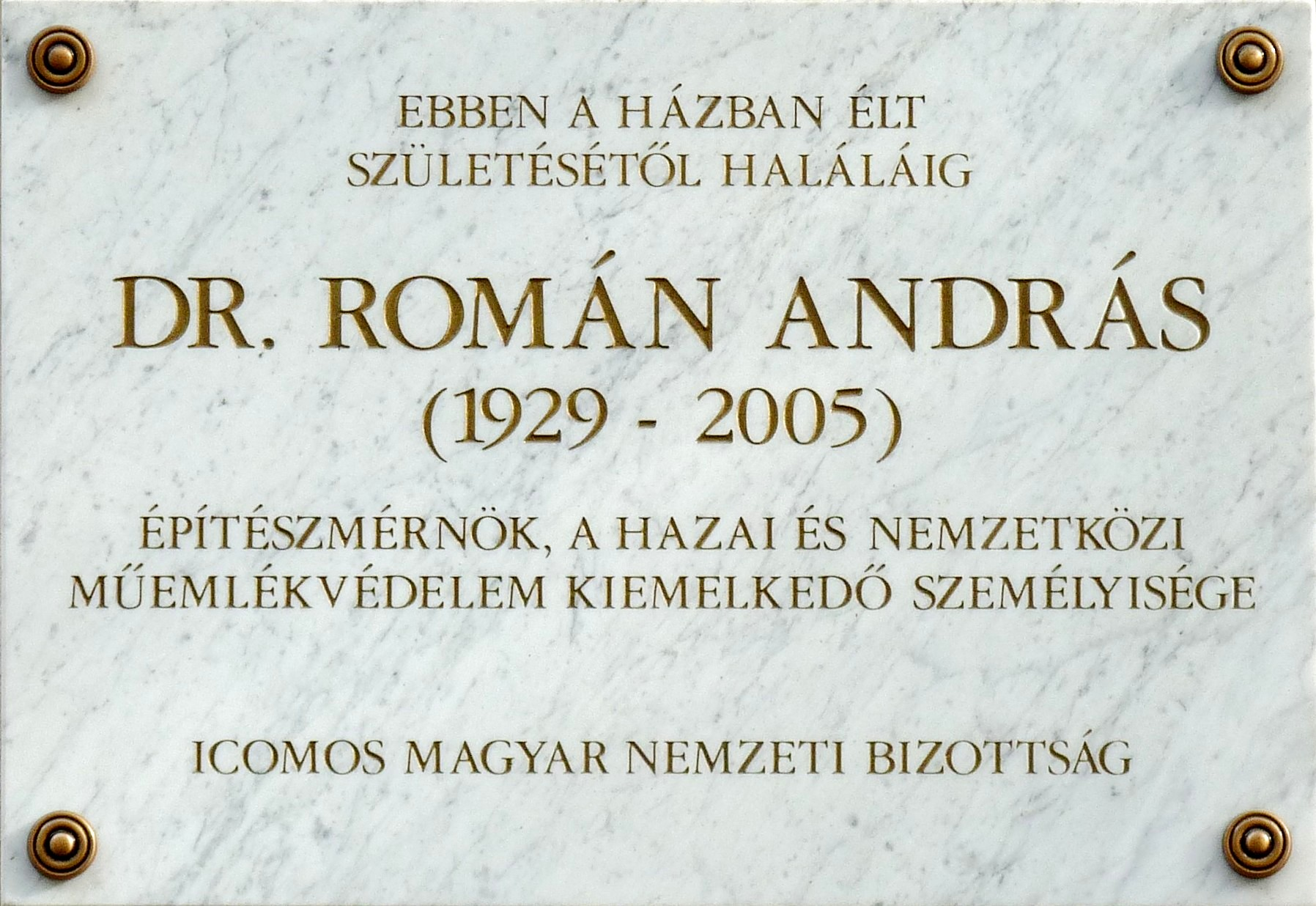
Román András, Aulich utca 3.
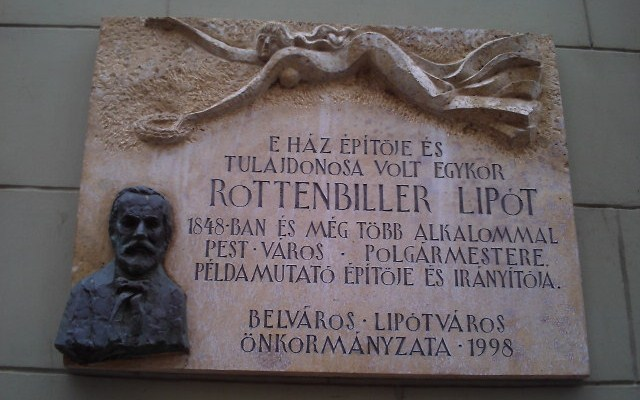
Rottenbiller Lipót, Váci utca 59.
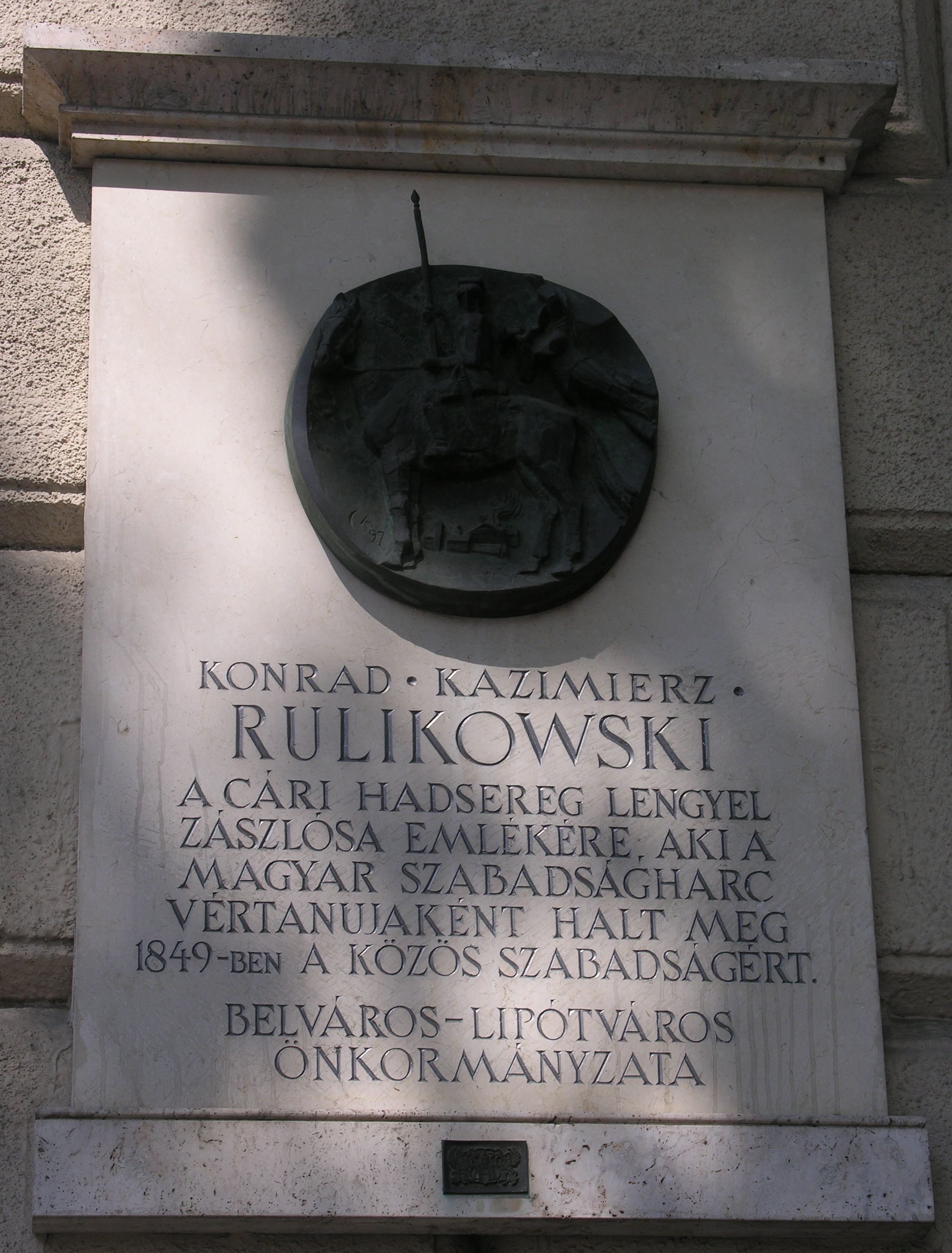
Konrad Kazimierz Rulikowski, Báthori utca 2. alkotó: Czinder Antal
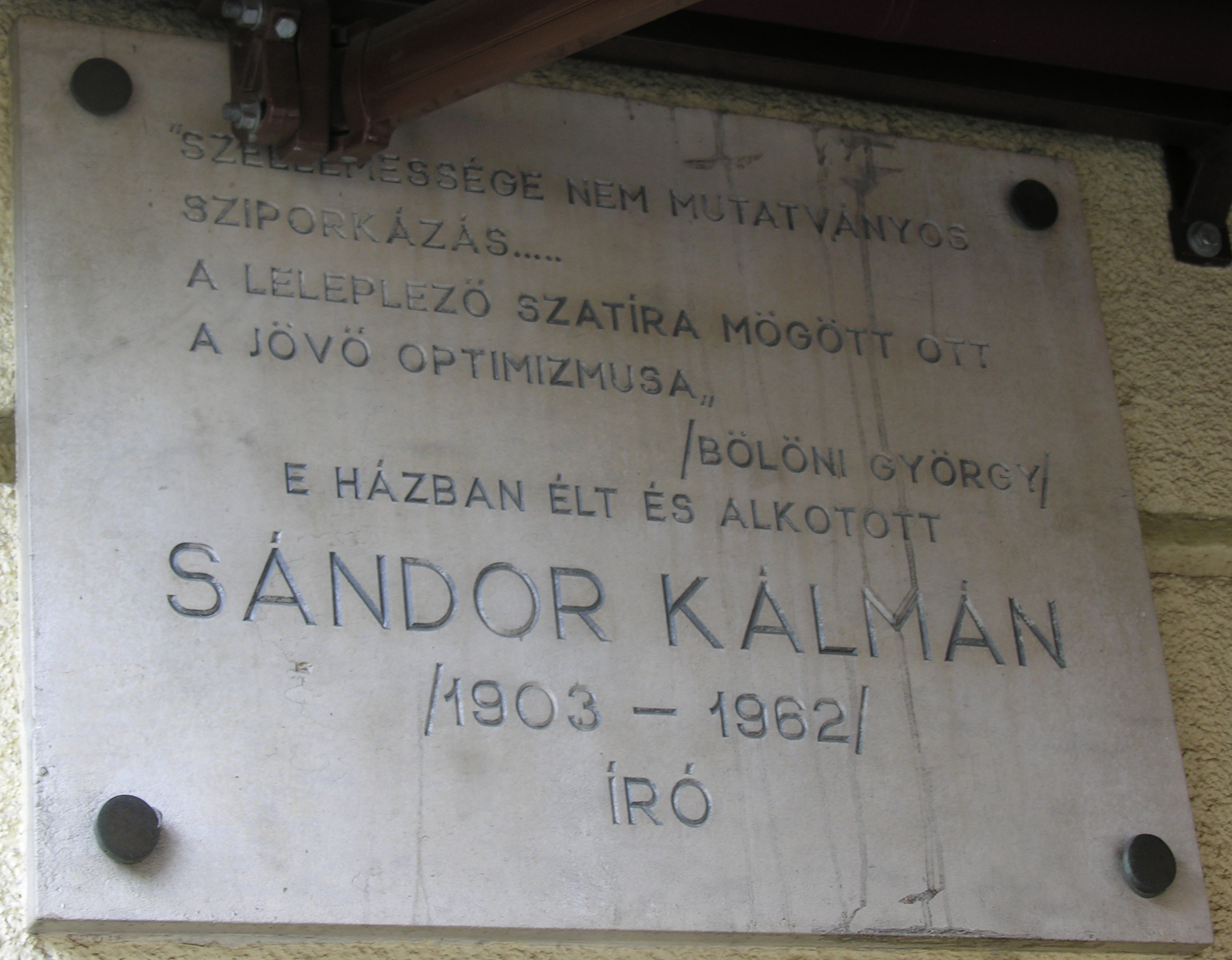
Sándor Kálmán, Szent István körút 9.
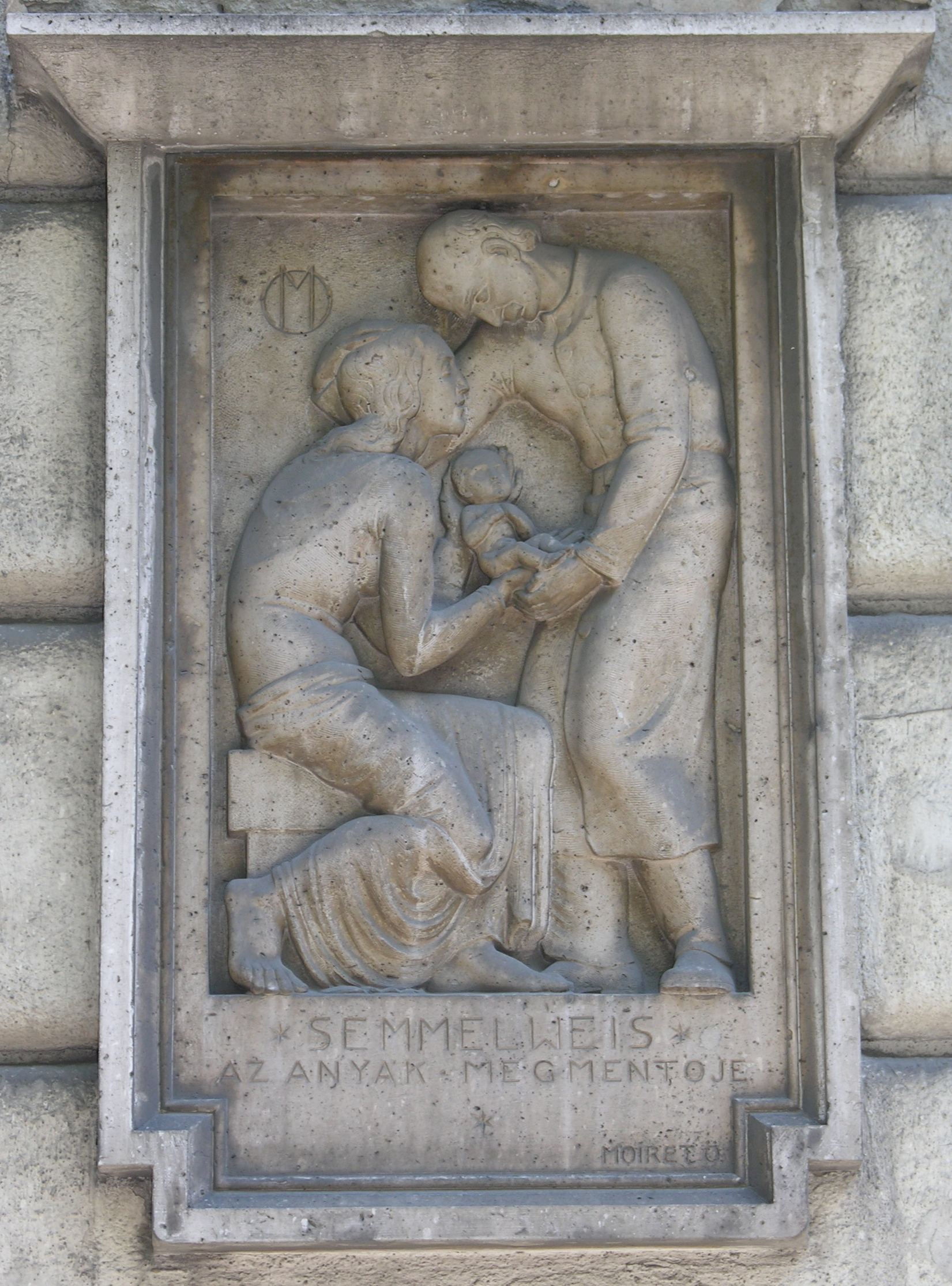
Semmelweis Ignác, Semmelweis utca 1. alkotó: Moiret Ödön
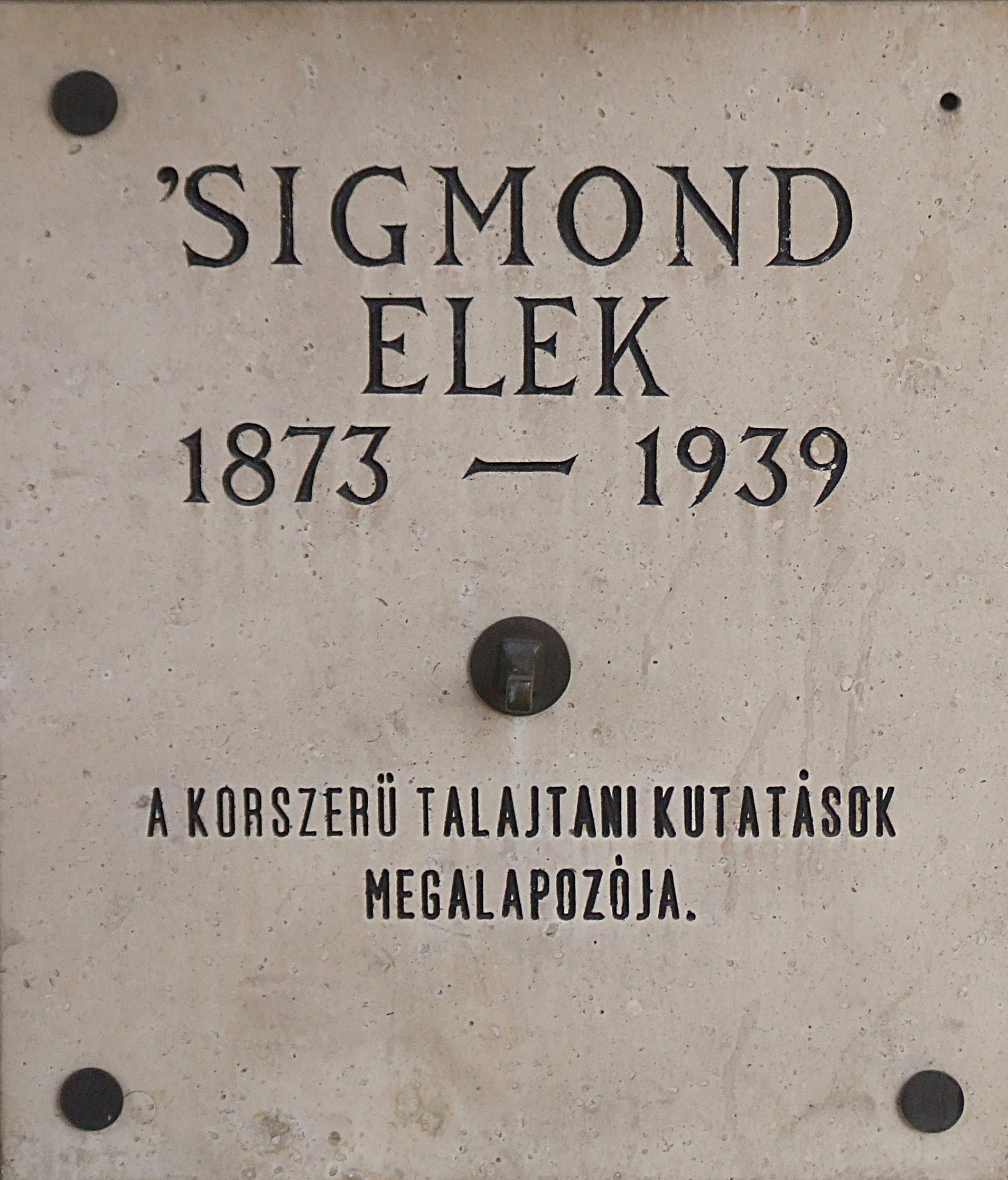
’Sigmond Elek Kossuth Lajos tér 11.
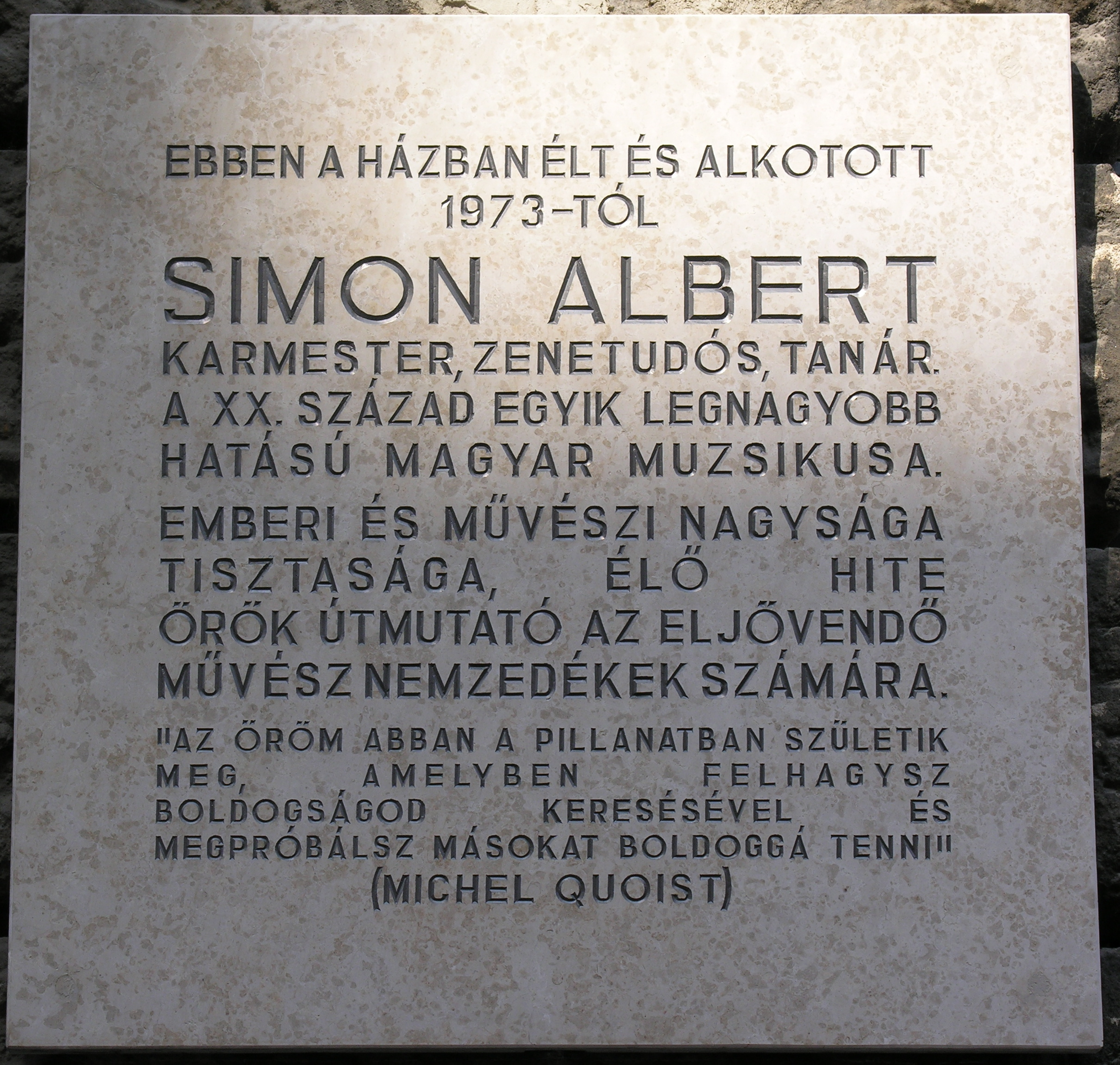
Simon Albert, Zoltán utca 12.
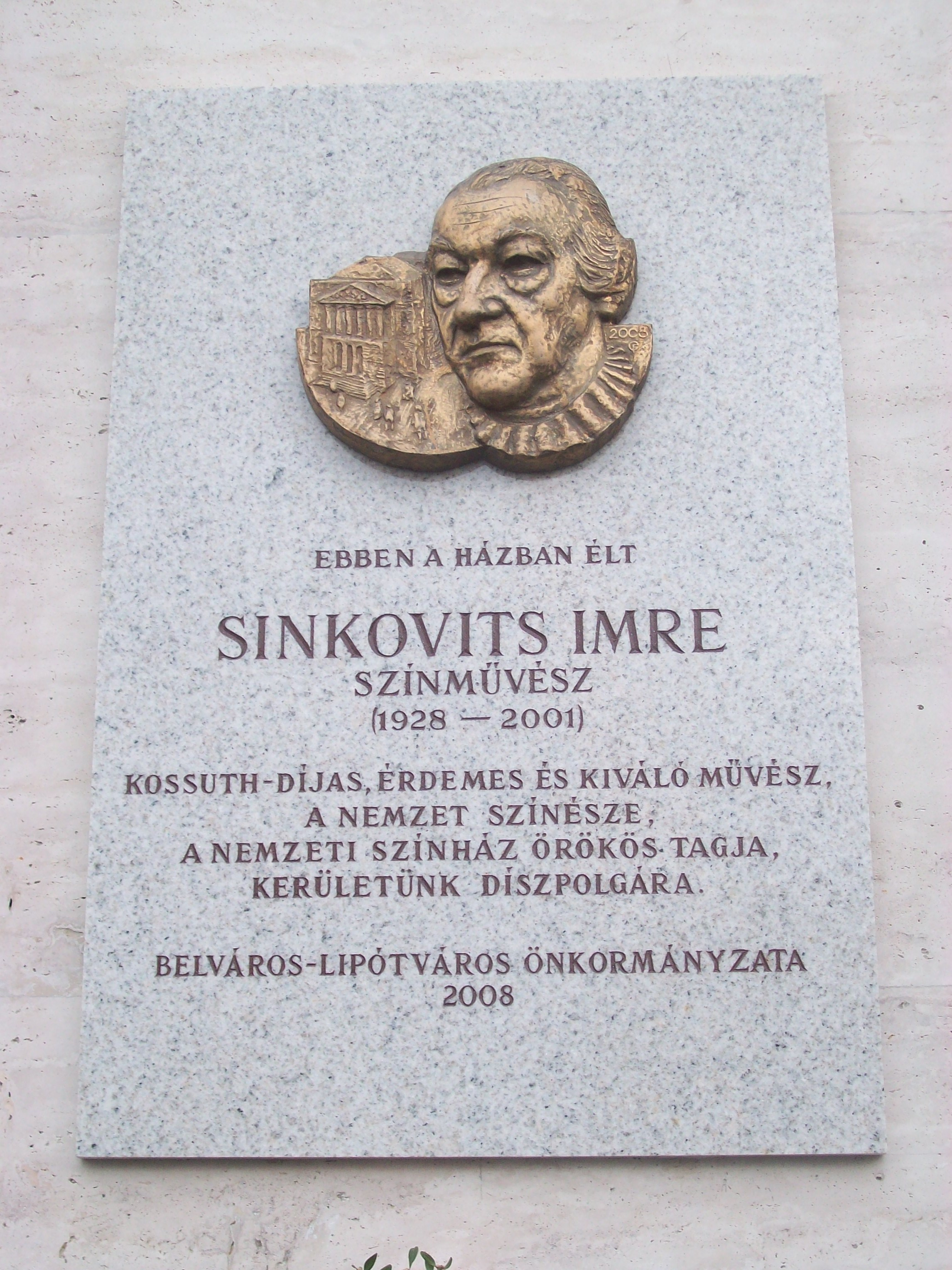
Sinkovits Imre, Petőfi tér 3–5. alkotó: ifj. Fekete Géza
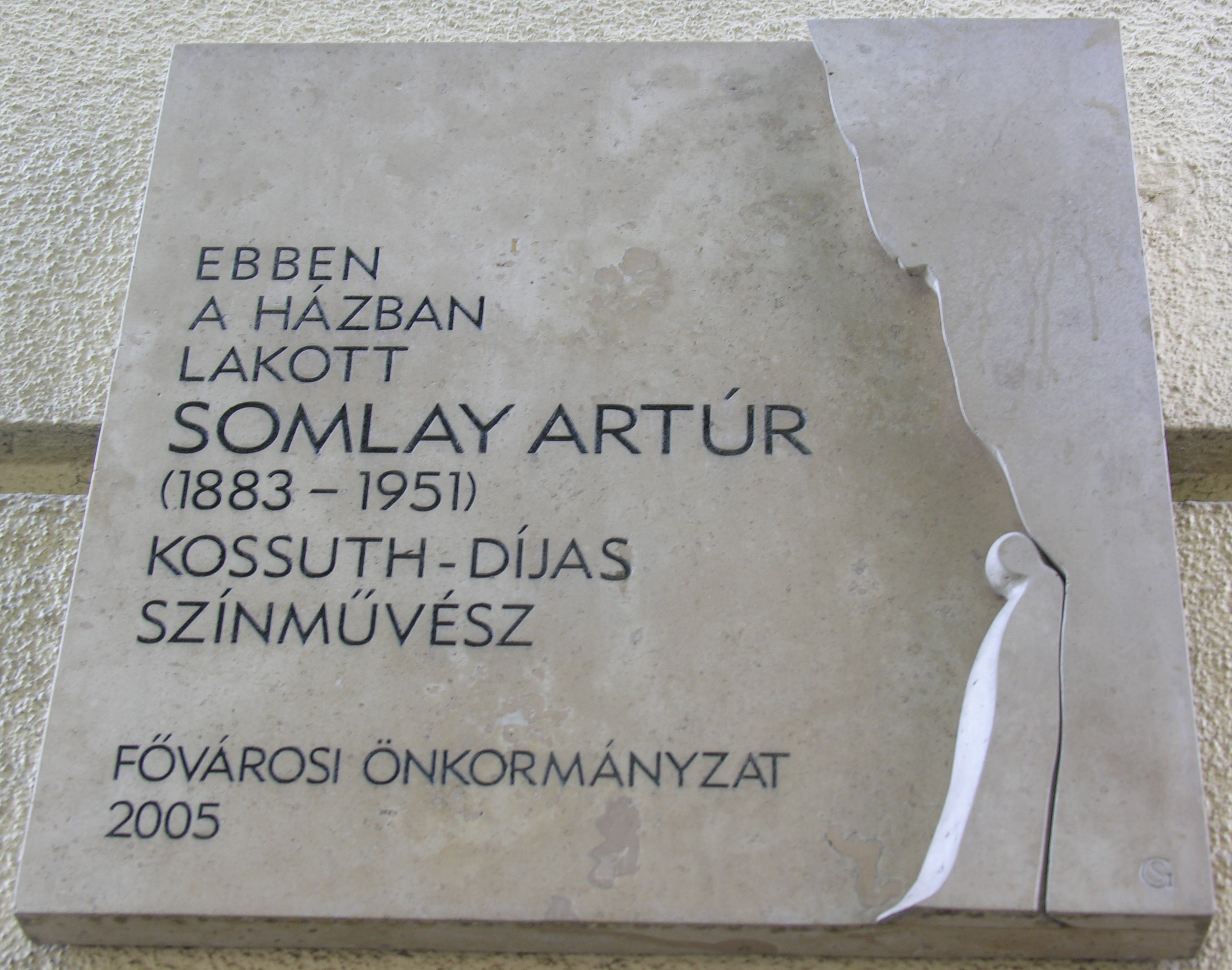
Somlay Artúr, Szent István körút 9.
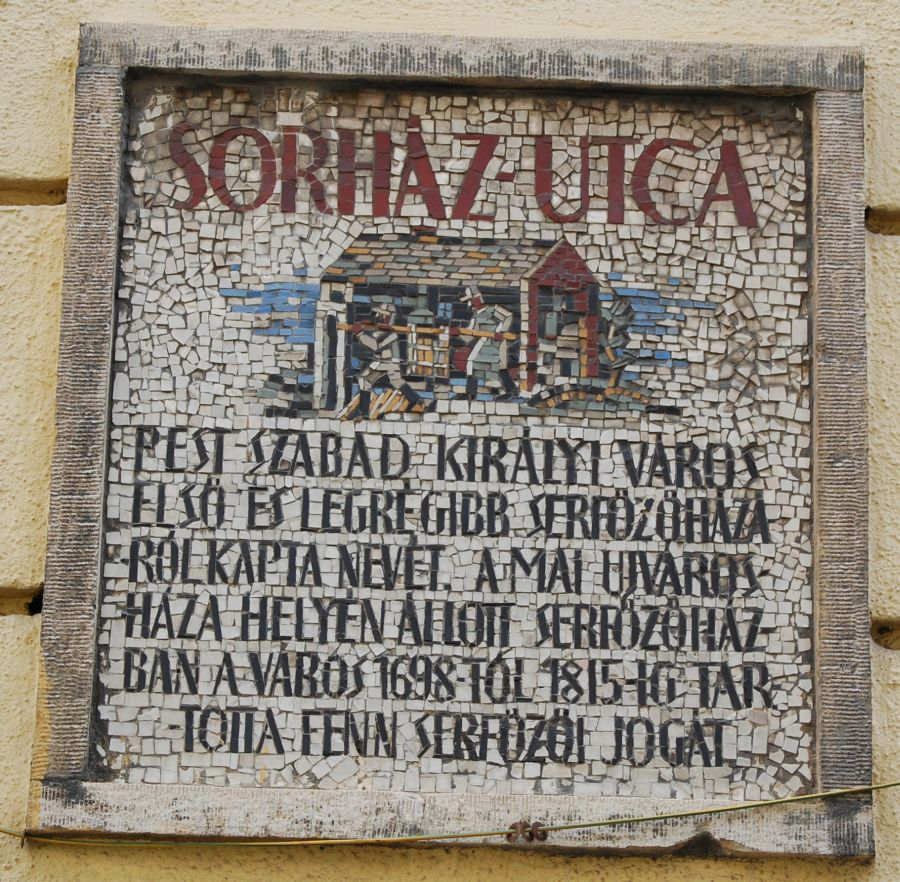
Sörház utca, Sörház utca 7.
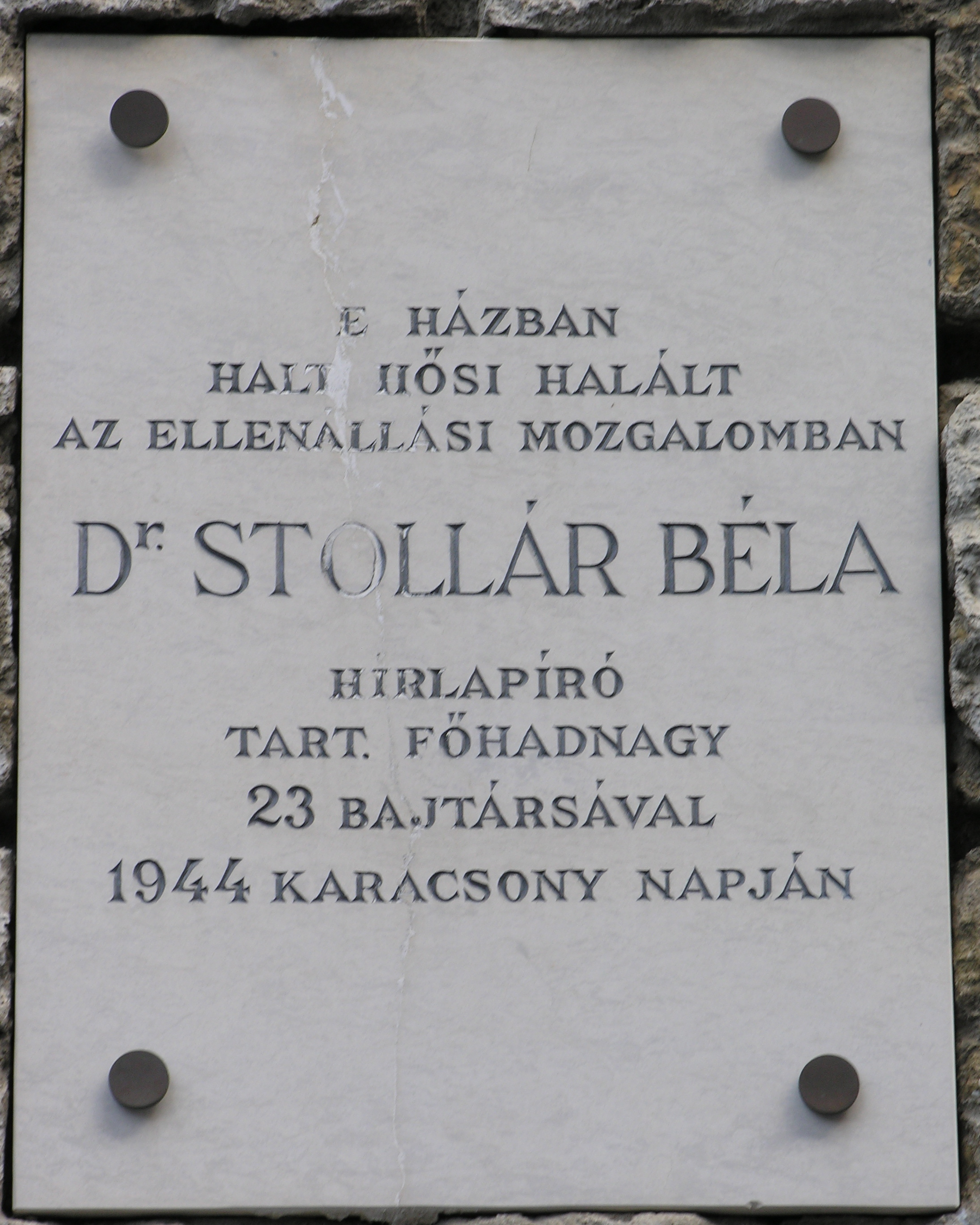
Stollár Béla, Stollár Béla utca 22.
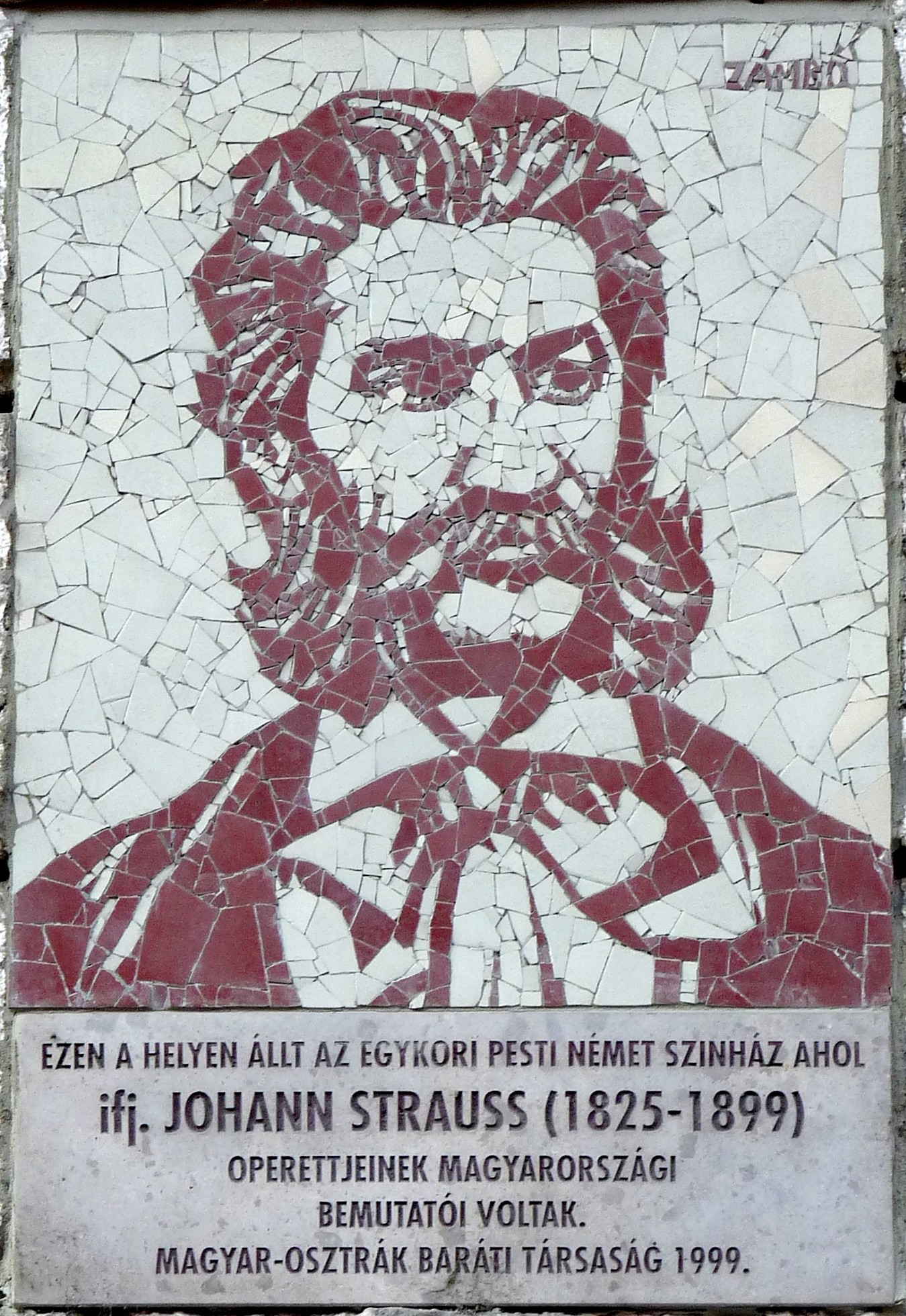
Ifj. Johann Strauss, Báthori utca 24. alkotó: Zámbó Kornél
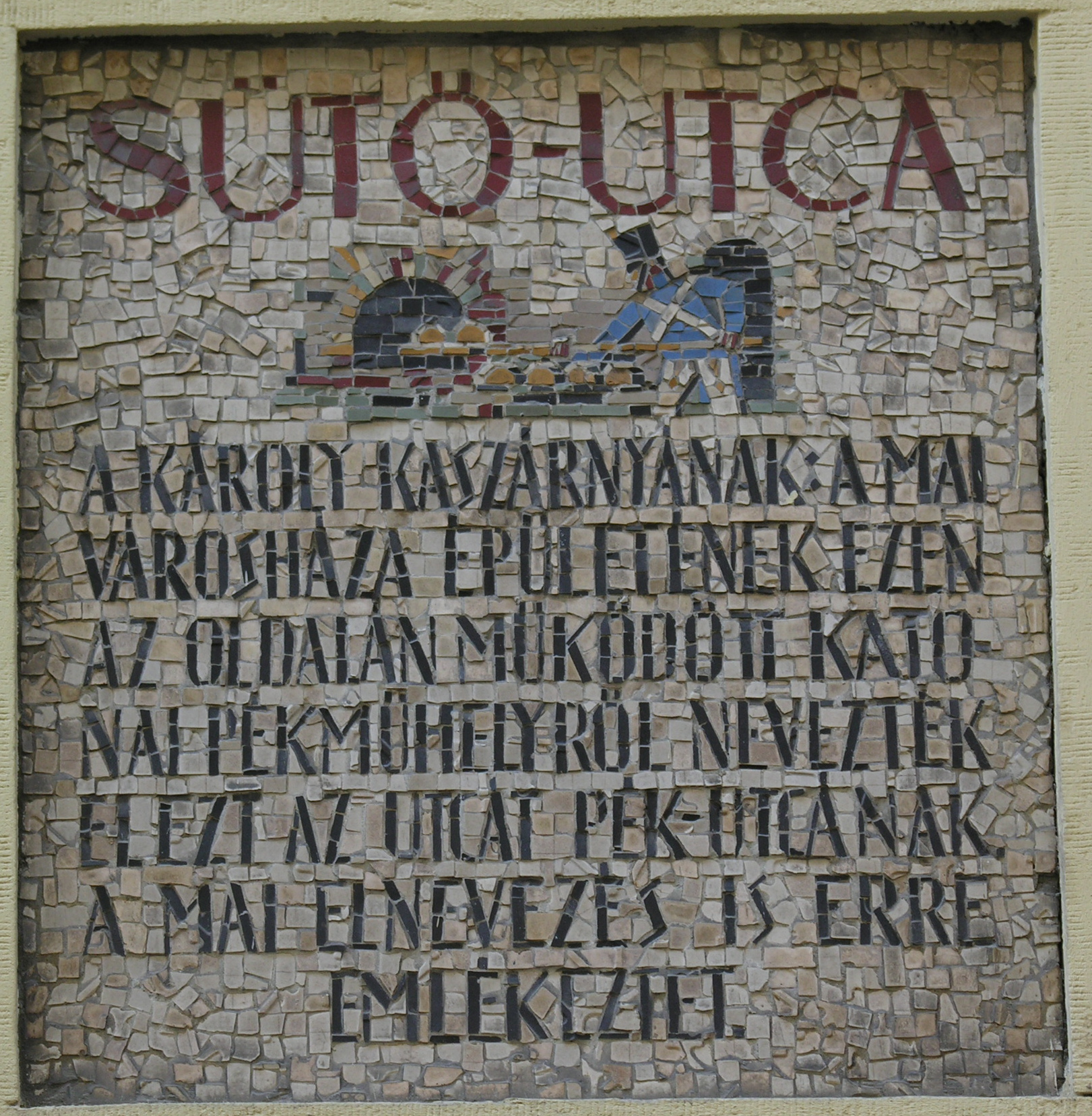
Sütő utca, Sütő utca 2.
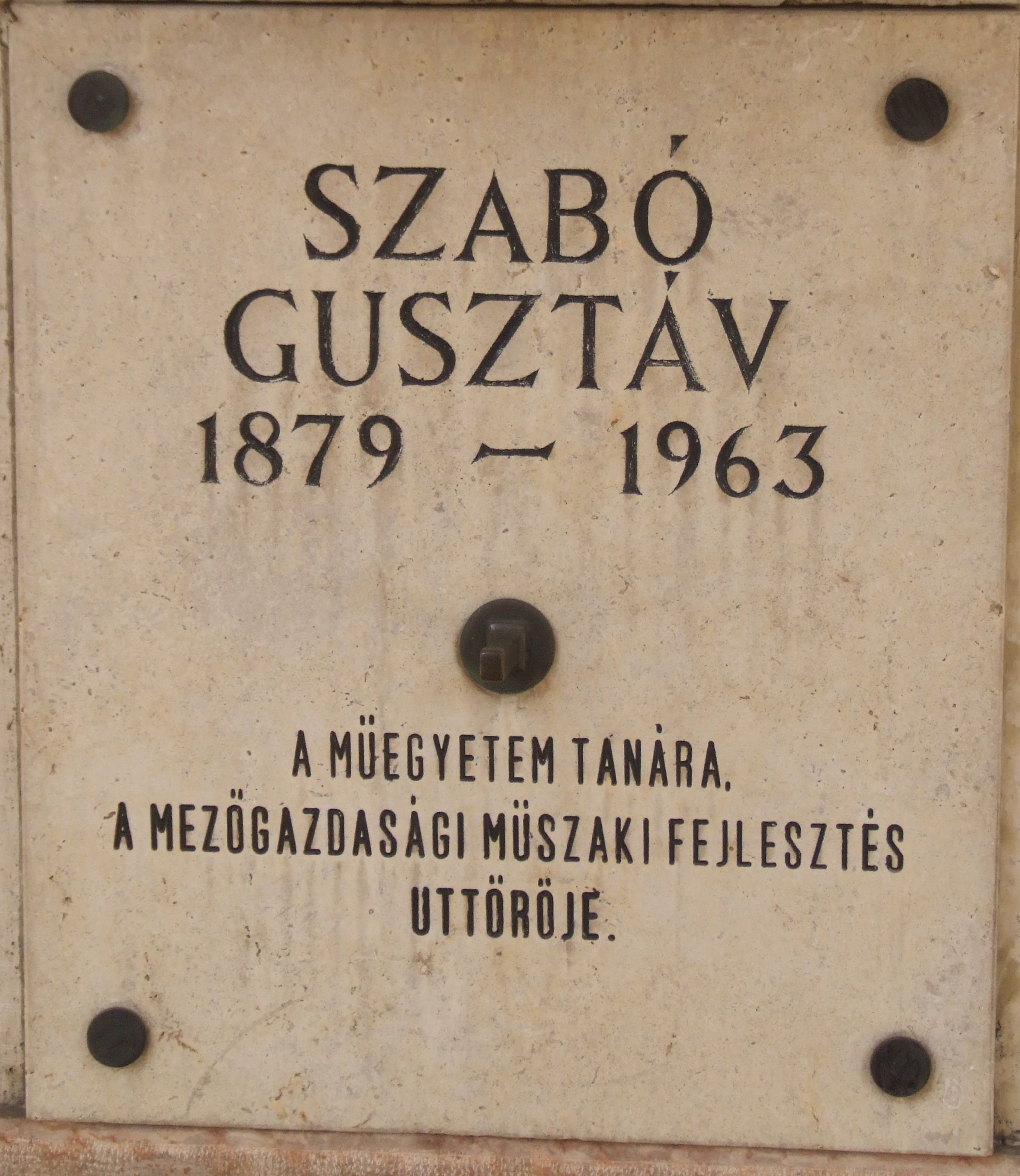
Szabó Gusztáv Kossuth Lajos tér 11.
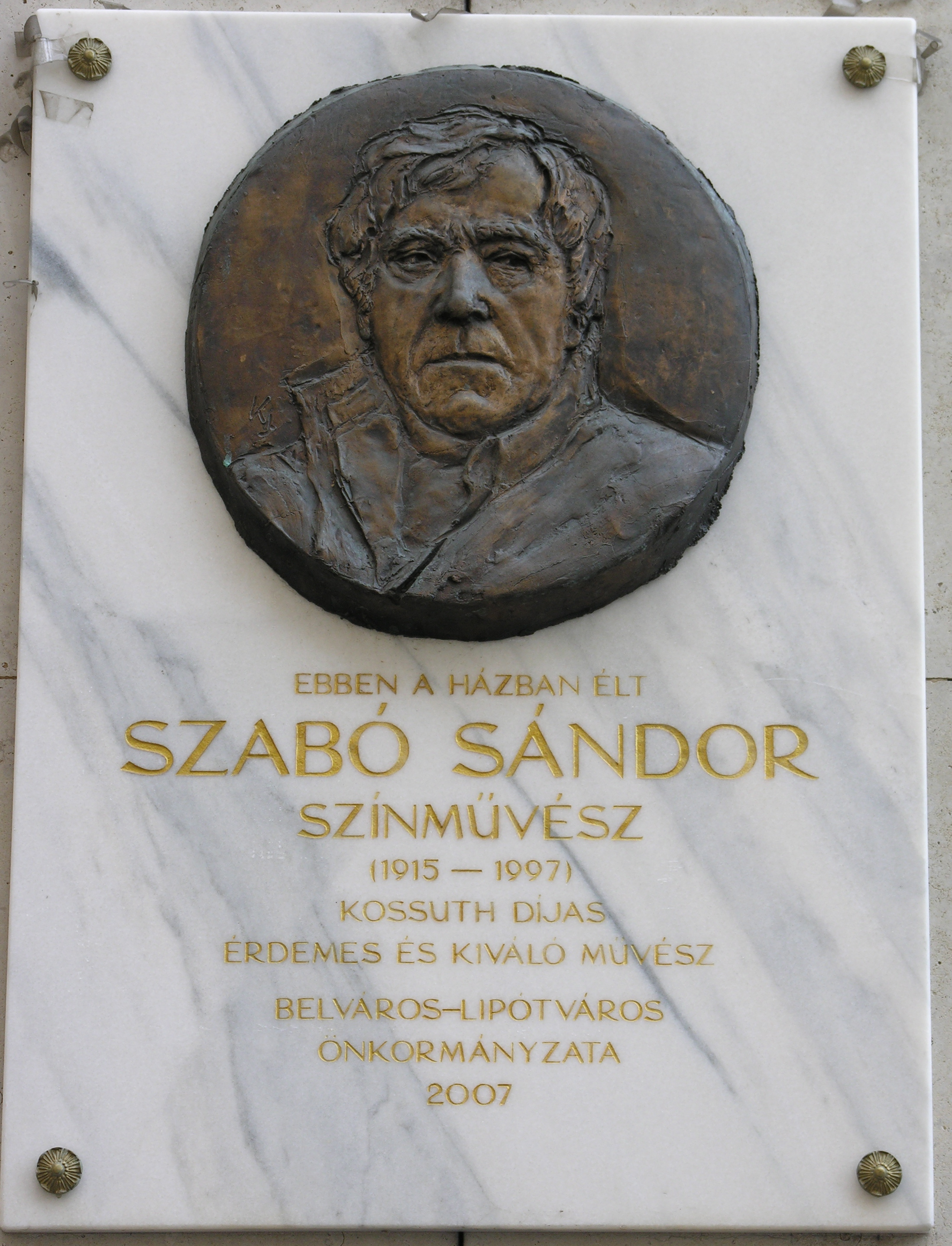
Szabó Sándor, Régi posta utca 5. alkotó: Krasznai János
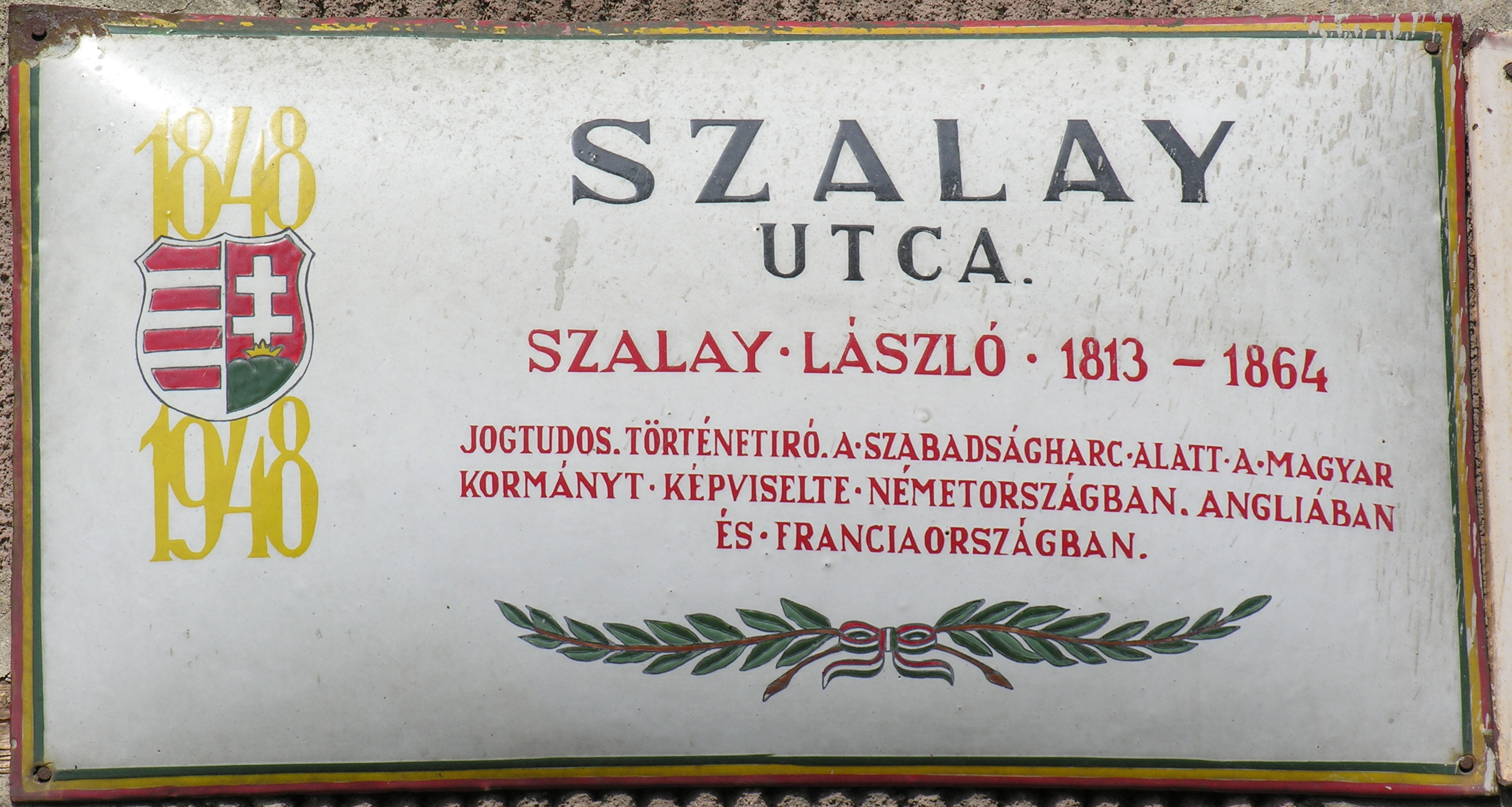
Szalay László, Szalay utca 2.
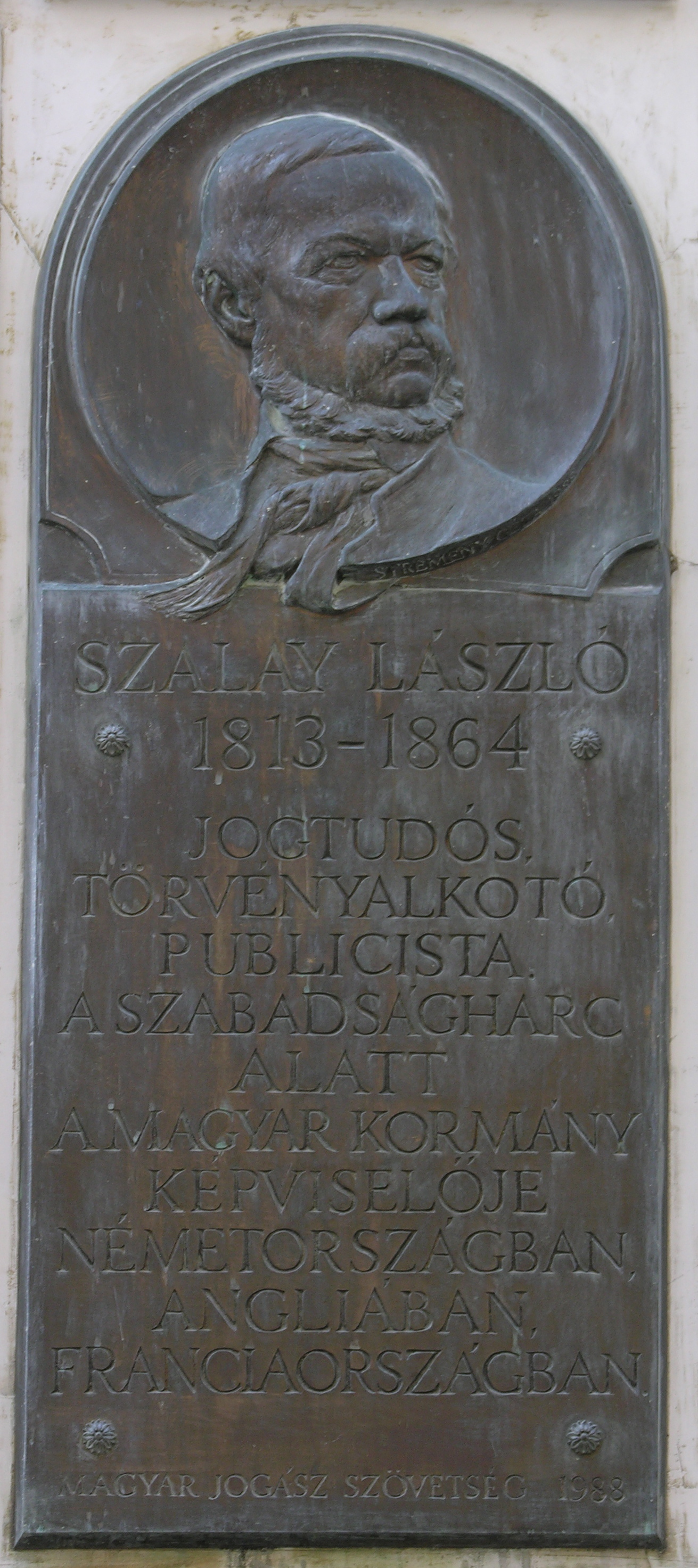
Szalay László, Szalay utca 7.
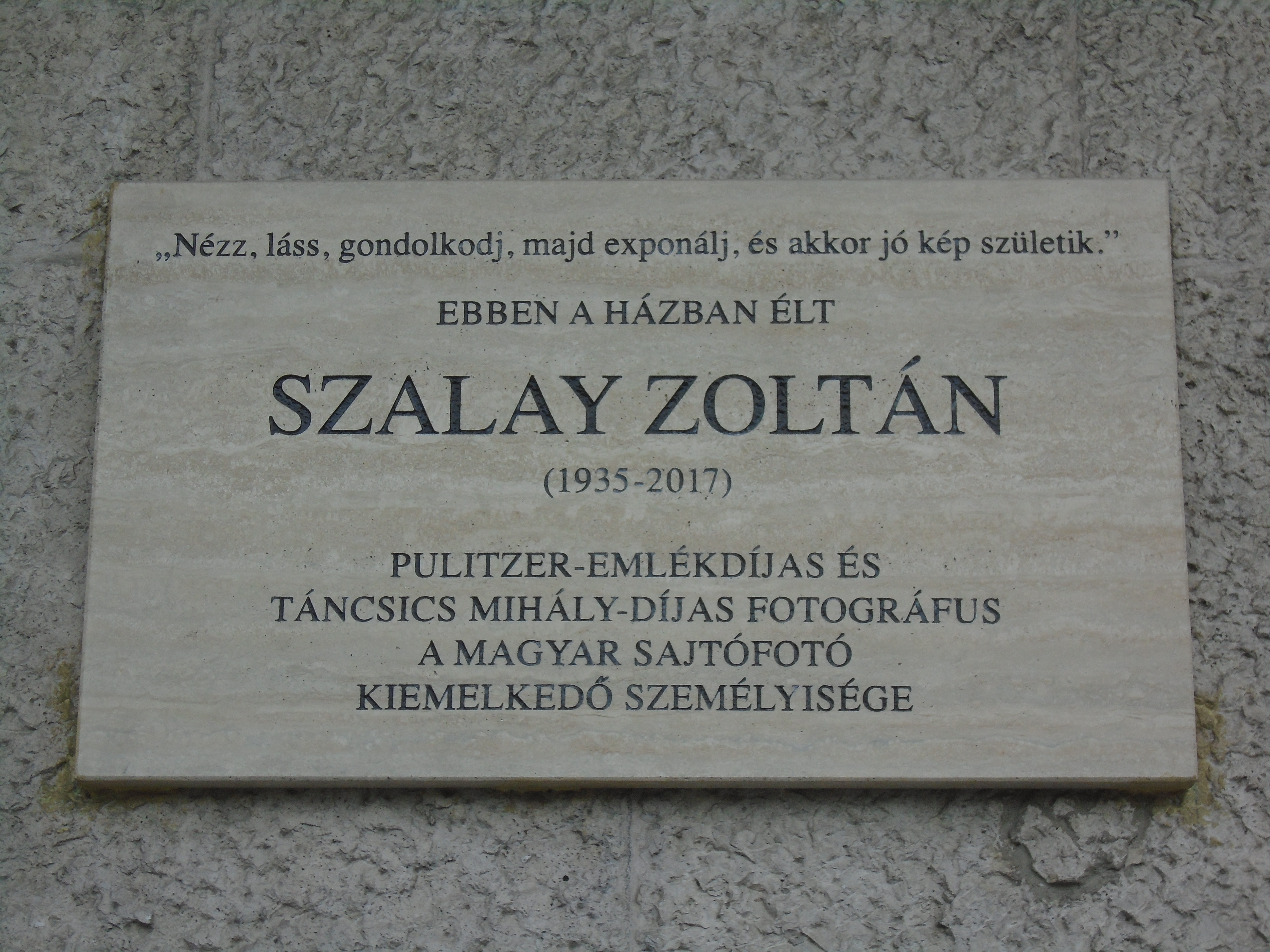
Szalay Zoltán, Belgrád rakpart 2.
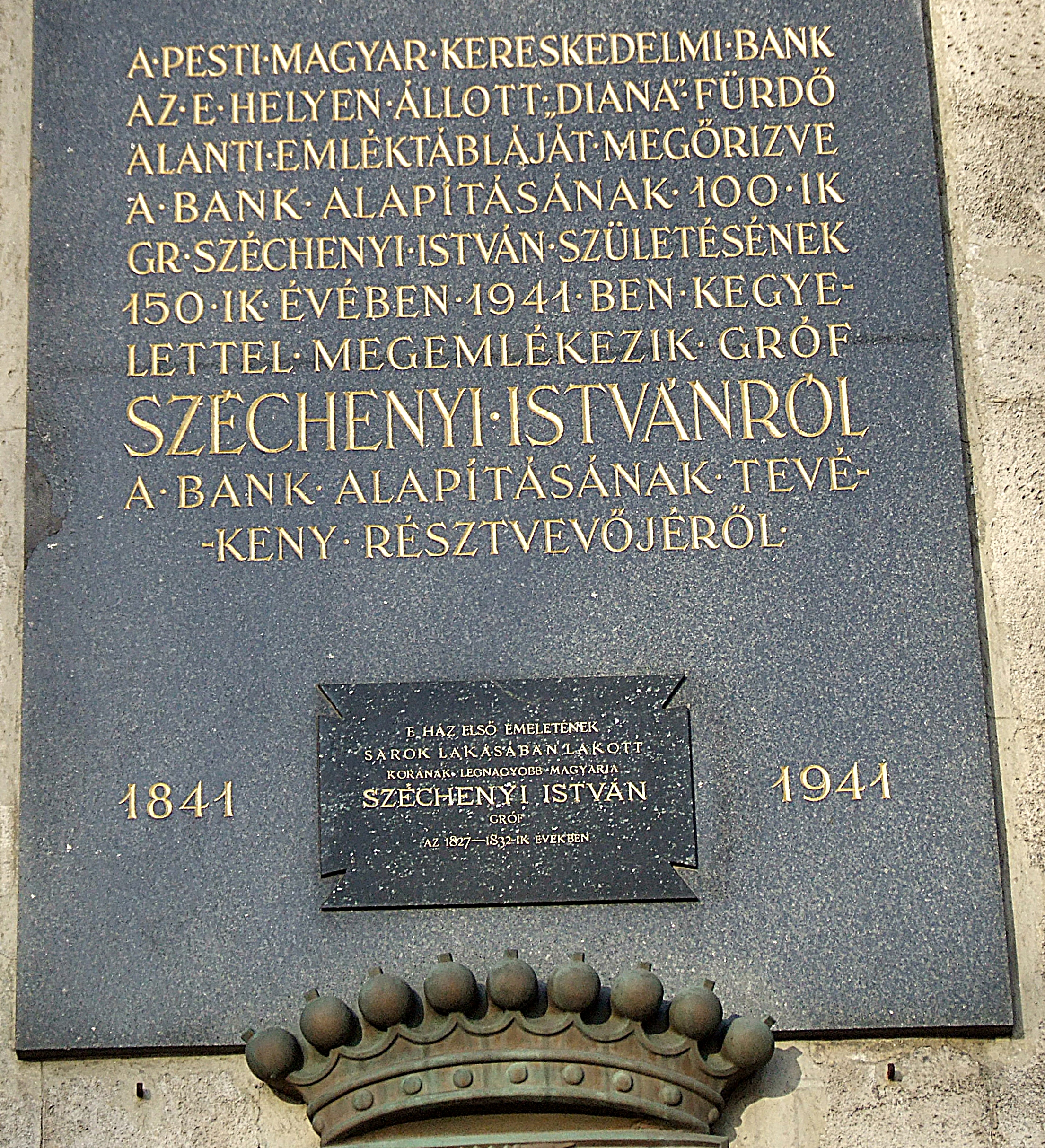
Széchenyi István, Széchenyi István tér 1.
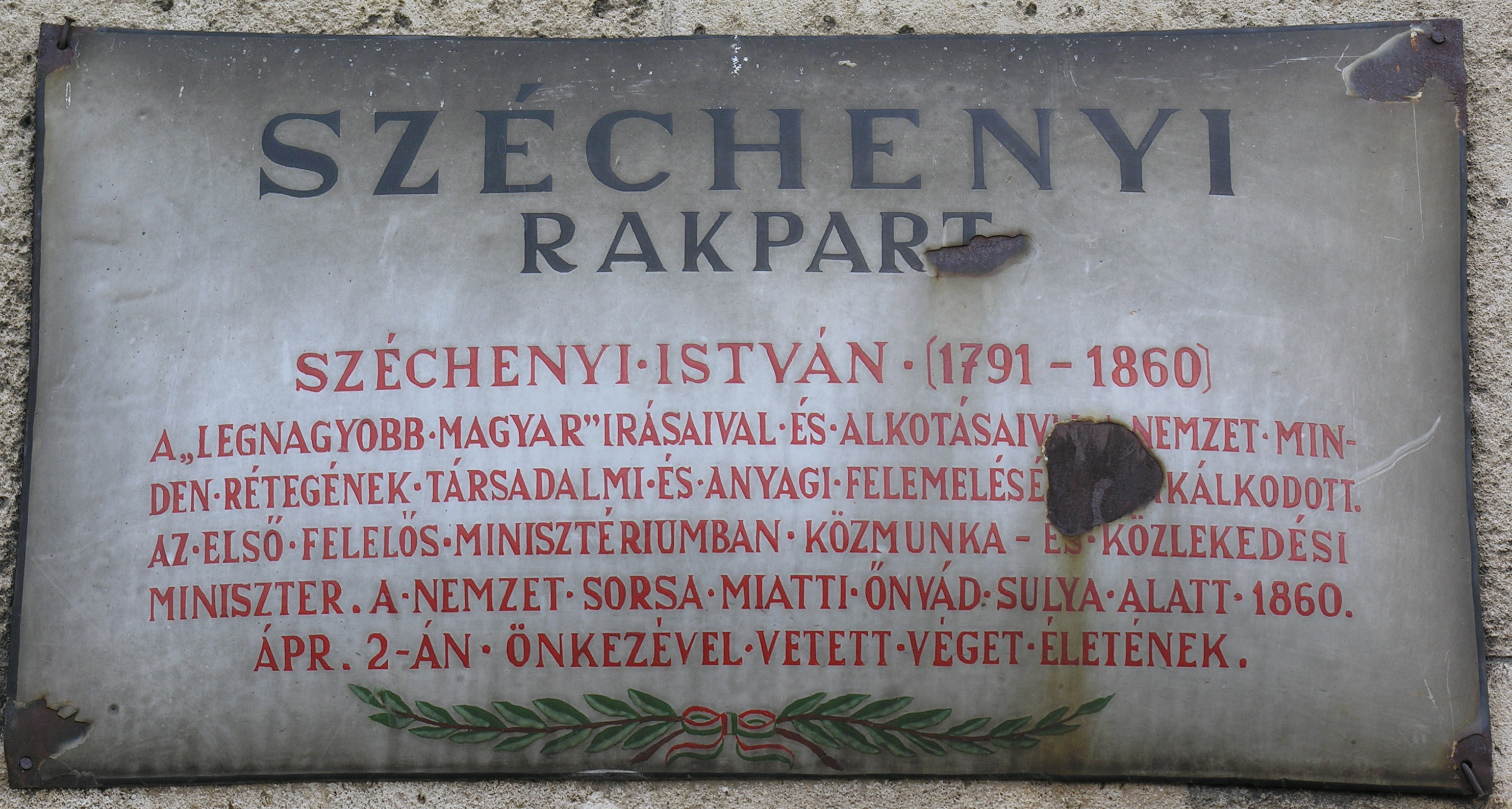
Széchenyi István, Széchenyi rakpart 13.
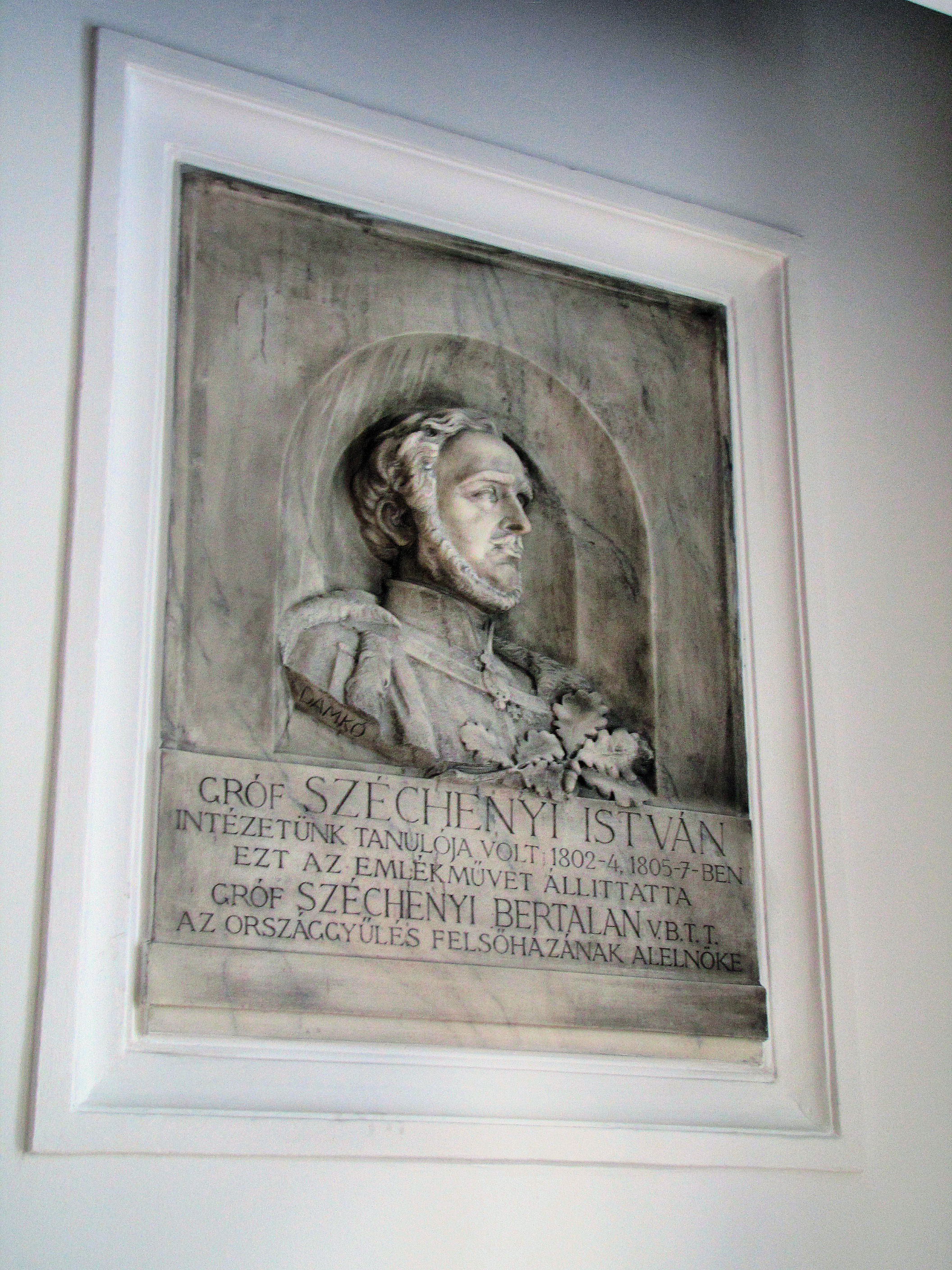
Széchenyi István, Piarista utca 1.
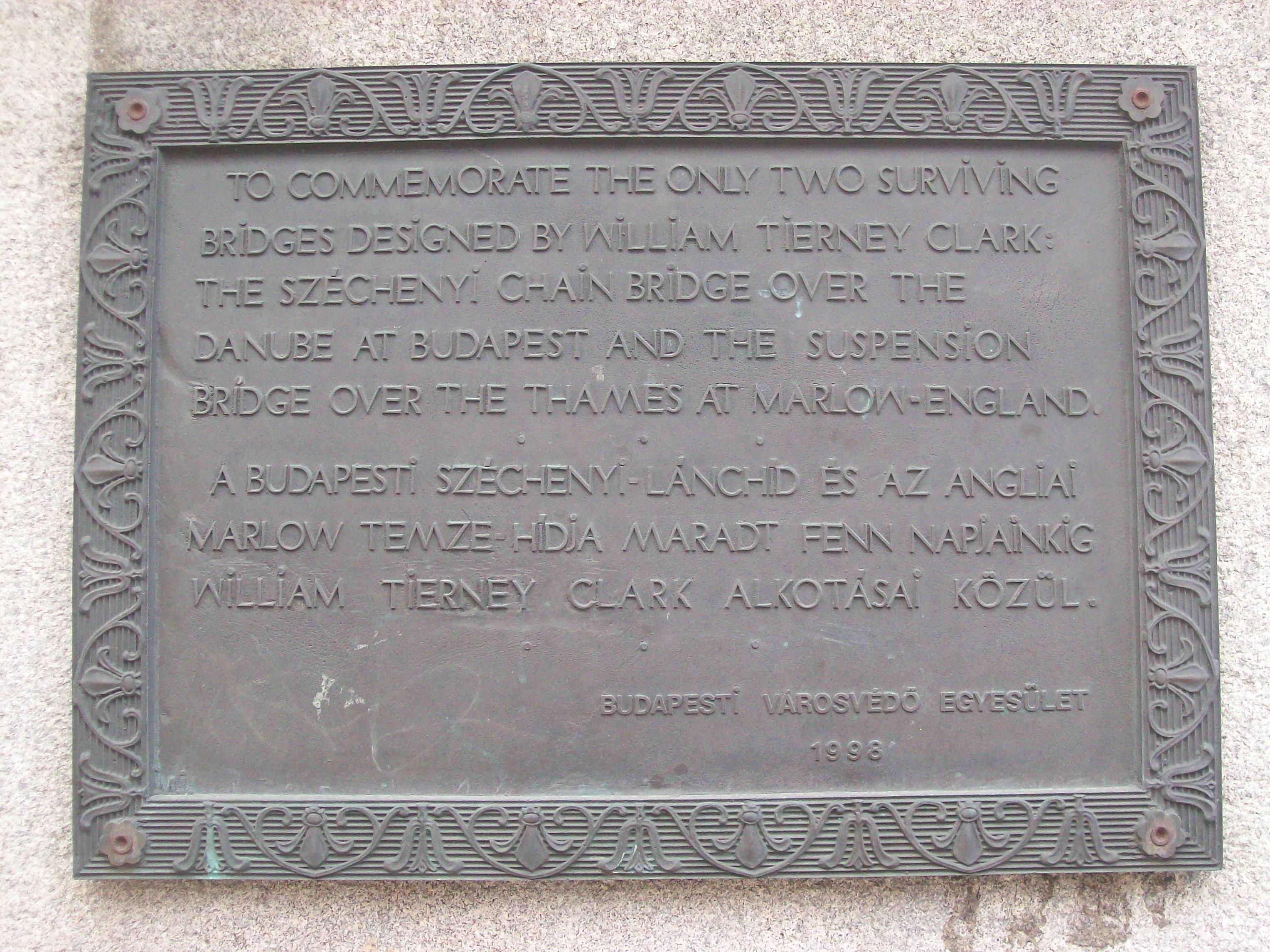
Széchenyi lánchíd, Roosevelt tér
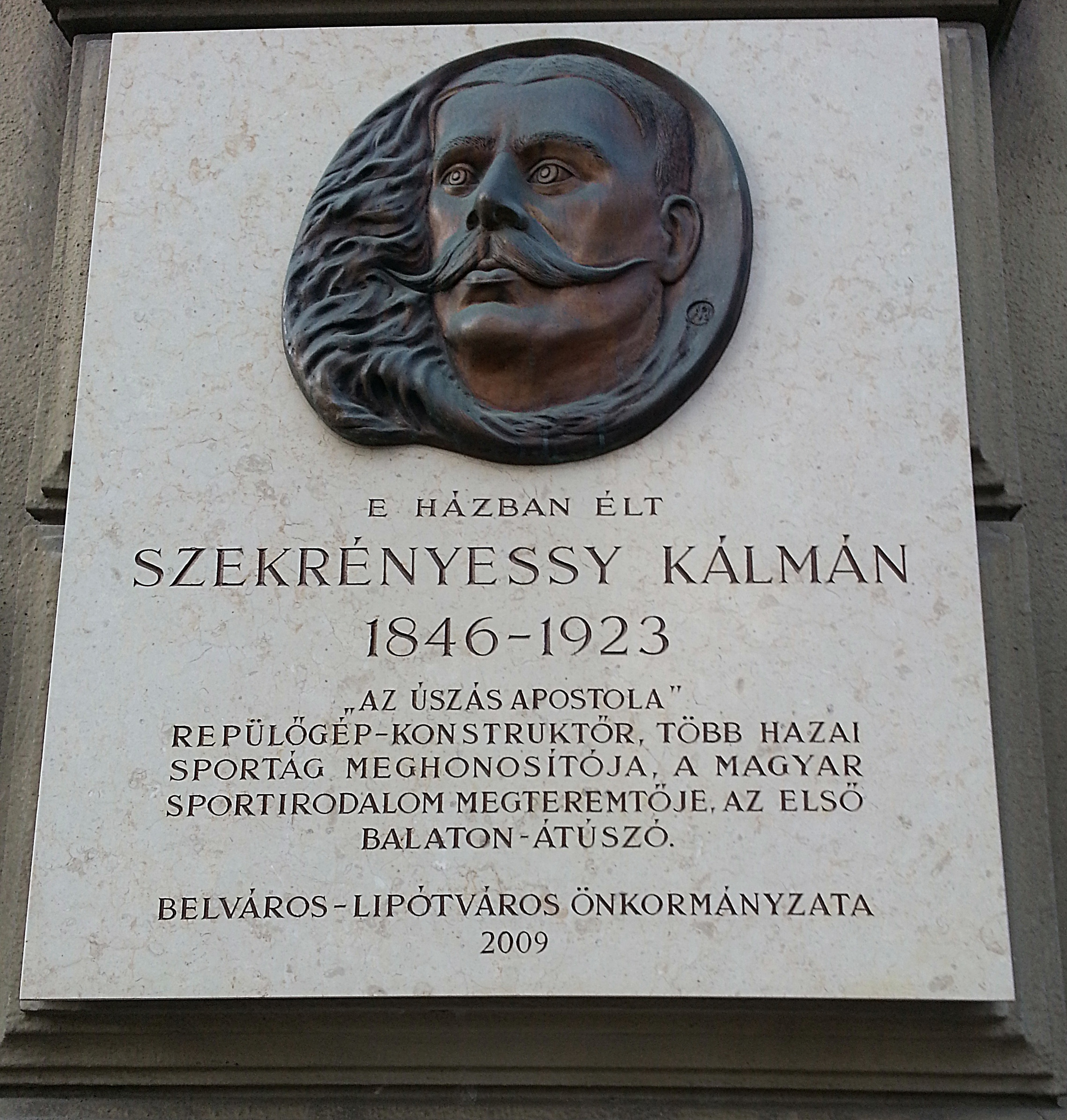
Szekrényessy Kálmán, Ferenciek tere 7–8. alkotó: Árkosi-Nagy Judit
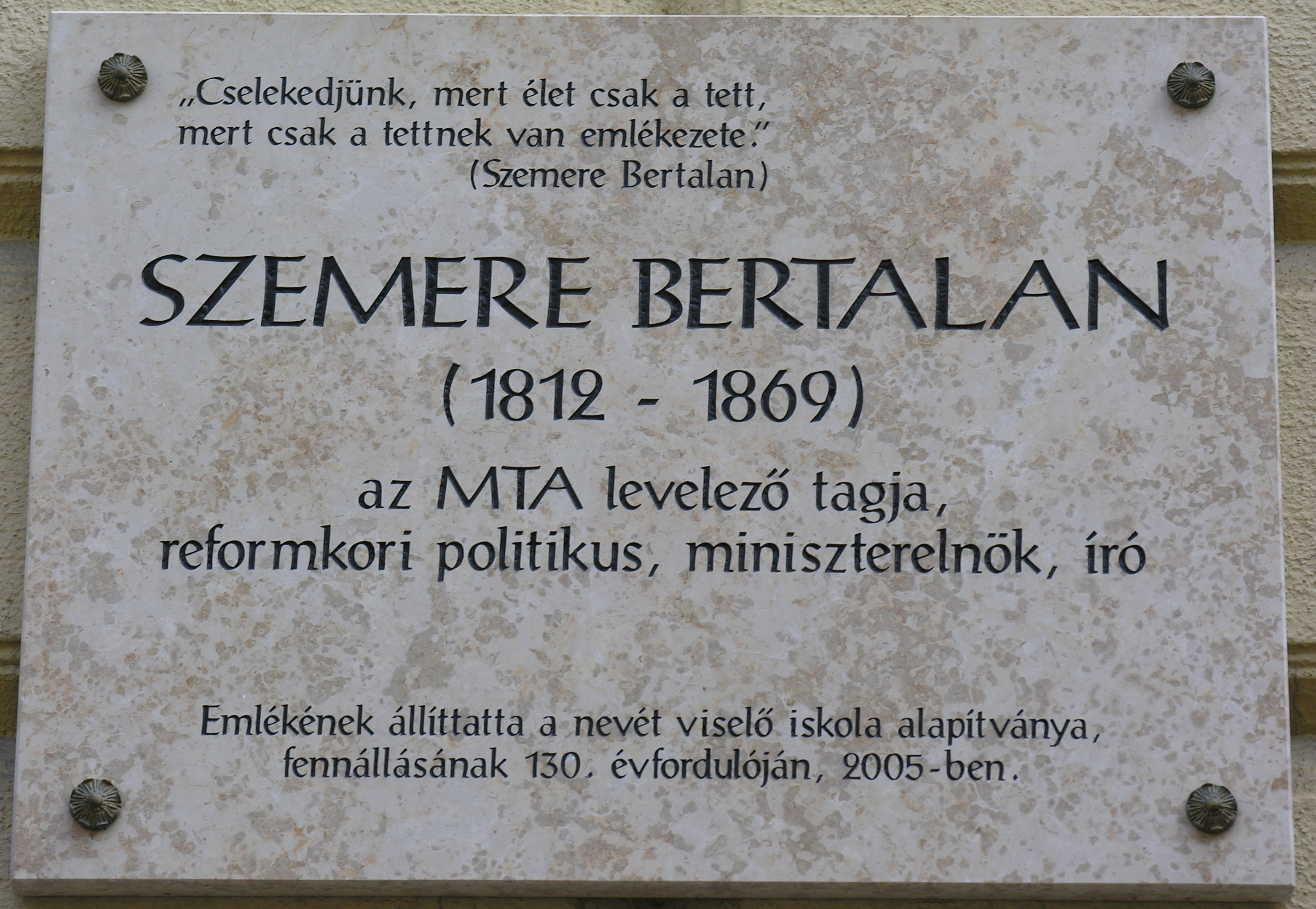
Szemere Bertalan, Szemere utca 3–5.
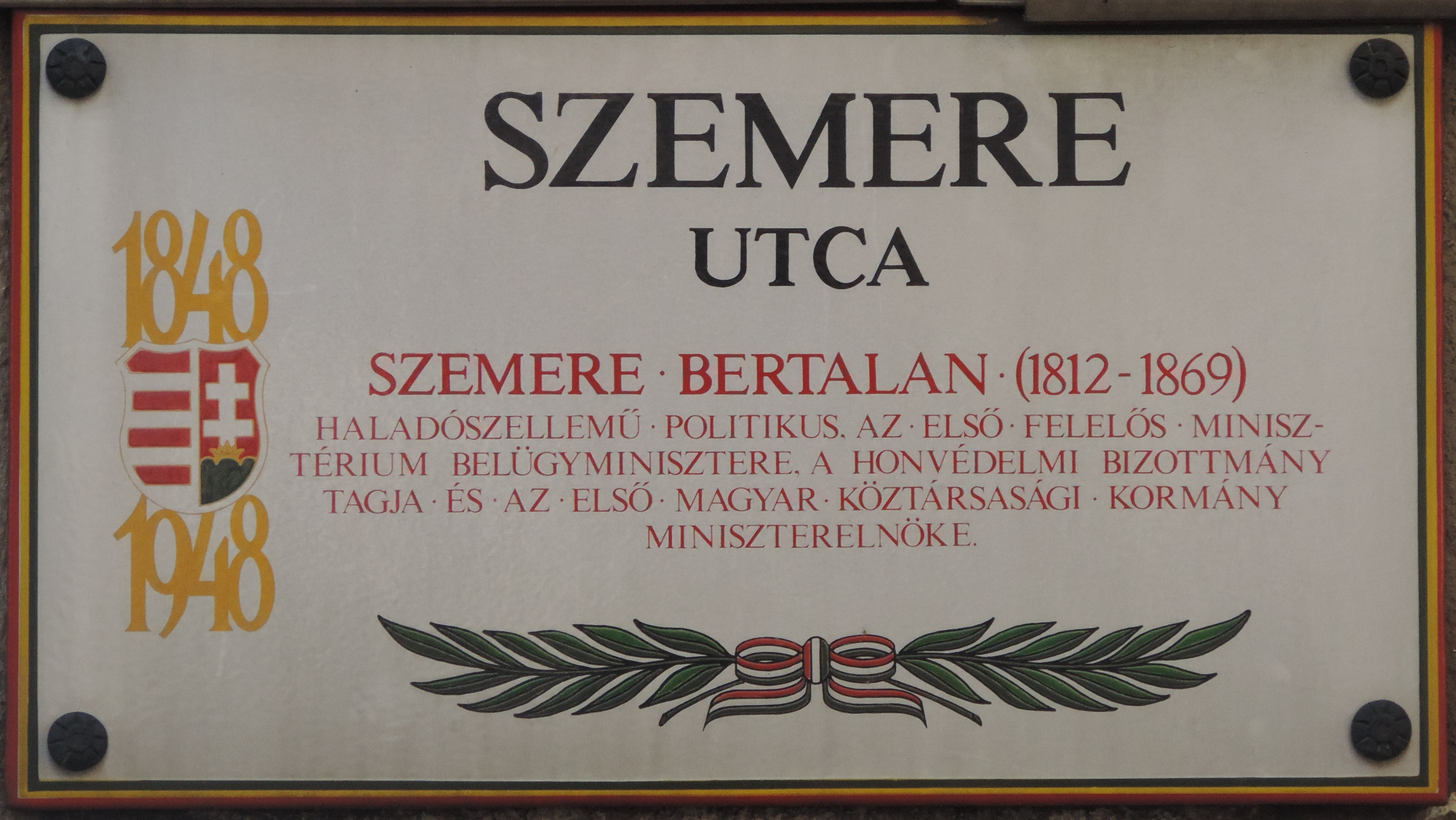
Szemere Bertalan, Szemere utca 12.
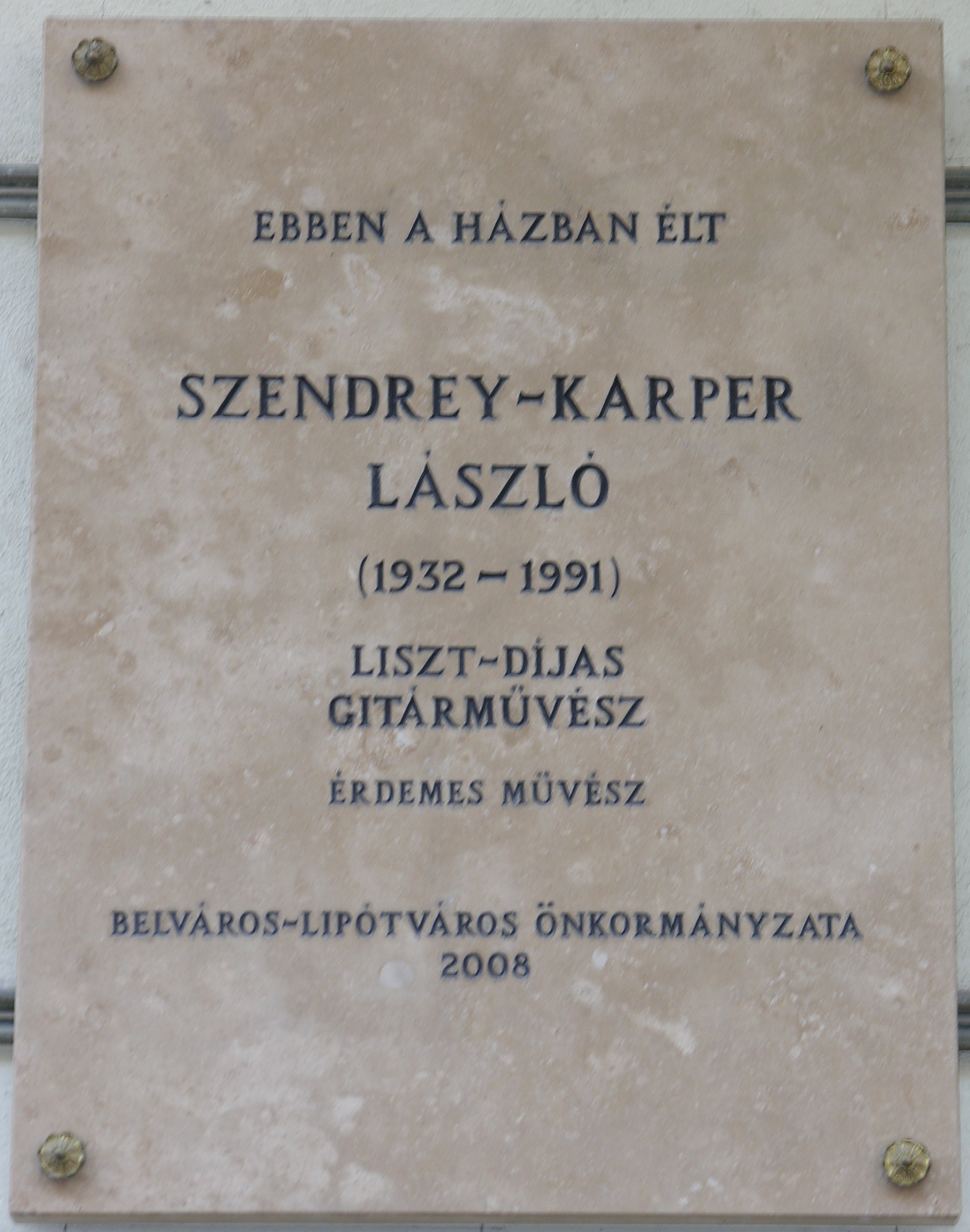
Szendrey-Karper László, Váci utca 42.
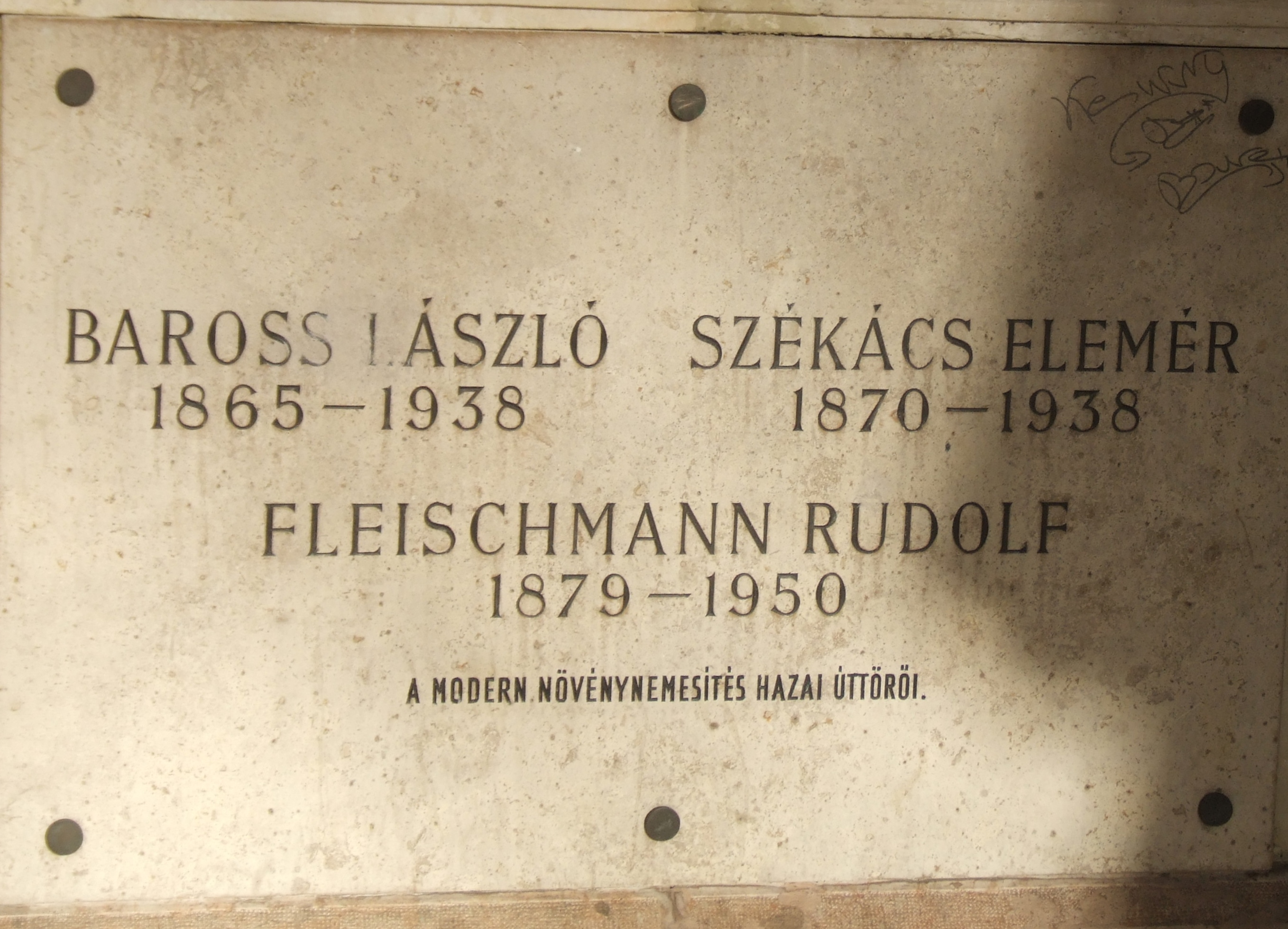
Székács Elemér, Kossuth tér 11.
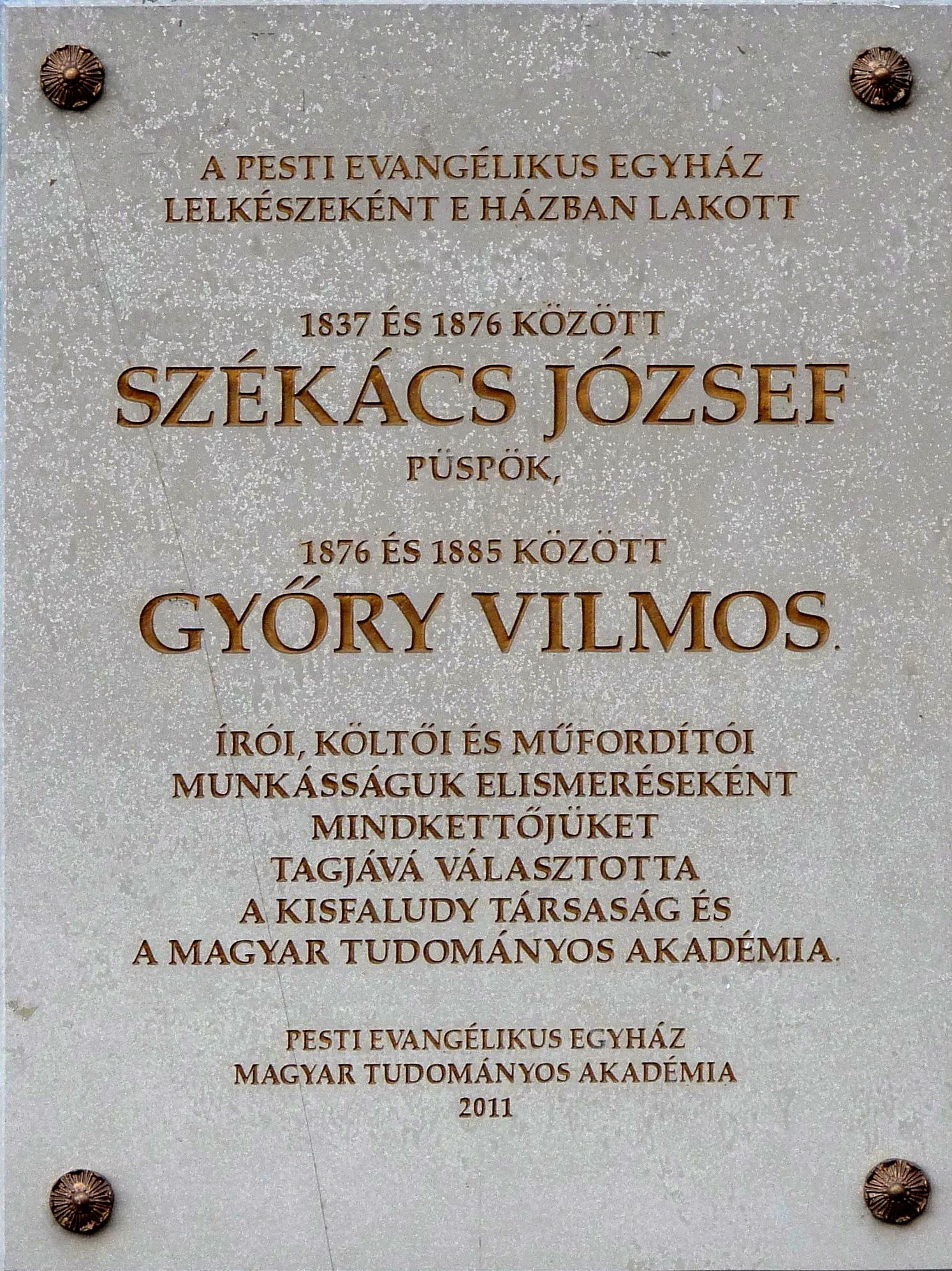
Székács József, Deák Ferenc tér 5.
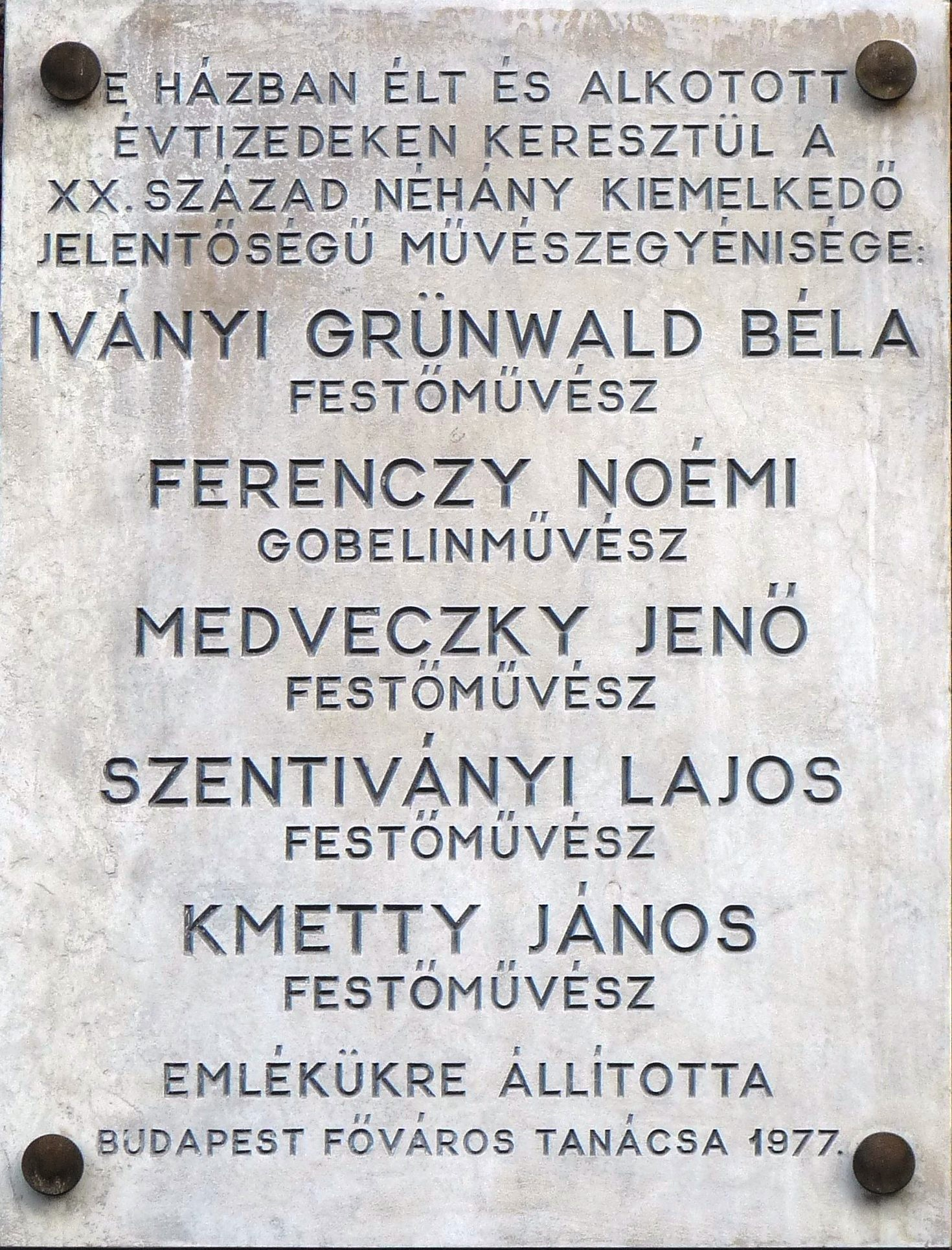
Szentiványi Lajos, Deák Ferenc utca 23.
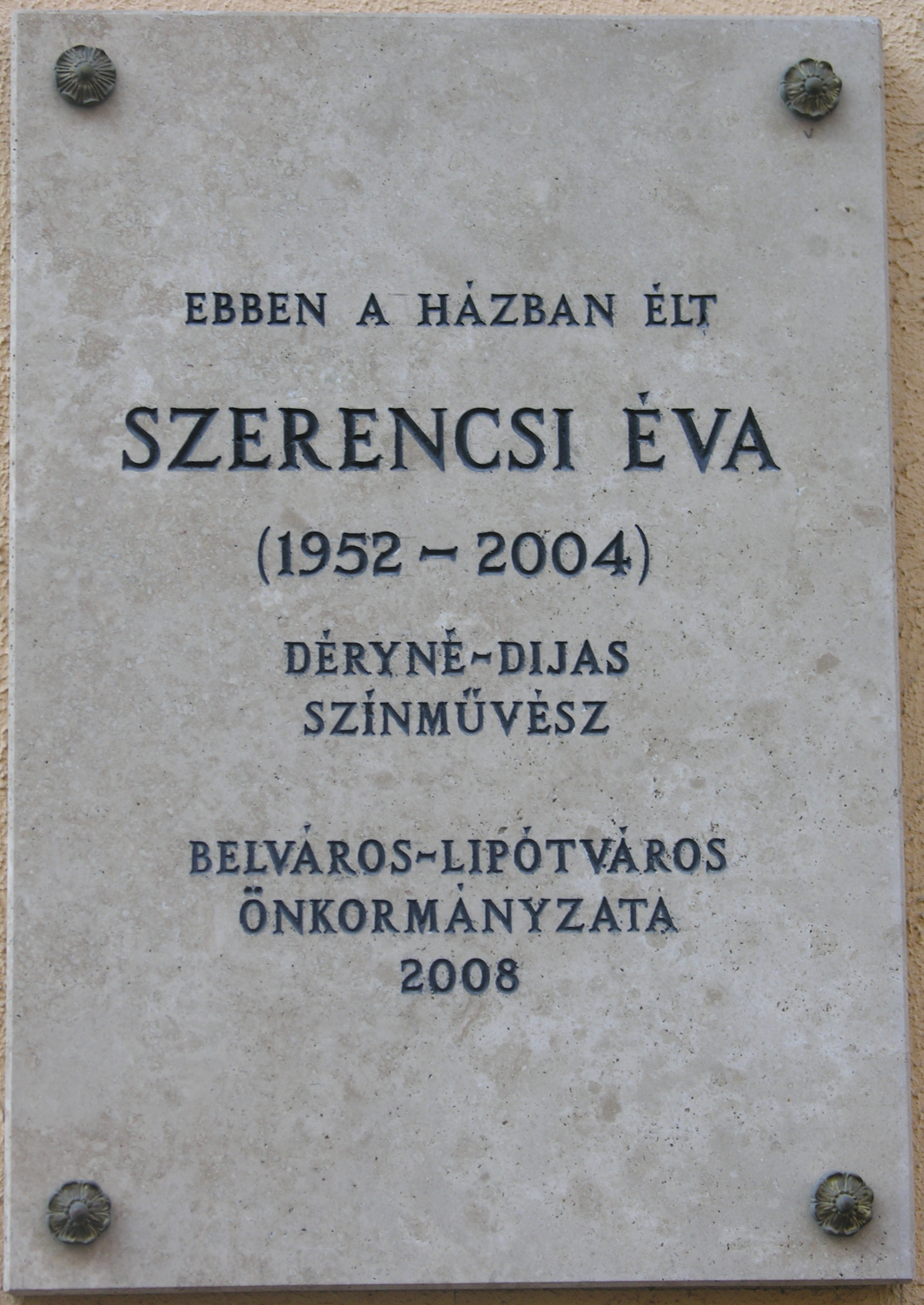
Szerencsi Éva, Báthori utca 22.
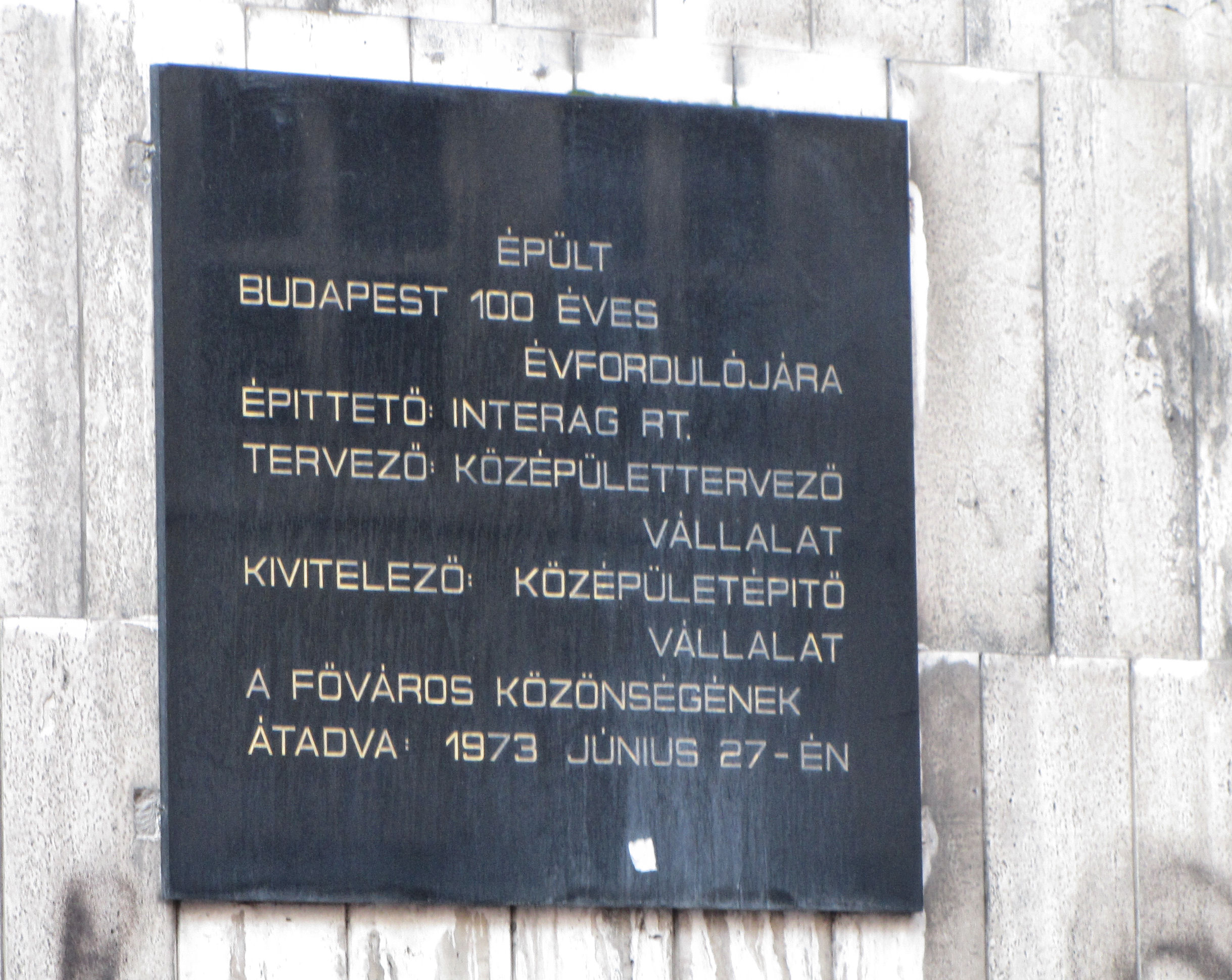
Szervita téri parkolóház, Szervita tér 8.
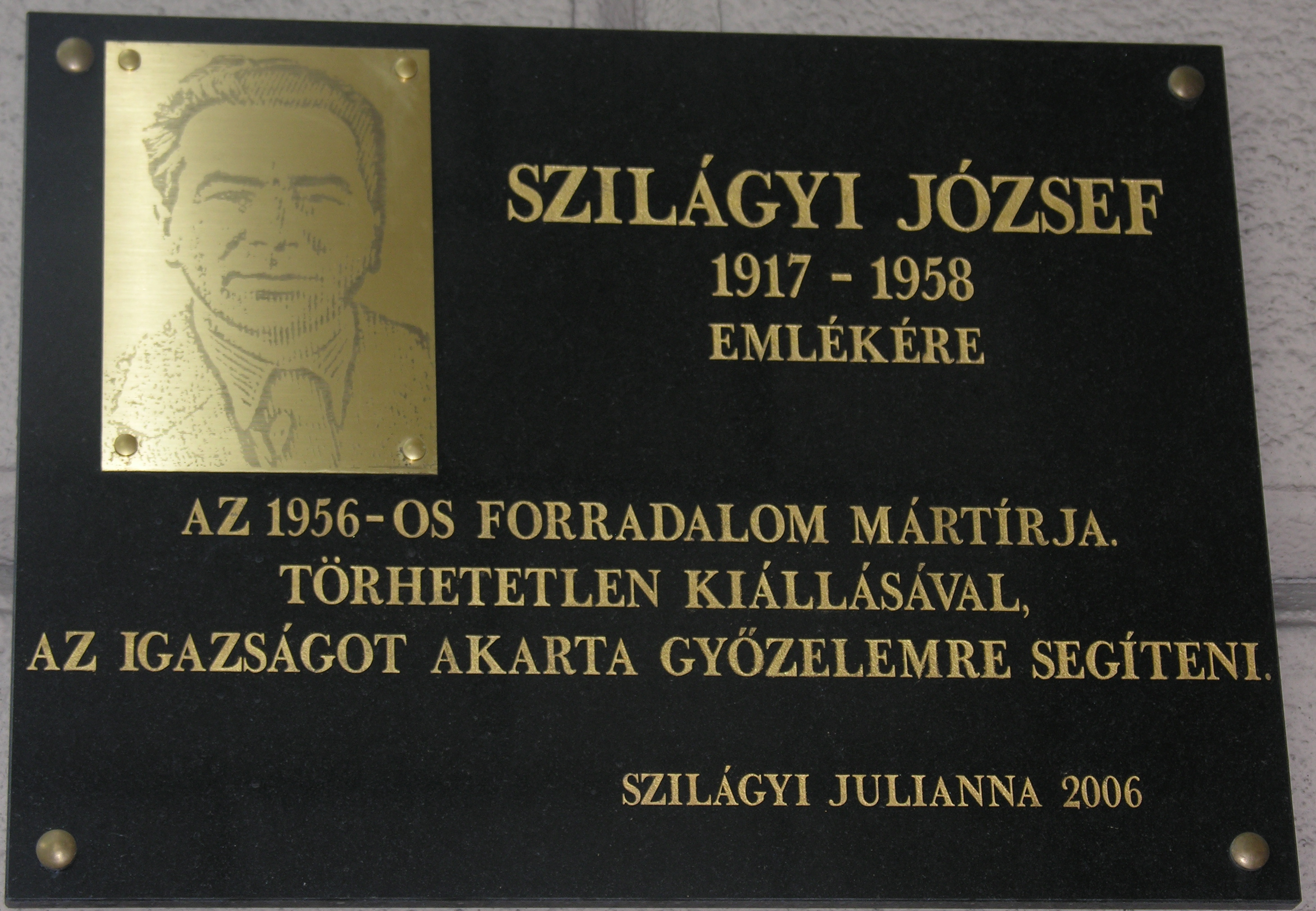
Szilágyi József, Báthori utca 2.
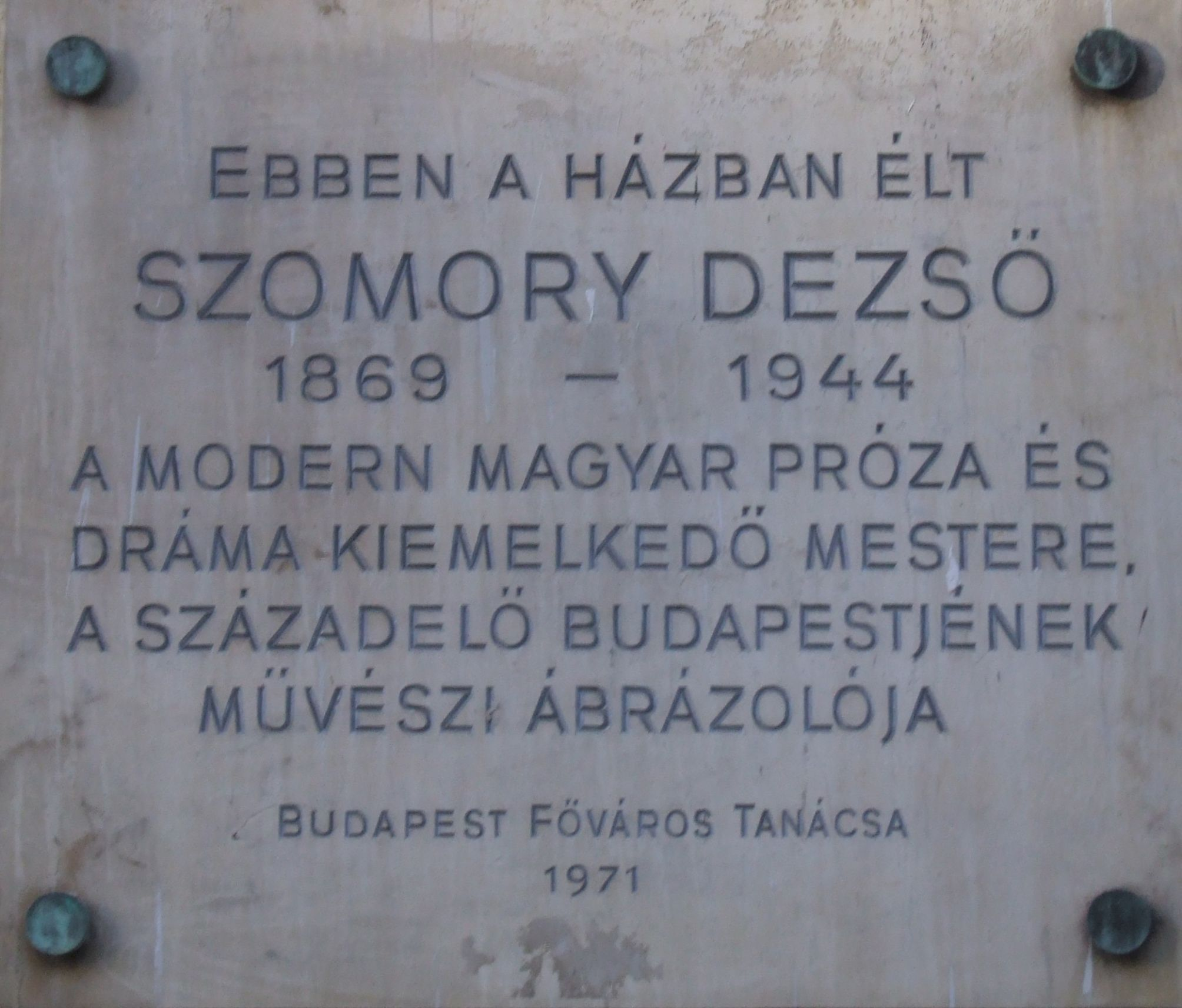
Szomory Dezső, Sütő utca 2.
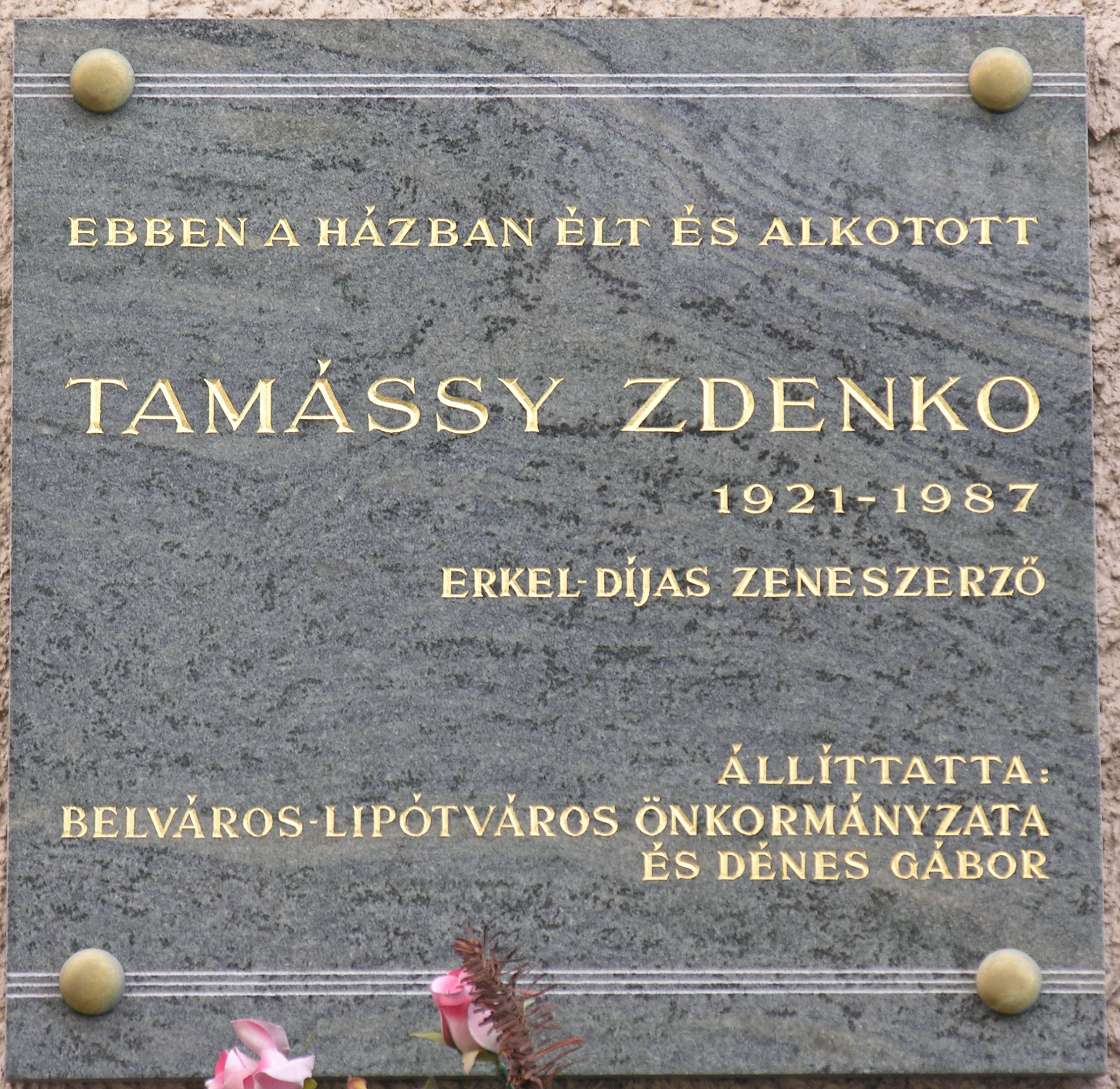
Tamássy Zdenko, Markó utca 3/a
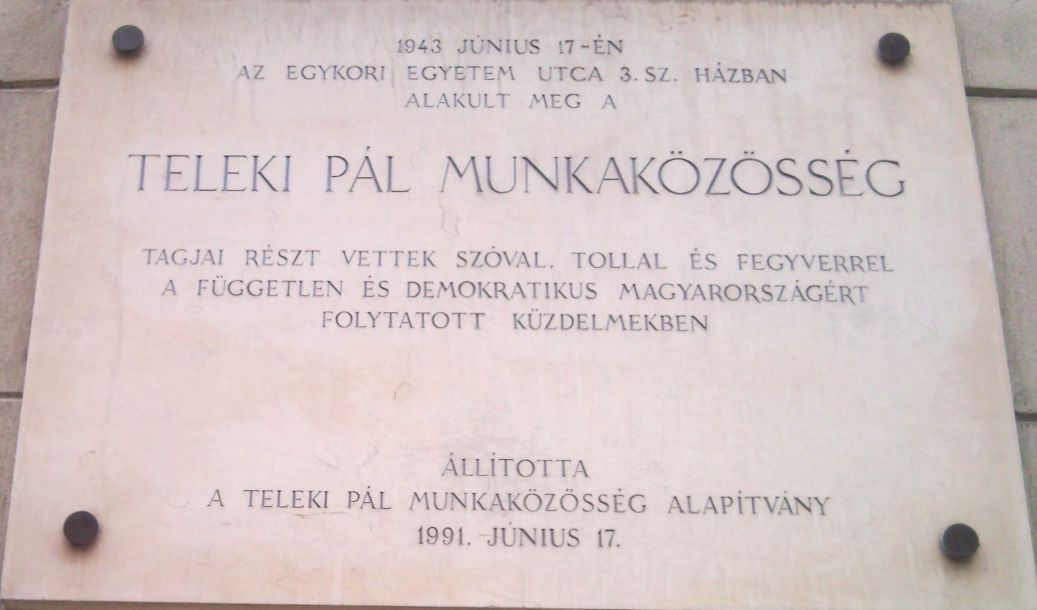
Teleki Pál Munkaközösség, Károlyi utca 9.
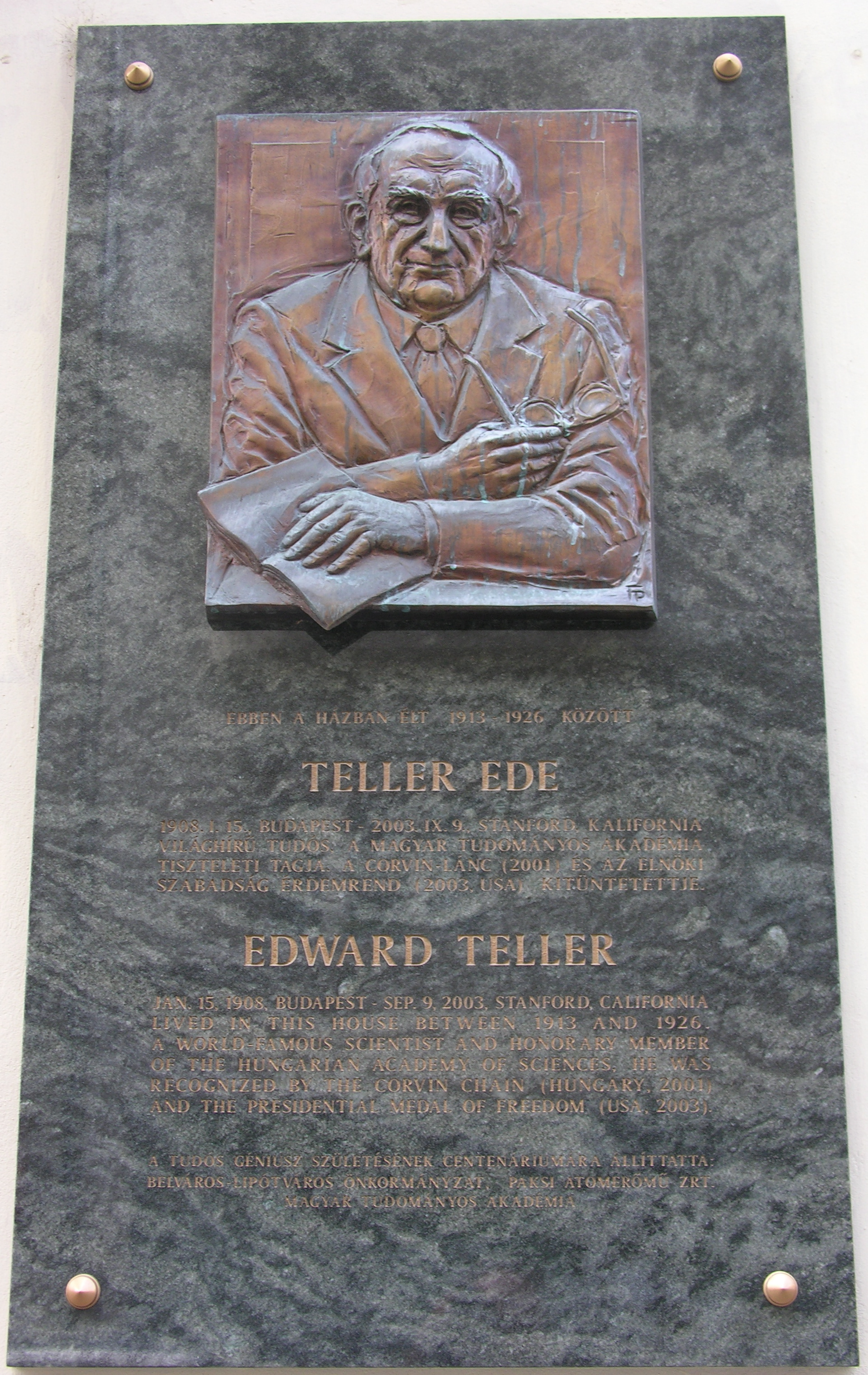
Teller Ede, Honvéd utca 18. alkotó: Farkas Pál
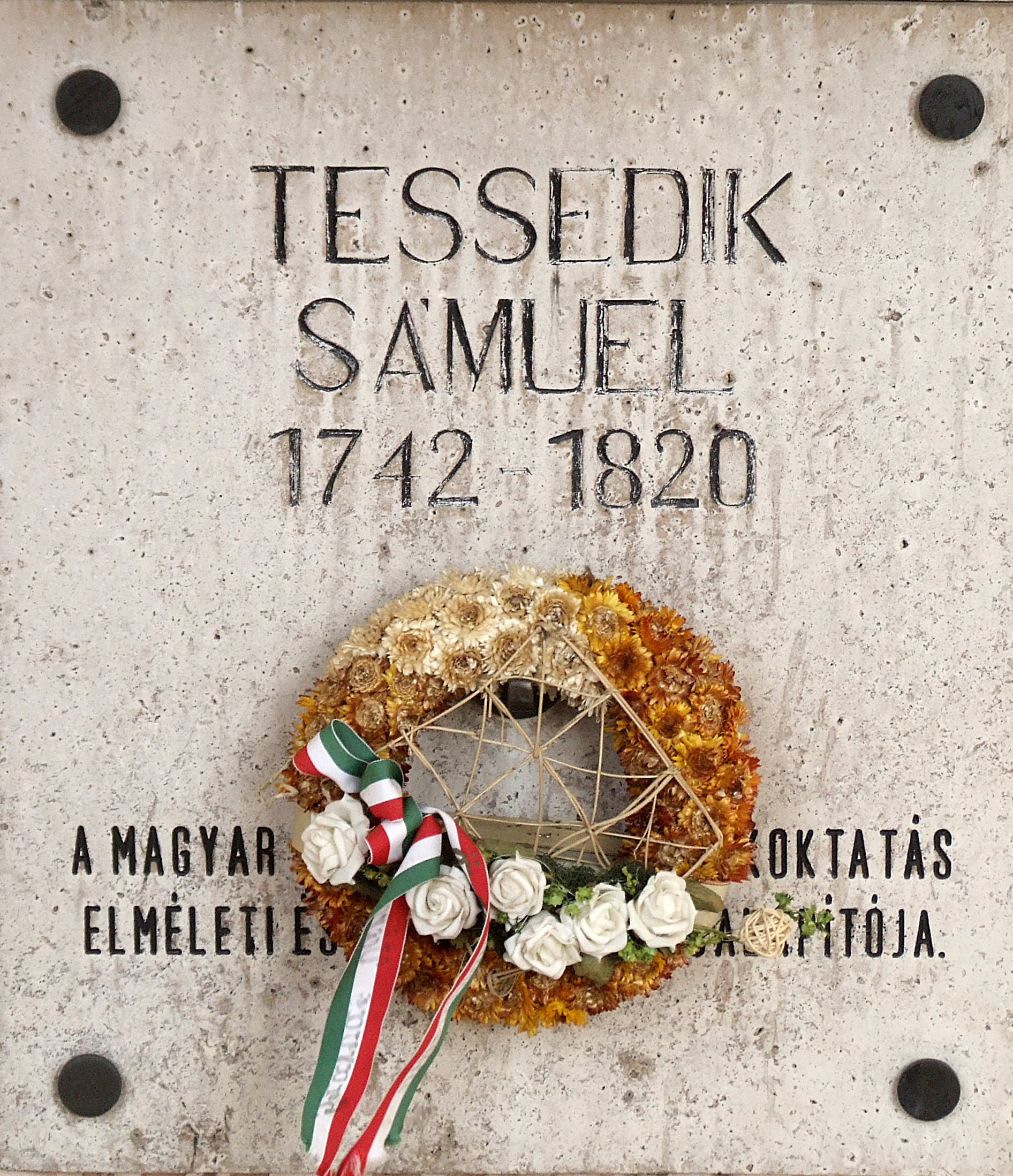
Tessedik Sámuel Kossuth tér 11.
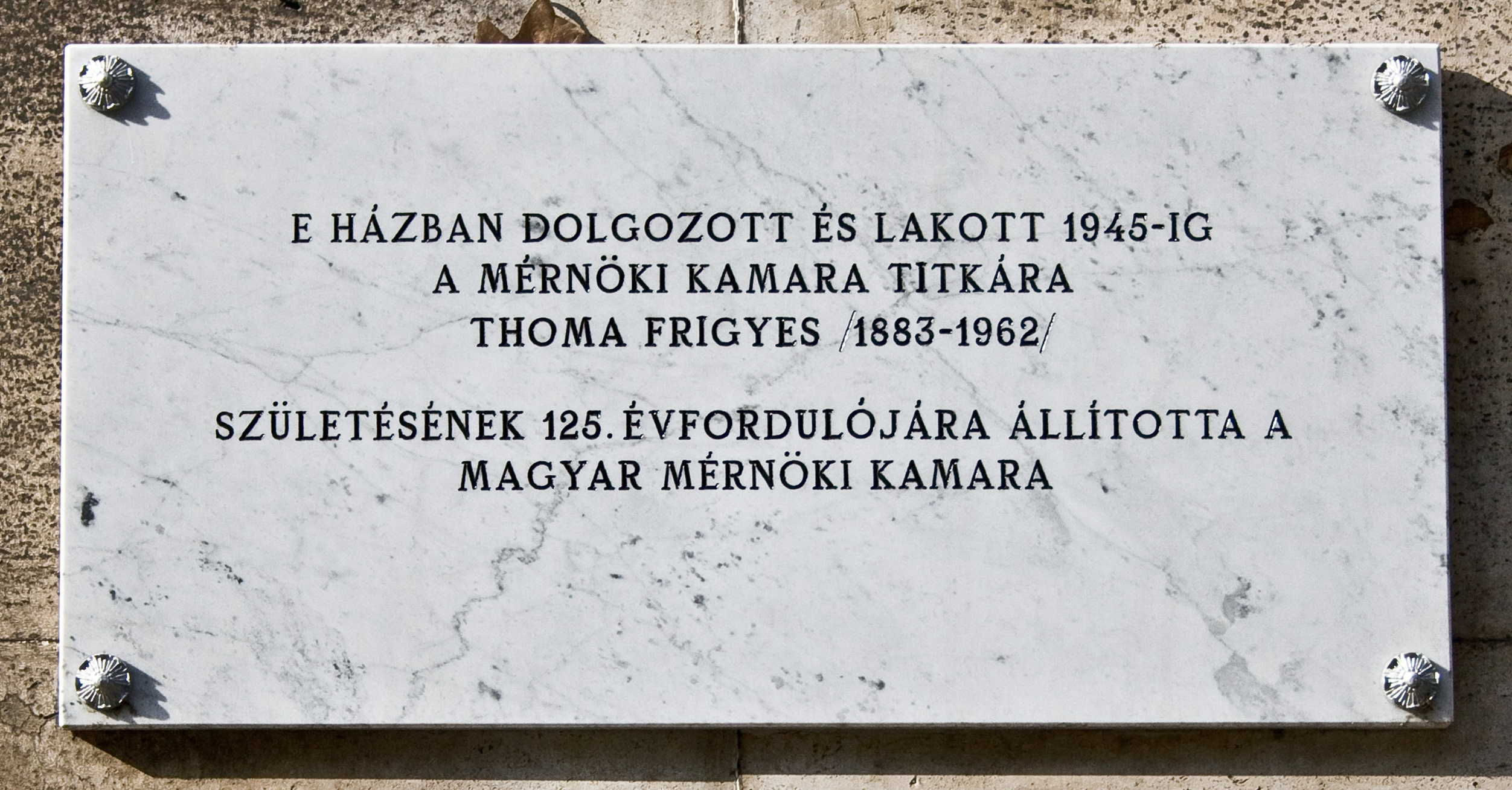
Thoma Frigyes, Szalay utca 4.
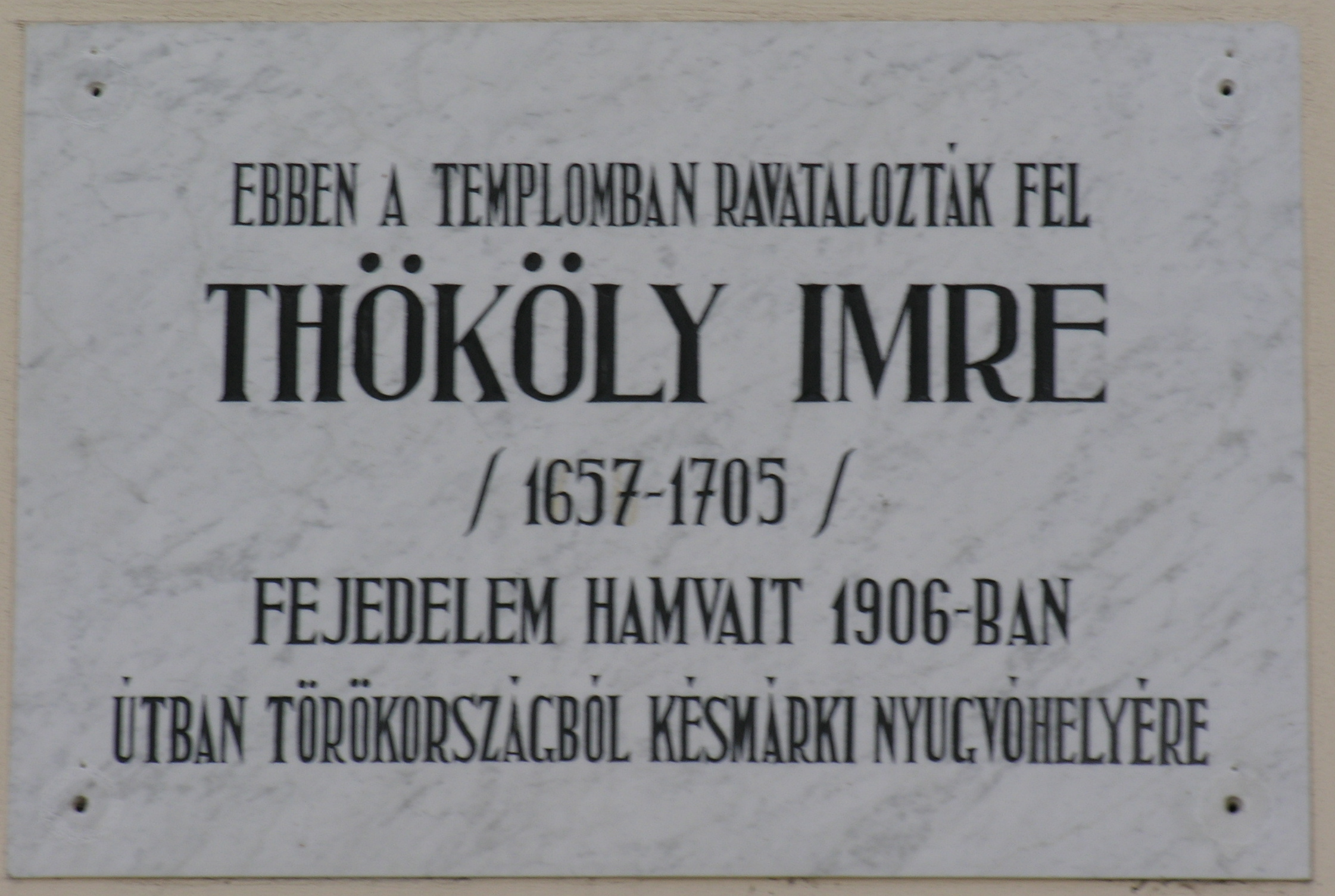
Thököly Imre, Deák Ferenc tér 4–5.
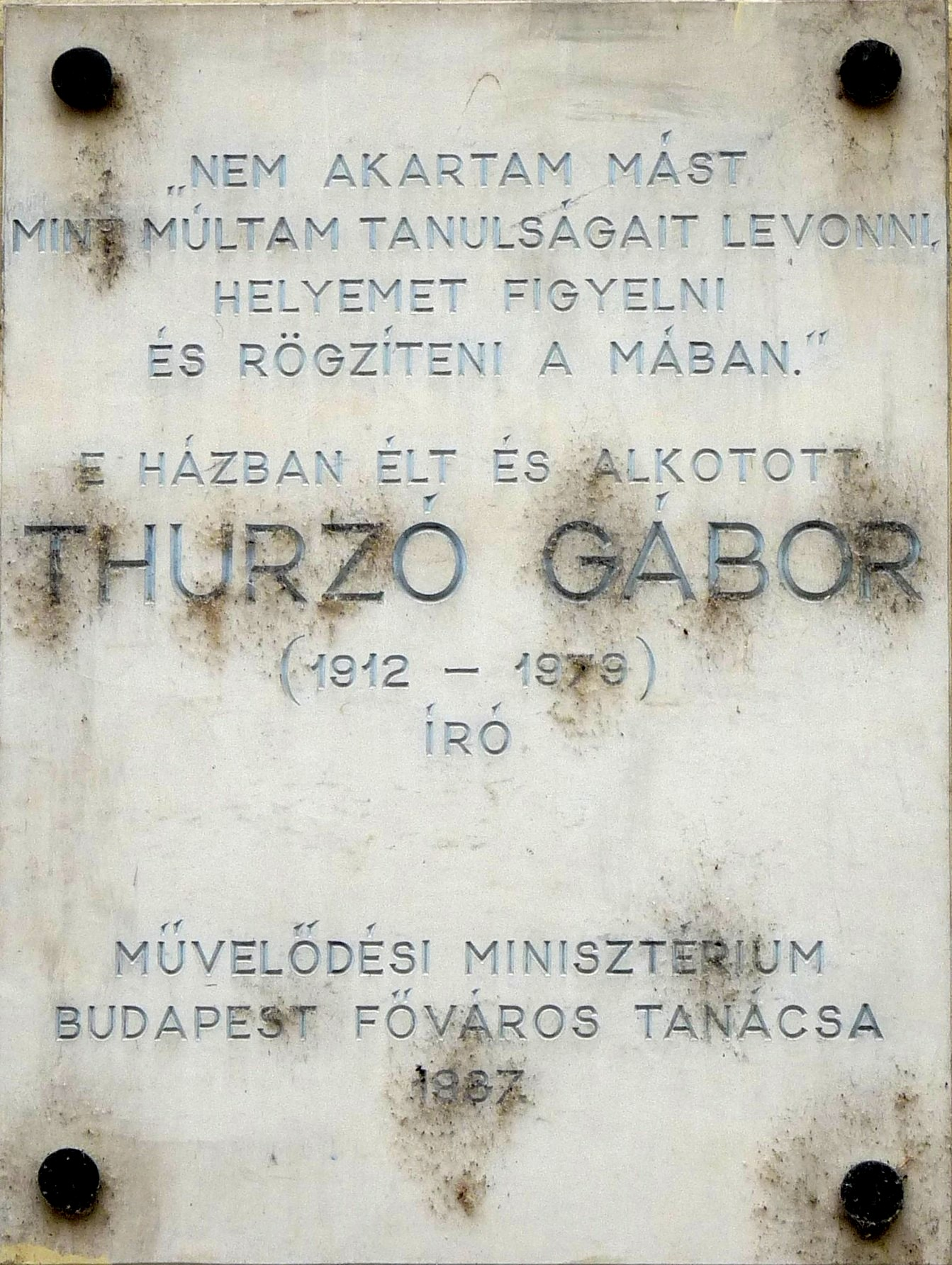
Thurzó Gábor, Váci utca 55.
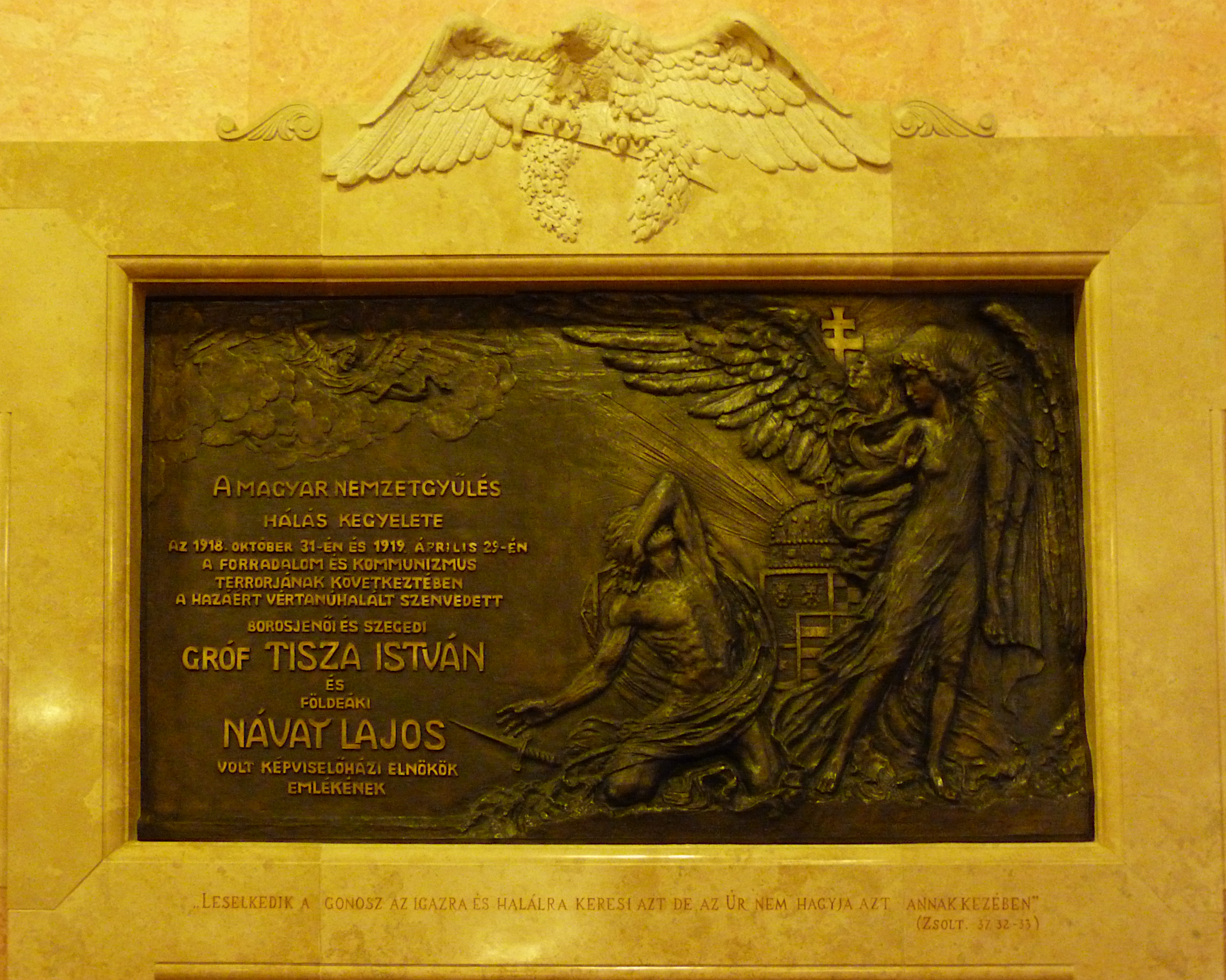
Tisza István, Kossuth Lajos tér 1–3.
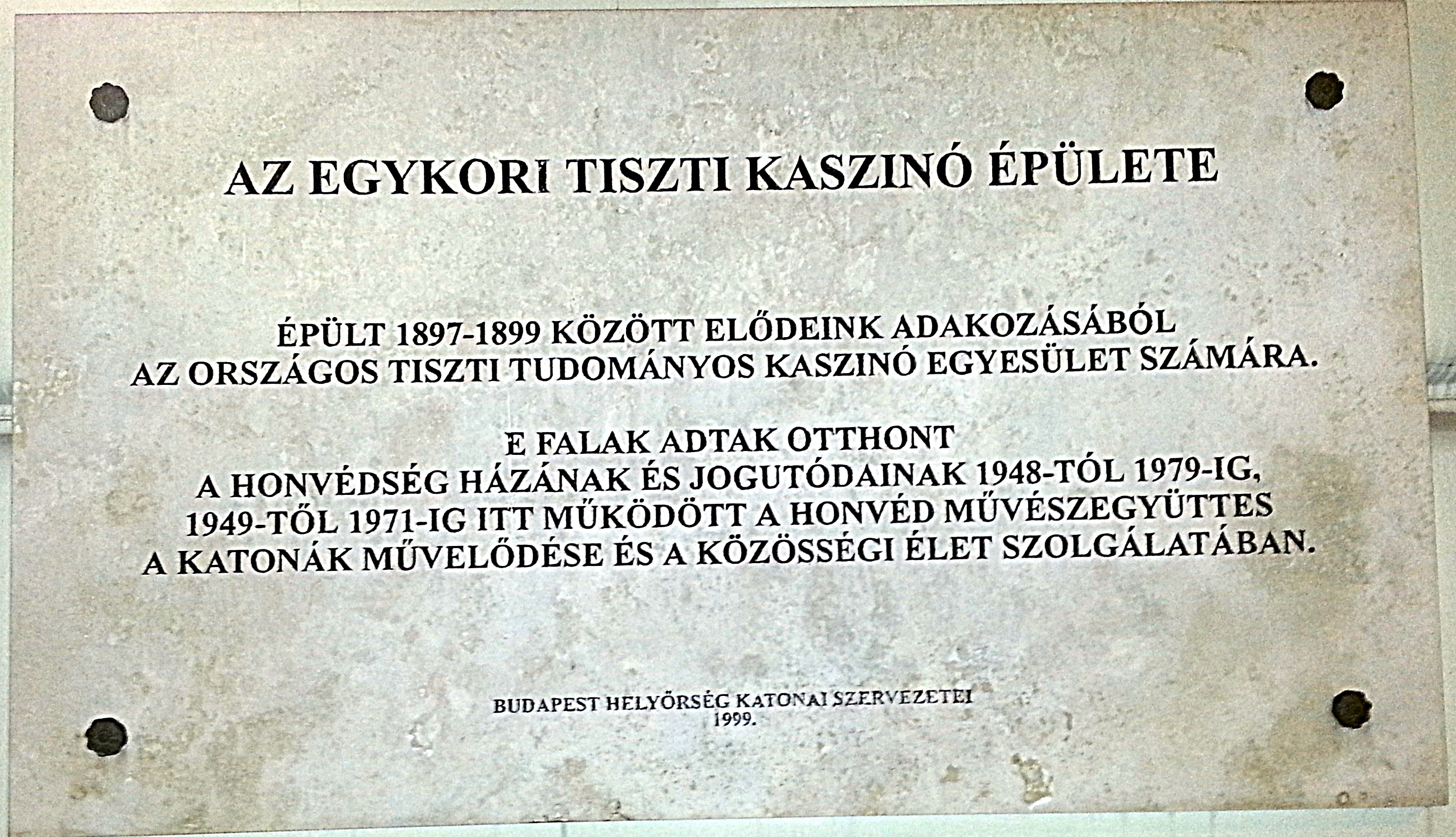
Tiszti kaszinó, Váci utca 38.
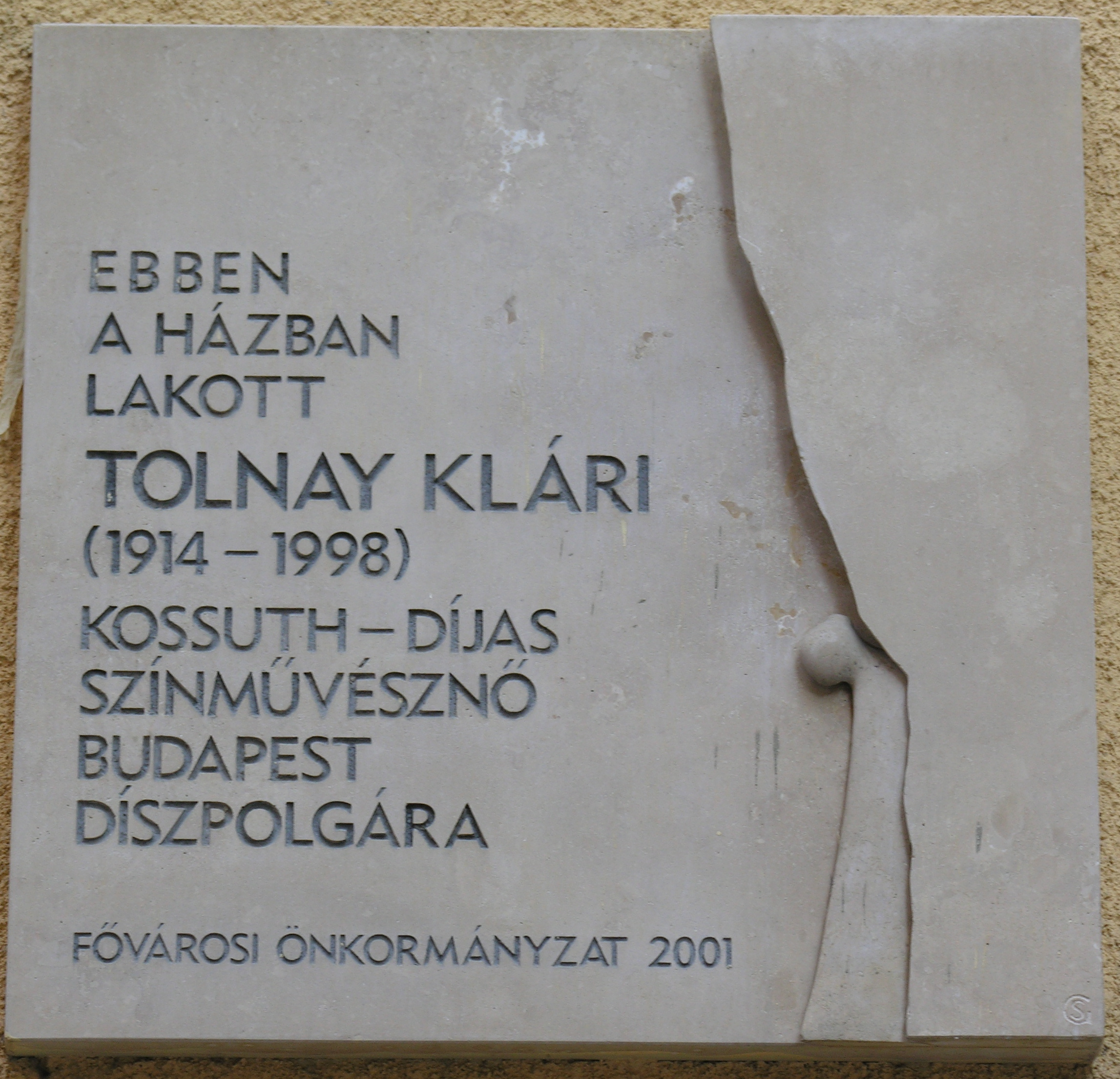
Tolnay Klári, Fejér György utca 6.
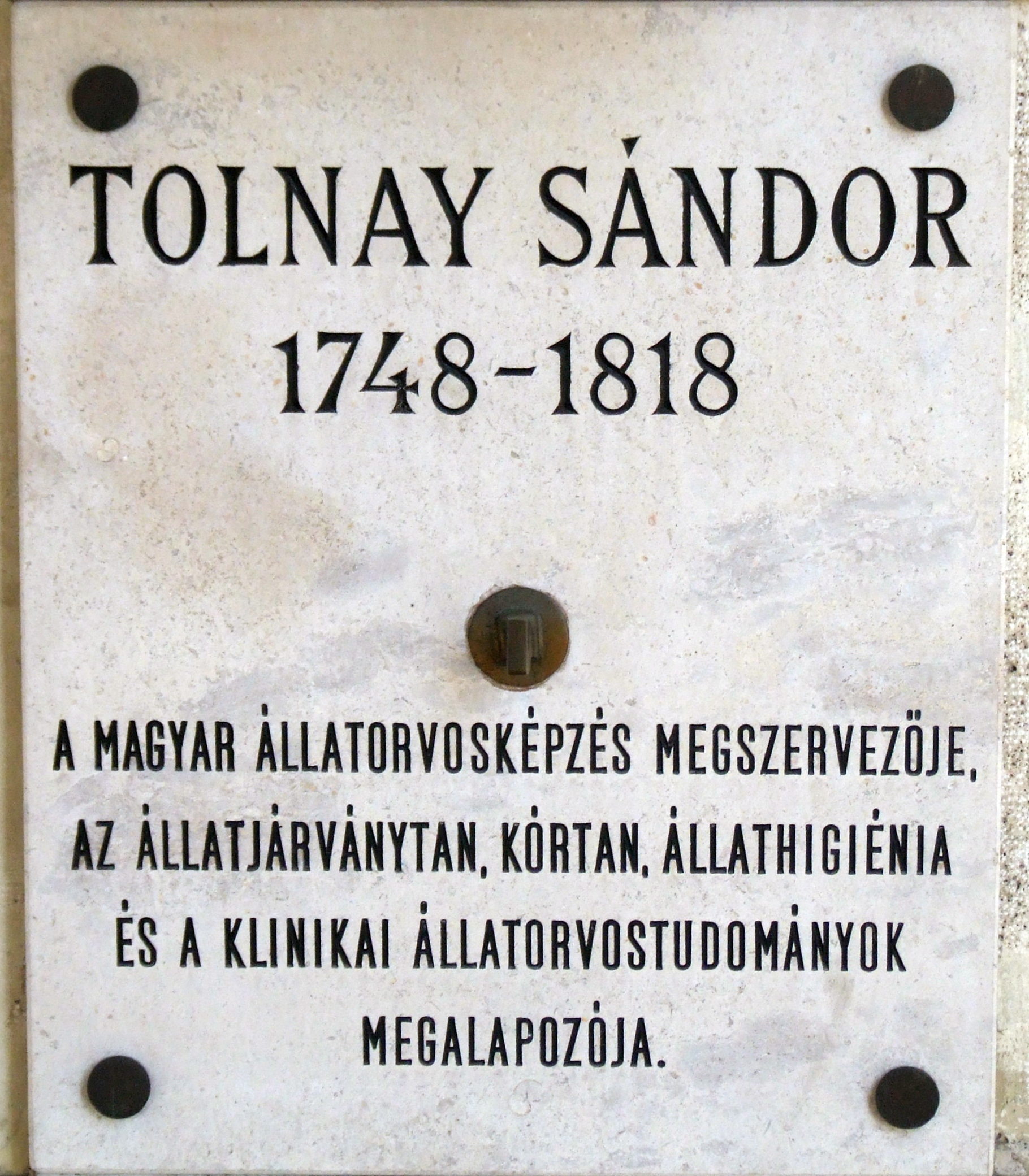
Tolnay Sándor, Kossuth Lajos tér 11.
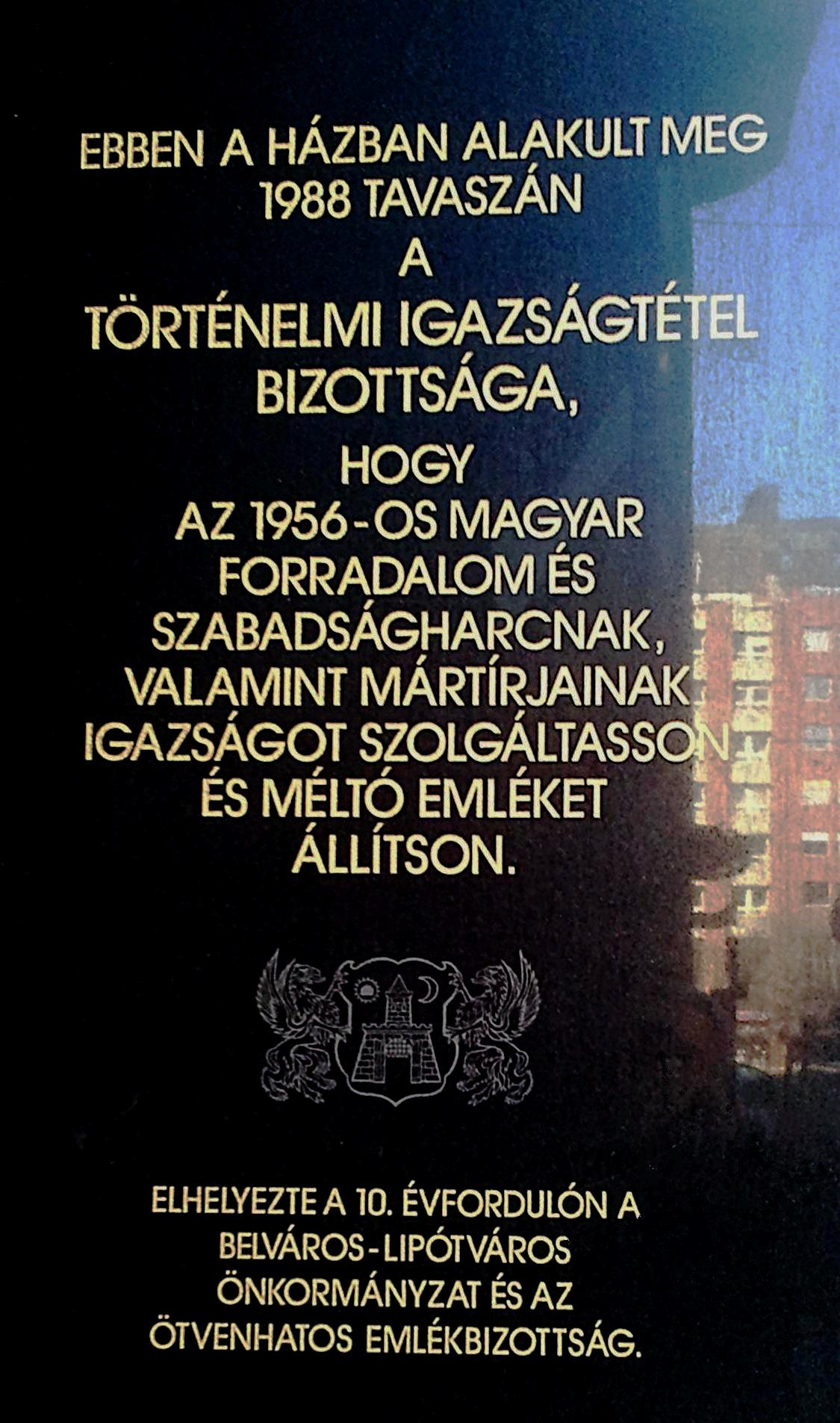
Történelmi Igazságtétel Bizottság, Gerlóczy utca 11.
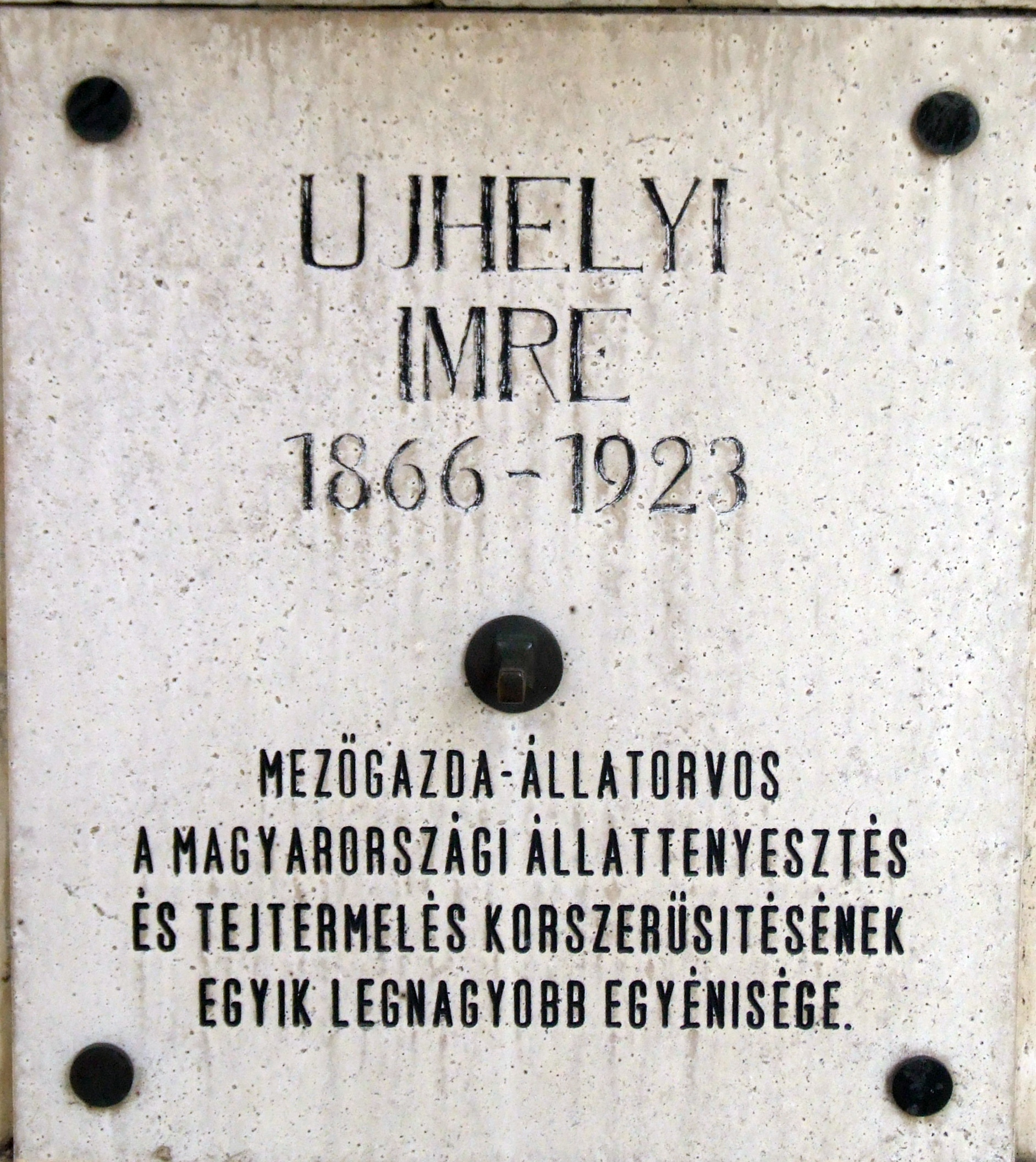
Ujhelyi Imre Kossuth tér 11.
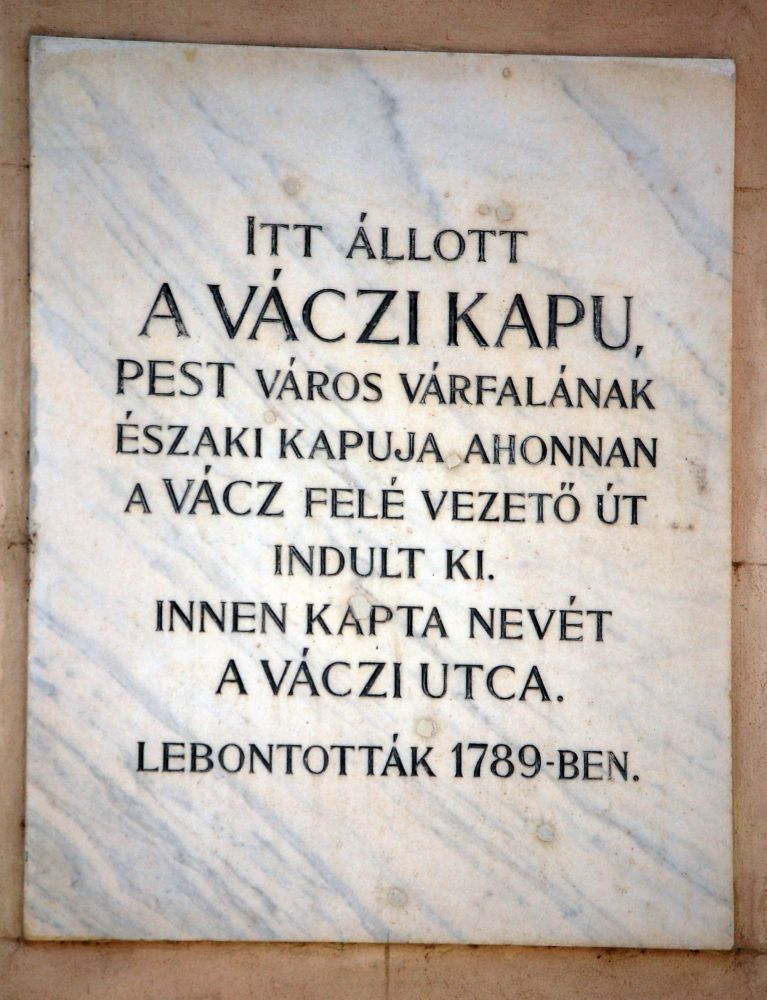
Váci kapu, Váci utca 1–3.
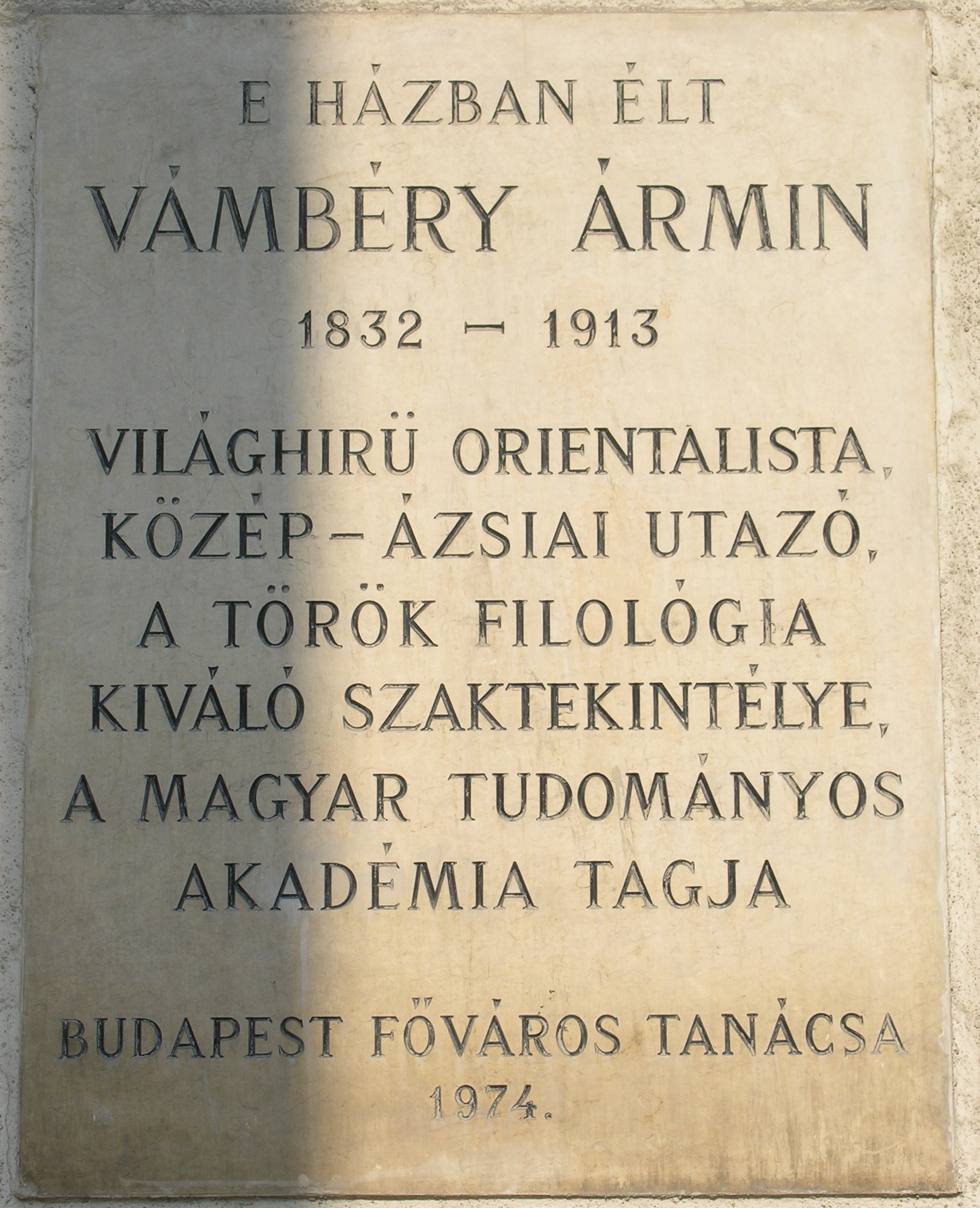
Vámbéry Ármin, Belgrád rakpart 24.
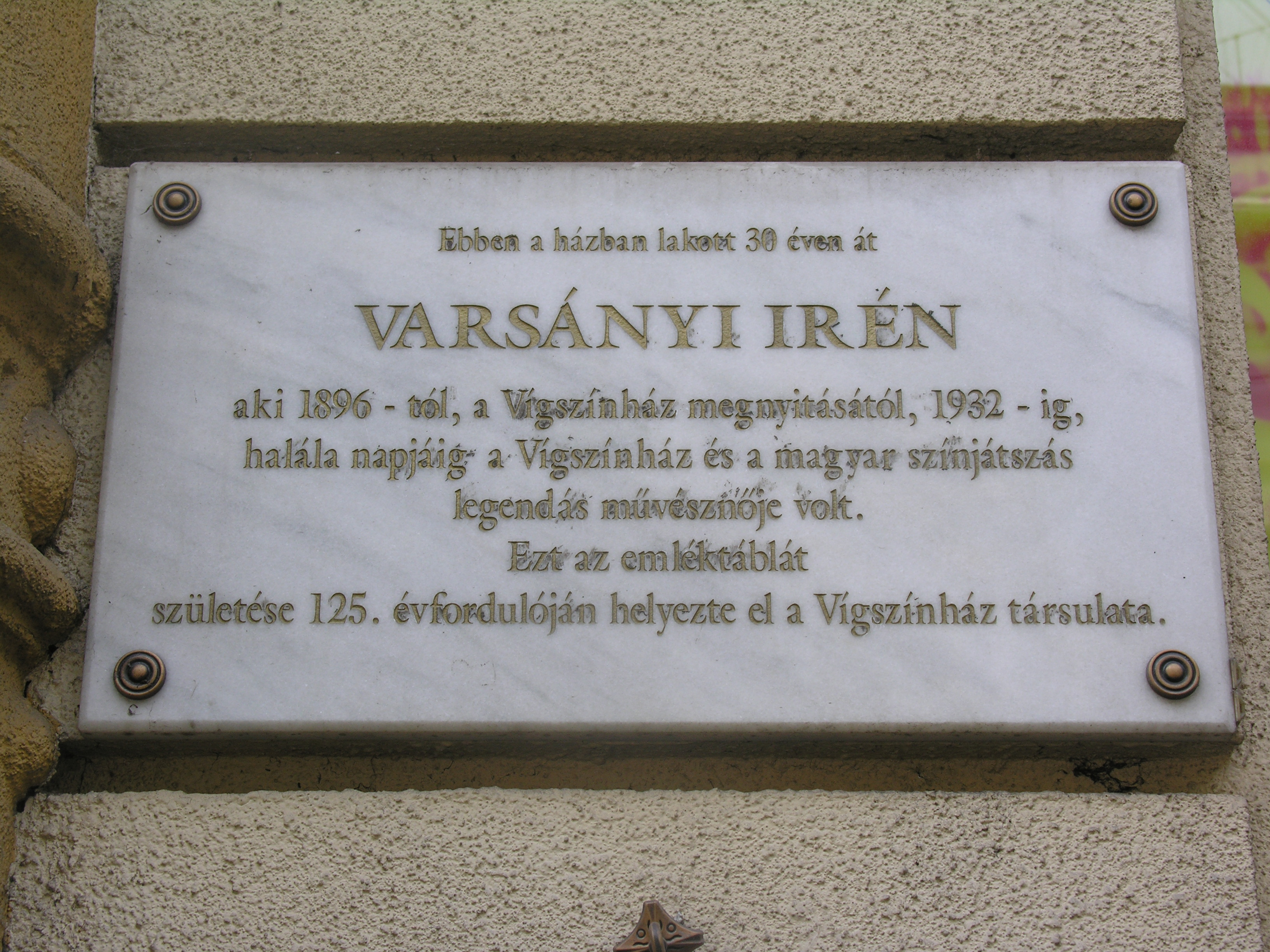
Varsányi Irén, Szent István körút 11.
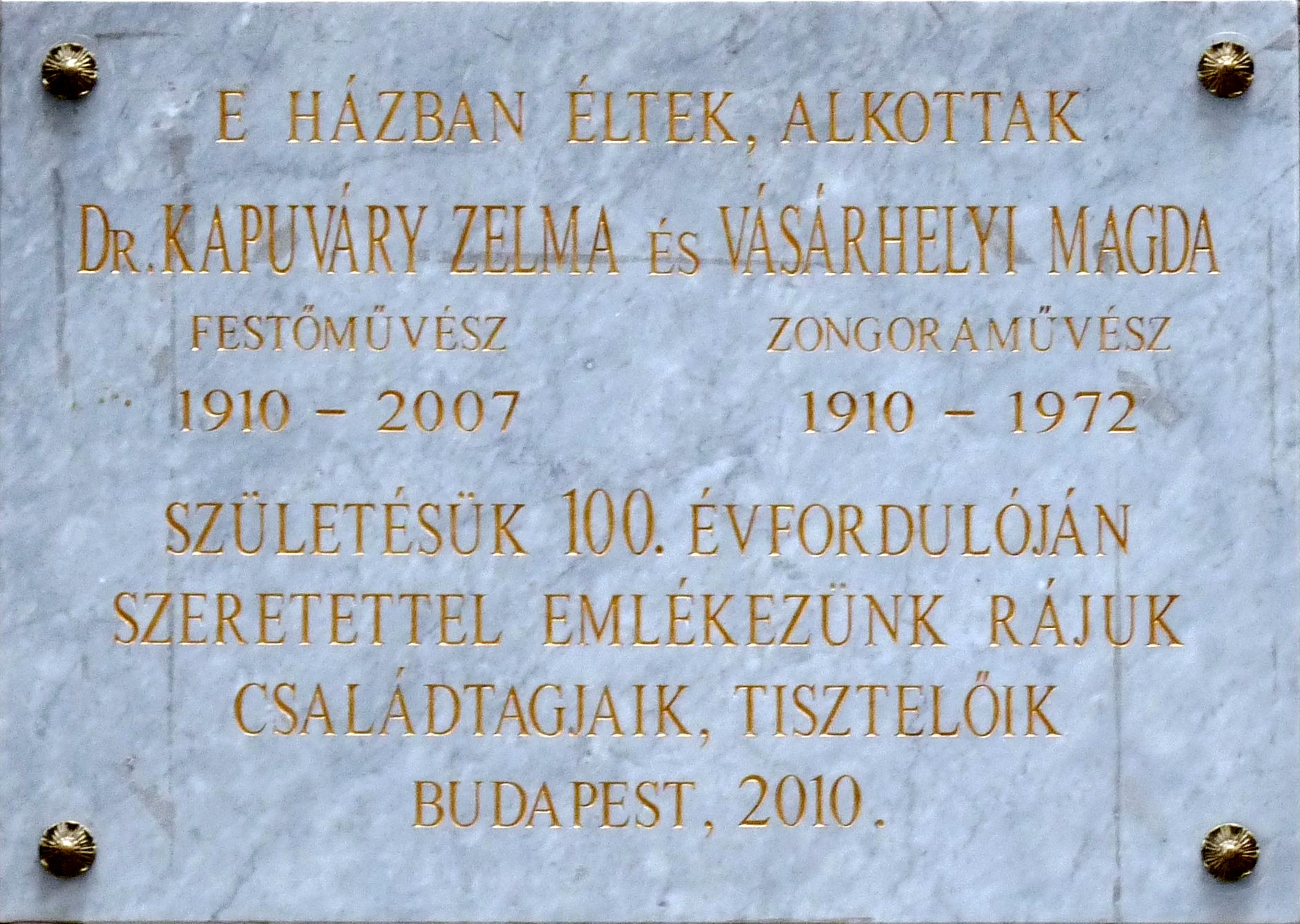
Vásárhelyi Magda, Erzsébet tér 3.
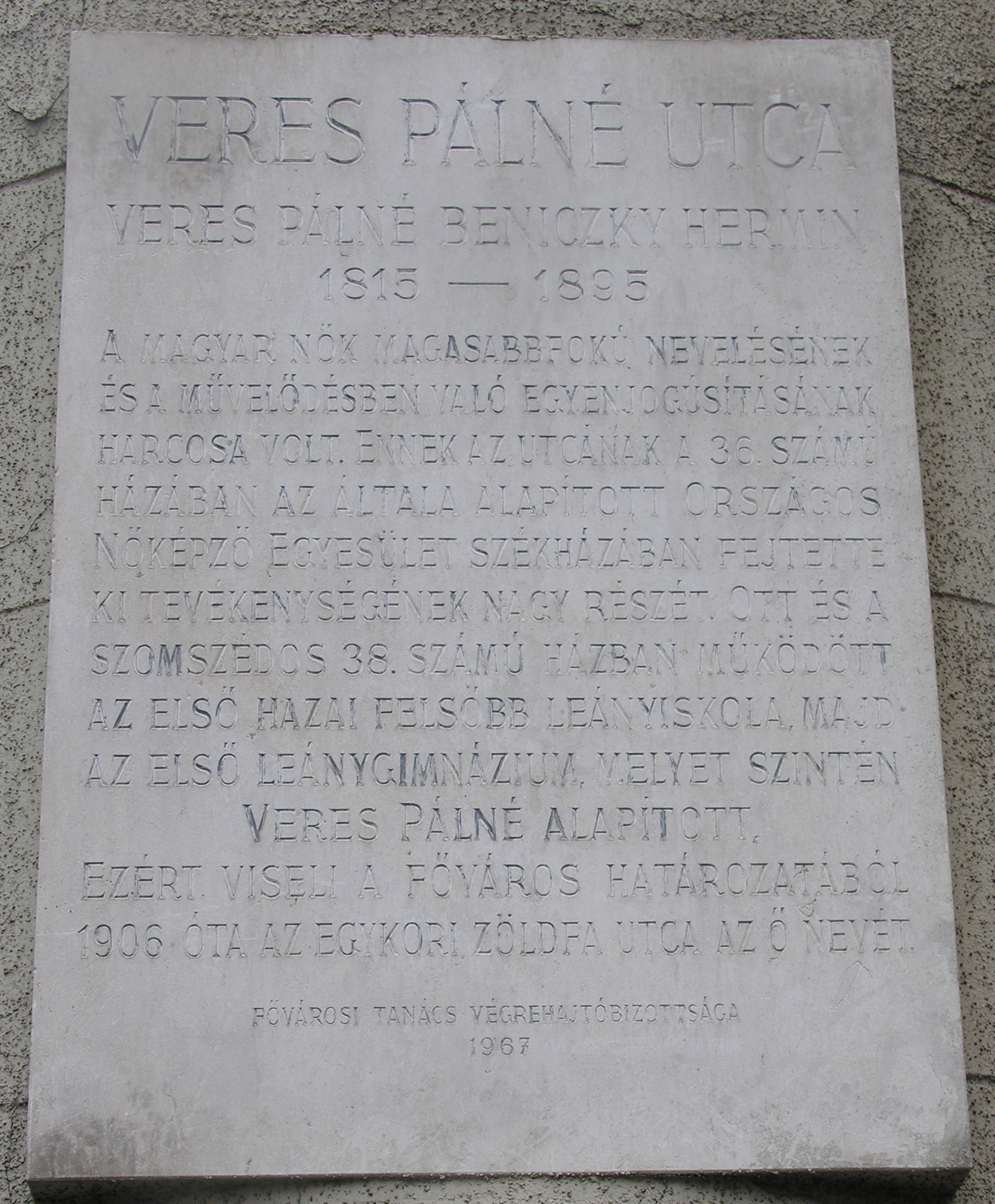
Veres Pálné, Veres Pálné utca 44.
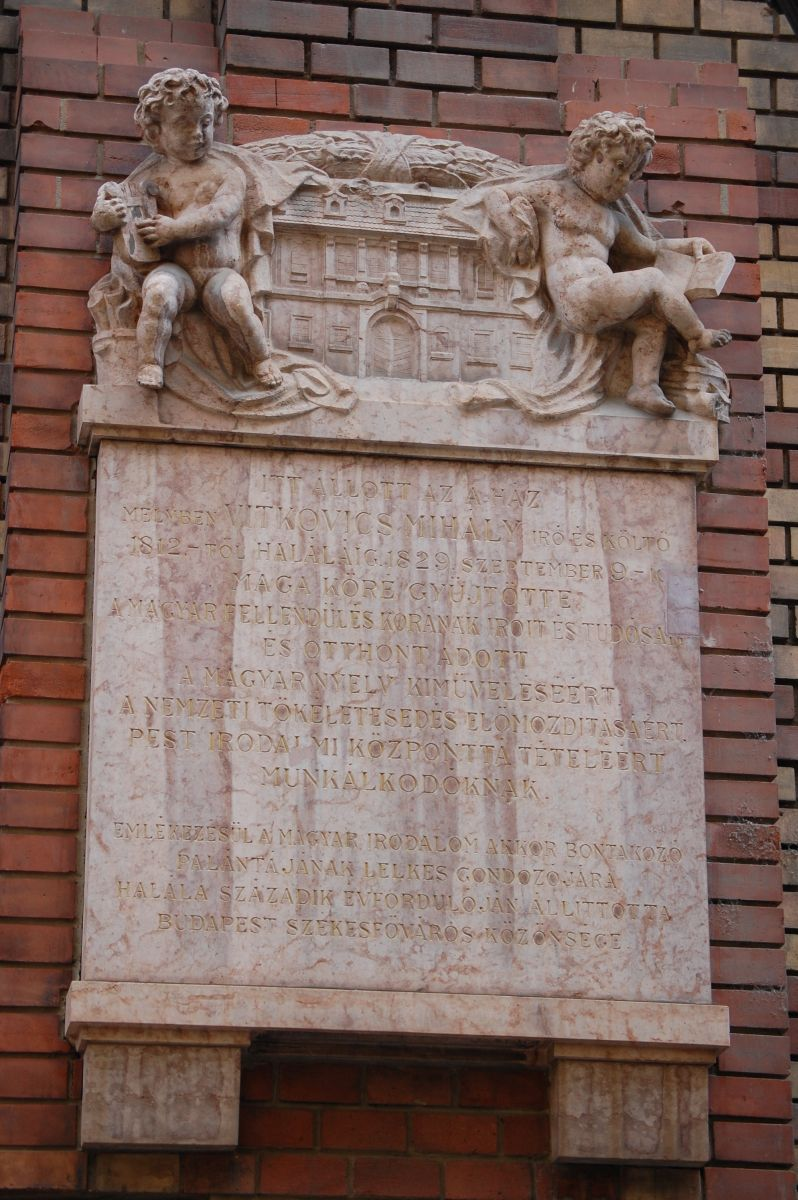
Vitkovics Mihály, Veres Pálné utca 36.
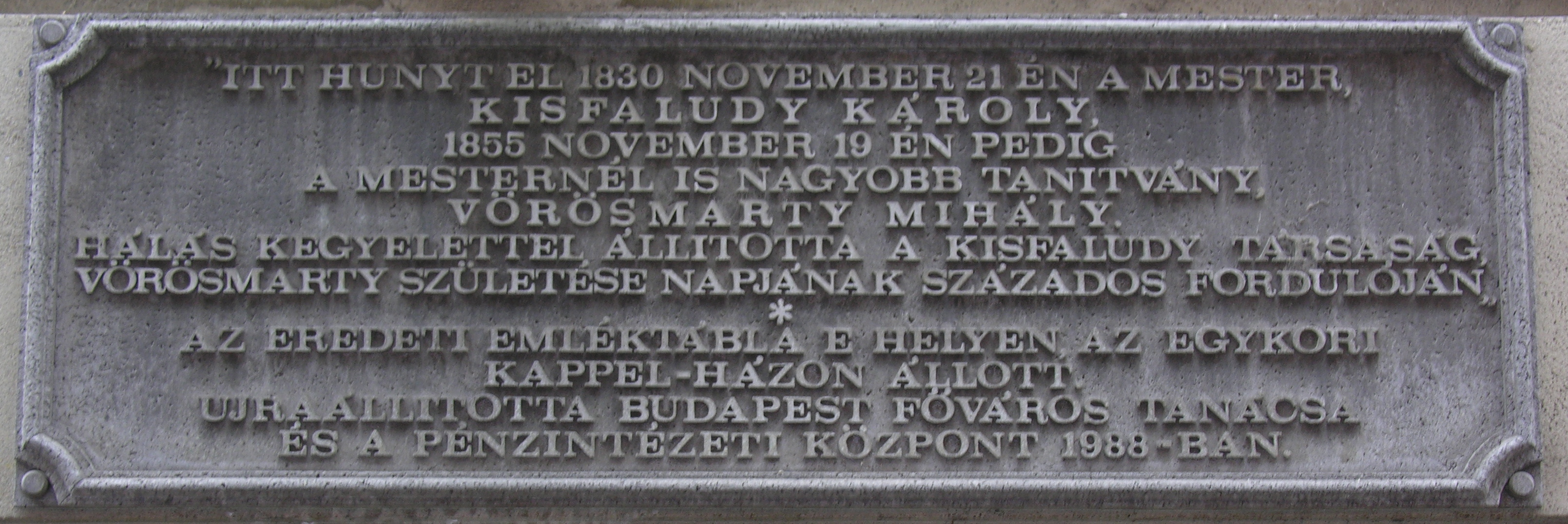
Vörösmarty Mihály, Váci utca 19–21.
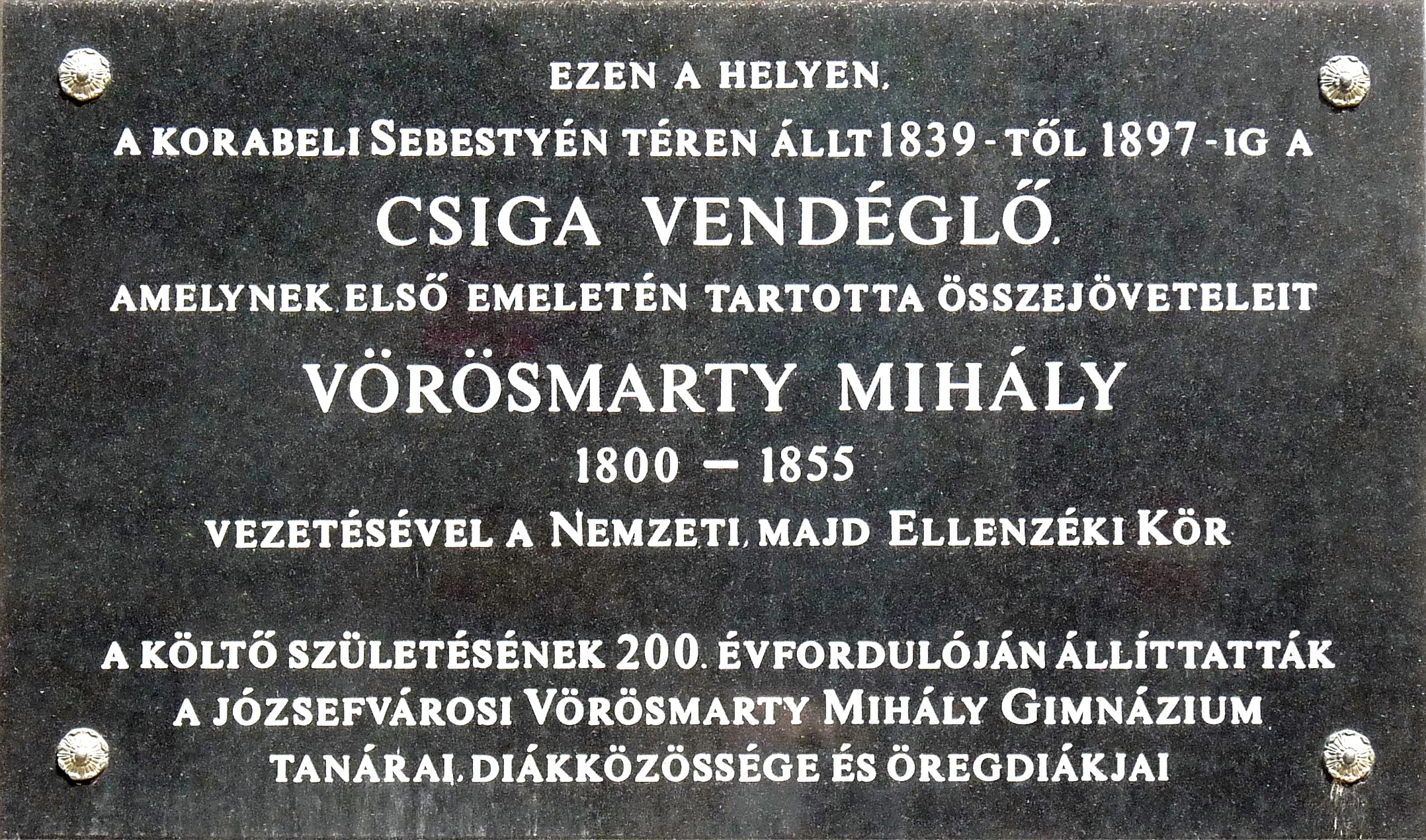
Vörösmarty Mihály, Váci utca 38.
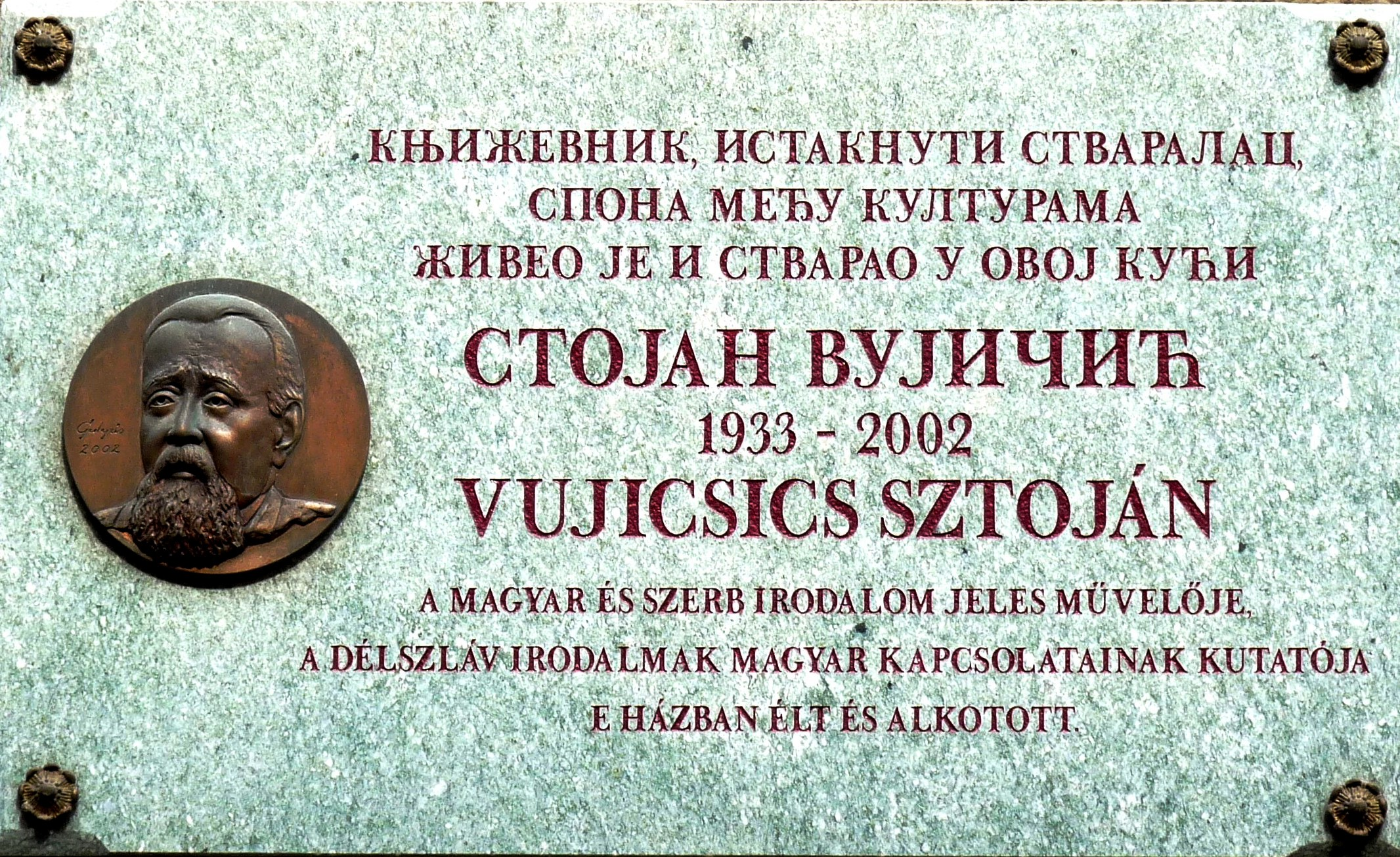
Vujicsics D. Sztoján, Váci utca 66. alkotó: Gulyás Gyula
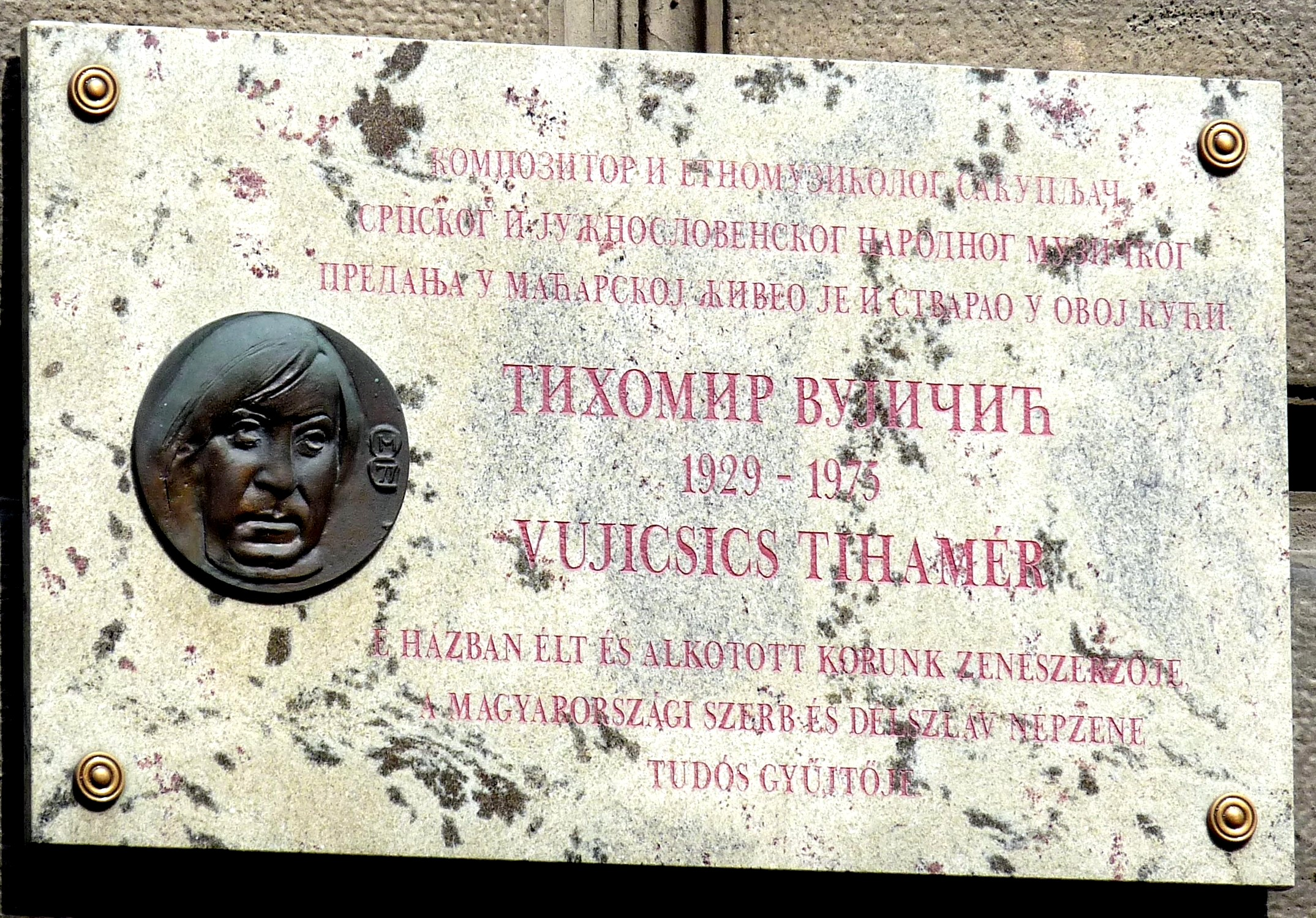
Vujicsics Tihamér, Váci utca 66. alkotó:
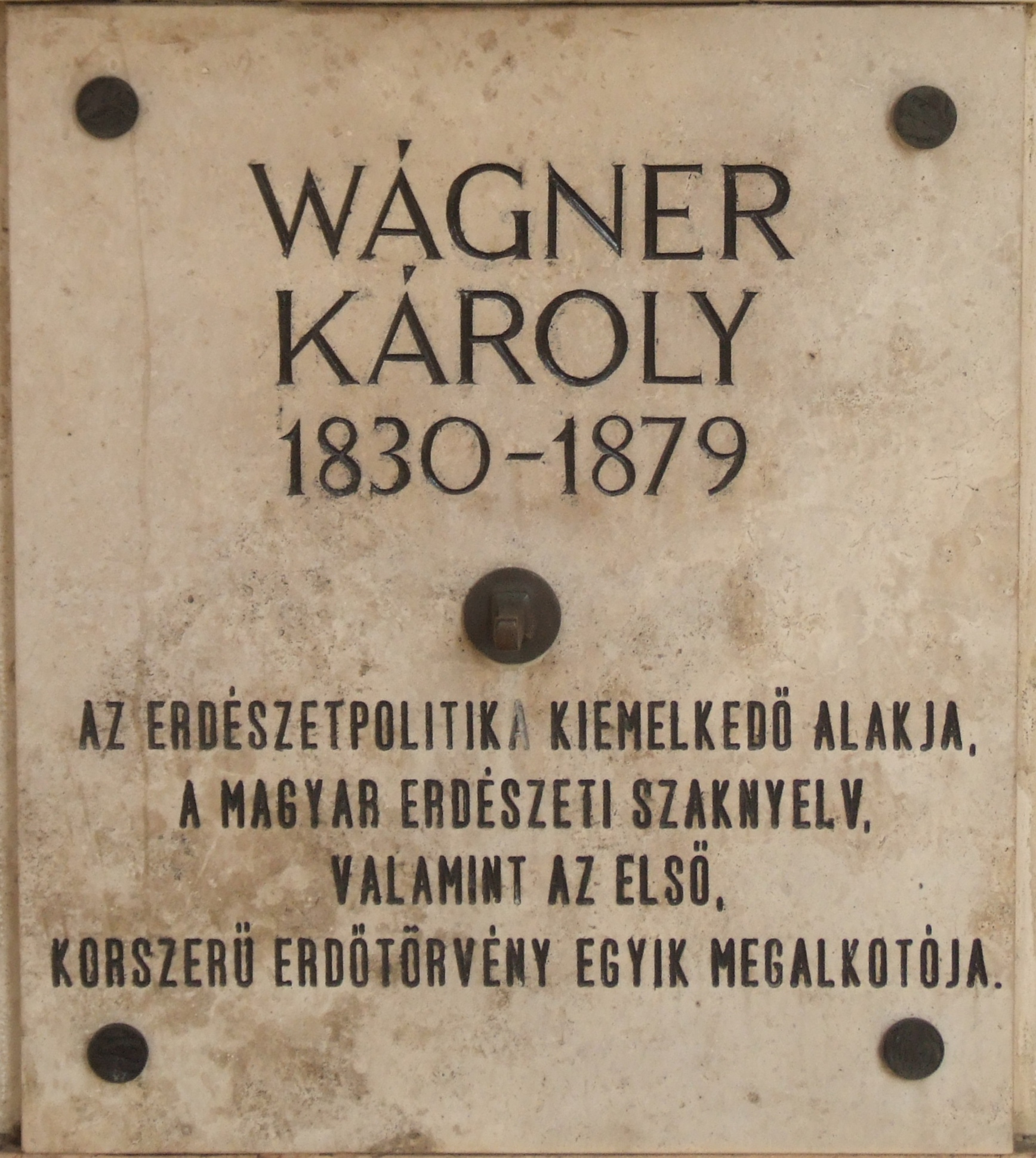
Wágner Károly[4] Kossuth tér 11.
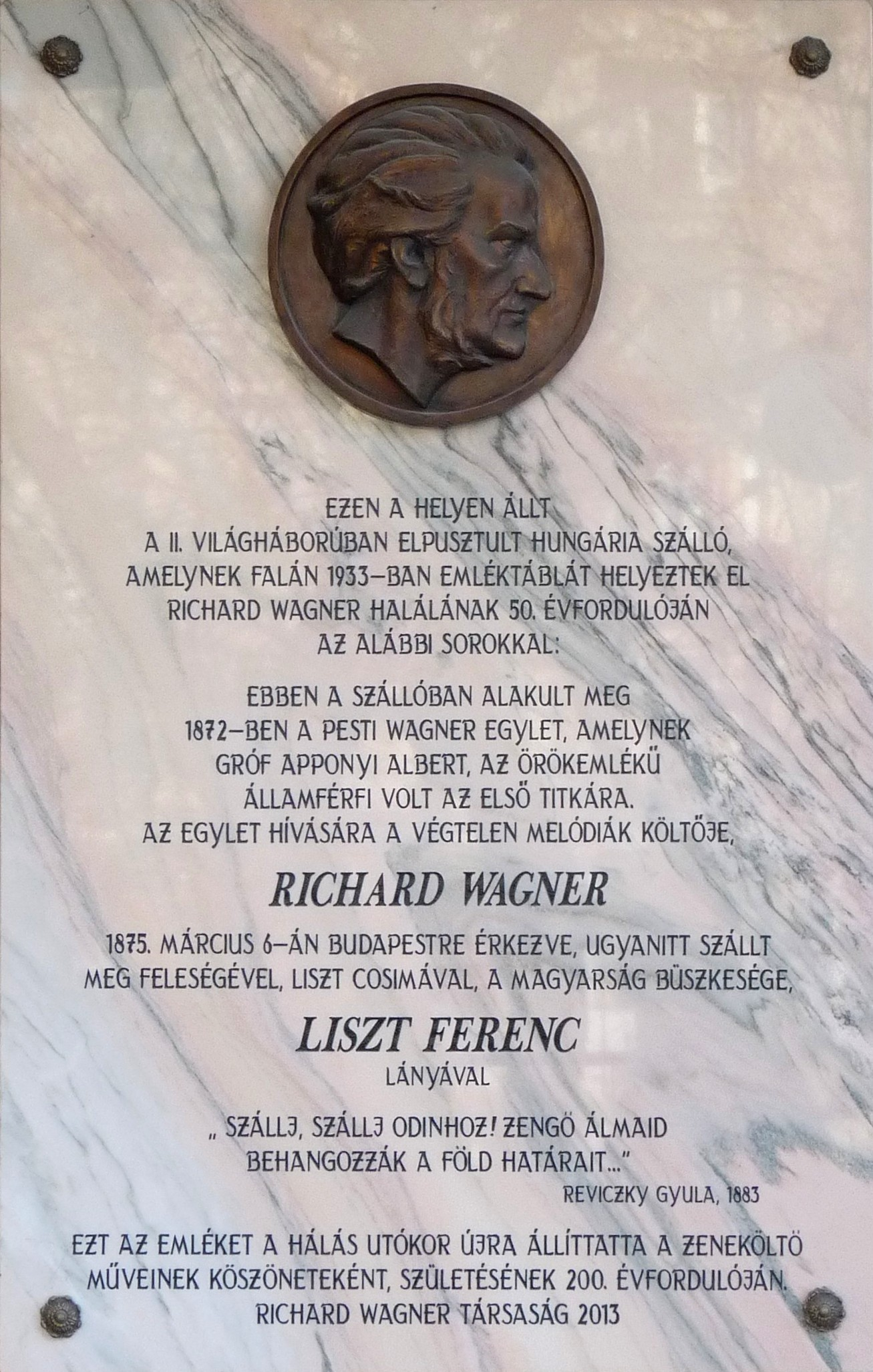
Richard Wagner, Apáczai Csere János u. 4., alkotó: Demcsák Dóra
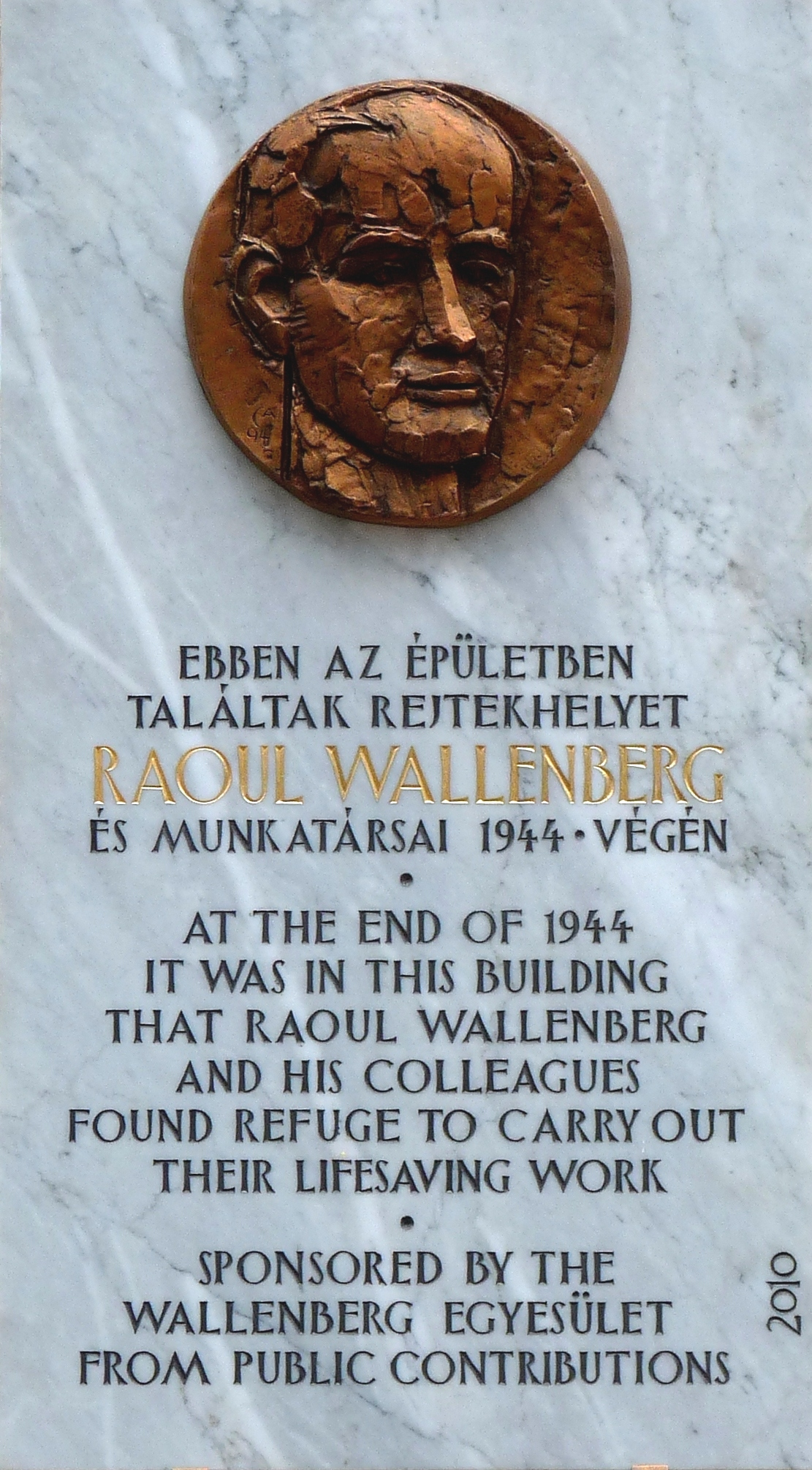
Raoul Wallenberg, Harmincad utca 6. alkotó: Czinder Antal
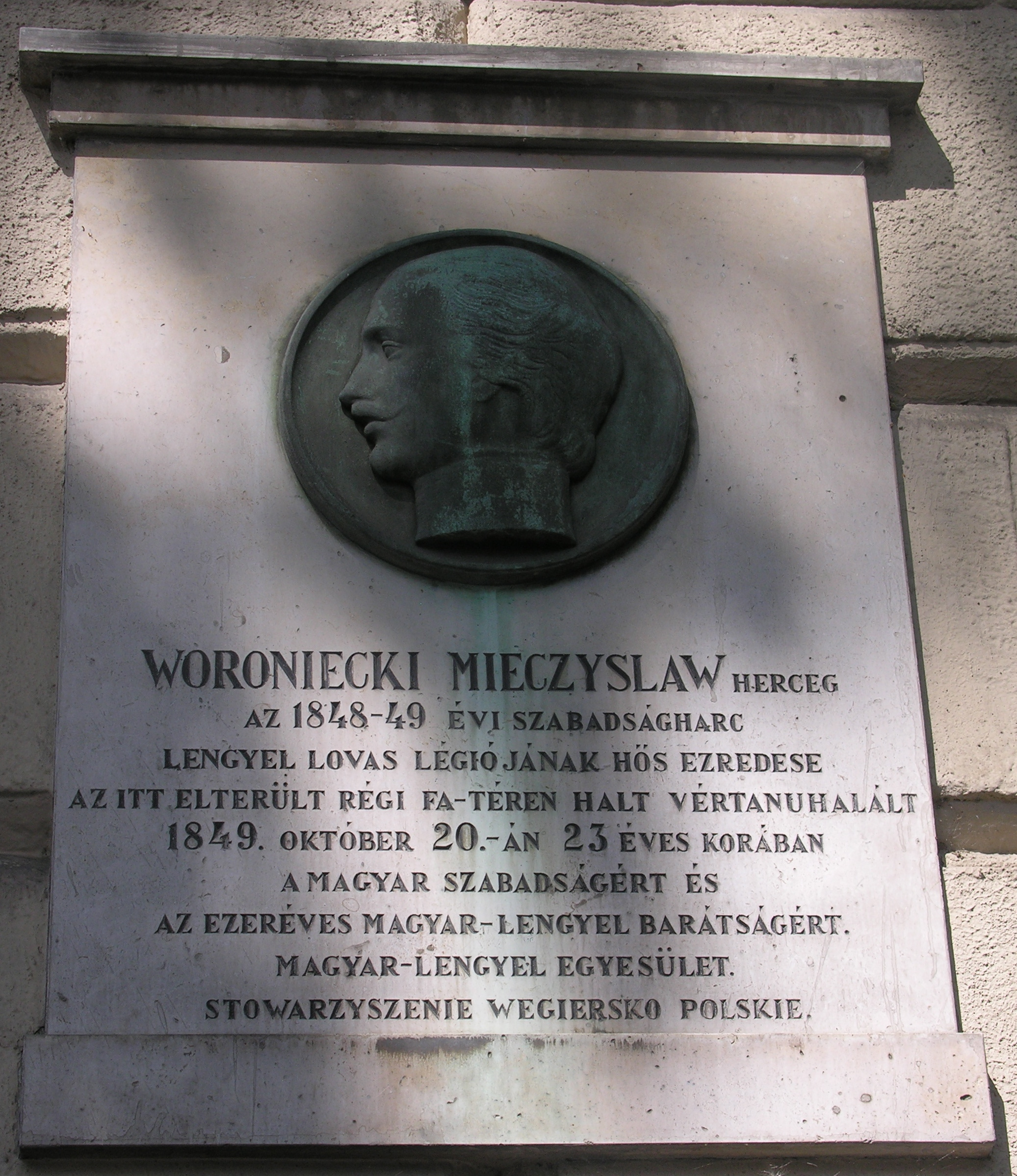
Mieczysław Woroniecki, Báthori utca 2. alkotó: Hajdu Endre
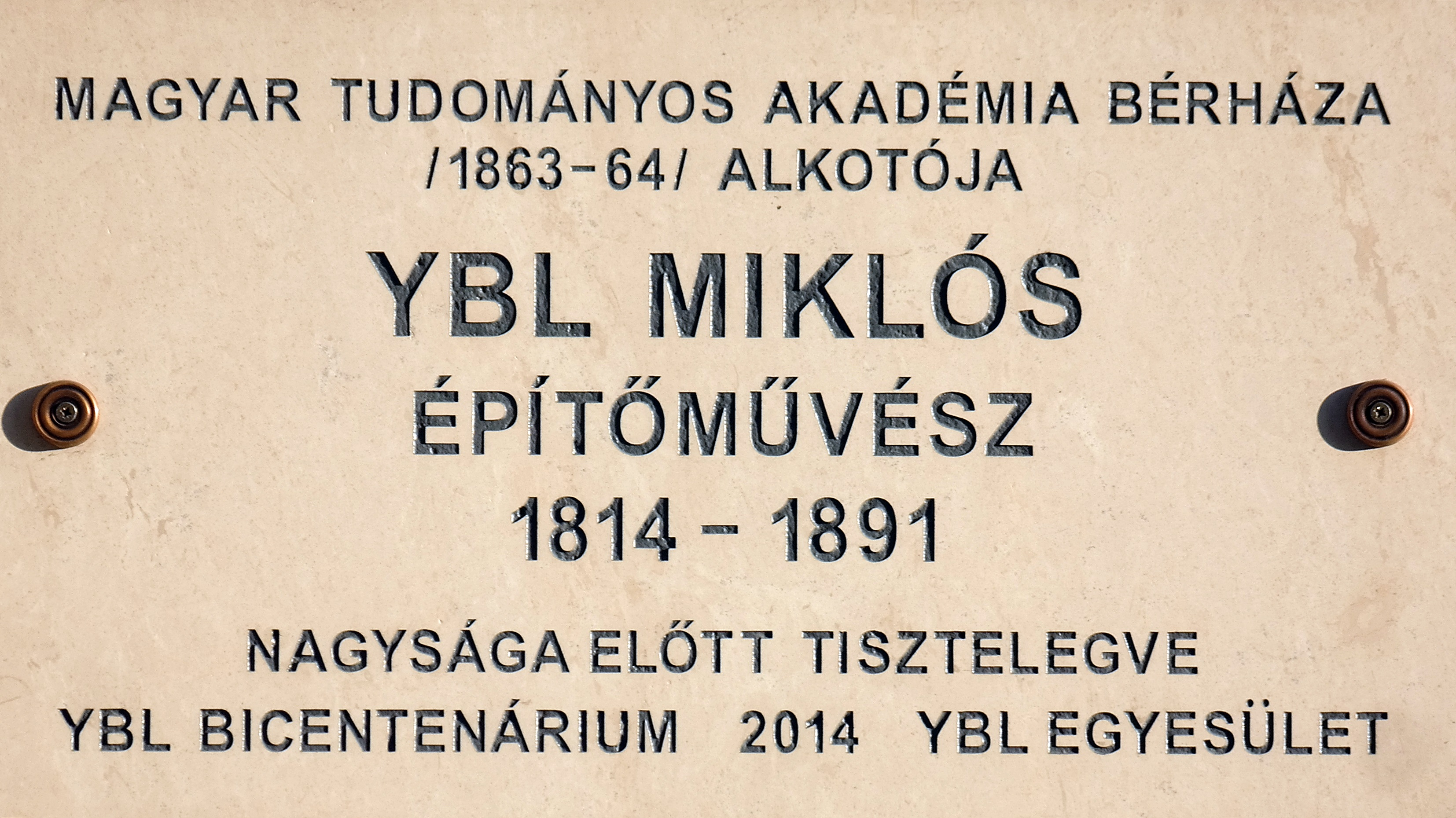
Ybl Miklós, Arany János utca 1.
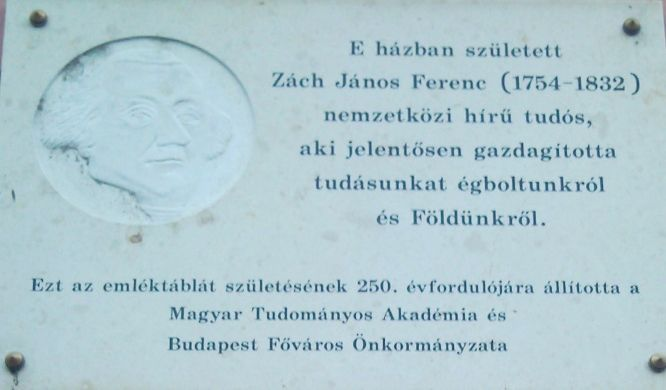
Zách János Ferenc, Gerlóczy utca 2.
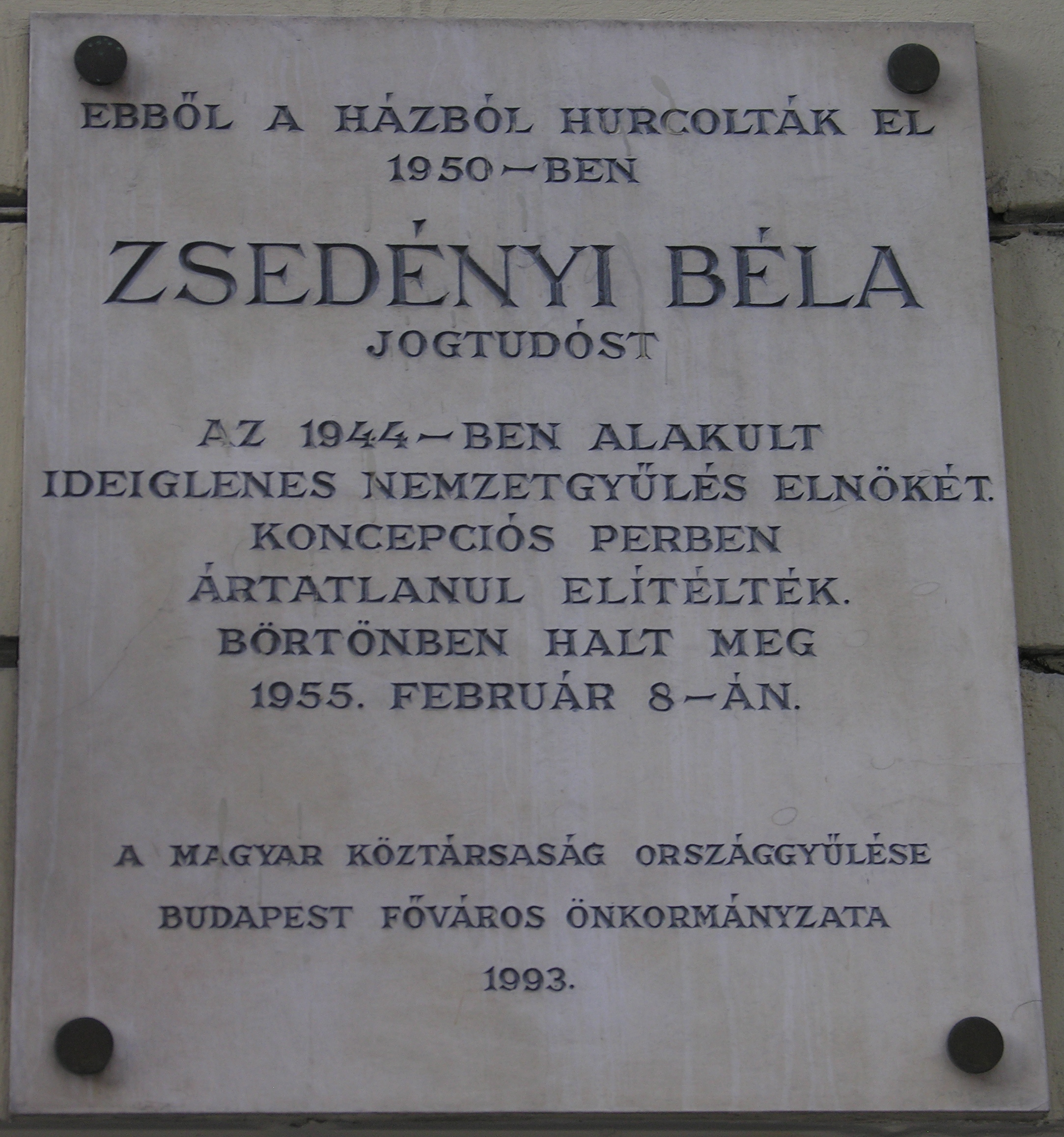
Zsedényi Béla,
Veres Pálné utca 14.

### Botlatókövek

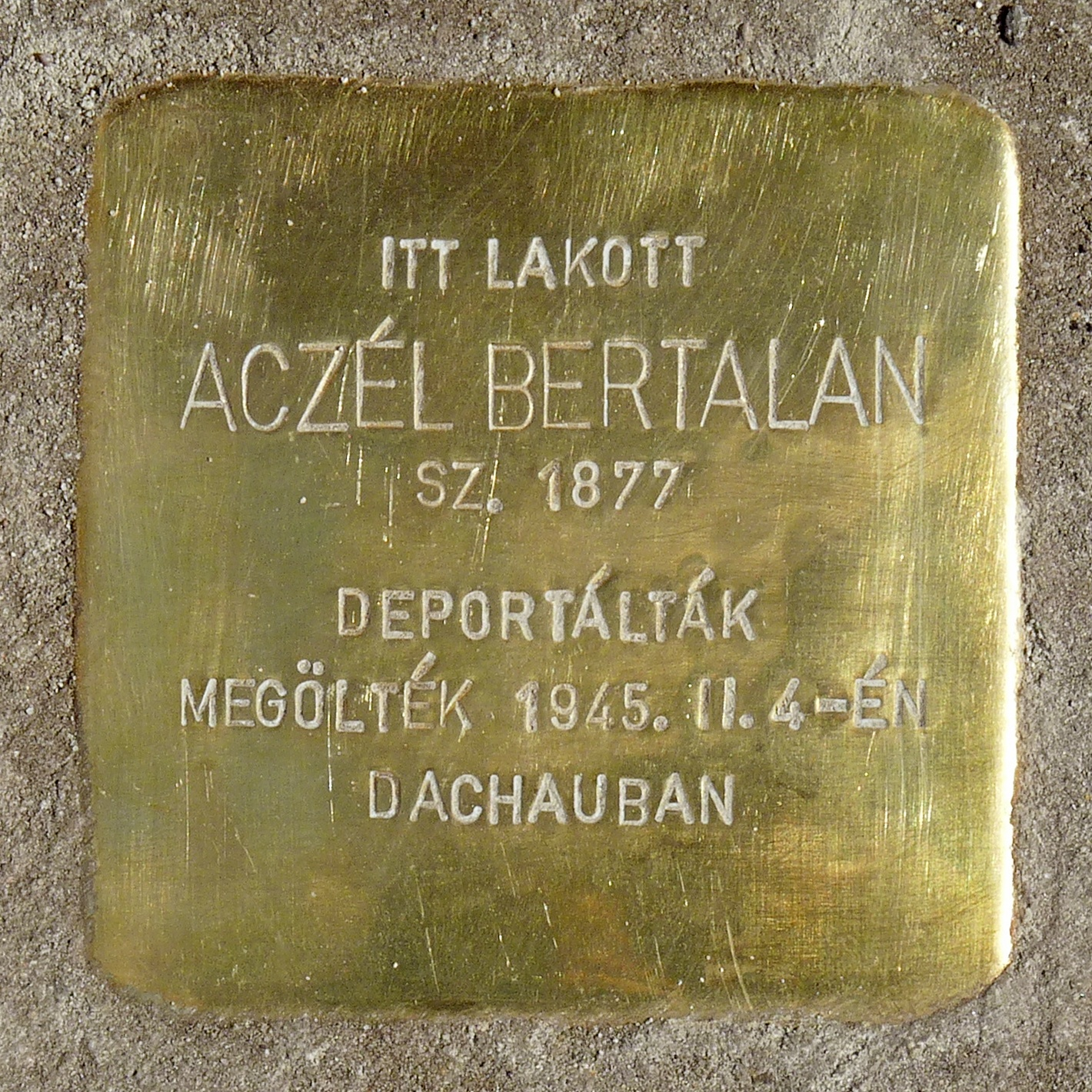
Aczél Bertalan, Reáltanoda utca 19.
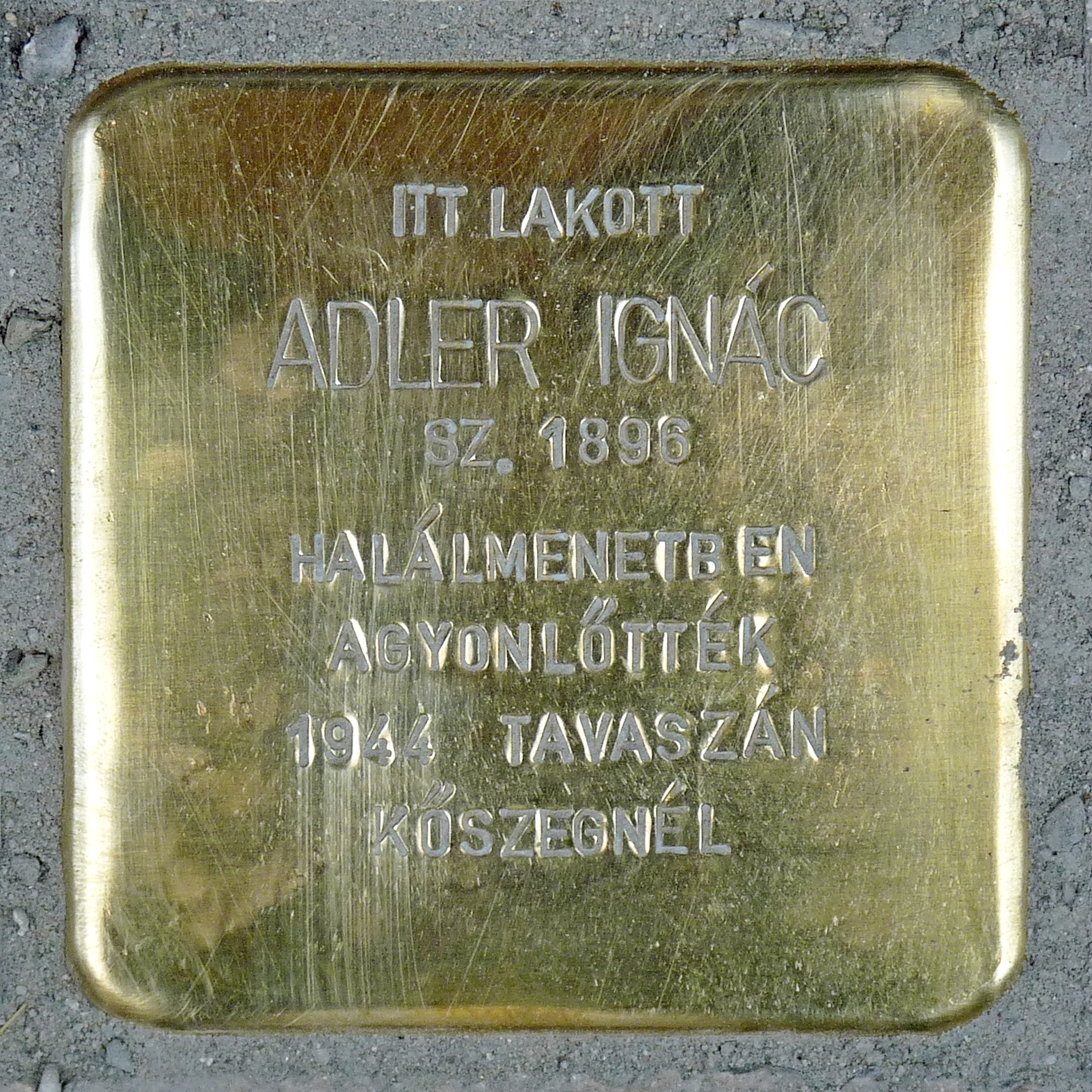
Adler Ignác, Október 6. utca 11.
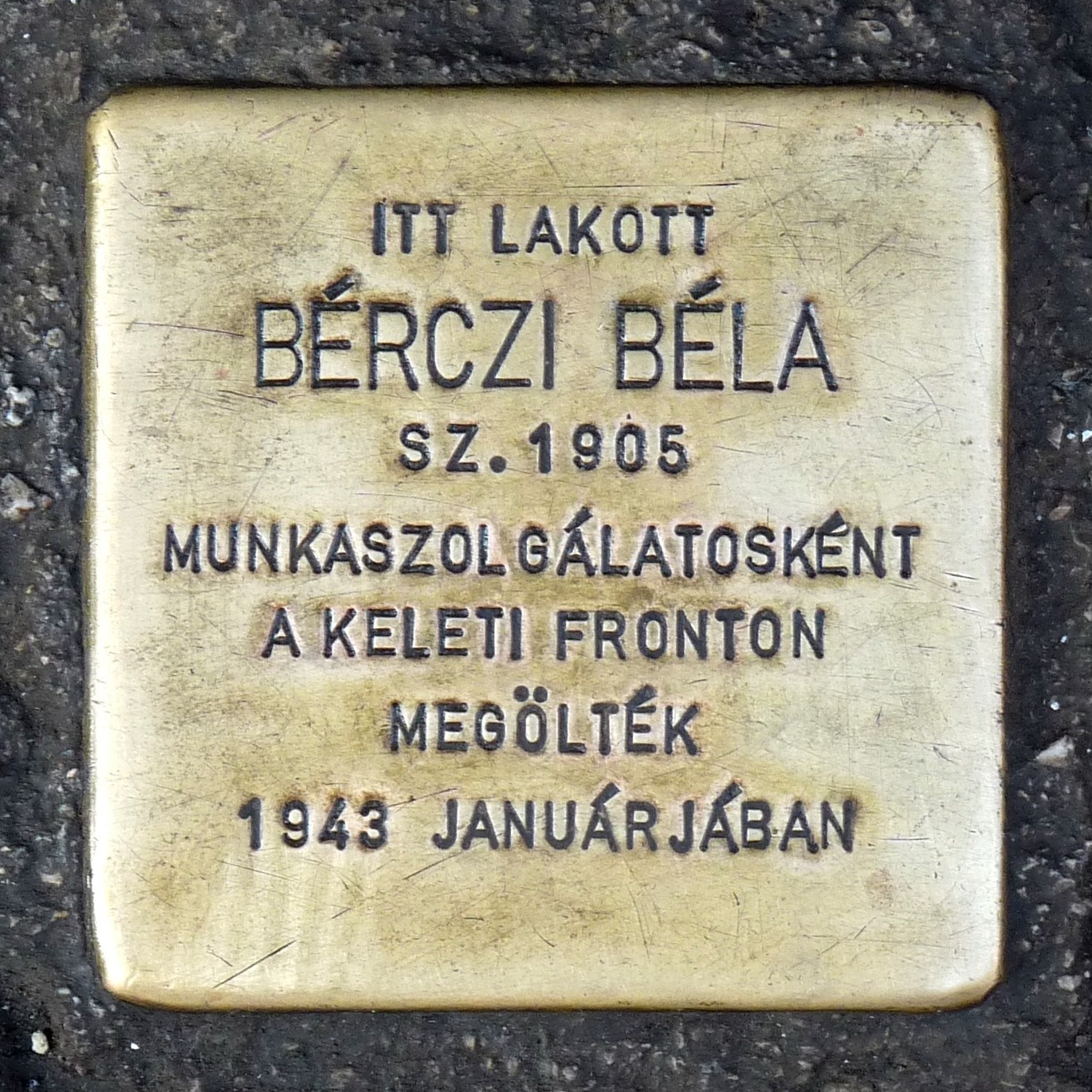
Bérczi Béla, Báthori utca 24.
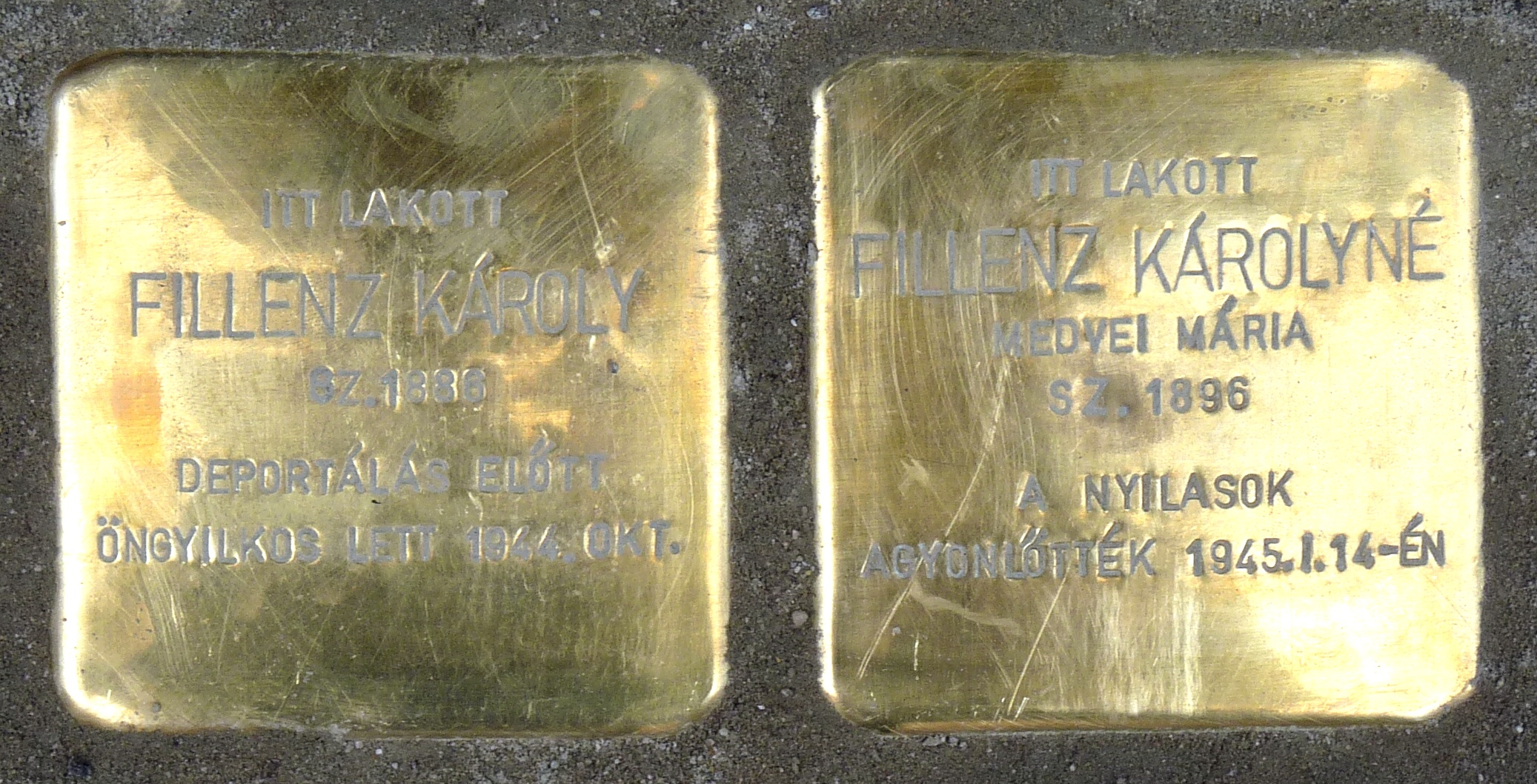
Fillenz Károly és felesége, Akadémia utca 7.
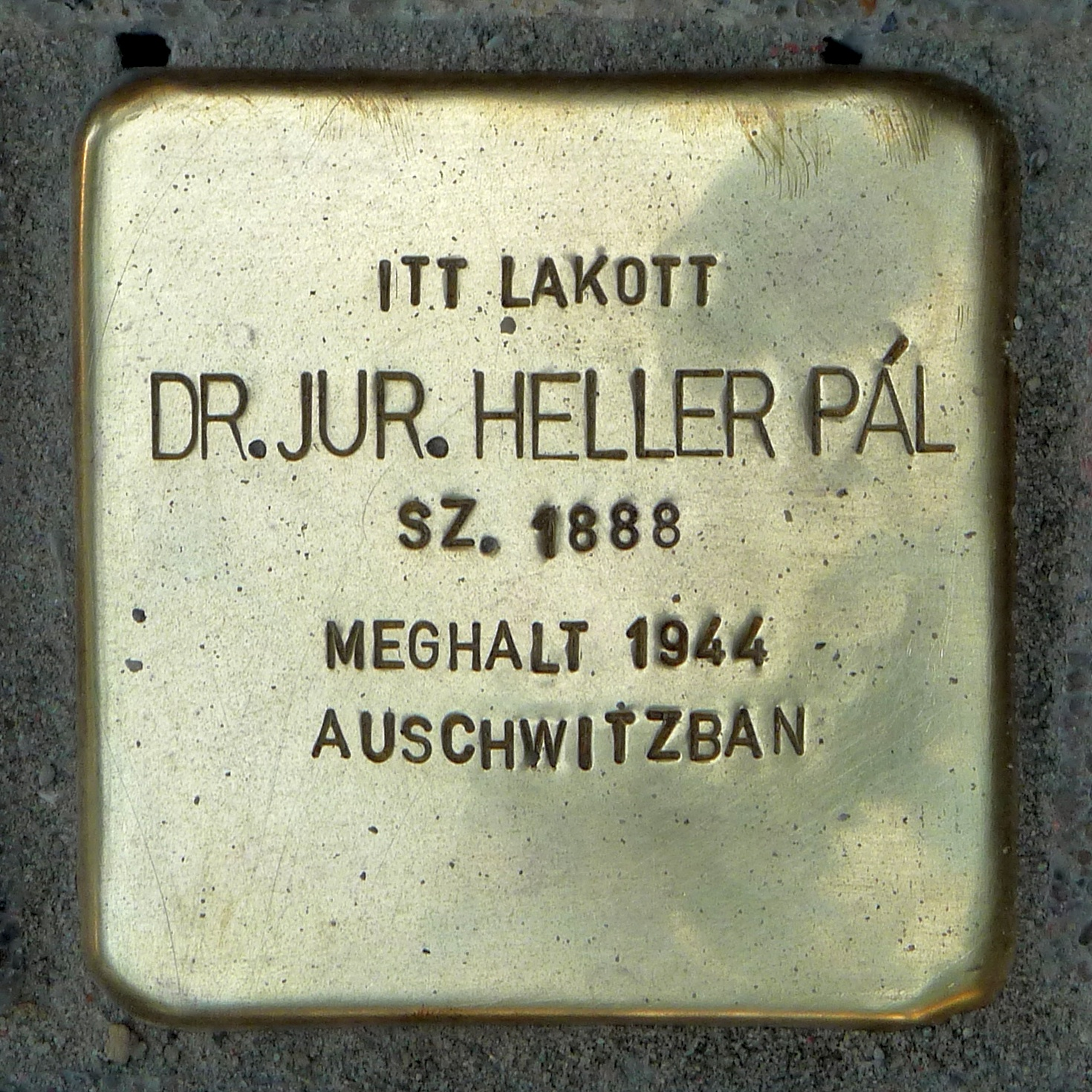
Heller Pál,[5] Falk Miksa utca 24–26.
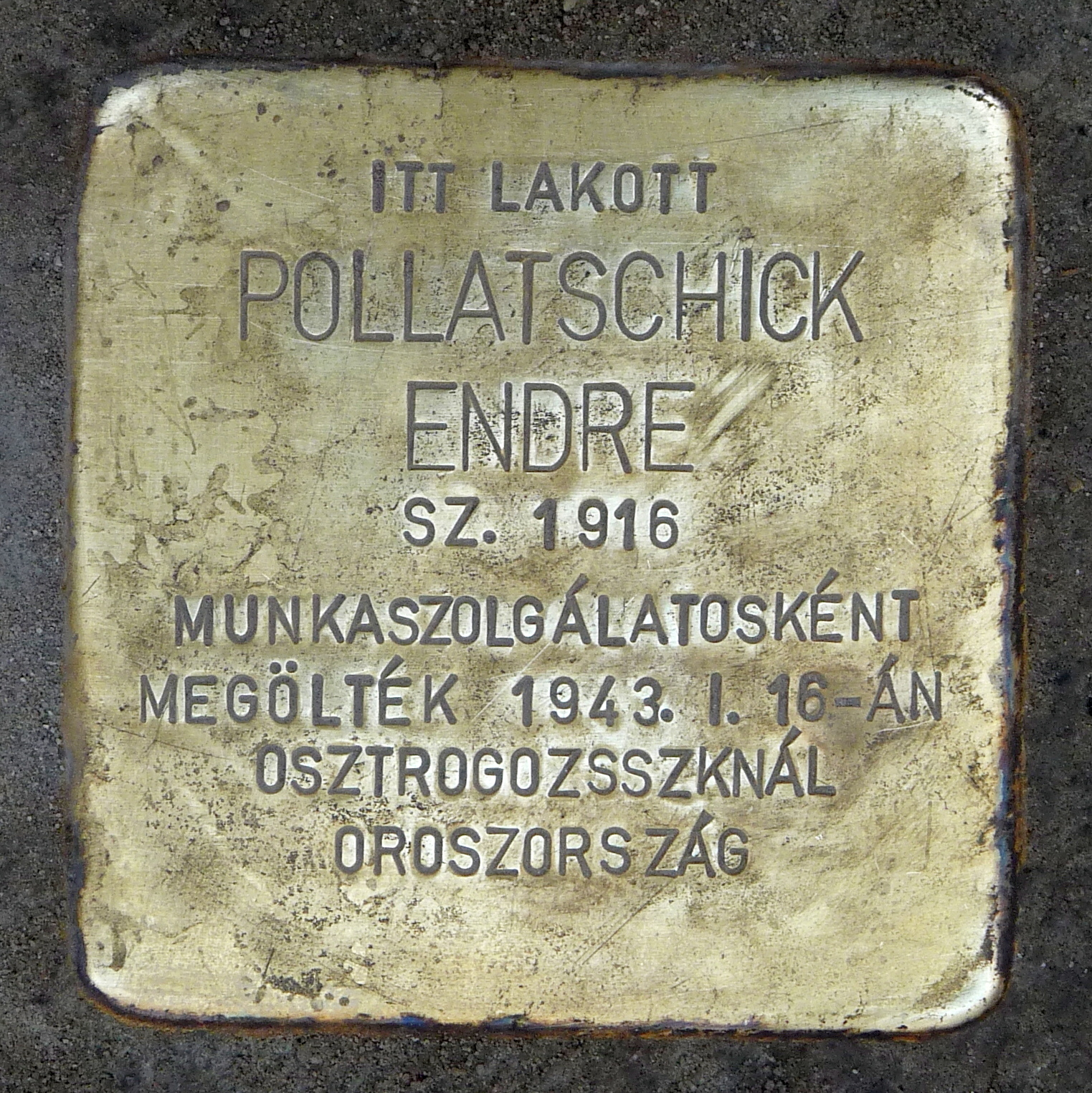
Pollatschick Endre, Gerlóczy utca 1.
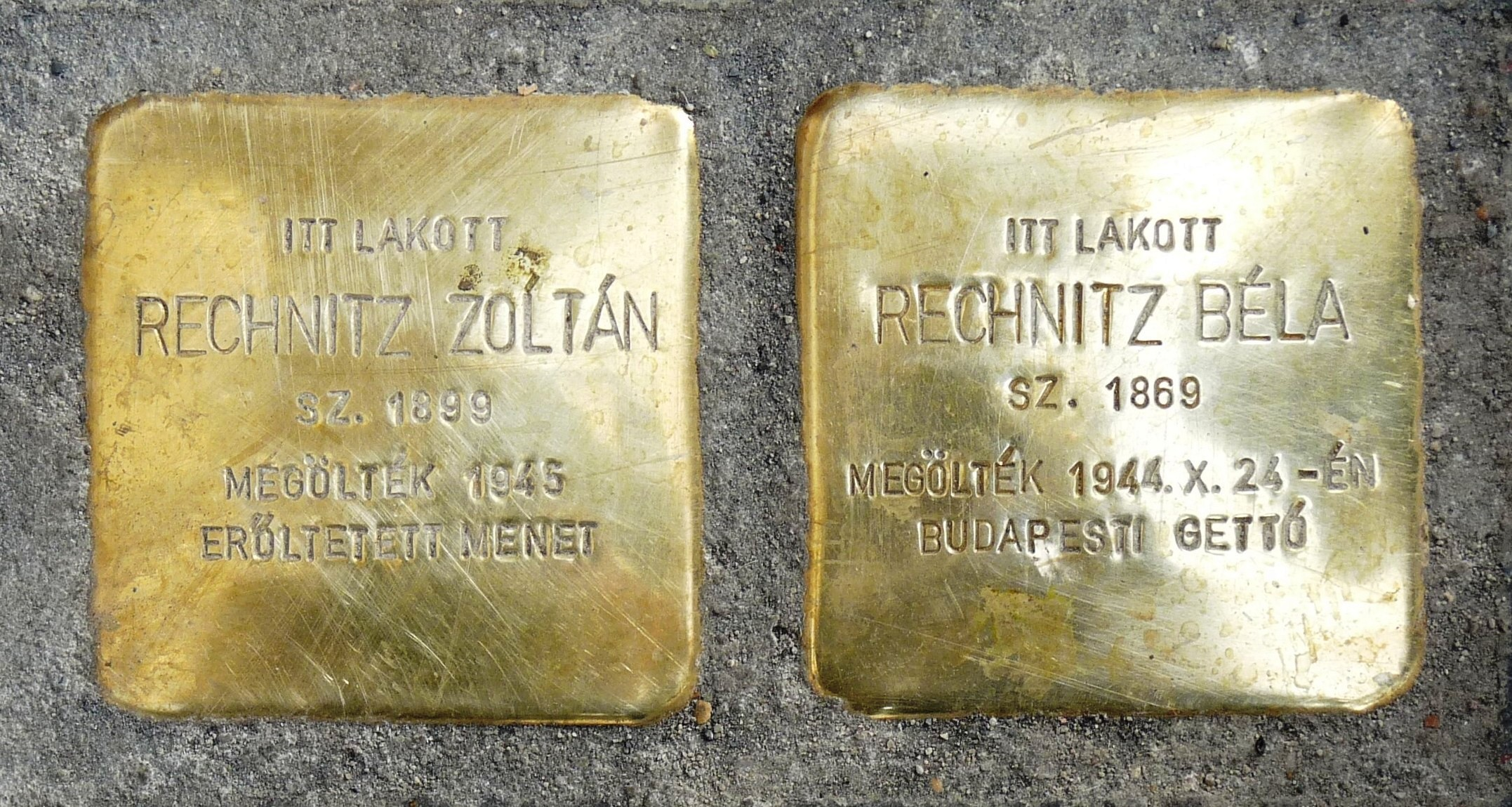
Rechnitz Béla és Rechnitz Zoltán, Aulich utca 3.
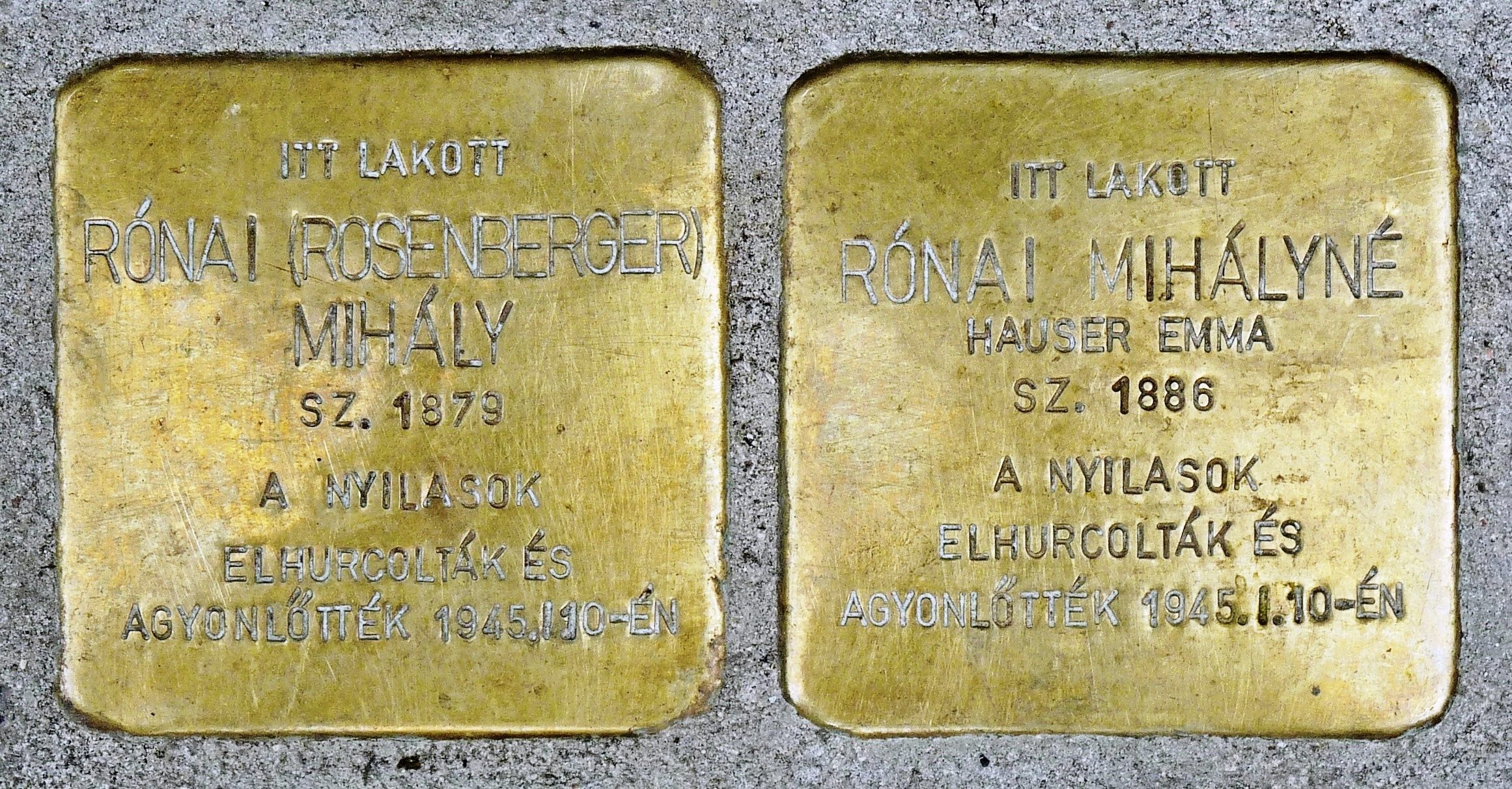
Rónai Mihály és felesége, Alkotmány utca 21.
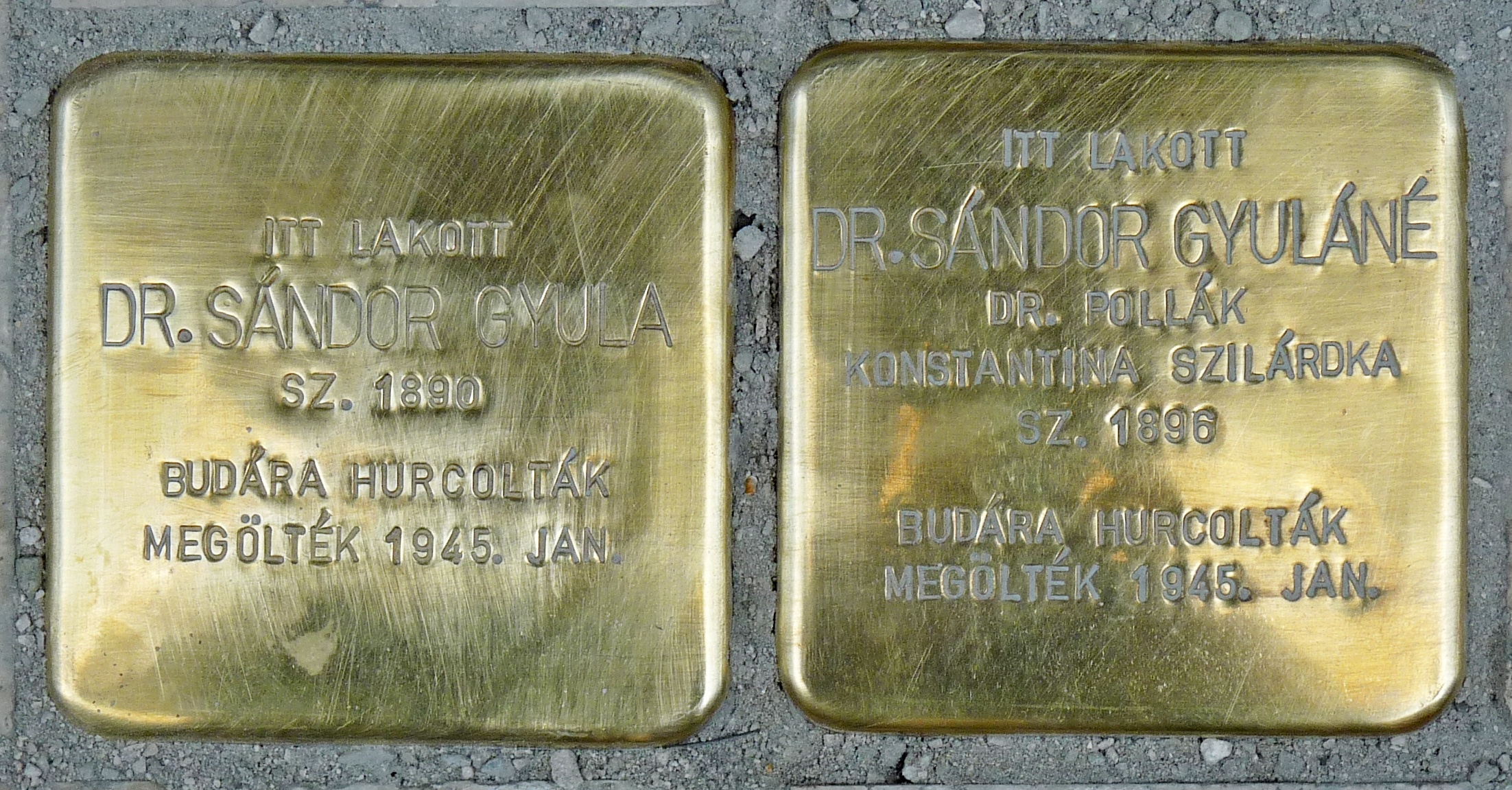
Sándor Gyula és felesége, Október 6. utca 13.
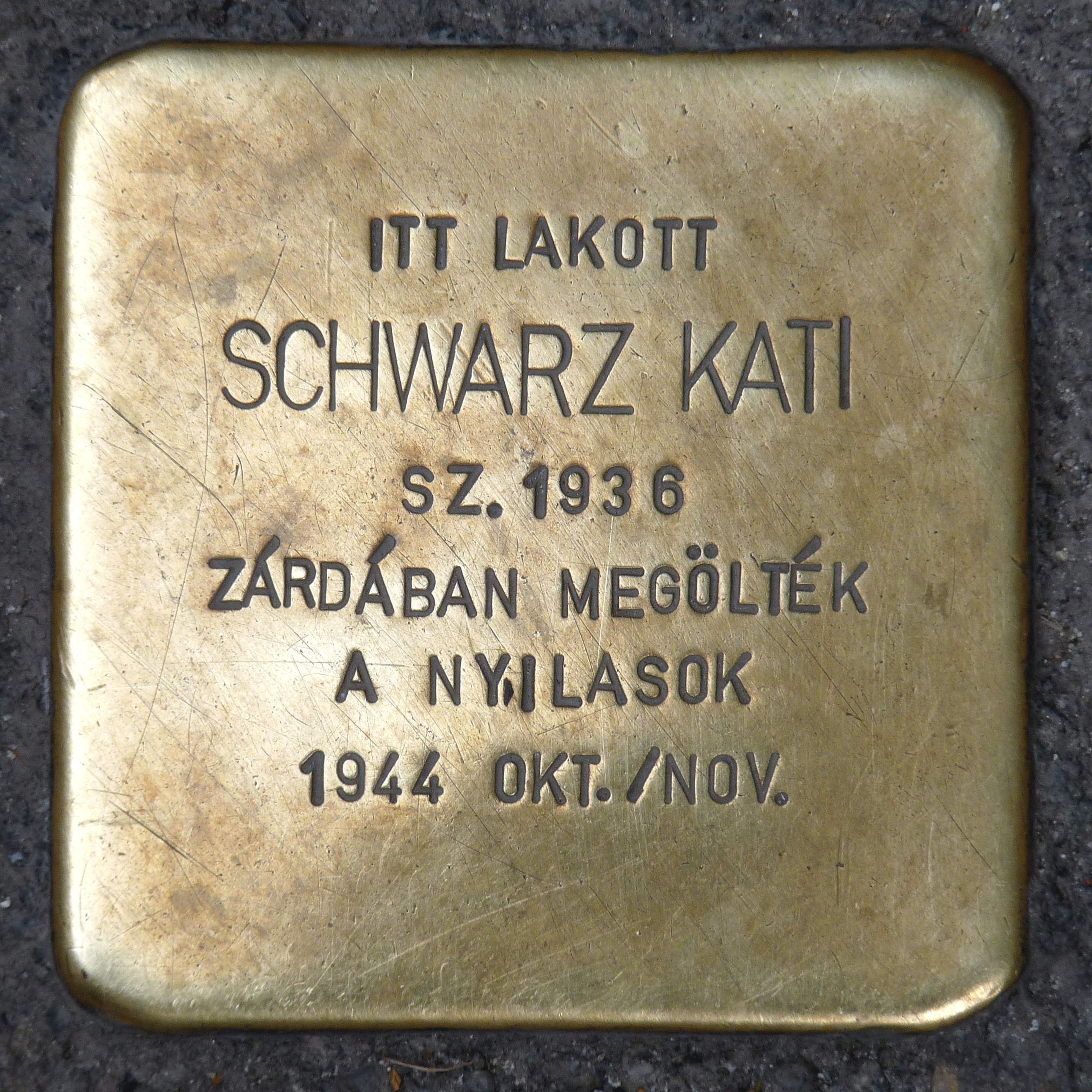
Schwarz Kati, Arany János utca 27.
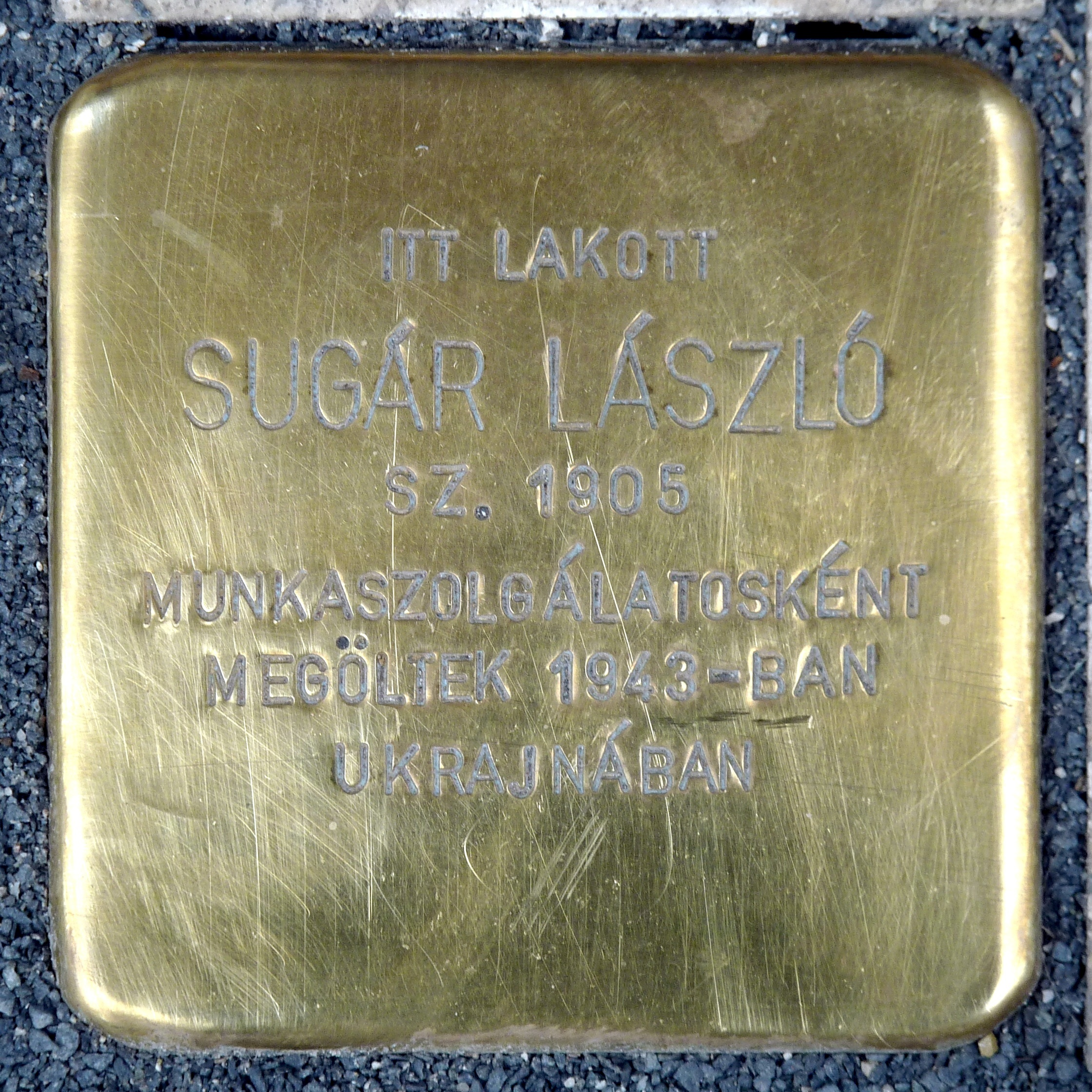
Sugár László,
Október 6. utca 14.

## Utcaindex
| Akadémia utca (1.) Bem József, Klapka György (3.) Hevesy György, Magyar Kémikusok Egyesülete (7.) Fillenz Károly és felesége Alkotmány utca (4.) Ligeti György (6.) Országos Erdészeti Egyesület (9–11.) Nemes-Lampérth József (19.) Kántor Lajos (20.) László Gyula (21.) Rónai Mihály és felesége Apáczai Csere János utca (4.) Richard Wagner Arany János utca (1.) A névadó emléktáblája, Az Akadémia egykori bérháza később könyvtára, Ybl Miklós (27.) Schwarz Kati Aulich utca (3.) Rechnitz Béla, Rechnitz Zoltán, Román András (7.) Mándy Iván (8.) Ady Endre Bajcsy-Zsilinszky út (36–38.) Erdélyi Tamás (38.) Kemény János (78.) Magyar Honvéd napilap Balassi Bálint utca (3.) Balassi Bálint Balaton utca (12.) Országh László Bárczy István utca (5.) a névadó emléktáblája Bástya utca (17.) Pálos bástya Báthory utca (2.) Mieczysław Woroniecki, Konrad Kazimierz Rulikowski, Szilágyi József (5.) Hajós Alfréd (8.) Kormos István (16.) Báthory István (22.) Szerencsi Éva (24.) Ifj. Johann Strauss, Kiss Sándor, Bérczi Béla (26.) Neumann János Bécsi utca (1.) Kondor Béla Belgrád rakpart (2.) Hirschler Imre, Lukács György, Szalay Zoltán (17.) Benkő Gyula (24.) Vámbéry Ármin (26.) Ligeti Lajos (27.) első bölcsőde Curia utca (2.) Curia utca Deák Ferenc tér (4–5.) Győry Vilmos, Ján Kollár, Kossuth Lajos, Petőfi Sándor, Thököly Imre, Székács József, Deák téri evangélikus templom 200. évf. Deák Ferenc utca (1.) Deák Ferenc (15.) Elek Ilona (21.) Marastoni Jakab (23.) Ferenczy Noémi, Iványi-Grünwald Béla, Kmetty János, Medveczky Jenő, Szentiványi Lajos Dorottya utca (1.) Navratil Ákos (2.) Mária Dorottya württembergi hercegnő Egyetem tér (5.) Radnai Béla (5.) Hadik ház, Deák Ferenc Erzsébet tér (3.) Kapuváry Zelma, Vásárhelyi Magda (5.) Mednyánszky Ági (9–10. Meridien Hotel) 1956 emlékére Falk Miksa utca (10.) Labancz Gyula (15.) Láng Rudolf (18–20.) Ferenczy Noémi (24–26.) Dr. Heller Pál (30.) Gábor Dénes Fehér Hajó utca (2–6.) Palotai Boris (5.) Fehér Hajó utca Fejér György utca (6.) Tolnay Klári Ferenciek tere (1.) Belvárosi kávéház (2.) Györffy István (7–8.) Szekrényessy Kálmán (9.) Id. Antall József Ferenczy István utca (12.) Podmaniczky Frigyes Galamb utca (3.) Gerlóczy Gedeon, Rajz János (4.) Ádám Ottó, Demokrata Néppárt Gerlóczy utca (1.) Pollatschick Endre (2.) Zách János Ferenc (11.) Történelmi Igazságtétel Bizottság Haris köz (5.) Haris-bazár Harmincad utca (1.) Harmincadvám Hivatal (6.) Raoul Wallenberg Hold utca (3–5.) Liszt Ferenc (21.) Gábriel Ferenc Honvéd utca (10.) Pallas Nyomda (16.) Györki Imre (18.) Teller Ede (27.) Községi Polgári Fiúiskola Irányi utca (1.) Irányi Dániel Jászai Mari tér (–) Margit híd József Attila utca (2.) A névadó emléktáblája Kálmán Imre utca (10.) Bessenyei Ferenc, Magyar Szociális Népmozgalom (14.) Rodolfo (15.) Goldmann György Kamermayer Károly tér (-) Fáy András Károly körút (22.) Barta Sándor Károlyi utca (9.) Teleki Pál Munkaközösség Kossuth Lajos tér (1–3.) Bibó István; Tisza István és Návay Lajos (4.) csillagos ház (11.) 1956-os emléktáblák, 1848. évi jobbágyfelszabadítás; Balásházy János, Baross László, Cserháti Sándor, Donáth Ferenc, Erdei Ferenc, Fasching Antal, Fejes Sándor, Fleischmann Rudolf, Hankóczy Jenő, Horn Artúr, Károlyi Sándor, Kozma Ferenc, Kvassay Jenő, Losonczy Géza, Marek József, Mathiász János, Nagyváthy János, Okályi Iván, Pethe Ferenc, ’Sigmond Elek, Szabó Gusztáv, Székács Elemér, Tessedik Sámuel, Tolnay Sándor, Ujhelyi Imre, Wágner Károly (12.) Györffy István, Hauszmann Alajos | Kossuth Lajos utca (1.) Klösz György; Melocco János (3.) Ferenczy Károly; Batthyány Lajos és kormánya (19–21.) Petőfi Sándor (22.) Hatvani kapu Magyar utca (14.) Ferenczy István Markó utca (3/a) Tamássy Zdenko (18–20.) Alexander Bernát, Borbás Vince, Gábor Dénes, Karinthy Frigyes, Radnóti Miklós (26.) Id. Markó Károly Március 15. tér (1.) 1848. március 15. (8.) Kadosa Pál Múzeum körút (23–25.) Czuczor Gergely Nádor utca (12.) Kossuth Lajos (19.) Krassó György (22.) 1956-os forradalom Nagy Ignác utca (2–4.) Dávid Ferenc Nyáry Pál utca (4.) Kovács Imre, Familia folyóirat (9.) Karády Katalin Október 6. utca (1.) Hild János és Hild József (11.) Adler Ignác (13.) Sándor Gyula és felesége (14.) Sugár László Papnövelde utca (10.) Balogh Károly Párizsi utca (8.) 1. világháborús postás hősi halottak Petőfi tér (1.) Petőfi Sándor (3–5.) Germanus Gyula, Gerő László, Homoki Nagy István, Kaesz Gyula és Lukáts Kató, Sinkovits Imre Petőfi Sándor utca (8. Katona József Színház előcsarnoka) Bárdos Artúr Piarista köz (1.) Egyetemi Forradalmi Bizottság Piarista utca (1.) Széchenyi István Podmaniczky Frigyes tér (6.) Podmaniczky Frigyes (2 db) Reáltanoda utca (1.) Benedek Elek (19.) Aczél Bertalan Régi posta utca (1–3.) Régi posta utca (2.) Pártos Erzsi (4.) Alsó Duna-rondella (5.) Szabó Sándor Roosevelt tér Lásd: Széchenyi István tér Sas utca (1.) Baumgarten Ferenc Ferdinánd (9.) Ferencz Károly Semmelweis utca (1.) Kovács Béla, Nagy Ferenc, Semmelweis Ignác Stollár Béla utca (3/a) Kardos Tibor (4.) Bernáth Aurél, Pető András (22.) Stollár Béla Sütő utca (2.) Szomory Dezső, Sütő utca Szabadság tér (12.) Mindszenty József Szalay utca (2.) Szalay László (4.) Magyar Mérnöki Kamara, Thoma Frigyes (7.) Szalay László Széchenyi István tér (–) Széchenyi lánchíd; (1. BM. épület) Széchenyi István Széchenyi rakpart (8.) Kogutowicz Manó (13.) Széchenyi István Szemere utca (3–5.) Radnóti Miklós, Szemere Bertalan (6.) Reinitz Béla (12.) Szemere Bertalan Szent István körút (9.) Sándor Kálmán, Somlay Artúr (11.) Országos Kőolaj és Gázipari Tröszt, Varsányi Irén (21.) Regöly-Mérei Gyula Szent István tér (1.) Budapesti Önkéntes Mentőegyesület Szép utca (3.) Esterházy János (5.) Istókovits Kálmán Szerb utca (17–19.) Magyar Élet könyvkiadó Szervita tér (8.) Szervita téri parkolóház Váci utca (1–3.) Váci kapu (12.) Kasztner Rezső (19–21.) Kisfaludy Károly, Vörösmarty Mihály (20.) Pesty Frigyes (38.) Borsody László, Tiszti kaszinó, Vörösmarty Mihály (42.) Korányi Sándor, Kovai Lőrinc, Szendrey-Karper László (43.) XII. Károly svéd király (54.) Kovács Béla (55.) Thurzó Gábor (59.) Rottenbiller Lipót (66.) Vujicsics D. Sztoján, Vujicsics Tihamér (74.) Gubitz András (79.) Lajtha László Városház utca (3–5.) Mátrai Gyula (9.) 26 000 helyreállított budapesti tetőszerkezet (10.) Robert Capa Veres Pálné utca (4–6.) Ady Endre (9.) Keve András (10.) Fekete Tamás (14.) Zsedényi Béla (36.) Vitkovics Mihály (44.) Veres Pálné Vörösmarty tér (4.) Goldberger Leó Zoltán utca (12.) Simon Albert |